# Liste des marques de voitures
 (10 juillet 2025).
 (10 juillet 2025).
Cet article présente une liste non exhaustive de marques de véhicules englobant des voitures, des véhicules utilitaires, des camions et des autobus. Certaines sont des entreprises qui utilisent leur nom d'entreprise comme nom de marque, d'autres sont des filiales ou des divisions de grands groupes, des assembleurs en CKD travaillant sous licence ou des artisans.
La répartition géographique et historique de ces marques reflète la diversité de l’industrie automobile à l’échelle mondiale. En Europe, plusieurs pays possèdent une tradition automobile ancienne, avec une concentration de marques ayant influencé les technologies, le design ou l’organisation industrielle. L’Allemagne, la France, l’Italie et le Royaume-Uni comptent parmi les pays les plus représentés, en raison de leur histoire industrielle, de leurs infrastructures de production, et de la présence de constructeurs actifs sur les marchés mondiaux. En Europe de l’Est et dans les Balkans, certaines marques ont émergé sous des formes étatiques ou régionales, notamment durant la période socialiste, et ont parfois été intégrées à des groupes étrangers après la transition économique.
En Amérique du Nord, l’industrie automobile s’est développée dès le début du XXe siècle, avec l’essor de la production de masse aux États-Unis. Des marques comme Ford, General Motors et Chrysler ont structuré une grande partie du secteur et restent des acteurs majeurs. Le Canada et le Mexique participent également à l’industrie par le biais de l’assemblage et de la sous-traitance, souvent dans le cadre de partenariats avec des multinationales.
En Amérique du Sud, le Brésil et l’Argentine ont vu naître plusieurs marques locales, tout en accueillant des installations de production pour des groupes étrangers. L’activité automobile y est souvent marquée par l’assemblage local de véhicules sous licence, la fabrication pour les marchés régionaux, et un soutien public à certaines initiatives nationales.
En Asie, l’industrialisation rapide a donné lieu à une expansion notable de la production automobile. Le Japon, dès les années 1950, a développé une industrie puissante reposant sur des groupes intégrés, souvent à vocation exportatrice. La Corée du Sud s’est affirmée dans les années 1980 et 1990 avec des marques devenues internationales. La Chine, premier marché mondial en volume depuis les années 2010, a vu naître un grand nombre de marques, certaines soutenues par l’État, d’autres issues du secteur privé. Beaucoup d’entre elles sont orientées vers le marché intérieur, mais certaines développent désormais une stratégie tournée vers l’exportation, en particulier dans le domaine des véhicules électriques. D’autres pays asiatiques, comme l’Inde, l’Iran, l’Indonésie ou la Malaisie, ont également mis en place des industries automobiles avec des constructeurs locaux, à vocation principalement nationale ou régionale.
En Afrique, l’industrie automobile reste en développement, avec des situations très contrastées selon les pays. L’Afrique du Sud possède l’un des secteurs les plus structurés du continent, accueillant plusieurs usines d’assemblage de constructeurs internationaux. D’autres pays comme le Maroc, l’Égypte, le Nigeria ou le Kenya mènent des initiatives visant à encourager l’émergence de marques locales ou la relocalisation partielle de la production. Néanmoins, la majorité des pays africains reste majoritairement consommatrice de véhicules importés, qu’ils soient neufs ou d’occasion.
En Océanie, l’Australie et la Nouvelle-Zélande ont connu une activité automobile significative au XXe siècle, principalement orientée vers l’assemblage local de modèles étrangers. En Australie, certaines marques nationales ont existé, mais la production automobile a cessé dans les années 2010.

## Évolution historique du nombre de marques automobiles

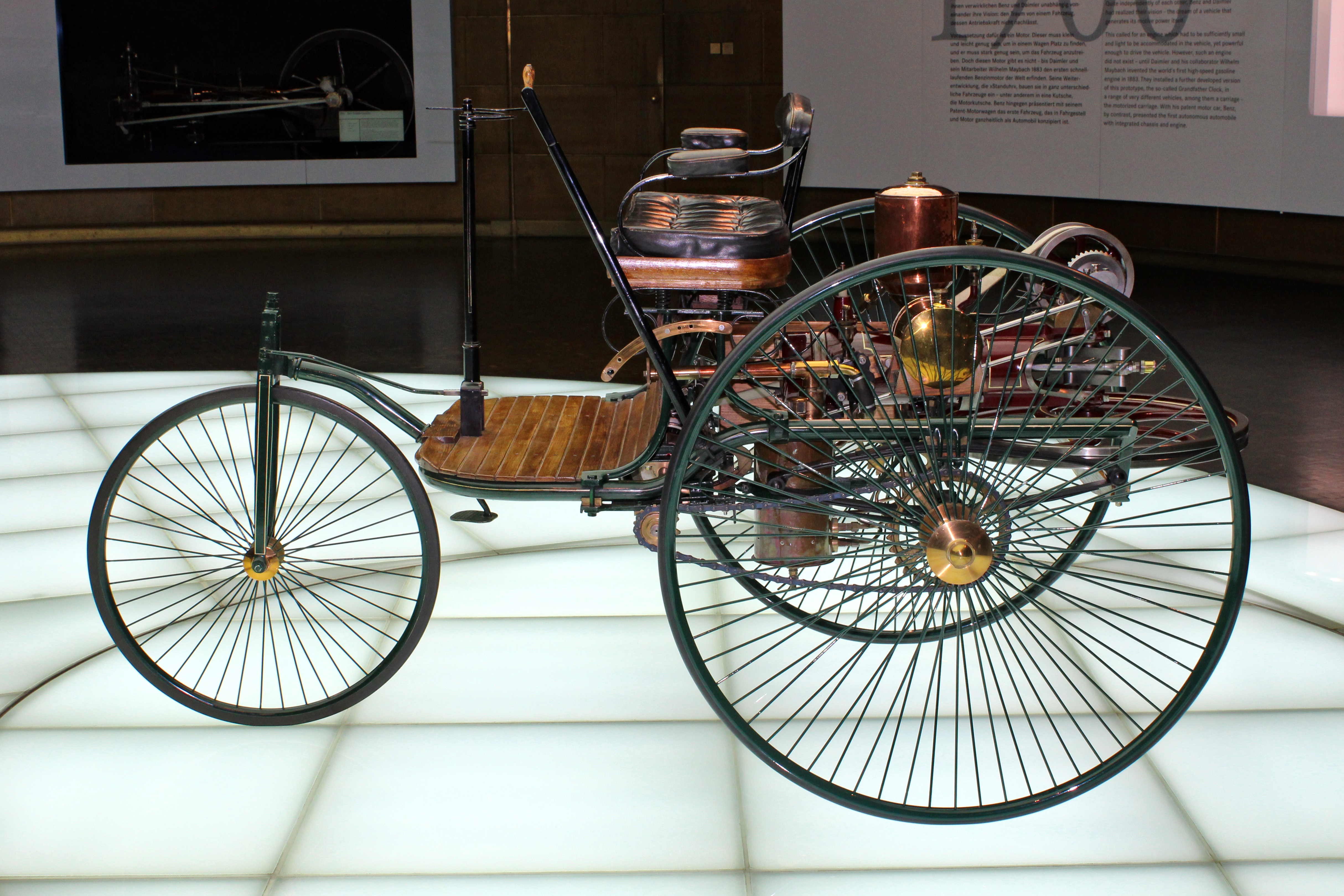
La Benz Patent Motorwagen, considérée comme la première automobile de l'histoire.

L’émergence de l’automobile à la fin du XIXe siècle a entraîné une explosion du nombre de marques, dans un contexte d’expérimentation technique intense et de forte concurrence artisanale. Entre les années 1890 et 1914, des milliers de constructeurs, souvent de petite taille, apparaissent dans toute l’Europe occidentale et en Amérique du Nord, en particulier en France, au Royaume-Uni, en Allemagne et aux États-Unis. La fabrication d'automobiles est alors essentiellement artisanale et repose sur des motorisations à combustion interne, mais aussi sur des véhicules électriques ou à vapeur. Les innovations se multiplient (embrayage, boîte de vitesses, direction, freins, etc.), sans normes ni standardisation, favorisant une diversité extrême de solutions techniques et de modèles. De nombreux ingénieurs, mécaniciens ou industriels se lancent dans la construction d’automobiles, parfois pour une poignée de prototypes ou de véhicules produits en très faibles séries. En France, plus de 300 marques sont répertoriées avant 1910 ; aux États-Unis, plusieurs centaines également. L’absence de procédés industriels standardisés, les difficultés de financement, et l’instabilité des jeunes entreprises entraînent cependant un taux d’échec élevé : la plupart de ces marques ne dépassent pas quelques années d’existence.

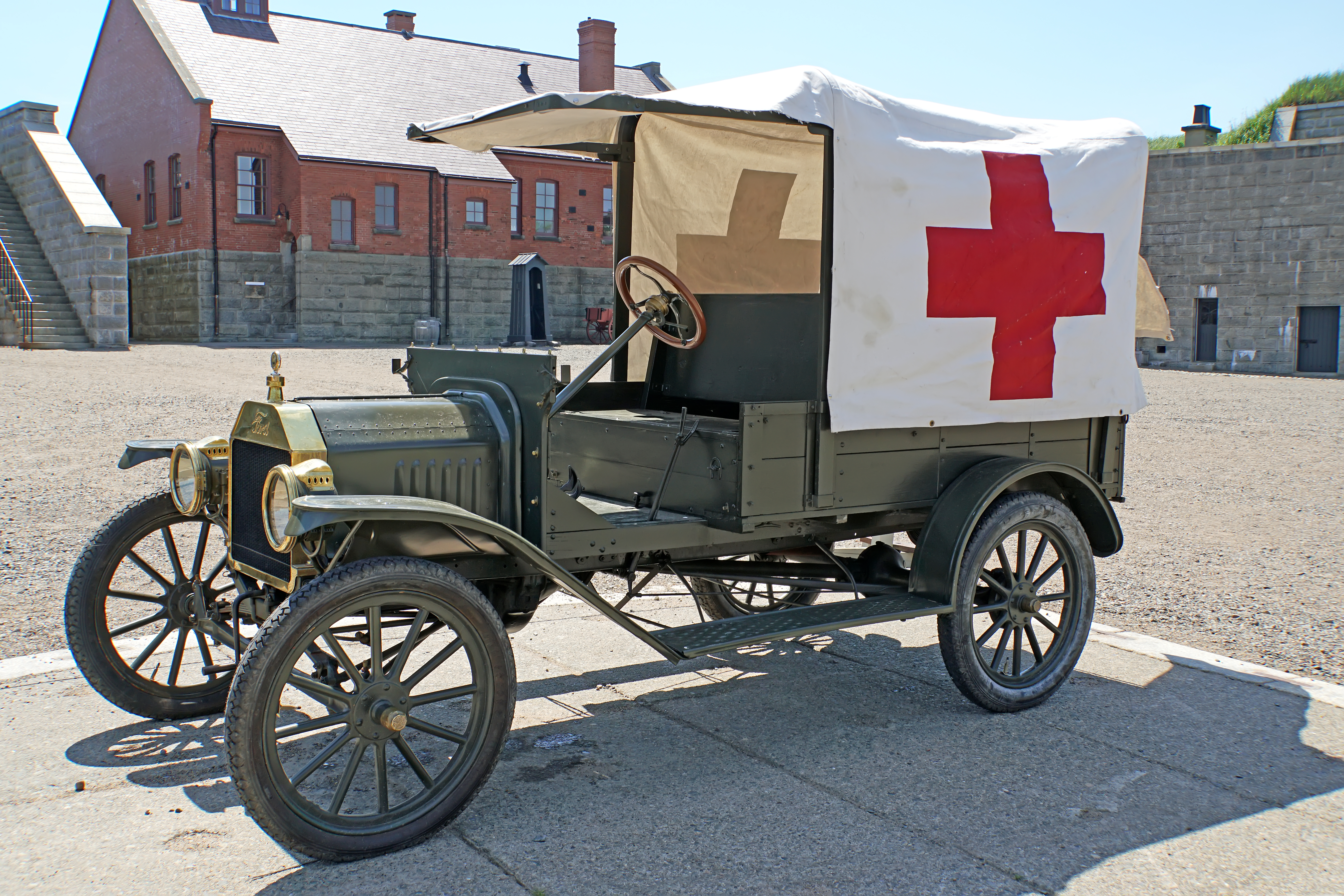
Une Ford Model T adaptée en ambulance.

La Première Guerre mondiale interrompt brutalement cette effervescence. La production automobile est réorientée vers les besoins militaires, avec la fabrication de camions, d’ambulances ou de véhicules blindés. De nombreuses marques disparaissent, incapables de survivre sans clientèle civile ou à cause de la mobilisation du personnel et des ressources. Seuls les constructeurs déjà bien établis, disposant de moyens industriels et capables de reconversion militaire, poursuivent leurs activités dans un cadre très contraint. Dans certains pays, comme en Allemagne ou en Autriche-Hongrie, les difficultés économiques et l’effort de guerre limitent fortement les innovations civiles. La guerre agit comme un filtre économique et industriel, précipitant la fin de nombreux petits constructeurs.
La période de l’entre-deux-guerres, de 1918 à 1939, marque une nouvelle phase d’expansion, mais avec une dynamique différente. Si le nombre total de marques reste élevé, on observe une consolidation progressive du secteur. La production automobile s’industrialise rapidement, notamment aux États-Unis, où Ford, General Motors et Chrysler imposent une domination croissante grâce à la fabrication en grande série et à une logistique rationalisée. En Europe, les grands constructeurs nationaux (Renault, Fiat, Citroën, Opel, Morris, etc.) se renforcent, tandis que de nombreuses petites marques subsistent mais peinent à rivaliser en prix et en volume. Les années 1920 voient aussi l’émergence de marques de prestige (Rolls-Royce, Hispano-Suiza, Bugatti), tandis que la crise économique des années 1930 entraîne la faillite ou l’absorption de nombreuses firmes plus modestes. La concentration se poursuit, et plusieurs gouvernements encouragent la création de champions nationaux. L’évolution technique se poursuit (freins hydrauliques, moteurs à soupapes en tête, carrosseries monocoques), mais avec une standardisation croissante. Le nombre de marques reste élevé, notamment en Europe centrale et en Amérique latine, mais la part de marché des grandes firmes augmente.

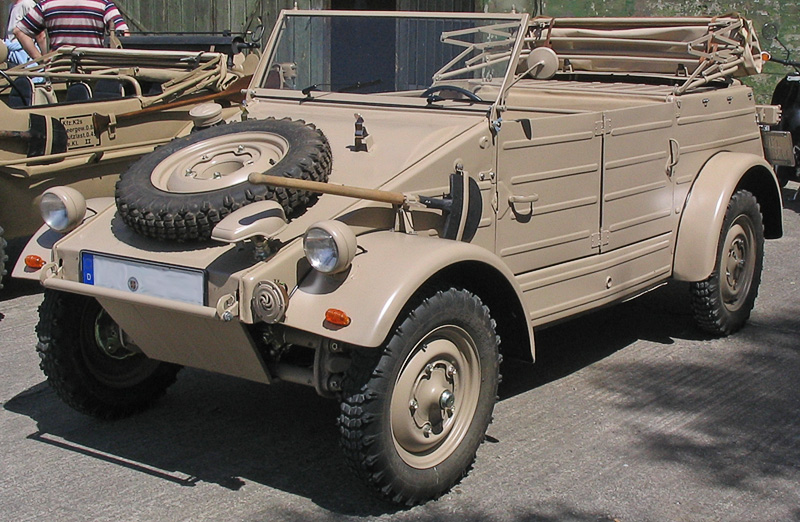
Une Volkswagen Kübelwagen ayant servi durant la Seconde Guerre mondiale.

La Seconde Guerre mondiale provoque une nouvelle rupture. L’industrie automobile civile est presque entièrement suspendue dans les pays belligérants, au profit d’une reconversion vers la production militaire : camions, jeeps, moteurs d’avions, chars, etc. Certaines marques sont nationalisées ou contrôlées par l’État, d’autres endommagées ou détruites par les combats. L’occupation et les bombardements entraînent la disparition ou le déclin de nombreuses marques européennes. Aux États-Unis, en URSS et au Royaume-Uni, quelques grands groupes profitent de la guerre pour renforcer leur savoir-faire industriel, grâce à une production de masse accrue. La guerre accélère également certaines innovations (quatre roues motrices, dieselisation, automatismes), qui seront reprises après 1945 dans la production civile.
Après 1945, l’industrie automobile entre dans une phase de reconstruction et de mondialisation progressive. En Europe, plusieurs marques historiques renaissent ou sont nationalisées (Renault, Škoda, Zastava), tandis que d'autres disparaissent définitivement. La rationalisation industrielle s’accélère : la production en grande série devient la norme, les gammes se simplifient, et l’exportation devient un objectif stratégique. Le Japon émerge rapidement comme un acteur majeur, avec des marques comme Toyota, Nissan ou Honda, qui se développent d’abord sur le marché intérieur avant de conquérir l’Amérique du Nord et l’Europe à partir des années 1970. Dans le même temps, l’Amérique latine, l’URSS, l’Inde ou la Corée du Sud développent leurs propres constructeurs nationaux, souvent sous licence ou avec le soutien de gouvernements. À partir des années 1980, les fusions, alliances et absorptions se multiplient, donnant naissance à des groupes multimarques (Volkswagen Group, Stellantis, DaimlerChrysler, etc.). Le nombre de marques visibles reste élevé, mais beaucoup sont en réalité des divisions de groupes mondiaux. À partir des années 2000, la Chine devient un acteur central, avec des dizaines de nouvelles marques soutenues par l’État. Le début du XXIe siècle voit aussi l’apparition de nombreuses marques centrées sur le luxe ou sur les technologies électriques, comme Tesla, Lucid ou Rimac, souvent financées par le capital-risque. La tendance globale reste toutefois à la concentration, à la délocalisation, et à la spécialisation.

## Afrique du Sud
L’Afrique du Sud possède une longue tradition dans l’industrie automobile, débutant dès le début du XXe siècle. Si le pays n’est pas à l’origine de l’invention de l’automobile, il a rapidement vu apparaître les premiers véhicules importés, majoritairement depuis le Royaume-Uni, les États-Unis et l’Europe continentale. Dès les années 1920, plusieurs constructeurs étrangers y établissent des lignes d’assemblage locales, principalement en raison de la position géographique stratégique du pays, de la disponibilité de main-d'œuvre et du développement progressif d’un marché intérieur.
L’industrialisation automobile sud-africaine prend véritablement son essor après la Seconde Guerre mondiale. Dans les années 1950 et 1960, les autorités instaurent des politiques d'encouragement à l’assemblage local, avec des exigences croissantes de contenu local (local content). De nombreux constructeurs mondiaux, tels que Ford, General Motors, Volkswagen, Toyota ou Nissan, s’y implantent en installant des usines ou en signant des accords avec des partenaires sud-africains. Ces opérations consistent souvent en des assemblages en CKD (completely knocked down), où les pièces sont importées pour être assemblées localement.
L’industrie automobile devient alors un pilier important de l’économie sud-africaine, à la fois pour le marché intérieur, soutenu par la croissance urbaine, et pour les exportations, notamment vers les pays voisins et, à partir des années 2000, vers l’Europe, l’Asie ou l’Australie. Le secteur joue également un rôle dans le développement des infrastructures, de la logistique portuaire (notamment à Durban) et de la sous-traitance industrielle (mécanique, tôlerie, plasturgie, etc.).
L’apartheid, en place jusqu’en 1994, a toutefois un impact sur les relations internationales : certaines entreprises se désengagent temporairement ou vendent leurs intérêts locaux. Malgré cela, la production automobile se poursuit et des marques locales voient le jour, à l’image de Perana (liée à Ford), ou de petites séries artisanales destinées au marché national.
Après la transition démocratique de 1994, le pays renforce son intégration dans les chaînes de valeur mondiales. Le gouvernement met en place plusieurs programmes d’aide à l’industrie automobile, notamment le Motor Industry Development Programme (MIDP) puis le Automotive Production and Development Programme (APDP), destinés à stimuler l’investissement, l’emploi et les exportations. Ces politiques attirent de nouveaux capitaux étrangers et favorisent la modernisation des outils de production.

L'usine BMW à Rosslyn.

Aujourd’hui, l’Afrique du Sud est le premier producteur automobile du continent africain. Plusieurs grands constructeurs y opèrent des usines majeures, dont Volkswagen à Uitenhage, BMW à Rosslyn, Mercedes-Benz à East London, Toyota à Prospecton (Durban), Ford à Silverton, ou encore Nissan et Isuzu. Ces usines produisent aussi bien pour le marché local que pour l’export, et certains modèles fabriqués en Afrique du Sud sont exclusivement destinés à l’exportation.
Le pays abrite également une petite scène de constructeurs locaux et de préparateurs, comme Birkin Cars (spécialisé dans les répliques de Lotus Seven), Paramount Group (véhicules militaires et blindés), ou encore des projets ponctuels de voitures électriques ou artisanales.
L’industrie fait aujourd’hui face à des défis importants : montée en puissance de la concurrence asiatique, transition vers les véhicules électriques dans un contexte d’infrastructures électriques instables, nécessité de formation continue de la main-d'œuvre, mais aussi opportunités liées à la position stratégique du pays en Afrique australe et à l’existence d’un écosystème industriel mature.
Ainsi, l’automobile sud-africaine illustre un modèle d’industrialisation régionale adossé à des groupes internationaux, combinant production locale, expertise technique, et intégration progressive dans les marchés mondiaux.

### Marques actives

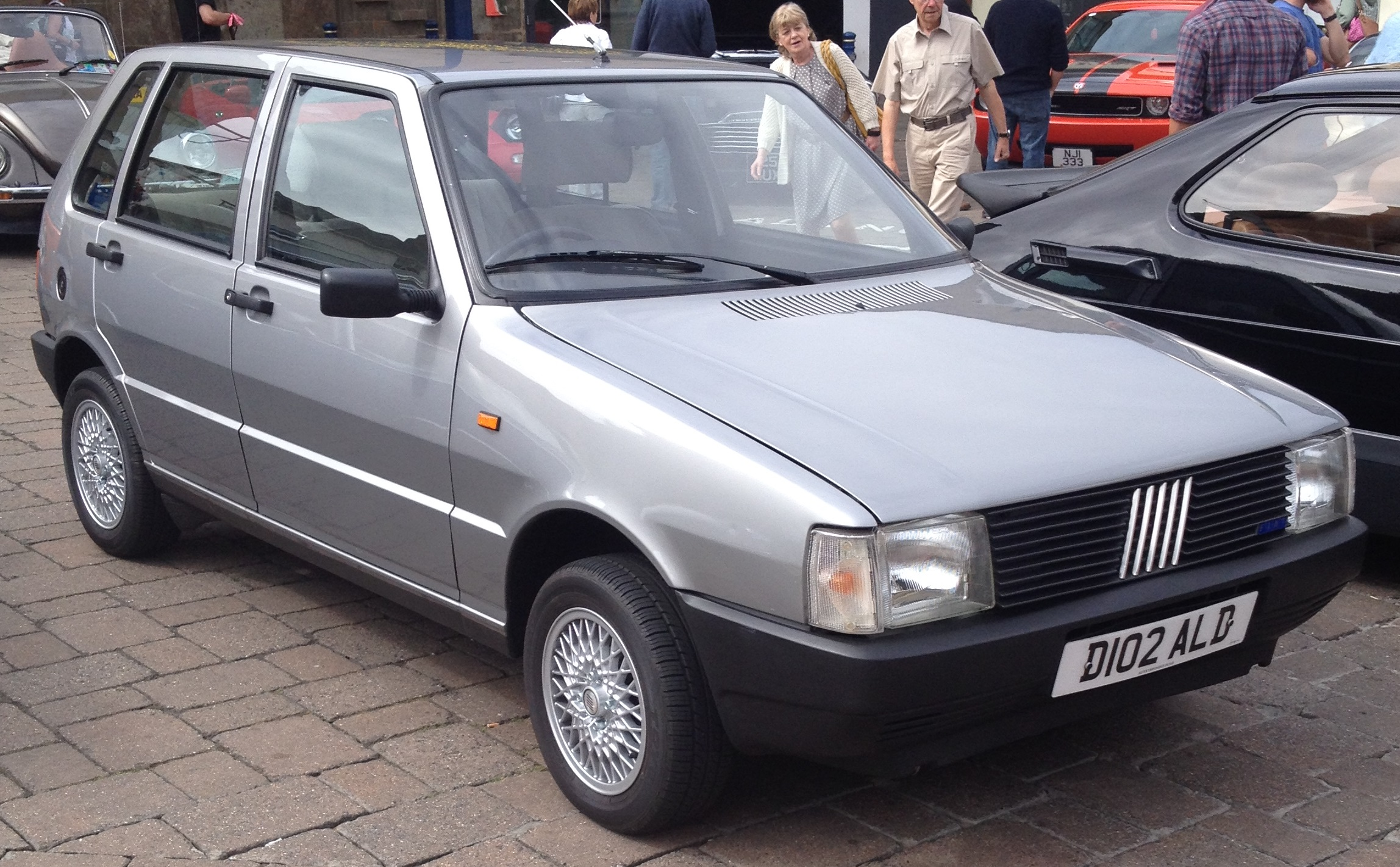
Fiat Uno
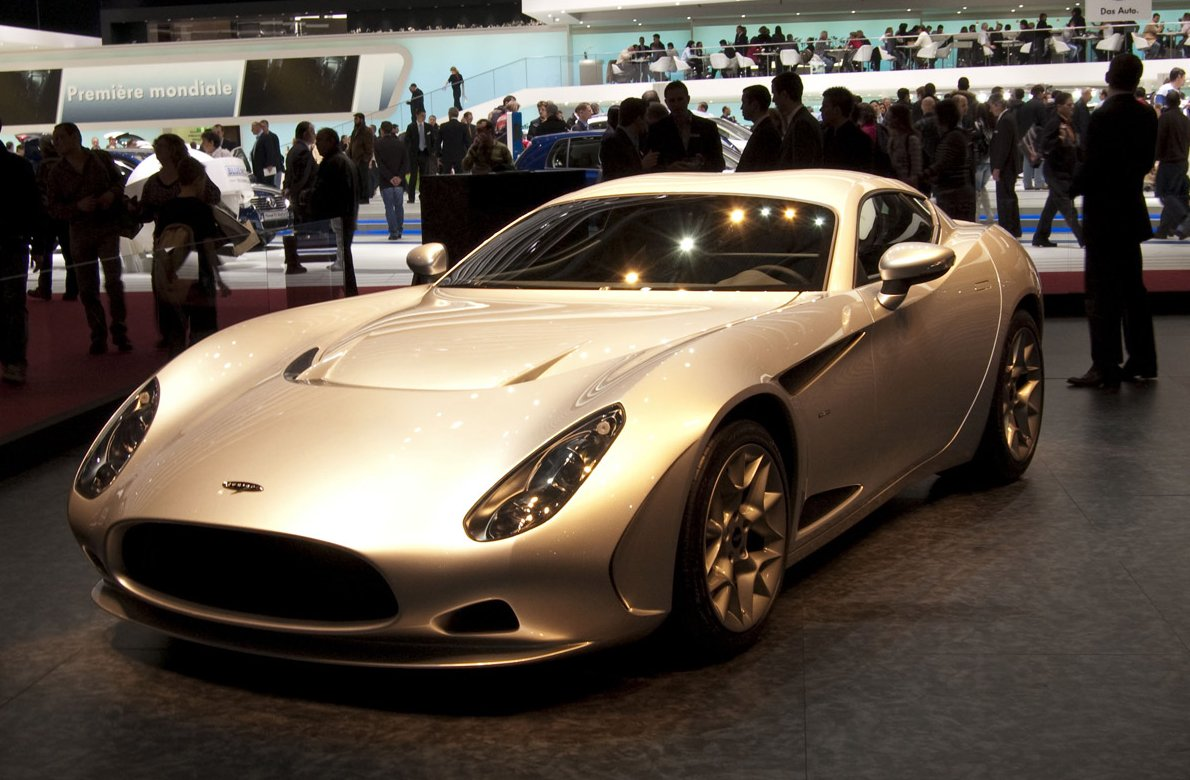
Perana Z-One
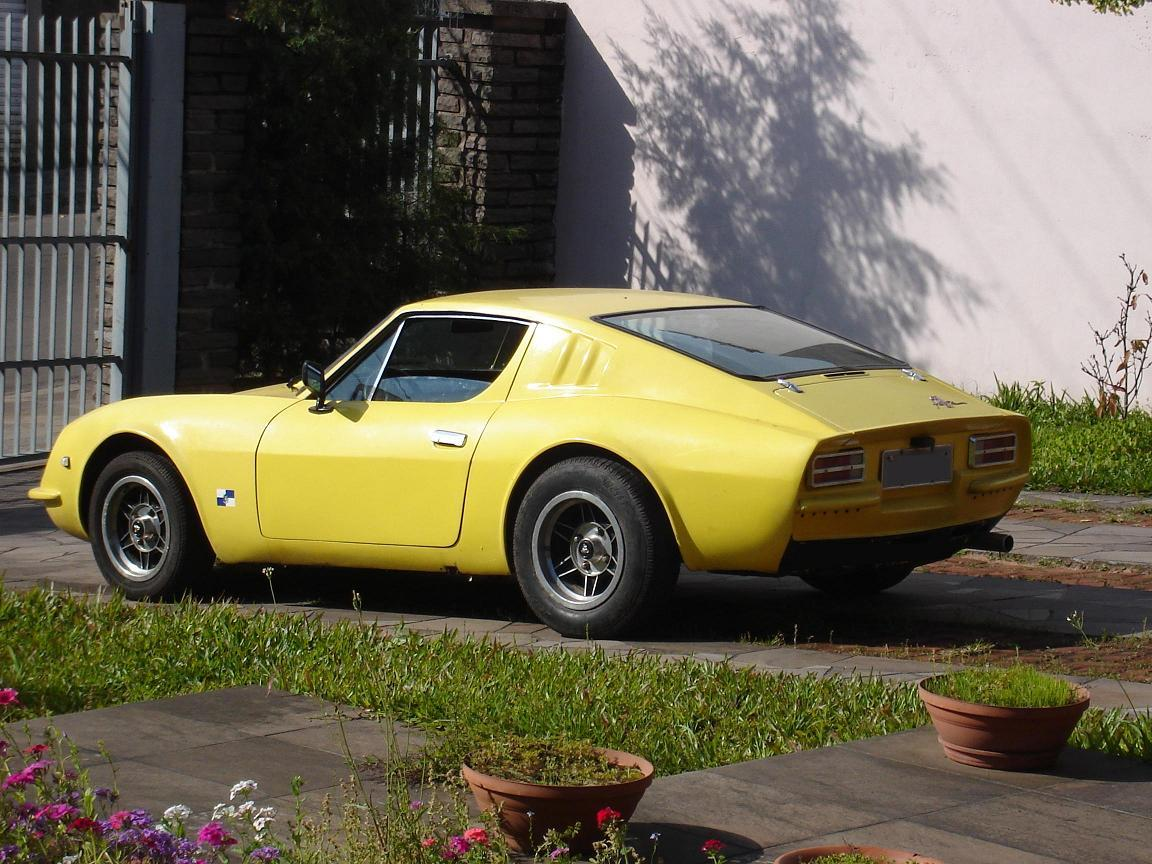
Puma GTE

- Birkin Cars (1982–présent)[1] : constructeur basé à Durban, célèbre pour ses répliques du modèle Lotus Seven (le S3 Roadster), vendu en kit ou prêt à rouler, y compris à l’export
- BMW South Africa (en) (1975-présent)[2] : usine de Rosslyn, première usine BMW hors d’Allemagne, produisant aussi des modèles hautes performances
- Ford Motor Company of Southern Africa (en) (1923-1988 / 1998-présent)[3] : retrait de Ford en 1988 pour cause d'apartheid
- Harper Sports Cars (2014–présent)[4] : petit constructeur de voitures de sport sud-africain
- Hyundai Automotive South Africa (en) (1999-présent)[5] : usine locale d’assemblage (partagée avec Kia), apparaît dans le top des ventes
- IVECO South Africa Works - ASAW[6] : usine d’assemblage et production de véhicules utilitaires lourds
- General Motors South Africa (en) (1929-1986) / (1986-2003) Delta Motor / (2004-présent)[7]
- Hi-Tech Automotive (1996–présent)[8] : spécialisé dans des voitures sportives ou répliques à faible volume
- Mahindra South Africa (2018-présent) : sert le segment utilitaire sud‑africain
- Mercedes-Benz South Africa (en) (1962-présent)[9] : usine d’assemblage, présence forte dans le marché haut de gamme
- Nissan South Africa (en) (1966-présent)[10] : a aussi assemblé sous licence les modèles Fiat Uno, Palio, Siena & Strada de 1988 à 2008
- Perana (1967–1996, 2007–présent)[11] : née d’un préparateur Ford historique, relancée avec la Z‑One conçue avec Zagato, production en faible quantité
- Puma (1973–1974, 1989–1991, 2006–présent) : marque sportive et réplicative, rebondit après des périodes d’inactivité
- Uri (en) (1995–présent)[12] : construit des véhicules tout-terrain et blindés, usage civil et militaire
- Volkswagen South Africa (en) (1951-présent)[13] : usine principale à Kariega (ex-SAMAD), production locale de la Polo, modèles Volkswagen et Audi, reconnue pour ses performances environnementales

- Fiat Uno
- Perana Z-One
- Puma GTE

### Marques disparues
- Alfa Romeo South Africa (1962-1984)[14] : assemblage local de modèles italiens, fermeture liée au retrait progressif sur le marché
- Badsey (1979–1983) : société transférée aux États-Unis[15]
- C.D.A. (Cars Distributors Assemblers) : assemblage de voitures de toutes marques
- Eagle (en)[16]
- Delta Motor Corporation (en) (1986-2004)[17] : réintégrée dans General Motors South Africa en 2004
- Fiat South Africa (1950-1978)[18] : usine ferme sous l’embargo, production transférée à Alfa Romeo à Brits
- Glass (en) (1958–1964)[19] : constructeur local de sportives en fibre (Dart, Flamingo)
- Shaka (Advanced Automotive Design) (en) (1995–2012) : constructeur de voitures de sport comme la Giotto et Nynya
- Superformance (1992–1996)[20] : version antérieure de la marque actuelle Hi-Tech
- Optimal Energy (en) (2008–2012) : développe la berline électrique Joule, projet abandonné
- Ranger (1968–1975) :  marque GM-port Elizabeth, inspirée de l’Opel Rekord, exportée en Occident
- Rosslyn Motor Assemblies (années 1970) : usine d’assemblage (GM, Ford, etc.)
- Samcor (en) - South African Motor Corporation (1985-1998)[21] prend la suite de Ford & Mazda après le retrait de Ford pour cause d'apartheid

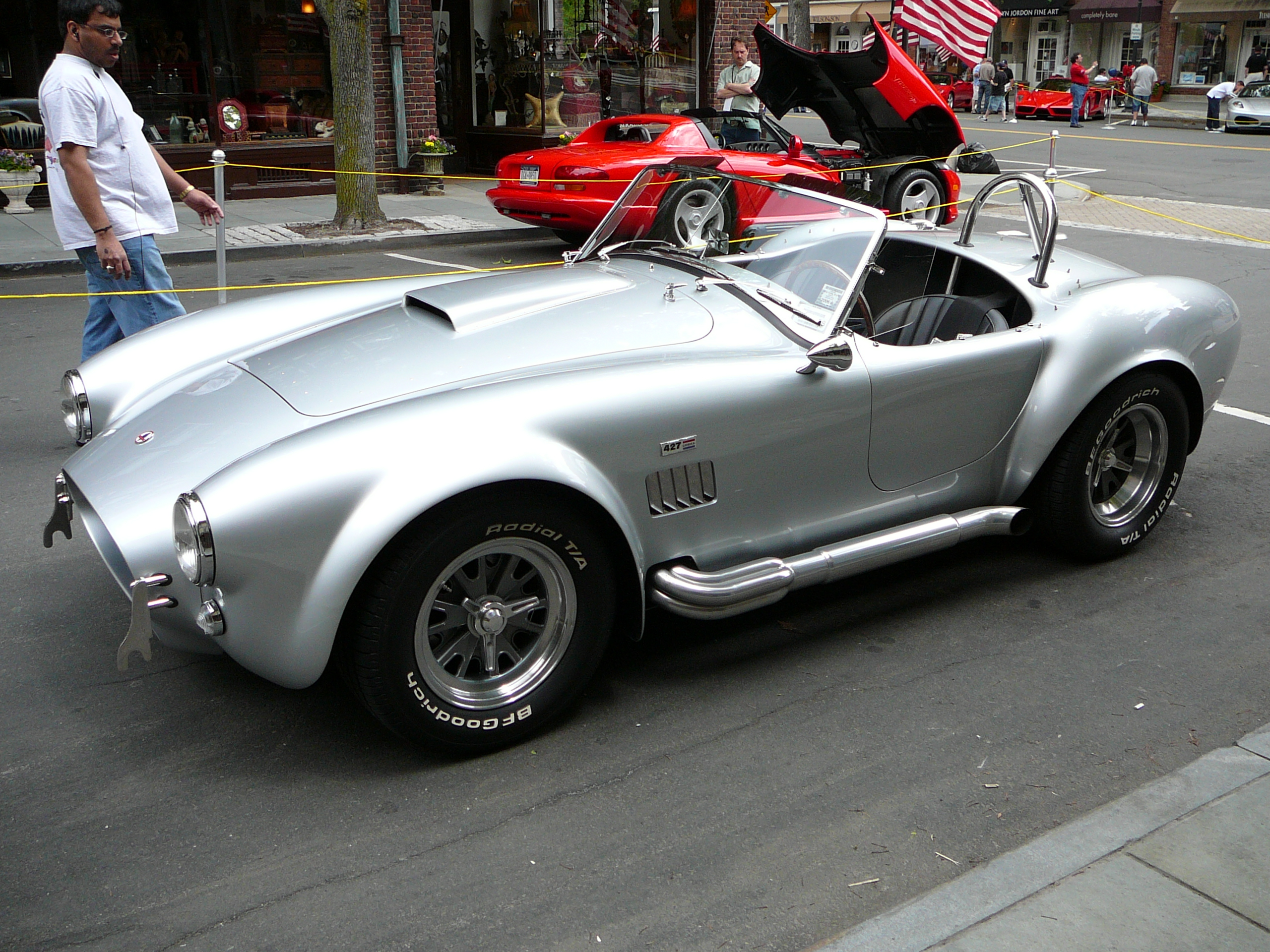
Shelby Superperformance (Hi-Tech)

## Algérie
L’histoire de l’automobile en Algérie s’inscrit dans un contexte colonial, industriel et politique complexe. Introduite dès la fin du XIXe siècle pendant la période française, l’automobile fait son apparition dans les grandes villes algériennes à travers des importations venues directement de métropole. Les premières voitures en circulation sont alors réservées aux colons ou à des usages administratifs et militaires. Durant la première moitié du XXe siècle, la voiture reste un objet rare, utilisé surtout par les élites et les structures institutionnelles. Aucun constructeur local ne se développe véritablement, et l'ensemble du parc automobile dépend des importations et de l’entretien assuré localement.
Après l’indépendance en 1962, l’Algérie entame une politique de développement industriel nationalisé, visant à créer une base productive dans différents secteurs, dont l’automobile. C’est dans ce cadre qu’est fondée en 1967 la Société nationale des véhicules industriels (SONACOME), destinée à fabriquer des camions, bus et véhicules utilitaires légers. L’État met en place un système industriel centralisé, tourné principalement vers les besoins de l’économie planifiée, notamment le transport de marchandises, les services publics et le secteur militaire. Parmi les productions notables de cette époque figure la fabrication sous licence de camions Berliet, puis Renault Véhicules Industriels, dans des usines comme celle de Rouiba (près d’Alger). En parallèle, les véhicules de tourisme restent importés, principalement depuis la France (Renault, Peugeot, Citroën).
Dans les années 1980, la baisse des prix du pétrole et la crise économique entraînent un ralentissement général de l’industrialisation, y compris dans le secteur automobile. L’ouverture progressive du marché au cours des années 1990 permet aux importations de reprendre à grande échelle, tandis que les capacités locales de production restent limitées. Durant cette période, l’automobile devient un bien de consommation convoité mais difficile d’accès, en raison des contraintes douanières, de la fiscalité et du faible pouvoir d’achat.
À partir des années 2000, face au déséquilibre croissant entre importations massives de véhicules et production locale quasiment inexistante, les autorités algériennes adoptent des politiques visant à relancer une industrie nationale. La stratégie mise en œuvre repose sur l’installation d’unités d’assemblage en CKD/SKD (completely knocked down/semi knocked down), dans le cadre de partenariats avec des constructeurs étrangers. Plusieurs projets sont ainsi lancés : Renault Algérie Production inaugure une usine à Oued Tlelat (Oran) en 2014 pour assembler la Symbol, suivi par Volkswagen (SOVAC), Hyundai, Kia, ou Mercedes-Benz (via la SNVI et le ministère de la Défense), mais ces projets sont parfois plus orientés vers le montage que vers une véritable industrialisation locale.
Toutefois, ces initiatives s’accompagnent de nombreuses controverses. L’encadrement réglementaire fluctue, les taux d’intégration locale restent faibles, et certains montages sont accusés de constituer essentiellement des opérations d’importation déguisée. Entre 2019 et 2021, de nombreuses unités sont suspendues, et plusieurs industriels ou responsables sont poursuivis pour des affaires de corruption, dans un contexte de révision plus large des politiques économiques. En conséquence, le pays revient provisoirement à un régime d’importation contrôlée pour répondre à la demande intérieure.
En parallèle, le parc automobile algérien, estimé à plus de 6 millions de véhicules, est en majorité composé de modèles âgés, avec une part importante de voitures d’occasion. Les transports individuels restent majoritaires dans les usages quotidiens, notamment en dehors des grandes agglomérations, bien que des projets d’infrastructures de transport en commun aient été lancés dans certaines villes (tramways, métro d’Alger, etc.).
Aujourd’hui, l’Algérie cherche à relancer l’activité industrielle automobile sur de nouvelles bases. En 2022, les autorités annoncent un retour encadré des importations de véhicules neufs, ainsi qu’une révision du cahier des charges pour l’implantation de nouvelles usines de production ou d’assemblage. En 2023, Fiat (Stellantis) démarre une production à Oran, marquant la volonté d’attirer des investissements plus structurants, avec des objectifs d’intégration locale, de création d’emploi et, à terme, d’exportation.

### Marques actives
- Chery (2025-présent) : usine à Bordj Bou Arreridj, production estimée à environ 24 000 véhicules par an ; jusqu’à 100 000 par an
- Great Wall Motors : usine à Aïn Défla pour Haval, Tank, Poer
- Hyundai (CIMA Motors) : environ 3 000 voitures/an initialement
- JAC Motors (2025-présent) : usine à Aïn Témouchent
- Jetour (2024-présent) : usine à Batna, début de production en fin 2025
- IVAL : assemble les camions IVECO[22]
- Iveco (2025-présent)
- Mercedes-Benz Algeria (en) (2012-présent)
- Renault Algérie-RAP (2014-présent) : voitures de tourisme[23]
- Rheinmetal Algeria : véhicules blindés militaires
- SAFAV-MB : assemble les automobiles Mercedes-Benz[24]
- SAPPL-MB : assemble les camions Mercedes-Benz[25]
- Scania (2003 - JV avec Mavia) : camions (300 ex annuels)
- SNVI (ex SONACOME) (1981-présent) : camions civils et militaires, autobus[26]
- SOVAC : assemble les modèles Audi, Seat, Škoda et Volkswagen en CKD
- Stellantis (2023-présent) : basé à Tafraoui (Oran), produit des véhicules

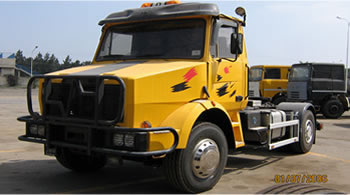
SNVI TC 260
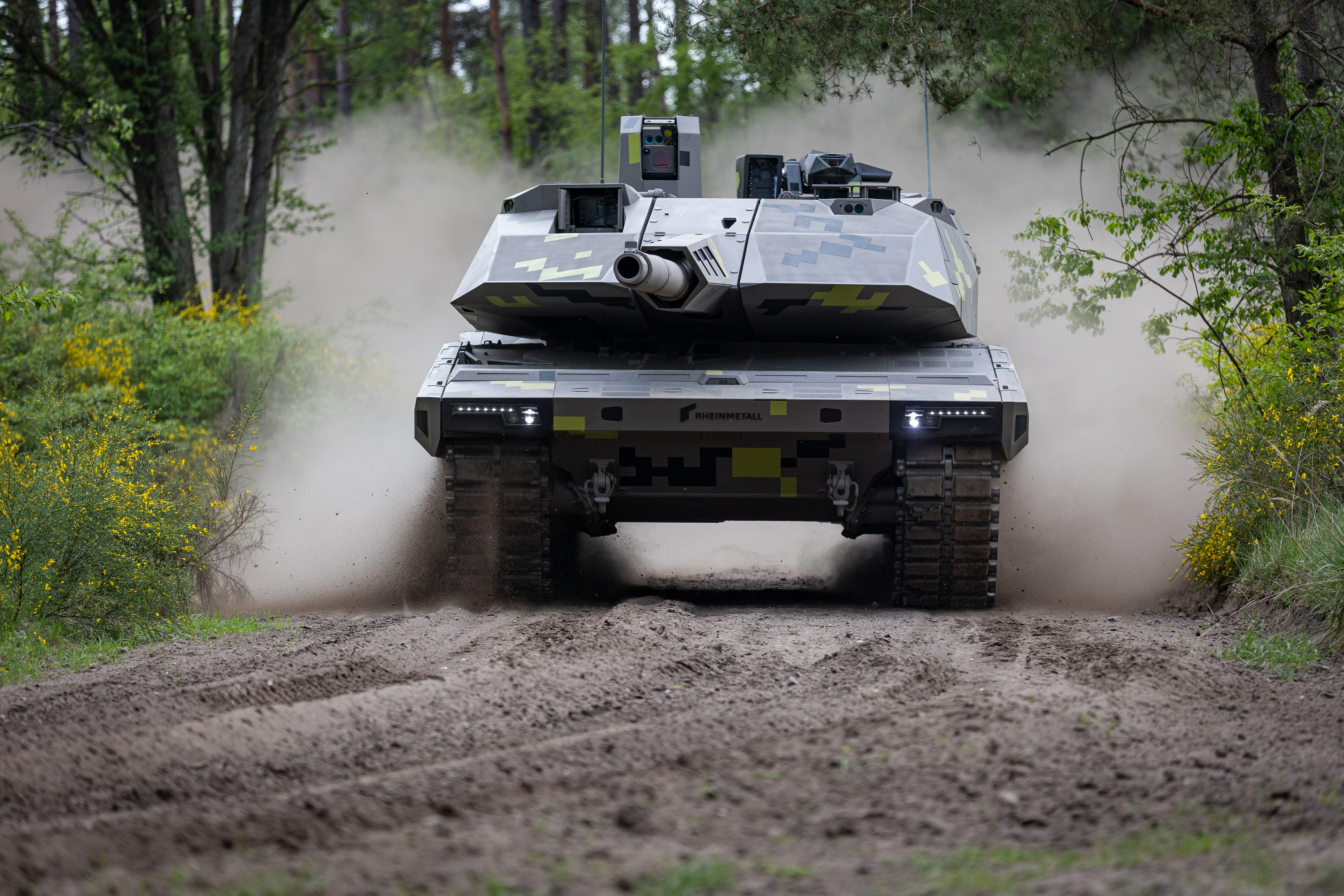
Rheinmetall KF51

### Marques disparues
- C.A.R.A.L. (Renault Algérie) (1959-1971) : fermeture, retrait de Renault et nationalisation[27]
- S.A.A.B. (Société Africaine des Automobiles Berliet) : filiale algérienne de Berliet (1957-1966), camions civils et autobus - nationalisé à 50 % en 1964, fermeture en 1966[28]
- SONACOME (1967-1980) : intégré dans SNVI[29]

## Allemagne

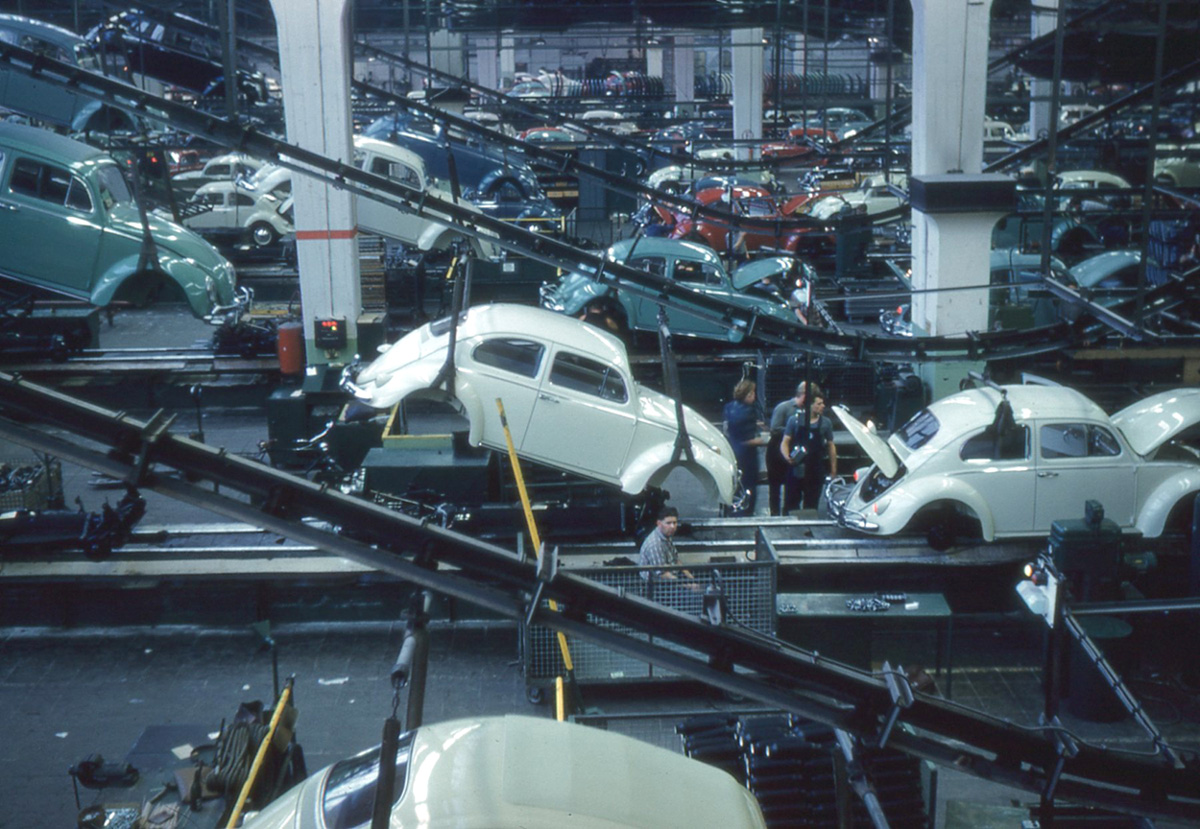
La ligne d'assemblage de la Volkswagen Coccinelle, au siège, à Wolfsburg.

L’Allemagne est l’un des berceaux de l’industrie automobile mondiale : en 1886, Gottlieb Daimler et Carl Benz inventent séparément le véhicule automobile à moteur thermique – une première mondiale. Le XXe siècle voit l’émergence de marques prestigieuses : Mercedes-Benz (fusion de Daimler et Benz en 1926), puis Auto Union (réunissant DKW, Audi, Horch, Wanderer) en 1932. Après la Seconde Guerre mondiale, la reconstruction donne naissance à Volkswagen en 1937, avec la Coccinelle (1938) et, dans les années 1950‑1970, des marques comme BMW, Opel et Porsche se renforcent. Aujourd’hui, l’Allemagne reste une puissance industrielle, avec les groupes Volkswagen, Daimler/Mercedes‑Benz, BMW, Audi, Porsche et Opel, qui constituent l’un des plus grands marchés automobiles au monde, soutenus par un réseau dense d’usines et une chaîne d'approvisionnement hautement intégrée.
L'histoire automobile allemande se caractérise par une innovation technique continue, un lien fort entre industrie et ingénierie, ainsi qu’une capacité à traverser les bouleversements politiques et économiques du XXe siècle. Dès la fin du XIXe siècle, les premières motorisations à explosion développées par Benz et Daimler ouvrent la voie à la création d’ateliers automobiles qui deviendront progressivement des entreprises majeures. Au début du XXe siècle, de nombreuses marques voient le jour, souvent issues de régions industrielles dynamiques comme la Rhénanie, la Saxe ou la Bavière.
Durant l’entre-deux-guerres, l’Allemagne développe une industrie automobile structurée, marquée notamment par la fusion de plusieurs marques au sein d’Auto Union, tout en conservant une production artisanale dans certaines régions. La période nazie est marquée par la création de Volkswagen à des fins de motorisation de masse et par le développement de véhicules militaires. La Seconde Guerre mondiale interrompt brutalement les productions civiles, et les usines sont souvent réquisitionnées ou détruites.
L’après-guerre est une période charnière. En Allemagne de l’Ouest, les grandes marques parviennent à se reconstruire, parfois avec l’aide des Alliés. Volkswagen se développe autour de la Coccinelle, BMW renaît difficilement avant de se spécialiser dans les berlines sportives, tandis que Mercedes-Benz renforce sa réputation dans le luxe et la fiabilité. En Allemagne de l’Est, l’industrie est nationalisée sous le régime socialiste et donne naissance à des marques comme Trabant et Wartburg, avec des moyens techniques plus limités.
À partir des années 1970, l’industrie allemande connaît une modernisation progressive, intégrant l’automatisation, la robotisation et une forte spécialisation des chaînes d’assemblage. L’exportation devient un pilier de la stratégie industrielle. Les années 1990 marquent la réunification et l’intégration progressive des usines de l’ex-RDA dans l’économie de marché. De nouvelles marques ou filiales se développent, notamment dans le groupe Volkswagen avec le rachat de marques étrangères comme Seat ou Škoda, et la relance d’Audi.
Le XXIe siècle est marqué par l’électrification progressive du secteur, la montée en puissance des technologies embarquées, les débats sur les émissions de CO₂ et le diesel, ainsi que la diversification des modes de mobilité. Malgré ces défis, l’industrie allemande reste très influente à l’échelle internationale, avec une forte concentration de marques globales et une présence importante dans les segments premium, sportifs et utilitaires. Le pays investit massivement dans la transition vers les véhicules électriques, autonomes et connectés, tout en maintenant une structure industrielle très intégrée, avec des fournisseurs et équipementiers de premier plan (Bosch, ZF, Continental, etc.).
Enfin, le tissu industriel s’appuie sur une coopération entre centres de recherche, universités techniques, centres d’essais et une culture de l’ingénierie largement ancrée. Des pôles industriels majeurs comme Wolfsburg (Volkswagen), Stuttgart (Mercedes-Benz et Porsche), Munich (BMW), Ingolstadt (Audi), ou Rüsselsheim (Opel) structurent cette géographie automobile, faisant de l’Allemagne l’un des principaux moteurs de l’automobile européenne et mondiale.

### Marques actives
- Alpina GmbH (1965-2025) : intégré dans BMW à partir du 31 décembre 2025[30]
- Artega (2006-présent)[31] : constructeur de sportives, notamment le coupé Artega GT
- Audi (1909-1928 intégrée dans DKW) / (1964-présent groupe Volkswagen)[32] :
- BMW (1916-présent)[33] : constructeur premium de voitures et motos, originaire de Munich, fondé par Gustav Otto et Karl Rapp
- Bovensiepen (qui sera effective à partir de 2026)
- FAUN Kirchhoff : balayeuses et ordures ménagères[34]
- Ford-Werke GmbH (1925-présent)[35] : filiale allemande de Ford, avec usines à Cologne et Sarrelouis
- IVECO Magirus (1864-présent) : intégré dans IVECO en 1975[36]
- Mercedes-Benz (1926-présent) : automobiles, utilitaires, poids lourds et autobus[37]
  - Mercedes-AMG (1999-présent)[38] : Aufrecht Melcher Großaspach de 1967 à 1999 puis devenue filiale de Mercedes-Benz en 1999
  - Mercedes Maybach (2015-présent)[39]
- Opel (1899-présent) : intégré dans Groupe PSA en 2017 puis Stellantis en 2021 - automobiles et utilitaires[40]
- Pforzheim University (1877-présent) : étudiants concevant des prototypes en lien direct avec Mercedes-Benz, Porsche et Audi
- Porsche (1931-présent) : intégré dans Volkswagen en 2009[41]
- Smart (1995-présent)[42] : intégré dans Daimler AG en 2006 - cession de 50 % à Geely et délocalisation de la production en Chine en 2020
- Tadano Faun GmbH : grues mobiles[43]
- Twike (1998-présent) : véhicules électriques légers
- Traton SE (en) - Volkswagen Truck & Bus AG (2013-présent) : holding regroupant les marques MAN SE, Scania, Navistar et Volkswagen Caminhões e Ônibus[44]
- Volkswagen AG (1937-présent)[45] : constructeur généraliste majeur et groupe-mère d’Audi, Porsche, Volkswagen, Seat, Škoda, Ducati et plus

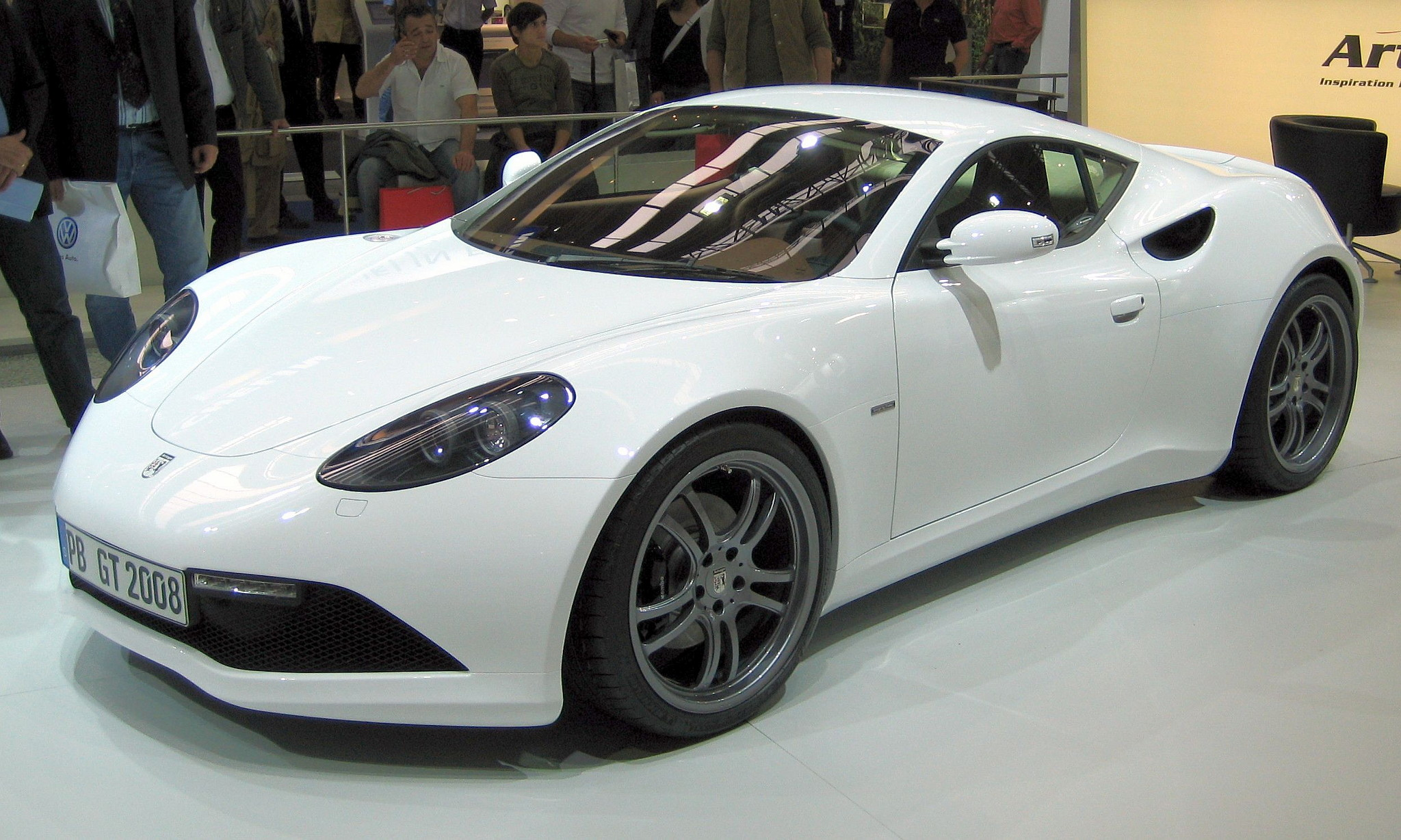
Artega GT
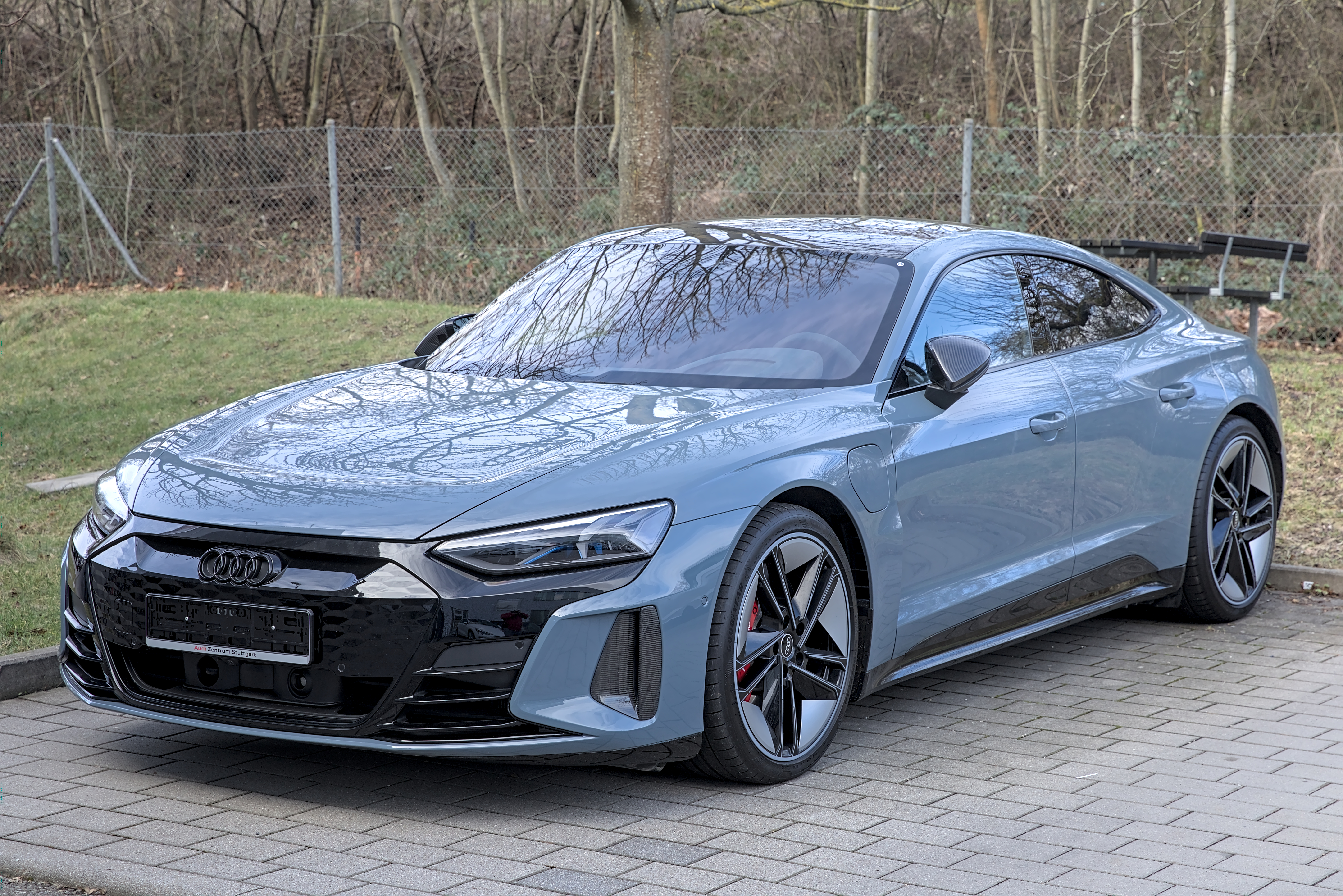
Audi e-tron GT
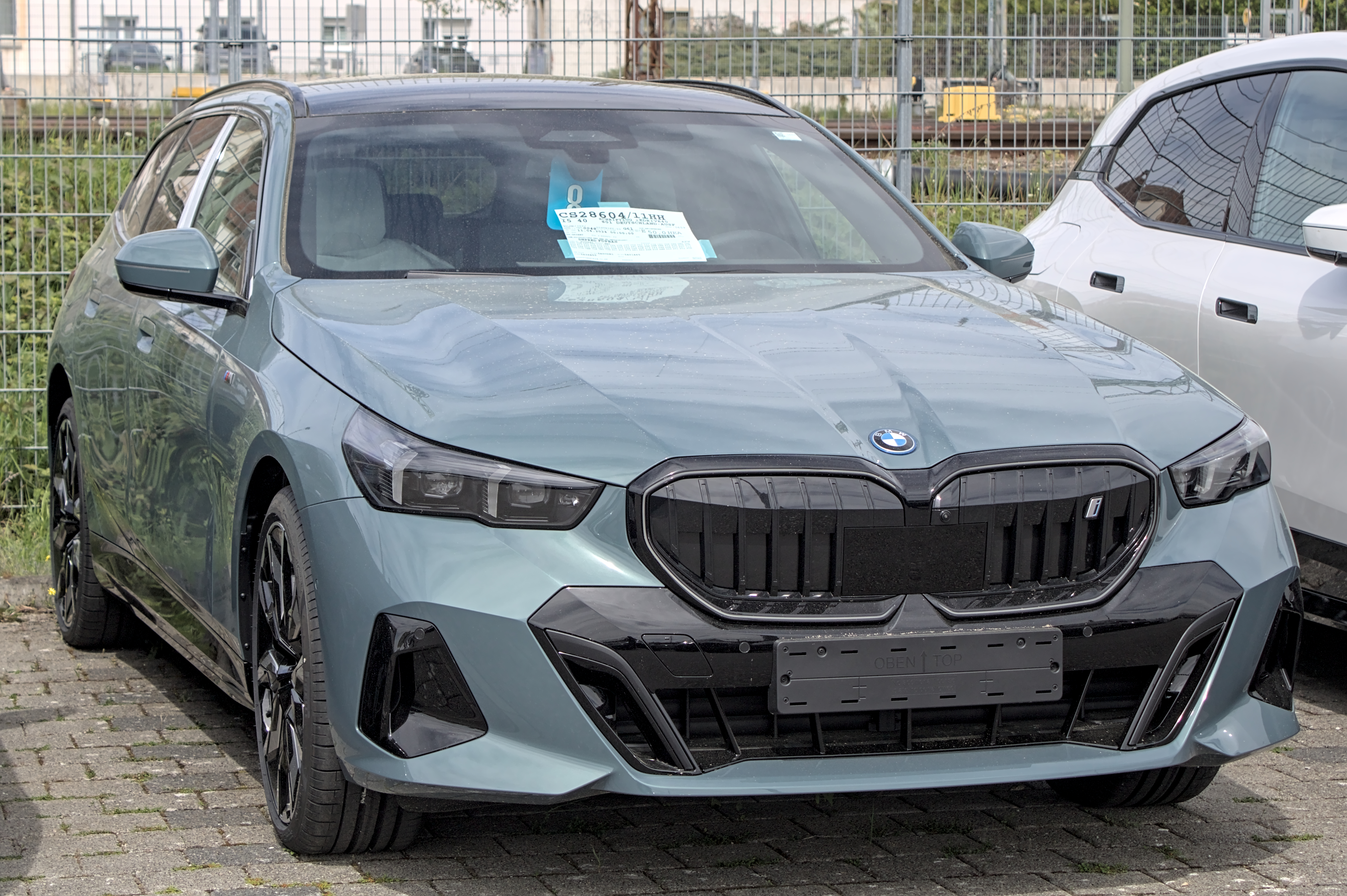
BMW i5 Touring
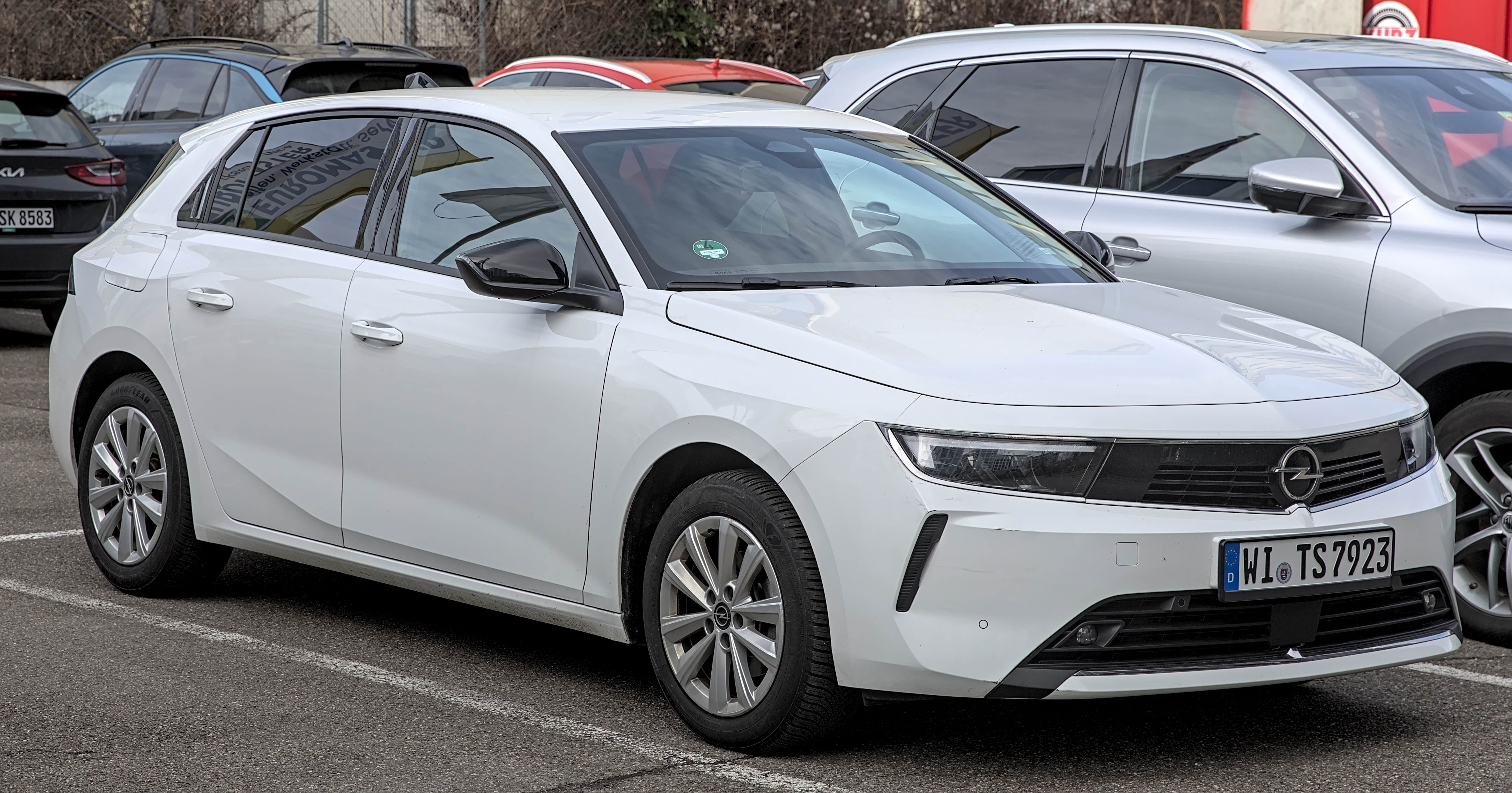
Opel Astra L
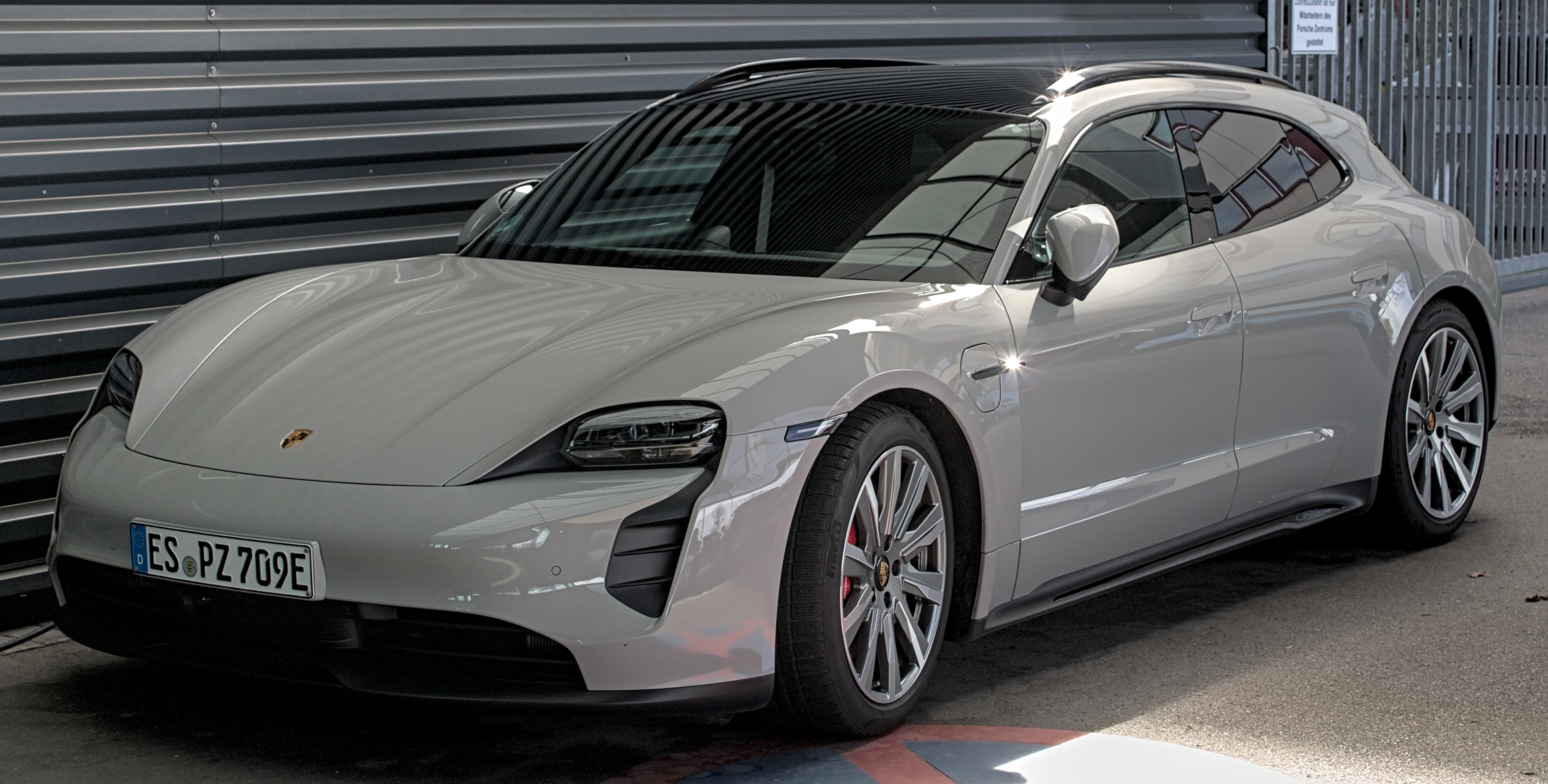
Porsche Taycan GTS Cross Turismo
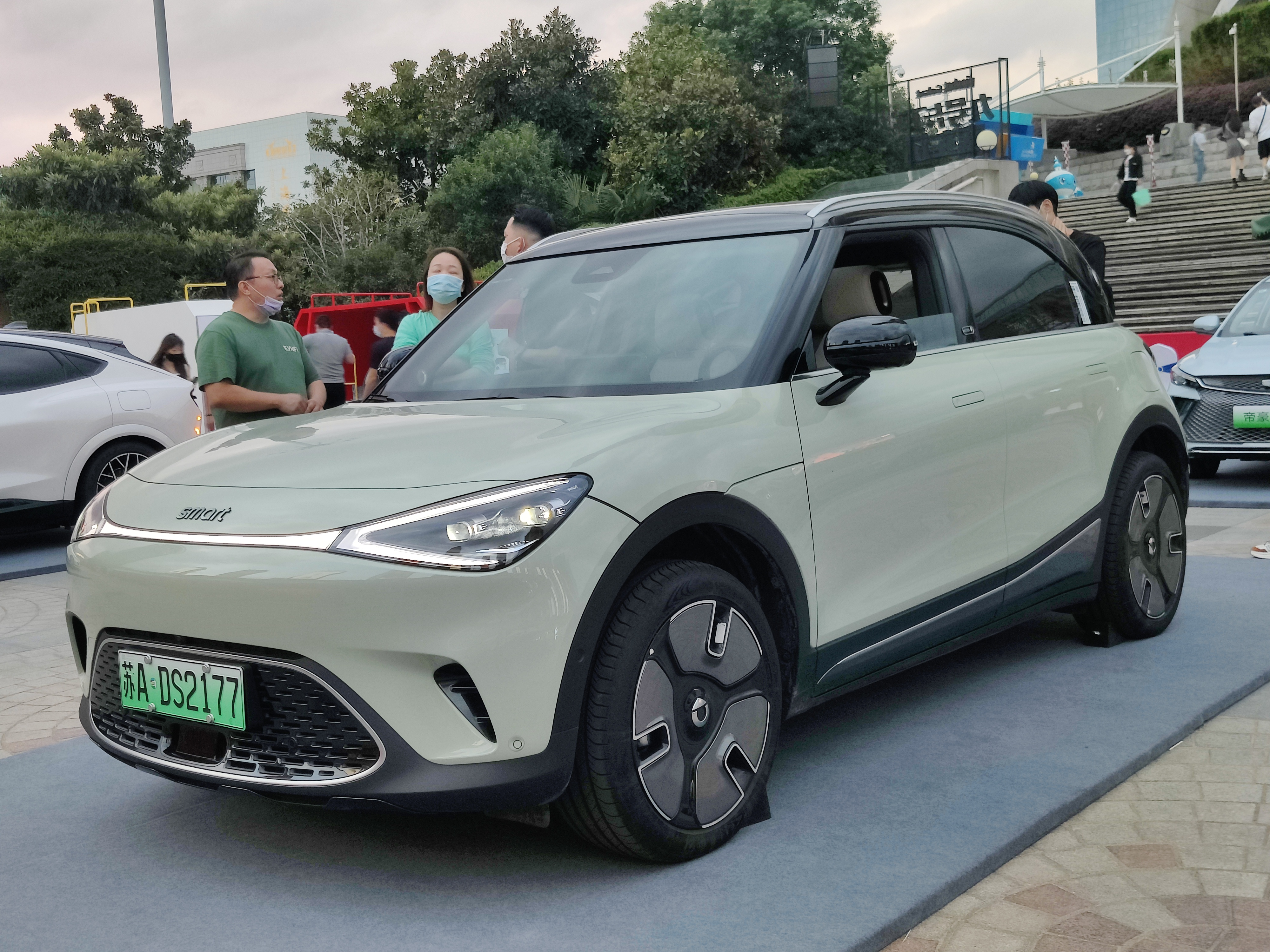
Smart #1
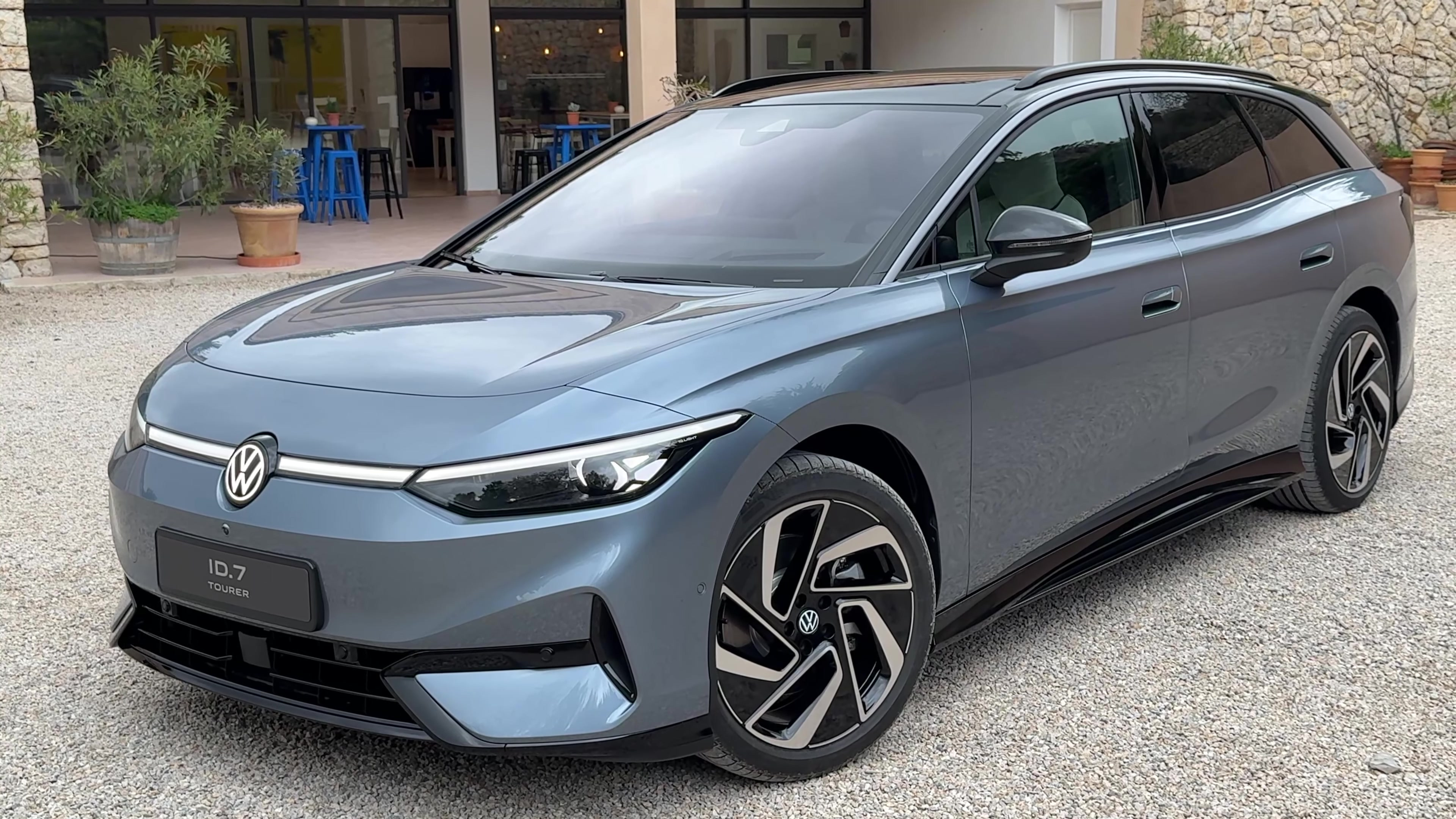
Volkswagen ID.7 Tourer

### Marques disparues
- Amphicar (1960–1969)[46]
- Auto Union AG (1932–1965) : intégré dans Daimler-Benz en 1957, revendu à Volkswagen en 1964[47]
- Deutz AG (1906-1938) : fusionne avec Klöckner-Werke AG pour former KHD - Magirus-Deutz[48]
- Borgward (1933-1961) / (2005-2021)[49] : groupe industriel de Brême (incluant Hansa, Lloyd, Goliath)
- Büssing AG (1903-1971) : intégré dans MAN SE[50]
- DKW (1917-1932) : fusionne avec Auto Union en 1932[51]
- FAUN AG (1917-1990) : divisé en 2 : FAUN Kirchhoff "balayeuses et ordures ménagères" et Tadano Faun GmbH "grues mobiles"[52]
- Fiat-NSU (1922-1957) : renommé Fiat Neckar[53]
- Fiat Neckar (1957-1971) : ex Fiat-NSU[54]
- Glas (1955–1966) :  intégré dans BMW en 1966[55]
- Goliath (1928–1961) : sous-marque Borgward, spécialisée dans les trois-roues/émutilitaires
- Hanomag Automobiles (1871-1974)
  - Hanomag Lkw (1905-1969) : fusion avec Heinschel pour former Hanomag-Heinschel
  - Hanomag-Henschel (1969-1974) : intégré dans Mercedes-Benz Trucks
- Hansa (1905–1939) / (1957-1961) : rachat par Borgward en 1929
- Heinkel (1956–1958) : voiturette 3 roues type Isetta
- Horch (1899–1932) : fusionne pour créer Auto Union en 1932
- Lloyd (en) (1908–1914) : fusionne avec Hansa puis intégrée dans Borgward en 1929 / (1950-1961)
- Kässbohrer (de) (1907-1993) : branche autobus & autocars intégrée dans Daimler Bus, carrosserie industrielle vendue à Kögel (de), seule la branche Kässbohrer engins de damage a survécu
- Krupp (de) (1919-1968) : poids lourds
- Magirus (1864-1936) : véhicules de pompiers - fusionne avec Deutz pour former Magirus-Deutz
- Magirus-Deutz (1936-1975) : intégré dans IVECO
- Maybach (1909-1944) / (2002-2013)
- Messerschmitt (1953–1964) : voiturette à 3 roues - scooters Vespa Piaggio sous licence
- NSU (1873–1929) : modèles sous licence Fiat-NSU (1922-1960) / (1960-1969) Volkswagen
- Opel Lkw (1930-1975) : camions moyens légers
- Tempo (1924-1955) : voiturette 3 roues - intégré dans Hanomag
- VW-Porsche (1969–1976) :
- Wanderer Werke AG (1908–1941) :
- Wiesmann (1985-2014) : voitures artisanales sportives, cessation en 2014

## (ex) Allemagne de l'Est
L’histoire de l’automobile en Allemagne de l’Est (République démocratique allemande, RDA) s’inscrit dans un contexte politique, économique et industriel singulier, marqué par la division de l’Allemagne après la Seconde Guerre mondiale et l’établissement d’un régime socialiste sous influence soviétique. Entre 1949 et 1990, la RDA développe une industrie automobile autonome, fortement centralisée et planifiée, destinée principalement à répondre aux besoins intérieurs et, dans une moindre mesure, à l’exportation vers d’autres pays du bloc de l’Est.
Dans l’immédiat après-guerre, les usines automobiles situées dans la zone d’occupation soviétique sont nationalisées. De nombreuses installations industrielles sont démantelées et envoyées en Union soviétique au titre des réparations de guerre. Toutefois, certaines marques historiques présentes à l’Est, telles que Audi, DKW, Wanderer, BMW (Eisenach) ou Horch, tentent de reprendre leurs activités. Celles-ci sont rapidement absorbées dans les nouvelles structures étatiques. Ainsi, l’usine BMW de Eisenach, séparée du siège bavarois de la marque, devient EMW (Eisenacher Motorenwerk) avant d’être transformée en VEB Automobilwerk Eisenach, qui produira par la suite les véhicules Wartburg.
Deux grandes entreprises publiques dominent alors le secteur automobile est-allemand :
- VEB Sachsenring Automobilwerke Zwickau, qui fabrique à partir de 1957 la célèbre Trabant, une voiture populaire dotée d’une carrosserie en Duroplast (matière plastique renforcée de fibres de coton) et équipée d’un moteur deux temps.

- VEB Automobilwerk Eisenach, qui produit les Wartburg, des voitures légèrement plus grandes et destinées à une clientèle un peu plus aisée, y compris les administrations.

Le parc automobile de la RDA est limité et structuré par une politique d’attribution des véhicules, ceux-ci n’étant pas disponibles librement à l’achat. L’acquisition d’une voiture pouvait nécessiter plusieurs années d’attente. Les modèles disponibles étaient peu nombreux, techniquement dépassés à partir des années 1970, et rarement renouvelés, du fait de la pénurie de devises étrangères, du manque d’investissements en recherche et développement, et des rigidités du système planifié. Les moteurs deux temps utilisés jusqu’à la fin des années 1980 restent emblématiques de cette stagnation technologique.
Les exportations étaient principalement orientées vers d’autres pays du COMECON, comme la Pologne, la Hongrie, la Bulgarie ou l’URSS. Quelques modèles furent également vendus en Allemagne de l’Ouest, au Royaume-Uni et dans les pays nordiques, attirés par leur faible coût et leur rusticité, notamment la Trabant. Malgré leur image parfois moquée à l’étranger, ces véhicules étaient souvent appréciés dans les pays de l’Est pour leur simplicité mécanique et leur fiabilité dans un contexte de pénurie.
Par ailleurs, la RDA développe aussi des véhicules utilitaires, des camions et des motos à travers des entreprises comme IFA (Industrieverband Fahrzeugbau), une organisation faîtière regroupant plusieurs constructeurs de poids lourds, bus, tracteurs et motocyclettes (comme MZ ou Simson). Ces productions visaient tant les besoins civils que militaires, ainsi que l’exportation vers des pays alliés ou partenaires économiques.
L’absence d’une économie de marché et le cloisonnement technologique conduisent à un sous-investissement chronique dans l’innovation. Les projets de renouvellement des gammes, comme les prototypes Trabant P603 ou Wartburg 355, restent souvent à l’état expérimental, faute de moyens ou de décisions politiques favorables.
L’ouverture des frontières en 1989, suivie de la réunification allemande en 1990, marque la fin brutale de l’industrie automobile est-allemande. Confrontées à la concurrence des marques ouest-allemandes et internationales, les anciennes entreprises publiques ne peuvent survivre sous leur forme d’origine. L’usine Wartburg d’Eisenach cesse sa production de modèles RDA en 1991 et est reprise par Opel, tandis que l’usine Sachsenring de Zwickau est réorganisée pour intégrer le groupe Volkswagen, qui y installe progressivement une partie de sa production moderne.
Les véhicules de l’ex-RDA, en particulier le Trabant, acquièrent un statut patrimonial dans les années 1990-2000. Ils deviennent objets de collection, symboles d’un passé révolu, et sont fréquemment utilisés dans le cadre d’événements culturels, de musées ou de circuits touristiques. Plusieurs clubs de passionnés en Allemagne et à l’étranger entretiennent la mémoire de cette industrie automobile singulière, qui, bien que technologiquement marginale à l’échelle mondiale, a profondément marqué le quotidien et l’imaginaire collectif d’une génération de citoyens est-allemands.

### Marque active
- Multicar (de) (1958-présent)

### Marques disparues
- AWZ (1958-1991)
- IFA (1948-1991) : conglomérat national constituant le cœur industriel de la RDA, produisant voitures, utilitaires et moteurs. Regroupe en son sein les marques VEB telles que Sachsenring (Trabant), EMW (Wartburg) etc.
  - Barkas (1958–1991) : constructeur d’utilitaires légers (B1000) avec production à Karl‑Marx‑Stadt, arrêté après la réunification
  - EMW (1955–1965) : issu de la nationalisation de l’usine BMW d’Eisenach, précurseur des Wartburg avant l’adoption complète de la marque
- Melkus (1959–1986) : petit constructeur sportif d’élite basé à Dresde, relancé tardivement sans succès
- Trabant (1957–1991) : produit les Trabant P50, P60, 601 et 1.1 (plus de 3 millions d'exemplaires) ; distribuées sous la marque Trabant ; usine restructurée en équipementier post‑1991
- Wartburg (1955–1991) : fabrique les Wartburg 353 et la dernière en 1.3, première à moteur quatre temps à partir de 1988

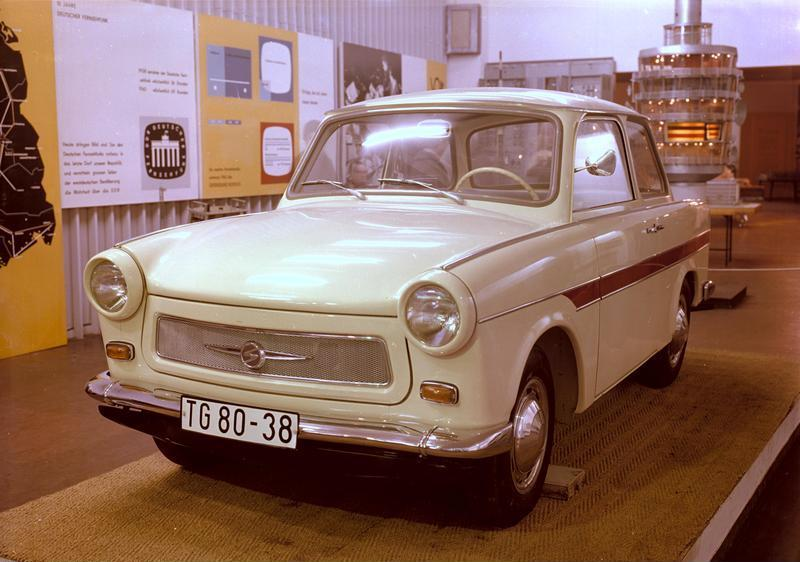
Sachsenring Trabant 601

## Angola
L’histoire de l’automobile en Angola suit les grandes évolutions socio-économiques et politiques du pays. Introduite durant la période coloniale portugaise, l’automobile fait son apparition au début du XXe siècle dans les centres urbains comme Luanda, Lobito ou Benguela, alors connectés aux infrastructures portuaires et ferroviaires. À cette époque, les véhicules sont principalement importés depuis l’Europe, en particulier du Portugal, et utilisés par les colons, les administrations coloniales ou les entreprises liées à l’exploitation des ressources.

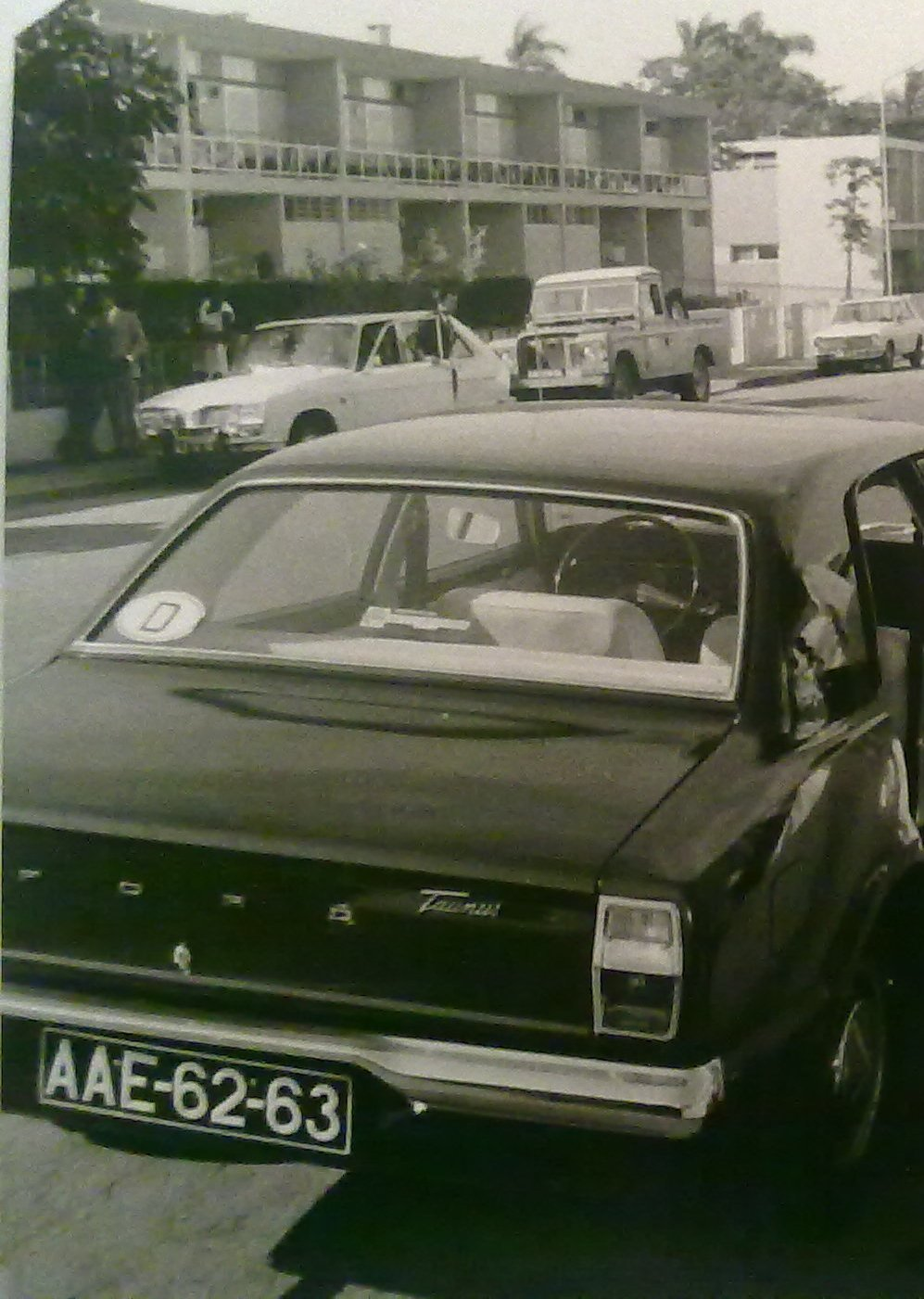
Une Ford Taunus à Luanda, en 1972.

Jusqu’à l’indépendance en 1975, l’Angola ne développe pas de véritable industrie automobile locale. L’entretien des véhicules se limite à des ateliers de réparation, souvent adossés à des concessionnaires ou à des services de transport urbains. La flotte automobile reste réduite, concentrée dans les villes et inexistante dans les zones rurales. Le modèle de consommation repose presque entièrement sur l’importation de véhicules neufs ou d’occasion, principalement européens.
L’accession à l’indépendance en 1975, suivie par une longue guerre civile (1975-2002), freine considérablement le développement économique du pays, y compris dans le secteur des transports. Les infrastructures routières subissent des dégâts importants et le réseau routier devient difficilement praticable dans de nombreuses régions. Durant cette période, le marché automobile est désorganisé, avec un accès limité à de nouveaux véhicules, à l'entretien structuré et aux pièces détachées. Le pays dépend essentiellement de l’importation de véhicules usagés, souvent via des réseaux informels.
Après la fin du conflit en 2002, l’Angola engage une phase de reconstruction, soutenue par la rente pétrolière. Cette période de croissance économique permet la relance du marché automobile, avec une forte demande en véhicules particuliers, utilitaires et industriels pour accompagner la reprise des activités économiques et l’urbanisation. Des concessionnaires officiels s’installent à Luanda et dans d'autres villes, proposant des marques internationales telles que Toyota, Hyundai, Mercedes-Benz, Mitsubishi ou Ford. Le marché reste toutefois largement tributaire des importations, notamment de véhicules d'occasion, en raison des coûts élevés des modèles neufs.
Face à cette dépendance, les autorités angolaises ont exprimé à plusieurs reprises la volonté de développer une filière automobile nationale. Dans les années 2010, plusieurs projets de montage automobile voient le jour, souvent sous forme d’unités d’assemblage CKD (completely knocked down), principalement pour des marques asiatiques et brésiliennes. Parmi ces initiatives, on note l’usine Caminho de Ferro de Luanda (CFL) en collaboration avec des partenaires chinois, ou encore Suzuki Angola, ayant exploré la possibilité de localiser certaines étapes d’assemblage dans le pays. Ces projets restent cependant limités par les infrastructures industrielles, la faiblesse du marché intérieur et les fluctuations macroéconomiques.
Le parc automobile angolais demeure aujourd’hui relativement ancien, avec une proportion importante de véhicules d’occasion importés, notamment d'Europe, du Brésil, d’Afrique du Sud et de Dubaï. La circulation urbaine est fortement concentrée autour de Luanda, où la congestion, l’absence de transport collectif structuré et l’état variable du réseau routier posent des défis quotidiens. L’entretien automobile repose encore largement sur des garages indépendants, avec un accès irrégulier aux pièces de rechange.
Dans un contexte de diversification économique, le gouvernement angolais continue de promouvoir l’industrialisation, y compris à travers le développement potentiel de la filière automobile, notamment via des partenariats étrangers, des zones économiques spéciales et des incitations fiscales. Toutefois, ce développement reste à un stade embryonnaire, et le pays fait face à des enjeux liés à la logistique, à la formation technique, au pouvoir d’achat et à la taille du marché intérieur.

### Marques actives
- Pegado Motors (2023-présent)

### Marques disparues
- Ancar (Ancar Automóveis de Angola) (2001-2005, 2008) : coentreprise lancée avec l'appui affiché de Volkswagen/Škoda, visant à assembler des voitures localement. Le projet a été abandonné vers 2005 dans un contexte de scandale, malgré une relance annoncée en 2008
- S.A.C.M.A. (Sociedade Angolana de Construcoes e Montagem de Automoveis) (1970- ? )

## Argentine
L’Argentine possède une longue tradition industrielle dans le domaine de l’automobile, avec une histoire marquée par une alternance de phases de développement dynamique et de crises structurelles. Le pays s’impose, dès le XXe siècle, comme l’un des principaux pôles de production automobile d’Amérique latine, aux côtés du Brésil et du Mexique. Sa position géographique, son marché intérieur relativement important et ses ressources humaines qualifiées en ont fait une destination privilégiée pour l’implantation de constructeurs étrangers, notamment européens et nord-américains.
Les premiers véhicules automobiles arrivent en Argentine dans les années 1890, principalement à Buenos Aires, alors en pleine expansion économique et urbaine. À cette époque, la voiture est un objet de luxe réservé à une élite fortunée. Le tout premier véhicule motorisé local aurait été assemblé en 1907 par le pionnier argentin Horacio Anasagasti, qui crée l’une des premières marques automobiles nationales : Anasagasti, active de 1911 à 1915, avec des véhicules inspirés des modèles européens. Cette expérience reste toutefois limitée, en raison d’un contexte technologique et économique encore peu favorable.
C’est à partir du milieu du XXe siècle que l’industrie automobile argentine connaît un véritable essor. L’État argentin joue alors un rôle moteur dans l’industrialisation du pays, notamment sous le gouvernement de Juan Domingo Perón (1946–1955), qui favorise le développement d’un secteur automobile national, à travers la création d'entreprises publiques et la mise en place de politiques protectionnistes. En 1951 est fondée Industrias Aeronáuticas y Mecánicas del Estado (IAME), une entreprise d’État qui produit, sous la marque Justicialista, des automobiles, des utilitaires, des motos et des tracteurs. Ce projet d’autonomie industrielle reste cependant de courte durée.

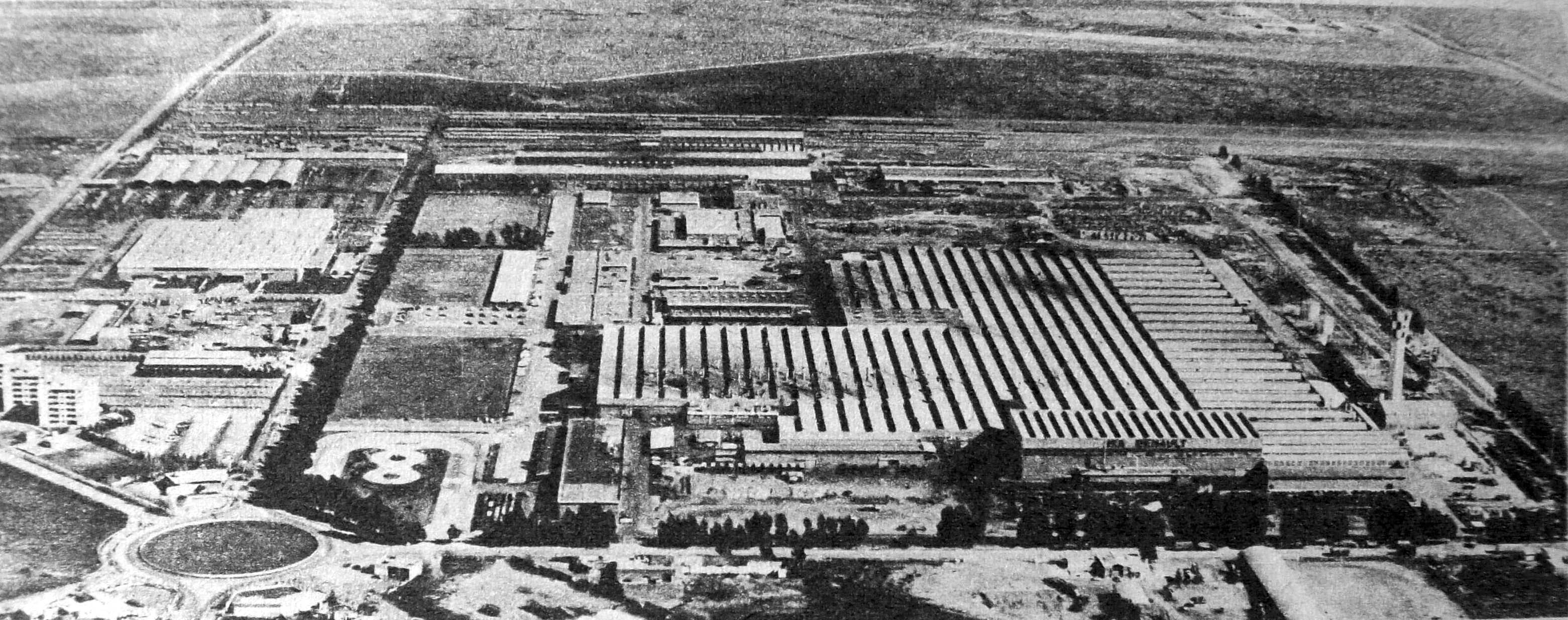
Les industries IKA

Dans les années 1950-1960, les grands constructeurs internationaux commencent à s’implanter durablement en Argentine, profitant d’un marché en expansion et d’une politique gouvernementale favorable à la production locale. Fiat, Renault, Peugeot, Ford, Chevrolet (General Motors) et Volkswagen, entre autres, y installent des usines d’assemblage ou de production. L’entreprise Industrias Kaiser Argentina (IKA), créée en 1955 avec un appui américain, devient l’un des acteurs majeurs du secteur, notamment grâce à la production de la IKA Torino, une berline emblématique largement diffusée dans le pays dans les années 1960-1970.
Parallèlement, plusieurs marques locales tentent de se développer, souvent avec un appui étranger ou une production sous licence. Parmi elles, on peut citer Borgward Argentina, qui assemble des véhicules allemands jusqu’en 1963, ou encore Rastrojero, un utilitaire robuste produit par l’État argentin entre 1952 et 1980. Le tissu industriel se consolide autour de quelques pôles majeurs, principalement dans les provinces de Córdoba, Buenos Aires et Santa Fe.
L’industrie automobile argentine joue également un rôle important dans l’emploi industriel et dans l’innovation locale, bien que les modèles produits soient souvent adaptés d’architectures existantes chez les constructeurs européens ou américains. Le pays développe ses propres versions de certains modèles, adaptées aux routes, au carburant, et aux conditions économiques locales.
À partir des années 1970-1980, l’industrie argentine est confrontée à une série de chocs économiques, politiques et sociaux, qui affectent fortement la production automobile. L’instabilité macroéconomique, l’hyperinflation, la dette extérieure et les changements de régime affectent la compétitivité du secteur. Plusieurs entreprises ferment ou réduisent leur activité. La libéralisation partielle des années 1990, menée sous la présidence de Carlos Menem, favorise les importations et entraîne une recomposition du secteur industriel, avec la fermeture d’usines mais aussi de nouveaux investissements étrangers.

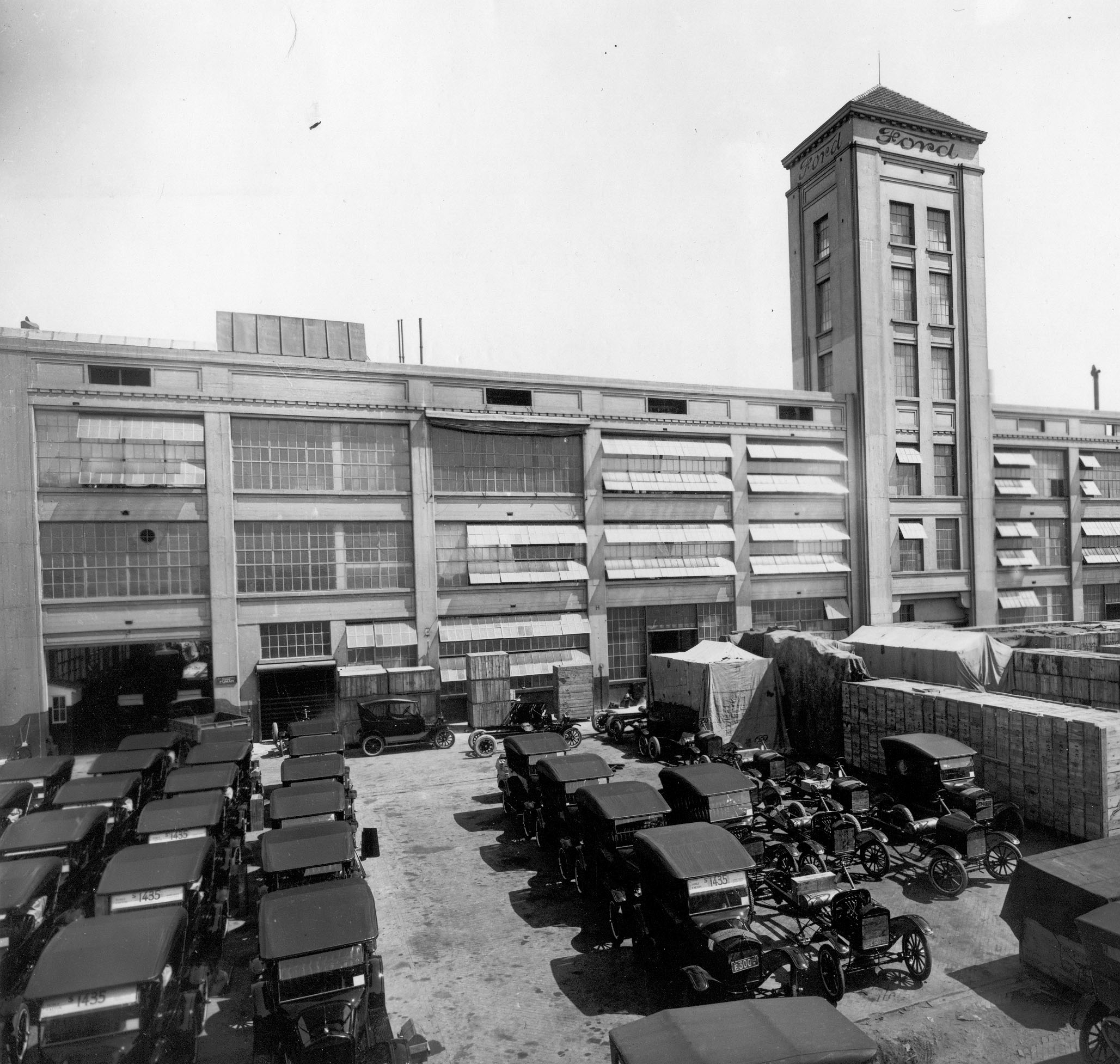
L'usine de Ford à La Boca

L’accord bilatéral signé avec le Brésil dans le cadre du Mercosur (marché commun du Sud) joue un rôle structurant à partir des années 1990. Il établit une complémentarité entre les industries des deux pays, avec un système de quotas et d’échanges régulés. L’Argentine devient un site stratégique pour la production de certains modèles, notamment de pick-ups et de véhicules utilitaires. Plusieurs usines modernes y sont établies, notamment par Toyota, Volkswagen, Ford et Renault, orientées vers l’exportation régionale.
Au XXIe siècle, l’Argentine conserve un tissu industriel automobile actif, bien que fortement dépendant de la conjoncture économique interne et des relations commerciales avec le Brésil. Le secteur continue de représenter une part significative du PIB industriel argentin et emploie plusieurs dizaines de milliers de personnes. Des véhicules destinés à la fois au marché intérieur et à l’export sont produits dans des usines localisées à Pacheco, Córdoba, Rosario ou Zárate. Les modèles les plus représentatifs sont souvent des pick-ups, des SUV compacts et des utilitaires légers.
L’électrification du parc automobile reste encore limitée, bien que des initiatives soient en cours pour développer la mobilité durable, notamment à travers des partenariats technologiques avec des groupes internationaux. Quelques start-ups locales et institutions de recherche s’intéressent au développement de véhicules électriques ou hybrides adaptés au contexte régional.

### Marques actives
- Coradir (2020-présent) : voitures électriques
- Fiat Argentina[56] (1959-présent) : (1959-1980) : Fiat Concord - (1980-1996) : SEVEL Argentina - (1996-2002 / 2008-présent) : Fiat Auto Argentina
- Ford Motor Argentina (1920-1939, 1946-1948, 1959-1987) - (1987-1996) AutoLatina - (1996-présent) : Présente avec interruptions, reste un acteur majeur dans les véhicules particuliers et utilitaires
- General Motors de Argentina (es) (1925-1942 / 1946-1978) : (1985-1991) production pick-up par SEVEL Argentina sous licence - (1993-1996) production pick-up par CIADEA - (1997-présent) General Motors Argentina
- Honda Argentina (1999-présent)
- IVECO (1969-présent) : anciennement Fiat V.I. Argentina, devient Iveco en 1981. Spécialisée dans les poids lourds, bus et autocars
- Mercedes-Benz Argentina (1951-1997) - (1997-2007) Daimler-Chrysler Argentina - (20074-présent) Mercedes-Benz Trucks & Bus
- Nissan Argentina (2015-présent) : camions et autos
- PSA Argentina (Peugeot-Citroën) (1998-présent) : Peugeot commence en 1965 (404, 504, 505), fusionne en SEVEL (1980), puis PSA (1998‑présent). Citroën arrive en 1959, produit localement dès 1960
- Renault Argentina S.A. (es) (1997-présent) : implantée initialement par Renault, prend le contrôle d’IKA en 1975. Usine de Santa Isabel produit de la Dauphine jusqu’au Duster et Symbol modernes
- Toyota Argentina (de) (1994-présent)
- Volkswagen Argentina (1980-présent) : camions et autos

### Marques disparues
- Anasagasti (en) (1911–1915) : première marque automobile argentine, fondée à Buenos Aires par Orasio Anasagasti. Elle produit quelques modèles, dont la 12CV (1912) et la 15CV sportive (1914), mais doit cesser ses activités en 1915 sous la pression de l’importation de véhicules Ford
- Andino (de) (1967–1981) : petit constructeur artisanal de coupés sportifs basé à Buenos Aires
- Autoar (de) : (1950-1958) modèles Fiat sous licence - (1959-1962) modèle dérivé de la NSU Prinz sous licence
- AutoLatina (1987-1996) : J-V fusion Volkswagen-Ford
- Chrysler-Fevre Argentina S.A. (es) (1916-1980) : camions et autos
- CIADEA S.A. (es) (1992-1997) : ex Renault Argentina - produit aussi des modèles General Motors (1994-1997) / 1997 : rachat par Renault et devient Renault Argentina S.A.
- Citroën Argentina (1959-1979) : racheté par IES, a produit des camions et des autos
- Daimler-Chrysler Argentina (1997-2007) : camions et autos
- Dinborg (1958-1961) : intégré dans IAME
- Eniak (es) (1983–1989) : fondée par Luis Gaggino à Buenos Aires, avec un style rétro et exclusif
- Hispano-Argentina (es) (1925–1953) : société diversifiée ayant fabriqué des bus, camions et voitures (division HAFDASA). Ses modèles incluent la D3 Record et le camion Criollo. La division automobile disparaît en 1953
- I.A.F.A. - Industriales Argentinos Fabricantes de Automóviles (Peugeot, 1960-1964) : créée en 1960 pour assembler la Peugeot 403 en Argentine, I.A.F.A. utilisait des kits CKD (pièces à assembler) qu’elle importait de France
- IAME - Industrias Aeronáuticas y Mecánicas del Estado (1951–1980) : société publique créée par décret le 30 novembre 1951 sous la présidence de Juan D. Perón pour encourager la production locale
- IASFSA (1959-1969) : modèles Auto-Union DKW sous licence
- ITA - Industria del Transporte Automotor - Zunder (1958-1963) : assemblage sous licence et production locale
- IAVA (1971-1985) : équivalent d'Abarth en Argentine
- IES (es) (1982-1990) : ex Citroën Argentina
- Industrias Kaiser Argentina - IKA (1955–1979) : J-V entre IAME et Kaiser Motors - 1960 : 1re Dauphine sous licence - 1967 : Kaiser vend 35 % à Renault[57] et devient IKA-Renault - (1975-1979) Renault Argentina.
- Renault Argentina S.A. (es) (1979-1992) : vendu à CIADEA SA
- S.A.FR.AR - Peugeot Argentina (1965-1980) : assemblage Peugeot (403, 404, 504), pick‑ups
- Scania Argentina (1976-2002) : camions
- Siam Di Tella (1959-1966) : modèles BMC sous licence - achat 65 % par IKA et renommé CIDASA
- Studebaker (1960-1965) : pick-up Studebaker de Packard sous licence
- SEVEL (1980-1999) : intégration de S.A.FR.AR (Peugeot) dans Fiat Concord
- TATSA (es) (200-2012) : autobus et autocars)
- Varela (1969-1981) : Renault Dauphine Gordini Coupé (6 ex) - Berlinetta : carrosseries en kit pour Fiat 600 & 128 (110 ex)
- Vassalli (1988- ? ) : camions légers et autobus
- Zanello (1984-2001) : autobus & autocars

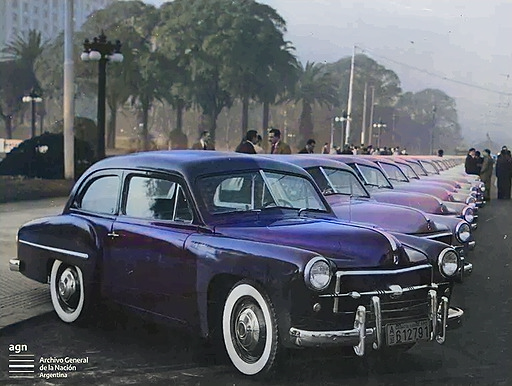
IAME Rastrojero Conosur
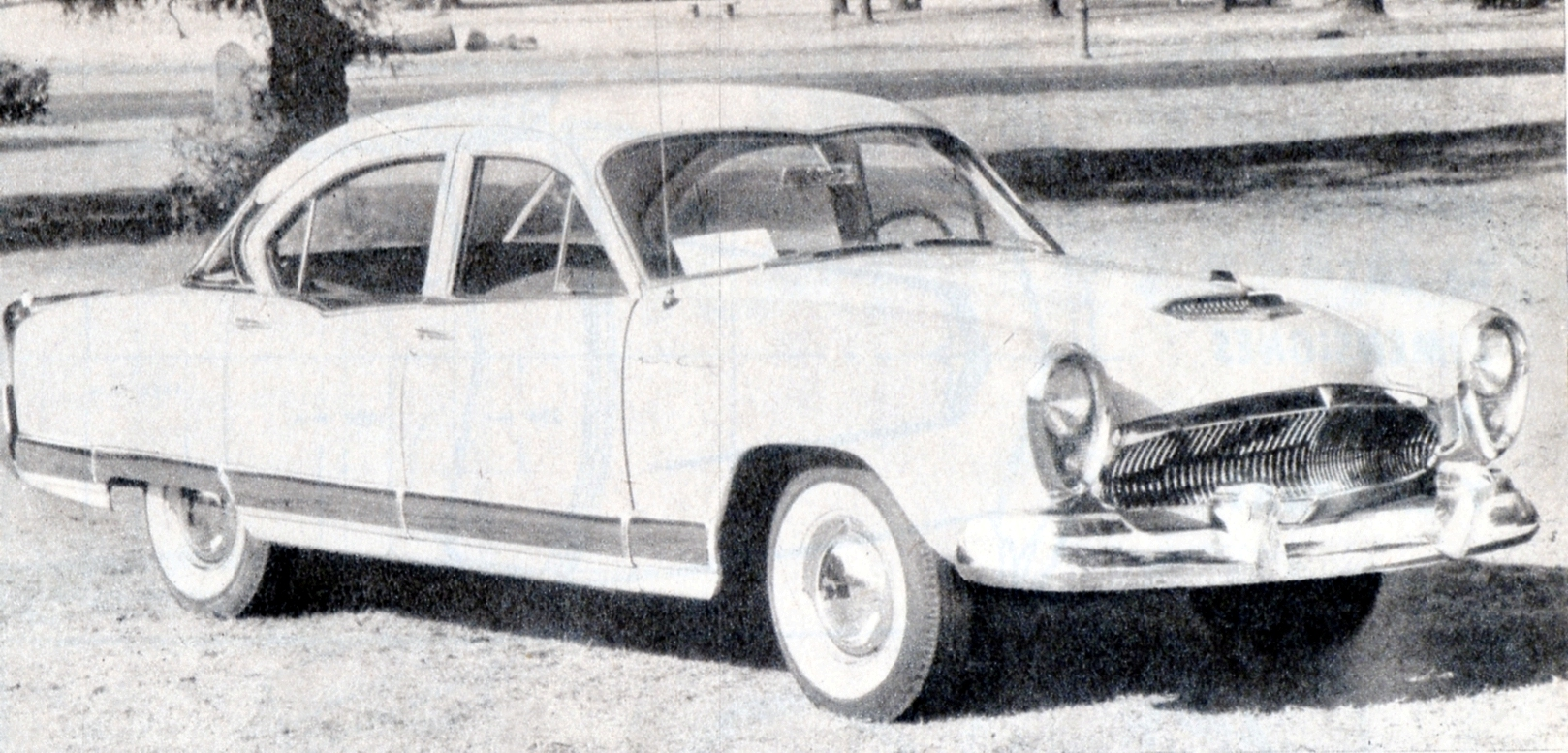
IKA Kaiser Carabela
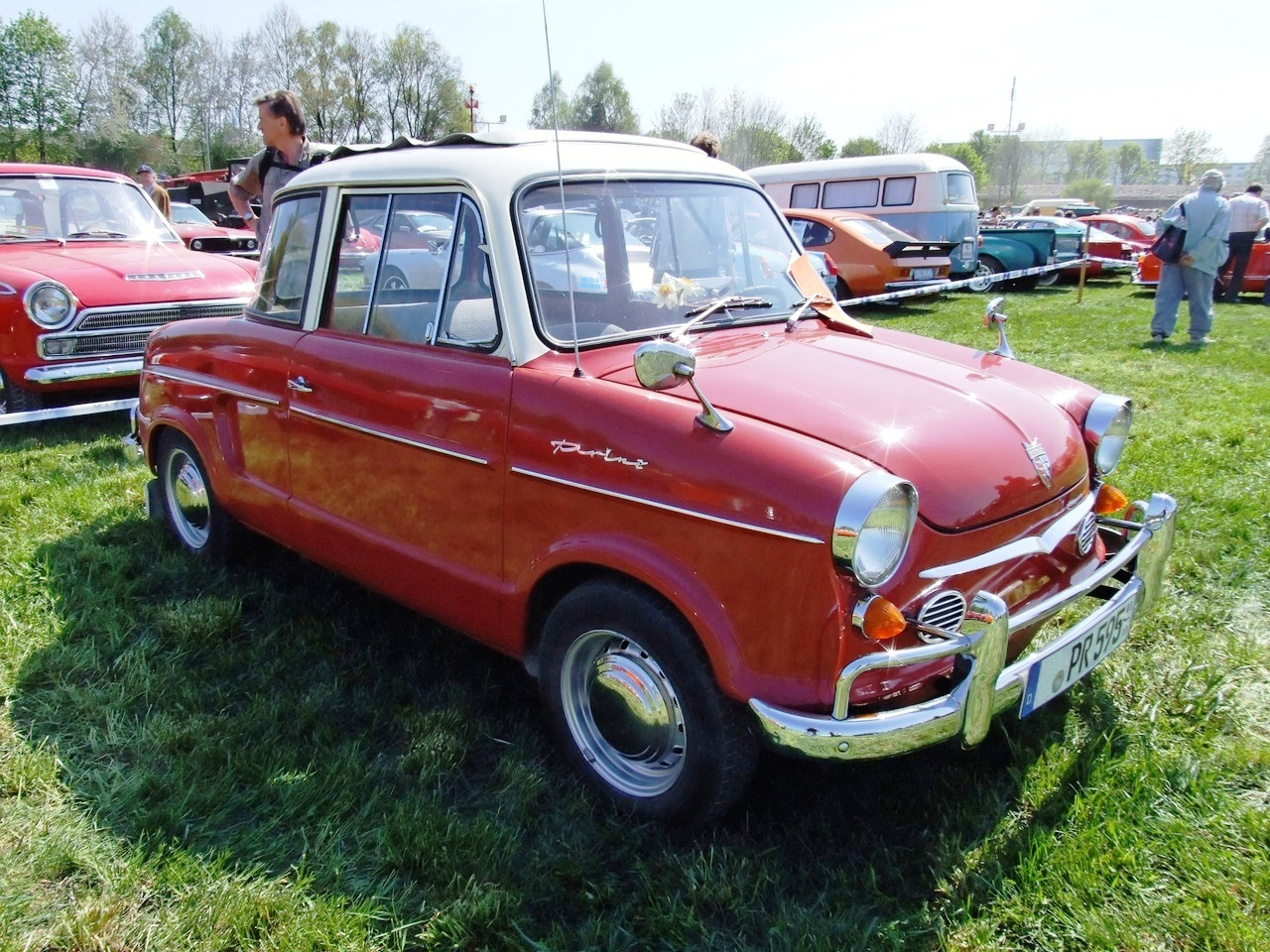
NSU Prinz 30
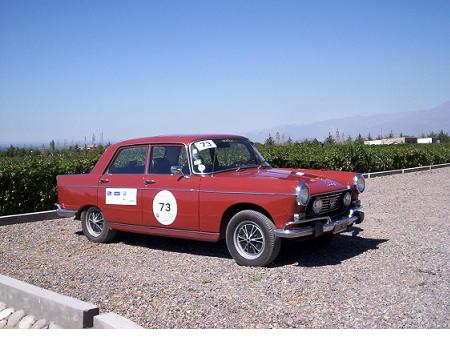
Peugeot 404 GP (S.A.FR.AR)
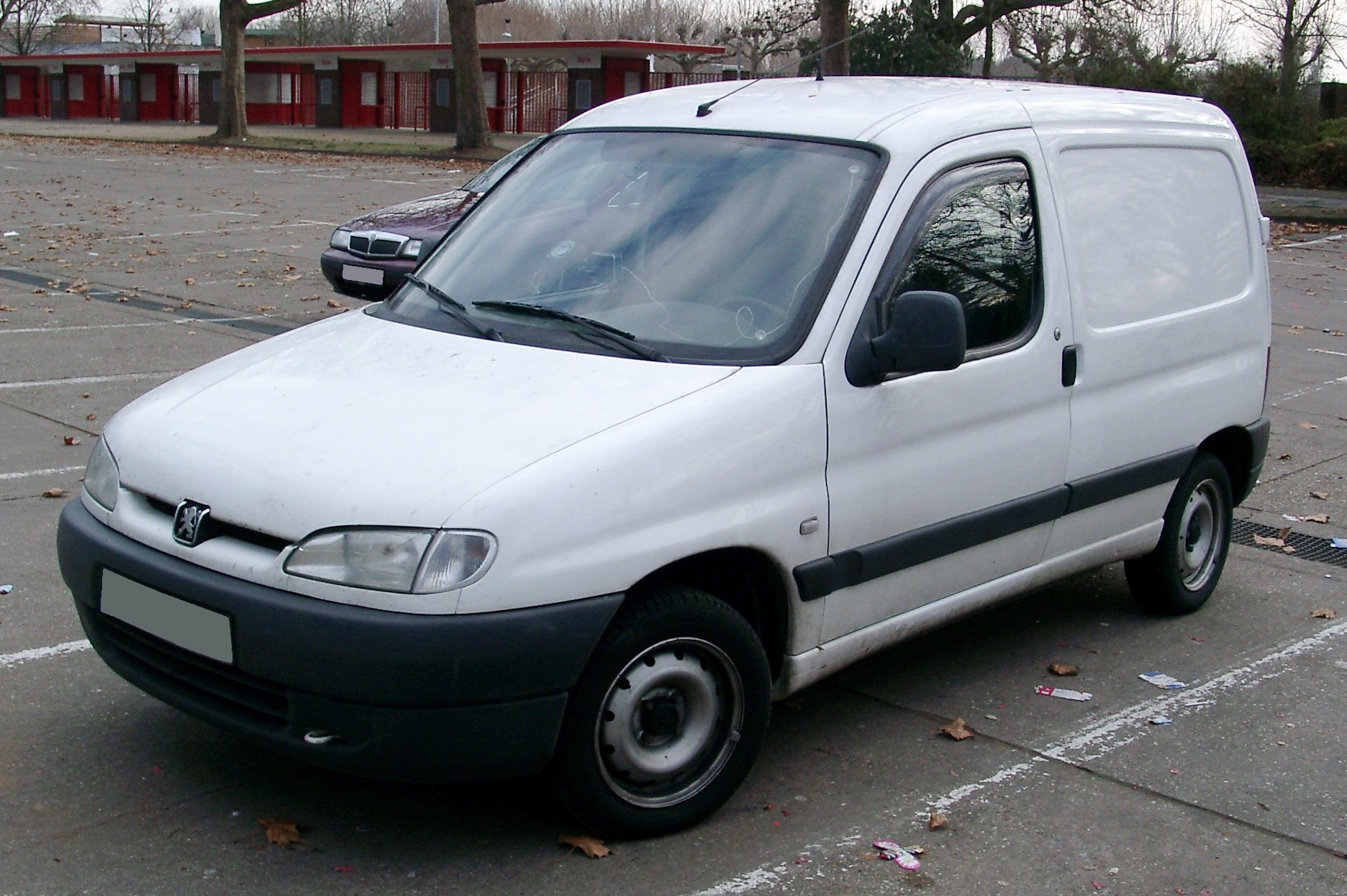
Peugeot Partner (SEVEL)
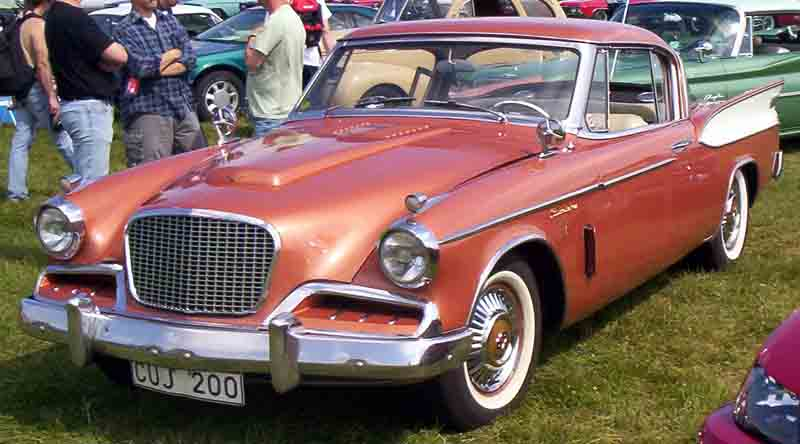
Studebaker Golden Hawk

## Arménie
L’histoire de l’automobile en Arménie est intimement liée à son contexte historique, politique et économique, notamment en tant que république socialiste soviétique jusqu’en 1991, puis comme État indépendant confronté à de profonds défis structurels. Durant l’époque soviétique, l’Arménie ne développe pas une industrie automobile indépendante de grande ampleur, mais elle participe néanmoins à l’effort industriel de l’URSS par le biais d’ateliers d’assemblage, de production de composants et d’entretien de véhicules. L’essentiel du parc automobile arménien est alors constitué de modèles produits dans d’autres républiques soviétiques, comme la Russie (GAZ, ZIL, VAZ), l’Ukraine (ZAZ), ou la Biélorussie (MAZ), et distribués à travers l’ensemble du territoire soviétique selon une planification centralisée.
L’un des rares exemples d’initiative industrielle automobile propre à l’Arménie est l’usine ErAZ, fondée à Erevan en 1964. Elle se consacre principalement à l’assemblage et à la fabrication de véhicules utilitaires légers, notamment le modèle ErAZ 762, destiné au transport de marchandises ou de passagers. Ce fourgon simple et robuste devient un véhicule emblématique en Arménie et dans d’autres républiques soviétiques, en particulier dans les zones rurales. Toutefois, la production reste modeste et dépendante de technologies issues d’autres usines soviétiques. Malgré son importance symbolique, l’usine ErAZ n’a jamais réussi à moderniser sa chaîne de production ni à élargir significativement sa gamme de véhicules.
L’effondrement de l’URSS en 1991 entraîne de lourdes conséquences pour l’économie arménienne, marquée par la perte des circuits industriels soviétiques, la transition vers l’économie de marché, et les effets conjugués de la guerre du Haut-Karabagh et du blocus régional. Dans ce contexte, l’industrie automobile nationale décline rapidement. ErAZ tente de maintenir son activité, mais cesse définitivement ses opérations en 2002 après plusieurs années de stagnation et d’échecs de modernisation. Dès lors, l’Arménie devient un pays totalement dépendant des importations de véhicules, notamment d’occasion, en provenance d’Europe, de Russie, du Japon ou des États-Unis. À partir des années 2000, les voitures à conduite à droite importées du Japon deviennent très populaires malgré les débats sur leur sécurité et leur adaptation au réseau routier.
Le parc automobile arménien évolue au fil des décennies, avec une croissance importante du nombre de véhicules en circulation, particulièrement à Erevan et dans les principales villes. En réponse, les autorités mettent en place de nouvelles réglementations concernant l’homologation, les normes antipollution et les contrôles techniques. Des tentatives de relance industrielle voient le jour au cours des années 2010, notamment à travers des projets d’assemblage local de véhicules électriques, en partenariat avec des acteurs chinois ou iraniens, mais ces initiatives restent limitées à une échelle expérimentale ou symbolique.
Aujourd’hui, l’Arménie ne dispose pas de constructeur automobile national actif ni d’infrastructure industrielle automobile significative. Le marché repose presque exclusivement sur les importations, et les activités locales se concentrent sur la vente, la réparation, la transformation ou l’adaptation de véhicules. Néanmoins, des efforts ponctuels sont réalisés pour encourager le développement de véhicules moins polluants, favoriser l’innovation locale, et structurer les professions liées à l’automobile. L’industrie automobile en Arménie reste ainsi modeste, mais elle joue un rôle important dans la mobilité quotidienne, le commerce et l’économie informelle.

### Marque disparue
- ErAZ (1964-2002) : fourgonnettes utilitaires

## Australie
L’industrie automobile en Australie a connu une trajectoire singulière marquée par une phase de développement national ambitieux, suivie d’une période de désindustrialisation progressive. Dès le début du XXe siècle, plusieurs initiatives locales émergent pour concevoir des véhicules adaptés aux particularités du territoire australien, comme l’entreprise Tarrant qui fabrique l’une des premières voitures australiennes en 1901. Toutefois, la production à grande échelle ne se structure véritablement qu’avec l’implantation de filiales étrangères : Ford Motor Company s’établit à Geelong en 1925, suivie de General Motors qui fonde Holden en 1931, une entreprise qui deviendra emblématique du paysage automobile australien.

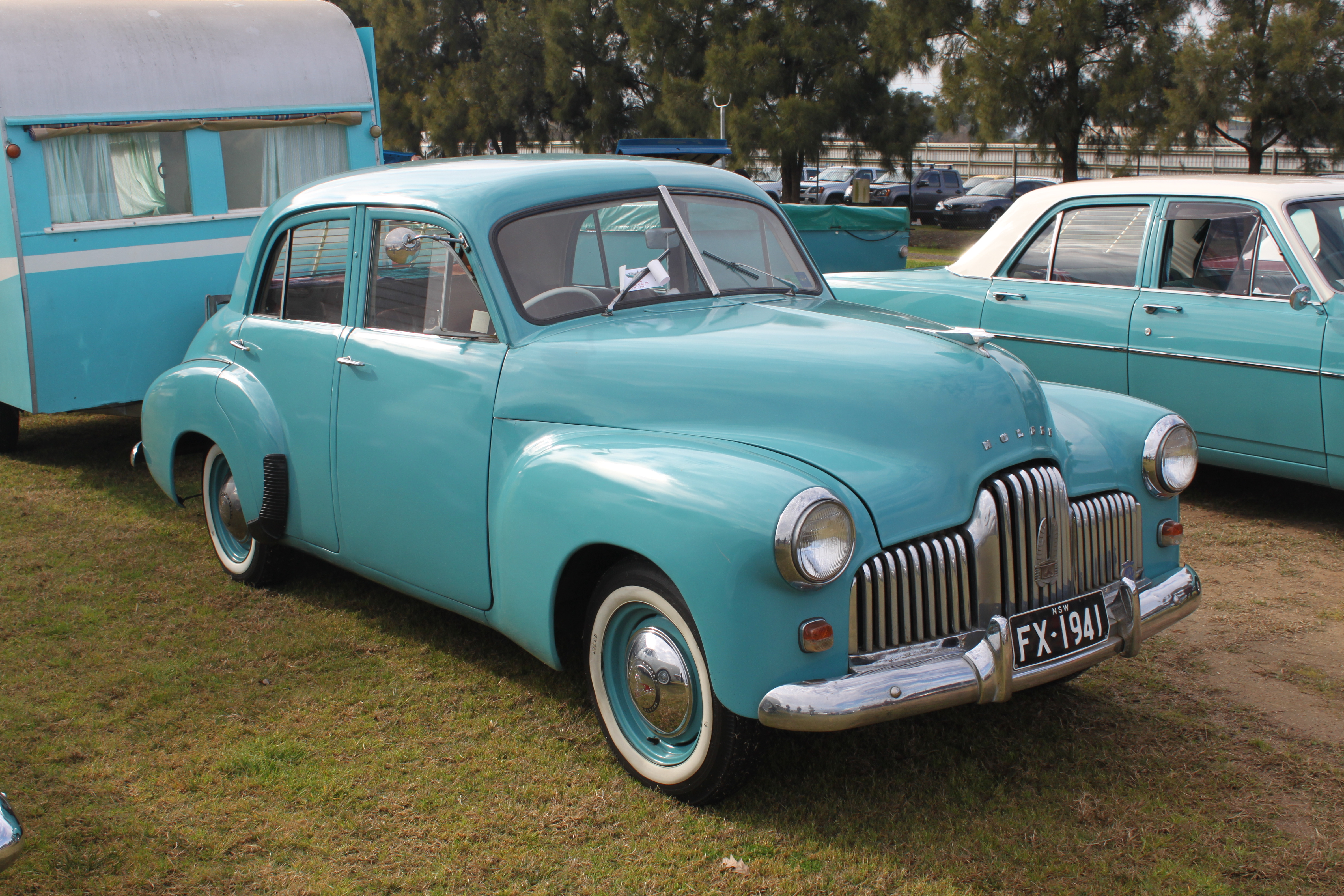
Une Holden 48-215.

Après la Seconde Guerre mondiale, l’Australie adopte des politiques protectionnistes visant à stimuler la production locale, en imposant des droits de douane élevés sur les véhicules importés et en soutenant l’assemblage local via le système CKD. Cette stratégie favorise le développement d’une industrie nationale solide, avec la fabrication de modèles spécifiquement conçus pour le marché australien. La Holden 48-215, lancée en 1948, est considérée comme la première véritable voiture australienne produite en série. Dans les décennies qui suivent, Ford Australia, Chrysler Australia, Toyota Australia, Nissan et Mitsubishi Motors Australia s’imposent comme les principaux acteurs du secteur. L’industrie est alors soutenue par une demande intérieure robuste, une croissance démographique soutenue et un vaste réseau de fournisseurs.
Les années 1960 à 1980 constituent l’apogée de l’industrie automobile australienne. De nombreux modèles populaires sont produits localement, notamment la Ford Falcon, la Holden Commodore ou encore la Mitsubishi Magna. Des véhicules utilitaires comme les pick-up et les "ute" deviennent emblématiques de la culture routière australienne. Le pays développe également un secteur secondaire actif dans les pièces détachées, la carrosserie spécialisée, ainsi que dans le sport automobile avec des modèles dérivés des voitures de série.
Cependant, à partir des années 1990, l’ouverture accrue à la concurrence mondiale, la fin progressive du protectionnisme et la montée en puissance des importations fragilisent le modèle économique de la production locale. La libéralisation du marché, la hausse des coûts de fabrication et la taille limitée du marché intérieur compromettent la viabilité des usines australiennes. Plusieurs restructurations sont opérées et des programmes d’aide gouvernementaux sont mis en place, sans enrayer la tendance.
Entre 2013 et 2017, les trois derniers constructeurs encore actifs sur le territoire annoncent successivement l’arrêt de leur production : Ford ferme ses usines en 2016, Toyota et Holden en 2017. En 2020, General Motors décide également de retirer la marque Holden du marché, mettant fin à près d’un siècle de présence industrielle.
Aujourd’hui, l’Australie ne produit plus de véhicules à l’échelle industrielle. Le marché automobile est entièrement approvisionné par l’importation, majoritairement en provenance d’Asie et d’Europe. Toutefois, le pays conserve une activité significative dans certains secteurs liés à l’automobile : l’ingénierie avancée, la conception de véhicules de compétition, la transformation de véhicules pour usages spécifiques (minier, militaire, sportif), et un réseau dense d’entreprises spécialisées dans les pièces détachées, les équipements ou les services automobiles. Des marques artisanales ou spécialisées, comme Brabham Automotive, poursuivent ponctuellement la tradition locale dans des niches hautement techniques ou sportives. L’Australie reste enfin un territoire important pour les essais, les innovations dans les mobilités durables, et la commercialisation de nouveaux types de véhicules, notamment électriques ou à hydrogène.

### Marques actives
- ACE (2017-présent) : véhicules électriques
- Alpha Sports (1963–présent) : voitures de sport
- Birchfield (2003–présent) : voitures de sport en petites séries
- Bolwell (1962–1979, 2009–présent) : voitures de sport
- Brabham (2018-présent) : fondée par le champion Jack Brabham, spécialisée dans les supercars
- Bullet (1996–présent) : voitures sportives
- BusTech (1995-présent) : véhicules de transport collectif (bus)
- Coach Concepts (2004-présent) : carrosseries de bus
- Denning (2004-présent) : bus
- Devaux (2001–présent) : coupés rétro
- Elfin Sports Cars (1958–présent) : voitures de sport
- FCA Australie (1956-1980 / 1994-présent) : filiale australienne de Fiat Chrysler Automobiles
- Howard Porter (1936-présent) : équipements de transport industriel
- IVECO Australia Ltd (1989-présent) : ex International Trucks Australia, spécialisation dans les camions et véhicules industriels

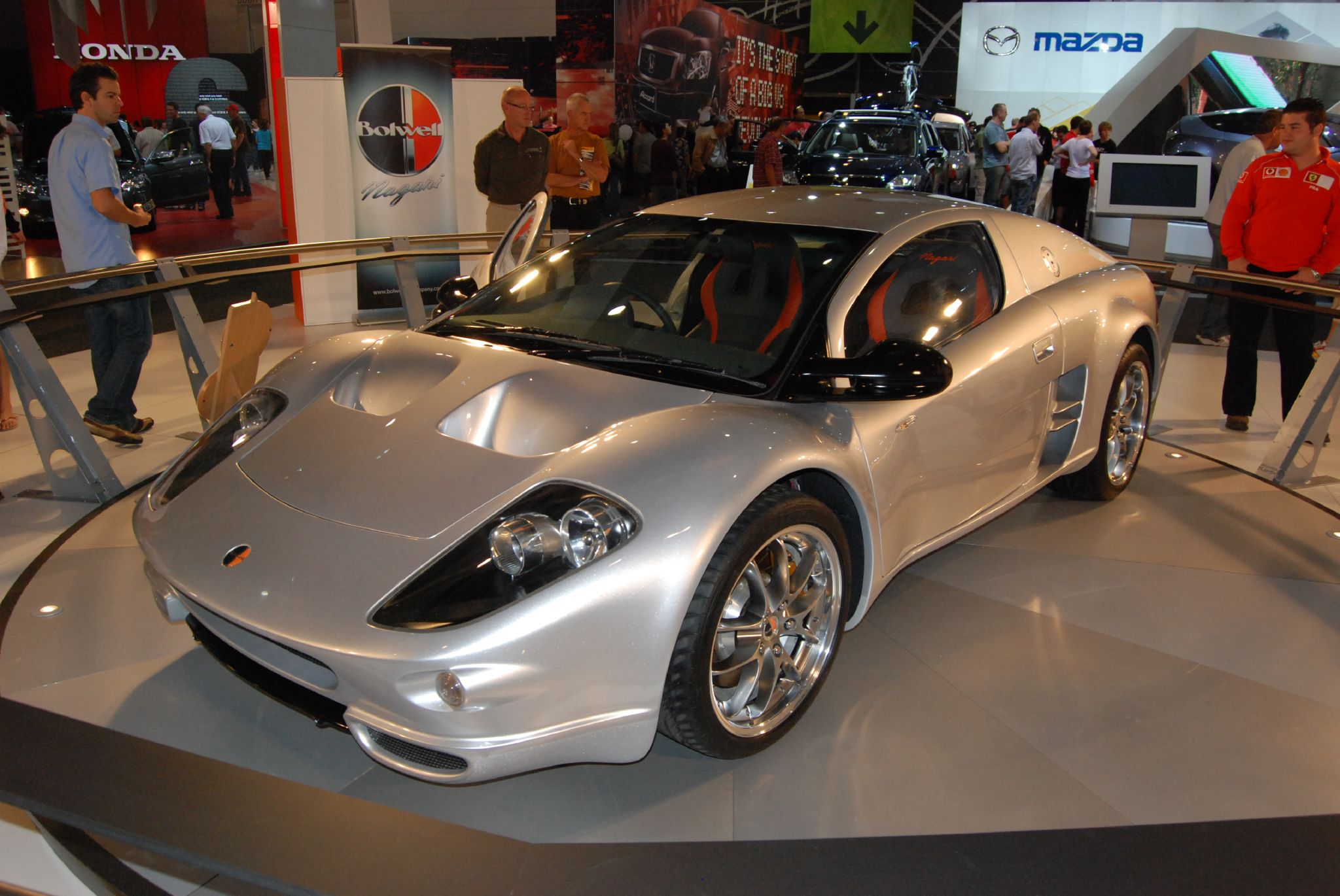
Bolwell Mk X Nagari
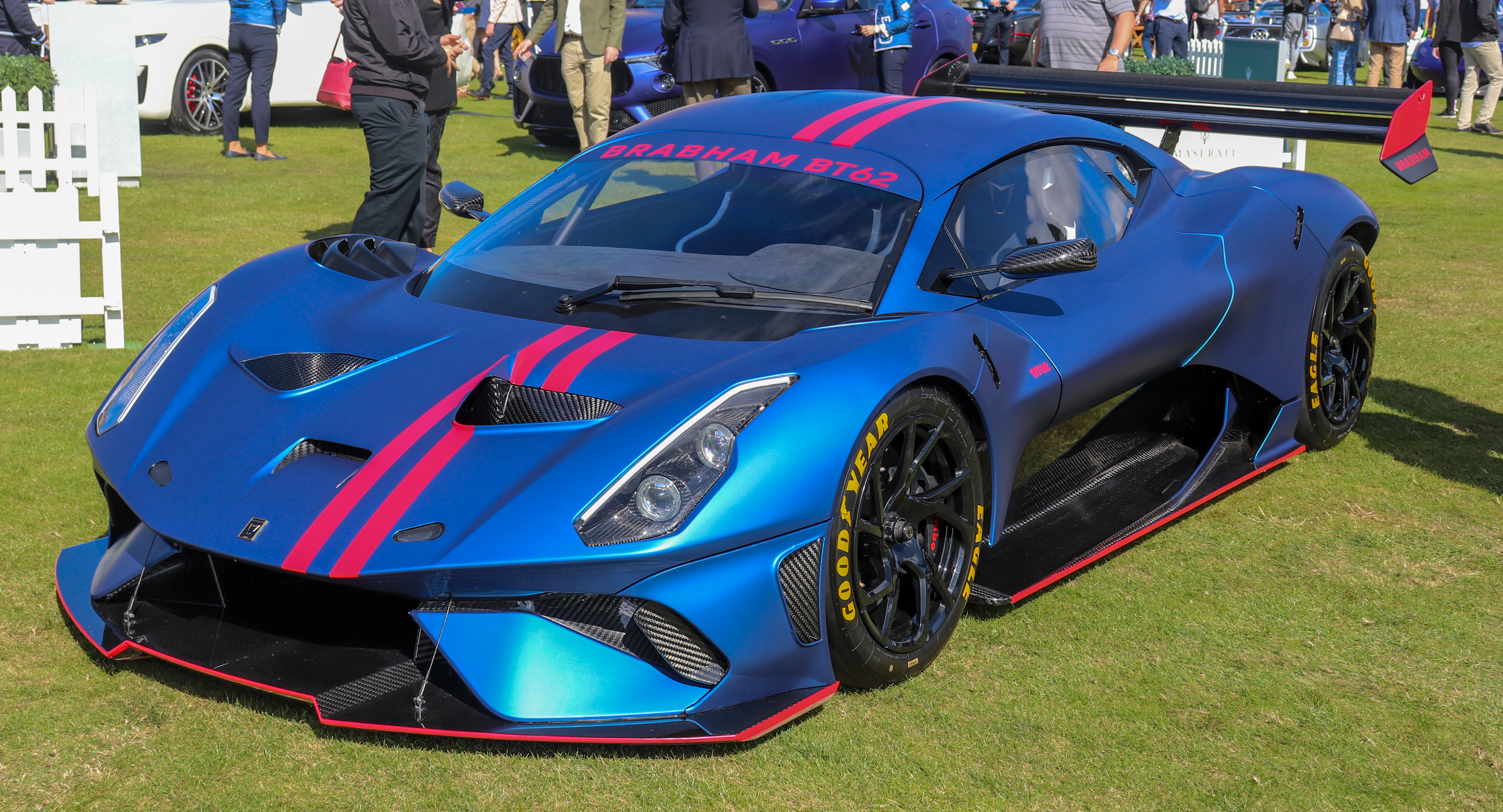
Brabham BT62
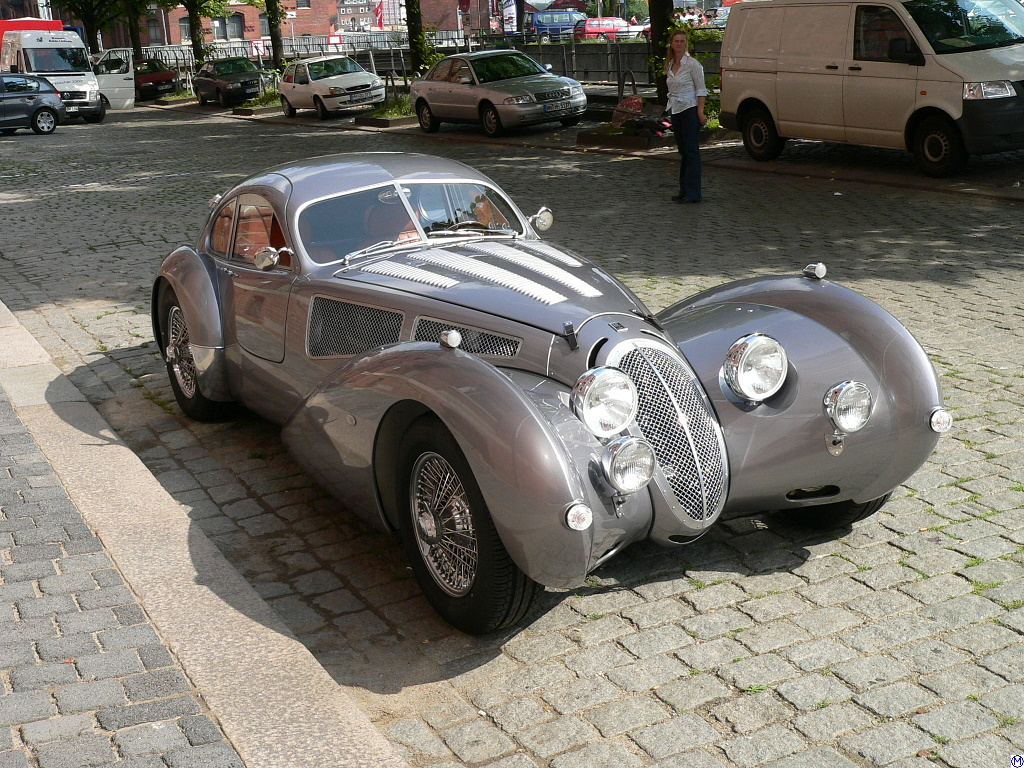
Devaux Coupé

### Marques disparues
- AMI (1926-1987) : assemblait à Port Melbourne des modèles Mercedes, Rambler et Toyota avant de devenir Toyota Motor Australia en 1987
- Ascort (1958–1960) : coupés en petite série
- Austin (1949–1983) : division australienne de la marque britannique Austin
- Australian Six (1919–1925) : voiture produite en Australie durant l’entre‑deux‑guerres sur une courte période
- Buckle (1955–1967) : voitures artisanales
- Bufori (1986–1994) : transfert de l'usine en Malaisie
- Bush Ranger (1977–2016) : petits véhicules tout-terrain
- Caldwell Vale (1907–1913) : véhicules utilitaires
- Chrysler Australia (1956–1980) : division australienne de Chrysler, intégrée à Mitsubishi
- Duncan & Fraser (1865-1927) : entreprise de carrosserie
- Ford Australia (1925–2013) : filiale de Ford Motor Company
- FPV (2002-2014) : division de performance de Ford Australia
- Giocattolo (en) (1986–1989) : coupés laminés en fibre de verre actif
- Goggomobil (1958–1966) : intégré dans BMW
- JRA (1983-1990)
- Holden (1919–2020) : filiale de GM
- Holden Special Vehicles (1987–2020) : division sportive de Holden
- Honda Australia (1969- ? ) : importateur puis assembleur Honda
- Lloyd-Hartnett (1957–1962) : voitures légères
- Mitsubishi Australia (1980–2008) : division de Mitsubishi
- Morris (British Motor Corporation) (1947–1973) : marque britannique assemblée localement en Australie
- Nissan (1966-1992) : division de Nissan produisant pour le marché local
- Purvis (1974–1991) : coupés
- Rootes (1946-1965) : intégré dans Chrysler Australia
- Southern Cross (1931–1935)
- Tarrant (1900–1907) : véhicules à vapeur puis à combustion
- Toyota Motor Australia (1963–2017) : filiale de Toyota produisant localement
- Volkswagen Australia (1957-1977) :  branche australienne de Volkswagen
- Zeta (1963–1965) : coupé

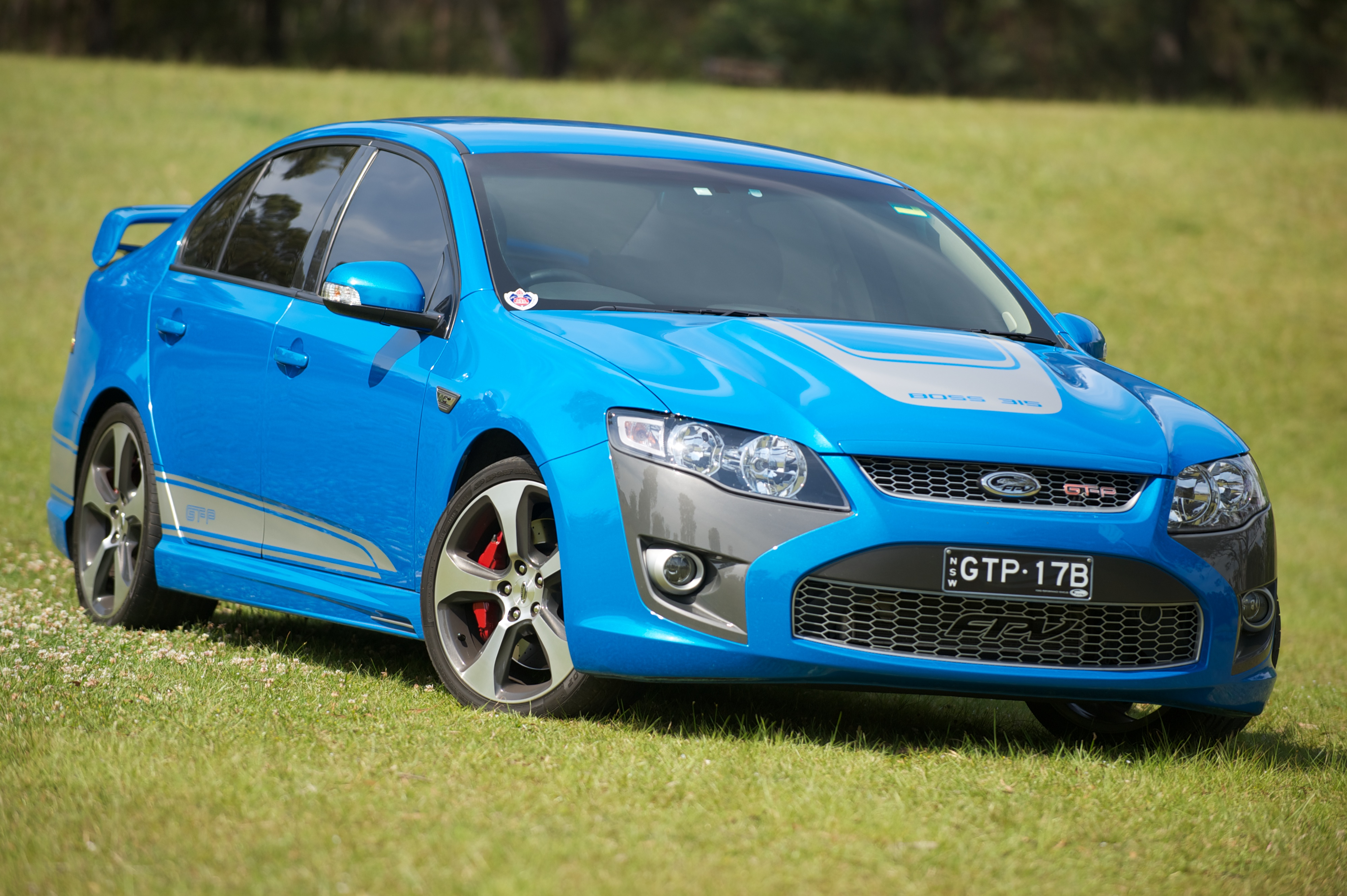
FPV GT-P
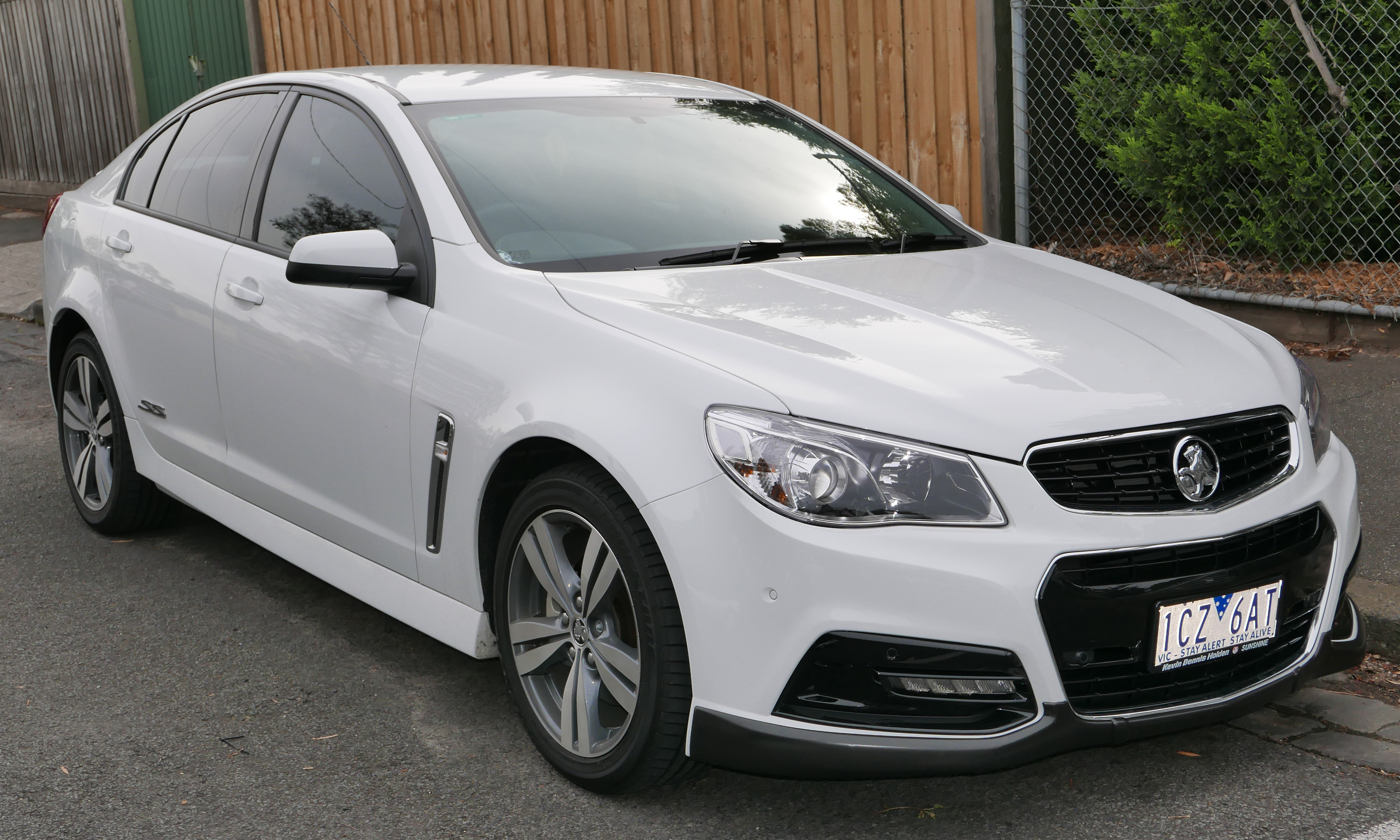
Holden Commodore

## Autriche

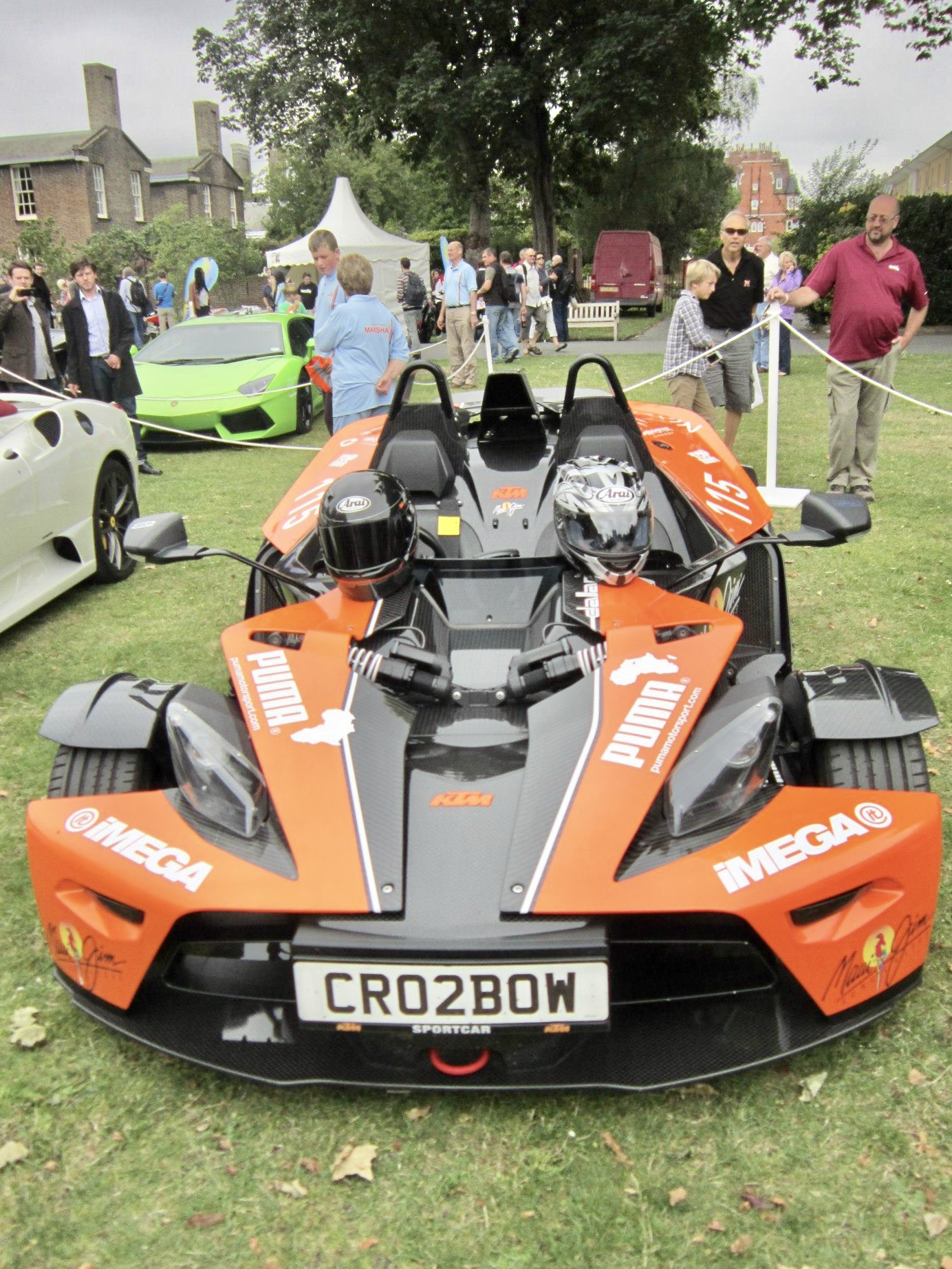
KTM X-Bow

### Marques actives
- Deus Automobiles hypercars
- KTM (1934-présent)
- Magna Steyr (2001-présent)
- MAN (2008-présent) ex ÖAF - Österreichische Austro-Fiat
- ÖAF (1921-présent) ex Austro-FIAT (1907-1936) nationalisée par le IIIe Reich et cédé à MAN - filiale de MAN AG,
- Rosenbauer (1866-présent) véhicules d'incendie

### Marques disparues
- Austro-Daimler (1889–1928) intégré dans Steyr Daimler Puch
- Austro-FIAT (1907-1925) intégré dans ÖAF - Österreichische Austro-Fiat
- Austro-Tatra (1934–1948)
- Automobilfabrik Perl (1922-1968) fabricant autrichien de tracteurs, automobiles, camions et autobus
- Custoca (ou Custoka) (en) (1966–1988)
- Denzel (1948–1959)
- Eurostar Automobilwerk (en) (1990-2002) ex filiale Daimler Chrysler intégré dans Magna Steyr en 2002
- Felber Autoroller (en) (1952–1953) voiturettes à 3 roues
- Hofmann & Moldrich (1953) voiturette à 3 roues
- Gräf & Stift (1902–1971) intégré dans ÖAF-Gräf & Stift AG et MAN AG
- Grofri (1921–1931)
- Libelle (en) (1952–1954) voiturettes à 3 roues
- Lohner-Porsche (1900–1905)
- ÖAF (1921-2008) ex Austro-FIAT (1907-1936) nationalisé par le IIIe Reich et cédé à MAN - intégré dans MAN AG puis renommé ÖAF Gräf & Stift company MAN Sonderfahrzeuge AG en 2001 devient MAN Truck & Bus Österreich GesmbH en 2008
- Puch (1899-1928) fusion avec Austro-Daimler en 1928
- Steyr-Puch AG (1915-1959) automobiles sous licence Fiat (1950-1975)
- Steyr-Daimler-Puch (1934-2001) intégré dans Magna Steyr

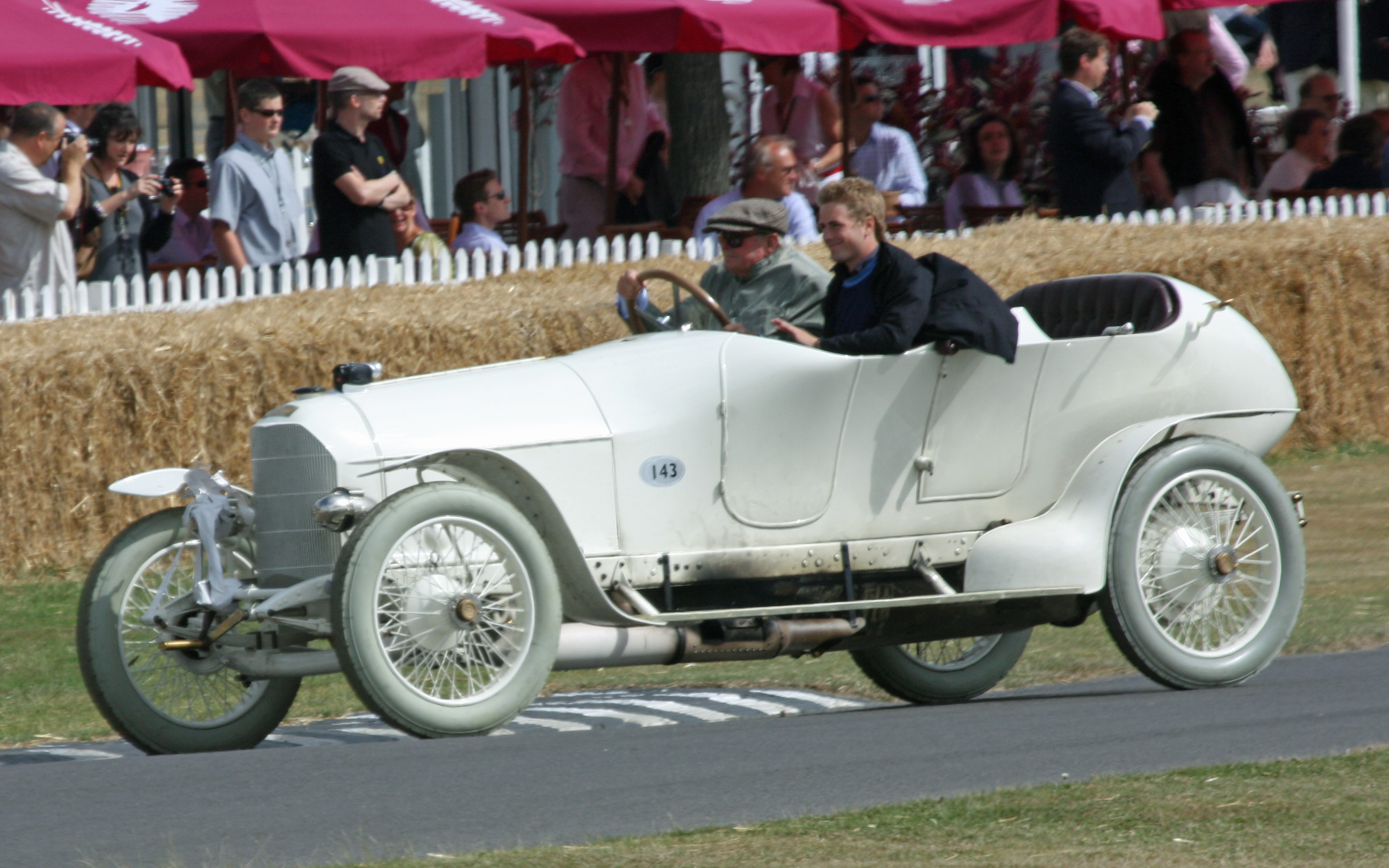
Austro-Daimler Prince Henry.
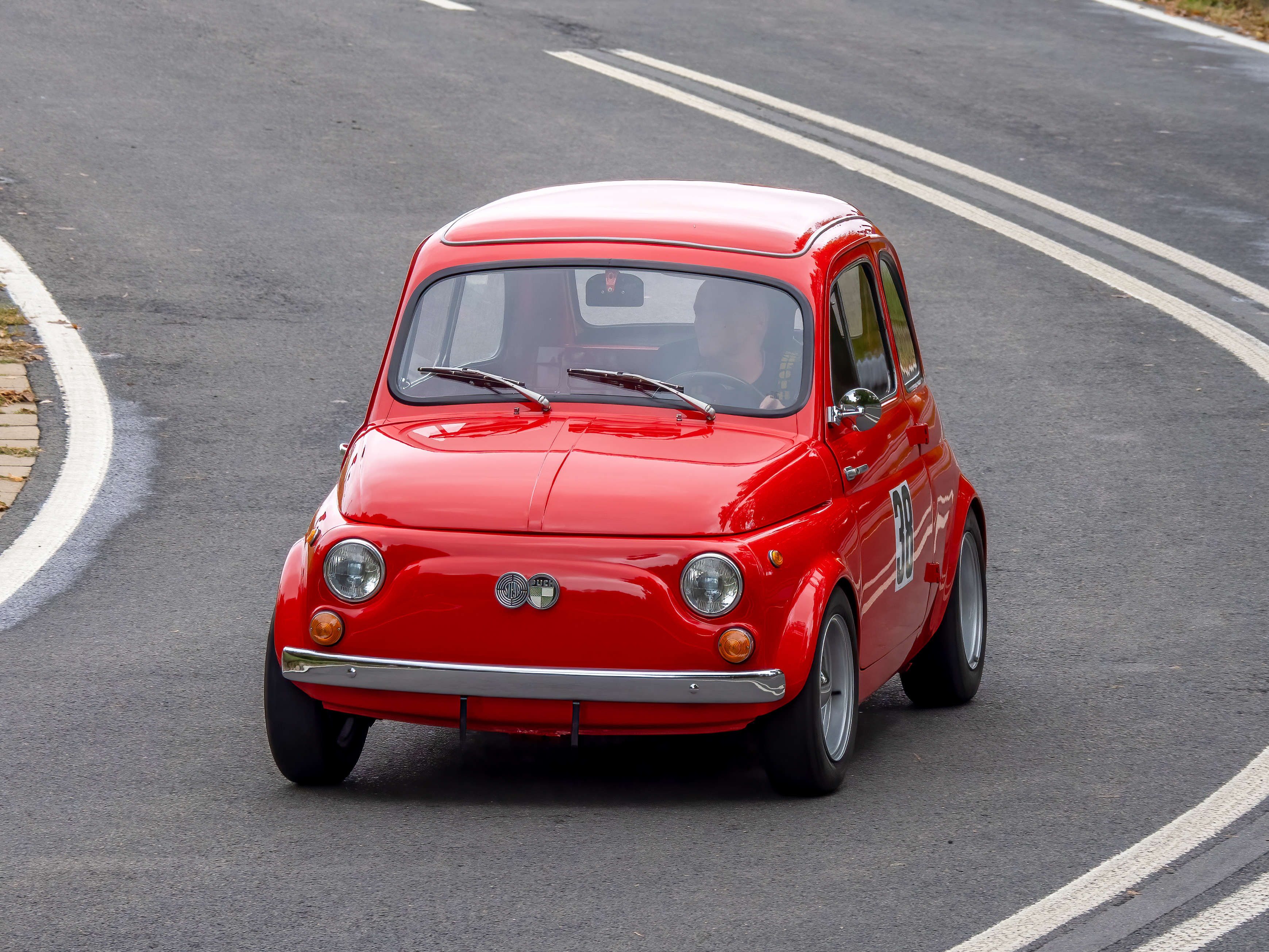
Steyr-Push 500.

## Azerbaïdjan

### Marques actives
- AziZ (en) (2005–présent)
- Ganja (en) (2004–présent) ex KiAZ[58]
- Khazar (2018–présent)
- NAZ (en) (2006–présent)

### Marque disparue
- KiAZ (1986-2004) renommé Ganja

## Belgique

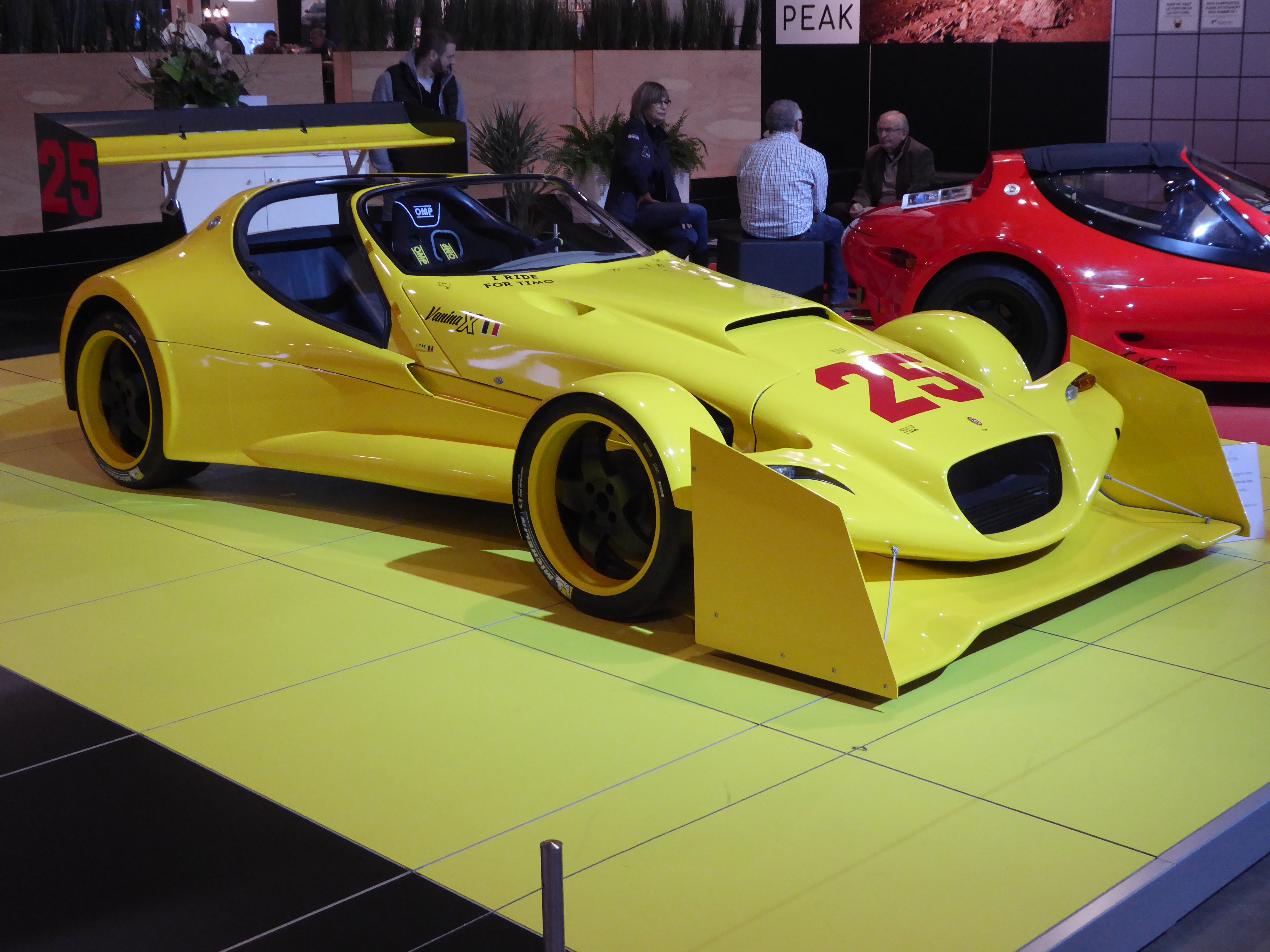
Gillet Vanina X

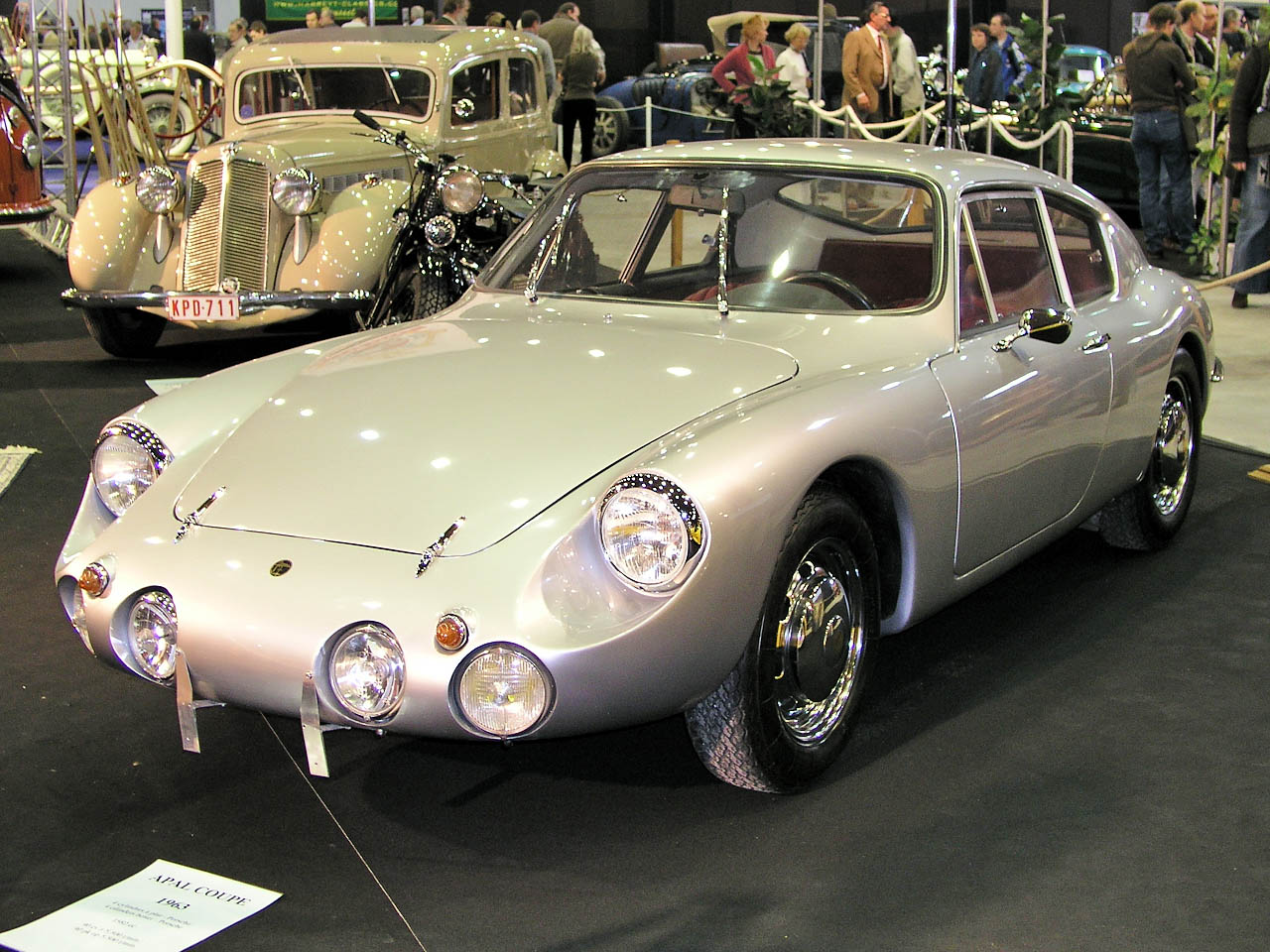
Apal Coupé

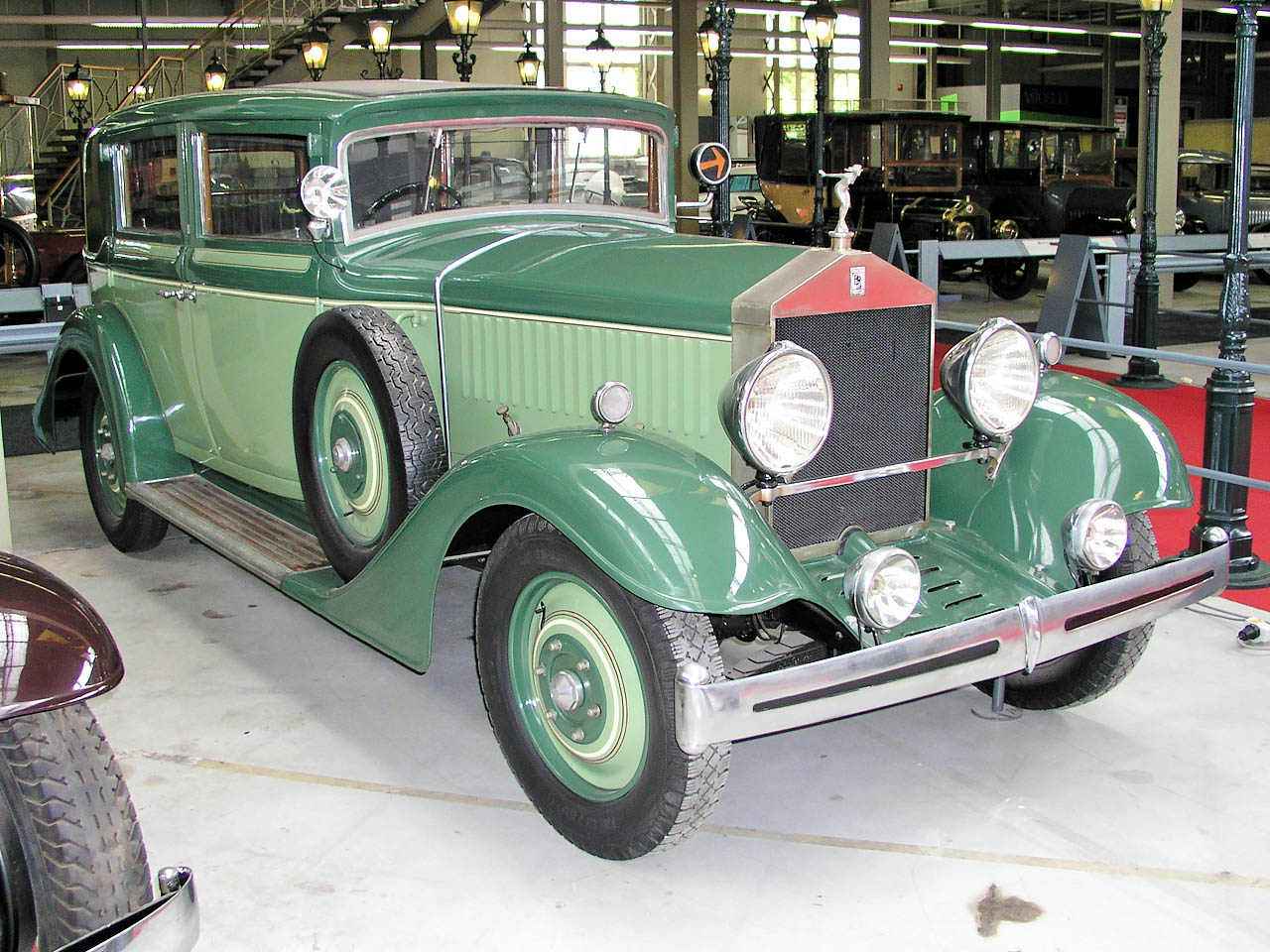
Belga Rise 8C

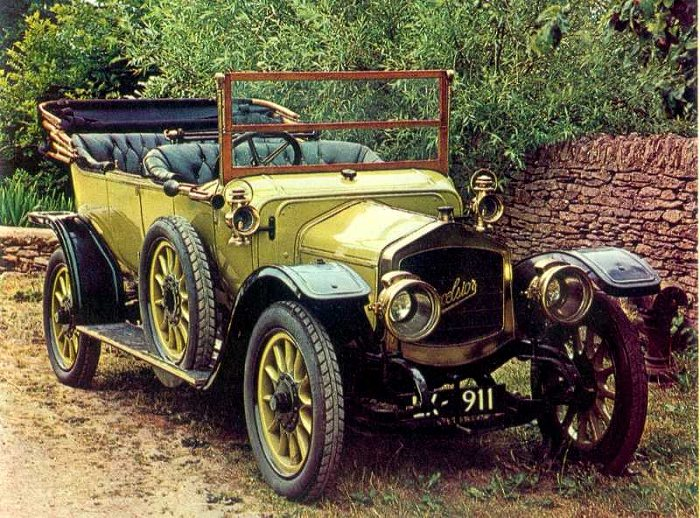
Excelsior (1911)

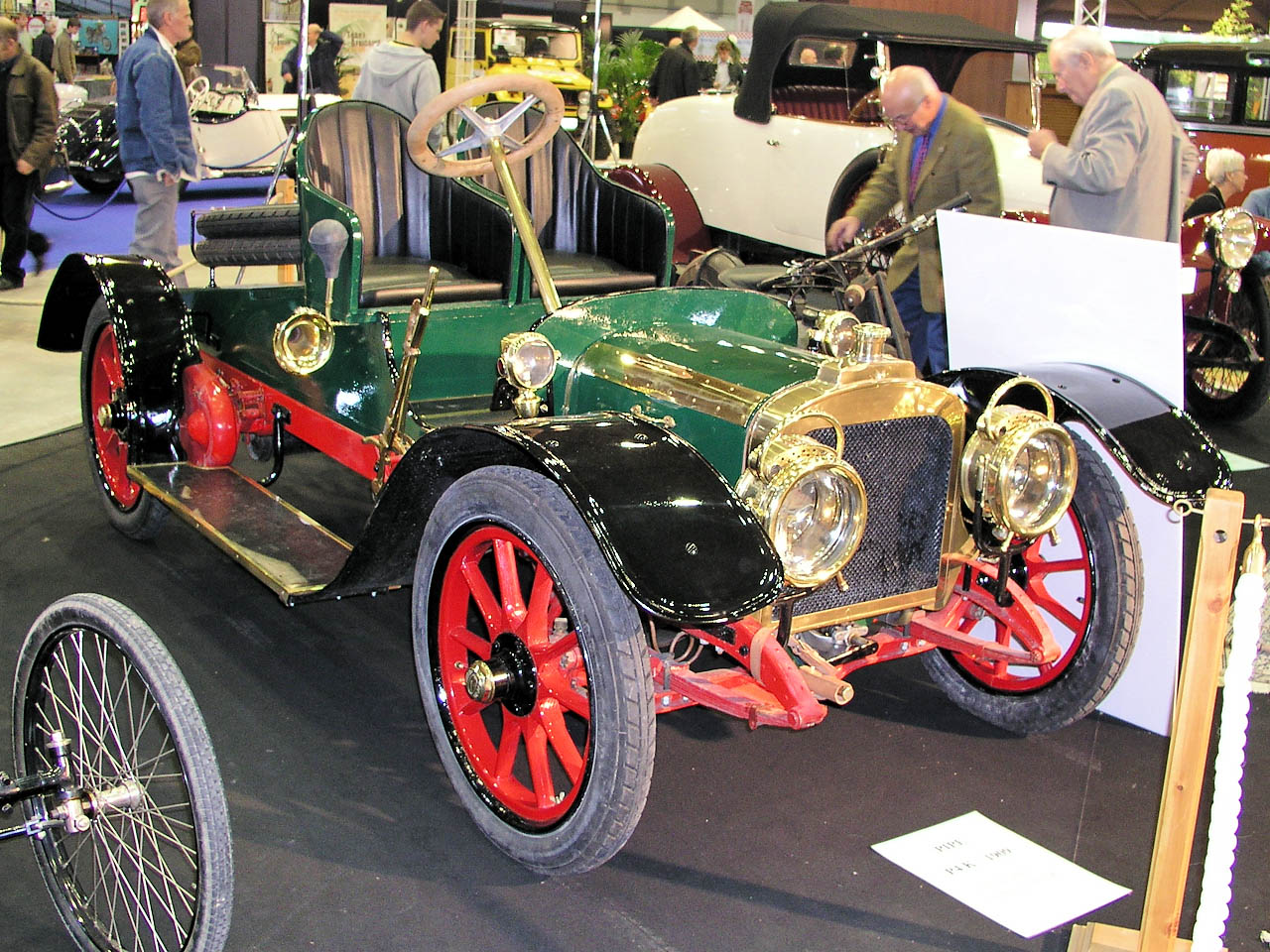
Pipe P4K

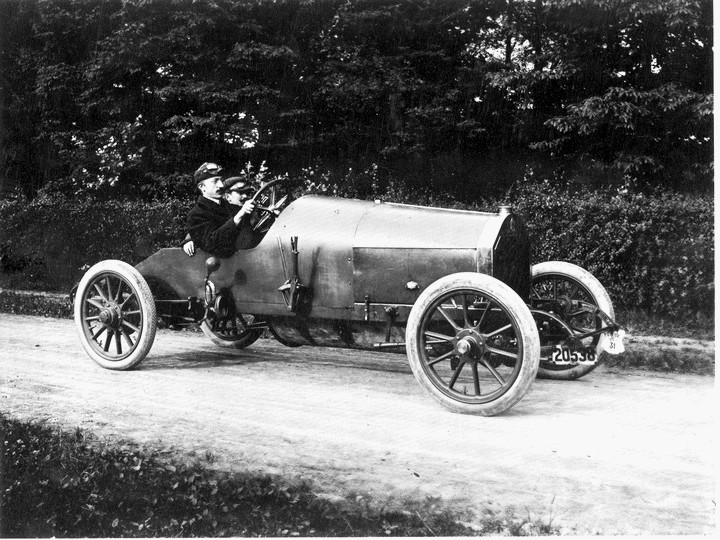
Springuel 16hp

### Marques actives
- Audi (1949-présent) 1949-1970 : D'Ieteren - 1970-2007 : Volkswagen - 2007-présent : Audi AG
- Ecar (2015–présent) voitures électriques
- Edran (1984–présent)
- Gillet (1991-présent)
- KTM (1934-présent) motos
- MOL (1944-présent) camions et remorques
- Van Hool (1946-présent) autobus
- Volvo Gand (1965-présent)

### Marques disparues
- Alfa Legia (1912-1921)
- Alatac (1913-1914)
- ALP (Leroux-Pisart) (1920-1921) devenu SOMEA de 1921 à 1923
- Apal (1961-2008)
- Belga Rise (1928-1935)
- Belgica (1899- 1909)
- Bovy (nl) (1908-1930) intégré dans Brossel
- Brossel (1912-1968)
- CAP (1914) voiturette
- Excelsior (1903–1929)
- FN Automobile (1899-1962)
- Ford Genk (1964-2014)
- Germain (1896-1914)
- Hermes Italiana SA (1906-1909)
- Impéria (1904–1914) renommé Impérial-Abadal / relancé (2008-2016)
- Imperia-Abadal (1919–1958)
- Jonckheere (1881-1994) racheté par Berkhof en 1994 puis intégré dans VDL en 1998
- Juwel (1923-1928)
- Liberty (1920-1948)
- Métallurgique (1898-1928)
- Miesse (1894-1974)
- Minerva (1903-1958)
- Nagant (1896-1928) intégré dans Impéria
- Pieper (1897-1907) intégré dans Impéria
- Pipe (1898-1932)
- Ranger (1968–1978) filiale de General Motors
- Renault Vilvoorde (en) (1931-1997) assemblage de voitures de tourisme
- S.A.V.A. (1910-1923) intégré dans Minerva
- Springuel (1907-1912) intégré dans Impéria
- Van Clee (1967-1984)
- Van Den Plas (1898-1935)
- Vivinus (1899-1912)

## Biélorussie

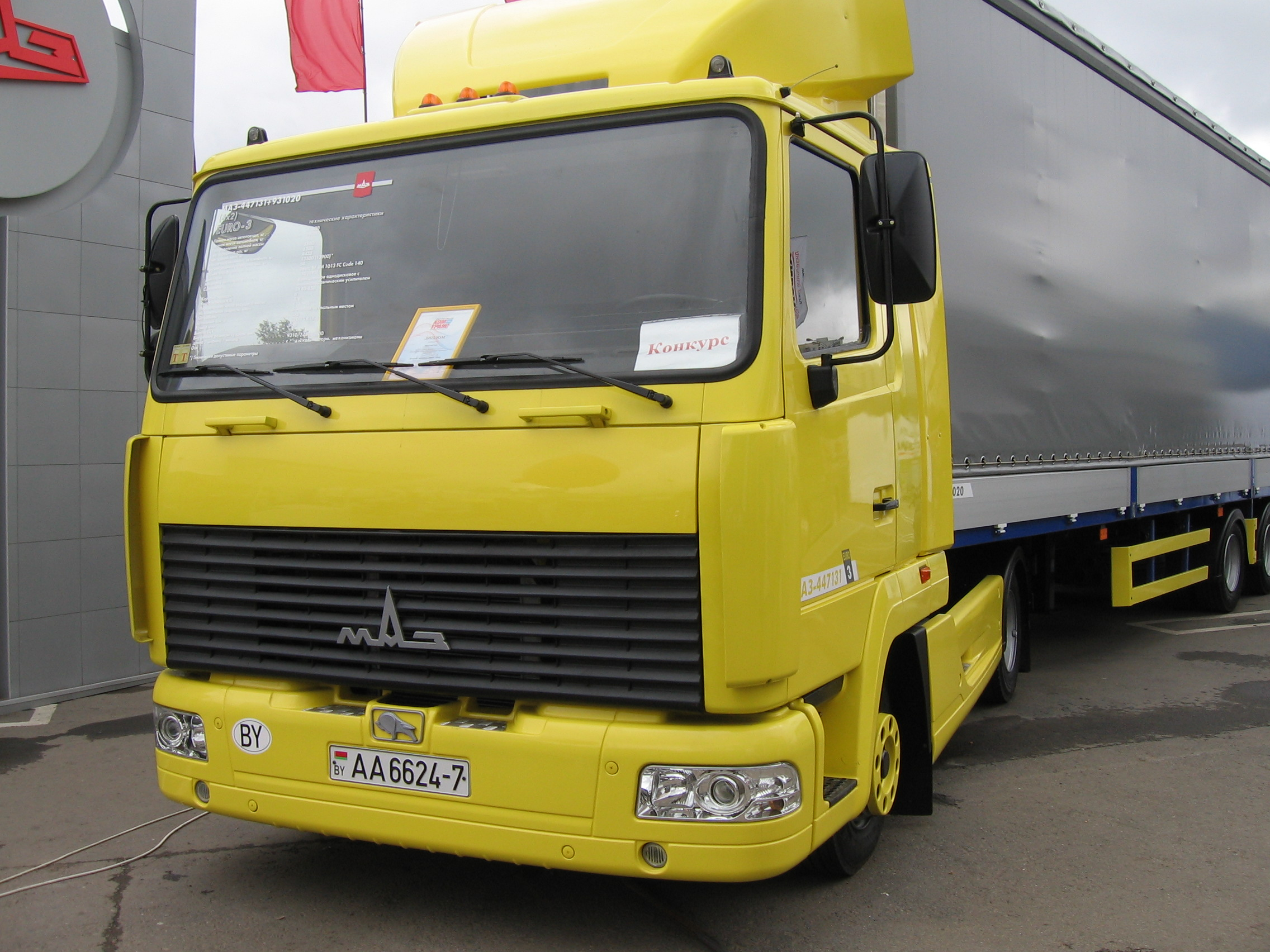
MAZ-447131 (Biélorussie)

### Marques actives
- BelAZ (1948-présent)
- MAZ (1944-présent)
- MZKT - Volat (1954-présent)
- MoAZ (en) (1948-présent) filiale de BelAZ depuis 2006
- Neman (bus) (en) (1984-présent) filiale de MZKT en 2014

## Bosnie-Herzégovine

### Marques disparues
- Pretis (?–1969)
- TAS - Tvornica Automobila Sarajevo (1982–1992)

## Brésil

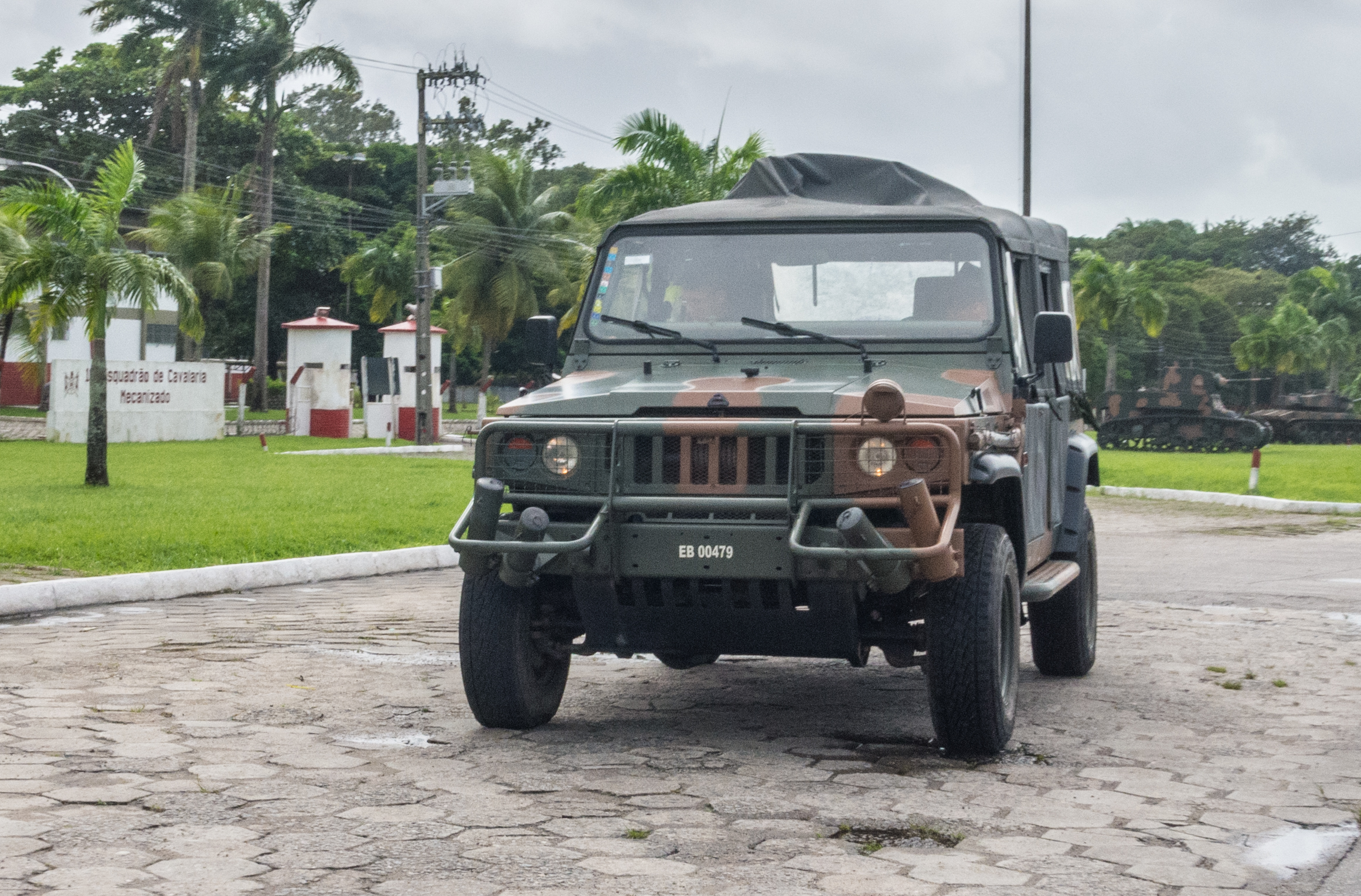
Armée brésilienne en Agrale

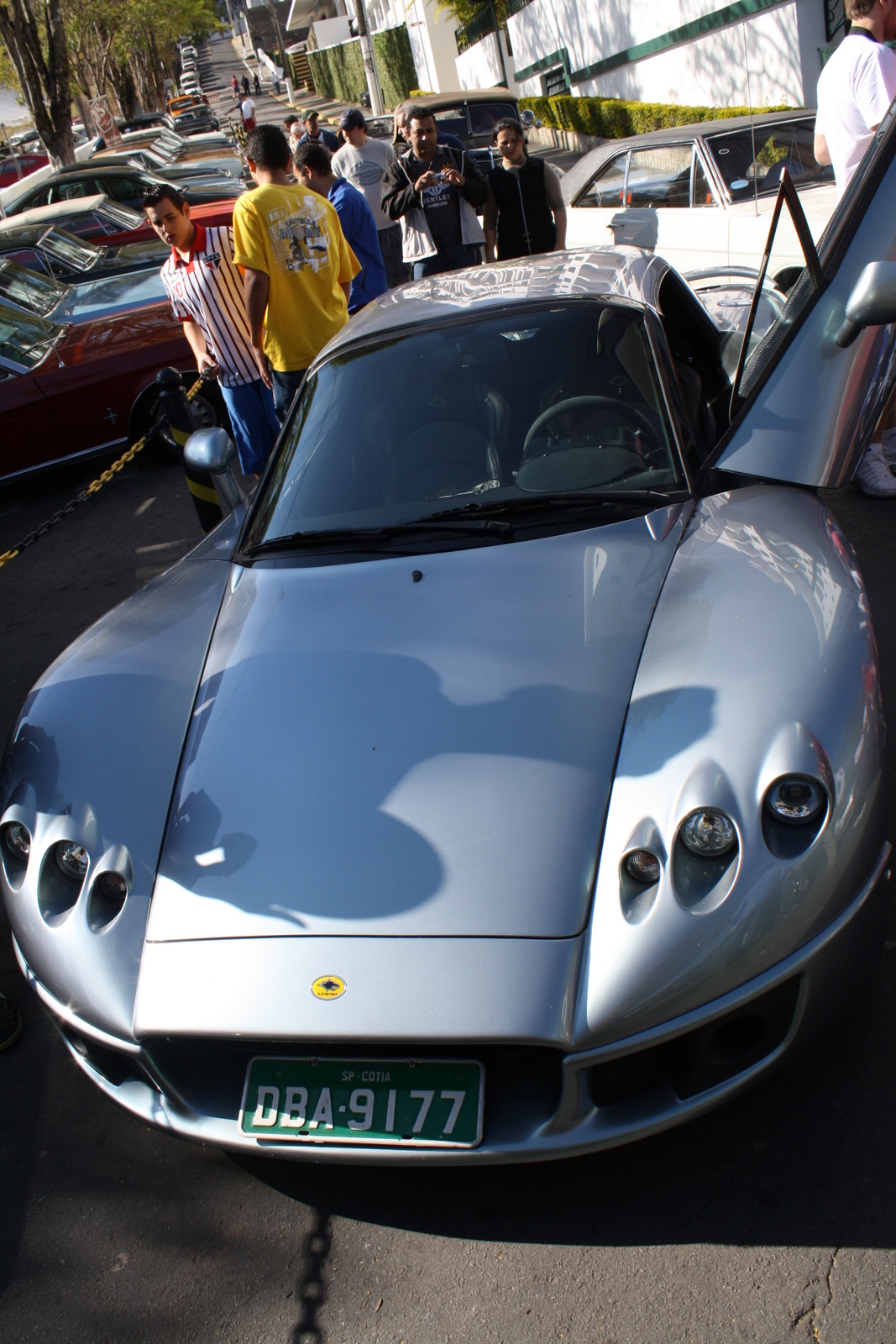
Lobini H1

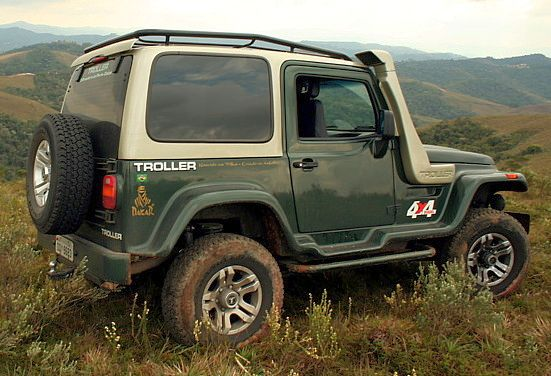
Troller T4

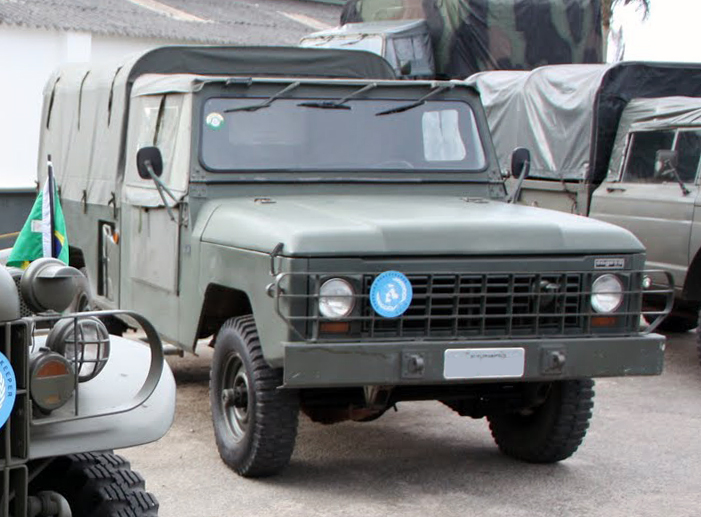
Engesa EE34

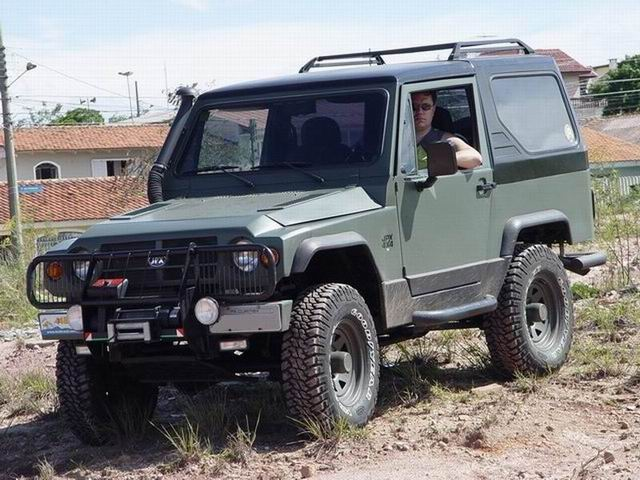
JPX Montez

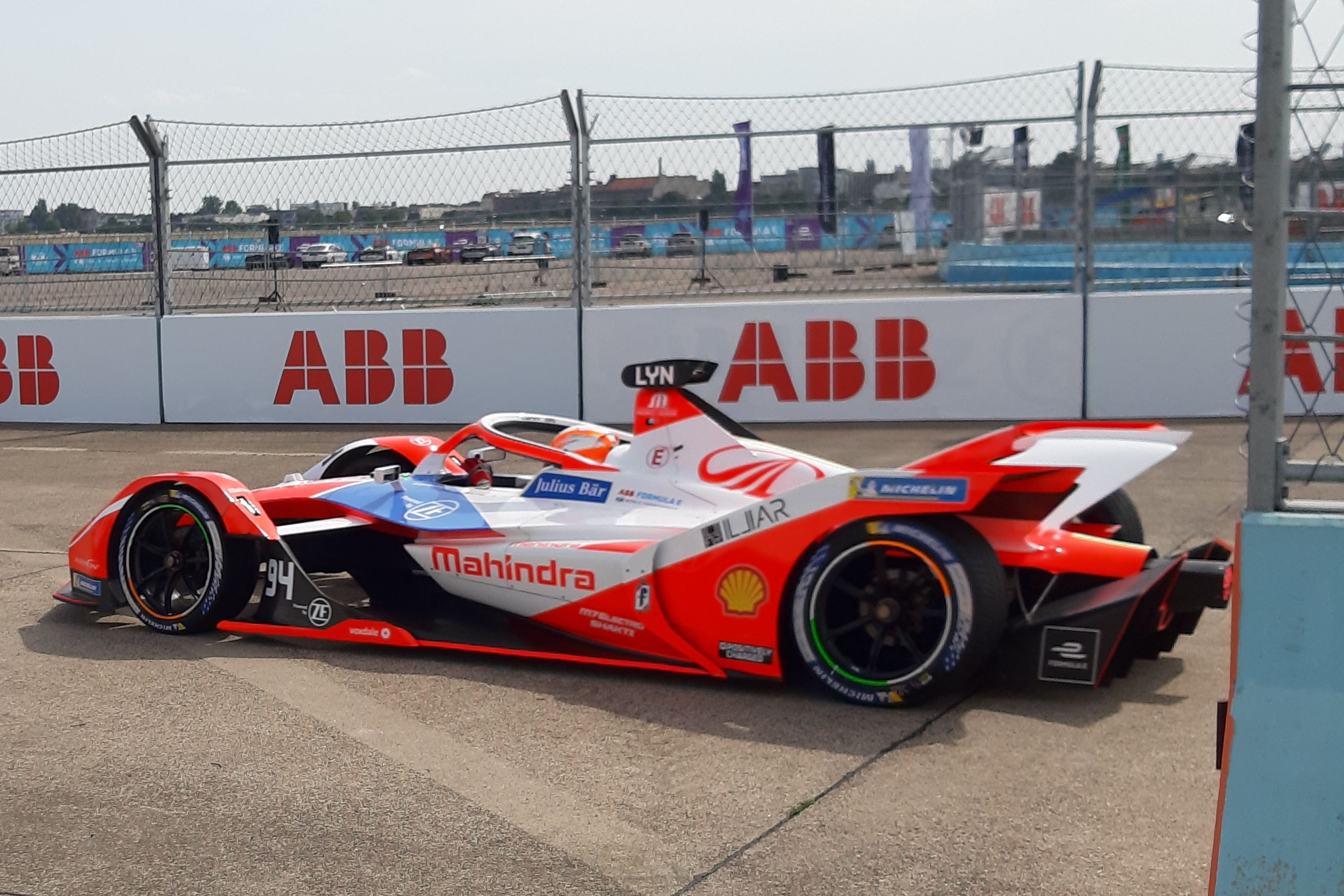
Mahindra Racing Formule E

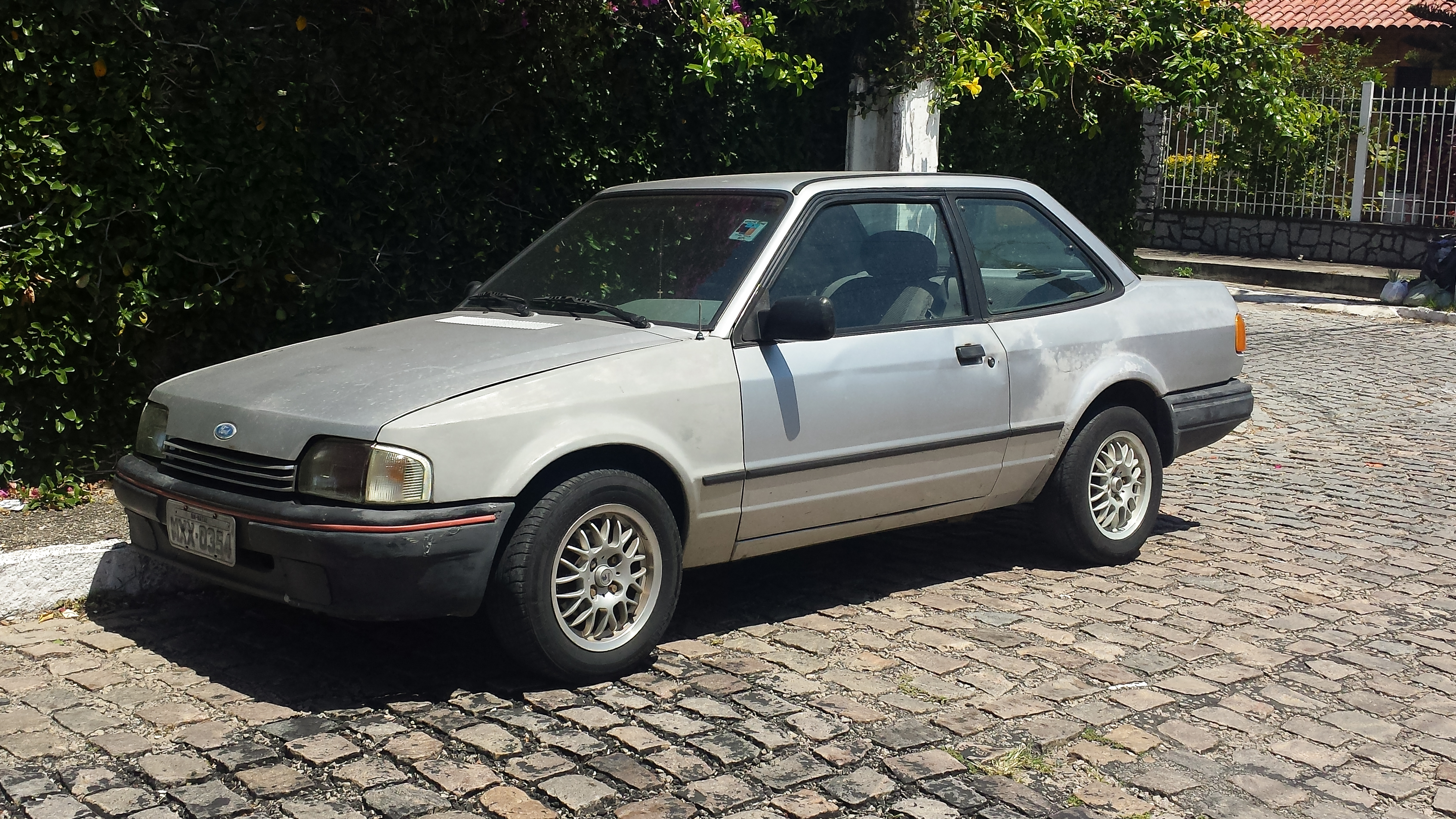
Ford Verona (par AutoLatina)

### Marques actives
- Agrale (1982–présent)
- Audi (2015-présent)
- BMW (2014-présent)
- BRM Buggy (1969–présent)
- CAOA Hyundai (2007-présent) / CAOA Chery (2018-présent)
- Centaurus
- Chamonix NG Cars (en) (1987–2010 / 2011-présent) construits par Athos Cars à partir de 2011
- Chevrolet Brasil (1957-présent)
- DAF (2014-présent)
- FCA - Fiat Brasil (1976-présent)
- Ford do Brasil (1957-présent)
- Honda do Brasil (1997-présent)
- HPE (1998-présent)
- Hyundai do Brasil (2012-présent)
- IVECO Brasil (2000-présent)
- Land Rover Brasil (1999-présent)
- Lobini (2002–présent)
- Matra
- Mercedes-Benz do Brasil (1957-présent)
- Nissan do Brasil (2002-présent)
- Peugeot Citroën do Brasil (2001-présent)
- Renault do Brasil (1999-présent)
- Scania do Brasil (1957-présent)
- TAC - Tecnologia Automotiva Catarinense (2004–présent)
- Toyota do Brasil (1959-présent)
- Volkswagen do Brasil (1953–présent)
- Volvo do Brasil (1979-présent)

### Marques disparues
- Adamo (1968-1990)
- Alfa Romeo Brasil (1968-1976) division automobiles intégrée dans Fiat Automoveïs et poids lourds dans Fiat Diesel
- AutoLatina (1987-1996) J-V fusion Volkswagen-Ford
- Brasinca (1949-1997)
- Chrysler do Brasil (1969-1980) - (1998)
- Corona (1979-1983)
- Cummins Nordeste (1972-1976)
- Dacon (1964-1996)
- Dardo (1979-1983)
- Engesa (1986–1990)
- Envemo (1979–1995)
- Farus (1981-1984)
- F.N.M. (1957–1977) intégré dans Alfa Romeo Brasil puis dans Fiat Diesel
- Fiat Diesel (1977-1985) intégré dans IVECO Brasil
- Gurgel (1970–1996)
- Hofstetter (1986–1993)
- IANOR (1968-1972)
- International Harvester (1959-1965)-(1998-
- JPX (1992-2002)
- Lafer (1974–1990)
- Mahindra (2007-
- MAN Latin America (2009-2022) intégré dans VW caminhõnes & Ônibus
- Mitsubishi do Brasil (1998-
- Miura (1976–1997)
- Puma (1966–1984)
- Santa Matilde (1978–1989)
- Shacman (2012-
- Simca do Brasil (1959-1969) intégrée dans Chrysler do Brasil
- Troller (1998–2021)
- Uirapuru (1966–1968)
- Vemag (1957-1967)
- Willys-Overland (1957-1969) intégré dans Ford do Brasil

## Bulgarie

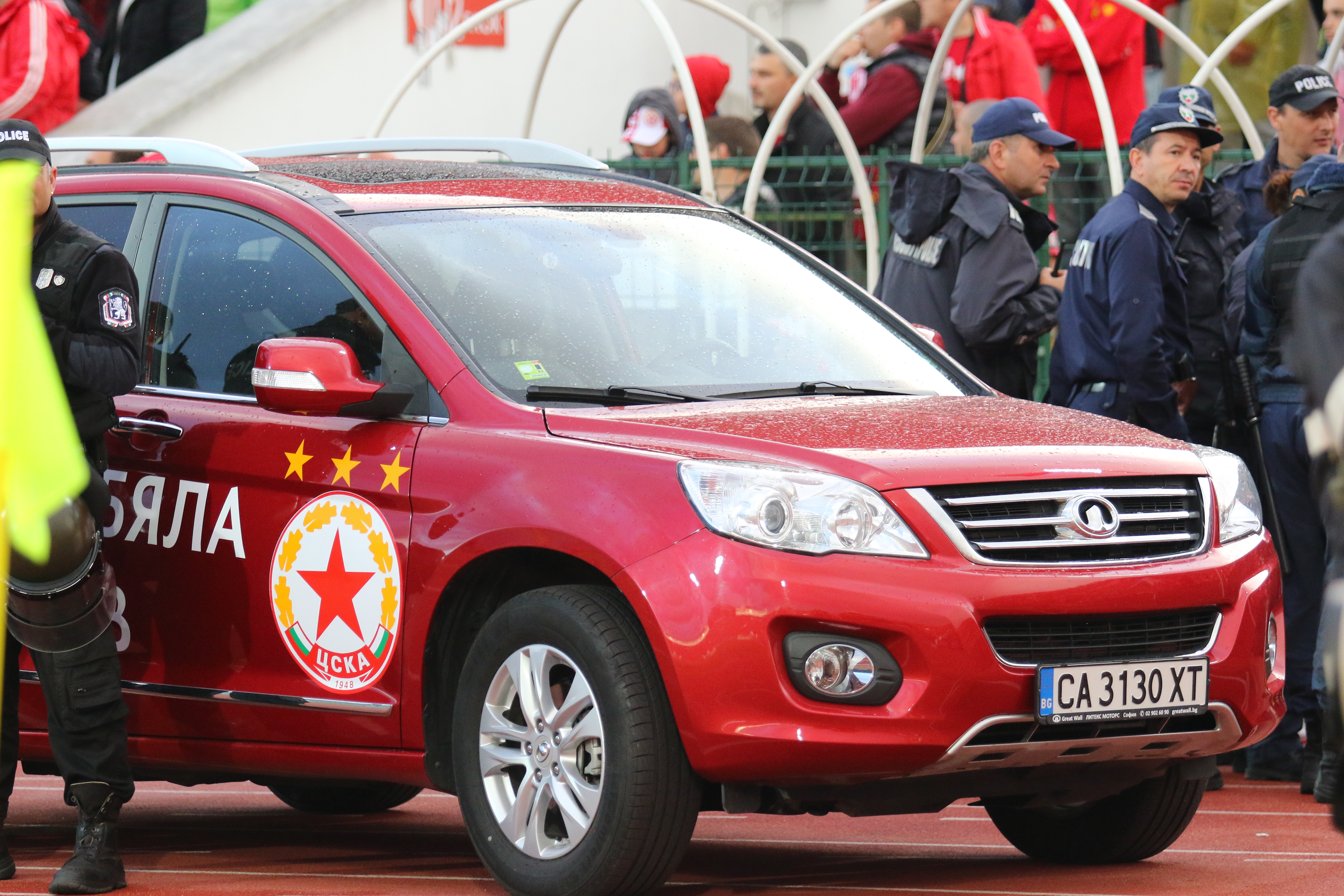
Great Wall Hover

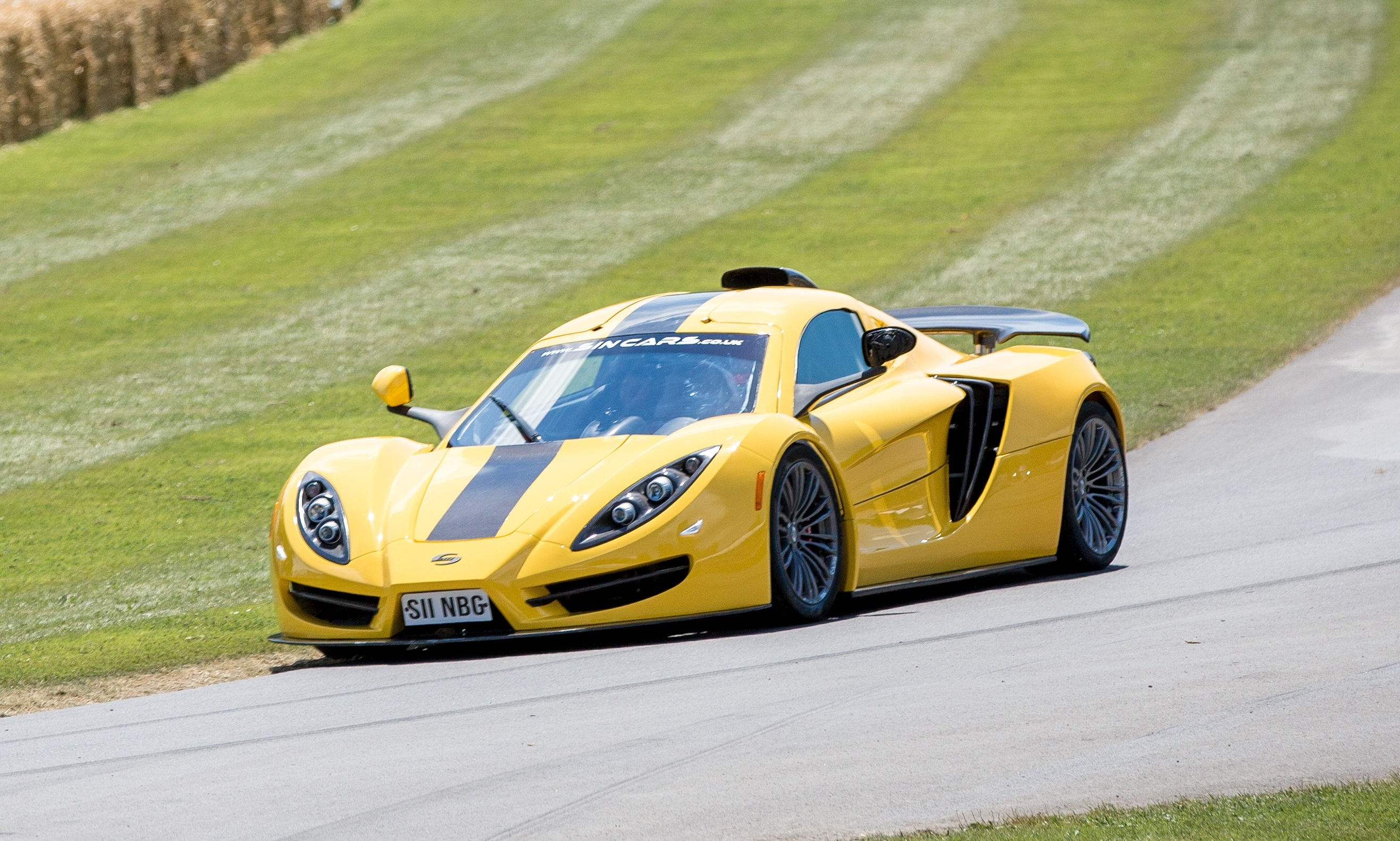
SIN R1

### Marques actives
- Litex Motors (2008-présent)
- SIN Cars (2012-présent)

### Marques disparues
- Bulgarrenault (1966-1970)
- Chavdar (en) (1924-1999)
- Moskvitch (en) (1966-1990)
- Pirin-Fiat (1967-1971)
- Rodacar (1994-1996) J-V avec Rover
- Sofia (en) (1985-2001)

## Canada

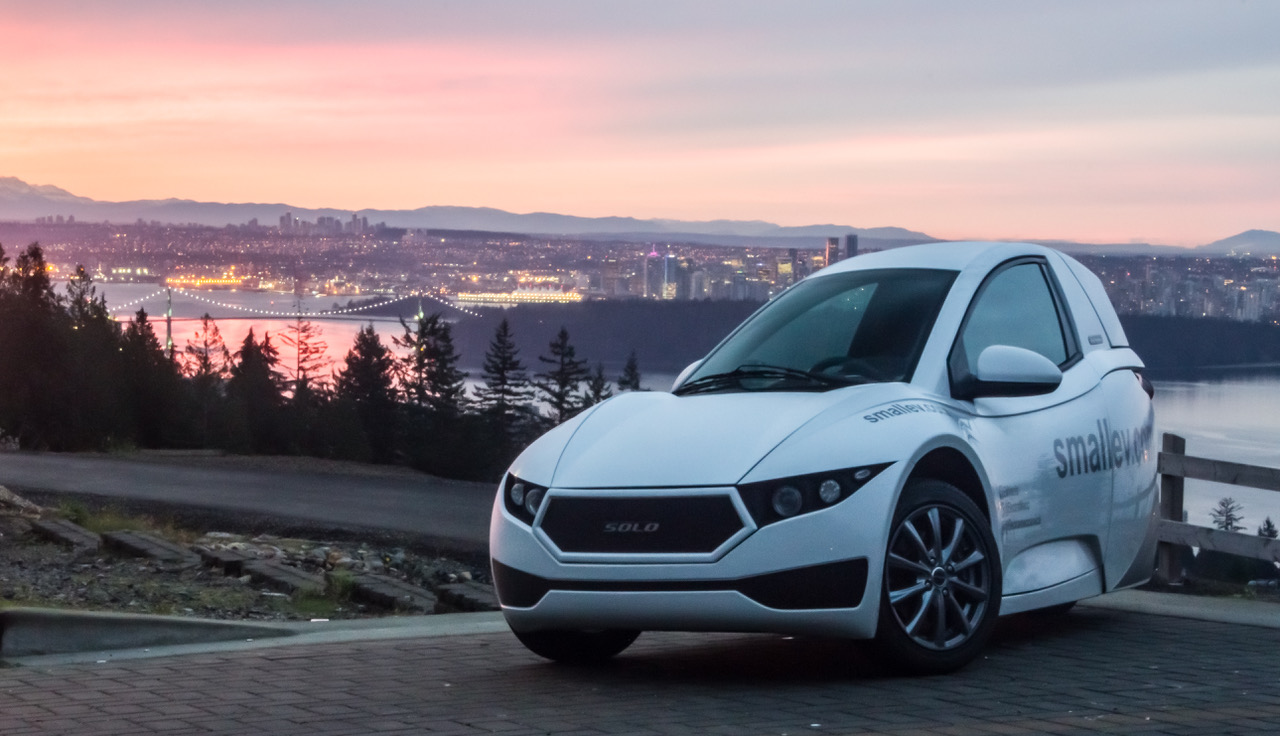
ElectraMeccanica Solo

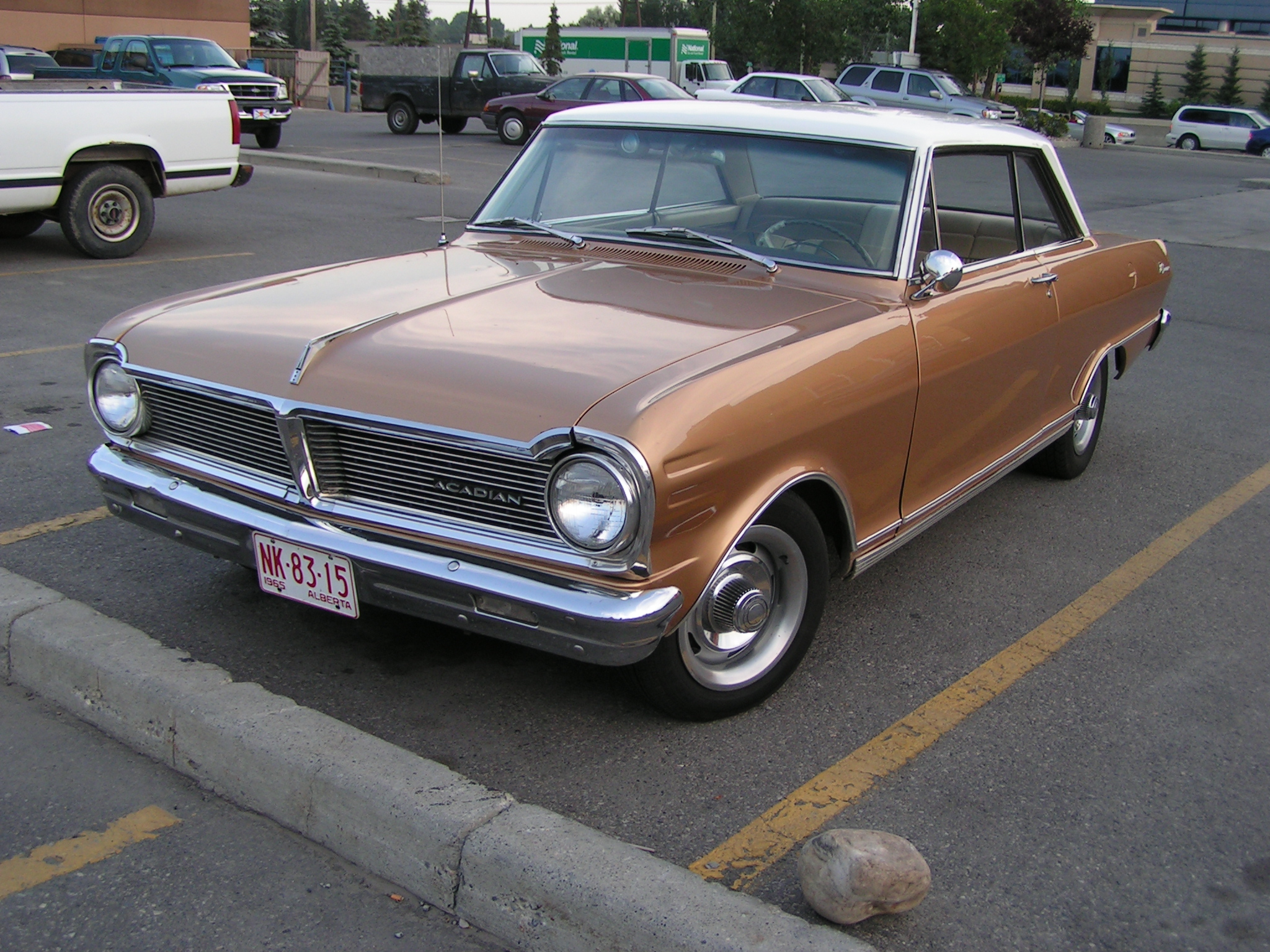
Acadian Canso

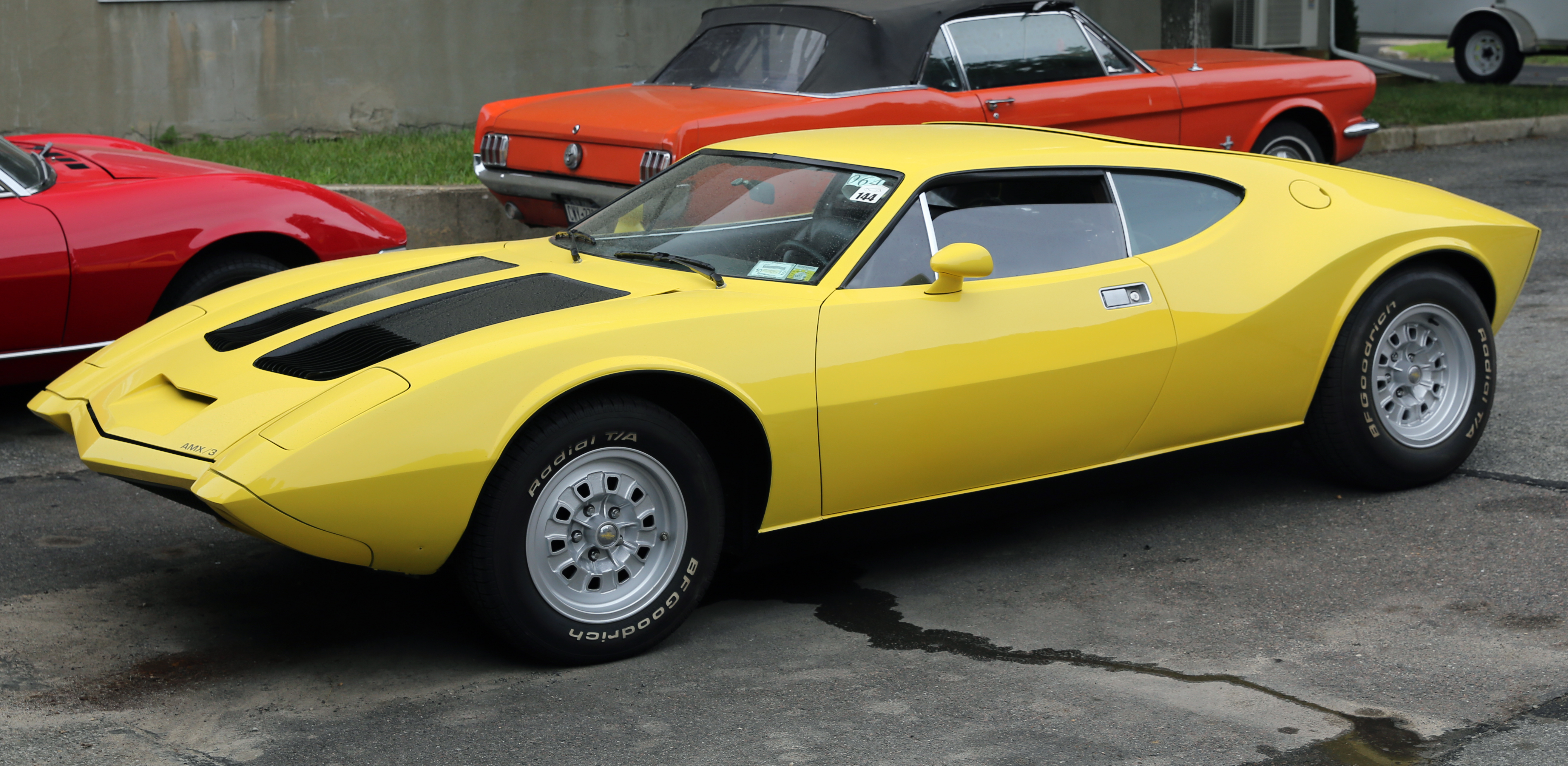
AMC AMX 3

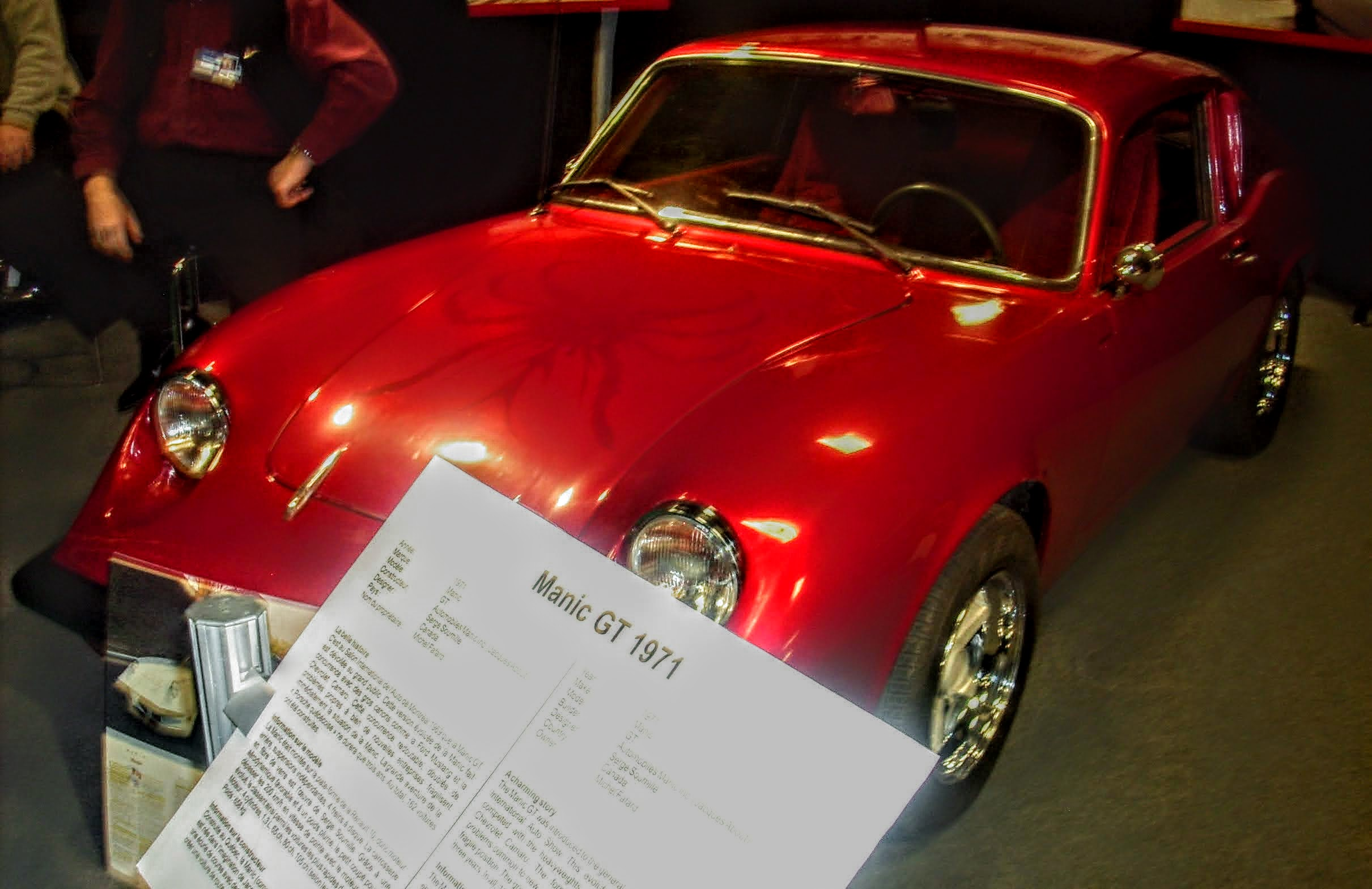
Manic GT

### Marques actives
- Argo (1962-présent)
- Dynasty Electric Car (2001-présent) véhicules tout-terrain amphibies
- ElectraMeccanica (2015–présent) voiture électrique
- FCA Canada (1925-présent) ex Chrysler Canada devenu Daimler-Chrysler en 1998 puis Fiat-Chrysler en 2009
- Ford Canada (1904-présent)
- General Motors Canada (en) (1918-présent)
- Honda Canada Inc. (en) (1986-présent)
- Intermeccanica (en) (1959–présent)
- New Flyer (1930-présent)
- Nova Bus (1993-présent) filiale de Volvo Canada depuis 1997
- Toyota Canada (en) (1986-présent)
- Wingho (1999–présent)

### Marques disparues
- Acadian (1962–1971)
- AMC (1954-1987) racheté par Renault en 1979 et revendu à Chrysler en 1987
- Amherst (1912)
- Asüna (1992–1995)
- Brooks (1923–1926)
- Canadian (1921)
- Enterra (1987)
- Gray-Dort (1915–1925)
- HTT (2010–2018)
- London Six (1922–1924)
- Automobiles Manic (1969–1971)
- Meteor (1949–1976)
- Monarch (1946–1961)
- Orion Bus (1975-2013)
- Pacific (1947-1970) intégré dans International poids lourds, road trains
- Studebaker (en) (1947–1966)
- Usine Volvo de Halifax (1963-1998)

## Chine (République Populaire)
Nota : Aujourd'hui, en Chine, les constructeurs automobiles sont soumis à un permis de production, dont la délivrance peut être très longue. La plupart des entreprises ne meurent jamais après une faillite. La mise en redressement judiciaire n'existant pas, les entreprises déposent un dossier de "faillite et réorganisation" ce qui arrête la mise en liquidation et permet de négocier le rachat des permis de production et changer de raison sociale.
L’histoire de l’automobile en Chine illustre un parcours unique, passant d’une absence quasi totale d’industrie locale à une position dominante sur le marché mondial en un peu plus d’un siècle. Si les premières automobiles font leur apparition en Chine au tout début du XXe siècle, importées depuis l’Europe ou les États-Unis, leur usage reste limité à une élite urbaine et étrangère. Durant cette période républicaine instable, entre 1912 et 1949, les voitures étrangères circulent principalement à Shanghai, Tianjin et Pékin, tandis que les tentatives locales de production restent embryonnaires, freinées par l'absence d'infrastructure industrielle, les conflits internes et les invasions étrangères.
Après l’instauration de la République populaire de Chine en 1949, le gouvernement communiste adopte une stratégie de planification centralisée visant à développer les capacités industrielles du pays. Dans ce contexte, l’industrie automobile est considérée comme un symbole de modernité et de puissance industrielle. En 1953, avec l’aide technique de l’Union soviétique, la Chine fonde la First Automotive Works (FAW) à Changchun. Ce projet marque le véritable début de la production automobile chinoise. Les premiers véhicules sont des camions inspirés des modèles soviétiques ZiS, suivis en 1958 par la Dongfeng CA71, première voiture de tourisme chinoise. La Hongqi CA72, produite à partir de la même époque, devient un symbole du pouvoir politique, utilisée lors des parades officielles.
Durant les décennies 1960 et 1970, l’industrie automobile chinoise reste sous contrôle étatique total. Plusieurs usines d’État voient le jour, comme Dongfeng, Beijing Auto ou Nanjing Automobile, mais la production est tournée principalement vers des véhicules militaires, utilitaires et de fonction, en nombre limité, avec peu d’innovation. La Chine reste largement déconnectée des évolutions mondiales du secteur automobile. Le parc automobile est très réduit, et l’usage privé d’un véhicule personnel est extrêmement rare, réservé à une minorité d’officiels ou de scientifiques.
C’est à partir de la fin des années 1970, sous l’impulsion des réformes économiques menées par Deng Xiaoping, que l’industrie automobile chinoise entre dans une nouvelle phase de développement. L’ouverture au monde permet l’émergence des premières coentreprises entre constructeurs étrangers et groupes publics chinois. L’accord signé en 1984 entre SAIC et Volkswagen pour assembler localement la Santana marque un tournant. Il est suivi par d’autres partenariats majeurs avec Peugeot, General Motors, Toyota, Honda ou Nissan. Ces joint-ventures permettent à la Chine de bénéficier de transferts de technologie, de normes de qualité occidentales et d’un savoir-faire industriel, tout en gardant le contrôle sur les opérations locales grâce à la structure imposée des coentreprises (en général 50/50).
Dans les années 1990, l’urbanisation rapide, la croissance économique et l’amélioration du niveau de vie transforment radicalement la société chinoise. L’automobile devient progressivement un bien de consommation convoité, notamment dans les grandes villes. Le gouvernement accompagne cette transformation avec des investissements massifs dans les infrastructures routières. Le nombre de véhicules produits et vendus augmente de manière exponentielle. Les constructeurs étrangers dominent encore largement le marché, mais des marques chinoises émergent, comme Chery, Geely, Great Wall ou Hafei, qui produisent d’abord des véhicules simples, souvent dérivés ou copiés de modèles existants, à bas prix, pour répondre à la demande croissante de la population.
Au tournant du XXIe siècle, la Chine franchit des étapes déterminantes. En 2009, elle devient le premier marché automobile mondial en termes de ventes et de production, dépassant les États-Unis. Le gouvernement central joue un rôle stratégique dans cette croissance, non seulement en maintenant un cadre favorable à l’investissement industriel, mais aussi en orientant l’industrie vers des priorités technologiques à long terme. L’un de ces objectifs est la transition vers des véhicules à énergie nouvelle (NEV), notamment les voitures électriques, hybrides rechargeables et à hydrogène. Dès les années 2010, la Chine met en place des politiques incitatives très ambitieuses pour soutenir la production et l’adoption de ces technologies, allant de subventions directes aux consommateurs à des quotas obligatoires pour les constructeurs.
Cette politique donne naissance à une nouvelle génération d’acteurs industriels, souvent issus de la high-tech ou du secteur de l’énergie, comme BYD (originellement fabricant de batteries), NIO, XPeng, Li Auto ou Leapmotor. Ces entreprises adoptent des modèles organisationnels modernes, orientés vers l’innovation rapide, la connectivité numérique, la conduite autonome, et l’intégration verticale. Le succès de ces marques reflète une nouvelle étape de l’industrie automobile chinoise, désormais capable de rivaliser avec les grands groupes mondiaux sur le plan technologique.
En parallèle, les constructeurs traditionnels chinois comme SAIC, FAW, Dongfeng ou BAIC renforcent leur position en développant leurs propres plateformes et en modernisant leur image. Des marques nationales montent en gamme, à l’image de Geely qui rachète Volvo Cars en 2010, ou de SAIC qui développe des modèles premium sous la marque Roewe. Des groupes comme Chang'an ou GAC misent également sur la qualité et le design pour s'imposer sur le segment des voitures familiales et électriques. Cette évolution s’accompagne d’une consolidation du secteur, avec la disparition de nombreux petits constructeurs, absorbés ou disparus dans un contexte de concurrence accrue et de rationalisation industrielle encouragée par l’État.
Aujourd’hui, la Chine est non seulement le premier marché mondial de l’automobile, mais aussi le premier producteur de véhicules électriques, batteries et composants essentiels à la transition énergétique du secteur. Elle contrôle une part importante de la chaîne d’approvisionnement mondiale, de l’extraction de minerais critiques à l’assemblage final. Des entreprises comme CATL ou BYD dominent la production mondiale de batteries, tandis que des marques comme NIO ou XPeng investissent massivement dans la conduite autonome et les logiciels embarqués. Le pays devient également un exportateur majeur : de nombreux véhicules électriques chinois sont désormais vendus en Europe, en Asie du Sud-Est, au Moyen-Orient ou en Amérique latine.
L’ambition de la Chine est désormais double : garantir son autonomie technologique dans un secteur stratégique, et devenir une référence mondiale en matière d’innovation automobile. Grâce à une combinaison de politiques industrielles cohérentes, de soutien étatique constant, de dynamisme entrepreneurial et de volume de marché intérieur colossal, la Chine est parvenue à créer une industrie automobile capable de transformer les équilibres mondiaux et d’influencer les normes futures de la mobilité.

### Marques actives
- Aiways (2017-présent) voitures électriques
- Aoxin (2006-présent) voitures électriques
- Avatr
- Baoneng Group (en) (1992-présent)
  - Qoros (2007-présent) J-V entre Chery et Kenon Holdings (en) - 2018 : filiale de Baoneng Group (en) (63 %), Chery (25 %) et Kenon Holdings (12 %)
- BAIC Group (1958-présent)
  - BAW (1953-présent)
  - Changhe (1969-présent) / (1969-2013) AVIC / (2013-présent) filiale de BAIC
  - Foton Motor (1997–présent)
- Baolong (en) (1998–présent)
- Baojun (2010-présent)
- Brilliance Auto Group (1993-présent)
  - Jinbey (1991-présent) / (1991-1995) Modèles Toyota sous licence / (1995-2000) FAW Group / (2000-2007)
  - SWM (2016-présent)
- BYD Company (2003–présent) ex Qinchuan Machinery Works (1987-2002)
- Chang'an - Chana (1957–présent)
- Chery (1997–présent)
  - Cowin Auto (2014-présent) (2014-2018) filiale de Chery - (2018-présent) J-V entre Chery (49 %), Yibin Auto Industry Development Investment (50,5 %) et Sichuan Yibin Pushi Group (0,5 %)
  - Karry (2009-présent) utilitaires
- Dongfeng (1968–présent)
  - Aeolus (2009-présent)
  - Dongfeng Liuzhou Motor (1954-présent)
- Enovate (2015-présent) voitures électriques
- Everus Li Nian (2010–présent) filiale de la J-V Guangqi Honda
- FAW Group (1953–présent)
  - Besturn (2006-présent) anciens modèles Mazda
  - Haima Automobile (1992–présent)
  - Hongqi (1958–présent)
  - Yudo Auto (en) (2017–présent)
- Geely (Jili) (1998–présent)
  - Geometry (2019-présent)
  - Hanma (en) (1999-présent) ex Hualing Xingma Automobile, 2003 J-V avec Mitsubishi-Fuso - 2020 Geely (15,24 %)
  - London LV Company (Royaume-Uni) (1919-présent) / (1919-1998) Carbodies - (1998-2013) devient London Taxis International - (2013-présent) rachat par Geely et renommé London Electric Vehicle Company (en)
  - Lynk & Co (2016-présent)
  - Maple (2003–2010) / (2020-présent)
  - Zeekr (2021-présent)
- Great Wall Motors (1976–présent)
  - Haval (2013-présent)
  - ORA (2018-présent)
  - TANK (2021-présent)
  - WEY (2016-présent)
- Green Field Motor (2010–présent)
- GAC - Guangzhou Group (1997–présent)
  - Aion (2018-présent)
  - Changfeng Motor (1950-présent) / (1950-1996) véhicules militaires / (1988-2011) Changfeng Motors, J-V avec Mitsubishi (14,59 %) et GAC Group (29 %)[59] / (2012-présent) filiale de GAC Group (100 %)
  - Denway Motors (1992-présent)
  - Trumpchi (2010-présent)
  - Hycan (2019-présent) J-V entre GAC Group et NIO voitures électriques
- Hawtai (2000-présent)
- Heibao Auto (en) (1990-présent)
- HiPhi (2019-présent)
- Hozon Auto (2014-présent)
  - Neta Automobile (2018-présent)
- JAC (1964–présent)
- Jaecoo (en) (2023-présent)
- Jonway (de) (2005–présent)
  - Kingstar (2004–présent)
- JMCG (en) (1968-présent)
  - Jiangling Holdings (en) (2019-présent)
    - Landwind (2004-présent) J-V entre Aiways (50 %), Jiangling Motors Corporation Group (25 %) et Chang'an Automobile (25 %)
- Leapmotor (2015-présent) voitures électriques
- Li Auto - Li Xiang (2015-présent) voitures électriques
- Lifan Auto (2004–présent)
- NIO (2014–présent) voitures électriques
- Ranz (2013-présent) filiale de FAW Toyota
- Red Star Auto (en) (1912-présent)
- SAIC Motor (1958-présent)
  - Maxus (2011-présent)
  - MG Motor (2005-présent) ex British Motor Corporation Royaume-Uni
  - Nanjing Automobile Corporation - NAC (1947–présent)
    - Nanjing Soyat (2004–présent)

  - Roewe (2006–présent)
  - SAIC-GM-Wuling Automobile (1958–présent)
- SG Automotive (1984-présent)
- Sichuan Mustang Motor (1988-présent) ex Bailu - (1994-2012) Sichuan Automobile, fusion de Bailu avec Chengdu Light Vehicle - 2012, création de Yema Automobile - 2015, renommé Sichuan Mustang Motor Co.
- Soueast Motors / Dongnan (1995-présent) J-V entre Fujian Motor Industry Group (50 %), China Motor Corporation (25 %) et Mitsubishi Motors (25 %)
- Techrules (2015–présent) recherche et développement de voitures de sport
- Tianma (Heavenly Horse) (1995–présent)
- Tongtian (2002–présent)
- Venucia (2010–présent)
- Voyah (2020–présent)
- Xiaomi Motors
- Xinkai (1984–présent)
- XPeng (2014–présent)
- Yema Auto (1994–présent)
- Zedriv (2017-présent) voitures électriques
- Zotye (2005–présent)
  - Domy Auto
- ZX Auto (1999–présent) J-V entre Tianye Automobile Group Co Ltd et Taiwan Unite Leading Co.

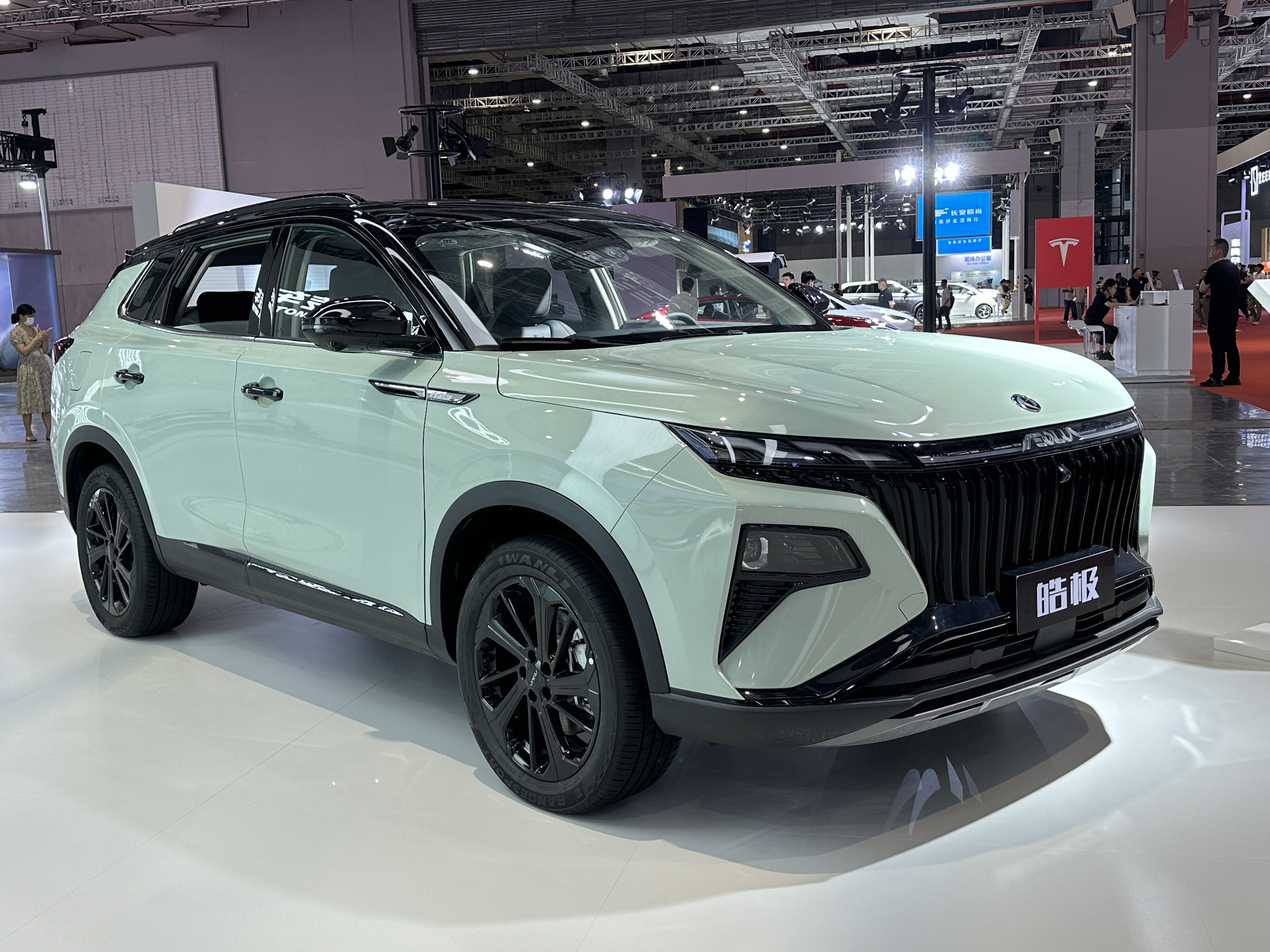
Aeolus Haoji
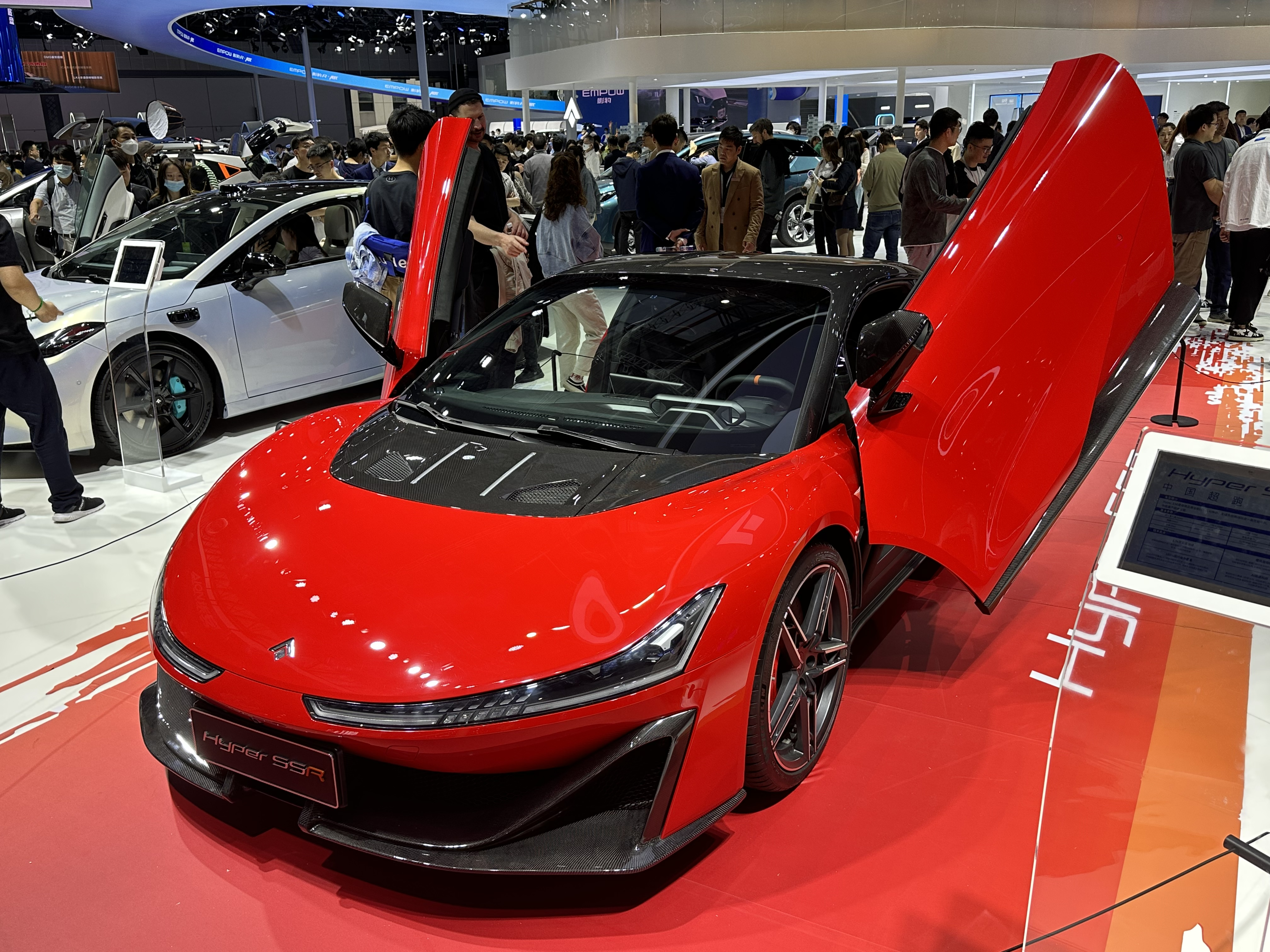
Aion Hyper SSR
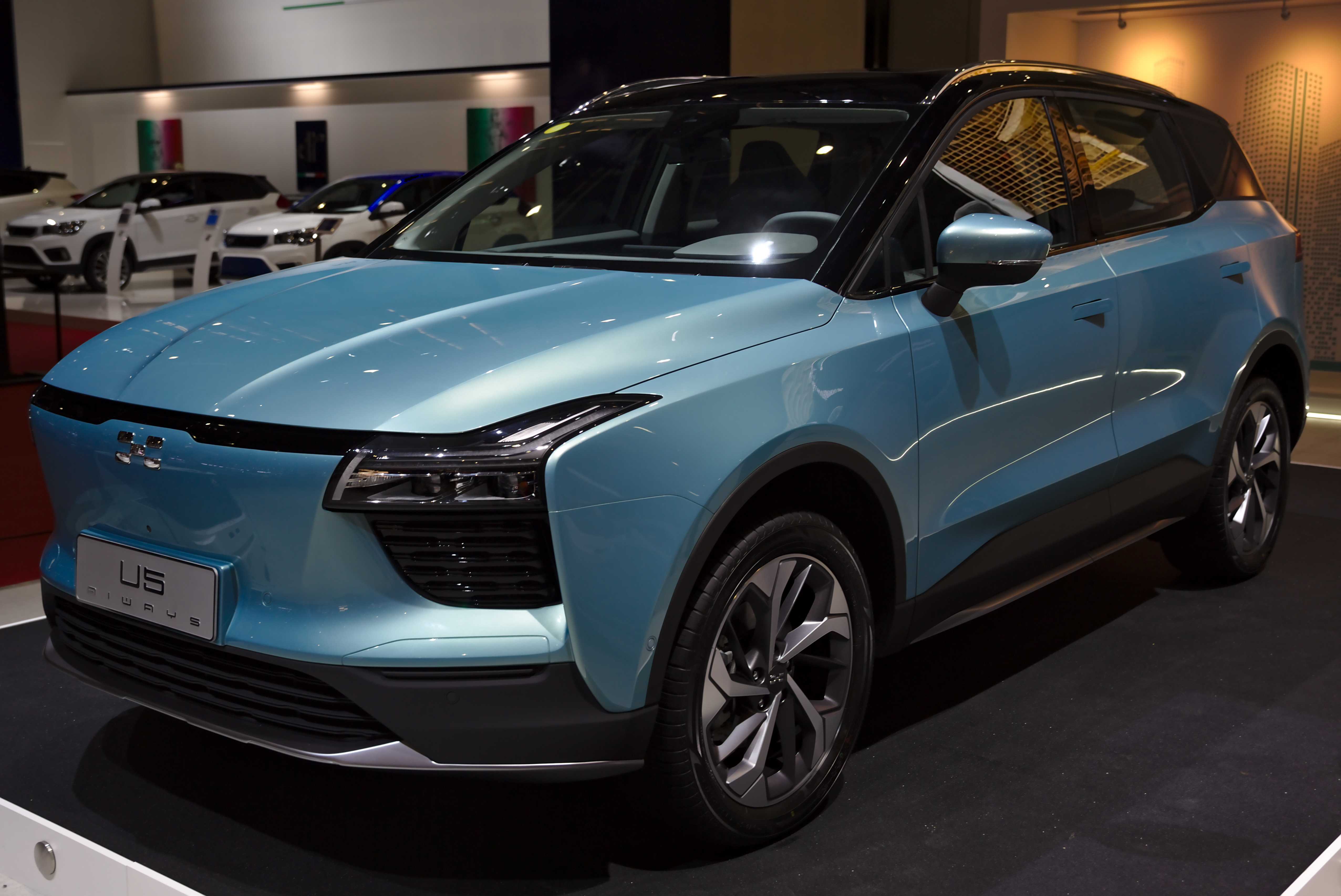
Aiways U5
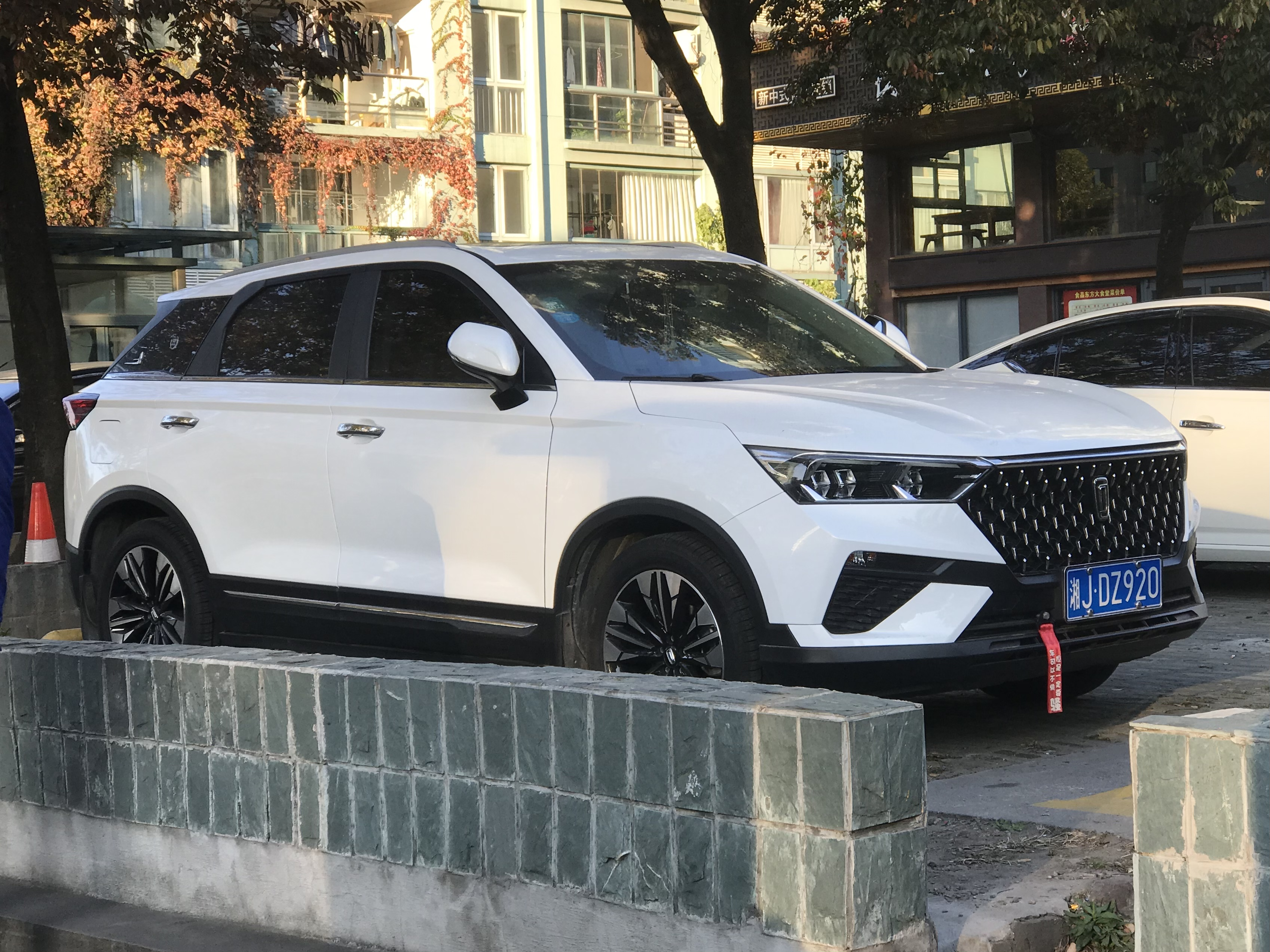
Bestune T77
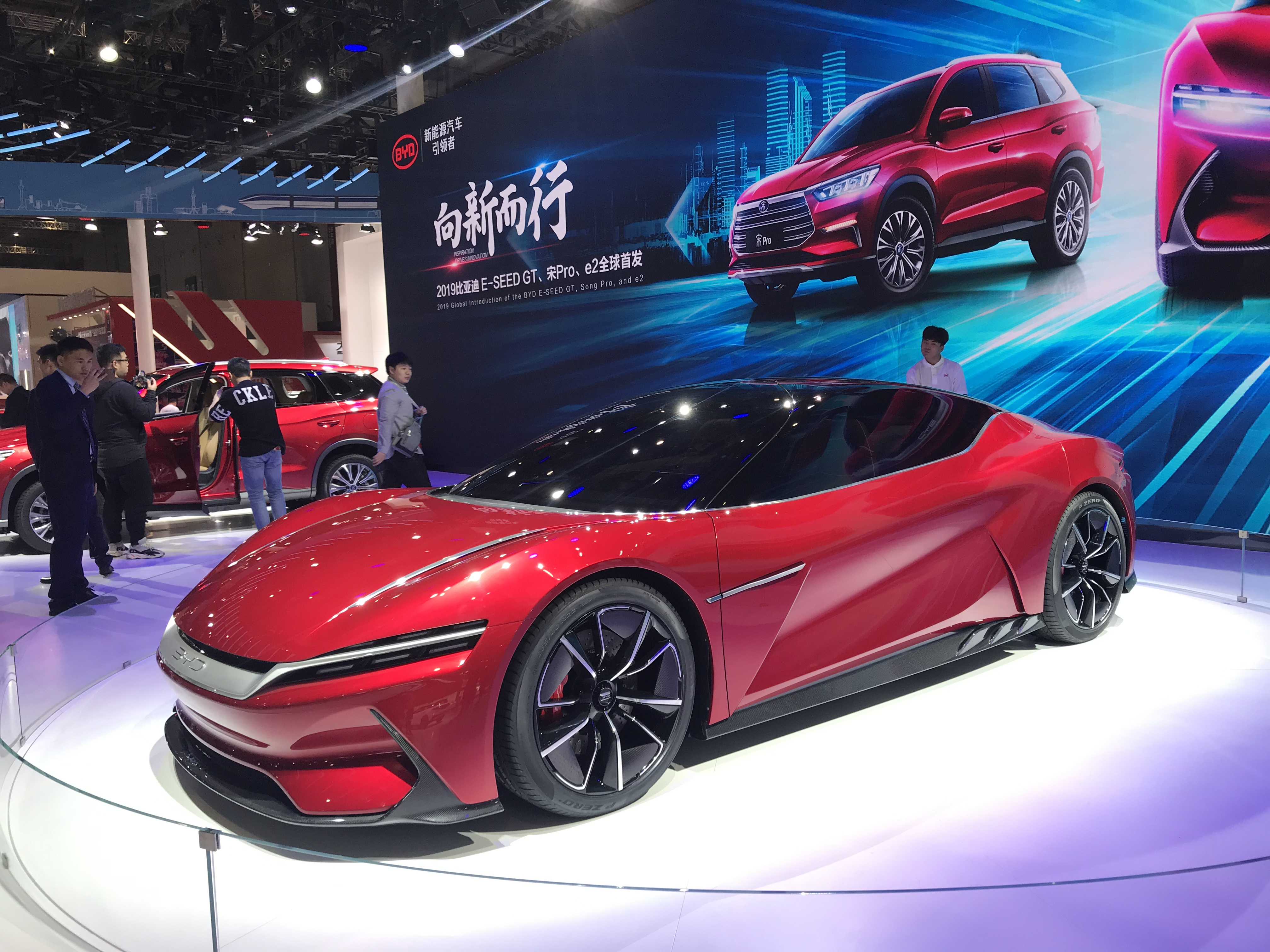
BYD Han
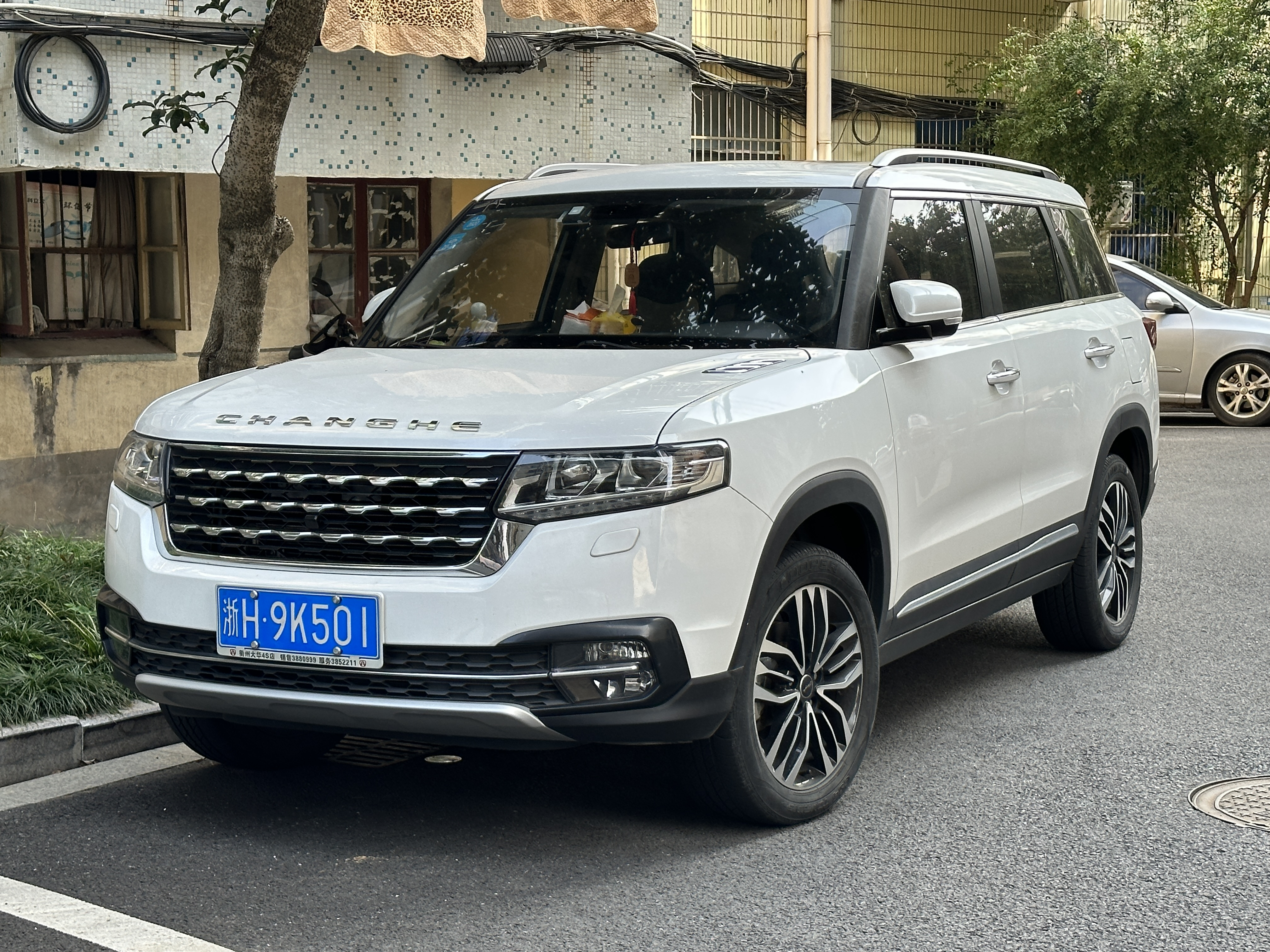
Changhe Q7
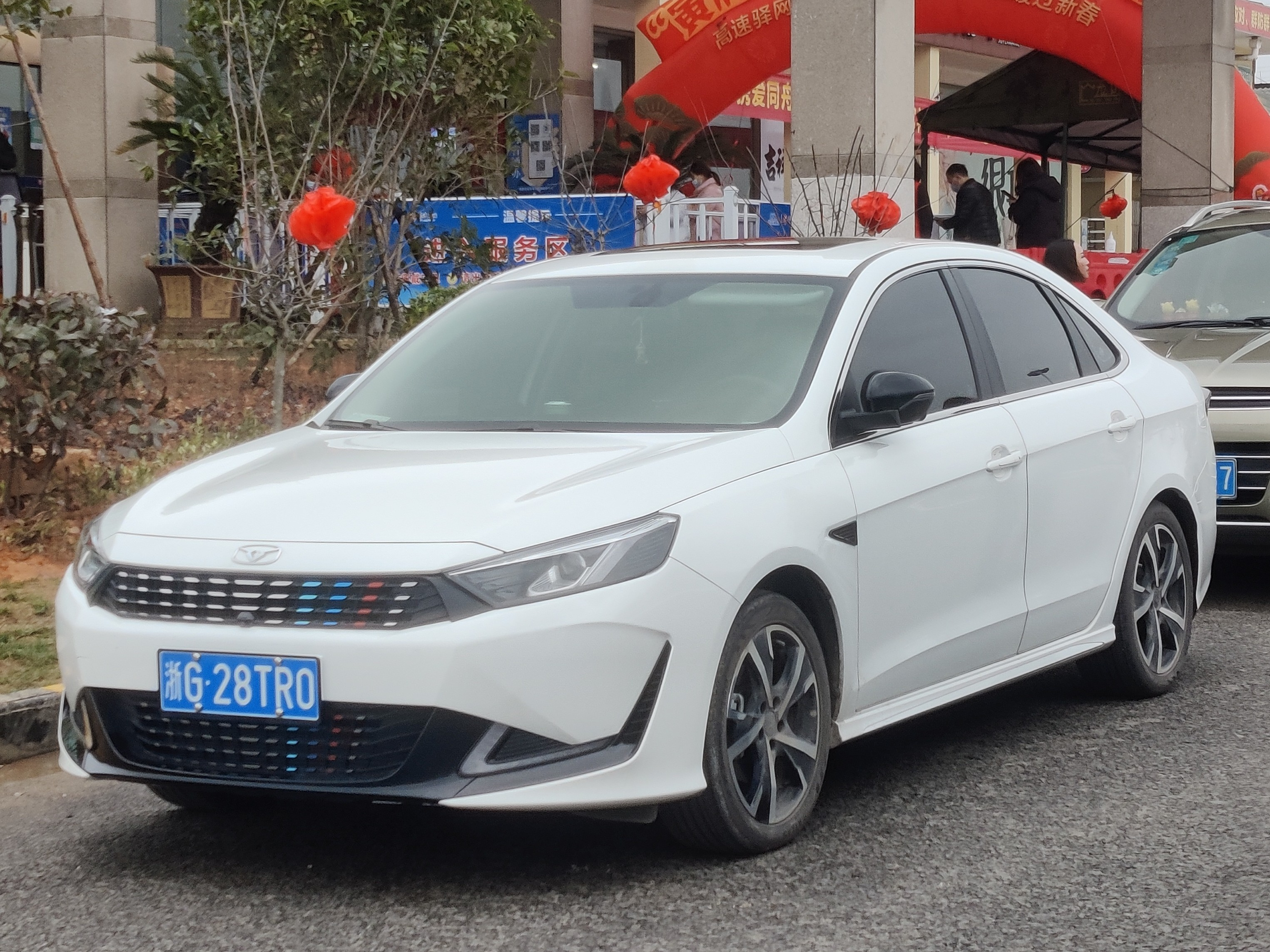
Cowin Xuandu
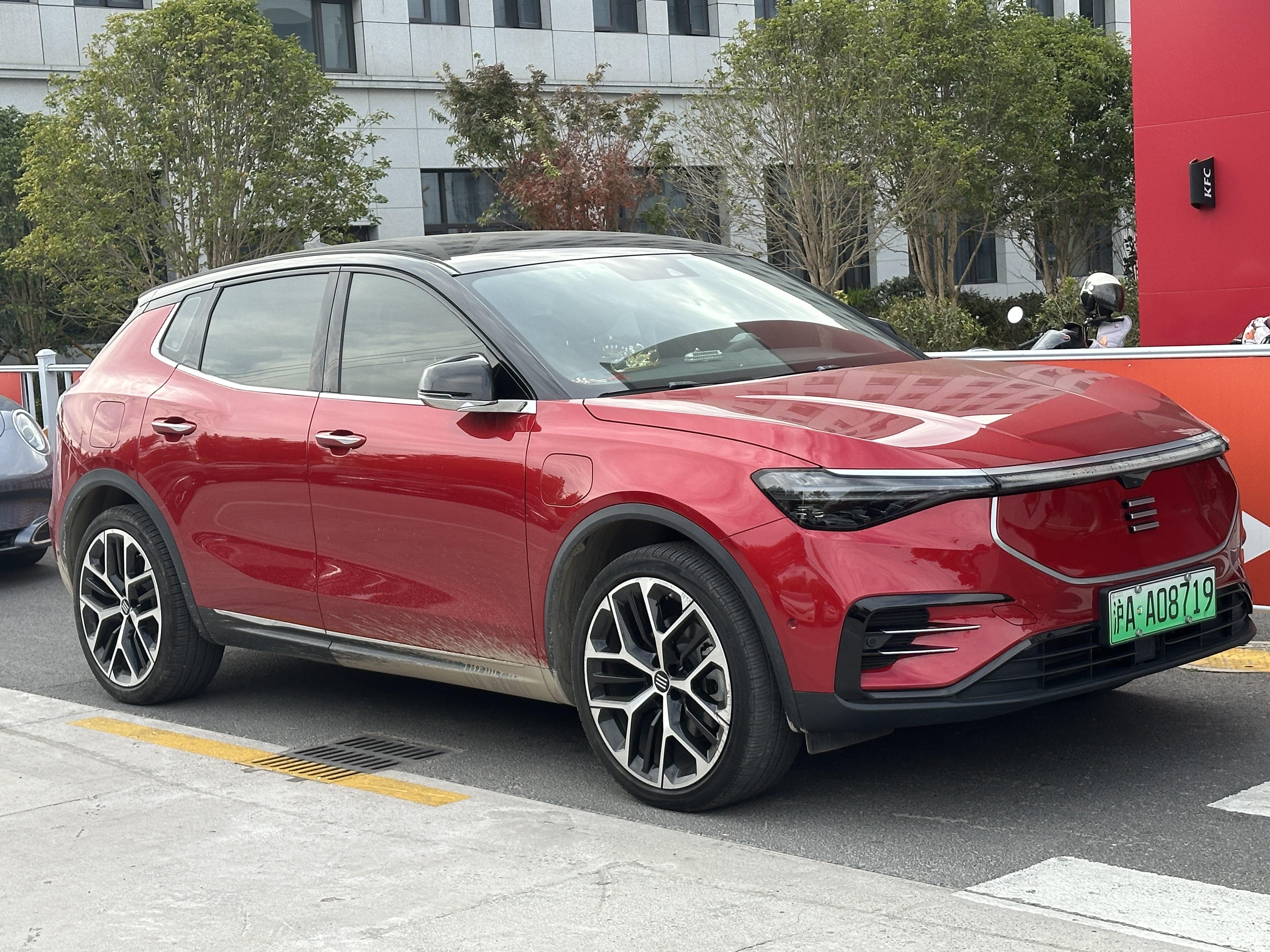
Enovate ME7
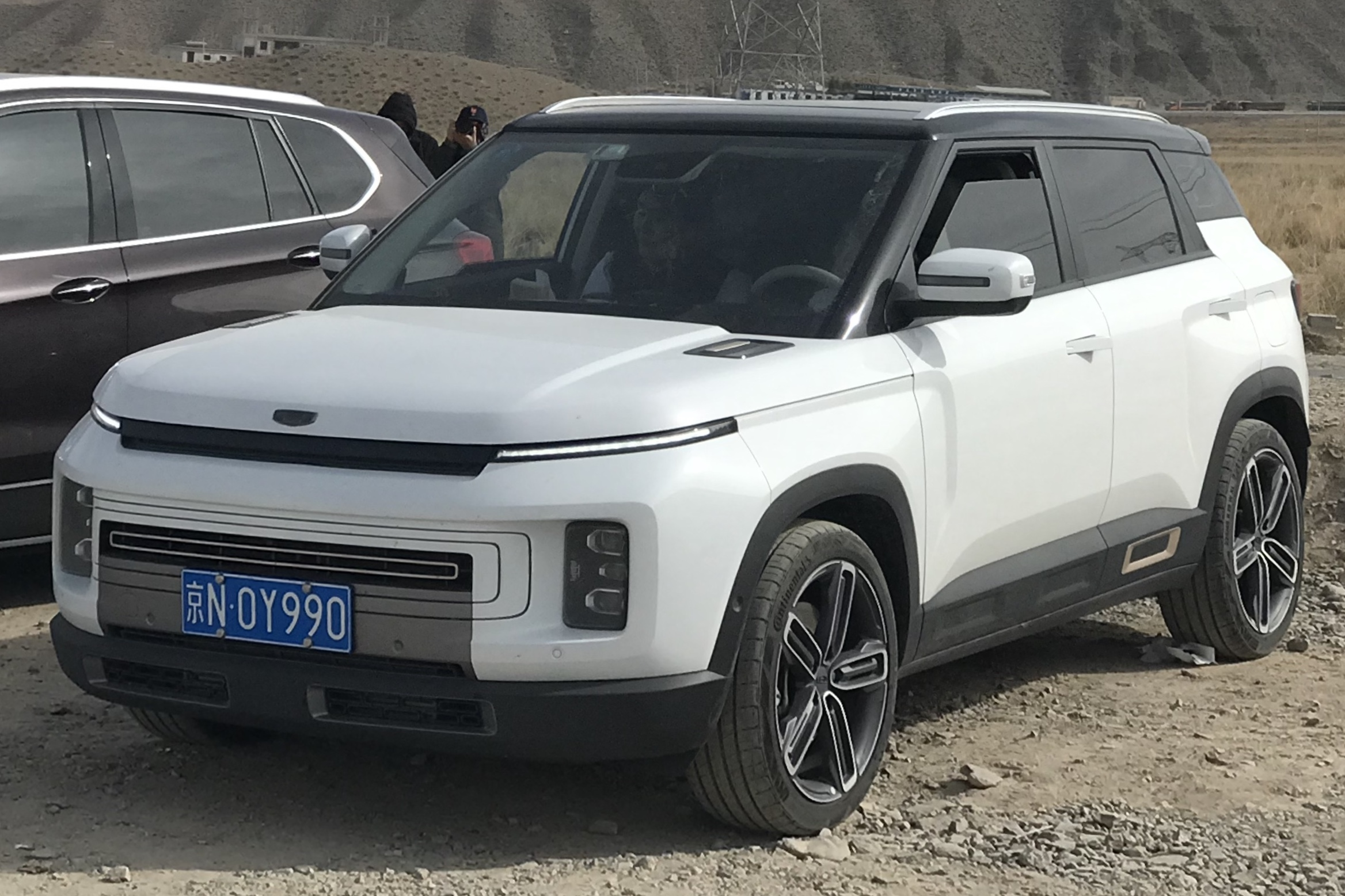
Geely Icon
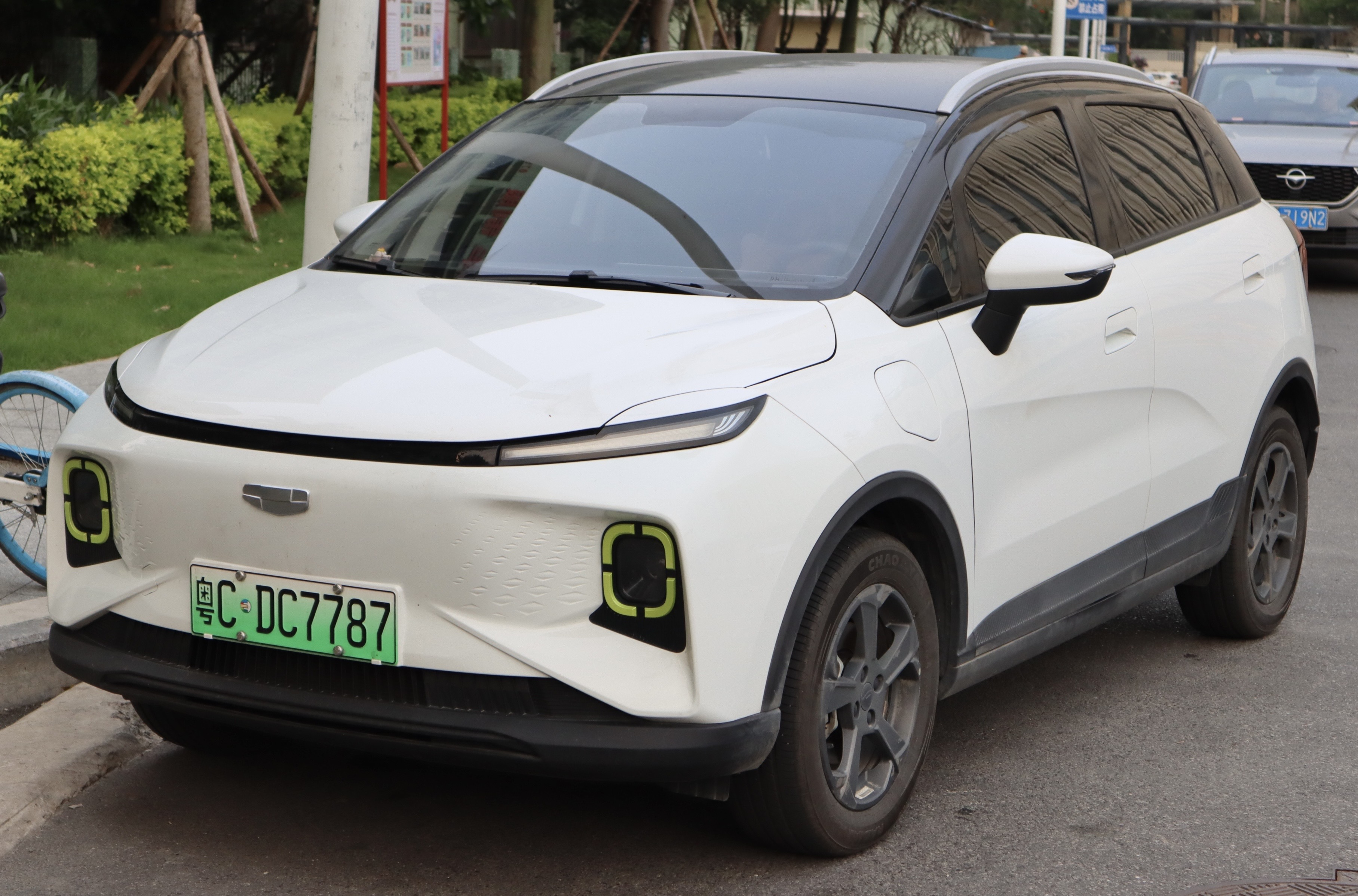
Geometry E
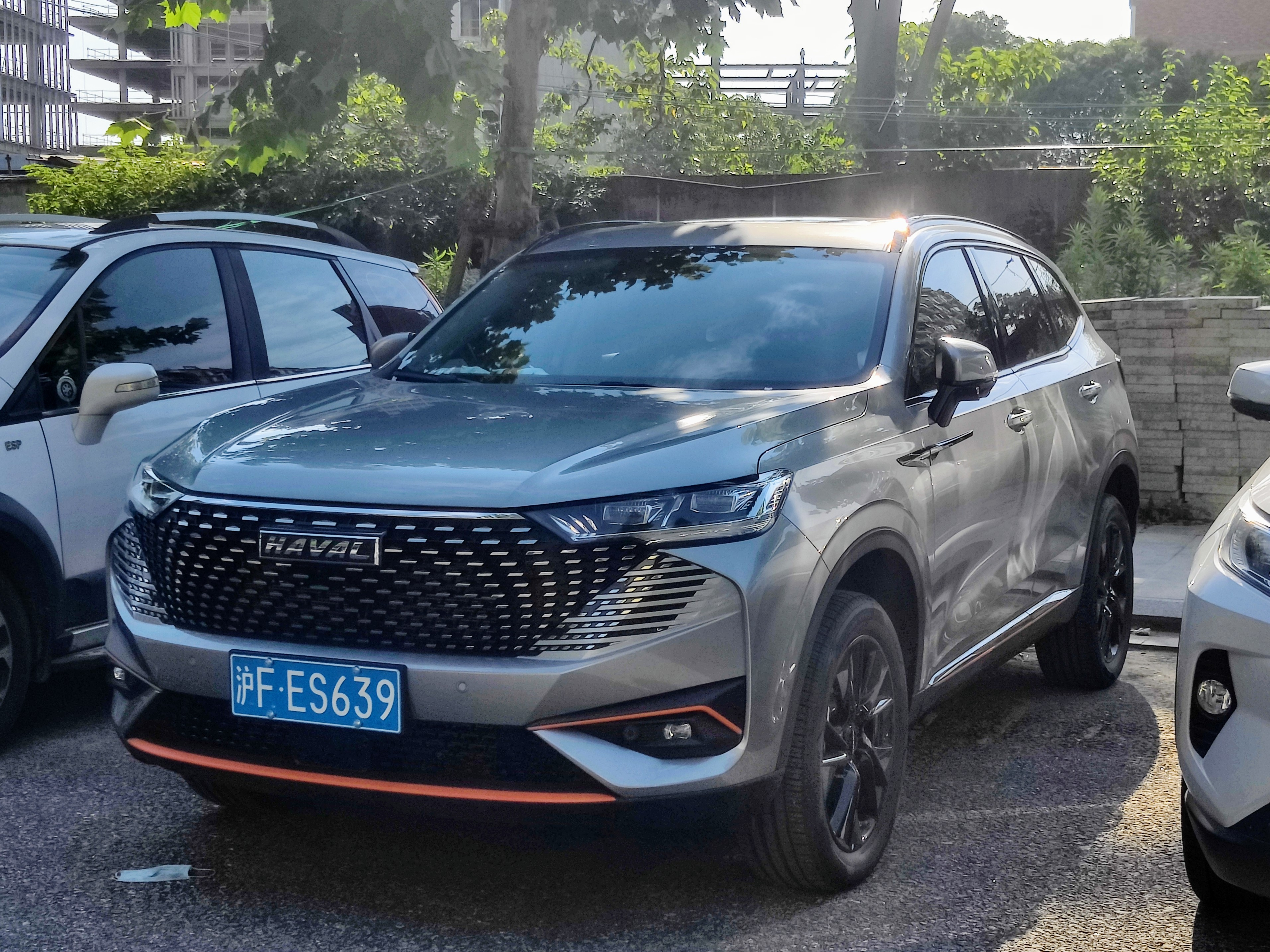
Haval H6 PHEV
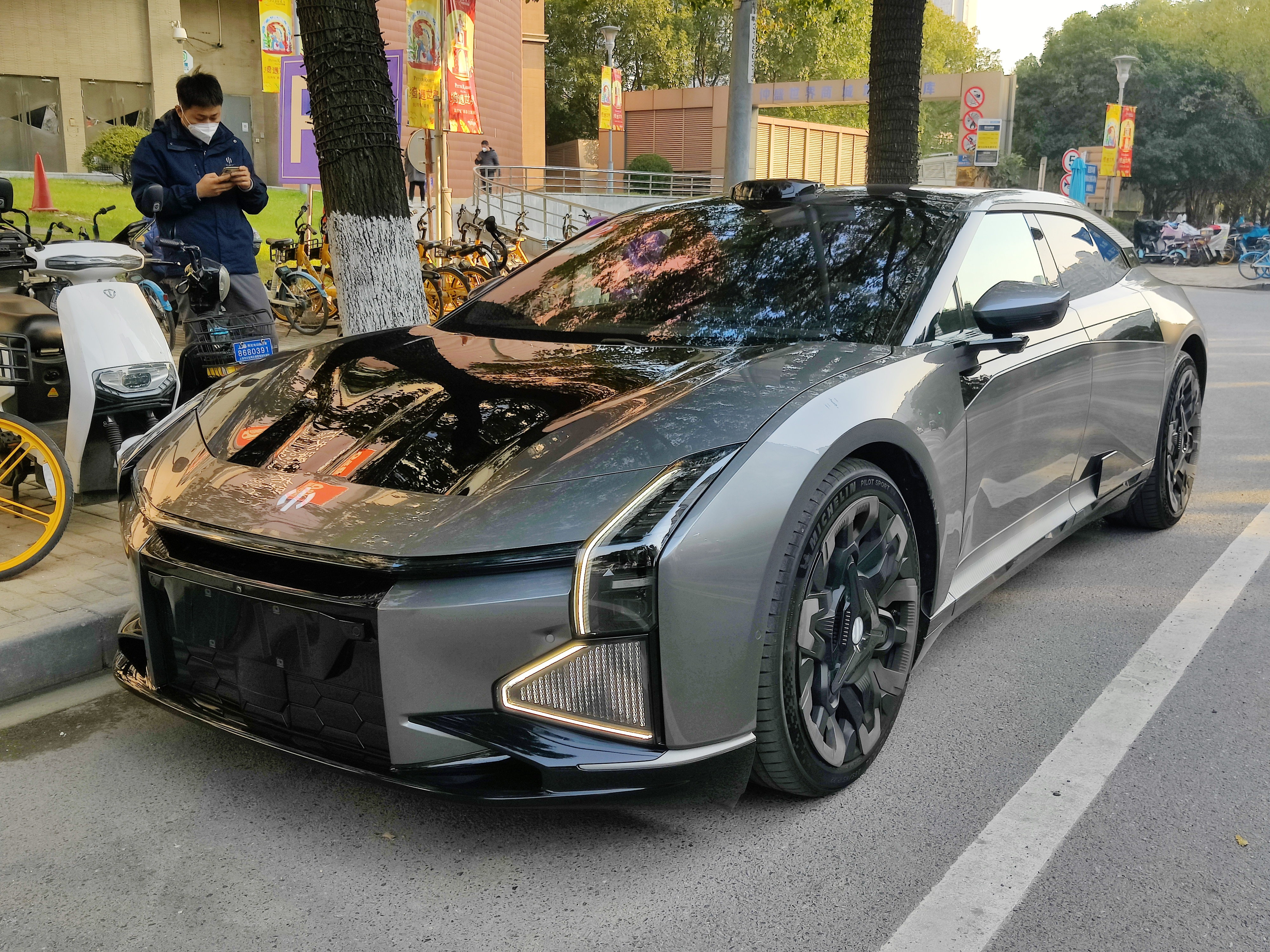
HiPhi Z
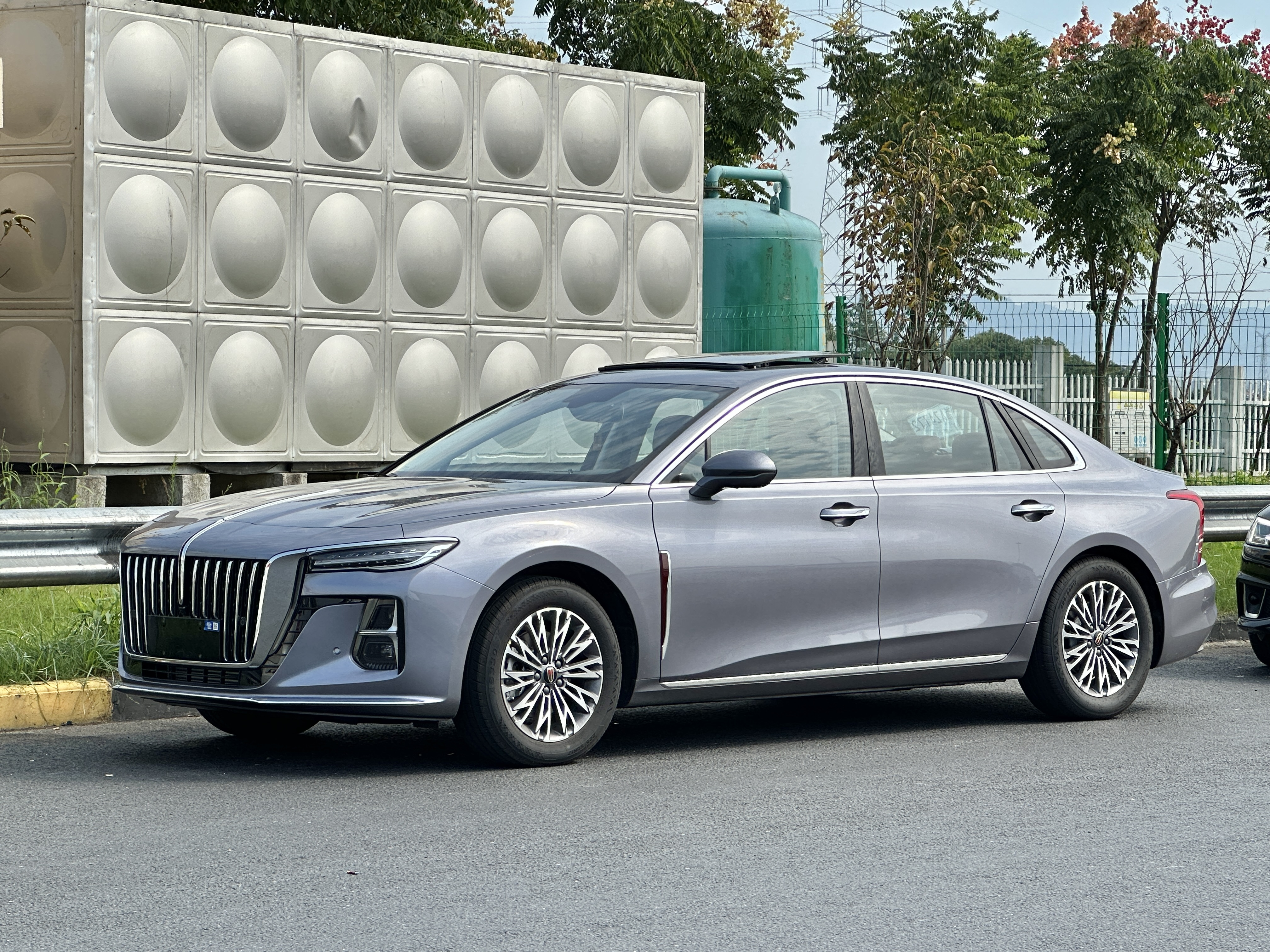
Hongqi H5 II
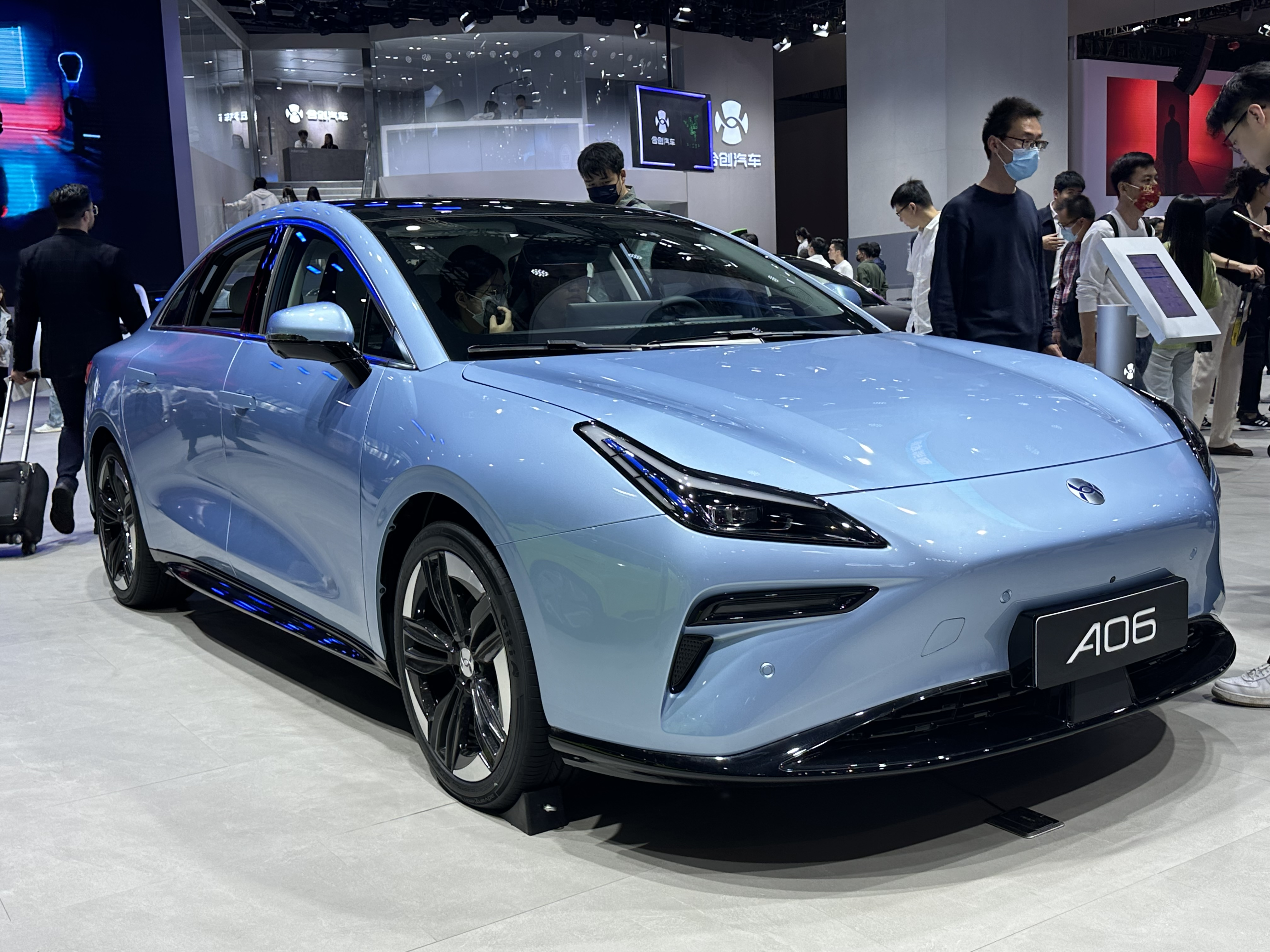
Hycan A06
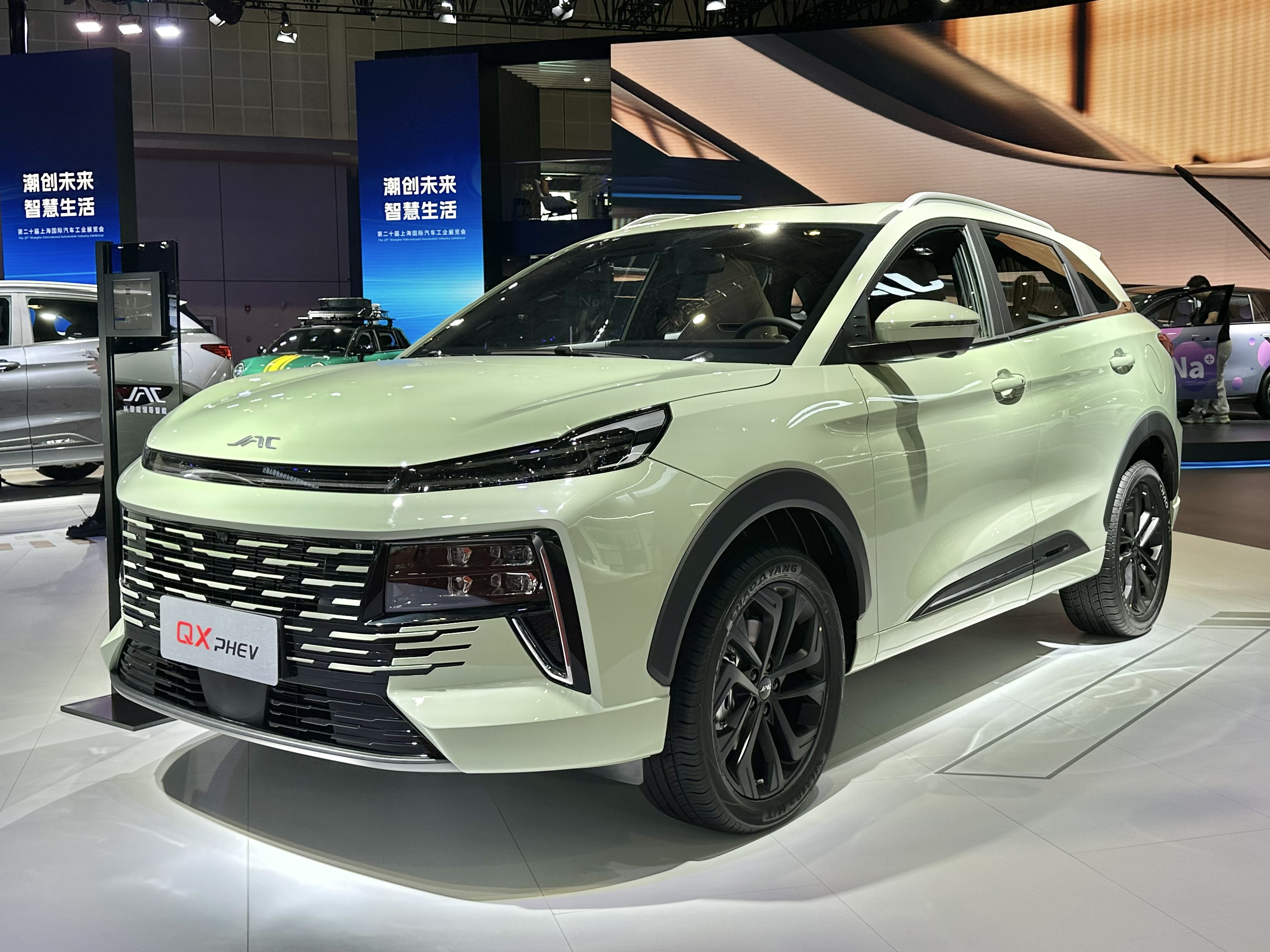
JAC QX PHEV
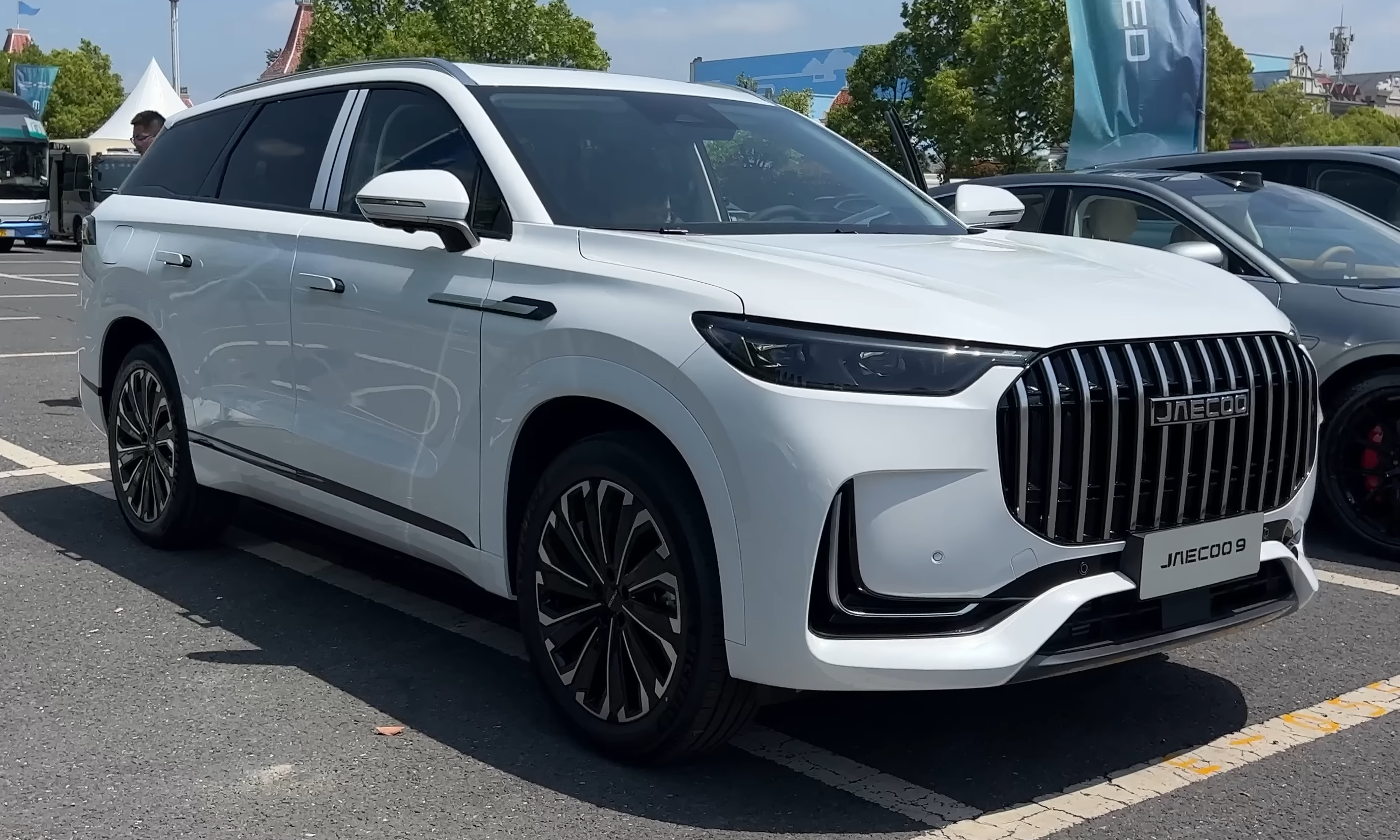
Jaecoo J9
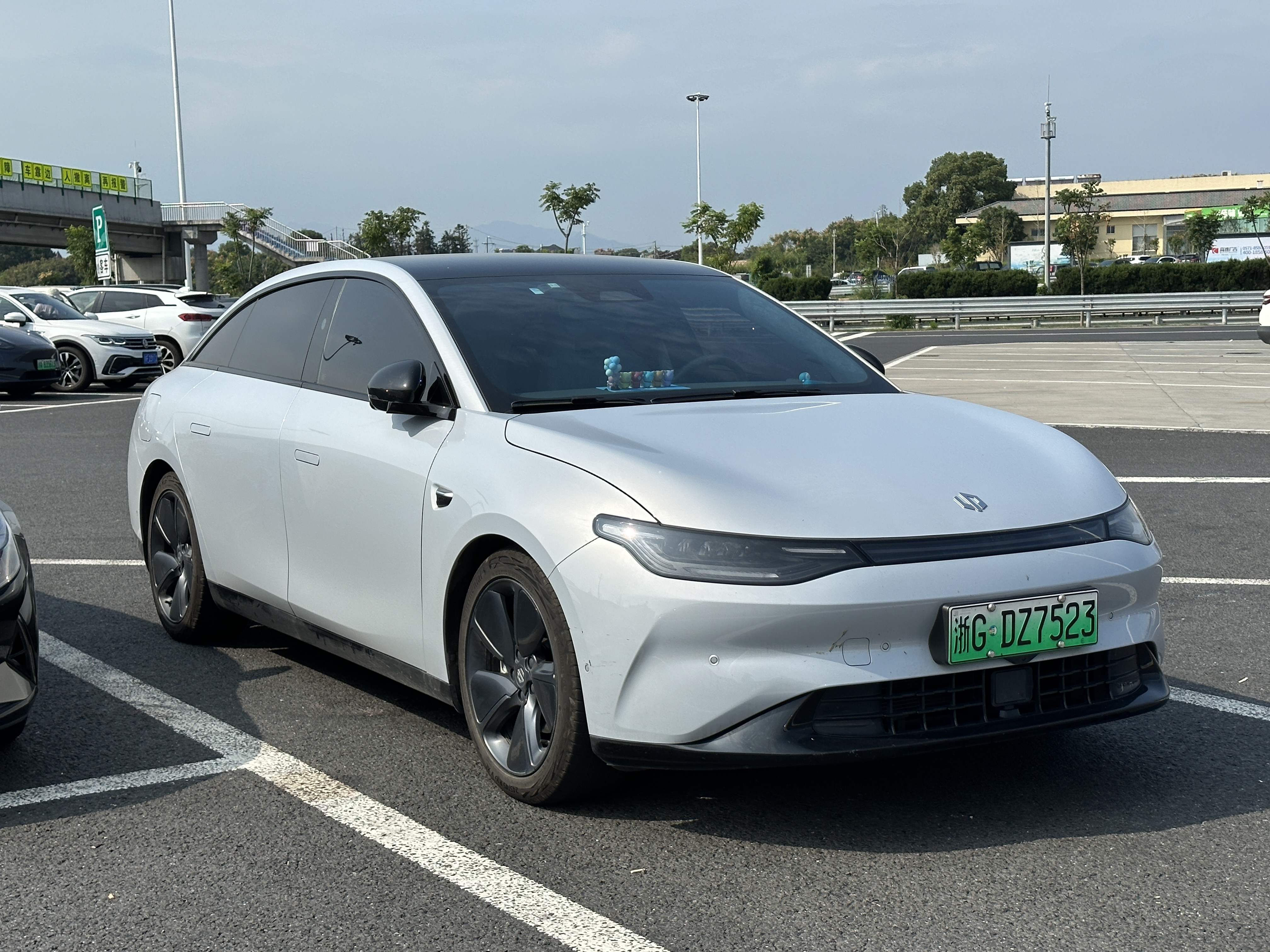
Leapmotor C01
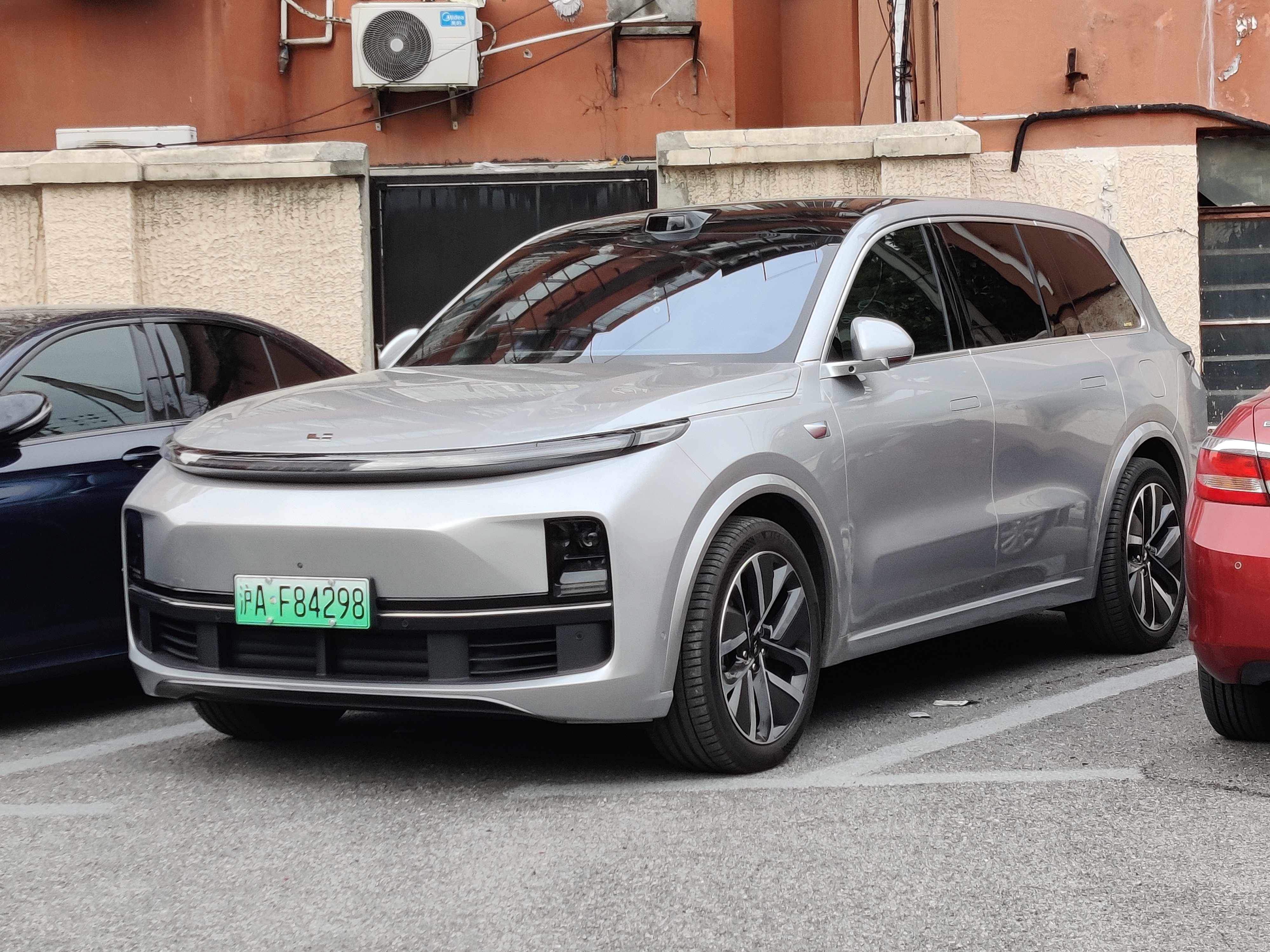
Li Auto L9
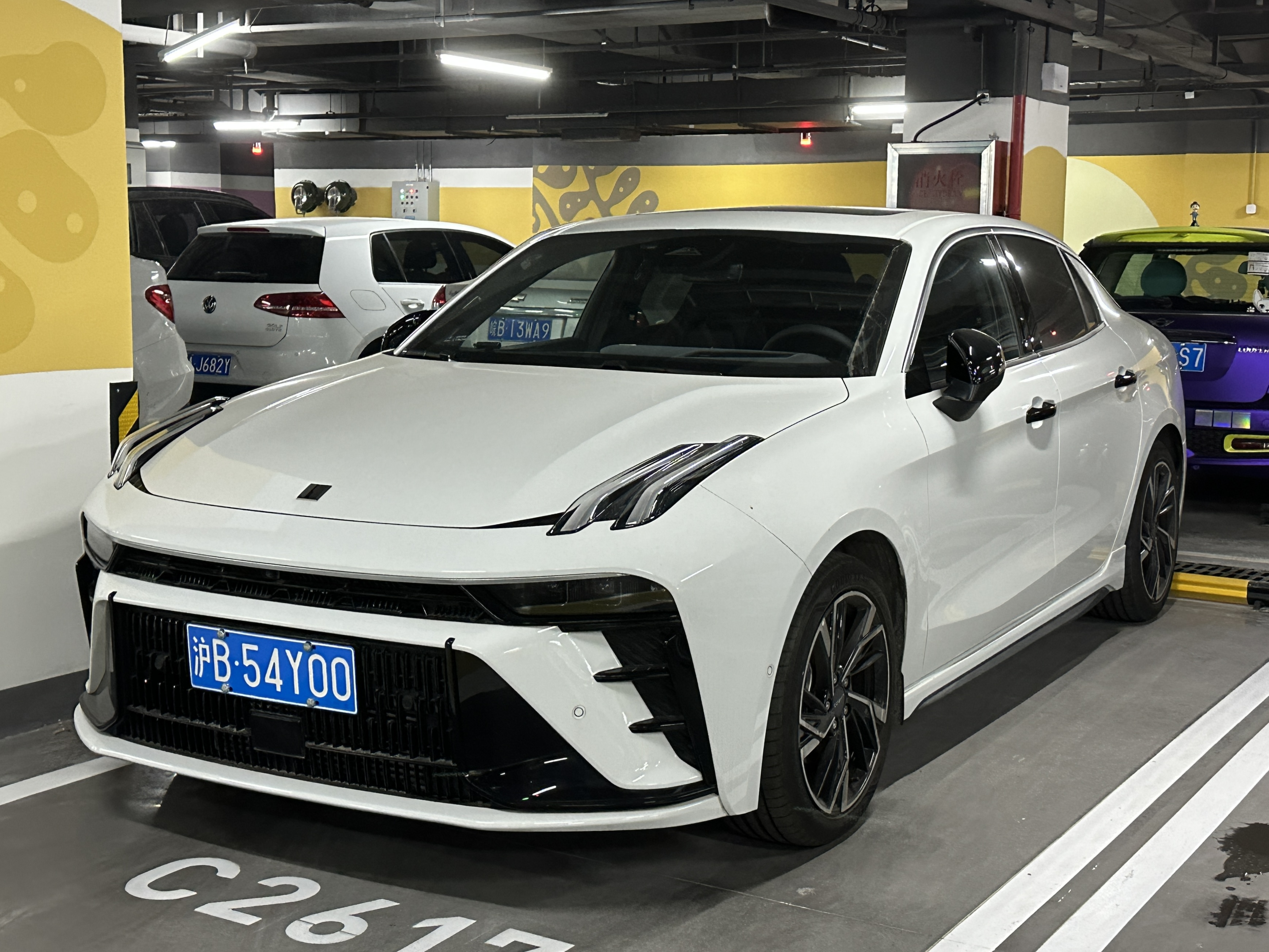
Lynk & Co 03
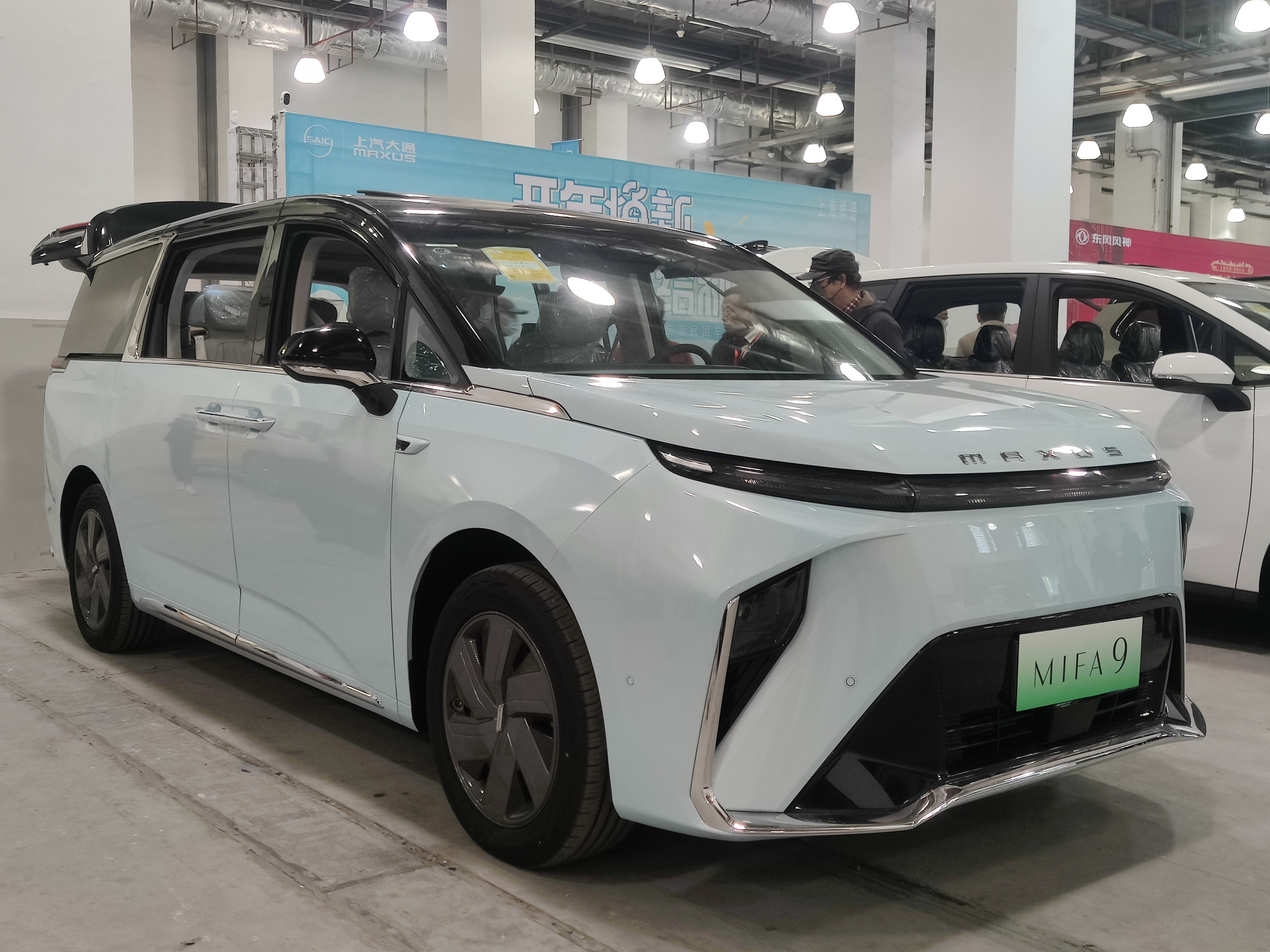
Maxus Mifa 9
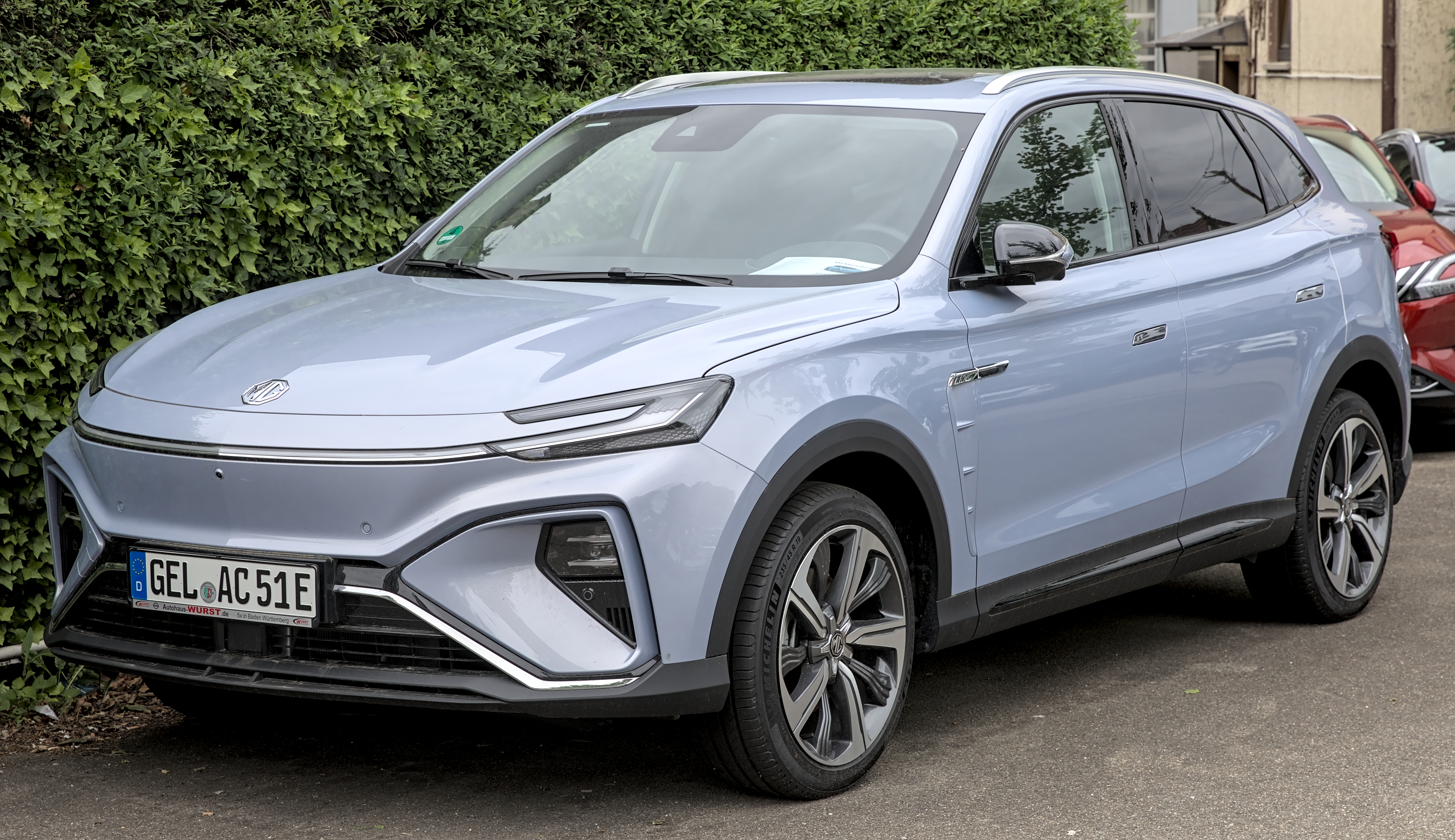
MG Marvel R
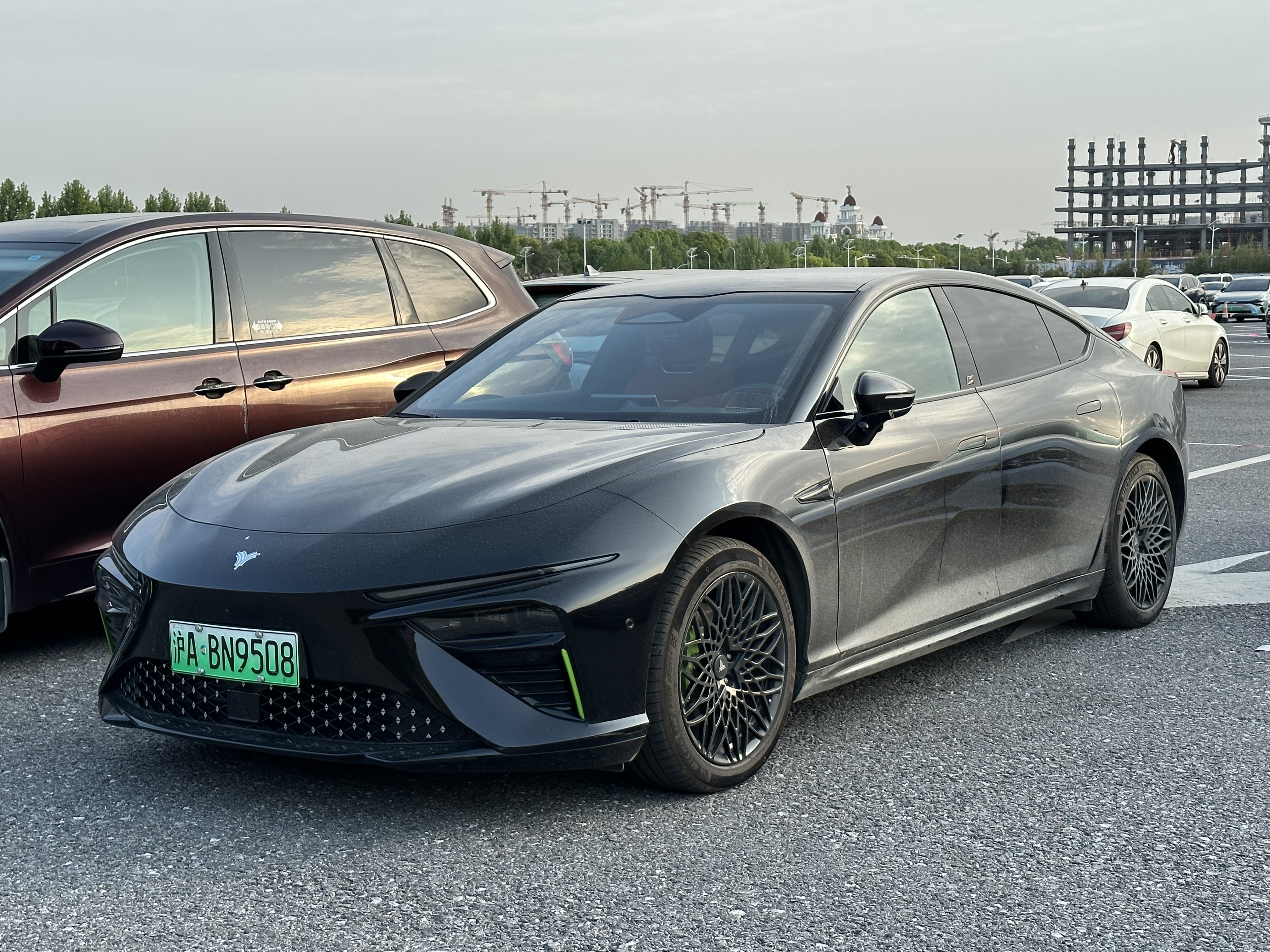
Neta S
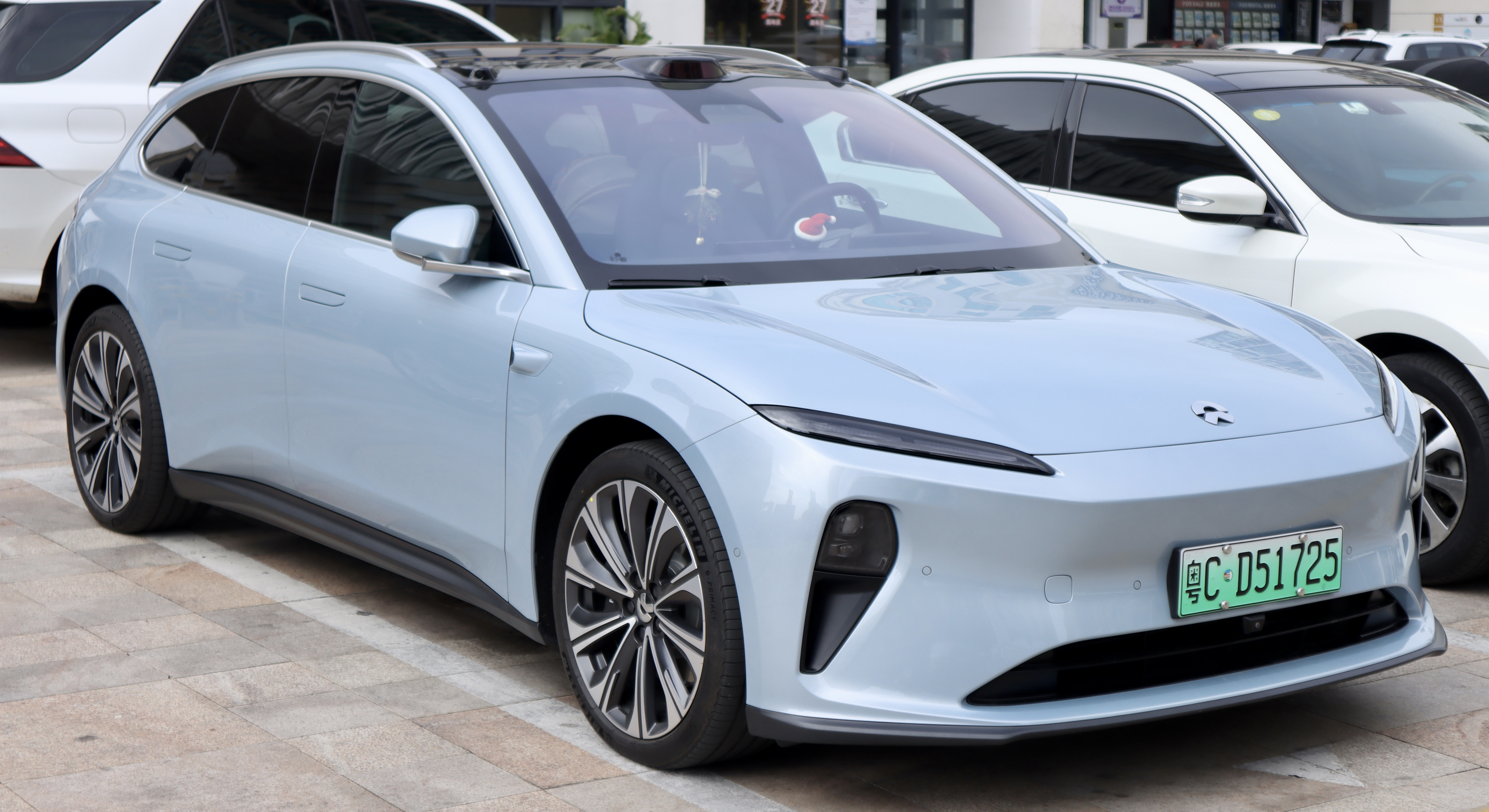
NIO ET5T
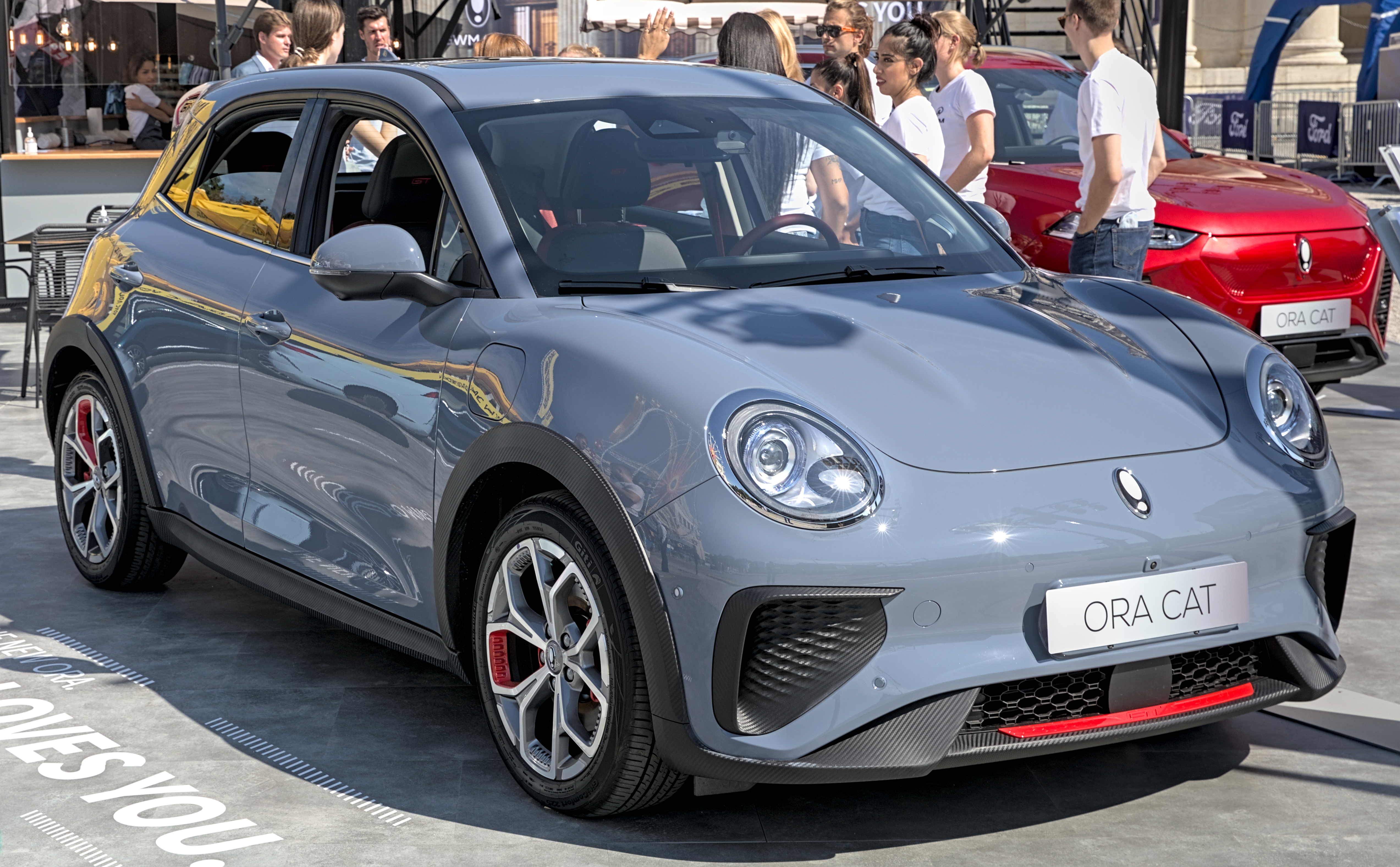
ORA 02 Cat GT
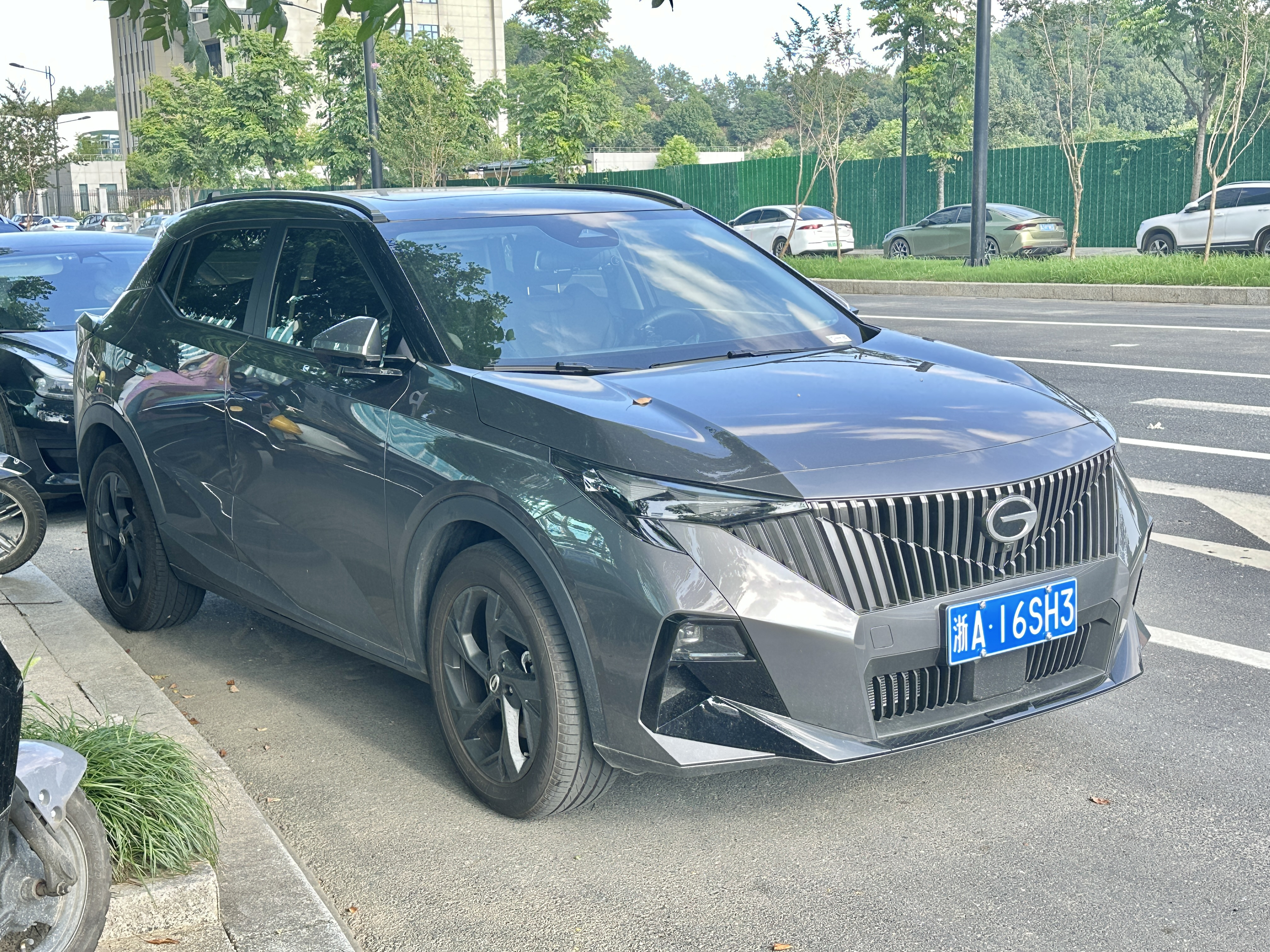
Trumpchi GS3 II
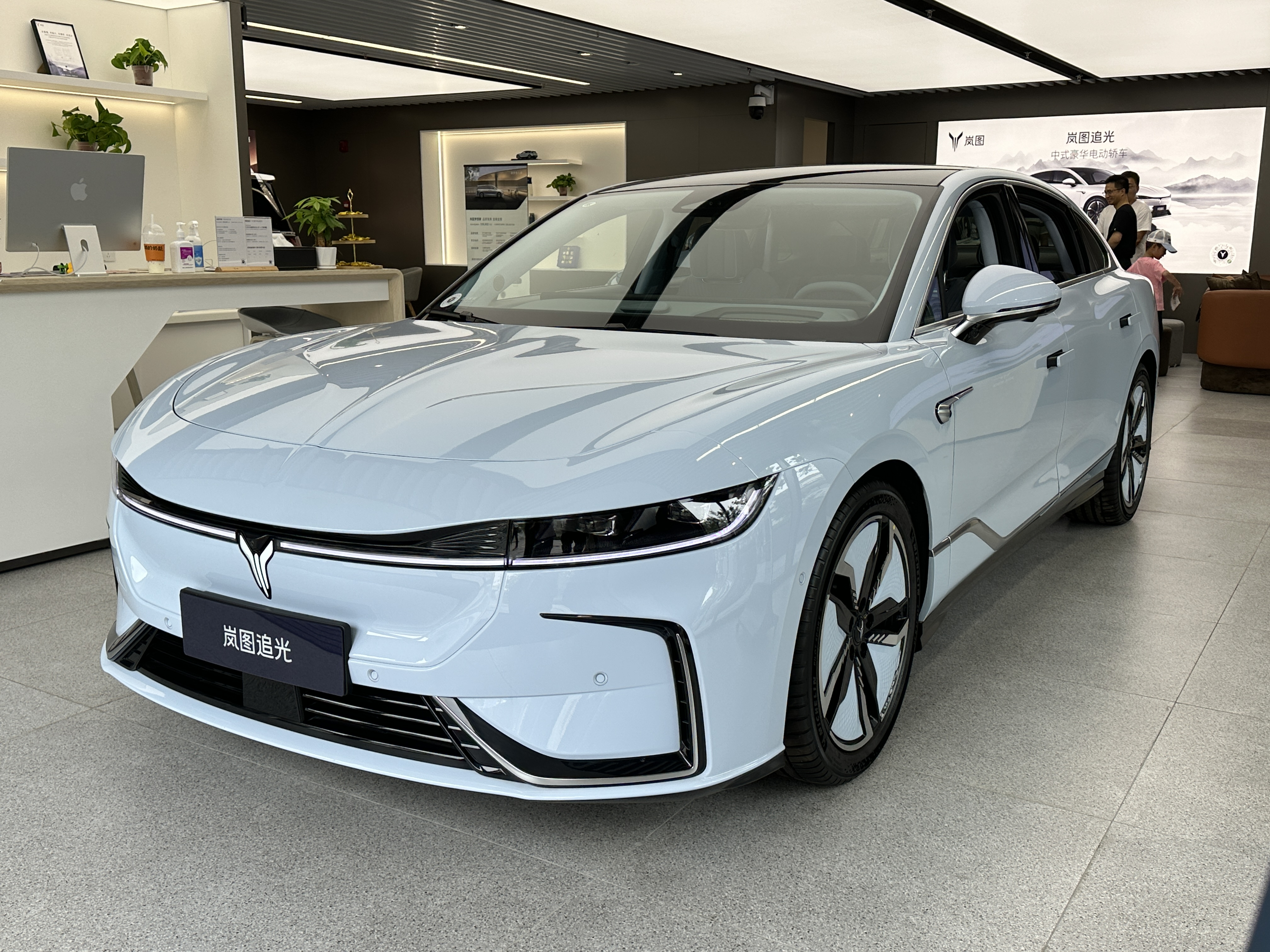
Voyah Zhiguang
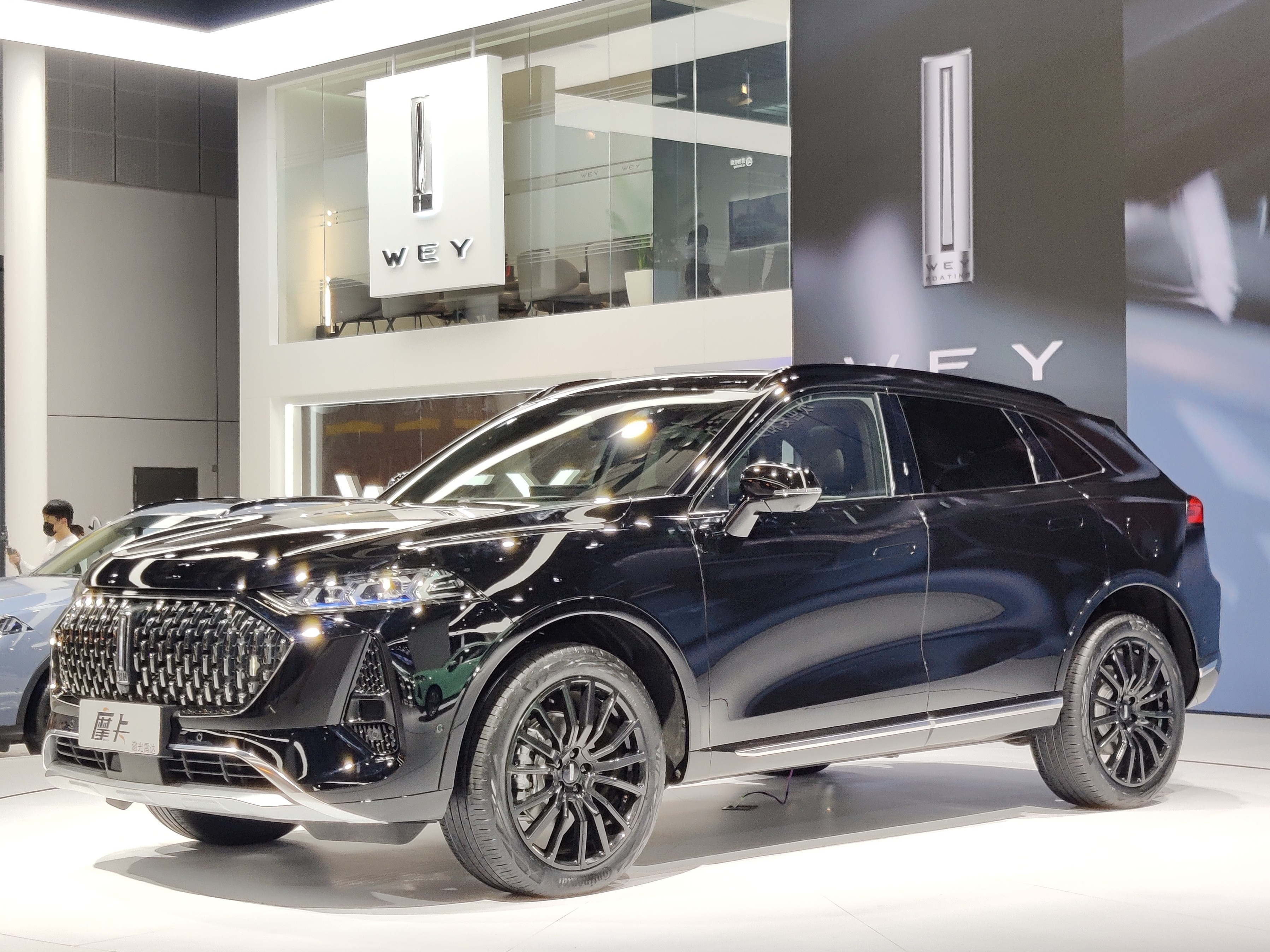
WEY Mocha
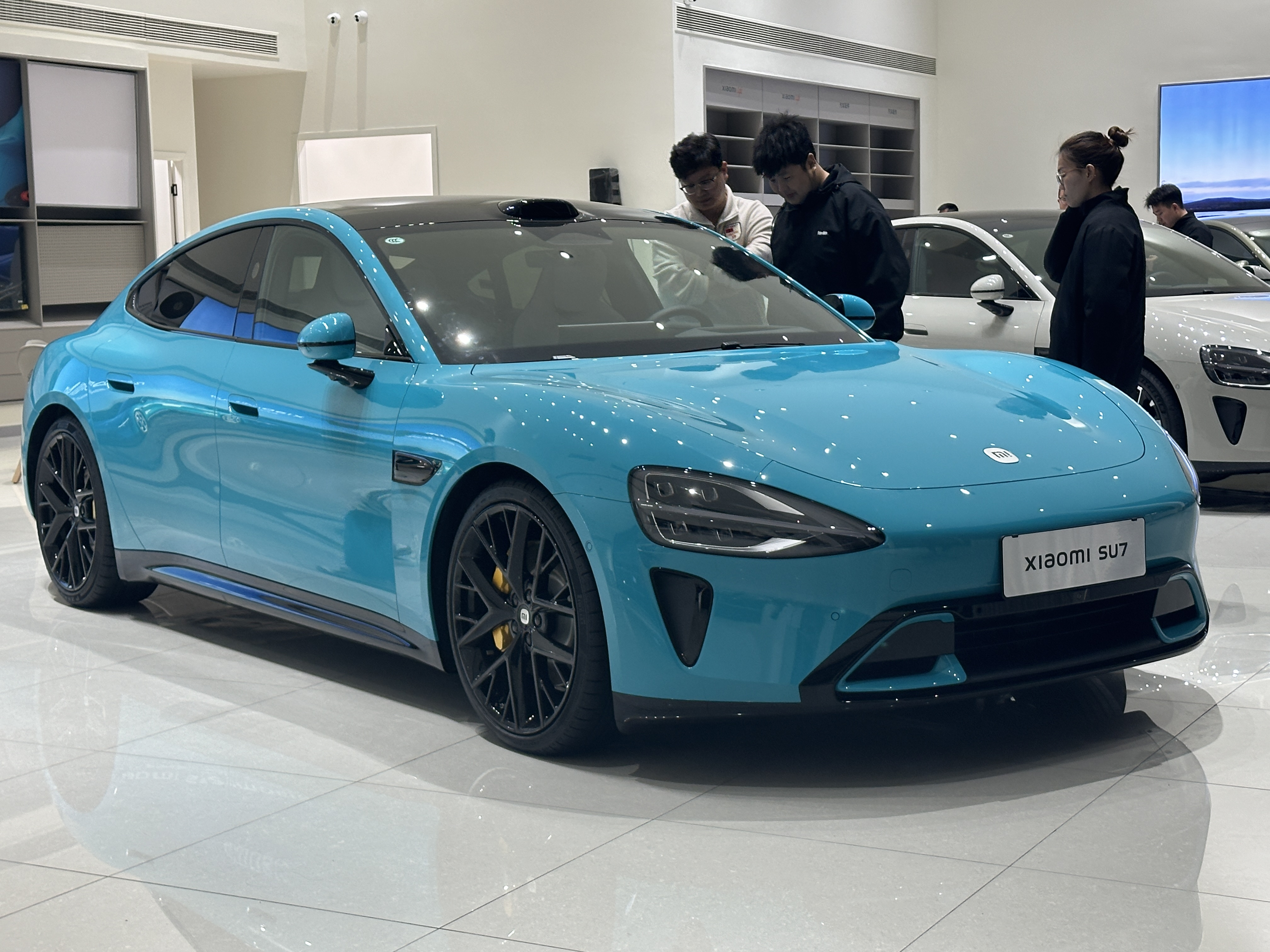
Xiaomi SU7 Max
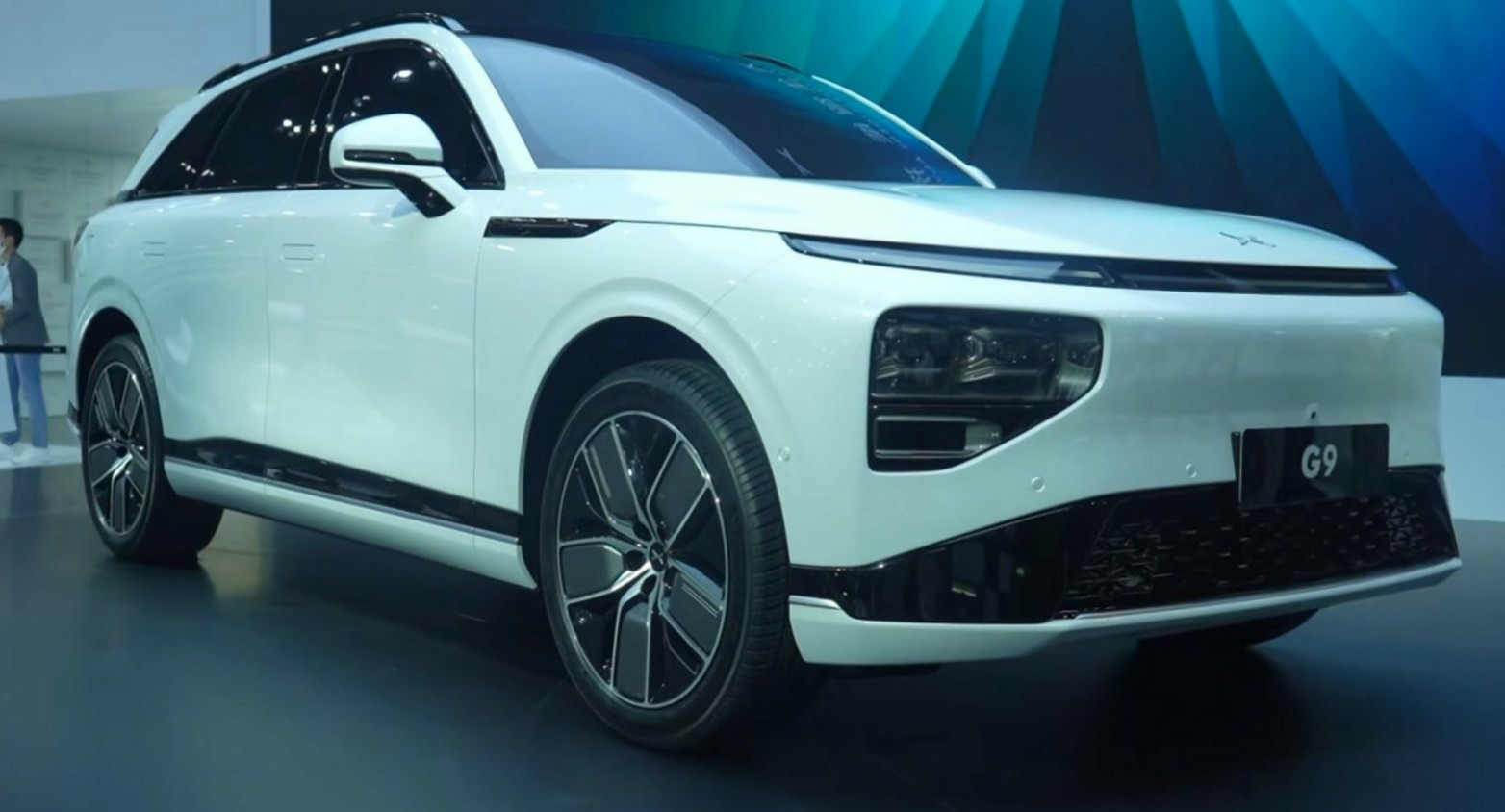
XPeng G9
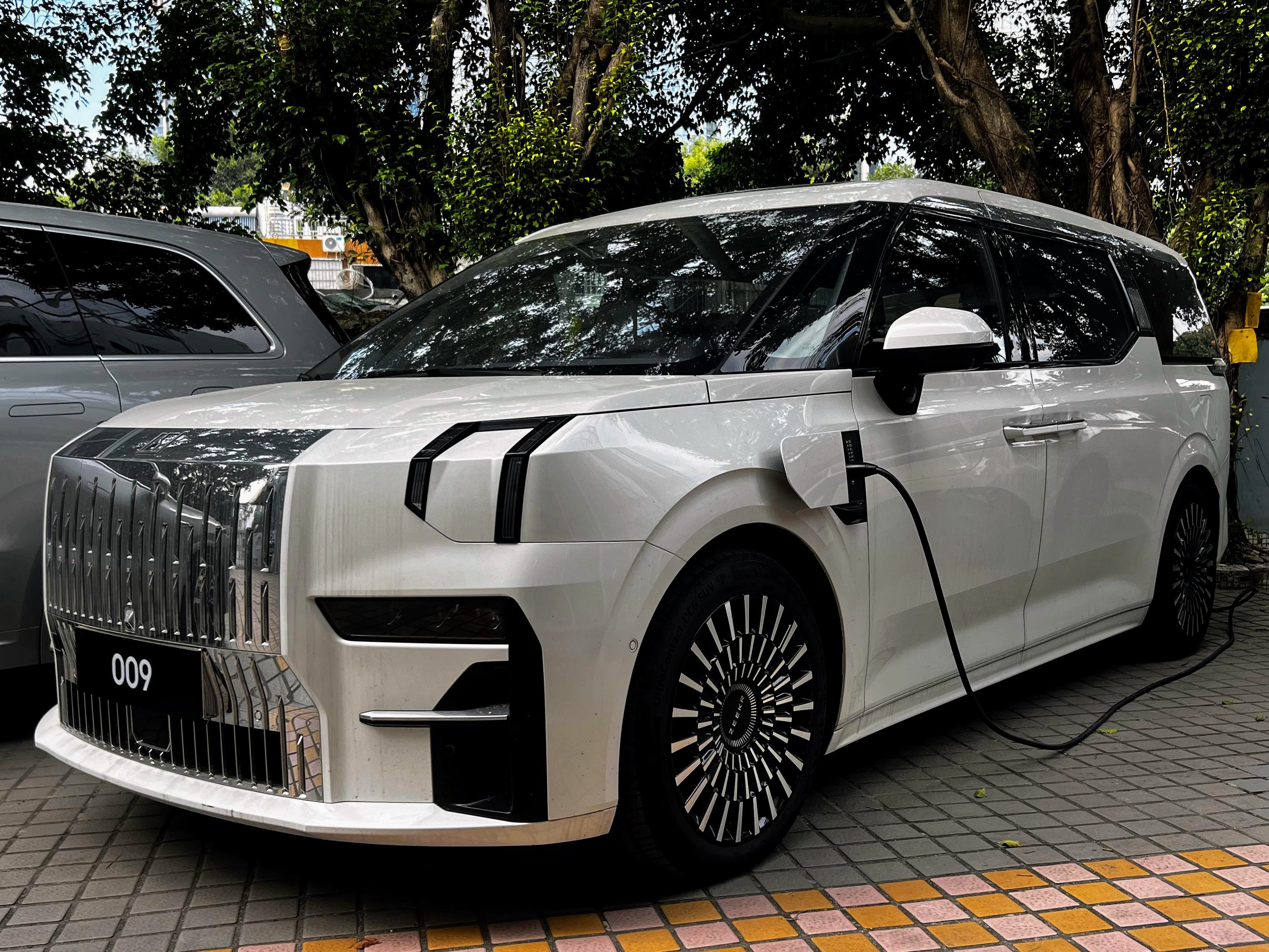
Zeekr 009

### Joint-venturesavec des constructeurs étrangers
Jusqu'en 2021, un constructeur étranger devait obligatoirement s'associer à un constructeur chinois pour produire des voitures localement et garantir un transfert de technologie. Il n'était autorisé à créer au maximum que 2 co-entreprises en Chine. Cette interdiction a déjà été assouplie pour les sociétés de véhicules « à énergie nouvelle ». (Volkswagen, par exemple, a déjà créé trois coentreprises avec FAW, SAIC et JAC).
Ci-dessous une liste des principales co-entreprises du secteur automotive actuelles sans les accords d'assemblage en CKD des années 1980 à 1990.
Les co-entreprises de camions et autocars sont listées au bas de la rubrique.

#### JV voitures & SUV
- BMW (Allemagne)
  - BMW Brilliance - 2003 : Brilliance Auto Group & BMW (50 %) - 2022 : BMW (100 %)
- Daimler (Allemagne)
  - Beijing Benz (avec BAIC)
  - Fujian Benz (avec BAIC, Fujian Motors)
  - Smart (avec Geely)
- Ford (États-Unis)
  - Changan Ford (en) (2001-présent) avec Chang'an, devient Changang Ford Mazda en 2006
  - Jiangling Ford (avec Jiangling Motors)
- General Motors (États-Unis)
  - SAIC-GM
  - SAIC-GM Wuling
  - (Disparue) FAW-GM (en) (2009-en cours) avec FAW
  - (Disparue) Jinbei GM (avec Brilliance vendu à SAIC)
- Honda (Japon)
  - Dongfeng Honda (avec Dongfeng)
  - Guangqi Honda (1998-présent) avec GAC Group
- Hyundai-Kia (Corée du Sud)
  - Dongfeng Yueda Kia (avec Dongfeng, et Yueda Investments)
  - Beijing Hyundai (avec BAIC)
- Isuzu (Japon)
  - Jiangxi Isuzu (en) (avec Jiangling)
  - Qingling Motors (avec Qingling)
- Mazda (Japon)
  - Changan Mazda (avec Changan)
  - (Disparue) Hainan Mazda (avec FAW) (droits repris par Haima, non associé à FAW)
  - (Disparue) FAW Car-Mazda (avec FAW) (vendu à Changan),
- Renault-Nissan-Mitsubishi (France, Japon)
  - GAC Mitsubishi (en) avec GAC Group
  - (Disparue) - (2017-2021) : Renault Brilliance Jinbei J-V entre Jinbei - Brilliance (51 %) et Renault (49 %)
  - (Disparue) (2016-2020) Dongfeng Renault,
  - Dongfeng Nissan (en) (2003-présent) Zhengzhou Nissan (en)
  - Soueast (1995-présent) avec Mitsubishi (25 %), Fujian Motors Group (50 %) et China Motor Corporation (25 %)
  - (Disparue) Venucia (2010–2020) co-entreprise Dongfeng avec Renault-Nissan-Mitsubishi - intégré dans Dongfeng Nissan
  - JMC New Energy (2015-présent) - 2019 : J-V Renault (50 %) - voitures électriques[60]
- Stellantis (Italie, France)
  - Guangzhou-Fiat (2010-présent) avec GAC Group
  - Dongfeng PSA (1992-présent) - (1992-2003) Shenlong Automobile J-V entre Dongfeng et Citroën - DCAC-Dongfeng-Citroën Automobile Company[61] - (2003-présent) J-V avec PSA, DCAC devient DPCA-Dongfeng Peugeot-Citroën Automobile
  - Changan PSA (2010-2019) avec Chang'an, vendue à Baoneng (en)
  - (Disparue) Nanjing Fiat (en) (avec Nanjing (racheté par SAIC)
  - (Disparue) Guangzhou-Peugeot (1987-1997) avec GAC Group, reprise par Honda en 1998 et renommée Guangqi Honda,
  - (Disparue) Beijing Jeep (reprise par Daimler)
- Suzuki (Japon)
  - (Disparue) Changan Suzuki (1984-2018) avec Changan
- Tata Group (Inde, Grande-Bretagne)
  - Chery Jaguar Land Rover (avec Chery)
- Tesla seul constructeur automobile étranger qui possède intégralement une usine en Chine continentale, au lieu d'avoir une coentreprise ou d'être une filiale d'une entreprise automobile locale. L'usine est située à Shanghai
- Toyota (Japon)
  - FAW Toyota (2000-présent) avec FAW
  - GAC Toyota (en) avec GAC Group
  - (Disparue) FAW Jilin Daihatsu (en) (2005-2010) avec FAW
- Volkswagen AG (Allemagne)
  - FAW-Volkswagen (1991-présent)
  - SAIC VW
  - Volkswagen Anhui (avec JAC)
- Volvo Cars (Suède, Chine)
  - Lynk & Co - 2016 : avec Geely (propriétaire de Volvo Cars)

#### Constructeurs chinois de véhicules utilitaires
- BAW camions civils et militaires
- Beiben Trucks (1988-présent) camions Mercedes-Benz CKD sous licence
- Bonluck Bus (en) (1969-présent)
- Chun Nan Jun (1958-présent)
- Dayun Group (1987-présent)
- Dongfeng Nengdi (en) (1996-présent) camions de pompiers,
- Dongfeng Sokon (2003-présent) utilitaires
- FAW Group (1953–présent)
  - FAW Jiefang (en) 1er constructeur mondial de camions
  - FAW Jilin (en) petits utilitaires,
- Foton Motors camions et autobus,
- Fujian Motors Group
  - King Long (1988-présent) autobus et autocars - 1er constructeur mondial
    - Golden Dragon (1992-présent) autobus et autocars
    - Higer Bus (1998-présent)
- GAC Bus (en) (2008-présent) fusion de Guangzhou Denway Bus, Guangzhou Yuelong Bus et Guangzhou Isuzu Bus
  - GAC Hino (en) (2007-présent) fusion de Shenfei Hino et Yangcheng Auto
- JAC, utilitaires & poids lourds
  - Ankai (1997-présent) autobus et autocars
- Karry utilitaires
- Jiangsu Mudan Automobile Group
  - Mudan Bus (1998-présent)
- Min'an Electric (en) (2011-présent) véhicules électriques
- Nanjing Golden Dragon Bus (en) (2000-présent)
- SG Automotive autobus, utilitaires et poids lourds,
  - Huanghai Bus (en) (1951-présent) autobus sur châssis MAN et IVECO
- Shaanxi (1968-présent) poids lourds,
- CNHTC - Sinotruk Group (1935-présent) poids lourds,
- Tangjun Ou Ling (en) utilitaires et camions,
- Wanshan (en) poids lourds militaires
- Wuzhoulong Motors (en) (2000-présent)autobus et autocars
- Wuling Motors (1982-présent) ex Liuzhou Automotive Industry Corporation - utilitaires sous licence Mitsubishi
- Wuzheng (en) triporteurs,
- Yuejin Light Truck Co (1995–présent)
- Yutong (1963-présent) Autobus & autocars électriques avec piles à hydrogène

#### JV utilitaires, camions et autobus
- Ford Trucks (États-Unis)
  - JMC - JV avec Ford (30 %) utilitaires et camions légers,
- General Motors Trucks (États-Unis)
  - (Disparue) FAW-GM Light Commercial Vehicles (en) JV entre FAW Group et General Motors (2009-2019) - 2019 : retrait de GM, renommé FAW Light Commercial Vehicles
- IVECO Trucks & Bus (Italie)
  - (Disparue) Changzhou Iveco Bus (en) (2001-2007)
  - NAVECO - JV IVECO avec Nanjing Motor Group (1986-présent)
  - SAIC IVECO Hongyan (2006-présent) - JV entre IVECO (50 %) et SAIC (50 %) camions moyen tonnage et lourds
- Isuzu Trucks (Japon)
  - Qingling Motors (1985-présent) - JV avec Isuzu (20 %) utilitaires
  - Guangzhou Isuzu Bus (2000-2008) - JV entre GAC Group (51 %) et Isuzu (49 %) - 2008 retrait d'Isuzu[62]"
- Mercedes-Benz Trucks & Bus (Allemagne)
  - Beiben (1988-présent) - JV entre Mercedes-Benz Trucks et Norinco,
  - Beijing Foton Daimler Automotive - J-V entre Foton et Daimler AG, camions moyen tonnage
  - Fujian Benz - JV entre Mercedes-Benz Trucks, China Motor Corporation (en), BAIC Motor et Fujian Motor Co. Ltd
- Nissan (Japon)
  - DFAC (en) - JV entre Dongfeng Motor Group (en) et Nissan,
- Piaggio (Italie)
  - Foton-Piaggio (2017-présent) J-V avec Piaggio - utilitaires
- Renault (France)
  - Shenyang - (1991-2002) J-V avec Renault pour produire le Trafic[63] - (2002-présent) Brillance
- Volvo Trucks (Suède)
  - JMC Heavy Duty - JMCH (en) (2007-présent) (2007-2012) Taiyuan Changan Heavy Truck Company - (2012-2014) JMC Heavy Duty - (2021-présent) rachat par Volvo Trucks

### Marques chinoises disparues
- Bordrin (en) (2016-2021)
- Borgward Group (2008-2022)
- Byton (2016-2023)
- Changzhou Changjiang Bus (en) (2001-2007)
- Dadi (en) (1988-2012)
- Dorcen (en) (2018-2021)
- Emgrand (2009-2014) filiale de Geely
- Etsong (en) (1997-2003) Intégrée dans SAIC-GM
- Gonow (2003-2016) intégré dans texte=GAC Group
- Hafei (1950-2015) intégré dans Chang'an
- Hanteng Auto (2013-2022)
- Huayang (en) (1987-2008) intégré dans Lifan Group
- Jiangnan (en) (2001-2021)
- Jiangling - JMCG (en) (1947-2021) intégré dans Volvo Trucks
- Nanjing (1947-2007) intégré dans SAIC Motor
- Polarsun Automobile (en) (2003-2013) ex Songliao Automobile, devient Shenyang Zhongshun Automobile - Polarsun en 2003 - rachat par WM Motors en août 2017
- Riich (2009-2013) filiale de Chery - voitures de luxe
- Senova (2012-2020) filiale de BAIC ayant racheté les droits de fabrication des Saab 9-3 et 9-5
- Shuanghuan (en) (1988–2016) 2009 - rachat par Liaoning SG Automotive - faillite en 2016
- Shenfei Hino (1980-2007) fusion avec Yangcheng Auto pour créer GAC Hino
- Yangcheng Auto (1958-2007) fusion avec Shenfei Hino pour créer GAC Hino
- Tianjin FAW Xiali (en) (1965–2015)
- Youngman (2001–2019)

## Corée du Nord
Nota : vu le manque d'informations, ces données peuvent ne plus être actuelles.

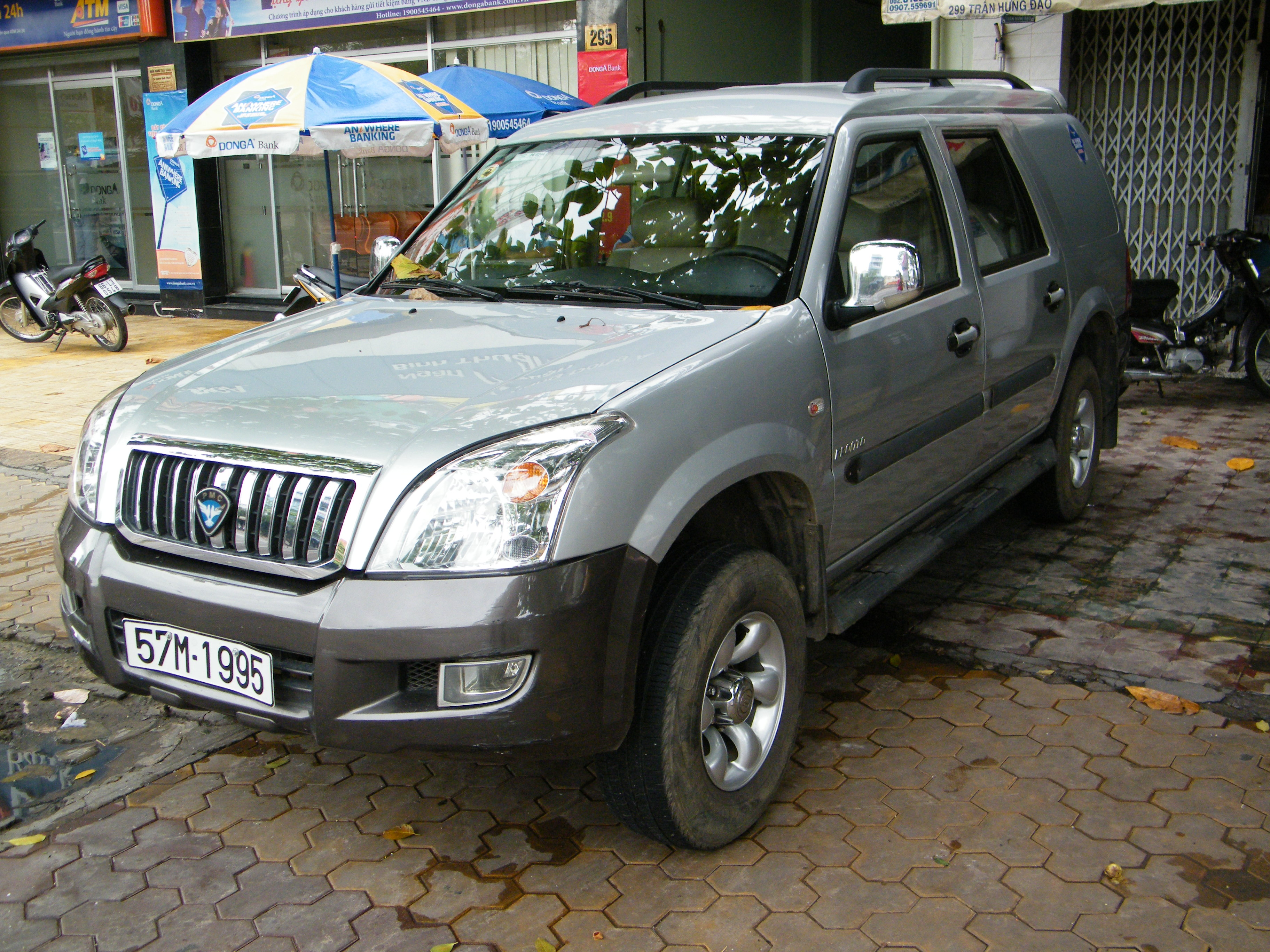
Pyeonghwa Pronto

### Marques actives
- Chongjin Bus Works (1974-présent) autobus et trolleybus
- Kim Jong Tae (1945-présent)  matériel ferroviaire et tramways
- Pyeonghwa Motors (1998-présent)
- Pyongsang Auto Works (1968-présent)
- Pyongyang Trolleybus (1961-présent) trolleybus
- Sungri Motors (1953-présent) utilitaires, camions militaires et autobus

## Corée du Sud

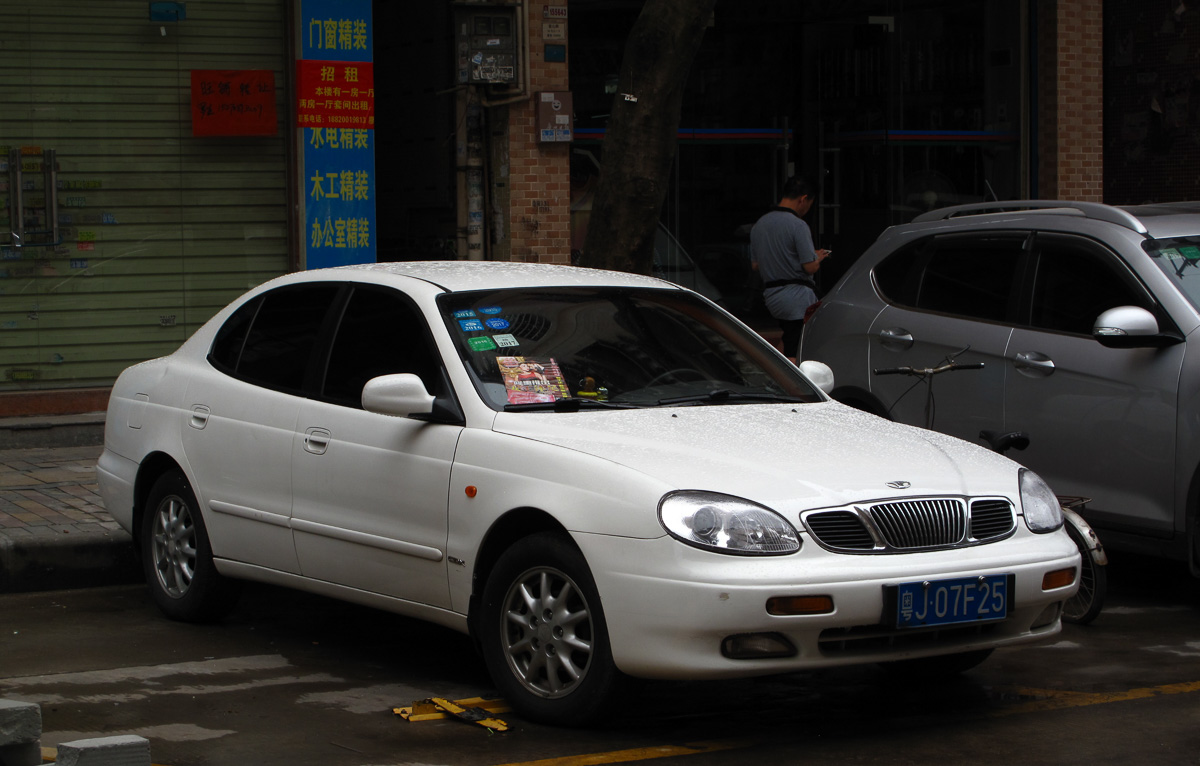
Daewoo Leganza

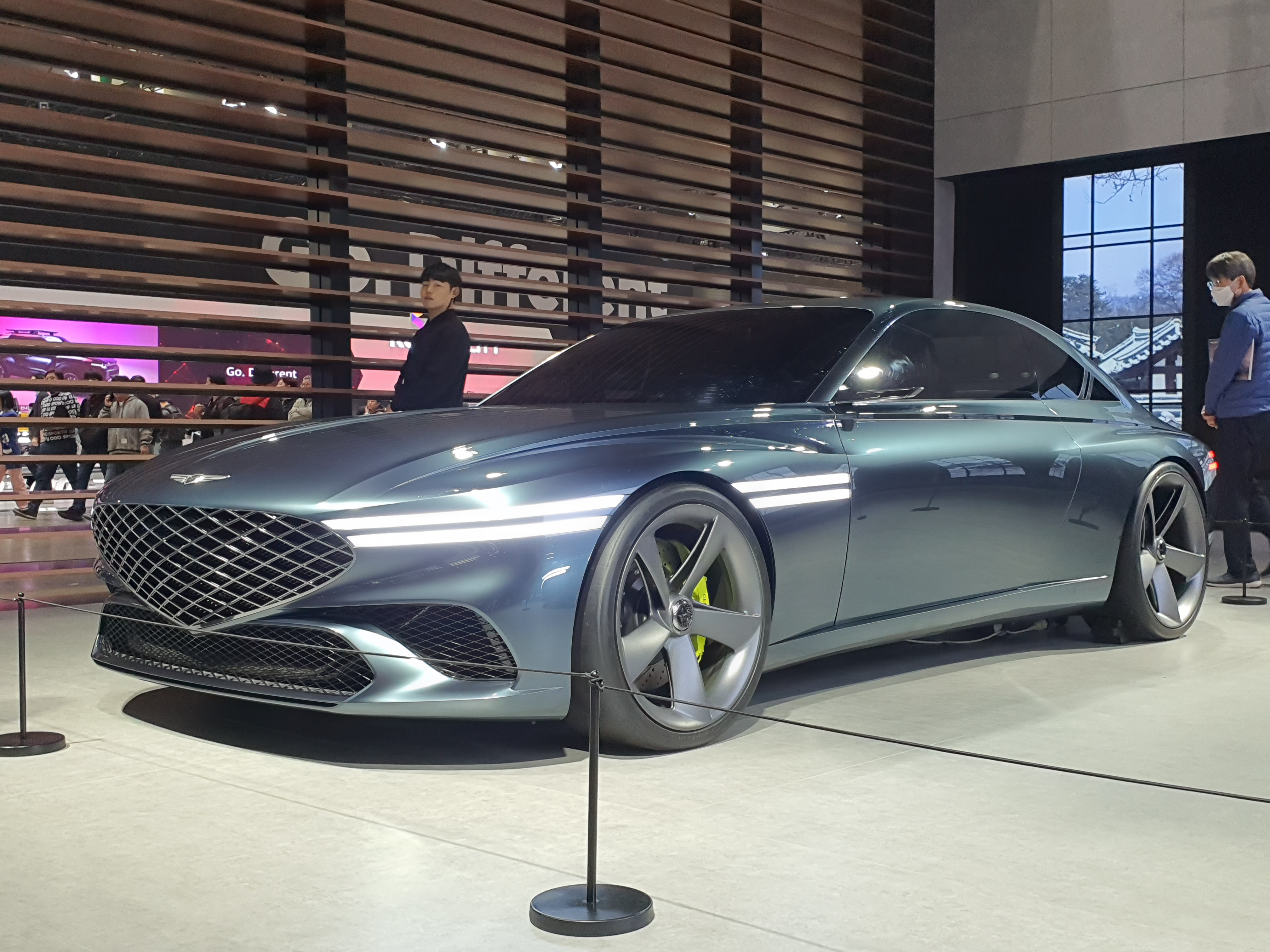
Genesis X Concept

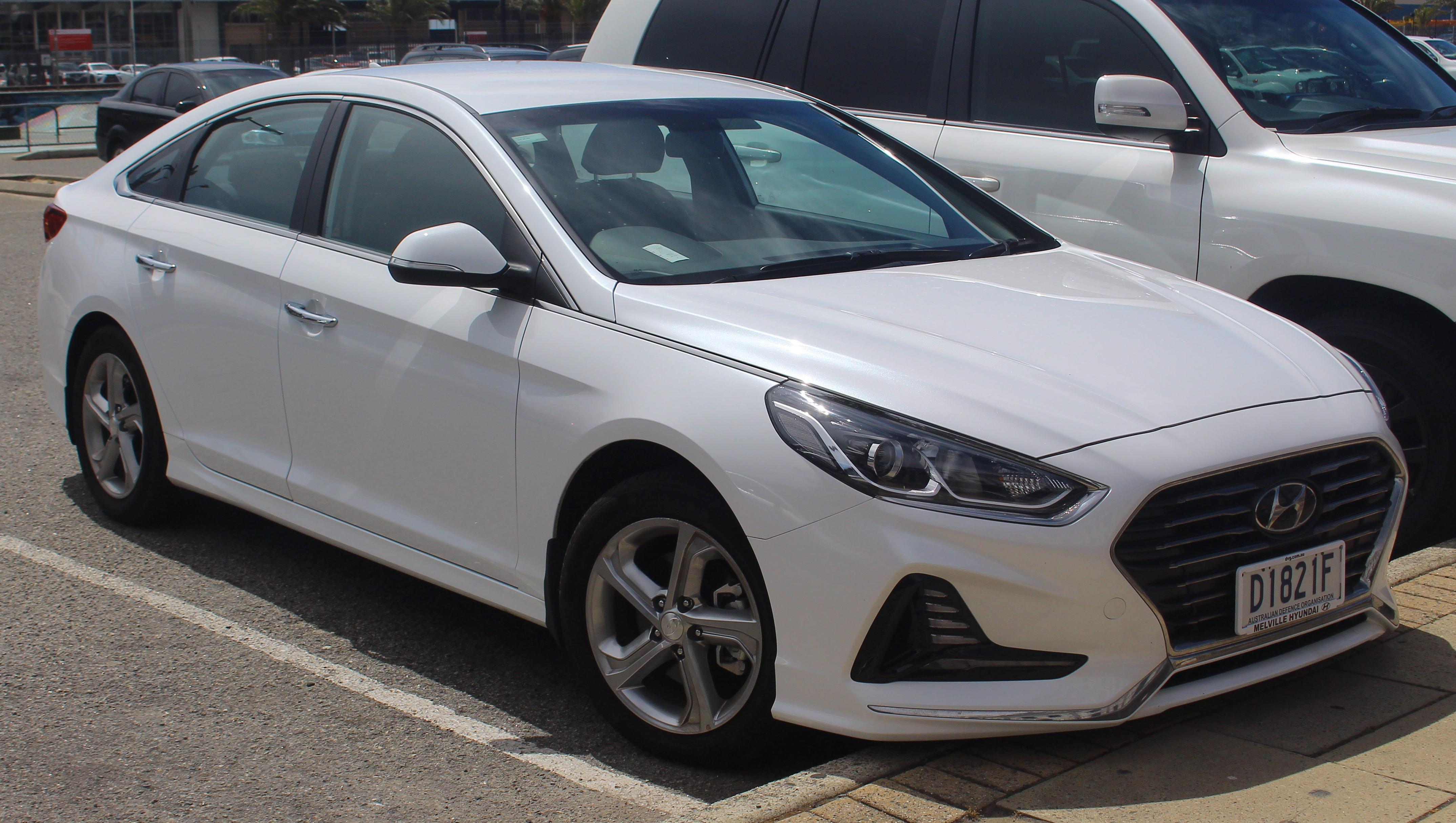
Hyundai Sonata

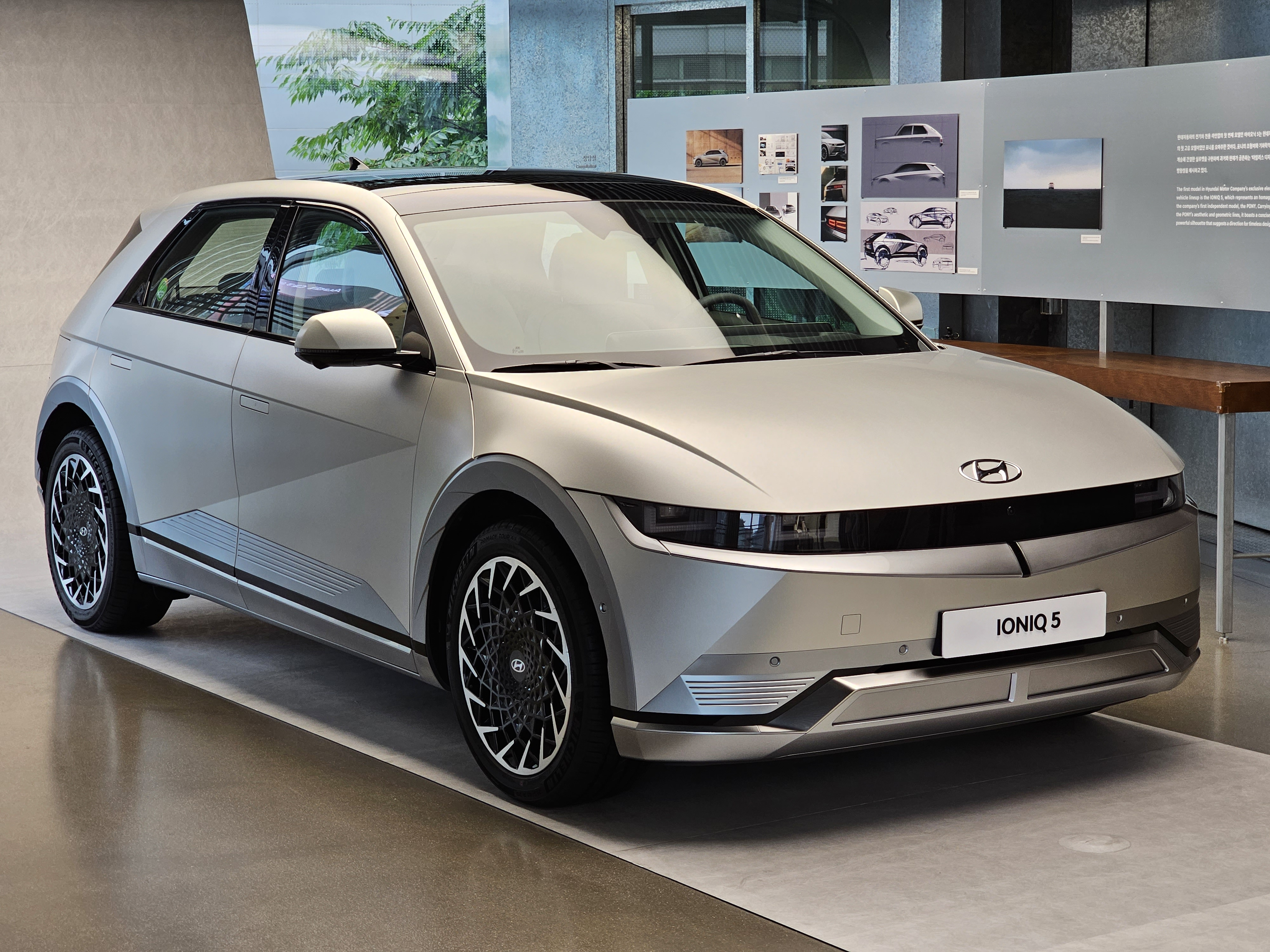
Ioniq 5

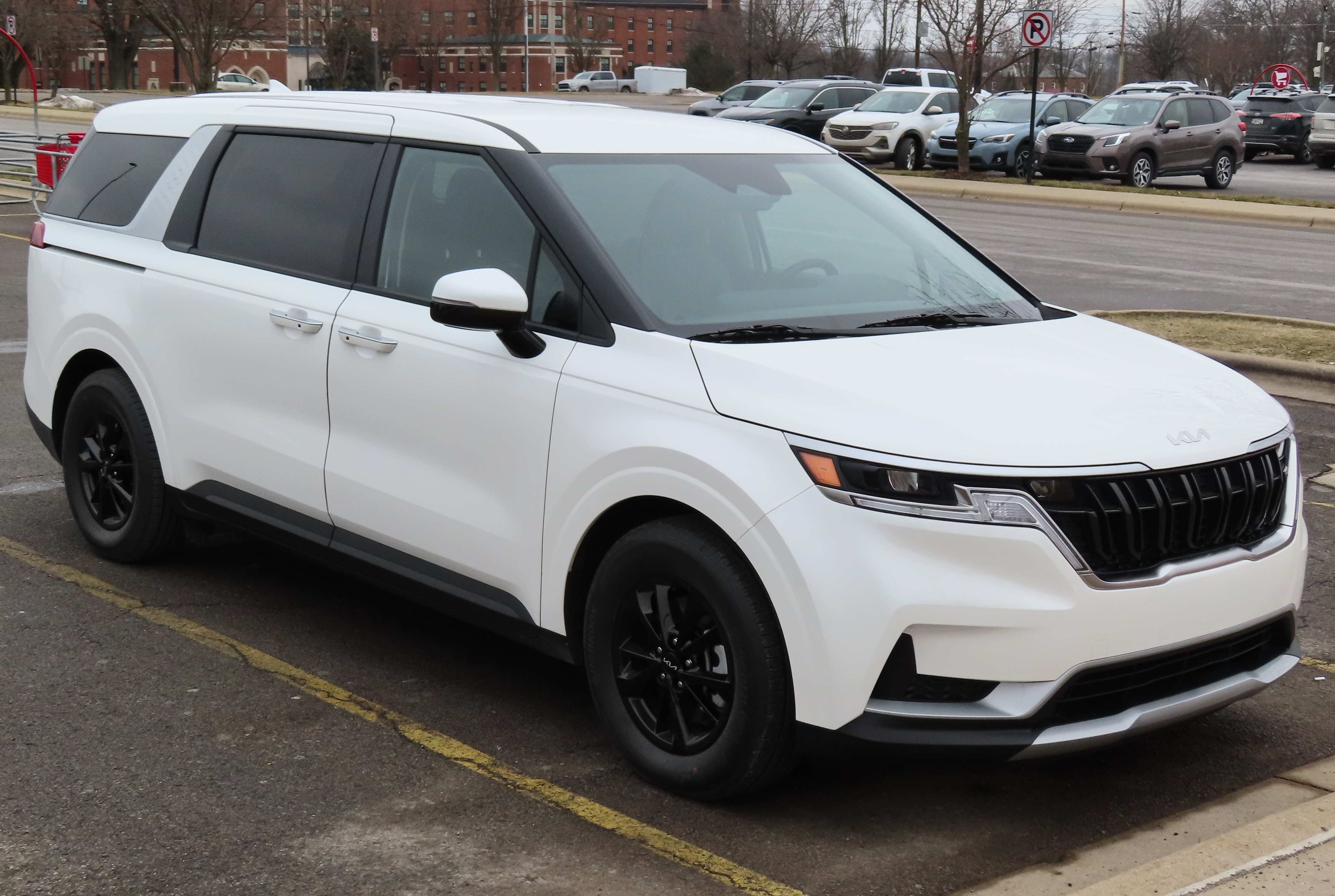
Kia Carnival LX

### Marques actives
- CT&T (en) (2002-présent) voiturettes électriques à 3 roues
- Zyle Daewoo Bus (1955-présent) autobus ex Shinjin Bus (1955-1971) - GM Korea Bus (1972-1976) - Saehan Bus (1976-1983) - Daewoo Motor (1983-2002) - Zyle Daewoo Bus (2002-présent)
- Edison Motors (2017-présent) autobus électriques
- Hyundai Motor (1967-présent) automobiles
- GM Korea (1937-présent) ex Shinjin Motors (1937-1983) - Daewoo Motors (1983-2002) - GM Daewoo (2002-2011) - Chevrolet (2011-présent)
- Genesis
- Hyundai Motor (1967-présent) automobiles, SUV et véhicules utilitaires
- Ioniq (2020-présent) voitures électriques filiale de Hyundai Motor
- Kia Motors (1944-présent) automobiles ex Asia Motors - (1986) prise de participation de Ford Motor Co. - (1999) faillite, reprise et intégration dans Hyundai Group
- Renault Samsung Motors (1994-présent) automobiles ex Samsung Motors (1994-2000) - (2000) rachat par Renault - (2022) vente (34,02 %) à Geely
- Tata Daewoo (2004-présent) camions ex Daewoo Trucks racheté par Tata à la suite de la faillite de Daewoo en 2001

### Marques disparues
- Asia Motors (1965–1999) Jeeps et camions puis automobiles sous licence à partir de 1971 - (1988) devient Kia Motors - (1999) intégration dans Hyundai
- Daewoo (1983–2001) automobiles - (2001) faillite - (2001) rachat par General Motors
- GMK (1972–1976) automobiles - (1976) devient Saehan Motors
- Keohwa (1974-1984) intégré dans r
- National Motors (1937-1962) automobiles - (1962) devient Seanara Motors
- Saehan Motors (1976–1983) ex General Motors Korea - JV entre Shinjin et General Motors
- Saenara Motors (1962–1965) automobiles ex National Motors - (1965) rachat par Shinjin Motors
- Proto Motors (1997–2017)
- Samsung Commercial Vehicles (en) (1996-2000)
- Shinjin Automobile Co. (1964–1984) automobiles ex Saenara - (1965) coopération avec Mitsubishi - (1966) coopération avec Toyota - (1972) rachat de la participation de Toyota par General Motors et création de GM Korea - (1974) JV avec AMC pour créer Shinjin Jeep Motors - (1978) rachat par Daewoo de la part de Shinjin dans GM Korea - (1984) Shinjin Motors devient Ssangyong Motor''
- Shinjin Motors (en) (1954–1984) automobiles, autobus et camions ex Saenara - (1962) coopération avec Nissan - (1964) séparation Shinjin Automobiles et Shinjin Bus & Trucks Motors - (1966) coopération avec Toyota - (1972) rachat de la participation de Toyota par General Motors et création de GM Korea - (1974) JV avec AMC pour créer Shinjin Jeep Motors - (1978) rachat par Daewoo pour créer Daewoo Bus & Trucks - (2002) Daewoo Motors devient Zyle Daewoo Bus
- Sibal (en) (1955-1963) 1er véhicule construit en Corée du Sud dérivé de la Jeep Willys
- SsangYong (1988-2020) (1997) rachat par Daewoo, faillite de Daewoo en 2000 - (2004) rachat par SAIC - (2009) faillite - (2011) rachat par Mahindra & Mahindra - (2020) faillite - (2022) échec du rachat par Edison Motors

## Côte d'Ivoire

### Marques disparues
- Baby-Brousse (1964–1979)
- S.A.F.A.R. Renault (de) (1962-1984)

## Croatie

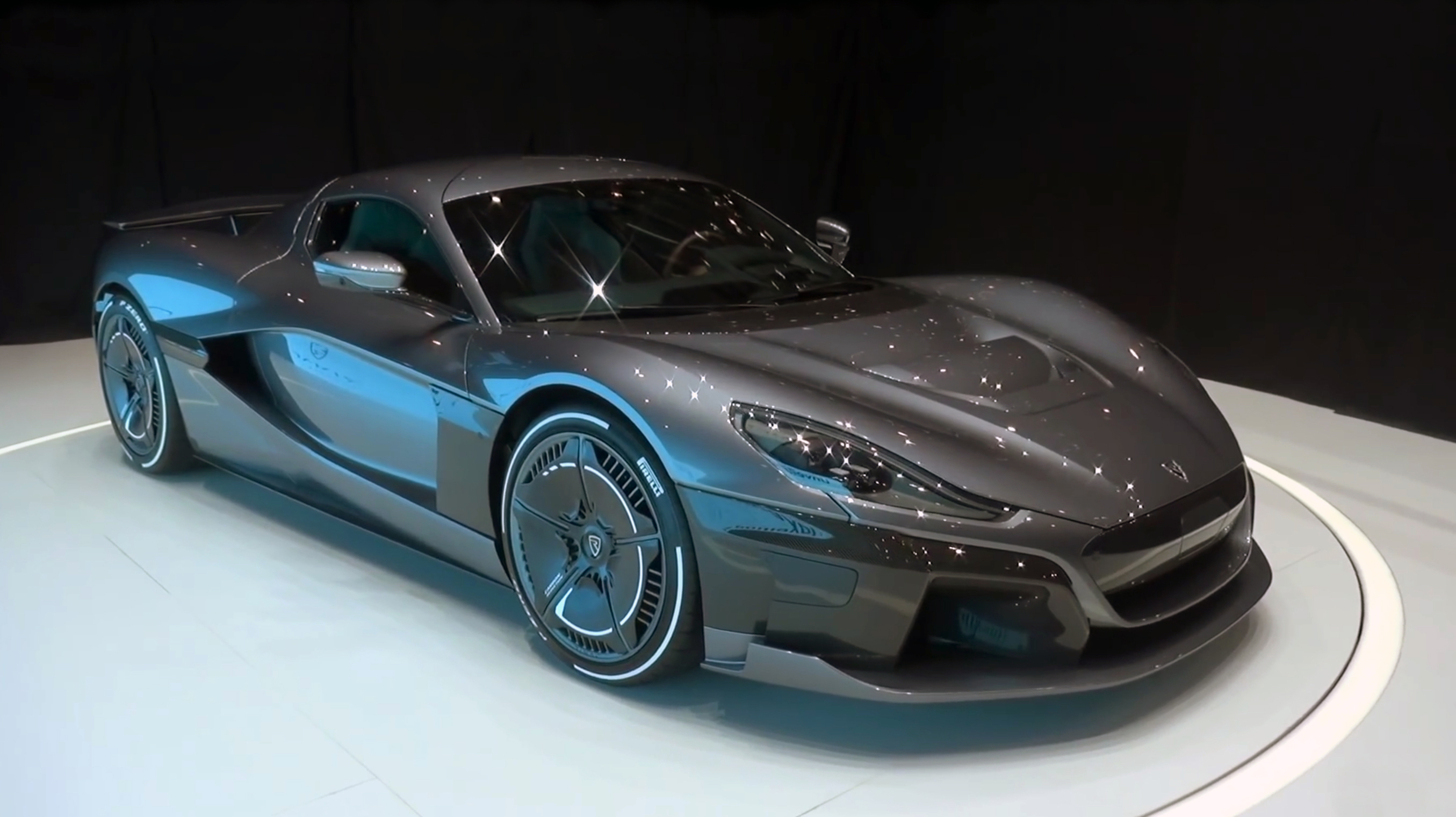
Rimac C_Two

### Marques actives
- Crobus
- Đuro Đaković (en) matériel militaire
- DOK-ING (en) (1992-présent) véhicules électriques
- Rimac Automobili (2009-présent) voitures de sport électriques

### Marque disparue
- TAZ (en) (1930-2000)

## Danemark

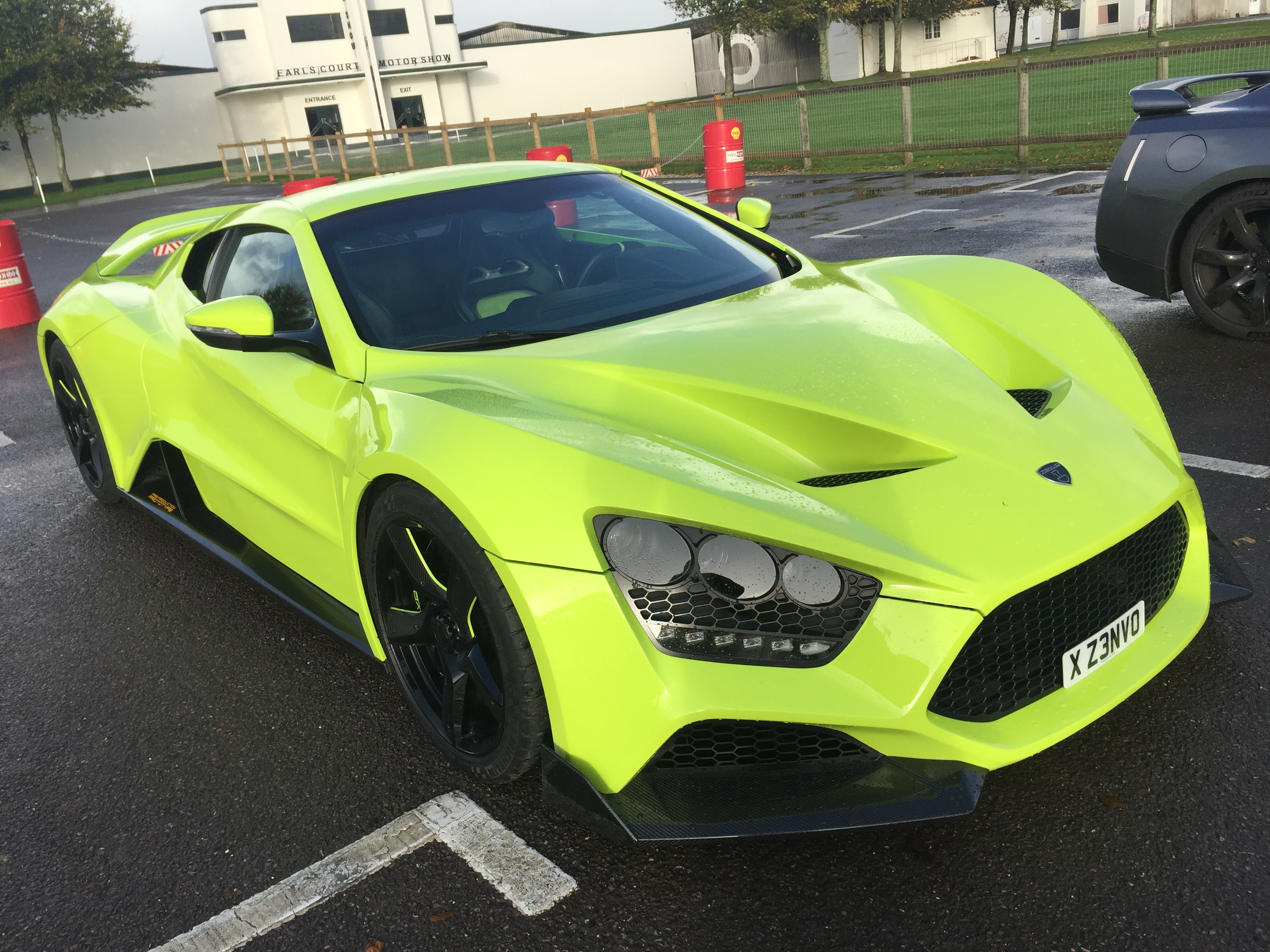
Zenvo TS1

### Marques actives
- PVP Karting
- Zenvo Automotive (2004–présent)

### Marques disparues
- Anglo-Dane (1902–1917)
- Brems (1900 and 1907)
- Dansk (1901–1907)
- Krampers (1890–1960)

## Égypte

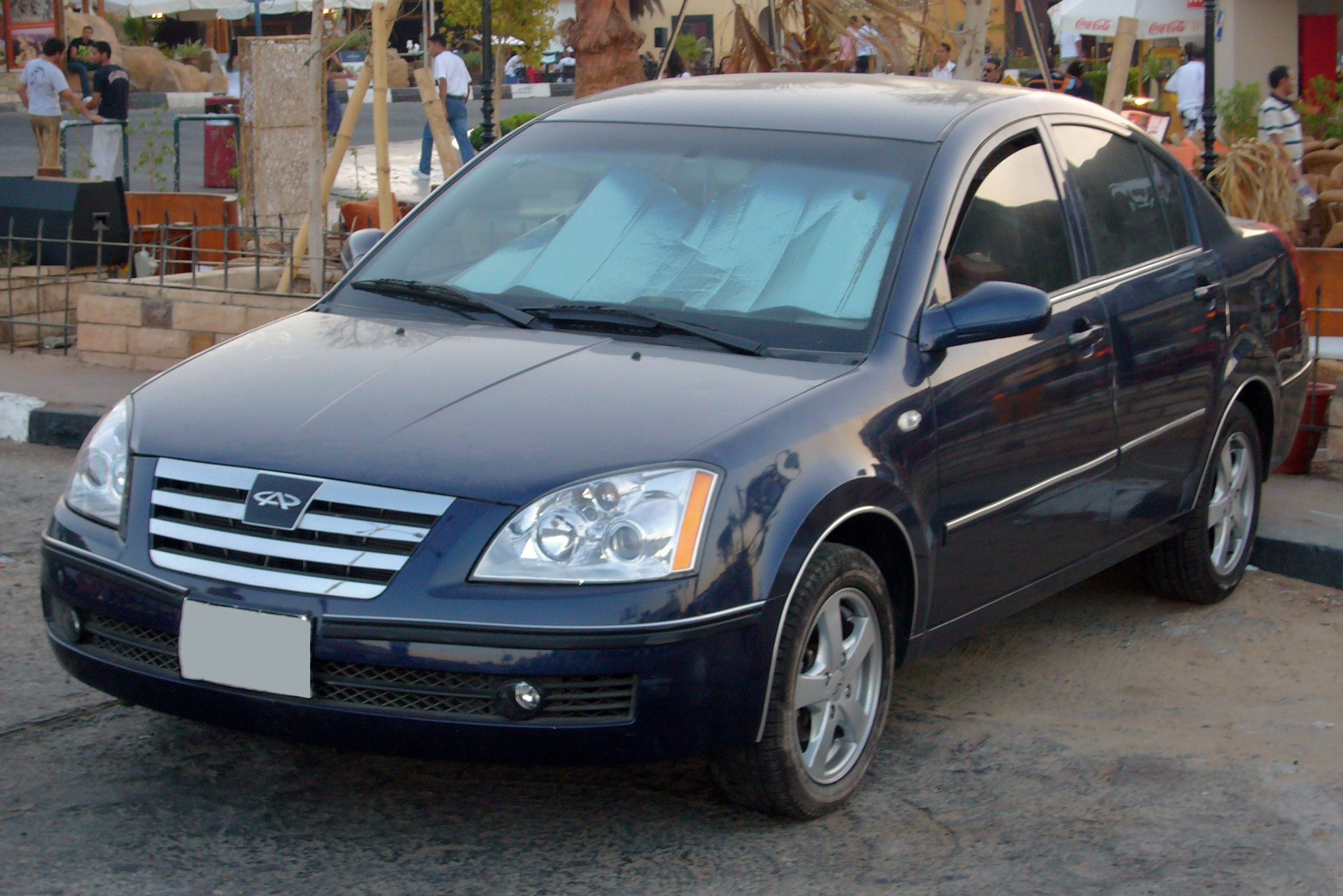
Speranza A516

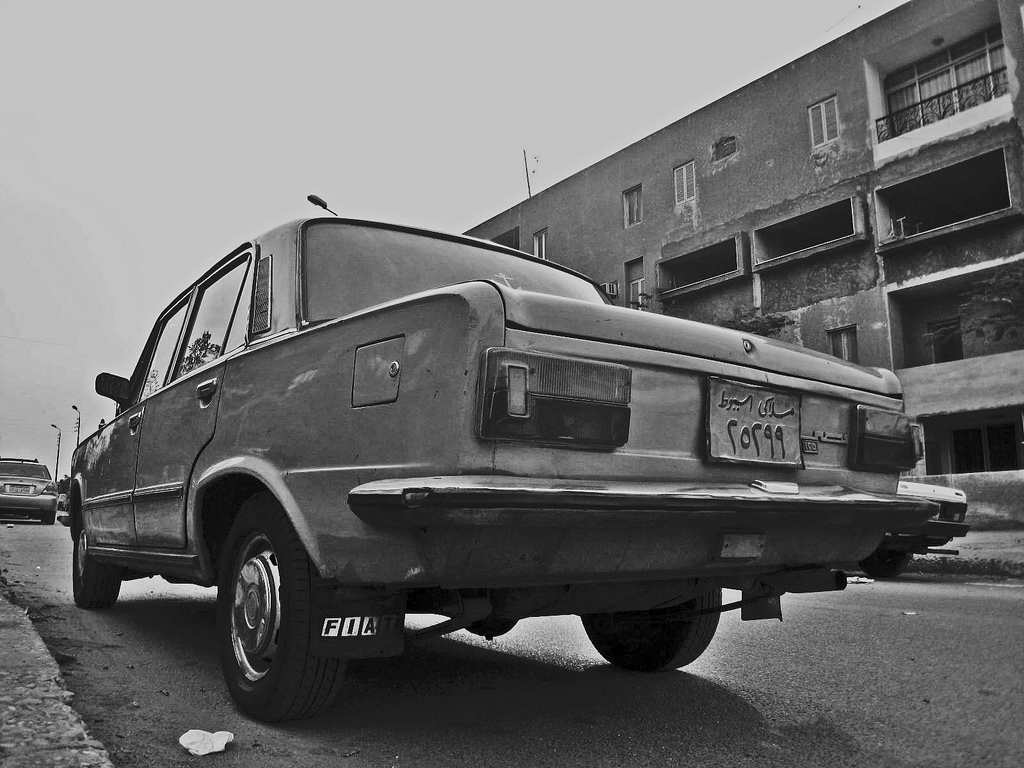
Nasr 125

### Marques actives
- AAV (en) (1977-présent)  depuis 1987 Chrysler 49 %
- Bavarian Auto Group (en) (2003-présent) assemblage de modèles BMW, Brillance, JinBei et Mahindra
- Egy-Tech (2010–présent)
- EGA (en) (1996-présent) assemble des modèles Mercedes-Benz
- Ghabbour Group (en) (1960-présent) 1er constructeur d'Égypte automobiles & camions : Fuso, Hyundai, Mazda, Geely, Bajaj, Volvo
- General Motors Egypt (en) (1983-présent) coentreprise entre Groupe Mansour (en) (30 %), Isuzu (60 %) et GM (0 % - apport licences)
- Seoudi Group (en) (1975-présent) assemble des modèles Suzuki, Nissan et Lada
- Speranza (en) (1998–présent) assemble en SKD des modèles Chery

### Marques disparues
- Nasr (1960–2009) fabrication sous licence des modèles Fiat 1100D, 1500, 124, 125, 125P, 128, Regata, 131, Seat 133, Tofaş Şahin, Zastava 128 et Yugo Florida
- Ramses Automobiles (1958-1969)

## Émirats arabes unis

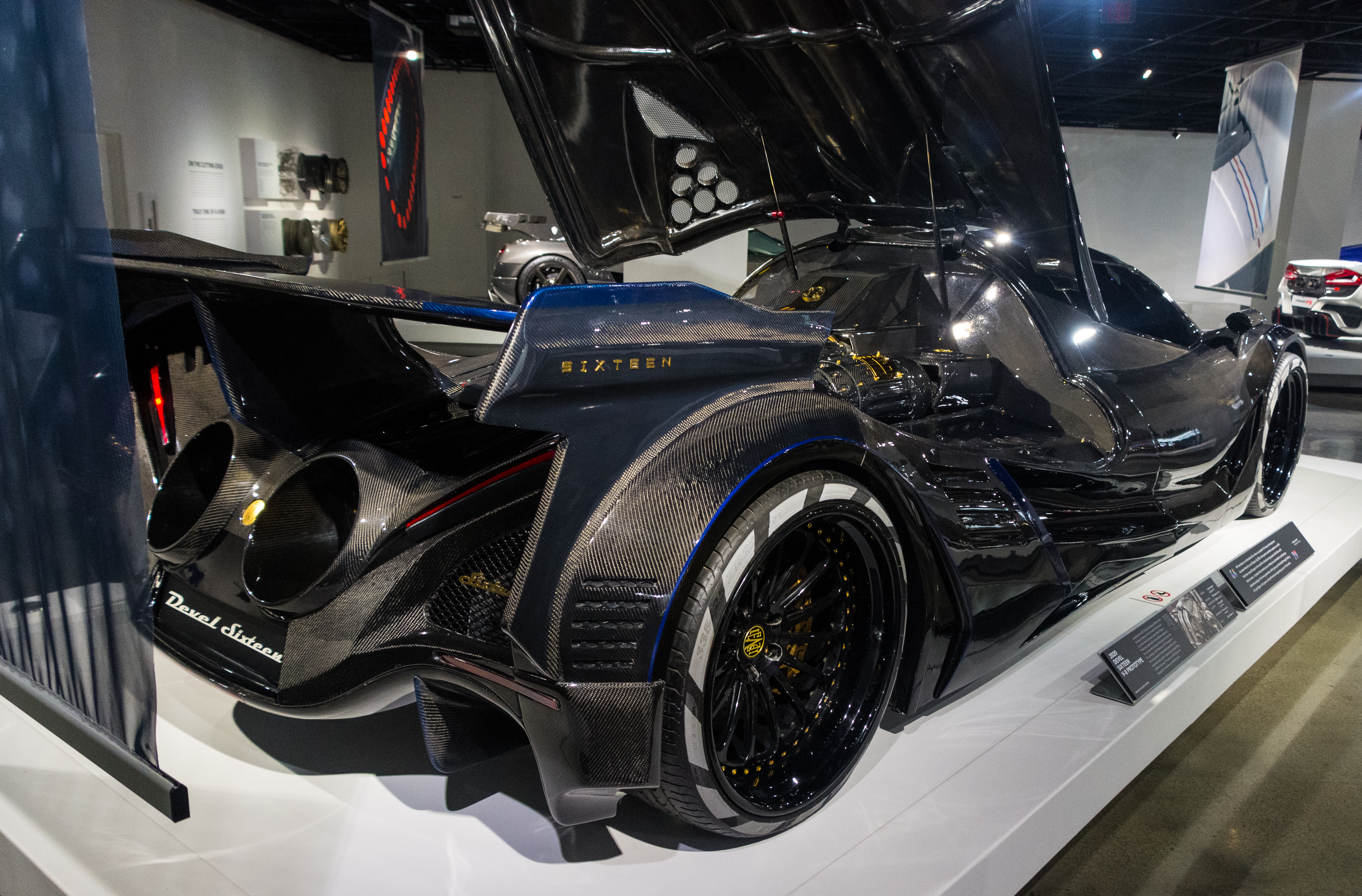
Devel Sixteen

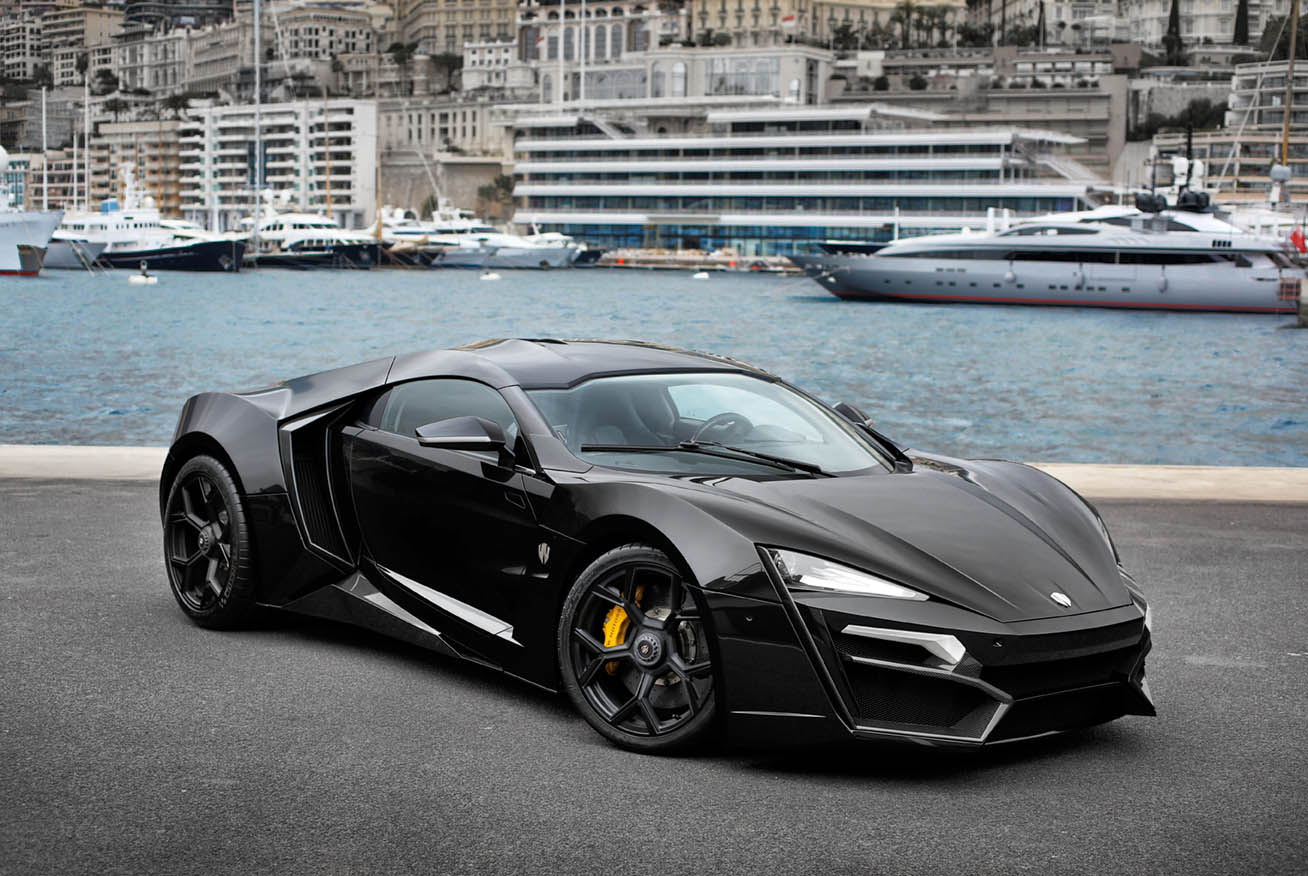
W Motors Lykan Hypersport

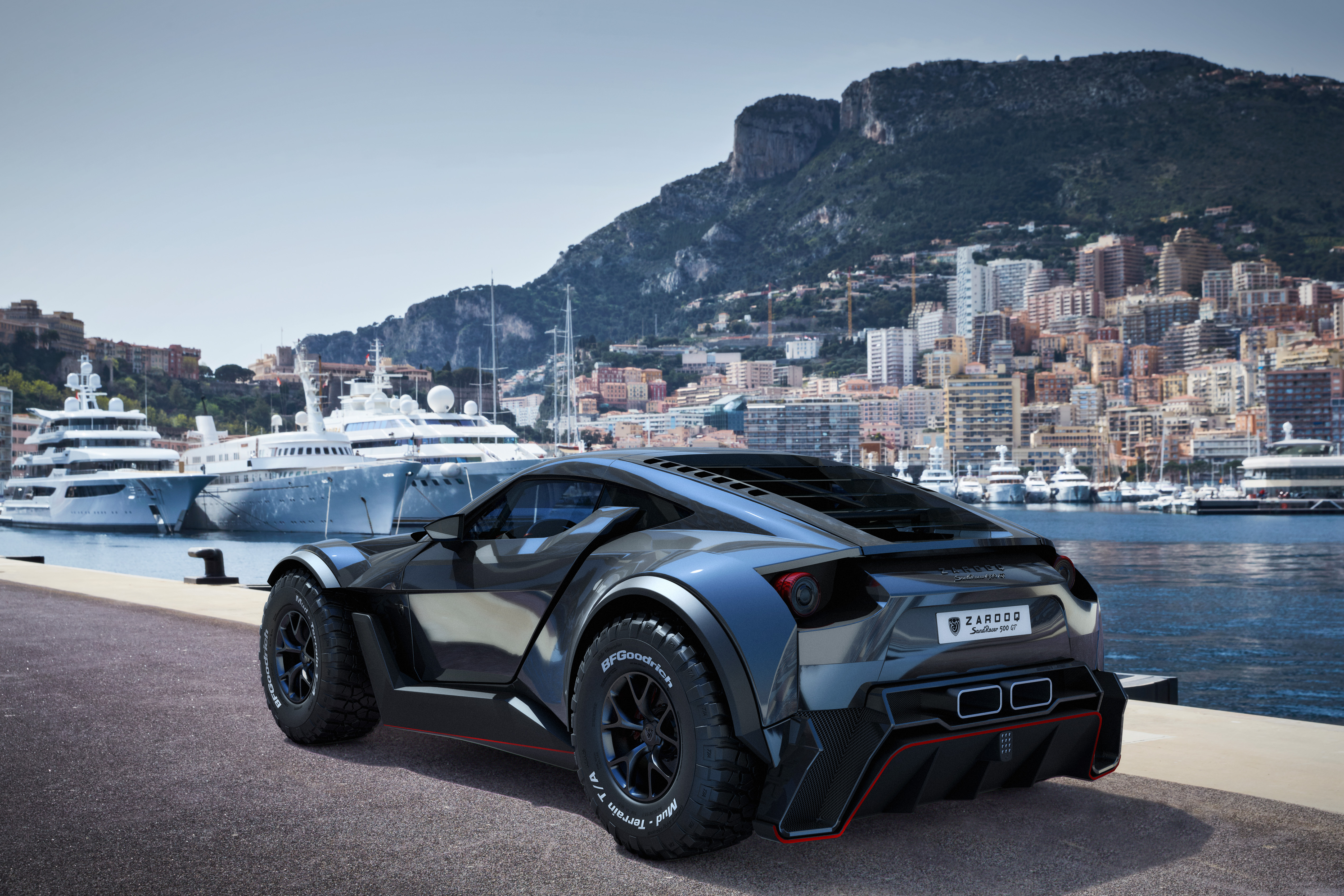
Zarooq SandRacer 500 GT

### Marques actives
- Ajlani Motors
- Devel Motors
- Jannarelly Automotive (2015-présent) prototype de voiture de sport
- Shayton
- W Motors supercars
- Rabdan (2024-présent) voitures de tourisme
- Zarooq Motors

## Espagne

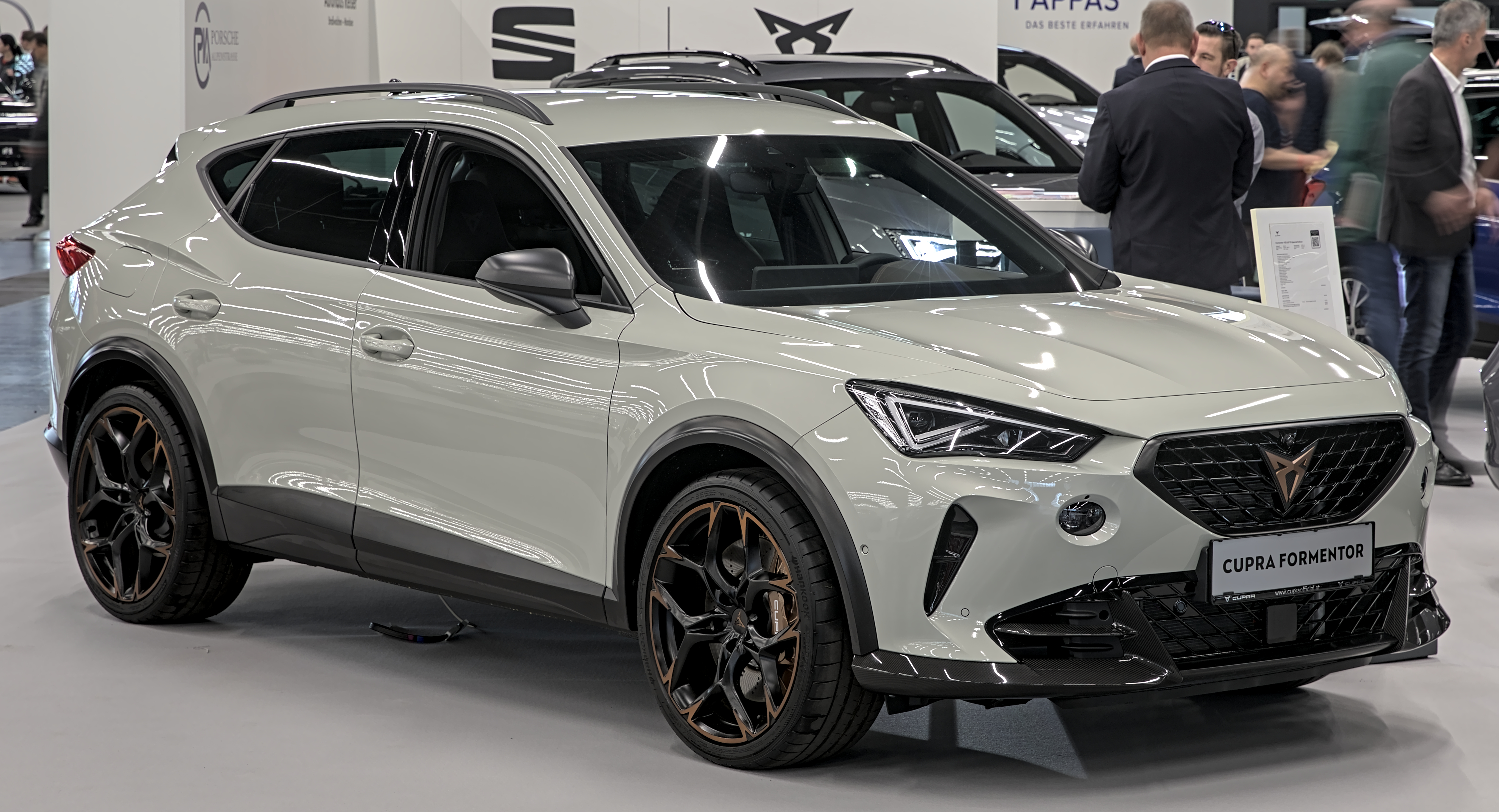
Cupra Formentor VZ5

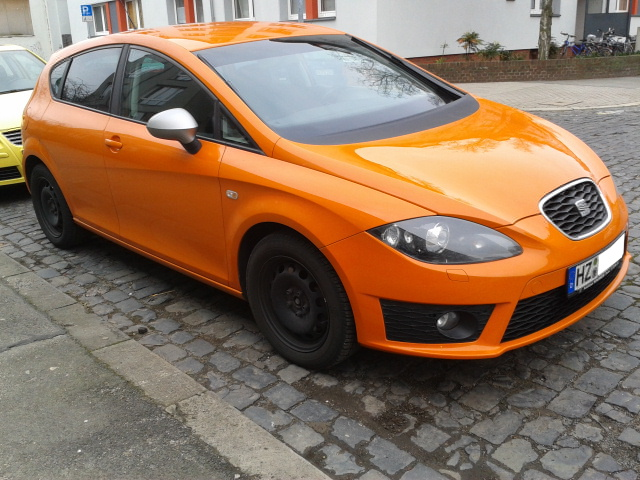
SEAT León

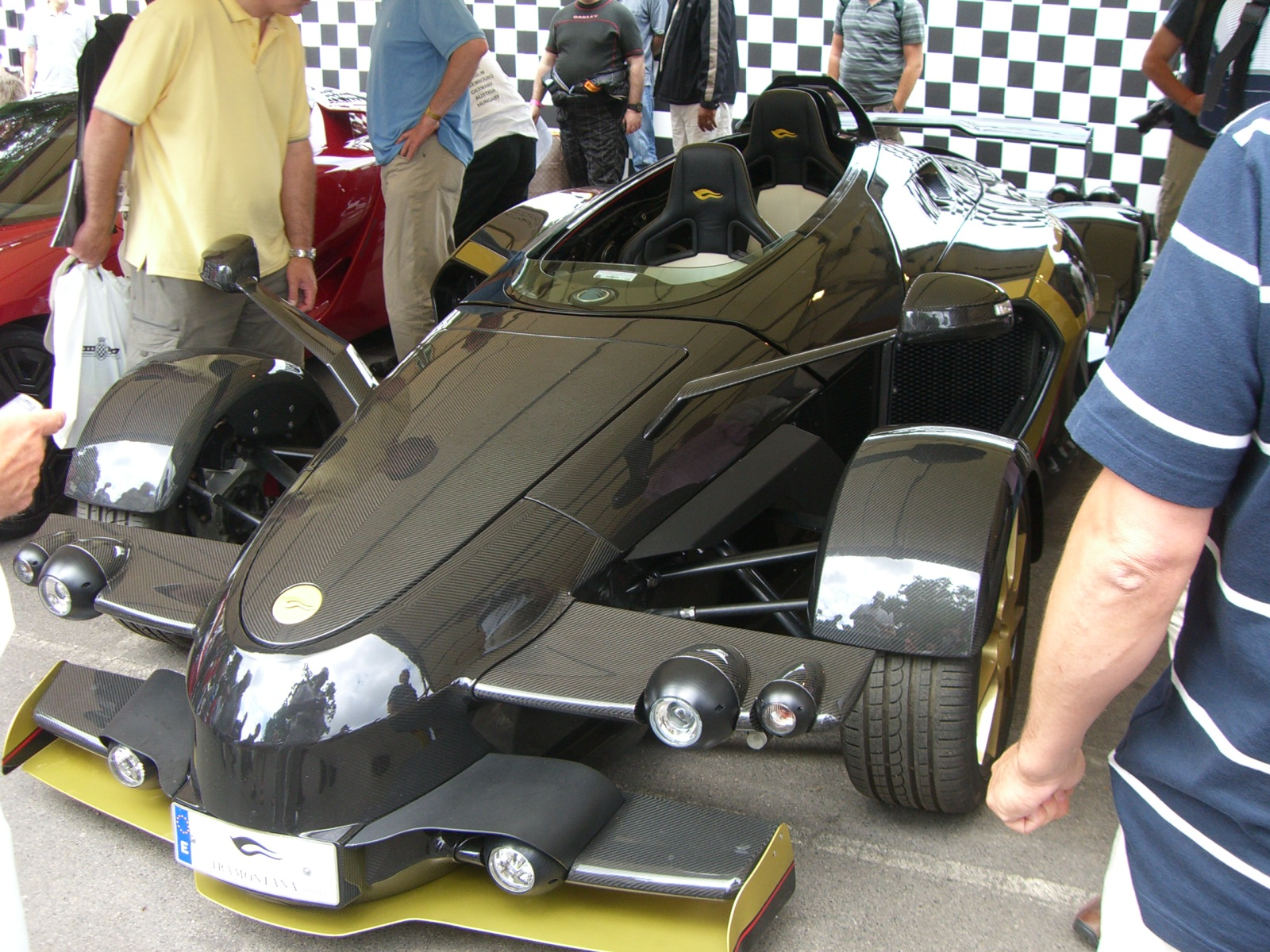
Tramontana

### Marques actives
- Comarth (1999-présent)
- Cupra (2018-présent)
- DSD Design & Motorsport
- Renault (1953-présent) ex F.A.S.A. devenue FASA-Renault en 1965 puis intégrée dans le groupe Renault
- GTA Motor (2007-présent)
- Hurtan (1991-présent)
- IFR Automotive (2003-présent)
- IVECO (1990-présent)
- SEAT (1950-présent) Fiat-Seat (1950-1980) - Volkswagen (1986-présent)
- Spania GTA (2007-présent)
- Tramontana (2005-présent)
- Tauro Sport Auto (2010-présent)
- UROVESA (1981-présent)

### Marques disparues
- Abadal (1912-1930)
- Authi (1966-1975) intégrée dans Fiat-Seat
- Avia (1957-1981) intégrée dans Nissan Motor España
- Barreiros (1954-1968) intégrée dans Chrysler España
- Ebro (1954-1987) ex Ford Iberica nationalisée en 1954 puis intégrée dans Nissan en 1981
- Fadisa (1956-1967) intégrée dans Motor Ibérica
- FASA Renault (1951-2000) intégrée dans Renault Group
- Fiat Hispania (1919-1935)
- Hispano Suiza (1902-1946) nationalisation et intégration dans Pegaso
- Motor Ibérica (1954-1981) intégrée dans Nissan Motor España
- Pegaso (1946-1990) intégrée dans IVECO
- R.O.A. (1952-1967) intégrée dans Barreiros
- Santana (1956-1995)
- SAVA (1946-1993) intégrée dans Pegaso
- Siata Española S.A. (1960-1973) filiale de Siata Italie

## Estonie

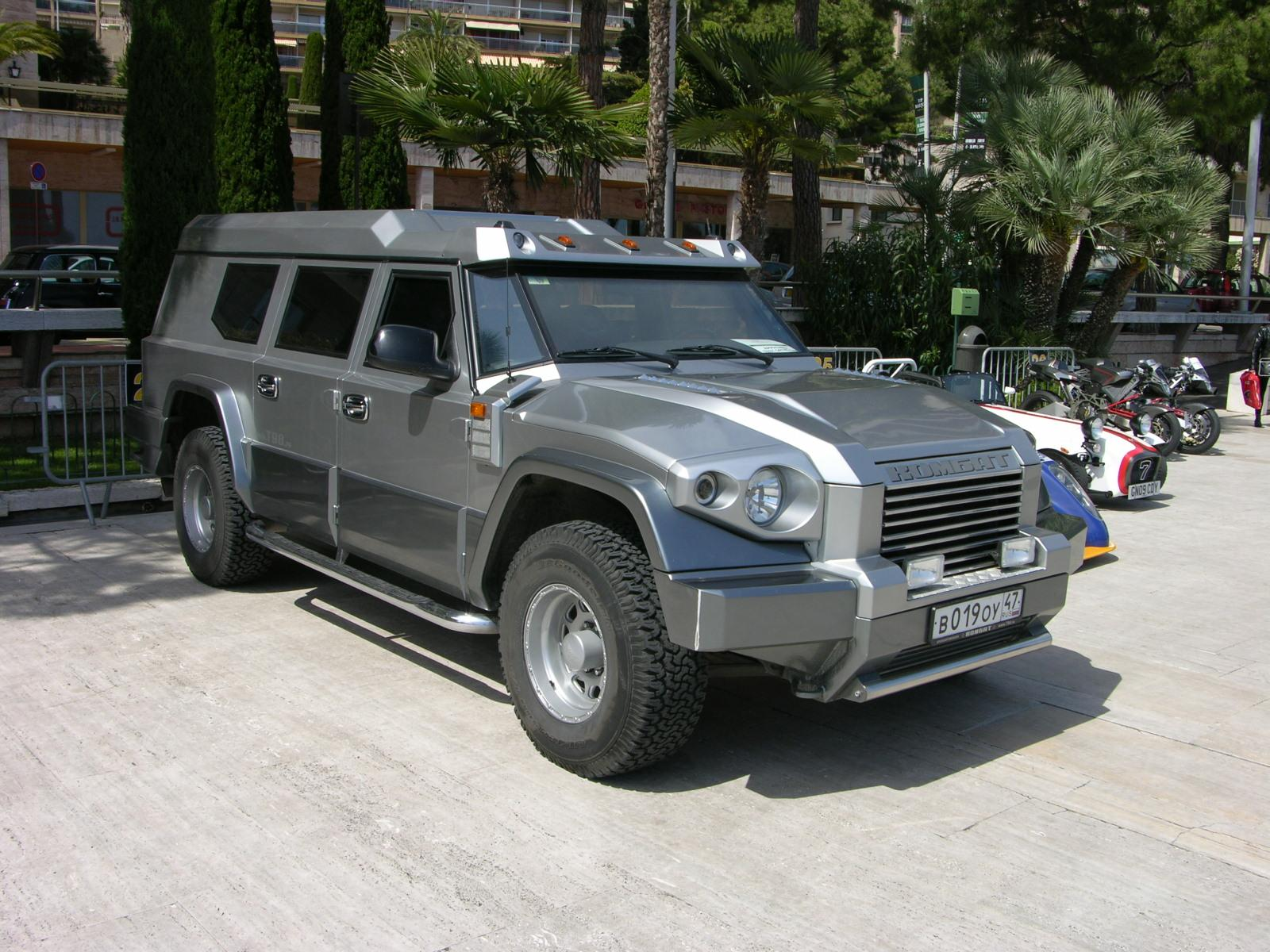
Dartz The Car Spy

### Marque active
- Dartz (2008-présent)

### Marques disparues
- Nobe (2017) prototype voiturette électrique à 3 roues
- Rīgas Autobusu Fabrika ou RAF (1949-1998) véhicules industriels
- Russo-Balt (1908-1923)

## États-Unis

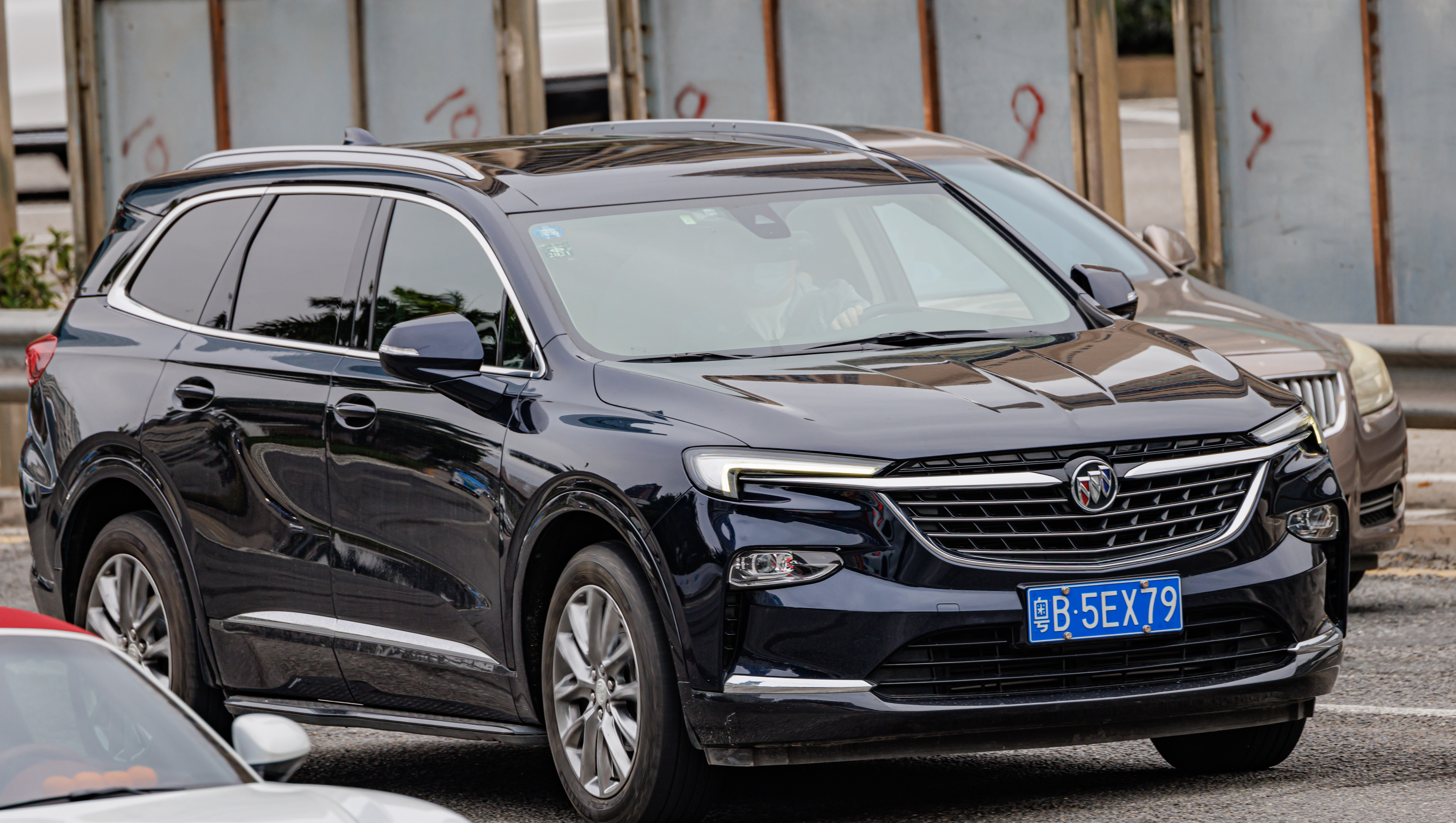
Buick Enclave

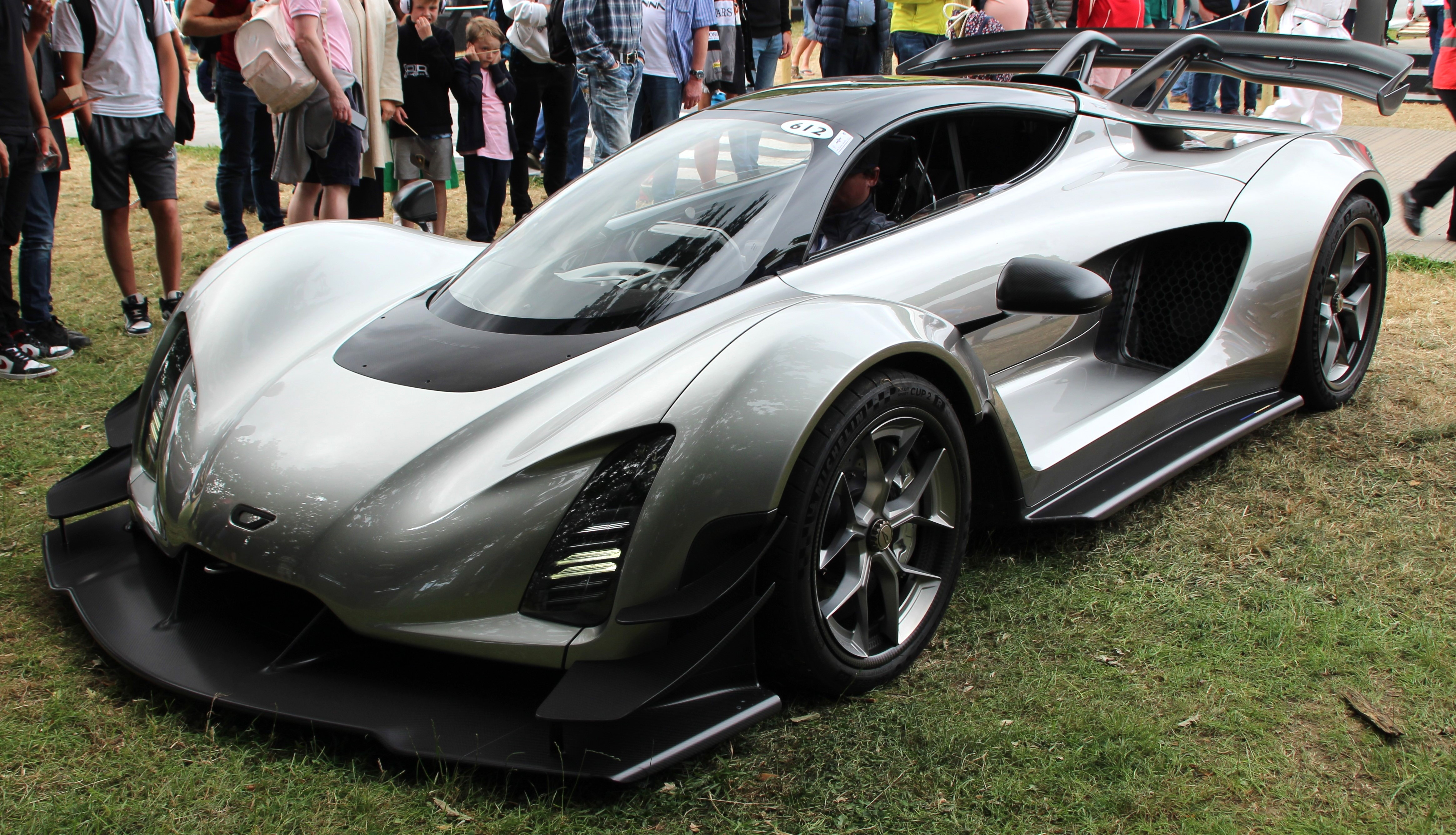
Czinger 21C

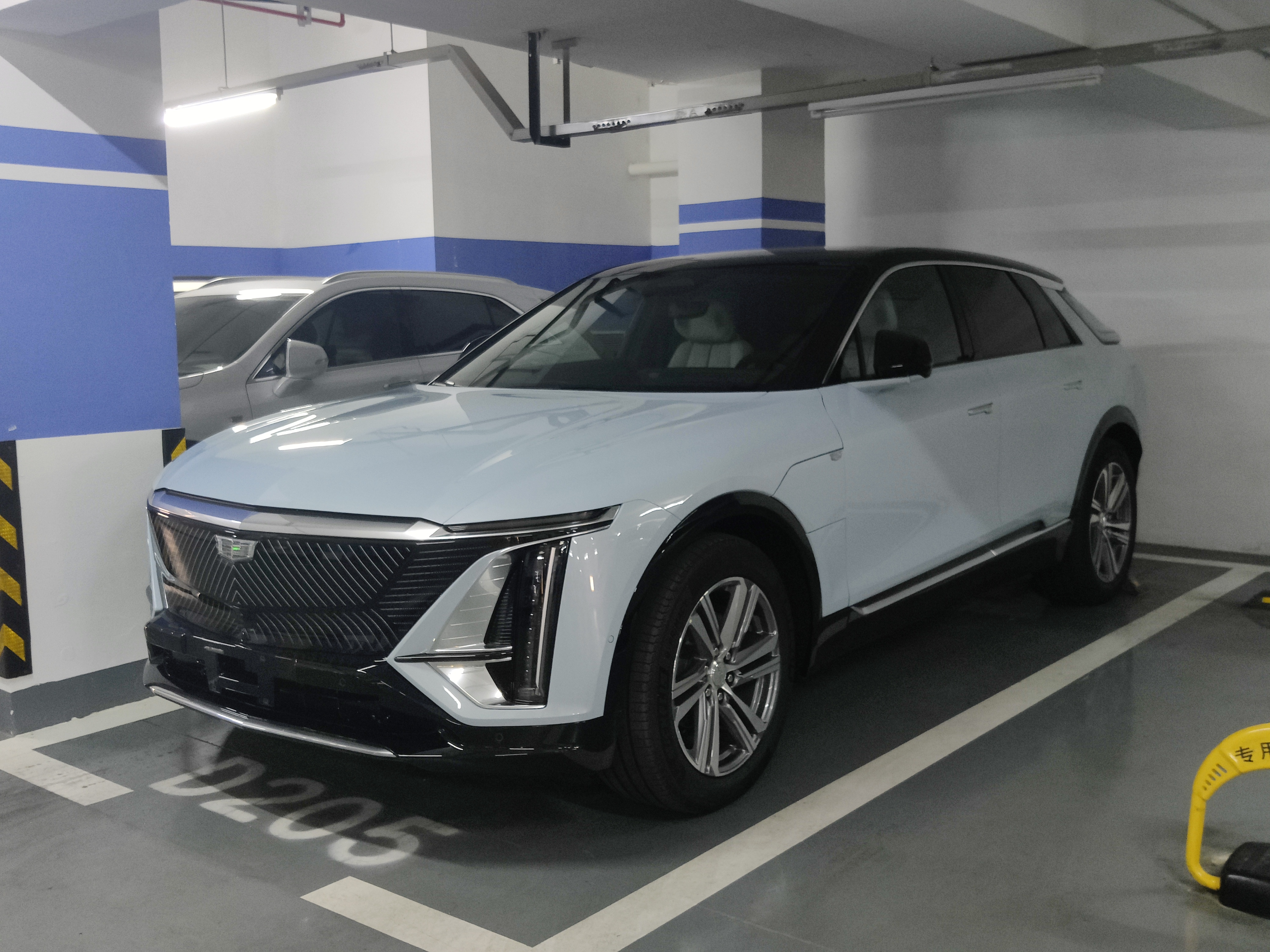
Cadillac Lyriq

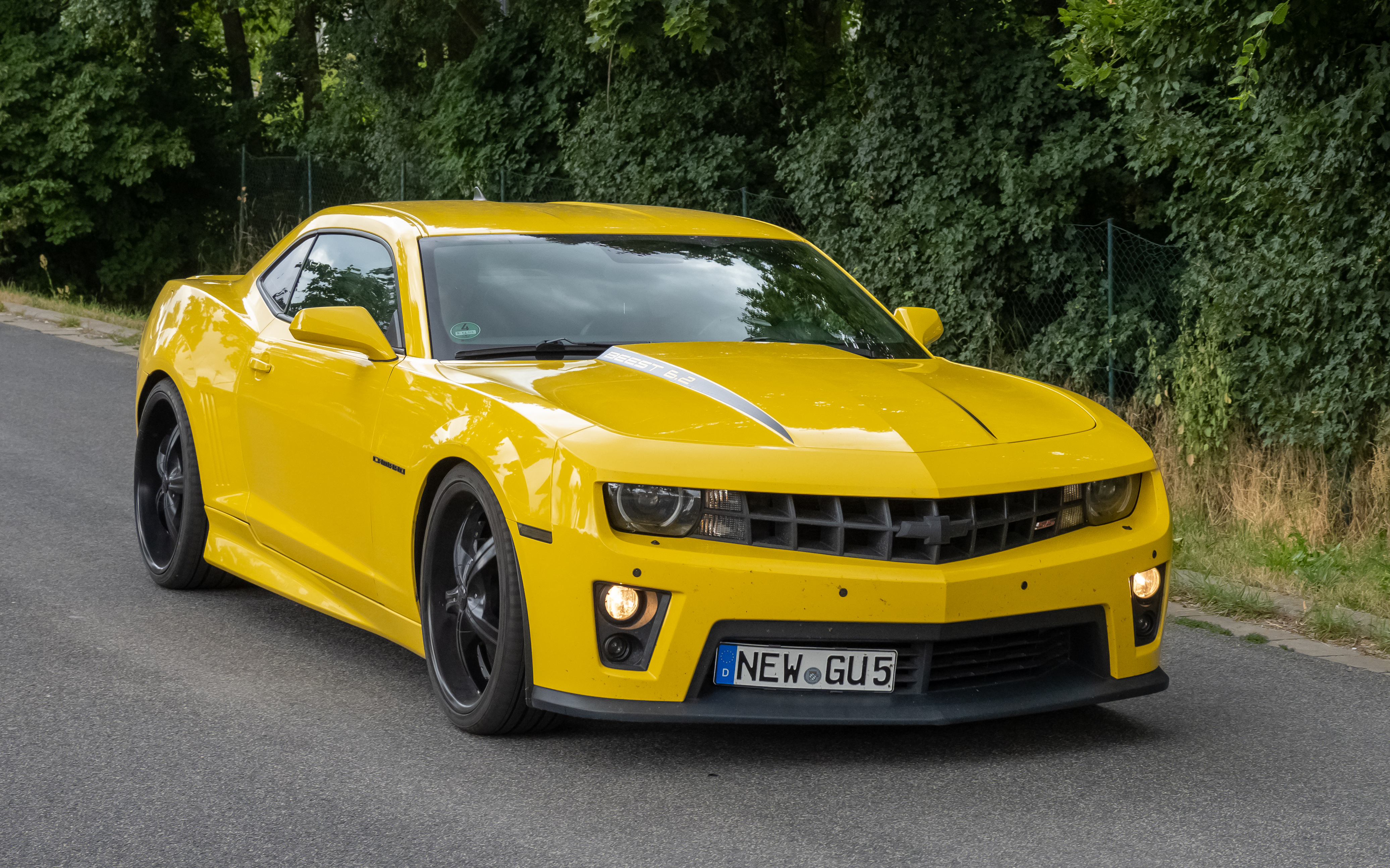
Chevrolet Camaro Hirschaid

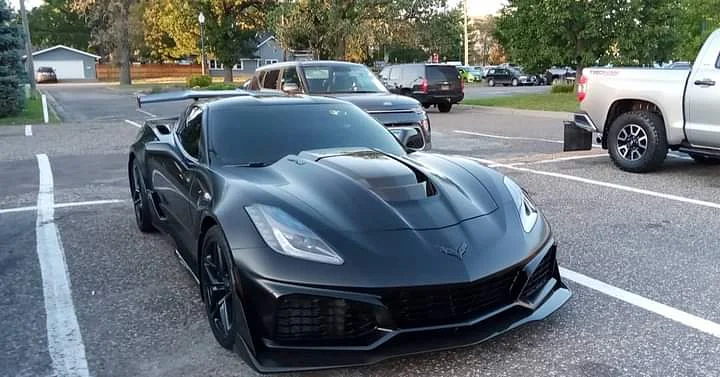
Chevrolet Corvette ZR1

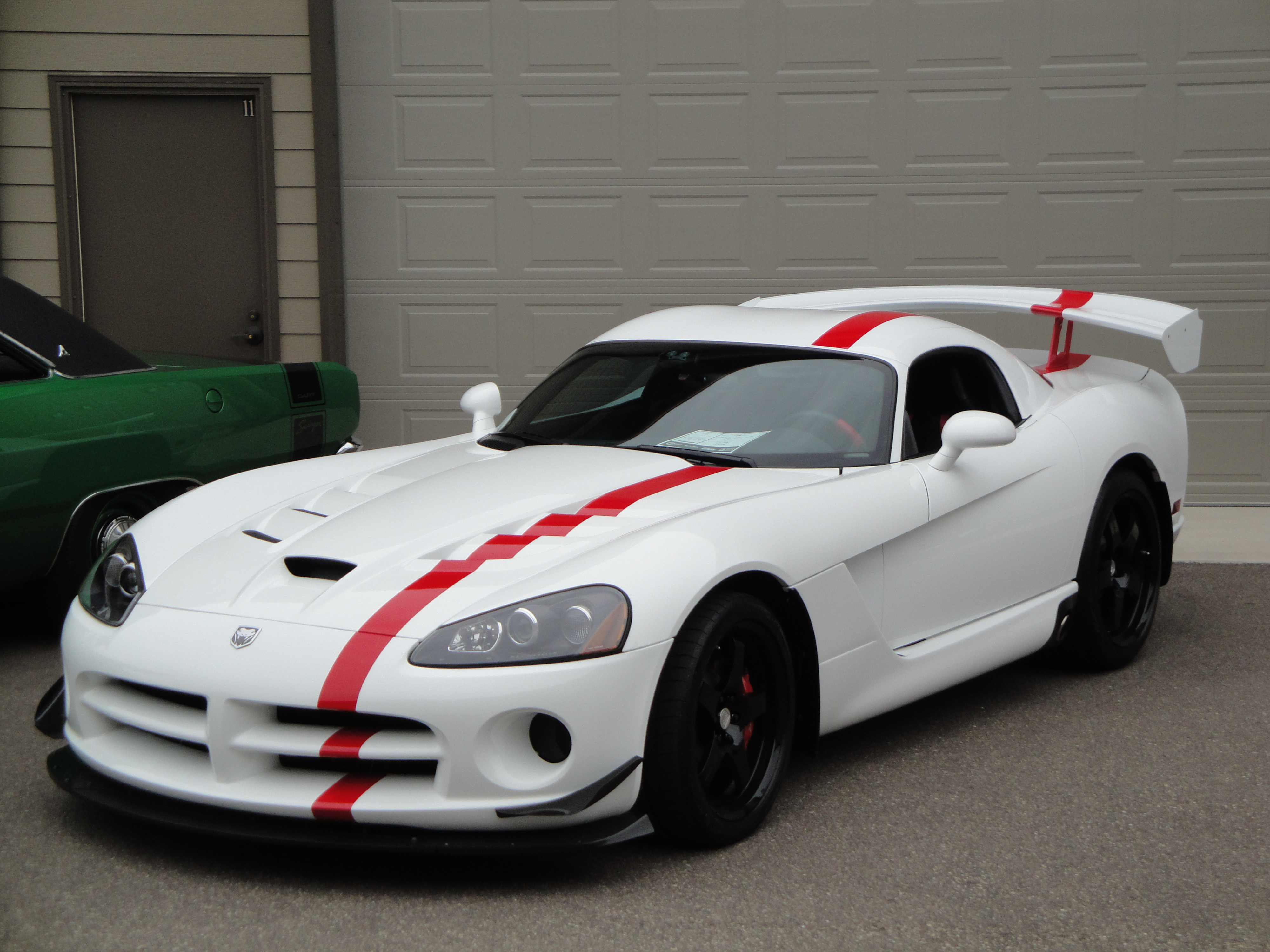
Dodge Viper IV

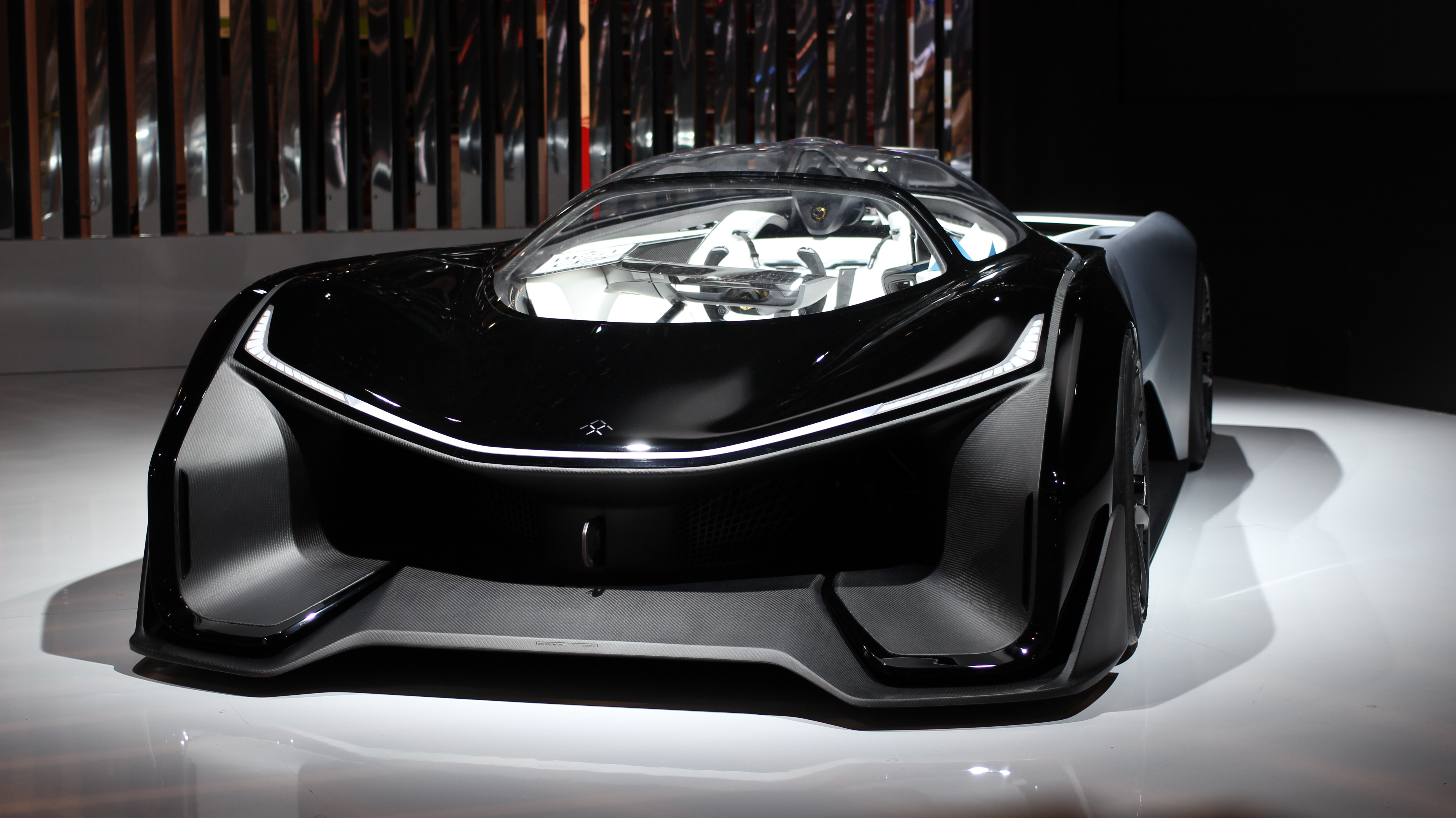
Faraday Future FFZERO1

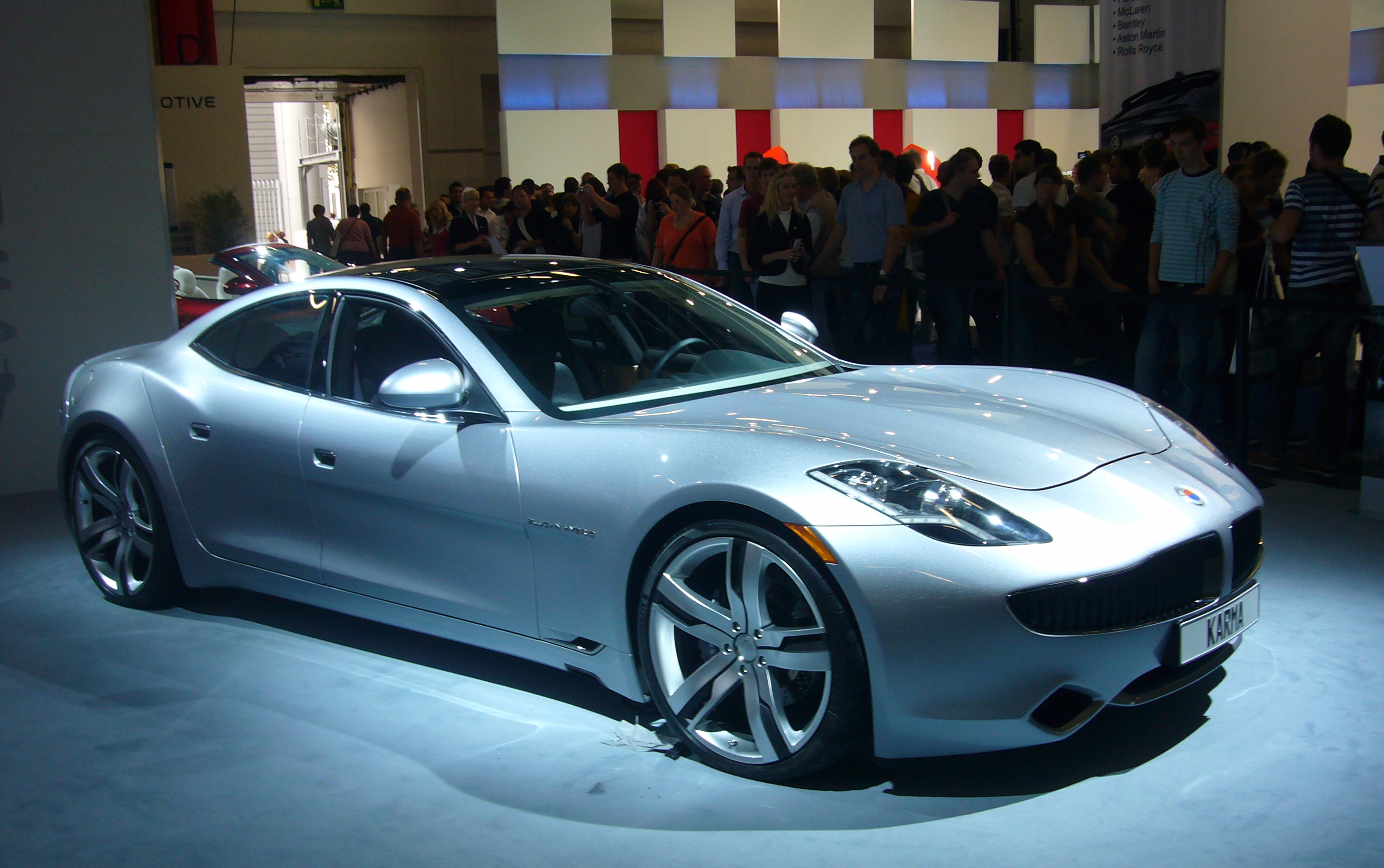
Fisker Karma

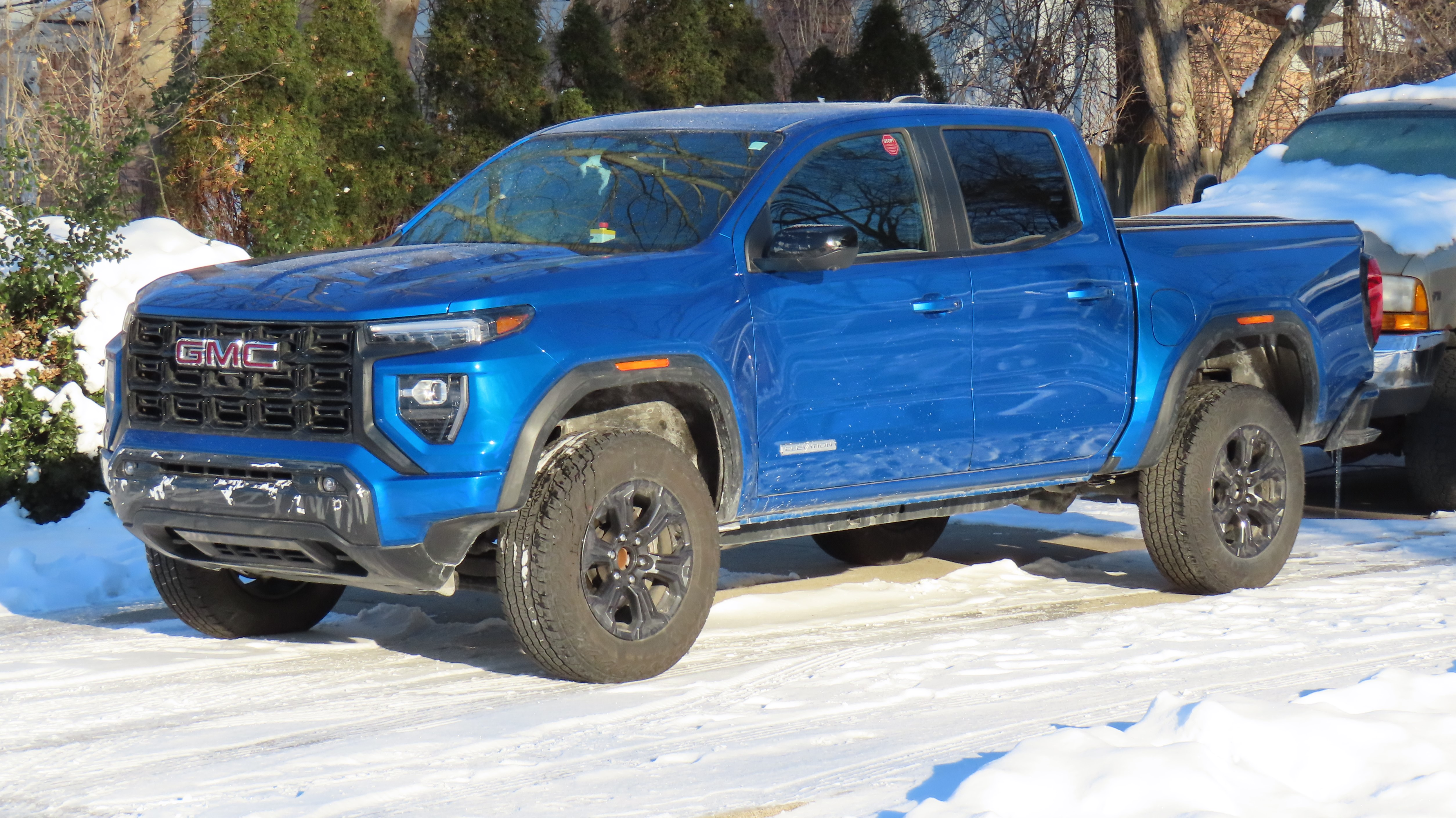
GMC Canyon

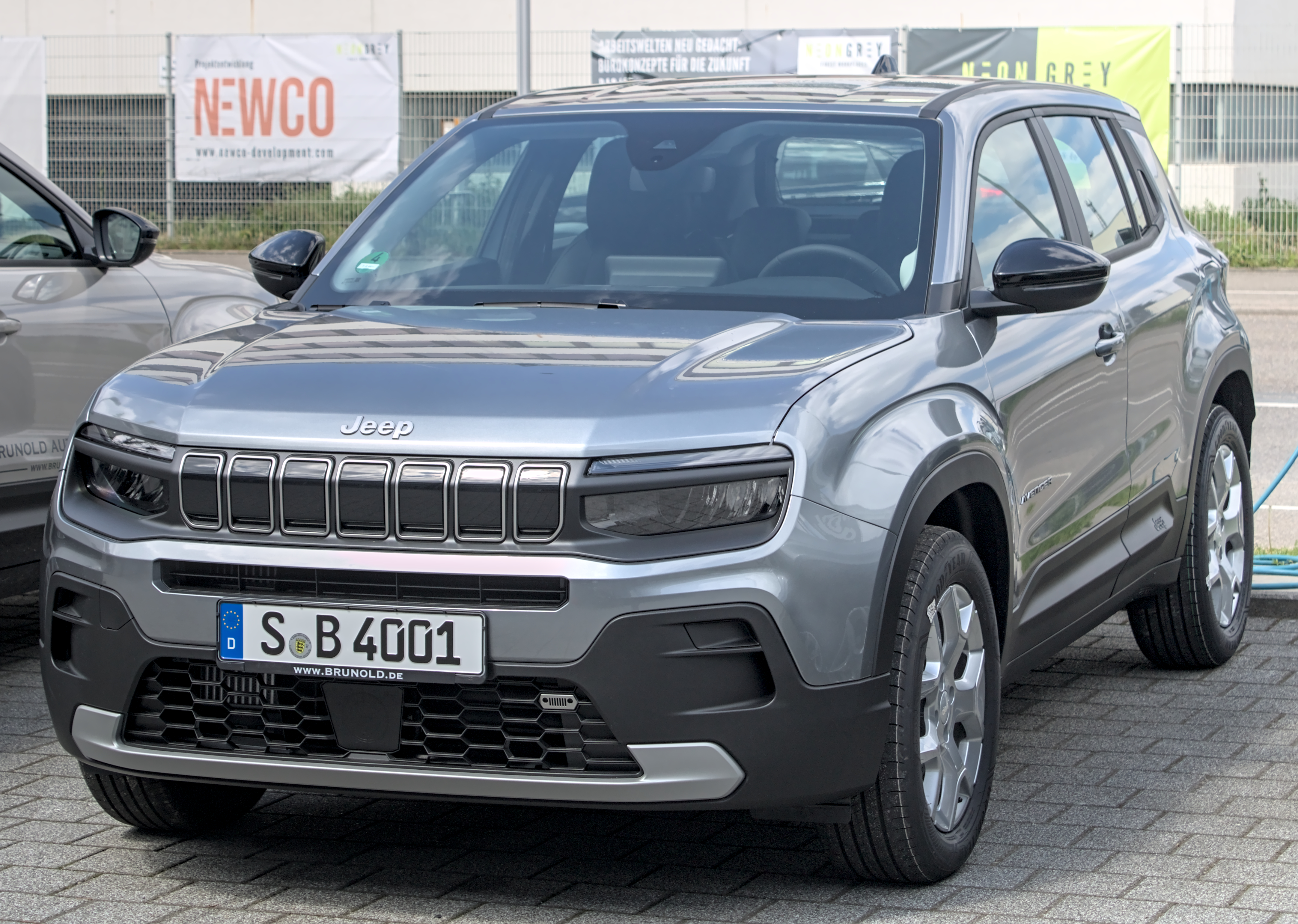
Jeep Avenger e-Hybrid

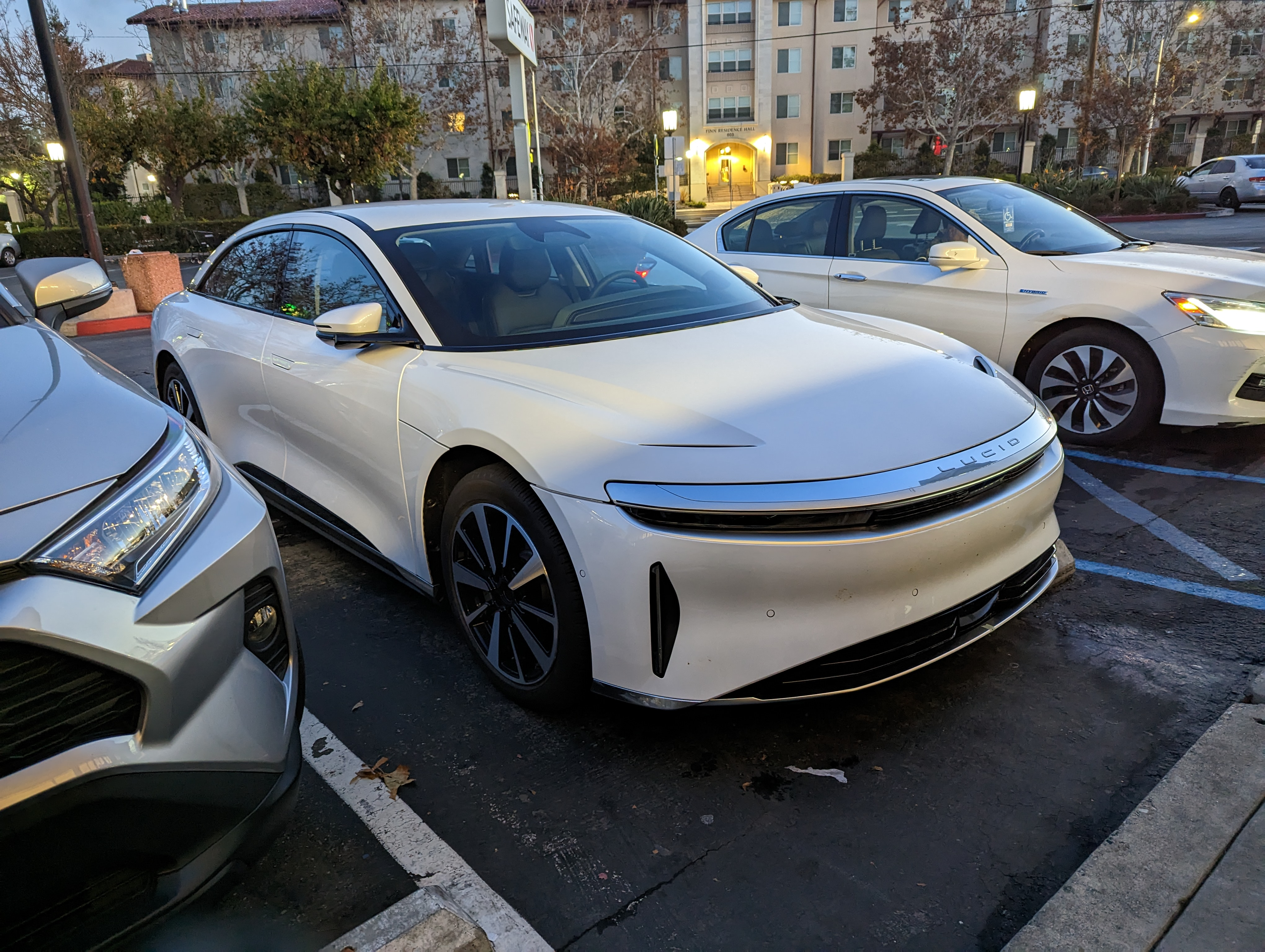
Lucid Air

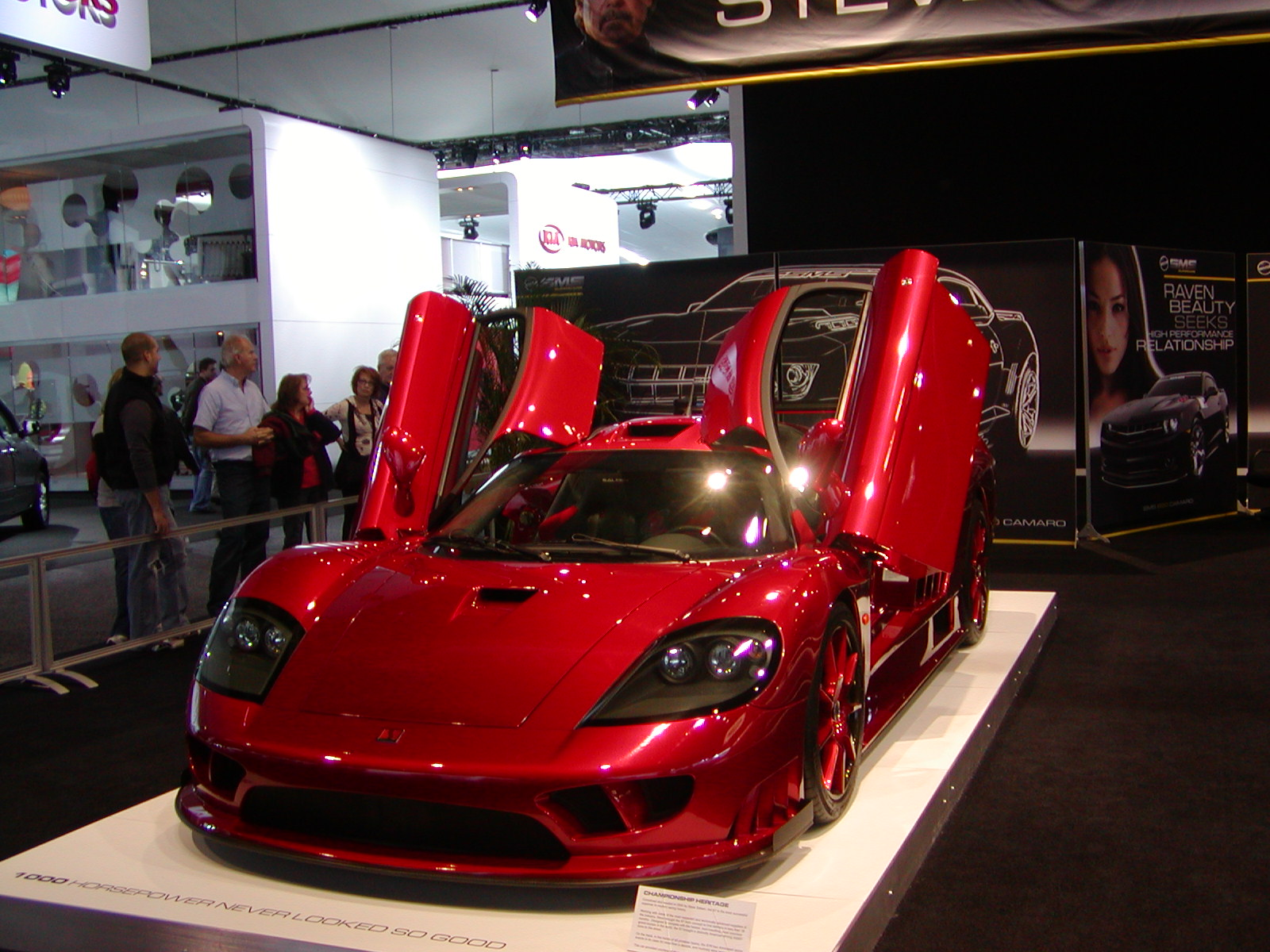
Saleen S7

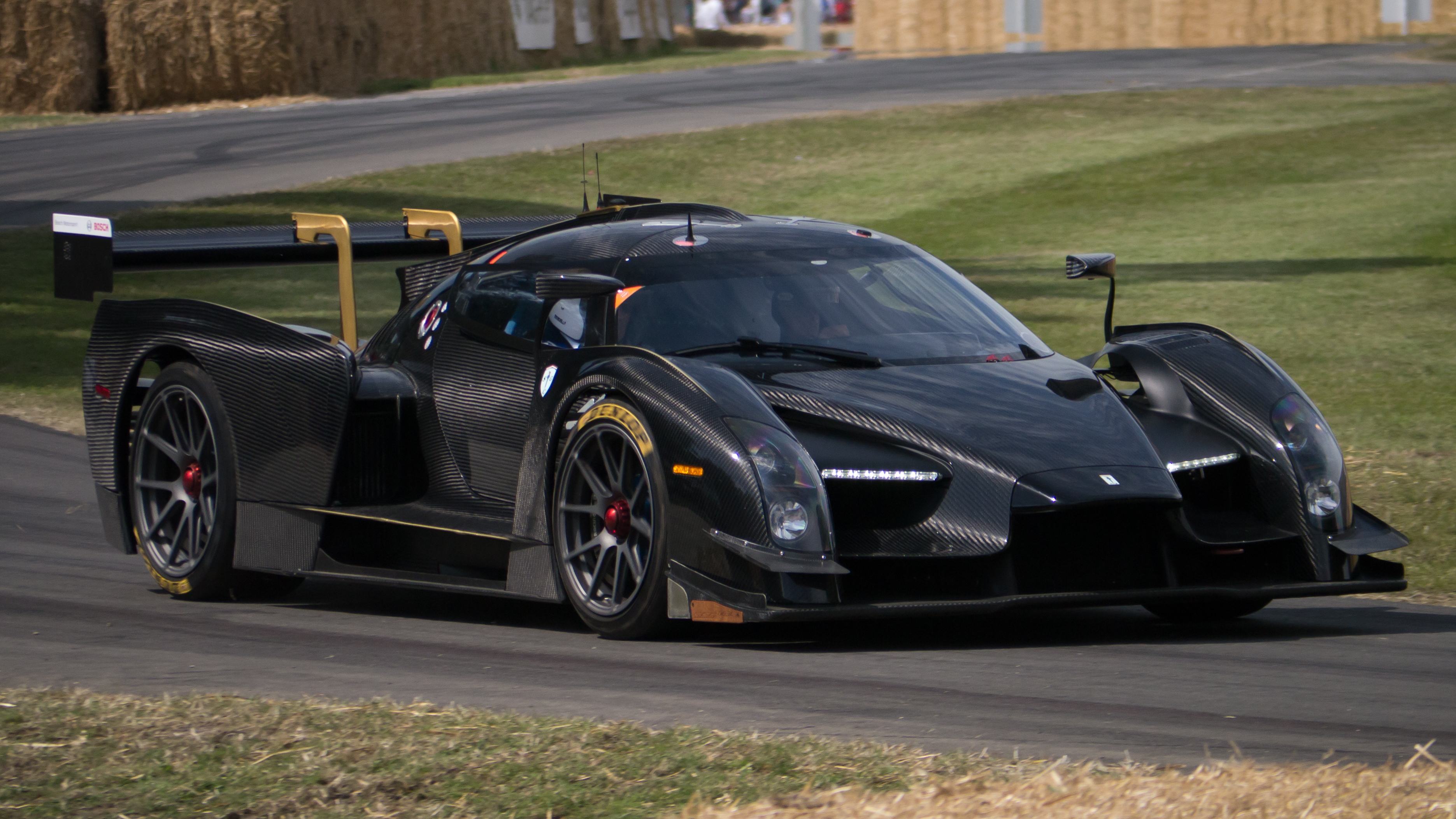
SCG 003

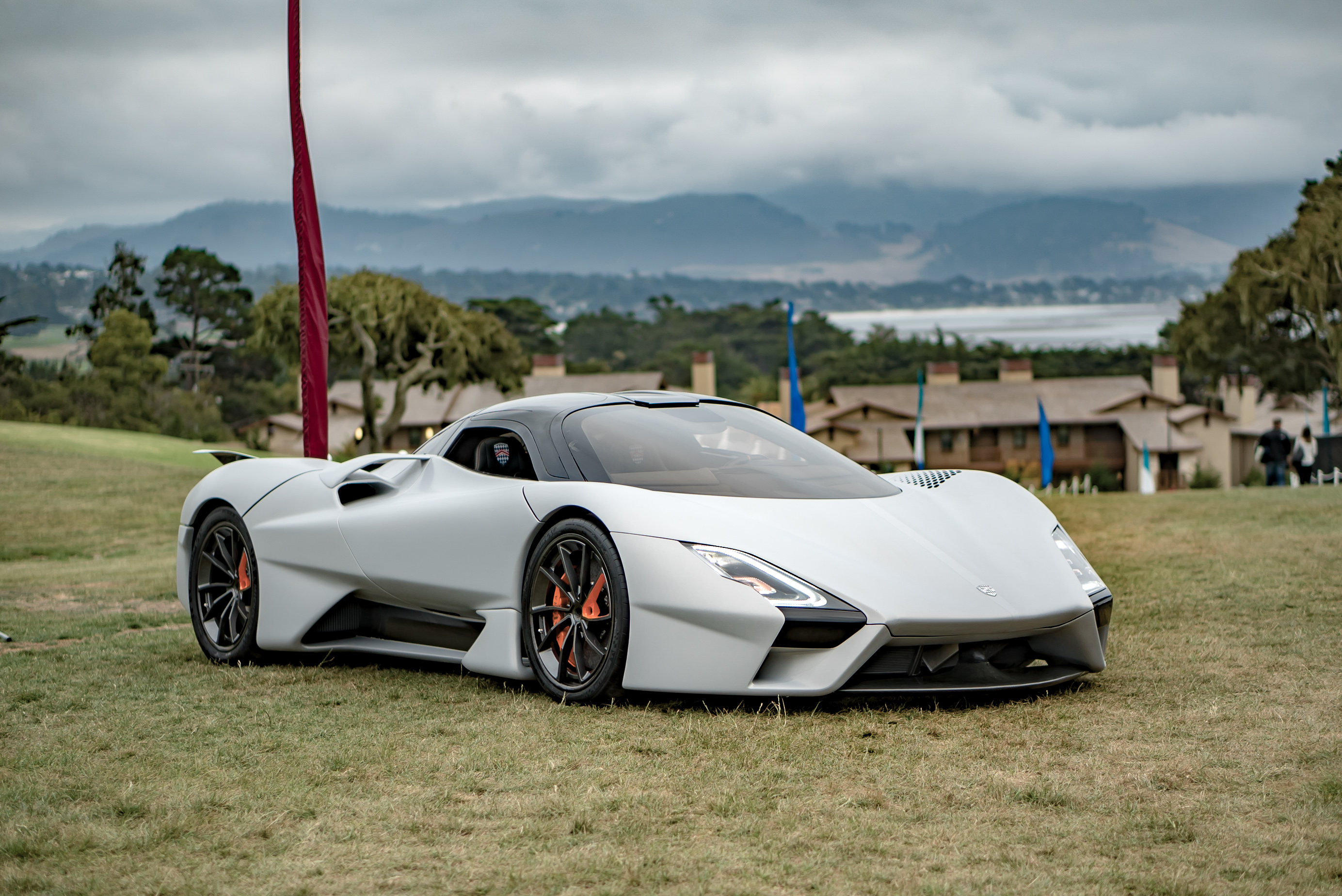
SSC Tuatara

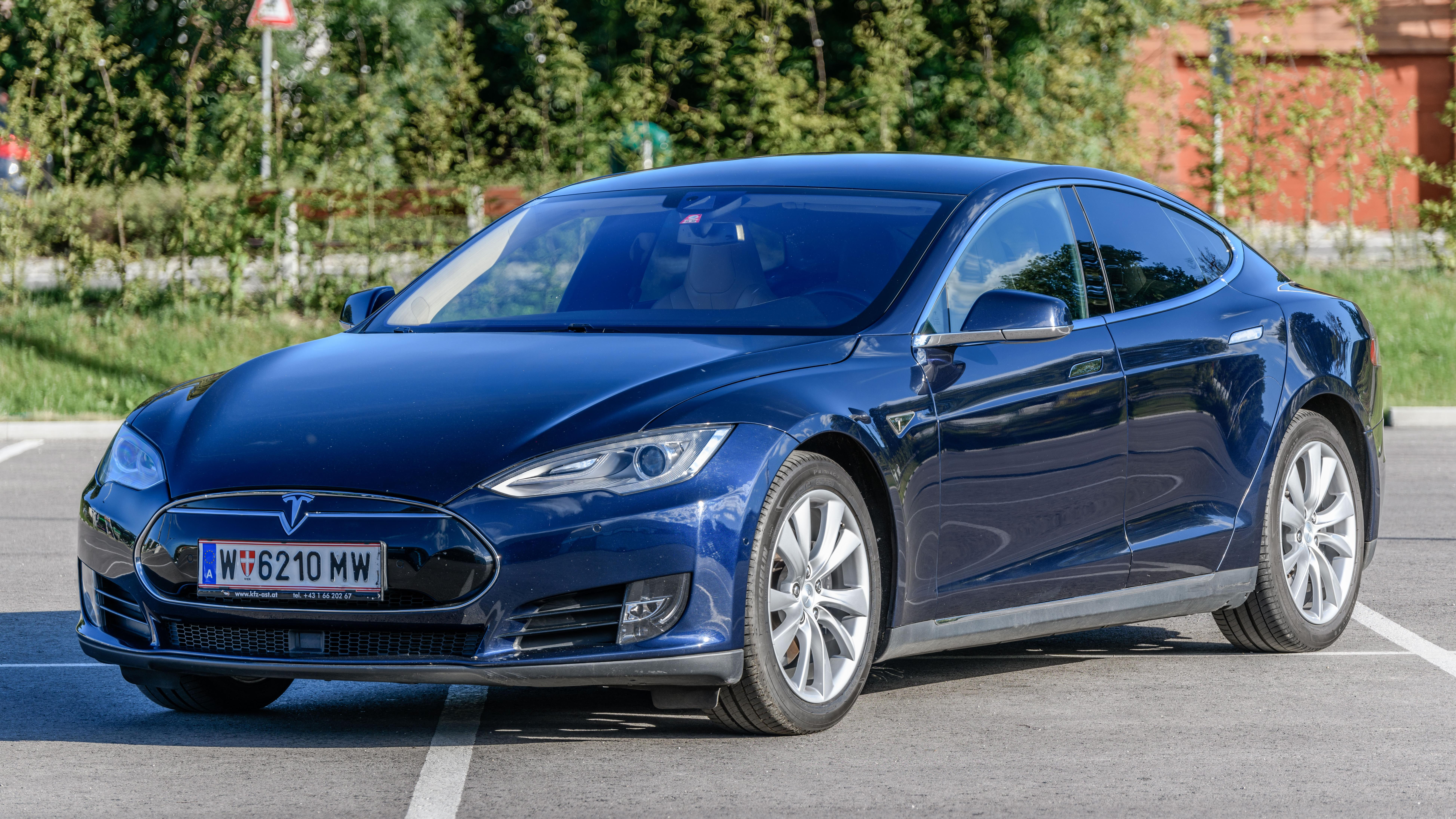
Tesla Model S

### Marques actives
- Aehra (2022-présent) véhicules haut de gamme
- AM General (1971-présent) véhicules militaires Humvee et civils Hummer - ex division General Products Studebaker
- Anteros Coachworks Inc. (2005–présent)
- Arcimoto (2007–présent) véhicules électriques
- Art Center College of Design (1930-présent) école de développement de voitures et de transports innovants travaillant avec Tesla ou BMW
- Bollinger Motors (2014–présent) véhicules électriques
- Bremach (2009–présent) filiale de Bremach Italie (1956-2018) - petits véhicules tout terrain
- Buick (1903–présent) filiale de General Motors
- BXR Motors (2007-présent) Supercar
- Cadillac (1902–présent) automobiles de luxe - filiale de General Motors
- Canoo (2017-présent) véhicules électriques
- Chevrolet (1911–présent) filiale de General Motors
- Chrysler (1925–présent) (1998) intégré dans Daimler Chrysler AG - 2007 rachat par Cerberus Capital Management - (2009) rachat par Fiat SpA - (2014) intégration dans Fiat Chrysler Automobiles puis dans Stellantis en 2021
- College for Creative Studies (1906-présent) étudiants collaborent à des projets conceptuels avec l’industrie automobile de Detroit
- Czinger (2019-présent) voitures de sport hybrides
- DeLorean Motor Company (1975–1982)/(2017-présent) voiture de sport
- Detroit Electric (1907-1939)/(2008-présent) véhicules électriques / voitures de sport électriques
- Dodge (1914–présent) filiale de Fiat Chrysler Automobiles
- Drako Motors (2013-présent) Supercars
- Edison Future (2020-présent) véhicules électriques
- Elation hypercar
- Exotic Rides (2015-présent) Supercars
- Falcon (2009–présent) voitures électriques
- Faraday (2014–présent) véhicules et camions électriques
- Ford Motor Co (1903–présent)
- General Motors (1908–présent) (2009) faillite avec nationalisation temporaire de 18 mois
- GMC (1901–présent) filiale SUV, vans et trucks de General Motors
- Jeep (1941–présent) (1953) rachat par Kaiser Motors - (1970) rachat par AMC - (1979) prise de participation de Renault 22,5 % puis 46 % en 1986 - 2009 rachat par Fiat SpA puis intégrée dans Fiat Chrysler Automobiles en 2014
- Karma (2007–présent) ex Fisker Automotive rachetée par Wanxiang Group en 2014 et renommée Karma
- Kepler (2011-présent) Supercar
- Lincoln (1917–présent) voitures de luxe - (1922) rachat par Ford
- Lucid Motors (2007–présent) ex Atieva
- Lyons Motor Car (en) (2014–présent)
- Mazzei Formula (2021-présent) supercar artisanale unique à moteur rotatif 5 rotors, conçue par David Mazzei sur base de Superlite SL-C
- Nikola Corporation (2014–présent) camions lourds électriques - (2019) prise de participation par IVECO
- Panoz (1989–présent) voitures de course
- Polaris (1954–présent) véhicules tout terrain type quad et motoneiges
  - GEM
- Racefab (en) (1991–présent) voitures de course et SUV
- RAESR (en) (2014–présent) voitures de sport électriques
- RAM (2009–présent) ex division de Chrysler Dodge vantrucks, intégrée dans Fiat Chrysler Automobiles
- Rezvani Motors (en) (2014–présent) véhicules sportifs
- Rivian (2009–présent) véhicules électriques
- Saleen (1983–présent) voitures de sport
- Scuderia Cameron Glickenhaus (2004-présent) voitures de sport et course
- SSC (1998–présent) ex Shelby SuperCars
- Tesla (2003–présent) voitures électriques
- Trion Supercars (en) (2012–présent) Supercar
- Zimmer (1978–1988, 1997–présent)

### Marques disparues
- Ajax (1925-1926)
- AMC (1954–1987)
- American Simplex (1906–1910) renommée Amplex en 1910
- Amplex (1910–1915) ex American Simplex
- Auburn
- Chaparral (1961-1982) Supercars défiant les lois de l'aérodynamisme
- Checker
- Coda (en) (2009-2016)
- Cord (1929-1941) voitures de prestige
- Crosley (1939-1952)
- DeSoto (1928–1960) filiale de Chrysler Corporation
- Detroit Electric (1907–1939)
- Devon (2008-2013)
- Duesenberg (1913-1937)
- Durant Motors (1921-1931)
- Duryea Motor (1895-1917) 1er constructeur d'automobiles des États-Unis
- Eagle (1987–1998) filiale de Chrysler
- Edsel (1958–1960) filiale de Ford Motor Company
- Essex Motor (1918-1932)
- Excalibur (1965-1989) voitures néoclassiques
- Frazer
- Fisker (2011–2014)
- Geo (1989–1998) filiale de General Motors, intégrée dans Chevrolet
- Hudson (1909–1954) fusion avec Nash Motors pour créer AMC
- Hummer (1992–2010) filiale de General Motors
- Hupmobile (1909–1939)
- Imperial (1955–1975)/(1981–1983) filiale de Chrysler Corporation
- International trucks (1907-1986) scission de International Harvester, vente de la division machines agricoles à Case, la division trucks est renommée Navistar
- Jordan
- Kaiser (1945-1970) (1953) fusion avec Willys-Overland pour former Willys Motors Inc. - (1963) renommé Kaiser Jeep (en) - (1970) rachat par AMC
- LaSalle (1927–1940)
- Local Motors (en) (2007—2022)
- Marmon (1851-1933)
- Marquette (1909-1930) voitures de luxe de General Motors
- Maxwell (1904-1925) intégré dans Chrysler
- Mercer (1909–1925)
- Mercury (1938–2011) filiale de Ford
- Merkur (1985–1989) filiale de Ford
- Moon (1905-1930)
- Mosler (1985–2013) supercars
- Nash Motors (1914-1954) fusion avec Hudson Motor pour créer AMC
- Navistar (1986-2021) ex International trucks - rachat par Traton Group (en)
- Oakland (1908–1931) intégré dans General Motors renommé Pontiac
- Oldsmobile (1897–2004) (1908) rachat par General Motors
- Paccard (1899–1958) voitures de prestige et camions
- Plymouth (1928–2001) division de Chrysler
- Pontiac (1926–2010) division de General Motors
- Rambler (1897–1914)/(1958–1969) (1950-1954) Nash Motors - (1954-1969) AMC
- Reliable Dayton (1906–1909)
- Saturn (1985–2010) division de General Motors
- Staver (1907–1914)
- Stearns-Knight (1898-1929)
- Studebaker (1852–1967) automobiles et camions
- Vector (1978-1995) rachat par Megatech
- Vehicle Production Group (en)(2011-2013)/(2014-2016)
- Wheego Technologies (2009–2013) véhicules électriques
- Willys-Overland (1912–1953) ex Overland Automotive Co (1903) rachetée en 1912 - (1953) rachat par Kaiser Motors

## Éthiopie

### Marque disparue
- Holland Car (2005–2013) assemblage de voitures sous licence

## Finlande
L’histoire de l’automobile en Finlande est marquée par un développement particulier, influencé à la fois par les conditions géographiques rigoureuses du pays, son industrialisation relativement tardive et ses relations économiques étroites avec les pays voisins, notamment la Suède, la Russie et l’Allemagne. Contrairement aux grandes puissances automobiles d’Europe centrale ou occidentale, la Finlande n’a jamais développé une industrie automobile de masse, mais elle a su se positionner dans des segments de niche, notamment dans les véhicules spécialisés, la sous-traitance industrielle, les véhicules militaires et, plus récemment, les technologies liées à l’électrification.
Les premières automobiles font leur apparition en Finlande au début du XXe siècle, alors que le pays est encore un grand-duché autonome au sein de l’Empire russe. La toute première voiture aurait circulé à Helsinki vers 1900. Toutefois, la diffusion de l’automobile reste très limitée pendant plusieurs décennies, en raison d’un réseau routier peu développé, d’un climat difficile et du coût élevé des véhicules importés. L’usage de la voiture est longtemps confiné à une minorité urbaine fortunée. Après l’indépendance du pays en 1917, la Finlande commence à moderniser ses infrastructures, mais l’automobile reste marginale jusque dans l’entre-deux-guerres.
La Seconde Guerre mondiale marque un tournant important. Durant le conflit, la Finlande développe des capacités industrielles pour soutenir son effort militaire, y compris dans le domaine des véhicules. Après-guerre, dans le contexte de reconstruction et de guerre froide, le pays investit progressivement dans l’industrie mécanique. Plusieurs entreprises produisent alors des camions, bus, véhicules militaires ou engins spécialisés, souvent à petite échelle, parfois sous licence étrangère. L’un des acteurs les plus emblématiques est Sisu Auto, fondé en 1931, qui devient un constructeur reconnu de camions robustes, de véhicules tout-terrain et de transport militaire adaptés aux conditions nordiques. D’autres entreprises comme Vanaja ou TAMY participent également à cette production semi-industrielle.
L’industrie automobile finlandaise ne produit toutefois que très peu de voitures particulières. Dans les années 1960-1970, l’entreprise Saab-Valmet, fondée en 1968 à Uusikaupunki en tant que coentreprise entre Saab (Suède) et le conglomérat finlandais Valmet, joue un rôle majeur. Ce site industriel assemble des véhicules Saab pour le marché local et exporte vers les pays nordiques. Au fil du temps, l’usine évolue pour accueillir l’assemblage de modèles pour d’autres constructeurs, comme Opel, Porsche, Mercedes-Benz ou encore Fisker. Rebaptisée Valmet Automotive, cette société devient l’un des sous-traitants les plus importants d’Europe dans l’assemblage automobile et la fabrication de composants, sans toutefois développer de marque automobile finlandaise propre.
Outre l’assemblage de voitures particulières pour des marques tierces, la Finlande se distingue aussi par sa spécialisation dans les véhicules adaptés aux environnements extrêmes et aux besoins spécifiques. Des entreprises comme Patria conçoivent et produisent des véhicules blindés, de transport de troupes ou de maintenance militaire. Dans le domaine civil, des sociétés produisent des motoneiges, des véhicules agricoles ou des engins forestiers, adaptés aux conditions climatiques rigoureuses de la région. La tradition finlandaise dans l’ingénierie de précision et dans les matériaux adaptés au froid a permis au pays de se forger une réputation solide dans ces créneaux techniques.
À partir des années 2000, la Finlande commence à investir dans les nouvelles technologies automobiles, notamment dans l’électrification et les services de mobilité. Valmet Automotive se positionne comme un acteur majeur de la mobilité électrique, en développant et produisant des batteries pour véhicules électriques et hybrides rechargeables, et en contribuant à la conception de plateformes modulaires pour des clients internationaux. L’entreprise participe également à la transition écologique de l’industrie automobile européenne en misant sur une production durable, localisée et spécialisée. La Finlande s’inscrit ainsi dans une logique de sous-traitance technologique avancée plutôt que dans une logique de production de masse.
Par ailleurs, l’écosystème technologique finlandais, porté par une tradition d’innovation dans les secteurs de l’électronique et des télécommunications (héritée notamment de Nokia), a permis l’émergence de plusieurs startups et entreprises spécialisées dans les logiciels embarqués, la conduite autonome, la connectivité automobile ou les services liés à la mobilité intelligente. Bien que la taille du marché intérieur reste limitée, les compétences techniques et la qualité de la main-d'œuvre font de la Finlande un terrain favorable à l’expérimentation technologique dans le domaine automobile.
Aujourd’hui, la Finlande ne possède pas de constructeur automobile grand public national, mais elle reste un acteur reconnu dans les segments de l’ingénierie de précision, de la sous-traitance industrielle et des technologies automobiles avancées. Elle participe activement à la chaîne de valeur automobile européenne, notamment dans les domaines du stockage d’énergie, de la production de batteries, des matériaux composites et de l’assemblage de véhicules haut de gamme pour le compte de grandes marques. L’histoire automobile finlandaise illustre donc un modèle original, fondé sur la spécialisation, la coopération industrielle transfrontalière et une forte capacité d’adaptation aux évolutions technologiques globales.

### Marques actives
- Patria (1997-présent) véhicules militaires blindés
- Sisu Auto (1931-présent) camions civils et militaires
- Valmet Automotive (1968-présent) (1968-1995) Saab-Valmet : J.V. entre Saab-Scania et Valmet - (1995-présent) sous-traitant de Mercedes-Benz et Porsche

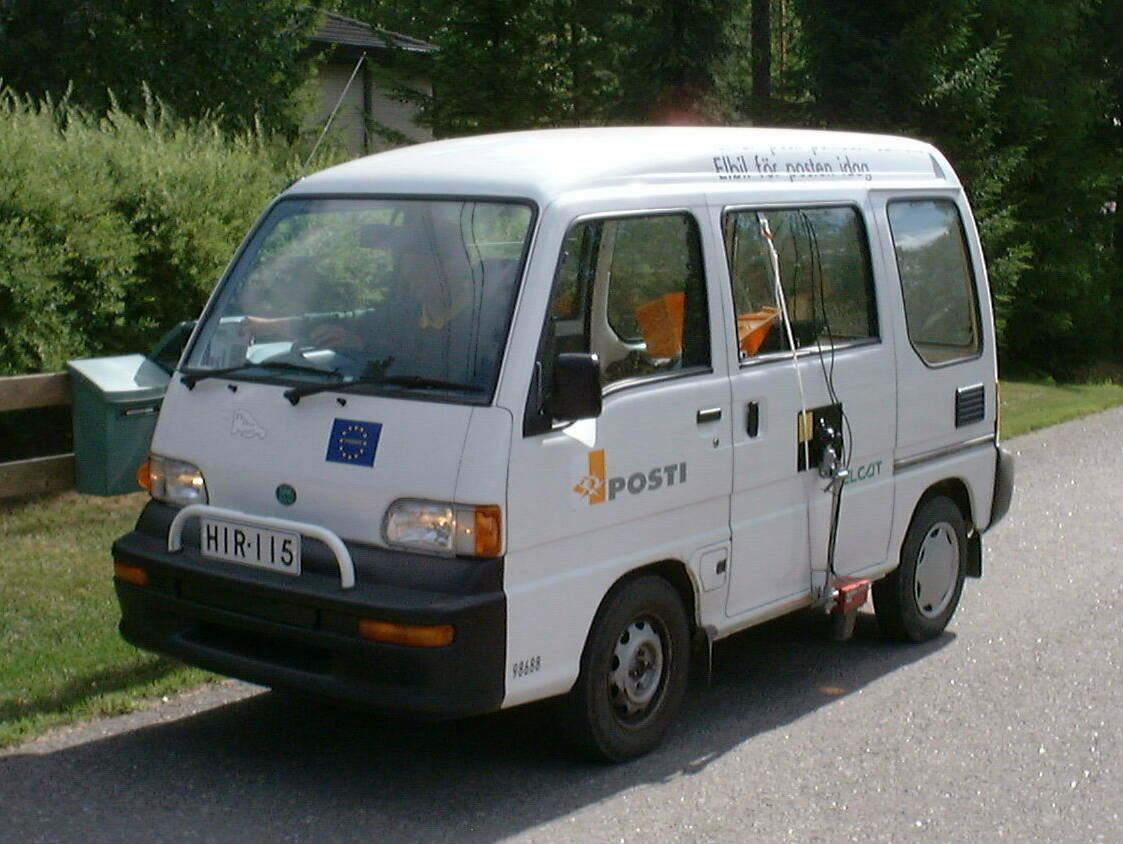
Elcat Cityvan 200
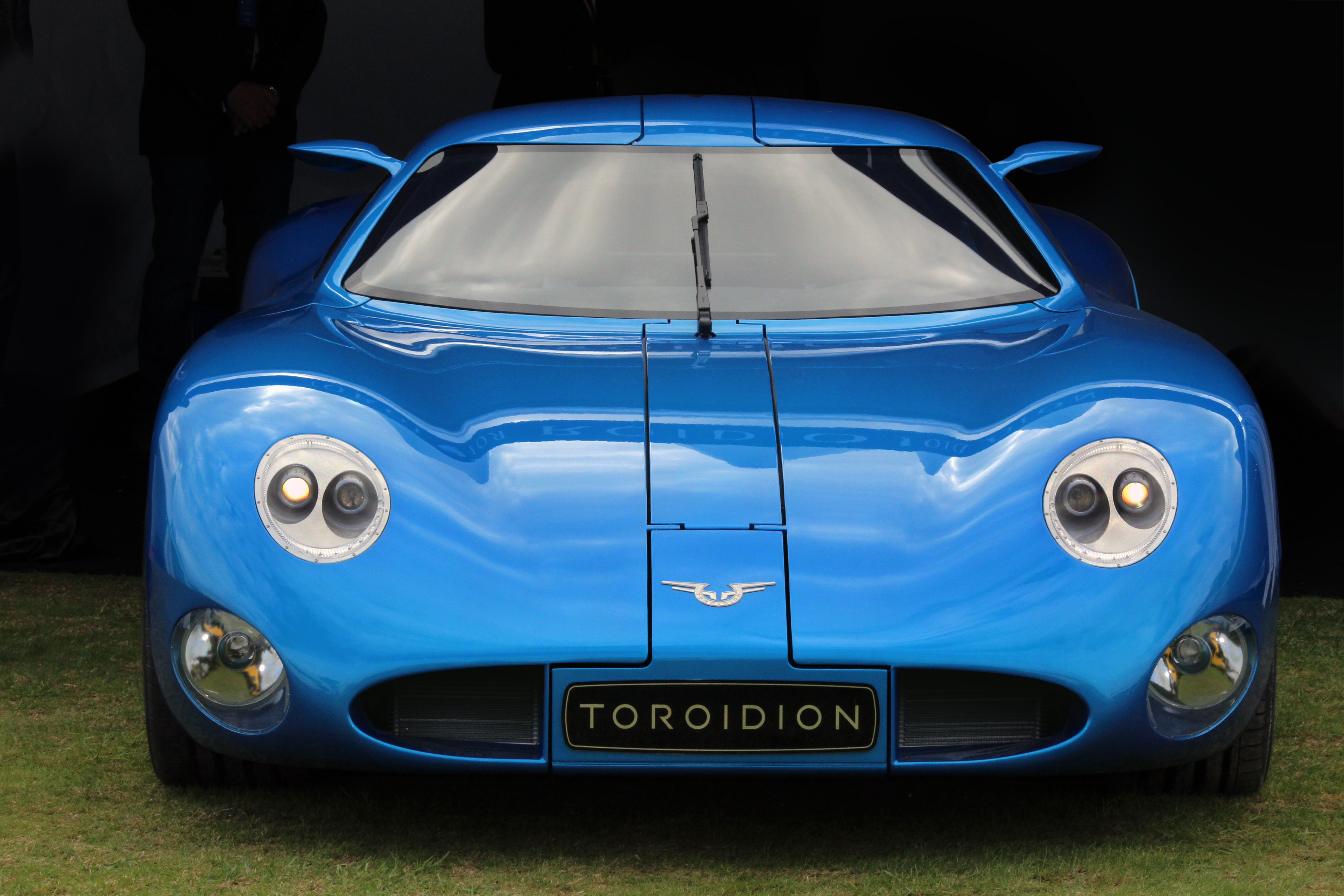
Toroidion 1MW

### Marques disparues
- ELCAT (1985-2002) petits utilitaires électriques
- Electric Raceabout prototype
- Finlandia (1922–1924)
- Korvensuu (en) (1912–1913)
- Toroidion (2015-2022) un seul prototype de voiture de course.
- Vanaja (1943–1968) camions et autobus militaires puis civils
- Veemax (fi) (1960-1978) voiture de course

## France
La France occupe une place centrale dans l'histoire mondiale de l'automobile. Elle fait partie des pionniers du secteur, avec des inventeurs et constructeurs emblématiques dès la fin du XIXᵉ siècle. En 1885, Amédée Bollée et Léon Serpollet conçoivent les premiers véhicules à vapeur, puis Émile Roger introduit en France les premières voitures à moteur à explosion de Benz.
C’est en 1891 que François-René Panhard et Émile Levassor mettent en circulation la première voiture à essence construite en série. La même année, Peugeot produit ses premières automobiles. Le pays voit naître une multitude de marques dans les décennies suivantes, telles que Renault (1899), Citroën (1919), Delahaye, Hotchkiss, Talbot, ou encore Bugatti, fondée à Molsheim en Alsace en 1909.
Entre 1896 et 1910, la France connaît une phase d’expansion intense de son industrie automobile. Cette période est marquée par la création de plusieurs dizaines de constructeurs, issus d’ateliers mécaniques, de carrossiers, ou de nouveaux entrepreneurs attirés par les perspectives du moteur à explosion. Le développement rapide des courses automobiles, la demande croissante de véhicules motorisés et l’absence de réglementation contraignante favorisent cette effervescence industrielle.
Cependant, la majorité de ces entreprises disparaissent en quelques années, faute de capacités industrielles, de financement suffisant ou d’avantages techniques durables. Seules quelques marques parviennent à s’imposer durablement, comme Renault, Peugeot, Panhard & Levassor ou De Dion-Bouton. Cette phase, parfois qualifiée d’« âge d’or artisanal », précède une période de concentration et de structuration progressive de l’industrie automobile en France.

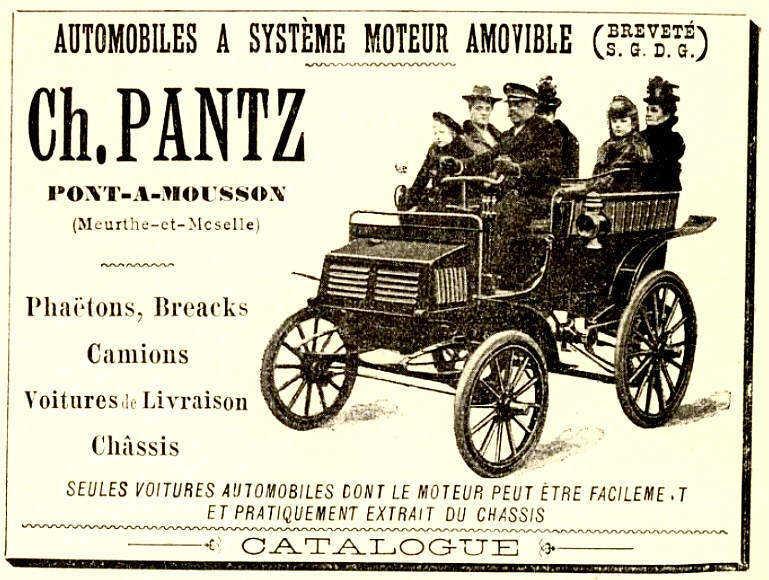
Charles Pantz
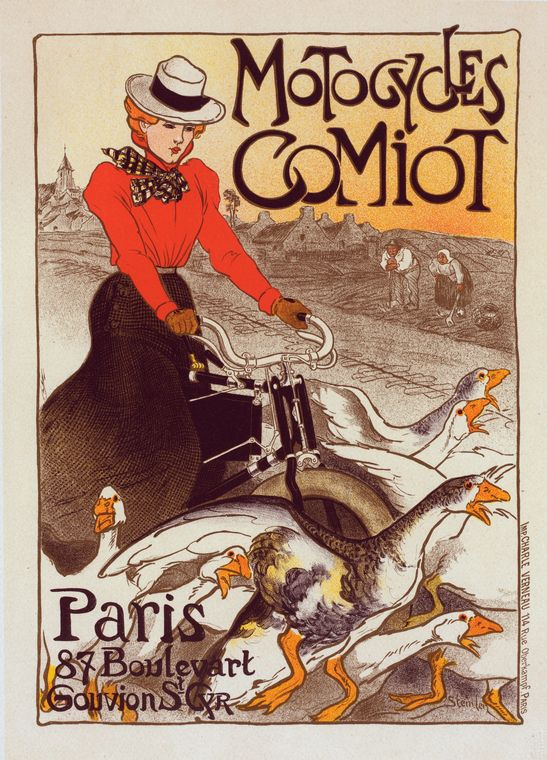
Ch. Comiot
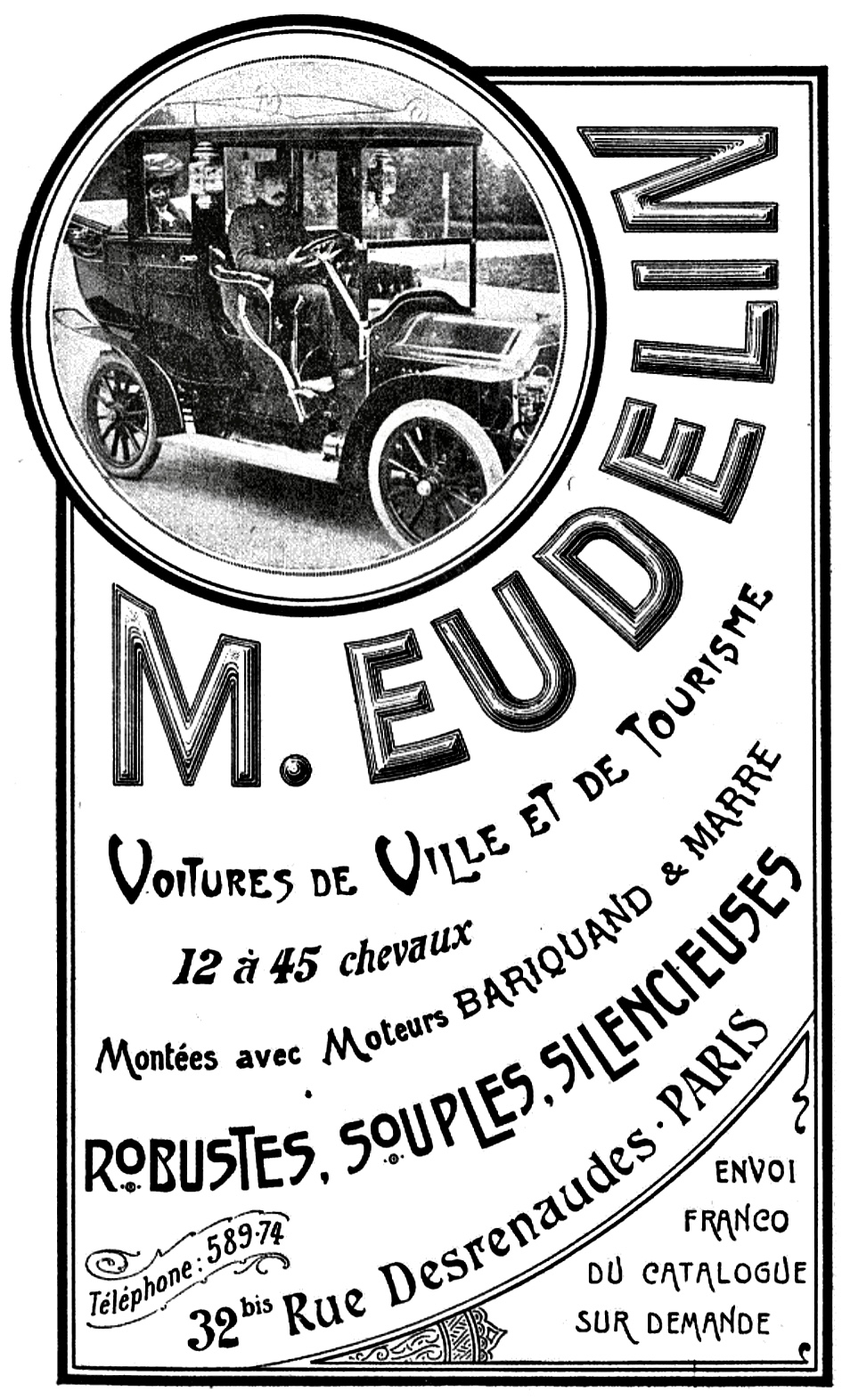
M. Eudelin
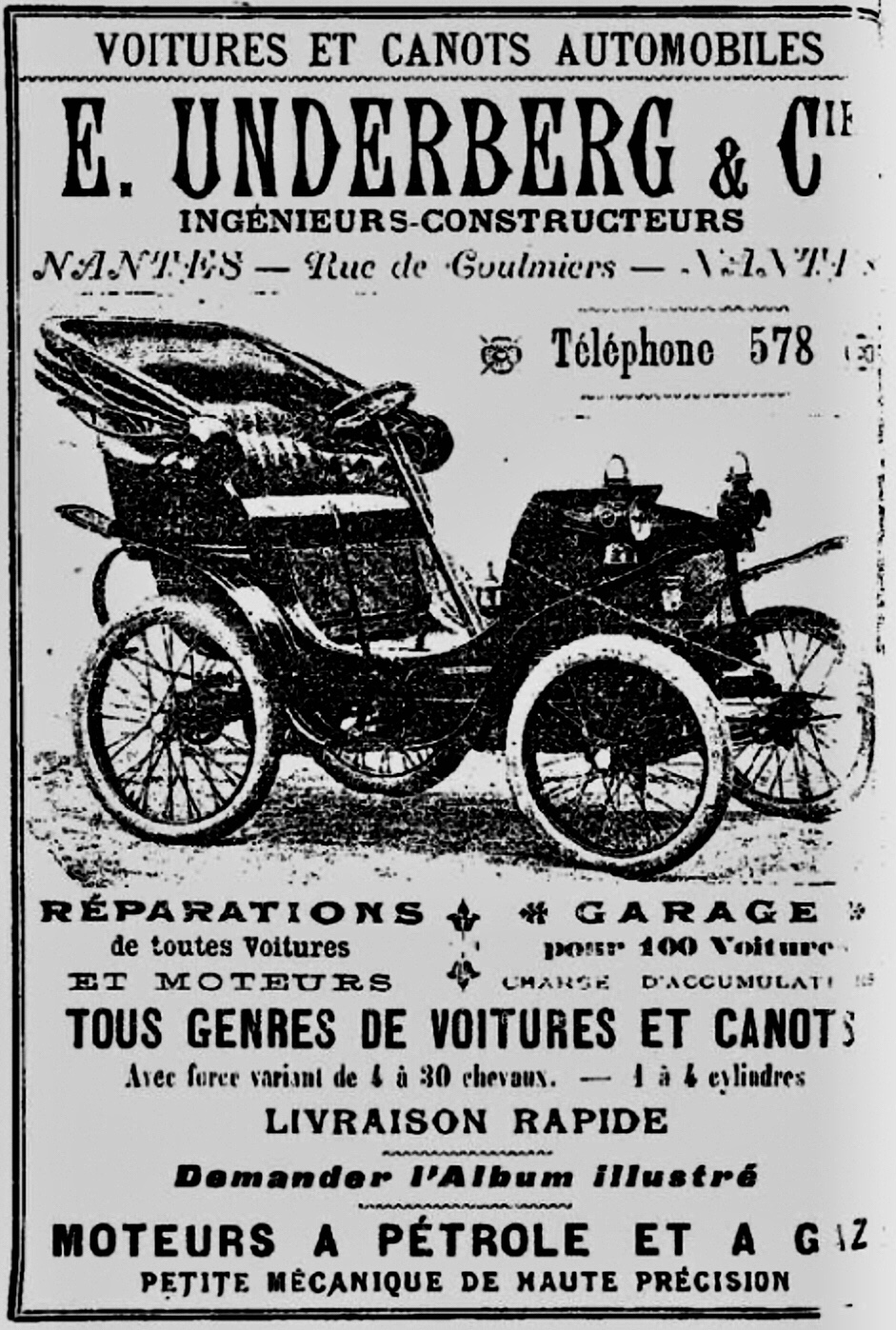
E. Underberg et Cie
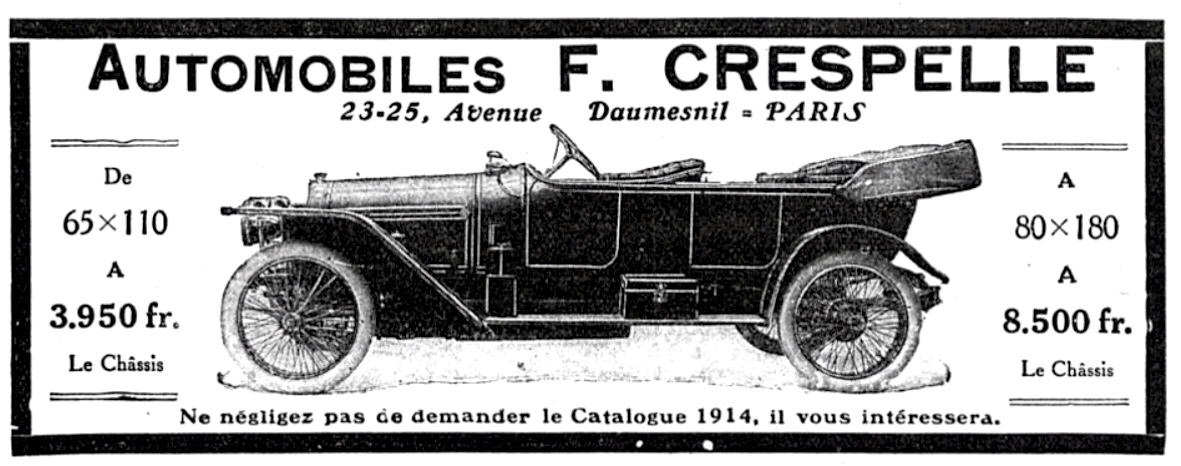
Automobiles F. Crespelle
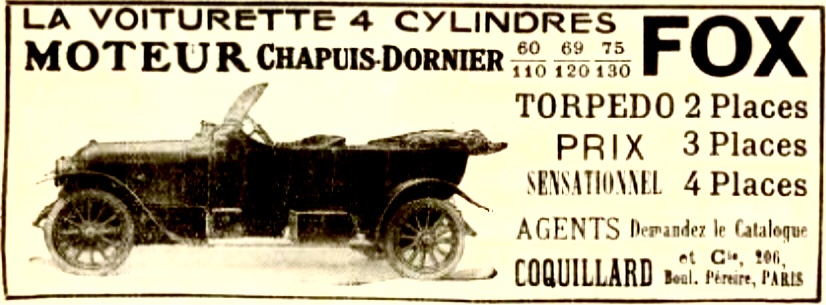
Fox
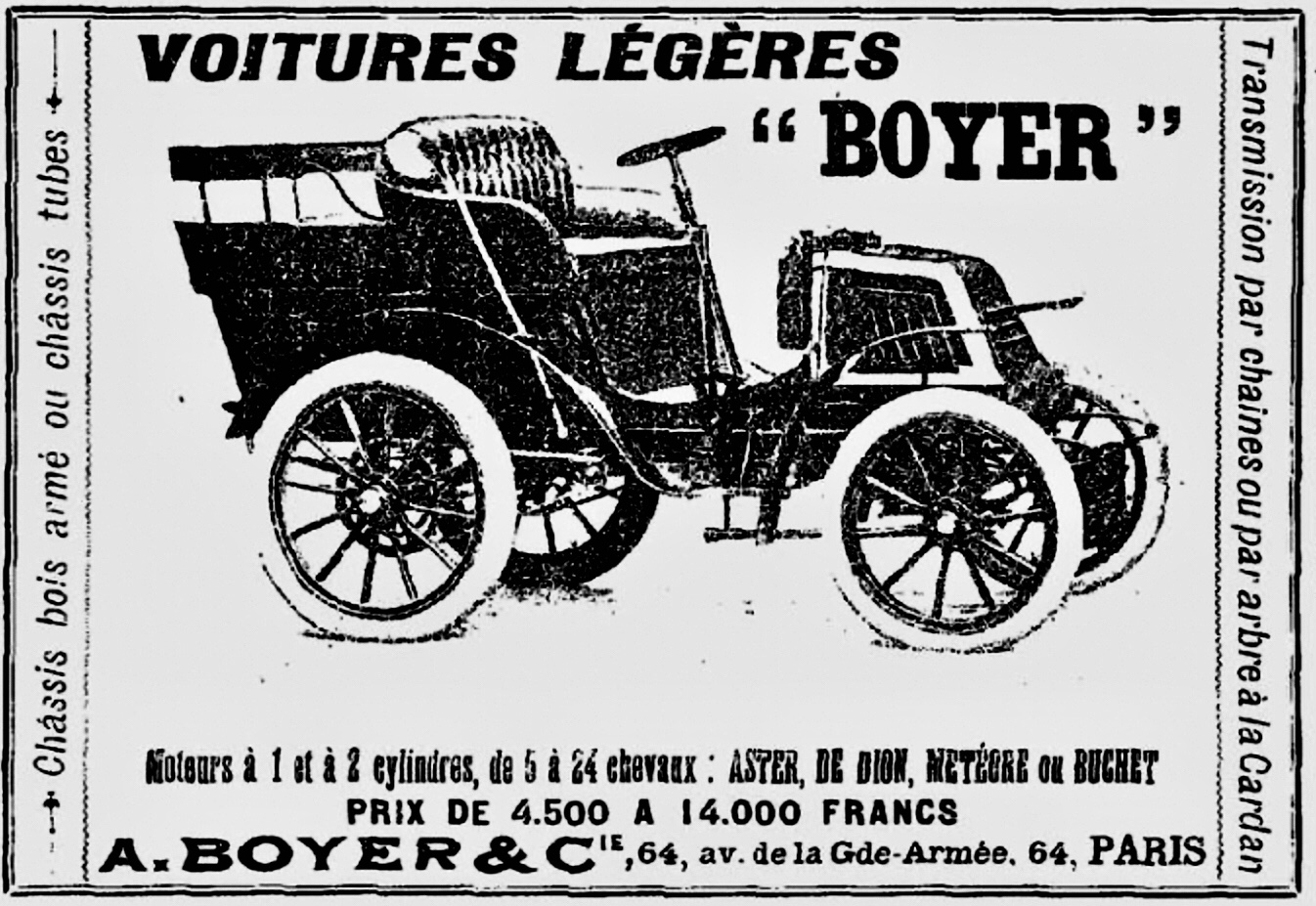
Noé Boyer & Cie
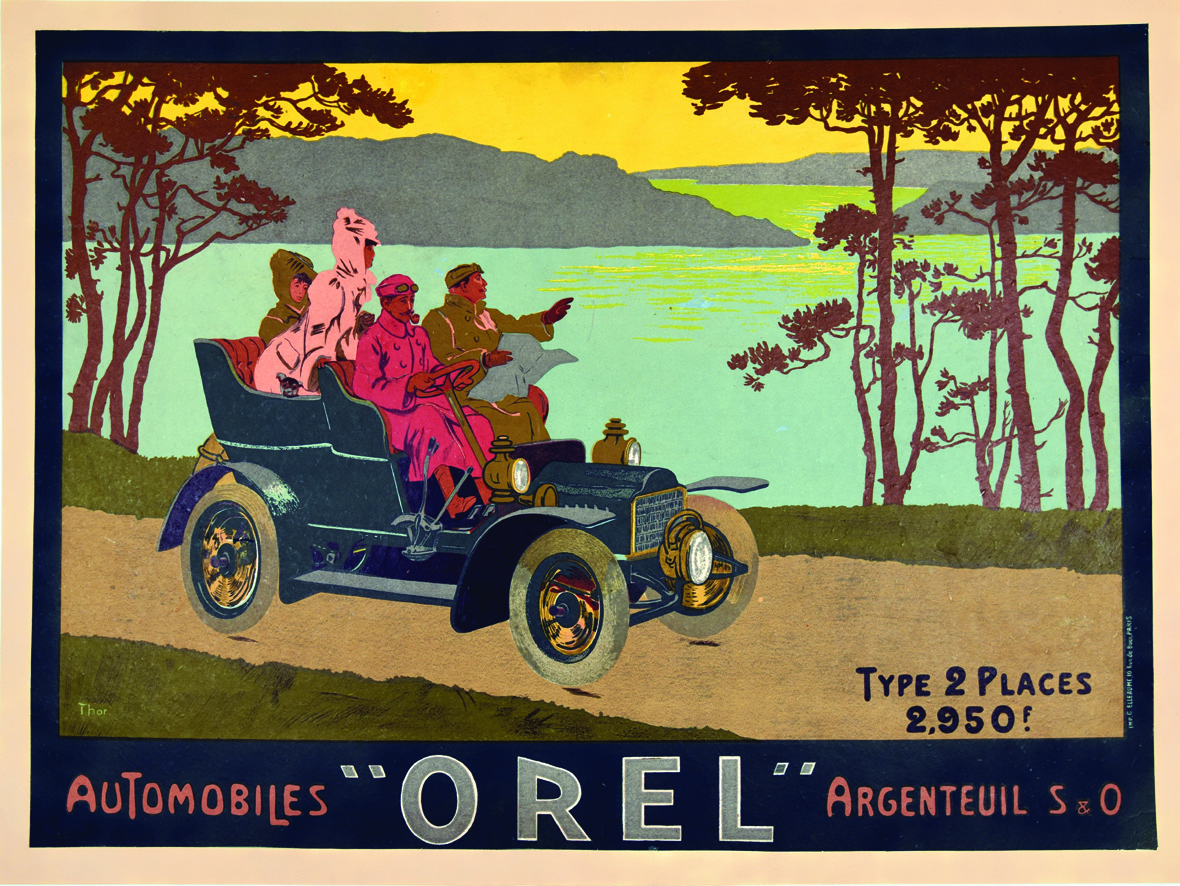
Automobiles Orel
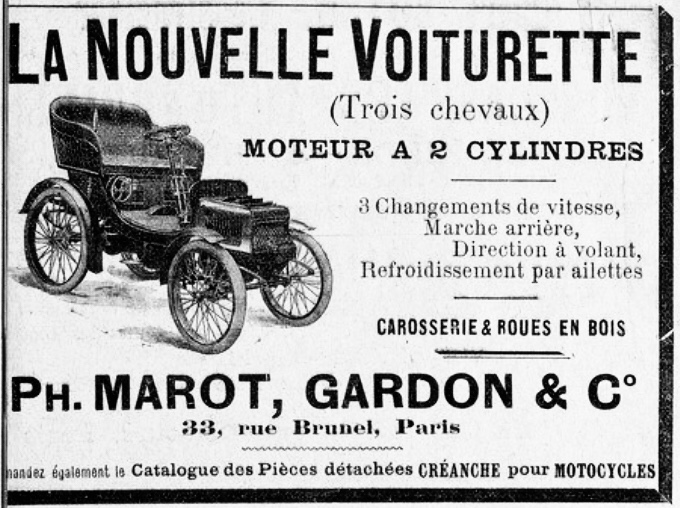
Ph. Marot, Gardon et Cie

La France devient rapidement un acteur majeur de l’innovation : Citroën est le premier constructeur européen à introduire la production en grande série (inspirée de Ford), et développe des modèles révolutionnaires comme la Traction Avant (1934) ou la 2CV (1948). L’après-guerre marque une concentration des marques autour de grands groupes publics ou privés : Renault est nationalisée en 1945, tandis que de nombreuses marques indépendantes disparaissent dans les années 1950 à 1970.
Depuis les années 1980, l’industrie automobile française s’est recentrée autour de deux grands groupes industriels : PSA Peugeot Citroën (devenu Stellantis depuis 2021) et Renault Group, avec des marques comme Peugeot, Citroën, DS Automobiles, Renault, Dacia (filiale roumaine de Renault), et Alpine (relancée dans les années 2010). Des marques historiques comme Bugatti ont été relancées par des groupes étrangers, mais avec une production toujours ancrée en France.
Aujourd’hui, la France reste l’un des grands pôles automobiles d’Europe, avec une forte présence dans les domaines de la mobilité électrique, du design automobile, et des compétitions sportives (rallye, Formule 1, endurance…).

### Marques actives
- Aixam (1983-présent) ex Arola (1975-1983) - voiturettes sans permis
- Alpine (1955-présent) (1955-1972) Alpine - (1972-1995) Alpine Renault - (2016-présent) Alpine - voitures sportives
- Arquus (2018-présent) véhicules militaires - ex Renault Trucks Defense, filiale de Volvo
- Bellier (1980-présent) voiturettes sans permis - (2010) rachat par groupe Neuvessel
- Beltoise eTECHNOLOGY Supercars
- Bolloré (2010-présent) véhicules électriques : automobiles Bluecar (2010-2013) et autobus Bluebus (2007-présent)
- Bugatti (1909-1963, 1987-1995, 1998-présent) automobiles sportives de prestige - (1909-1963) Bugatti - (1963) rachat par Hispano-Suiza - (1986) rachat par Romano Artioli - (1998) rachat par Volkswagen - (2021) rachat par Rimac Automobili
- Chatenet (1984-présent) voiturettes sans permis
- CID modèle de speedster unique
- Citroën (1919-présent) - (1934) rachat par Michelin - (1970) reprise avortée par PARDEVI [J-V Michelin (51 %) Fiat (49 %)] - (1974) faillite - (1976) reprise par Peugeot devenu PSA - (2021) intégration dans Stellantis (fusion Fiat-PSA)
- Créapole (1996-présent) école de design multimédia et transport, projets avec grands groupes industriels
- Delage (1905-1953) - (1956-présent) voitures de luxe
- De la Chapelle (1975-présent) répliques de voitures anciennes de collection
- DeVinci (2017-présent) design inspiré des voitures de 1920-1930
- DS (2014-présent) division premium de Citroën
- Durisotti (1956-présent) transformation et aménagement véhicules utilitaires
- Prædarius : prototypes d'hypercars optimisées par l’IA
- ESTACA (1925-présent) formation en ingénierie automobile, collaboration avec PSA et Renault
- Eden Cassis
- Forest Automobile (2022-présent) voitures de loisirs
- Gazelle Tech (2014-présent) voitures électriques ultralégères
- Genty (2011-présent) automobiles sportives luxueuses
- GCK voitures sportives
- Heuliez Bus (1979-présent) (1979) division de Heuliez en Heuliez Bus et Heuliez Automobiles - (1982) RVI prend 49 % d'Heuliez Bus - (1992) RVI-Volvo monte à 66 % d'Heuliez Bus - (1999) intégration dans Irisbus - (2001) intégration dans IVECO puis IVECO Bus
- Hopium (2019-présent) voitures de luxe
- Jannarelly
- Kate Tech (2022-present) ex Nosmoke - véhicules de loisirs électriques
- Kilow
- Les Amis de Delage (association) (1956-présent)
- Ligier (1969-présent) voitures sportives et de course puis voiturettes sans permis - (1980) production de voiturettes sans permis - (1996) cession de la division compétition à Alain Prost
- Mega（1992-présent） petites voitures en polycarbonate et petits utilitaires ultra légers - filiale d'Aixam
- MLT (2016-présent) répliques de Mehari 100 % électriques
- NamX voitures à hydrogène
- Mobilize
- NoSmoke Cars Mini Moke 100 % électriques
- Pantore (2016-présent) voitures de sport
- Peugeot (1896-présent) (1976) absorption de Citroën devient PSA - (2021) intégration dans Stellantis (fusion Fiat-PSA)
- PGO (1980-présent) voitures de sport rétro - (1998) rachat par Laurent Skrzypczak et Olivier Baudouin - (2005) rachat par le groupe koweïtien Naser International - (2018) redressement judiciaire - (2019) rachat par Symex
- Prato (2017-présent) voitures de sport
- PRIMA (1906-1909)
- Quarkus (2020-présent) voitures de sport
- Renault (1899-présent) (1899-1945) Renault SA - (1945) nationalisation - (1945-1996) Régie Nationale des Usines Renault - (1986) privatisation - (1990) Renault SA et fusion avortée avec Volvo
- Renault Trucks (2001-présent) camions - ex SAVIEM, ex RVI, filiale de Volvo
- Secma
- Sovam (1964-présent) aménagement de camions magasin et camion de catering pour aéroports
- Stellantis (2021-présent) groupe automobile né de la fusion des groupes Fiat et PSA
- Strate École de design (1993-présent) forte présence en design de voitures, nombreuses collaborations industrielles et stages
- Venturi (1984-présent) voitures de sport - (2000) rachat par Gildo Pallanca Pastor
- VISION Automobiles Paris (2019-présent) prototype aux dimensions d'Hypercar

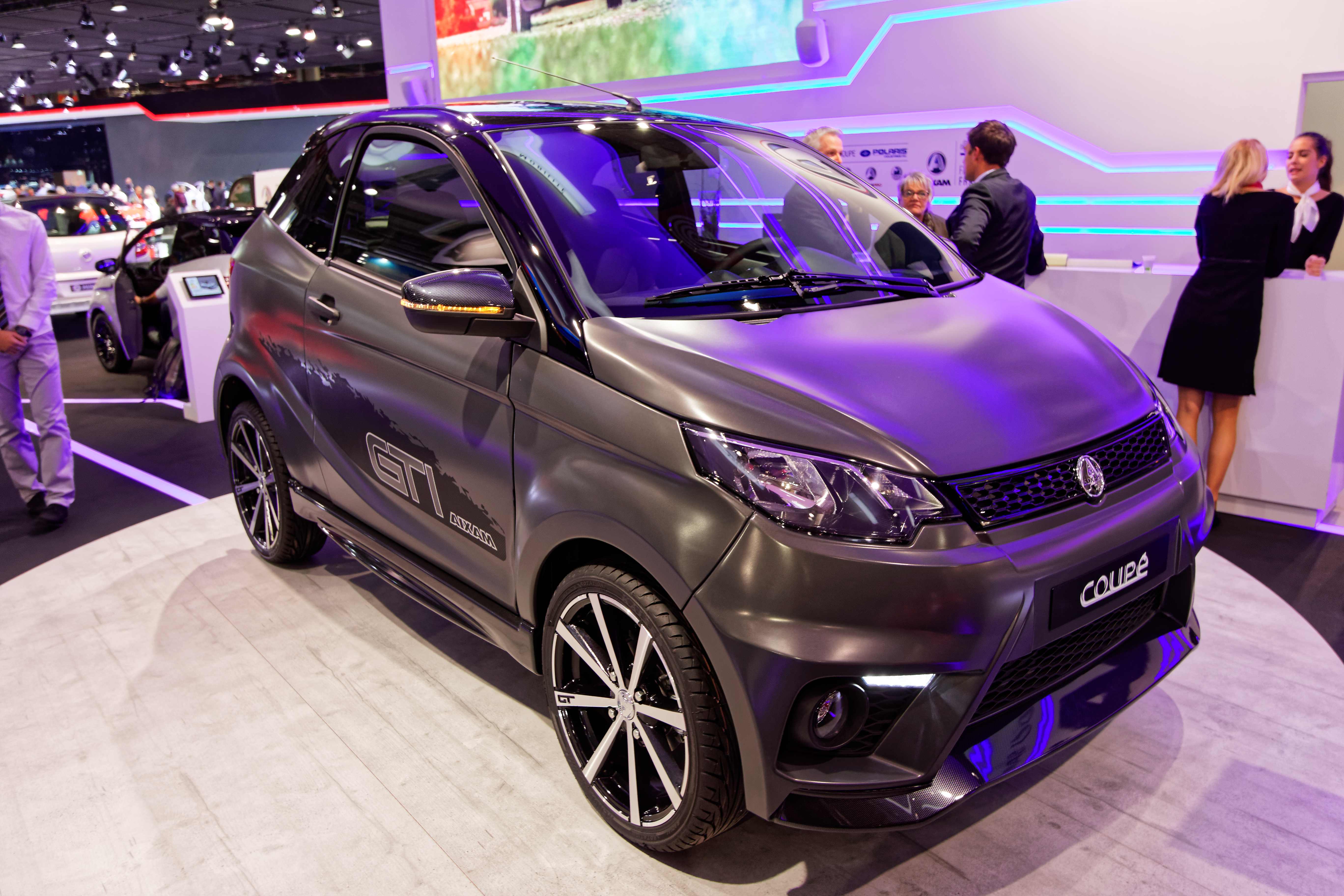
Aixam Coupé GTI
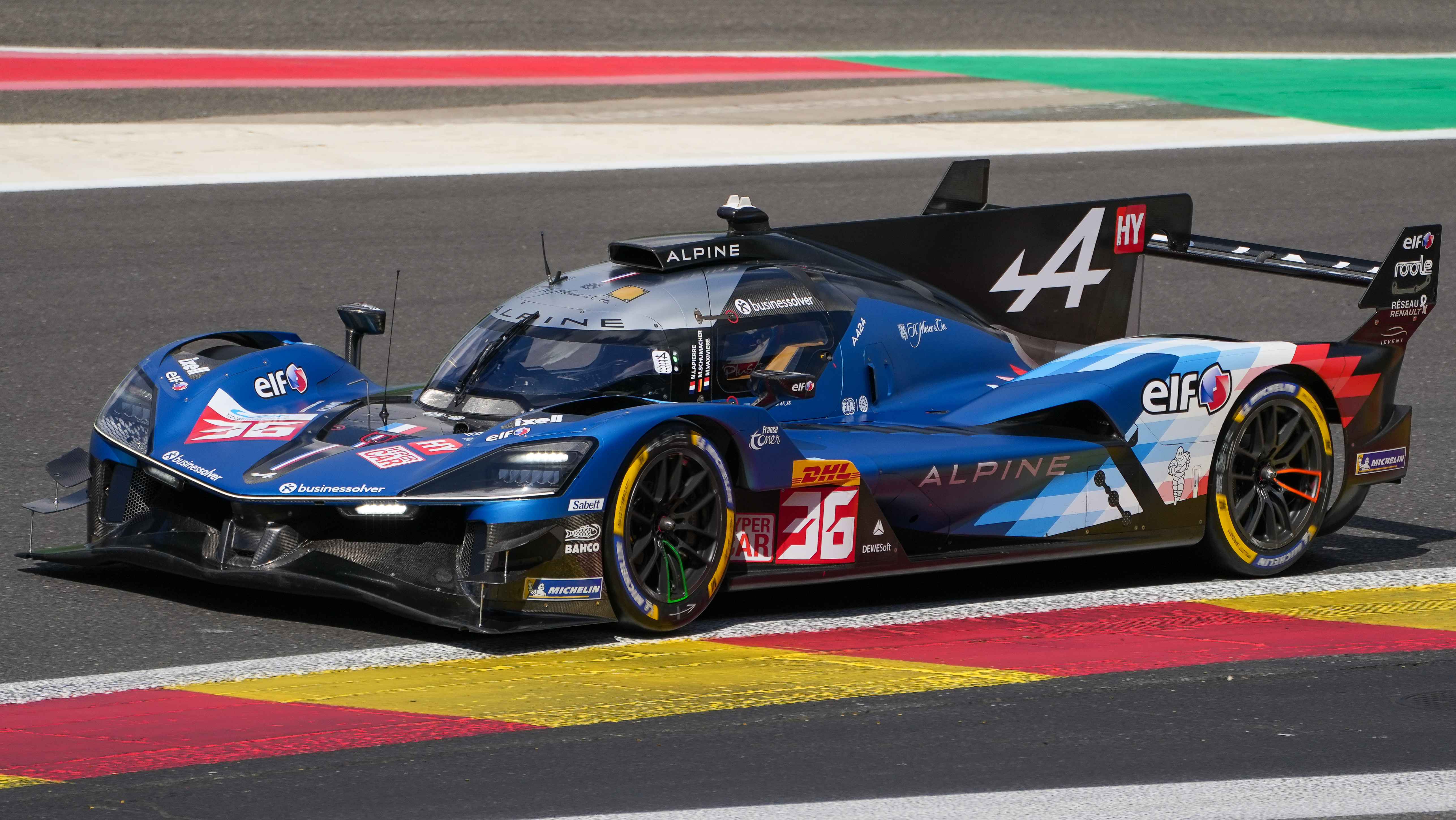
Alpine A424
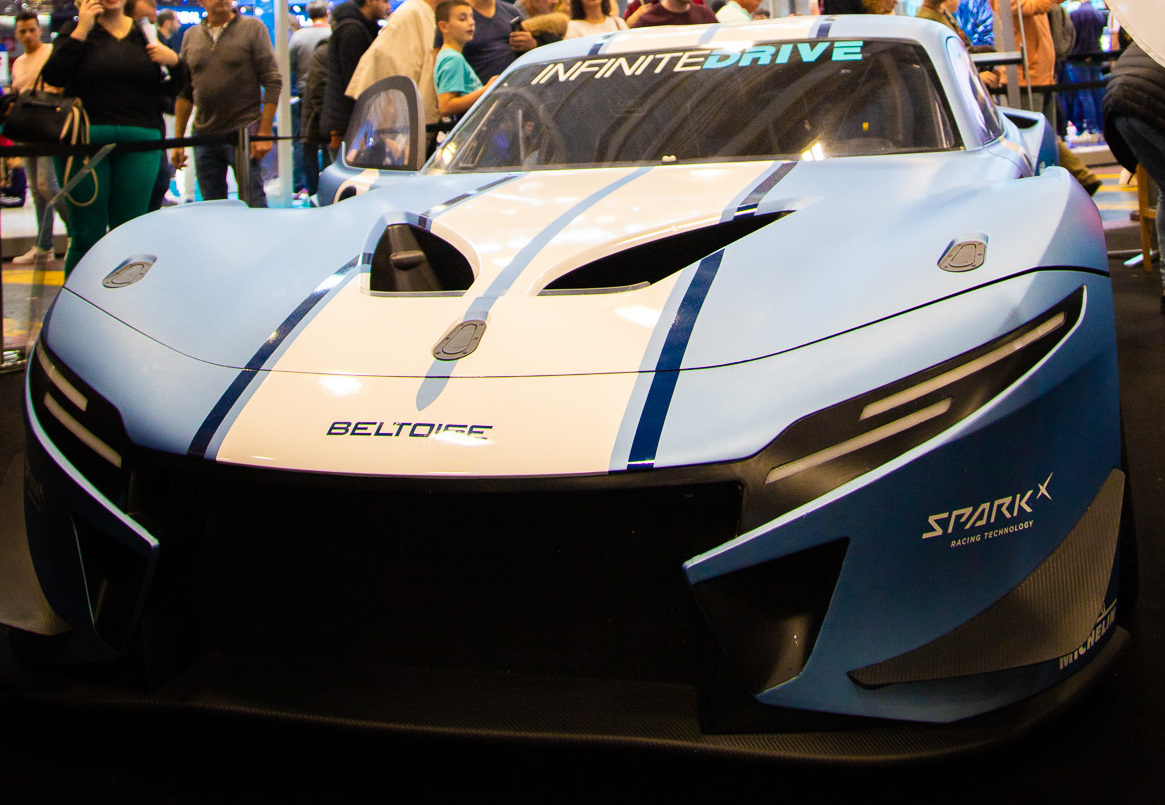
Beltoise BT01
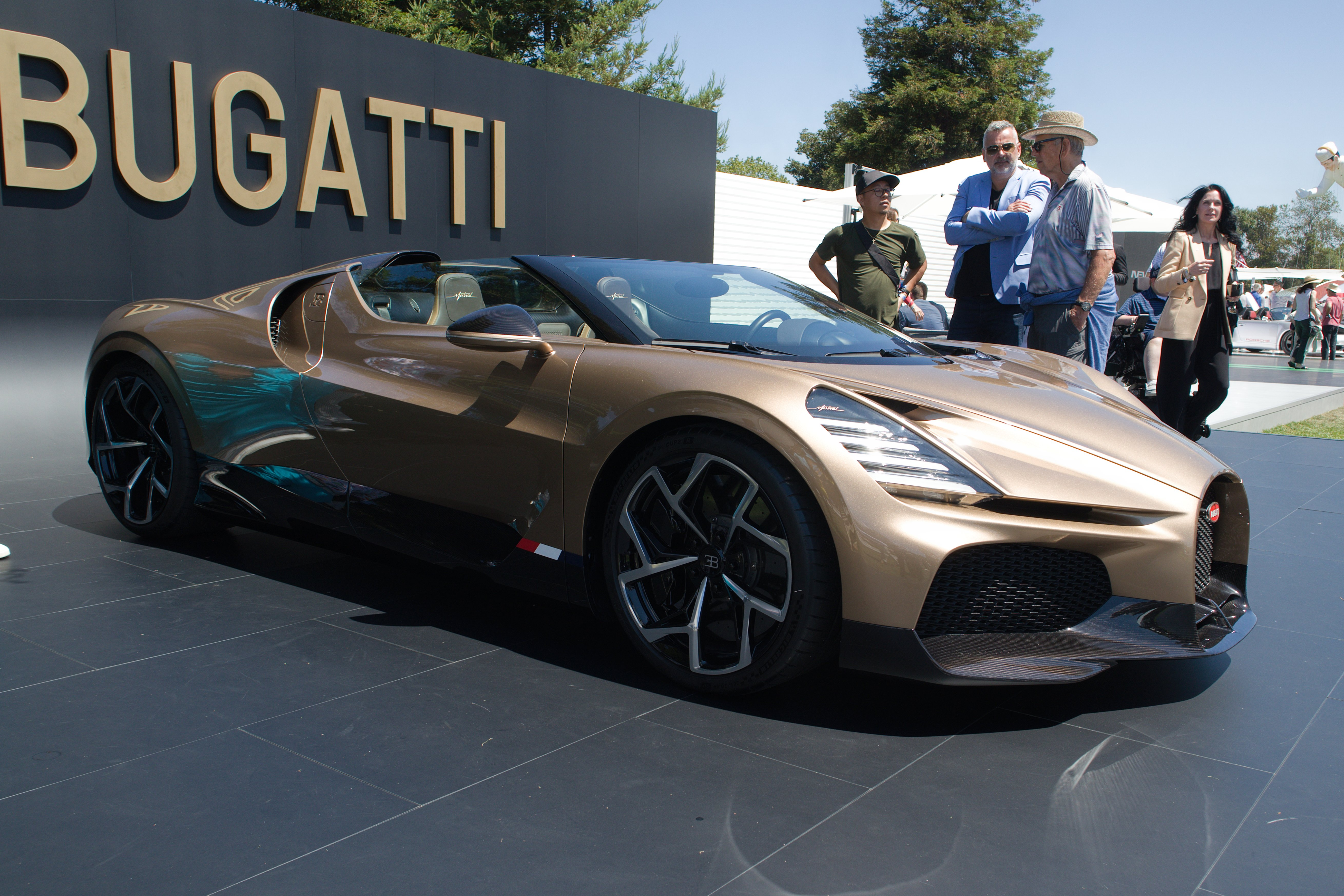
Bugatti W16 Mistral
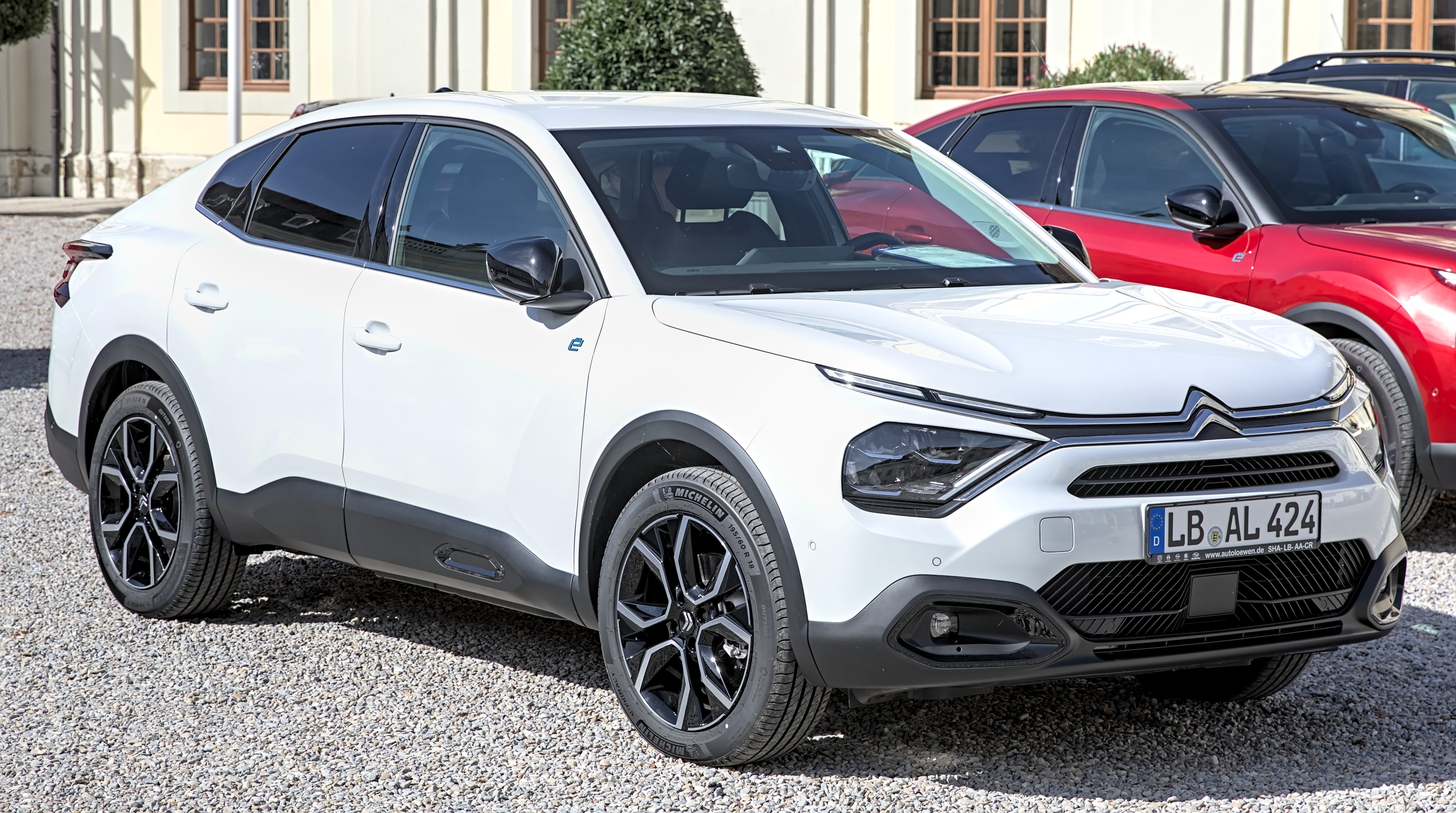
Citroën e-C4 X
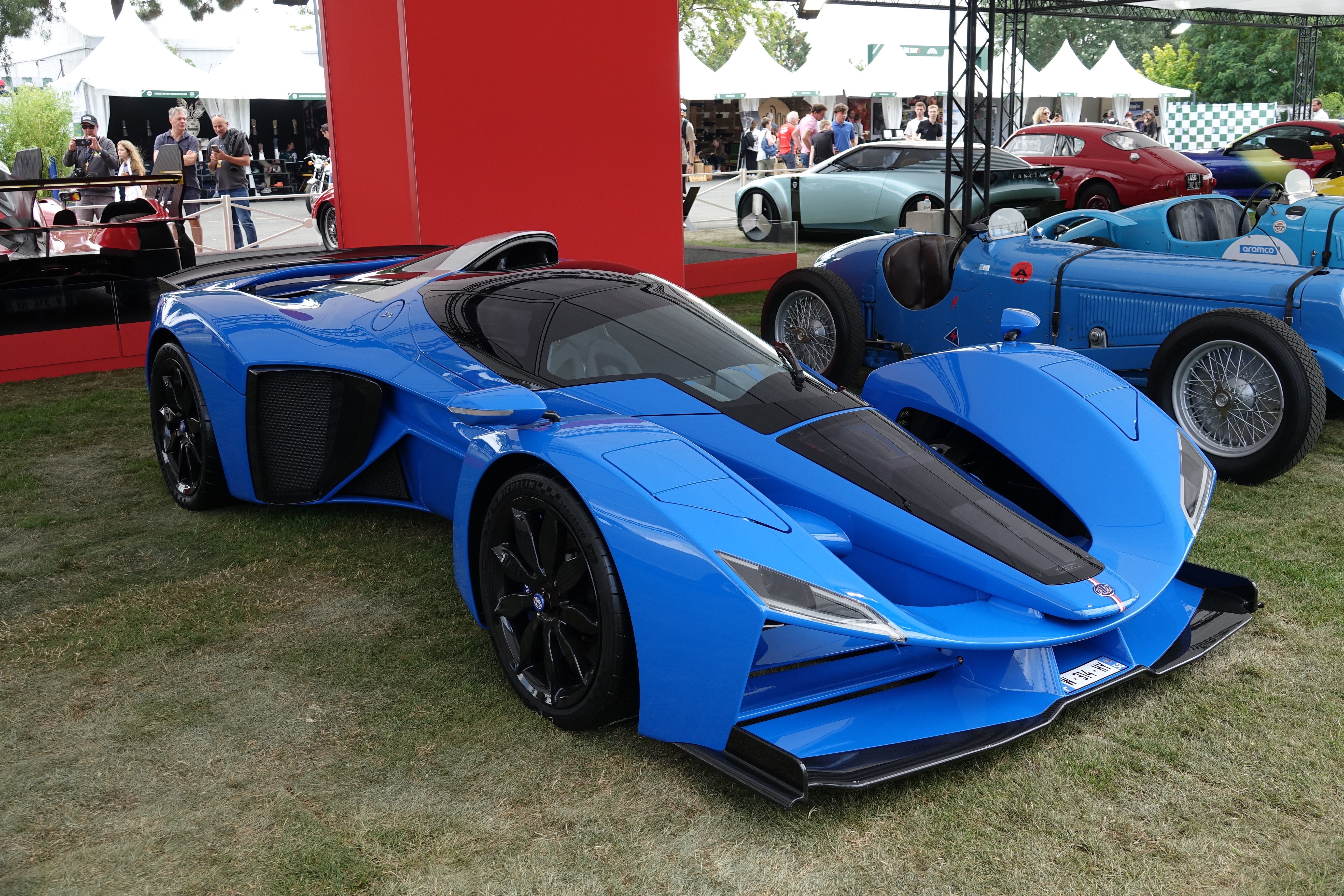
Delage D12
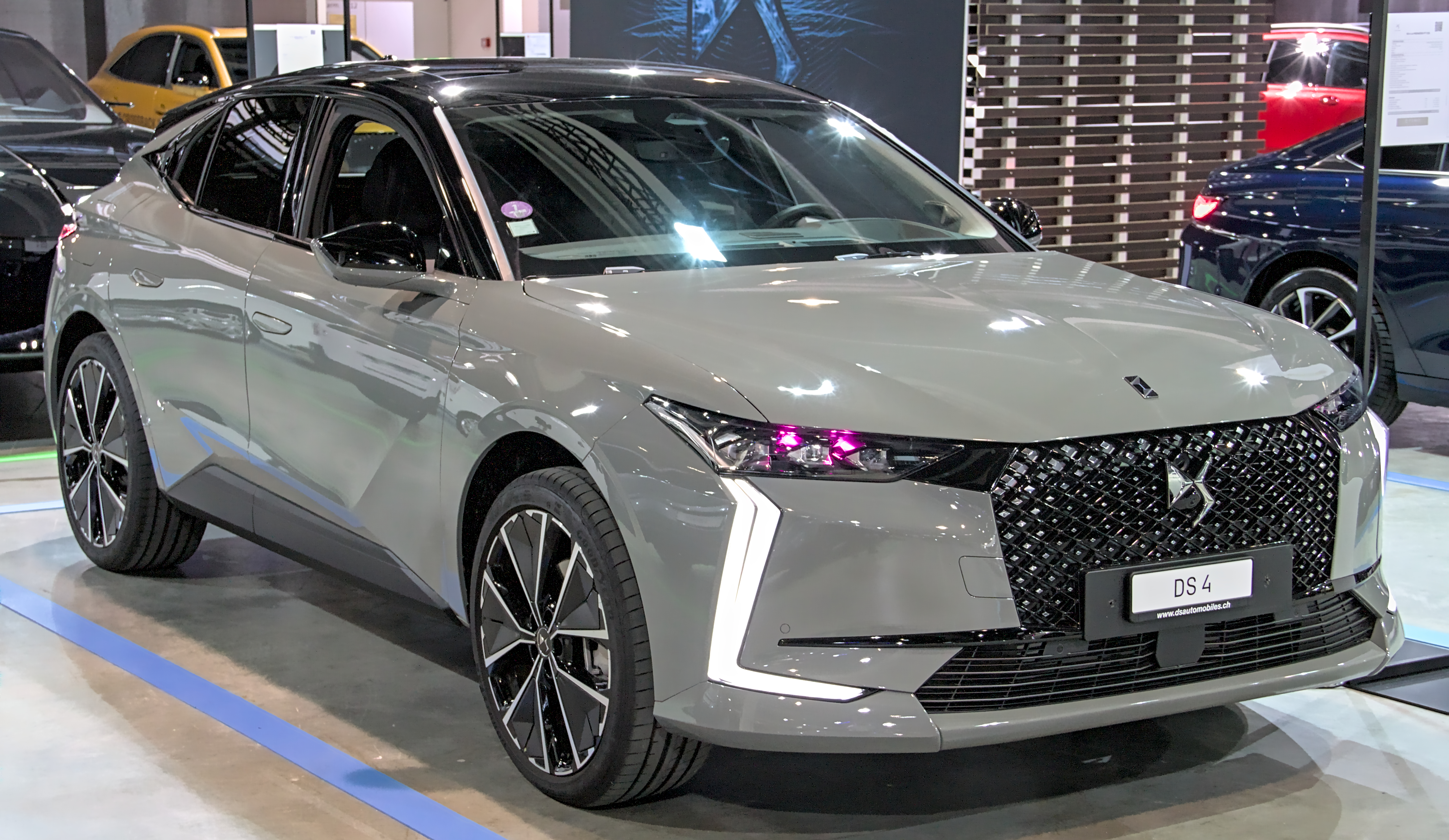
DS 4 E-Tense
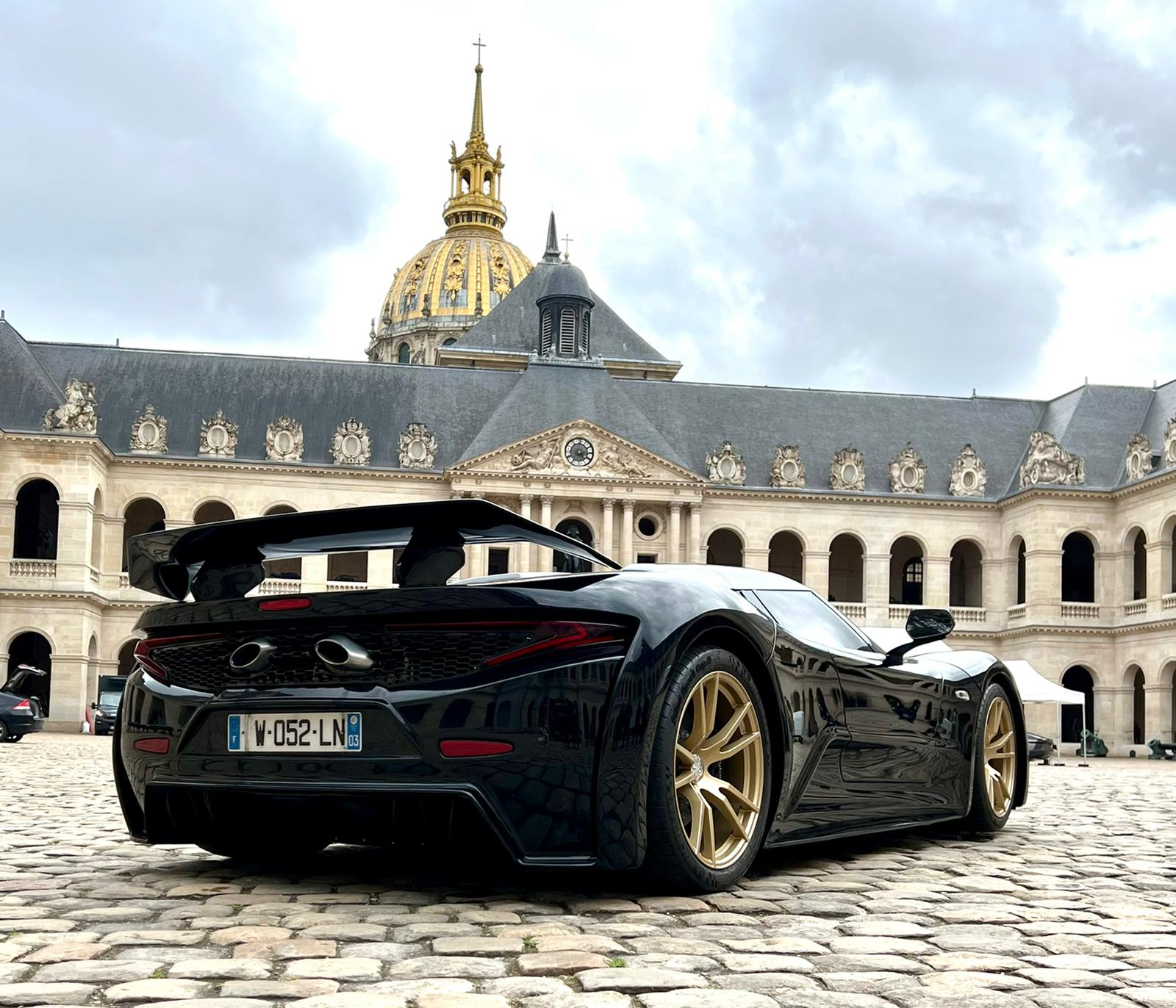
Genty Akylone
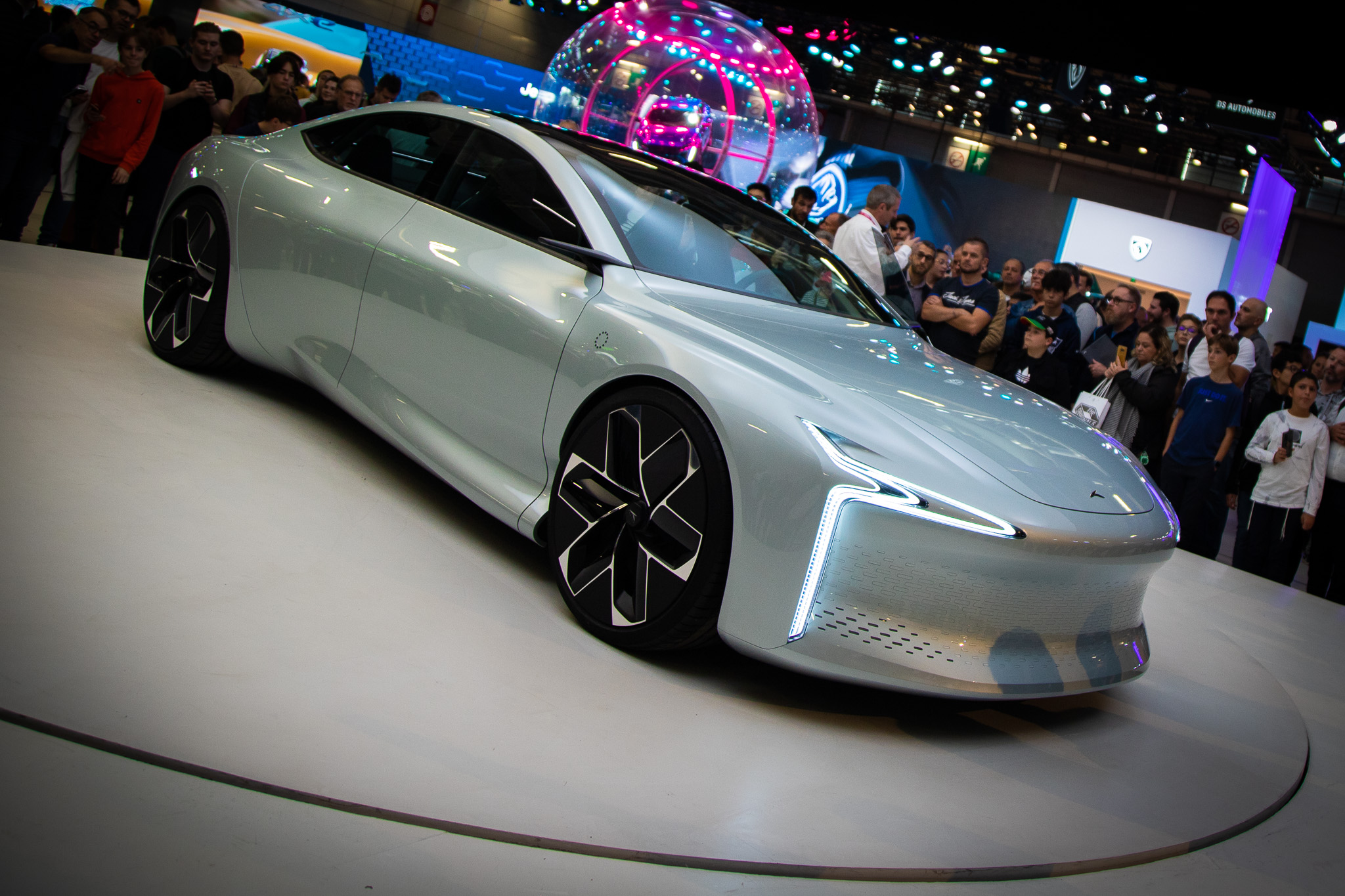
Hopium Machina Vision
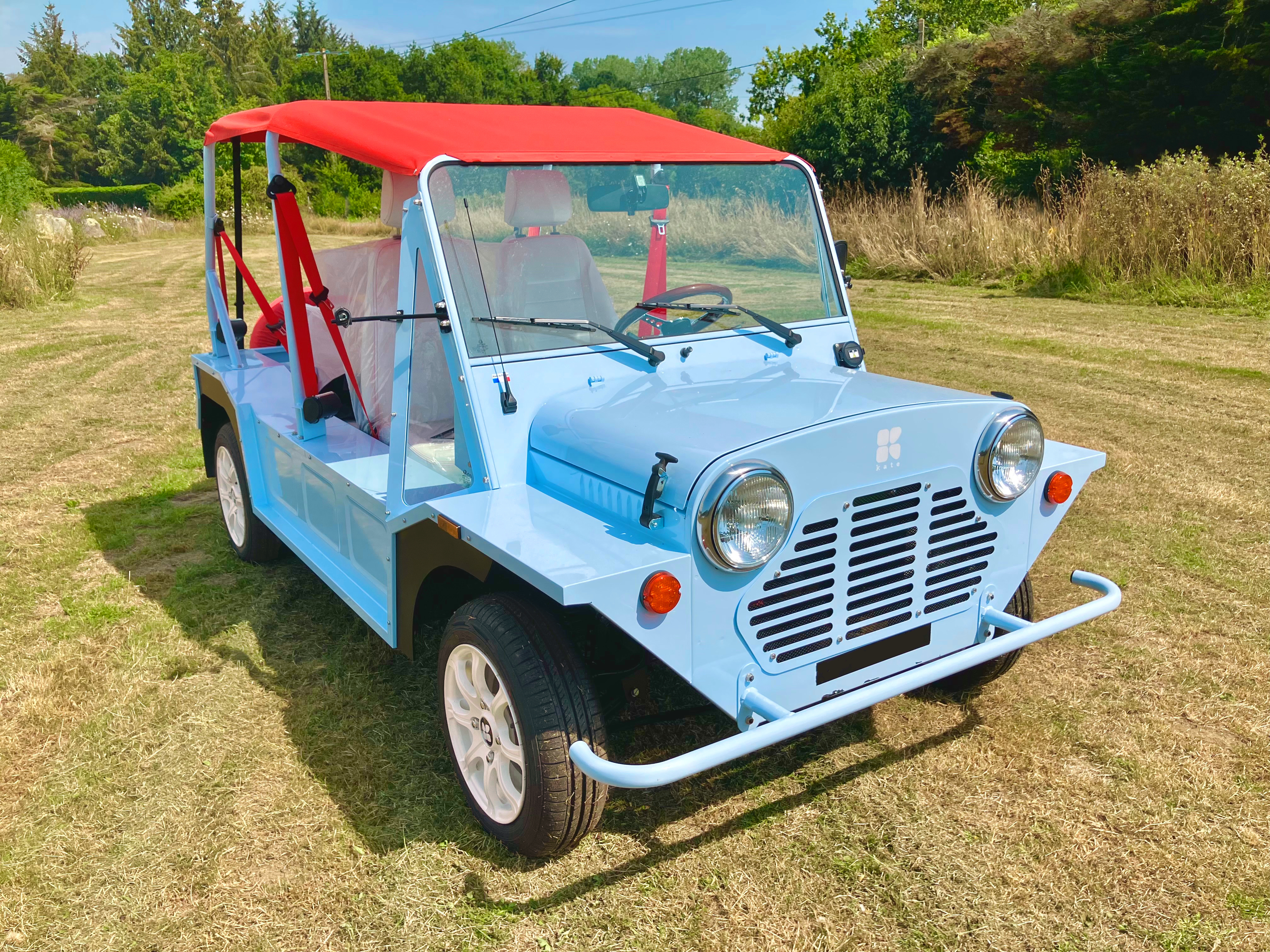
Kate l'Original, ex-Nosmoke, une réplique électrique de la Mini Moke.
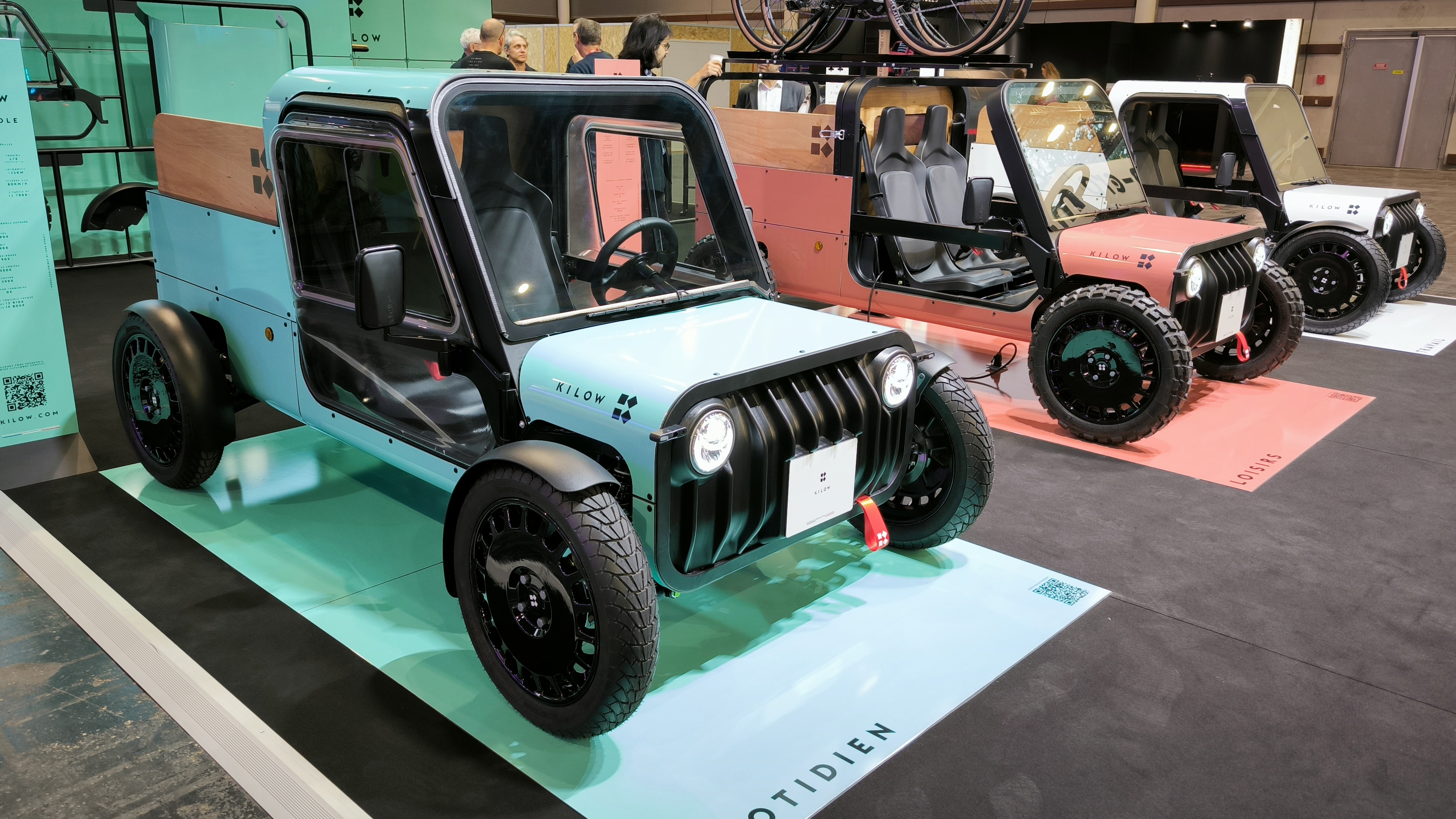
Kilow La Bagnole.
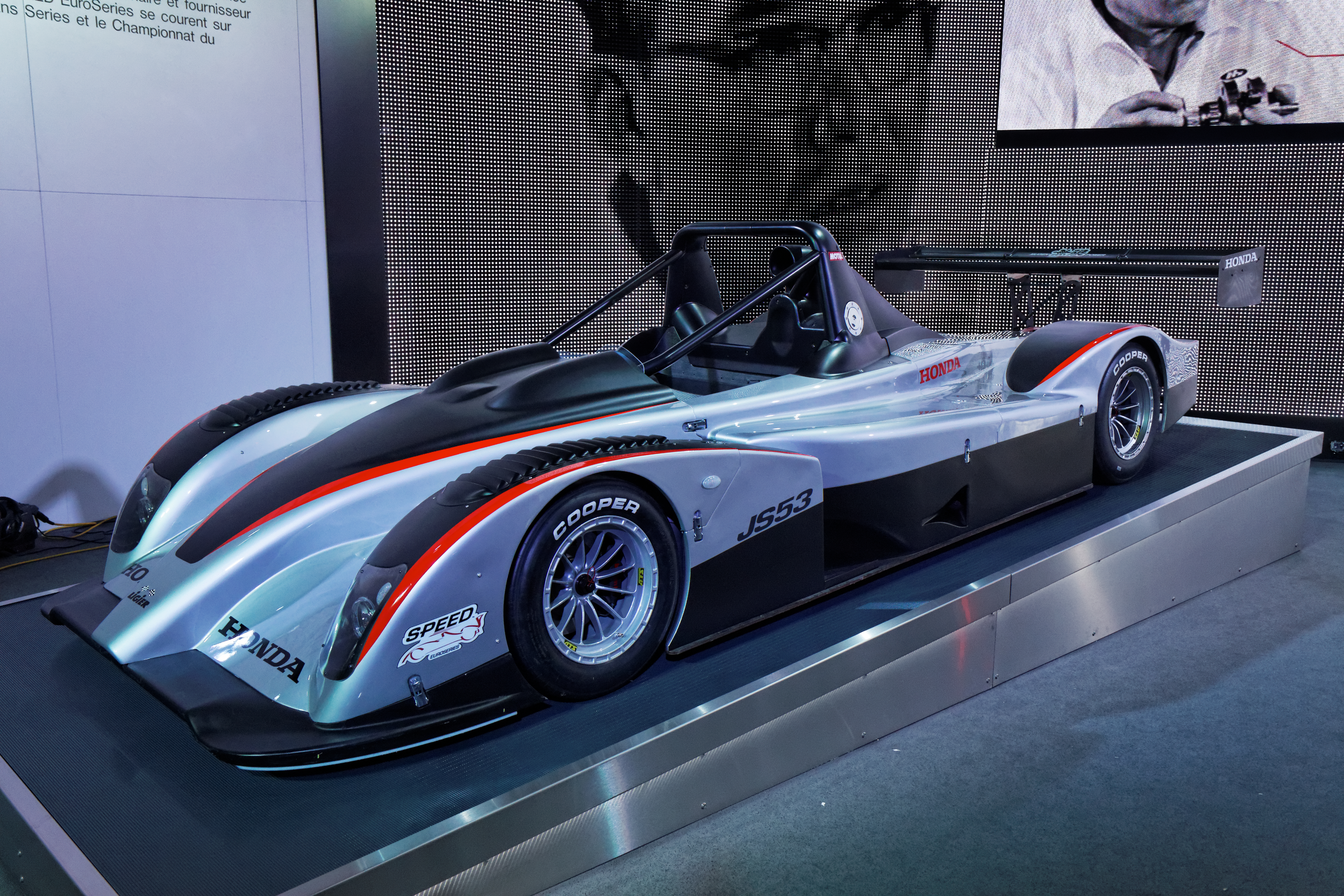
Ligier JS53
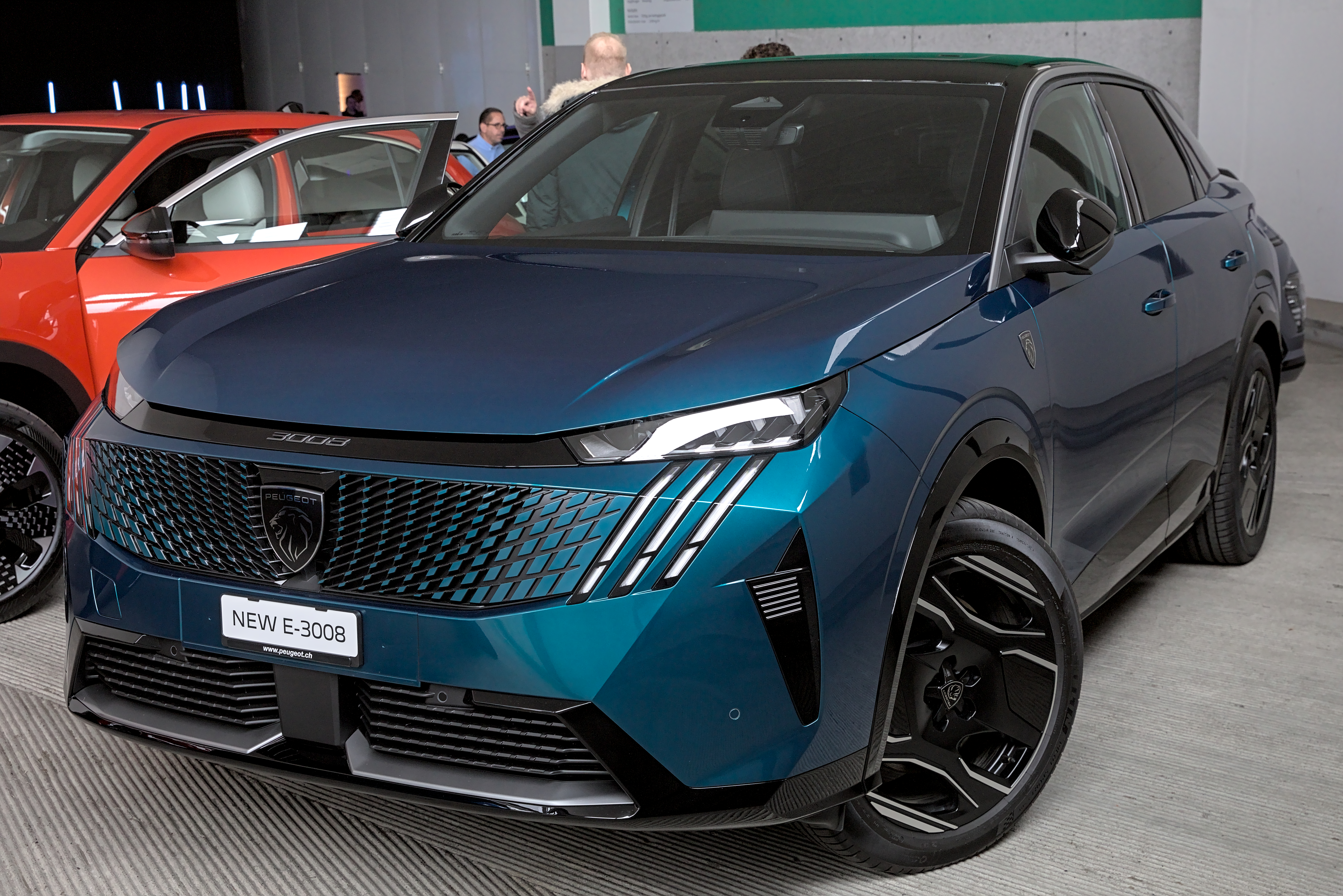
Peugeot 3008 III
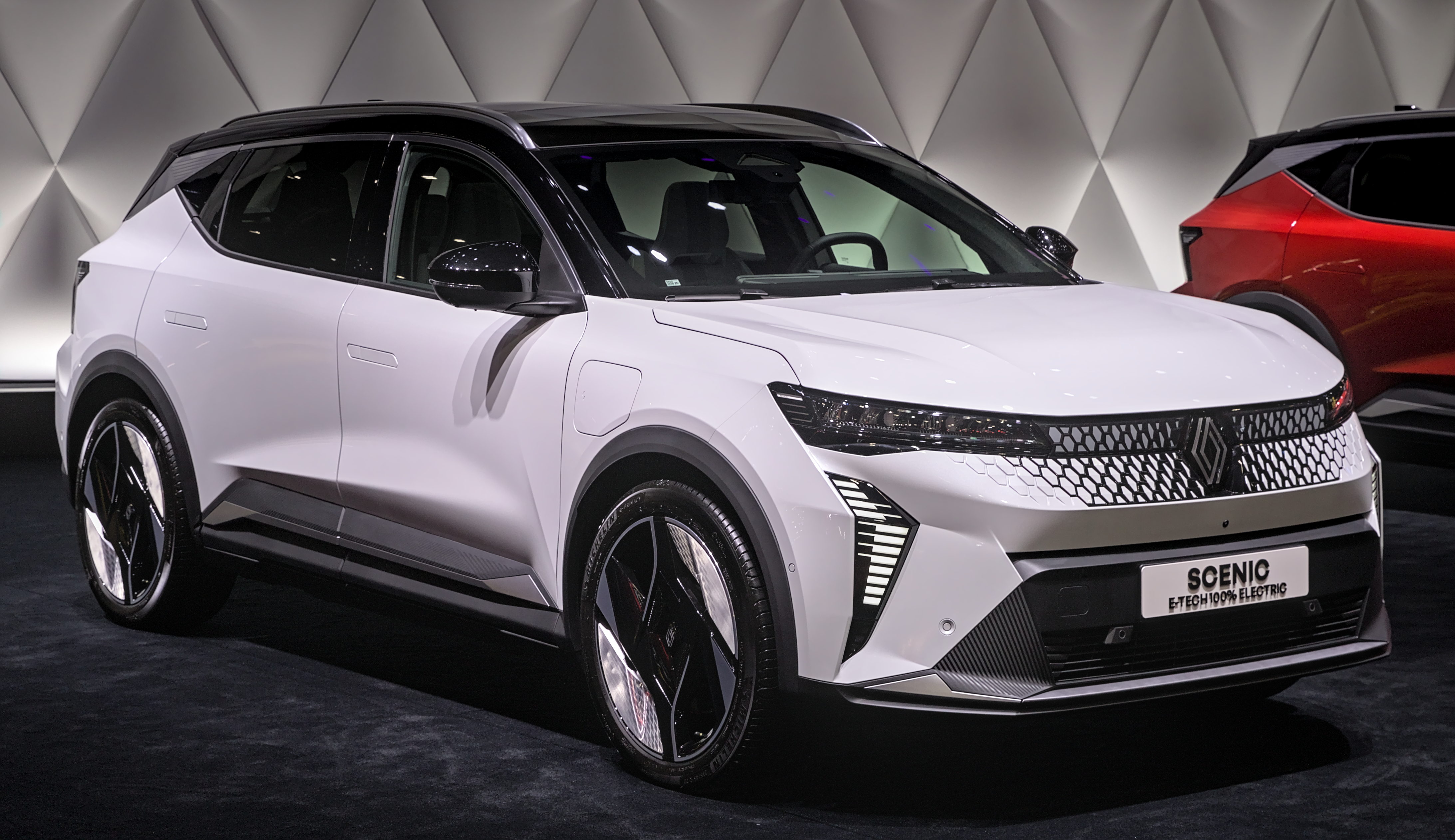
Renault Scénic E-Tech Electric
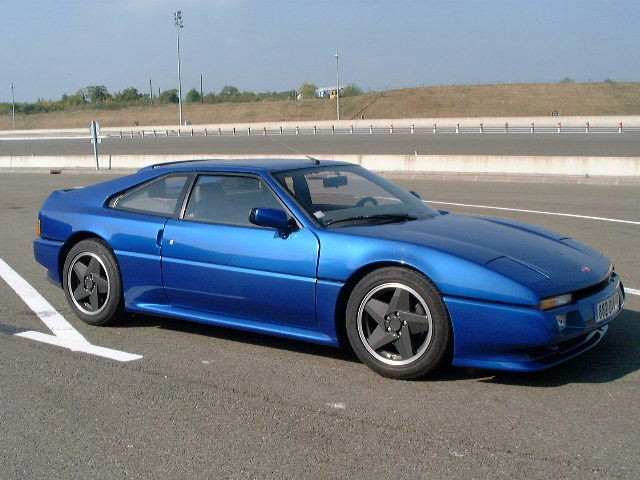
Venturi Coupé 260 Atlantique
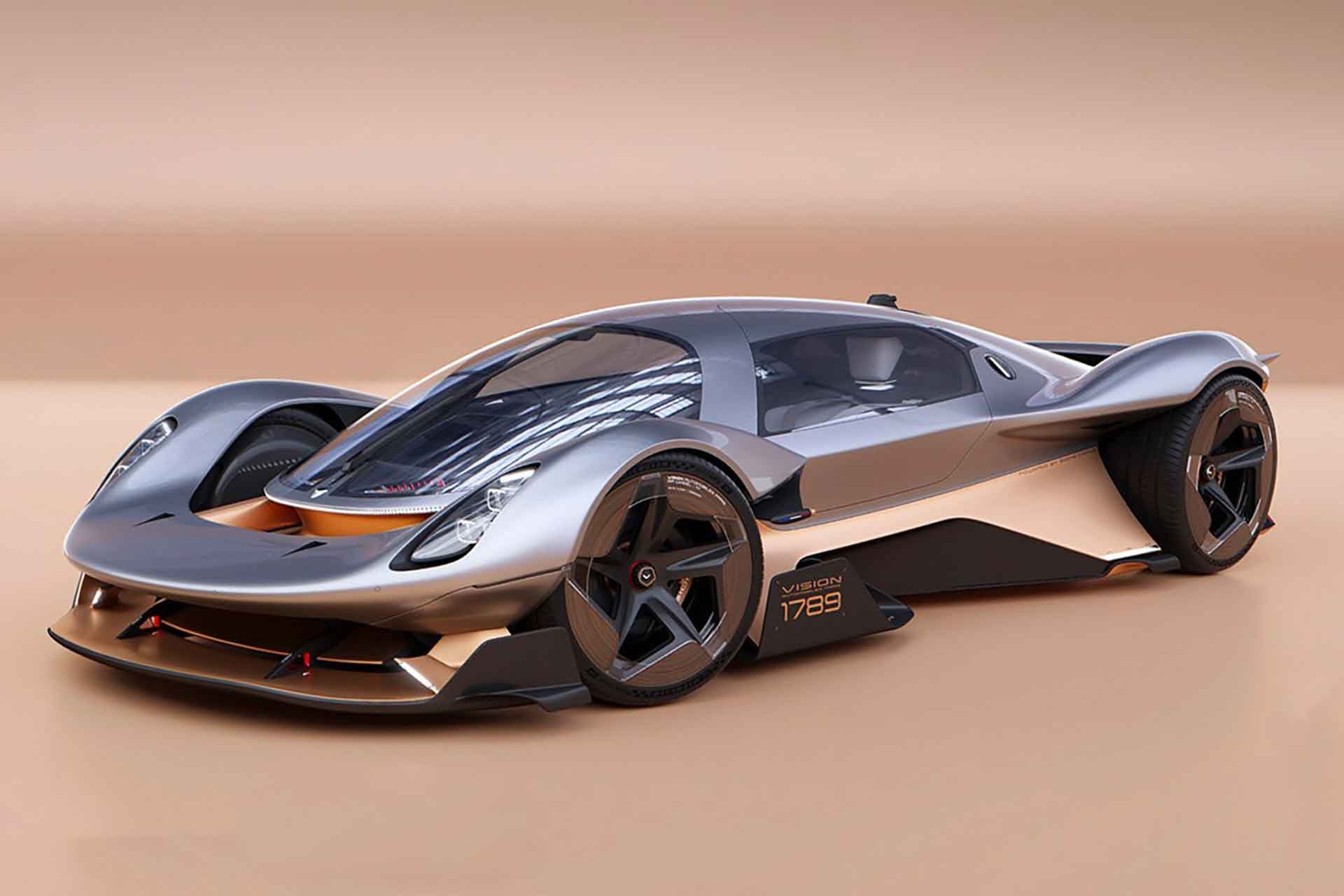
Vision 1789

### Marques disparues
- A. Bailleau (1901-1914)
- ACMAT (1948-2018) véhicules militaires - (2006) rachat par Renault Trucks Defense, filiale de Volvo
- A.Coignet & J.Ducruzel (1911-1924)
- Alcyon (1906–1928) cycles, motos, voiturettes
- Amilcar (1921–1939) voitures sportives légères
- André Cohendet et Compagnie (1899-1914)
- Société Mécanique Industrielle d’Anzin (1899-1902)
- ACMA (1949-1962) filiale de Piaggio pour produire les scooters Vespa et la voiturette Vespa 400 en France
- Société générale des automobiles (1898)
- Auverland (1980-2001) véhicules tout-terrain militaires
- Ballot (1905–1938) (1931) rachat par Hispano-Suiza puis revendue à SNECMA
- Automobiles Bardon (1899-1903)
- Barrière et Compagnie (1898-1904)
- Bertrand et Cie (1901-1902)
- Bédélia (1910–1925) cyclecars Parisiens
- Berliet (1899–1978) automobiles, camions et autobus - (1967) reprise par Michelin - (1970) reprise avortée par PARDEVI [J-V Michelin (51 %) Fiat (49 %)] - (1975) reprise par Régie Renault - (1978) intégré dans RVI
- Bernard (1923-1967) camions
- Société de la Voiture Bouquet, Garçin et Schivre (1898-1906)
- Établissement Cazes
- CBM (1976-1986) autobus et autocars
- Chappe et Gessalin (1966-1974) voitures sportives dérivées de la Simca 1000
- Charles Pantz (1899-1907)
- Chausson
- Ch. Comiot (1898-1904)
- Chenard-Walcker (1899–1993) voitures sportives de luxe - (1931-1940) rachat par Chausson (camions et autobus) - (1945-1992) produit des utilitaires Peugeot, Citroën et Renault
- Chrysler Europe (1967-1979) ex Simca (France), Rootes (Royaume-Uni) et Barreiros (Espagne) - (1978) reprise par PSA pour 1 US$ symbolique
- Civelli de Bosch et Cie (1906-1909)
- Colignon et Talazac (1899)
- Société Industrielle de Construction d’Automobiles et de Moteurs (1919-1922)
- Cournil (1954-1977) assemblage de Jeep Willys MB - (1970) faillite - (1971-1977) 43 véhicules produits - (1977) reprise par Gervam
- Cyrano (1899-1900)
- Dalifol et Thomas (1898-1900)
- Dallas (1981-1998) véhicules tout terrain sur base Renault 4
- Daniel Augé et Cie (1897-1901)
- Danneels & Cie (1900-1904)
- Darracq France (1897–1902) cession à A. Darracq & Co Ltd - en 1922 la marque Darracq SA disparaît au profit de Talbot SA
- David & Bourgeois (1898)
- DB Automobiles (1947–1962) voitures de sport et courses - devenue Automobiles René Bonnet & Cie
- De Dion-Bouton (1883–1953) automobiles, autobus et balayeuses-arroseuses
- Delahaye (1894–1954) voitures de luxe, poids lourds et incendie - (1954) rachat par Hotchkiss
- Delaugère et Clayette (1906–1934)
- Donnet (1915-1934) intégrée dans Simca
- Doré et Bouissou (1897-1898)
- E. Hidien (1898-1902)
- E. J. Brierre (1900-1903)
- Compagnie Française des Voitures Électromobiles (1898-1907)
- E. Nicholas & Cie (1909-1916)
- Ernst et C° (1899)
- Eudelin (1905-1908)
- E. Underberg et Cie. (1899-1909)
- Facel Vega (1954–1964) voitures coupés sportifs
- FAGEOT (1898-1901)
- Farman, Micot et Cie (1898)
- Automobiles F. Crespelle (1906-1923)
- Ford-SAF (1916-1954) (1916-1929) Société des Automobiles Ford (SAF) - (1929) Ford SAF, filiale de Ford UK - (1935) filiale de Ford Motor Company - (1954) rachat et intégration dans Simca
- Foucher et Delachanal (1890-1920)
- Fox (1912-1923)
- Géo. Baudier (1900-1901)
- Georges Irat (1921-1953) - La Société des automobiles Georges Irat a été créée en 1921 par Georges Irat sur la base d'une autre marque, basée à Chatou et qu'il avait rachetée, Majola.
- Grossot (1899-1900)
- Automobiles Grégoire (1902-1924)
- Guerry et Bourguignon (1868-1923)
- Société Hautier (1899-1905)
- H. Brulé et Cie (1900-1905)
- H. Deckert et Compagnie (1899-1906)
- Automobiles & Moteurs Henriod (1899-1908)
- Heuliez Automobiles (1920-2013) (1920-1979) Heuliez - (1979) division de Heuliez en Heuliez Bus et Heuliez Automobiles - (2010) 1re faillite - (2013) 2(de) faillite
- Hotchkiss (1904–1954) automobiles, camions et véhicules militaires
- Henri Billouin (1906-1925)
- Société d’Industrie Mécanique (1904-1909)
- Jossu, Jannel et Cie (1911-1913)
- Klaus (1887-1898)
- Société La Nationale (1899)
- Lanty, Hommen et Dumas (1898)
- Latil (1897-1955) automobiles, utilitaires, camions et autocars - (1955) intégration dans SAVIEM
- L'Électrique (1903-1908)
- Automobiles Léo (1895-1898)
- Léon Lemaire (1899)
- Levêque et Bodenréder (1905-1907)
- Lorraine-Dietrich (1897-1941) automobiles et camions - (1934) faillite - (1941) reprise par Gnome et Rhône
- Voitures Légères Louis Guerraz (1900-1902)
- Lufbéry (1898-1902)
- Établissements Malicet et Blin (1890-1925)
- Marlborough (1906–1926) marque anglo-française
- Mathis (1910–1953) constructeur de Strasbourg
- Matra Automobiles (1965–2003) voitures sportives et de course - ex Automobiles René Bonnet & Cie - (1977) reprise par Jean-Luc Lagardère - (2003) scission : rachat par Pininfarina de la division ingénierie revendue à Segula Technologies en 2009 et création de Matra MS pour les pièces détachées revendue à Easybike en 2014
- Microcar (1980-2008) voiturettes sans permis - rachat par Ligier
- MM. Schaudel et Cie (1898-1902)
- Molas Lamielle & Tessier (1899)
- Monica (1972-1974) voitures de prestige
- Monier May et C° (1899)
- MPM (2015-2020)
- Mutel & Cie (1900-1906)
- Société nancéienne (1900-1903)
- Noé Boyer & Cie (1898-1906)
- Automobiles Orel (1905-1914)
- Société générale des voitures automobiles Otto (1900-1914)
- Panhard Defense (2005-2018) véhicules militaires - ex division de Panhard-Levassor rachetée en 2005 par Auverland revendue en 2012 à Renault Trucks Defense - (2018) absorption par Arquus
- Panhard & Levassor (1886–1967) (1965) rachat par Citroën
- Société Passy-Thellier (1903-1907)
- Paul Dupressoir (1897-1914)
- P. Bruneau & Cie. (1901-1908)
- P. Dorigny (1897)
- Manufacture Française d’Automobiles Peillon (1899-1900)
- Établissement métallurgique du Petit-Ivry (1899-1903)
- Ph. Marot, Gardon et Cie (1898-1902)
- Piaggio France (1957-1961)
- Pinède (entreprise) (1898)
- Pougnaud et Brothier (1899-1904)
- Prétot (1896-1900)
- PSA (1976-2021) né de la fusion absorption de Citroën par Peugeot, devient groupe PSA en 2016 et intégré dans Stellantis en 2021
- Ateliers P. Sage (1899-1906)
- René Bonnet Automobiles (1961-1964) ex DB Automobiles - reprise par Matra
- Rosengart (1928–1955) voitures Austin sous licence
- Roulleau et Pilât (1900-1903)
- RVI (1978-2001) camions, autobus et autocars - (2001) absorption de Renault Bus par IVECO et de Camions Renault par Volvo renommé Renault Trucks
- Société des automobiles de Riancey (1899-1901)
- Rupalley, Rouxel et Cie (1897-1900)
- SAFAF (1926-1934) intégrée dans Simca
- Salmson (1919–1957)
- Saurer France (1910-1956) camions - rachat et intégration dans Simca Industries
- Serpollet (1894-1899)
- SAVIEM (1955–1978) camions et autobus - fusion de Latil, Somua et Camions Renault - (1978) fusion avec Berliet et devient RVI
- Société des Automobiles Sigma (1913-1928)
- Simca Automobiles (1934–1979) (1934-1967) Fiat - (1967-1979) Chrysler Europe - (1979-1987) Peugeot
- Simca Industries (1934-1966) camions et autocars - (1966) intégré dans Fiat France-F.F.S.A. - (1975) intégrée dans IVECO
- Sinpar (1907-1914) voiturettes
- Sinpar (1946-1980) camions - (1975) rachat par SAVIEM - (1980) intégration dans Renault
- SOMUA (1914-1955) camion, autobus, trolleybus, véhicules militaires - (1955) fusion de SOMUA, Latil et Camions Renault dans SAVIEM
- Talbot (1903-1935) devient Talbot-Lago
- Talbot-Lago (1935–1958)/(1979-1986) (1952) rachat par Simca - (1958) intégration dans Simca - (1979-1986) filiale de Peugeot
- Société industrielle des Téléphones-Voitures Automobiles Système Ader (1900-1907)
- Th. Cambier & Cie (1892-1905)
- Thorn et Hogan (1899-1902)
- Tracta (1926–1934)
- Société des Automobiles Truffault (1907-1908)
- Unic (1905-1975) automobiles, poids lourds et autocars - (1938) arrêt de la division automobiles - (1952) rachat par Simca Industries - (1966) intégré dans Fiat France-F.F.S.A. - (1975) intégrée dans IVECO
- Compagnie Générale d’Automobiles Van Langendonck (1900-1902)
- VELAM (1953–1959) fabrication de l'Isetta sous licence ISO Rivolta
- Vilain Frères (1900-1902)
- Automobiles Vinet (1896-1904)
- Société des Voitures Électriques (1900-1903)
- Voisin (1918-1946) automobiles d'élite
- Willème (1919-1970) camions
- W. H. Dorey (1898-1913)

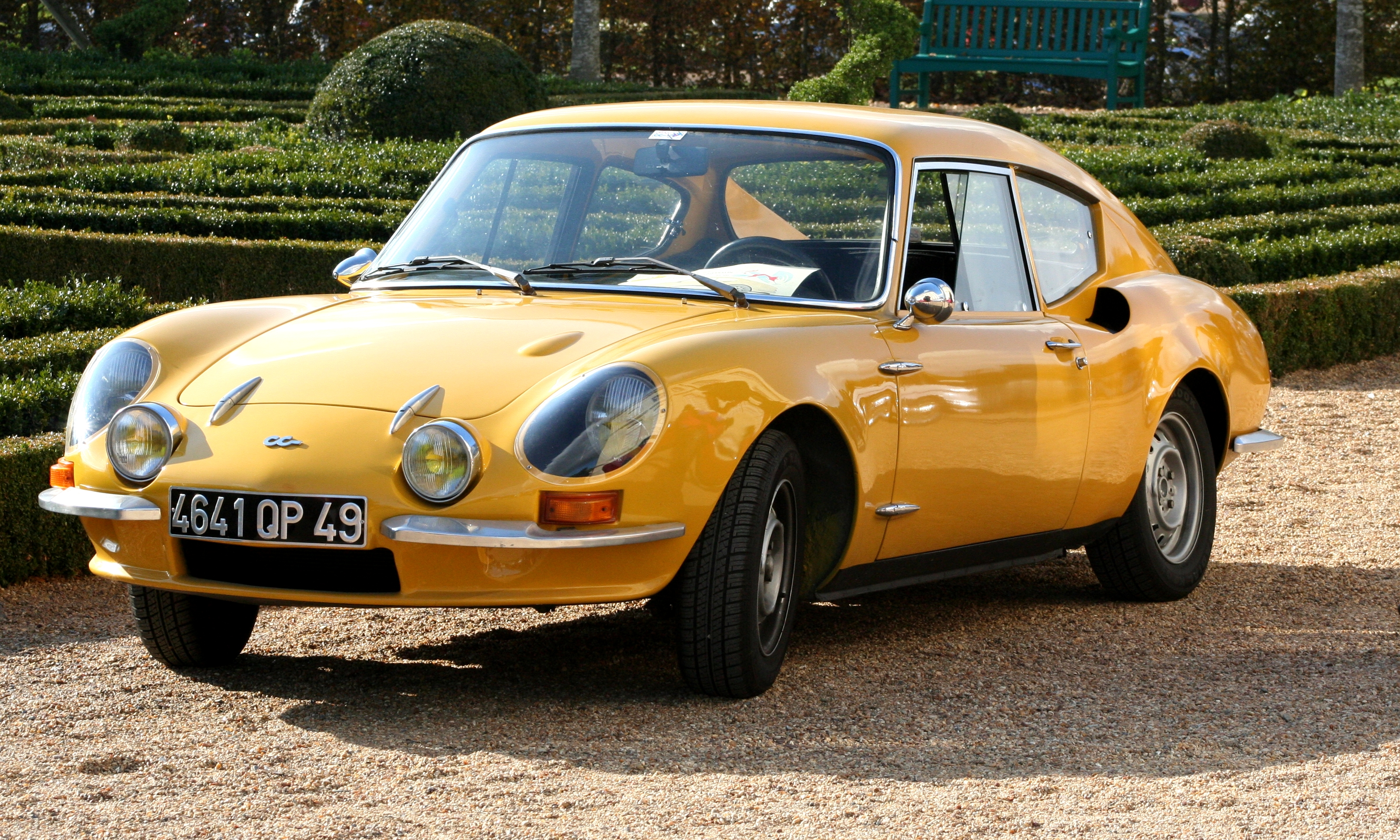
CG C1300
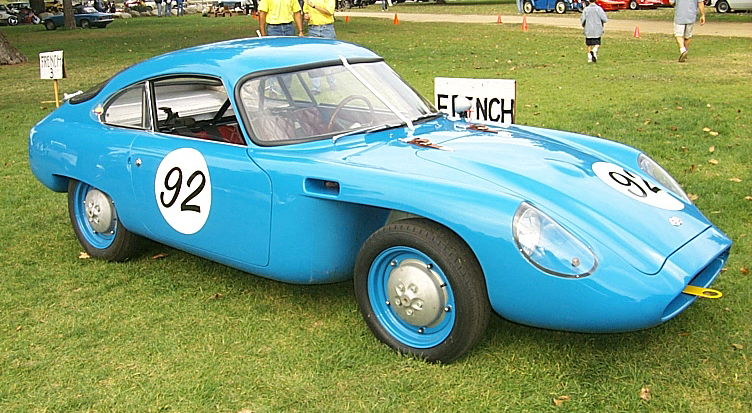
DB Panhard
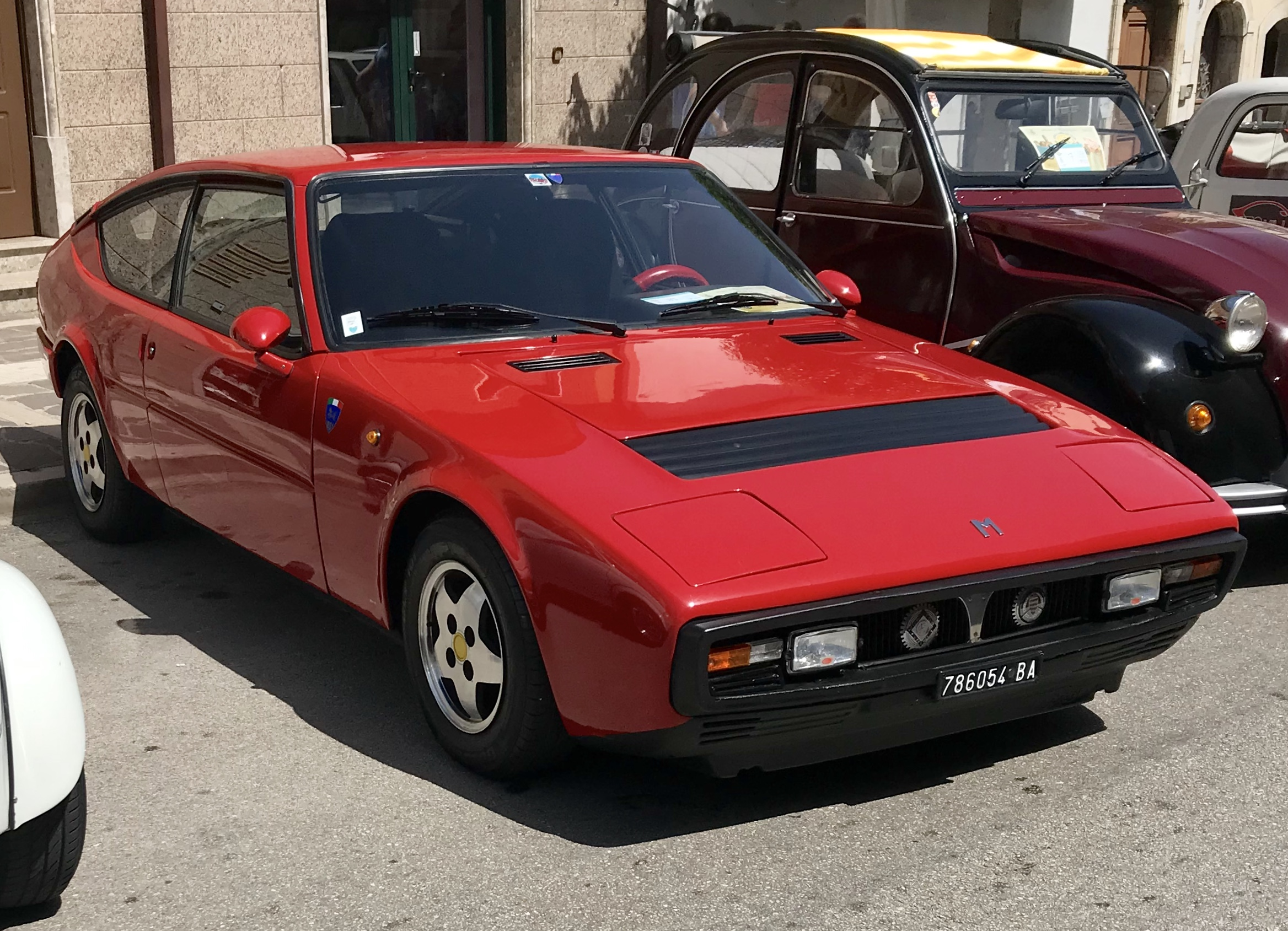
Matra-Simca Bagheera
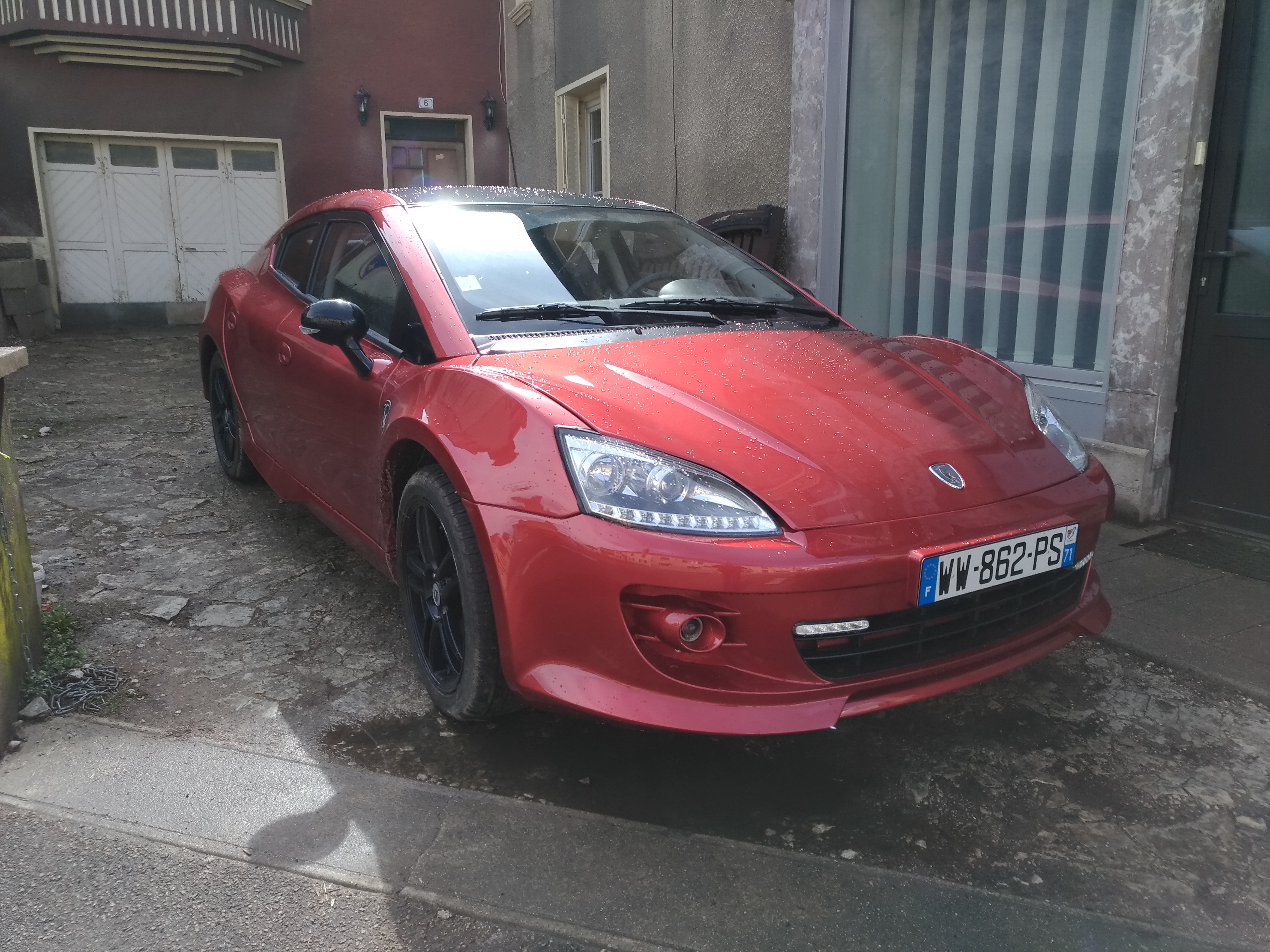
MPM PS 160

## Géorgie

### Marque active
- KAZ (de) (1951-présent)

## Ghana

### Marque active
- C.F.A.O. (en)

## Grande-Bretagne

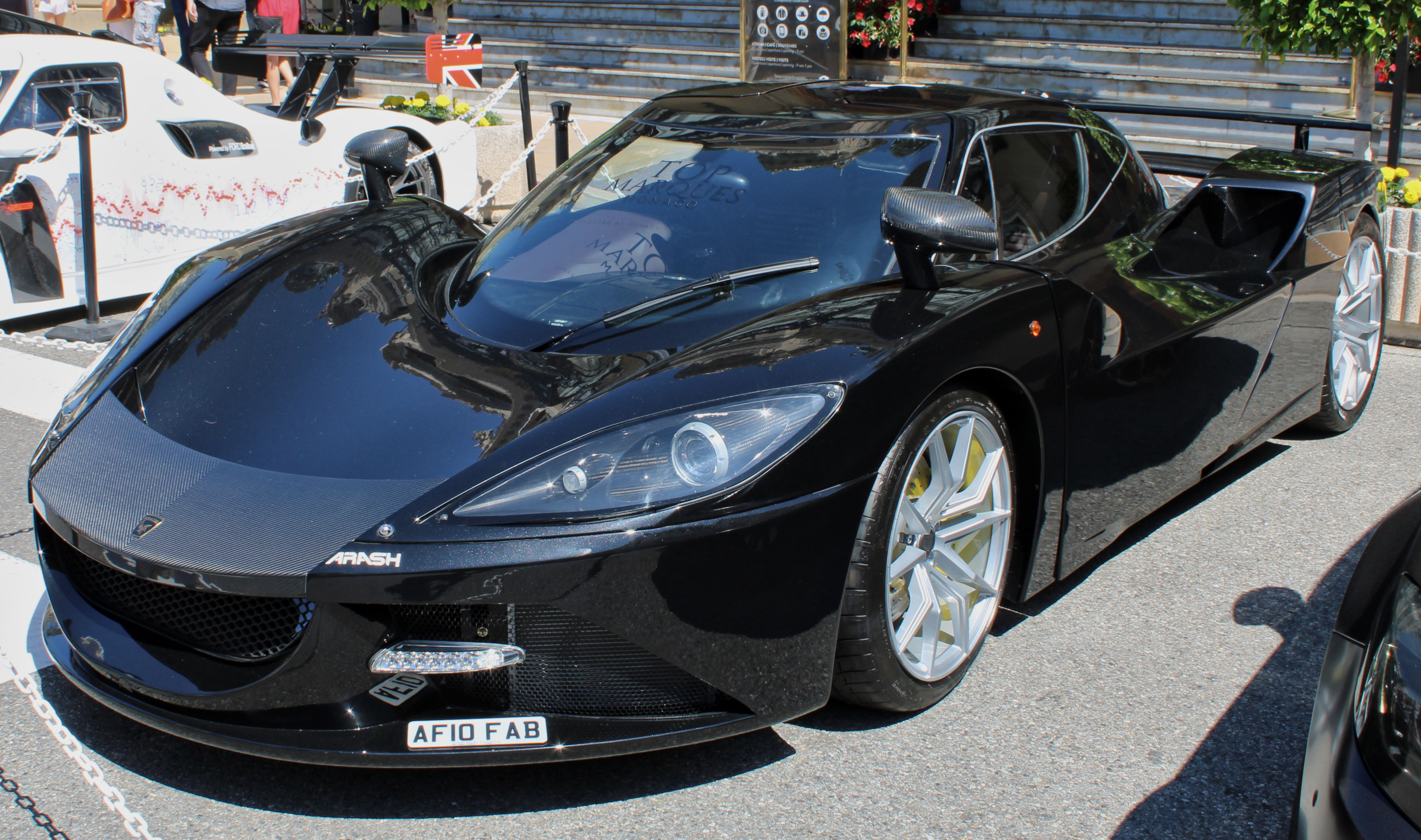
Arash AF10

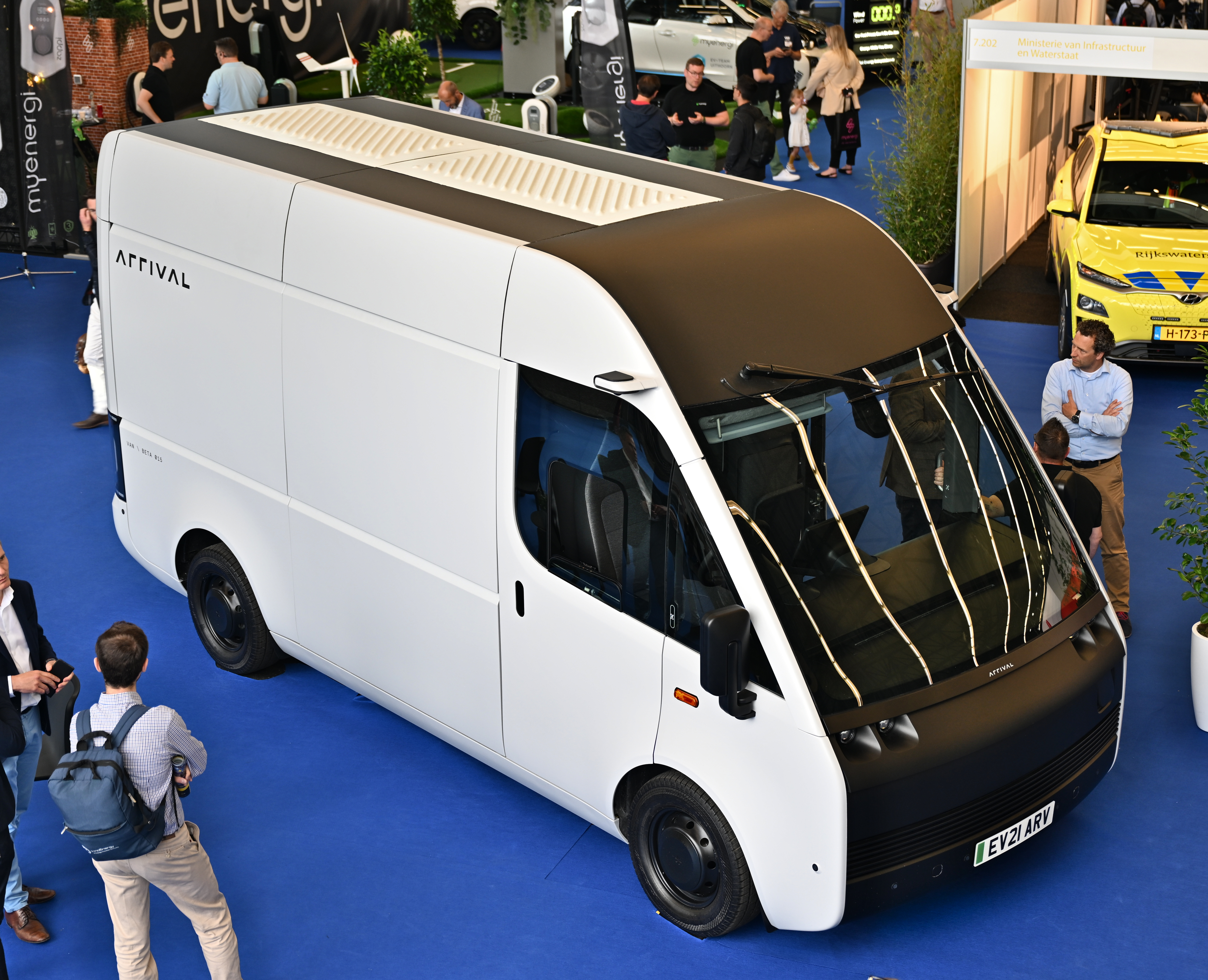
Arrival Van

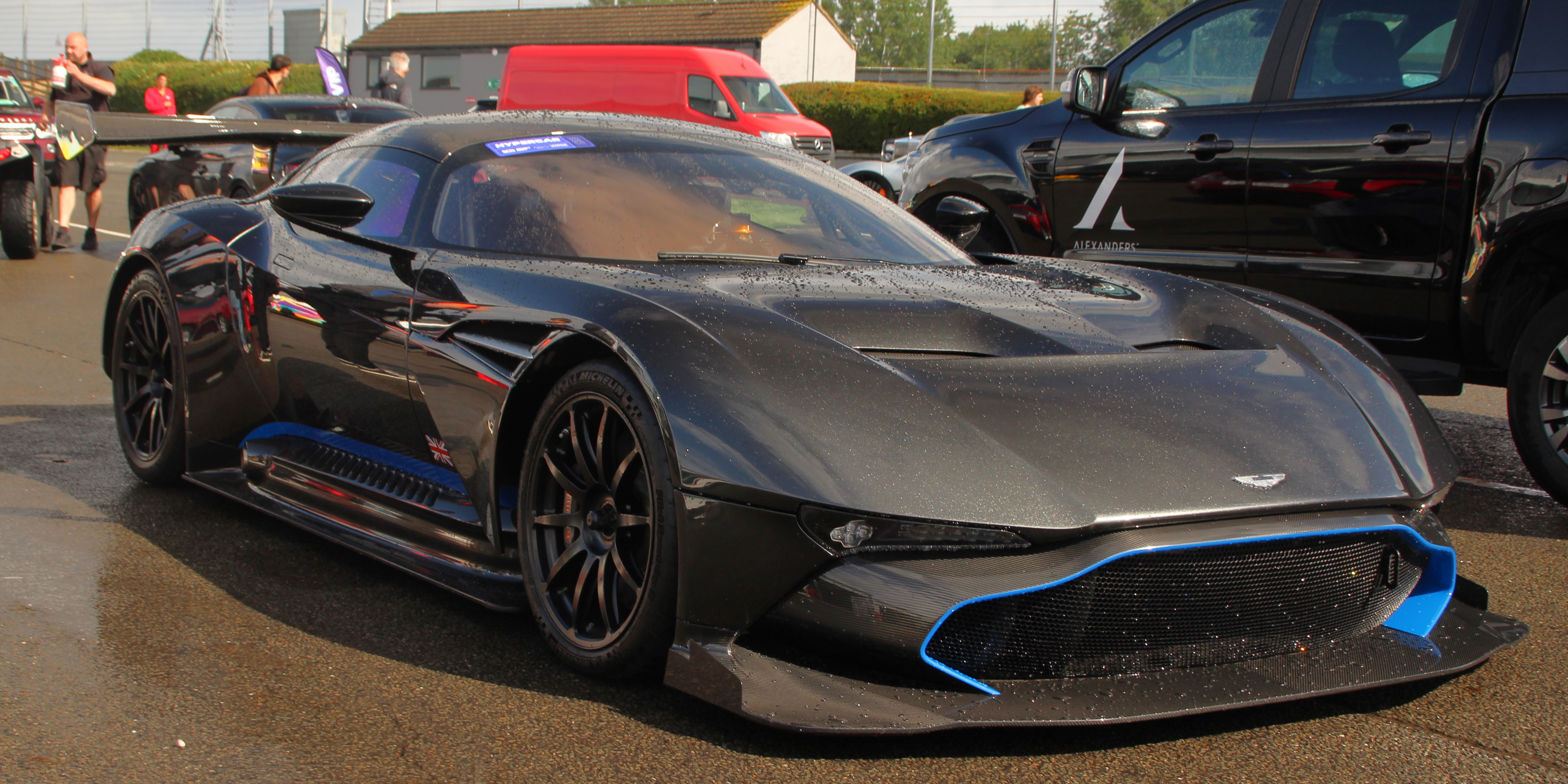
Aston Martin Vulcan

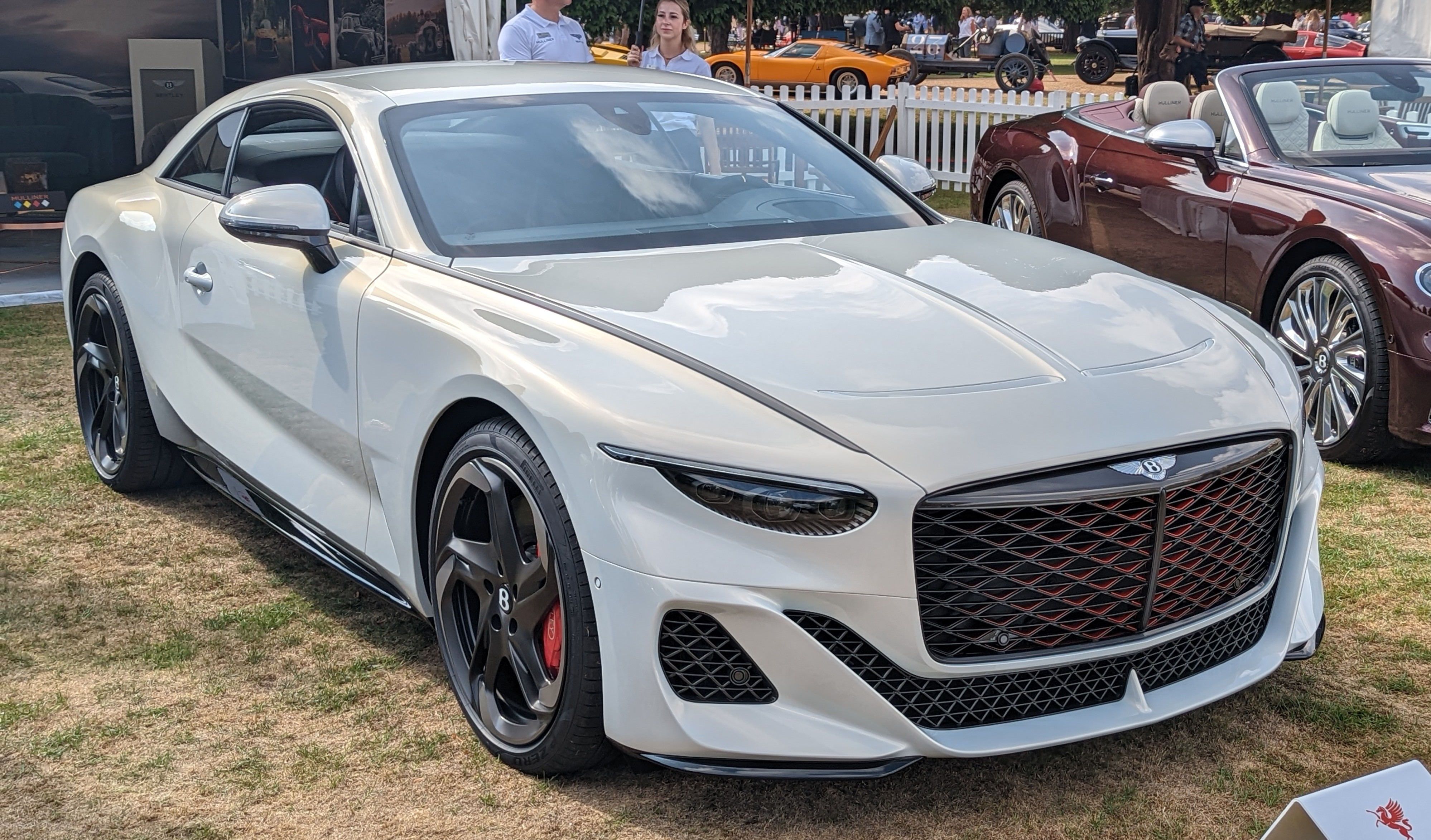
Bentley Mulliner Batur

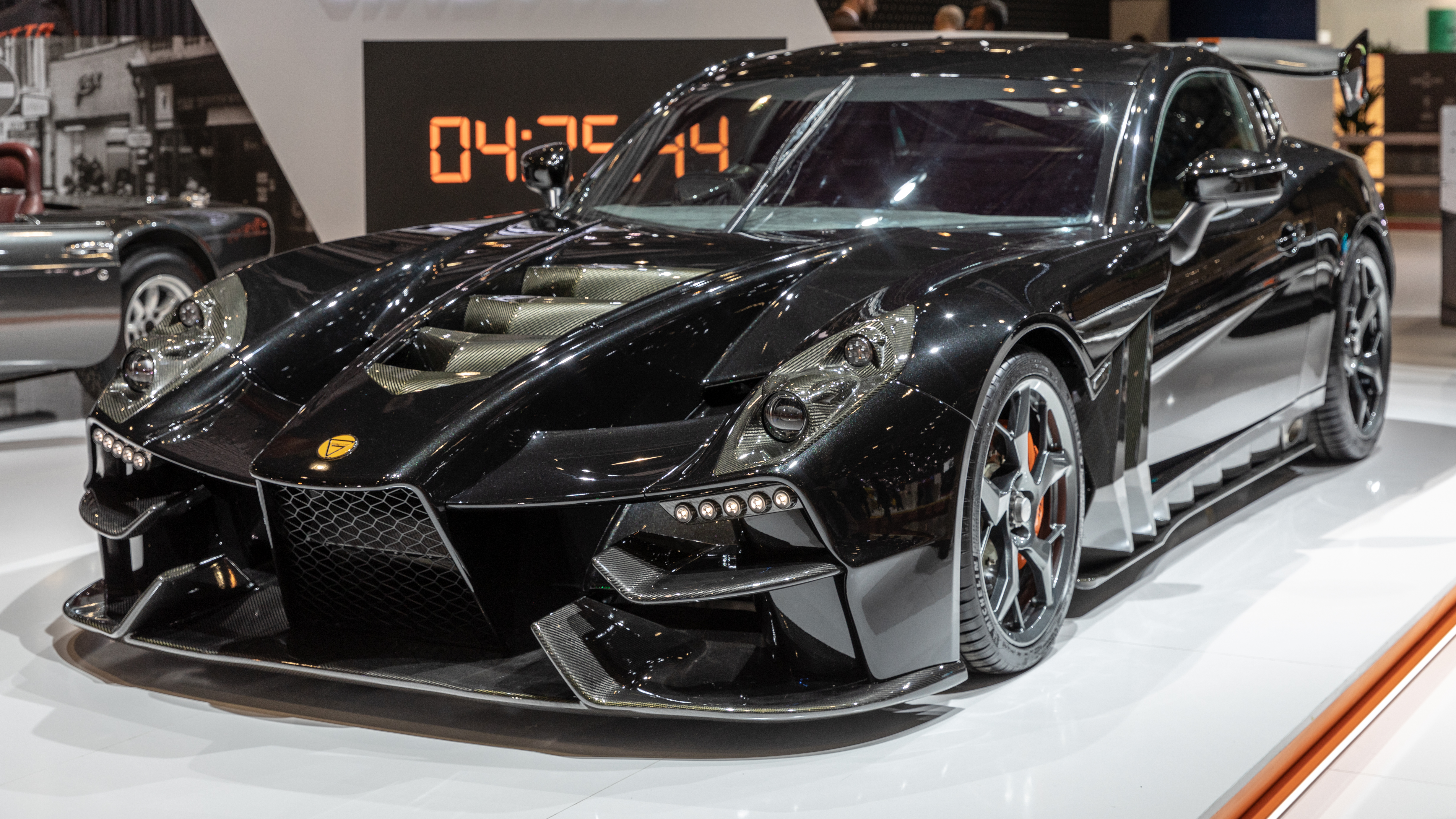
Ginetta Akula

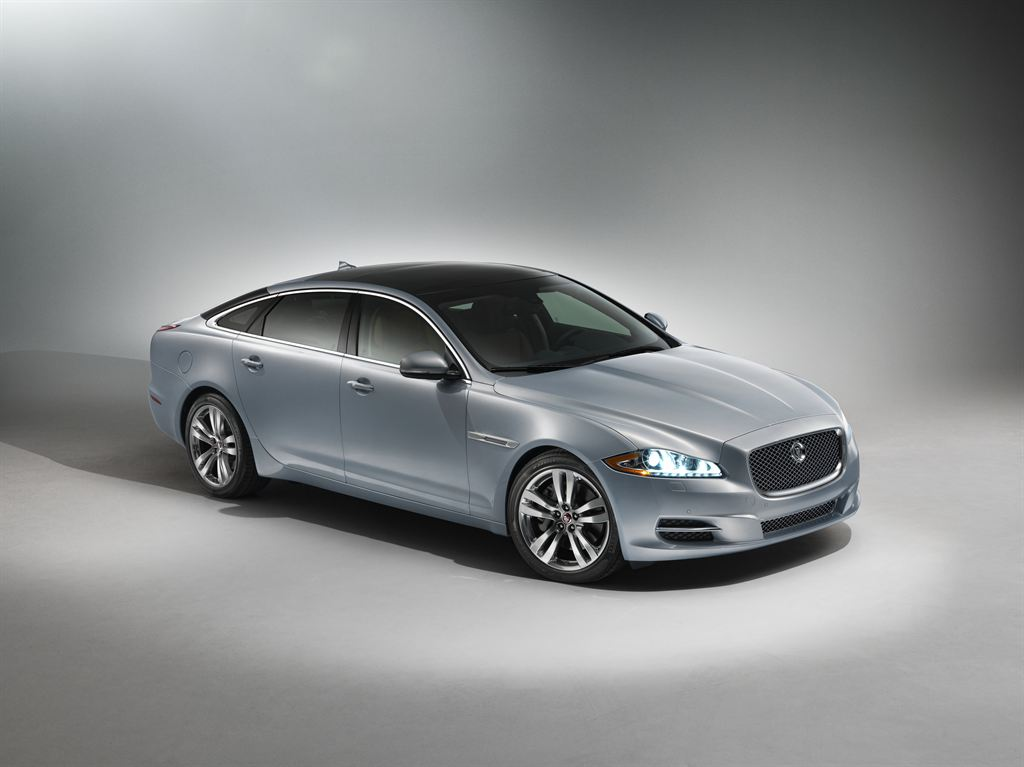
Jaguar XJ

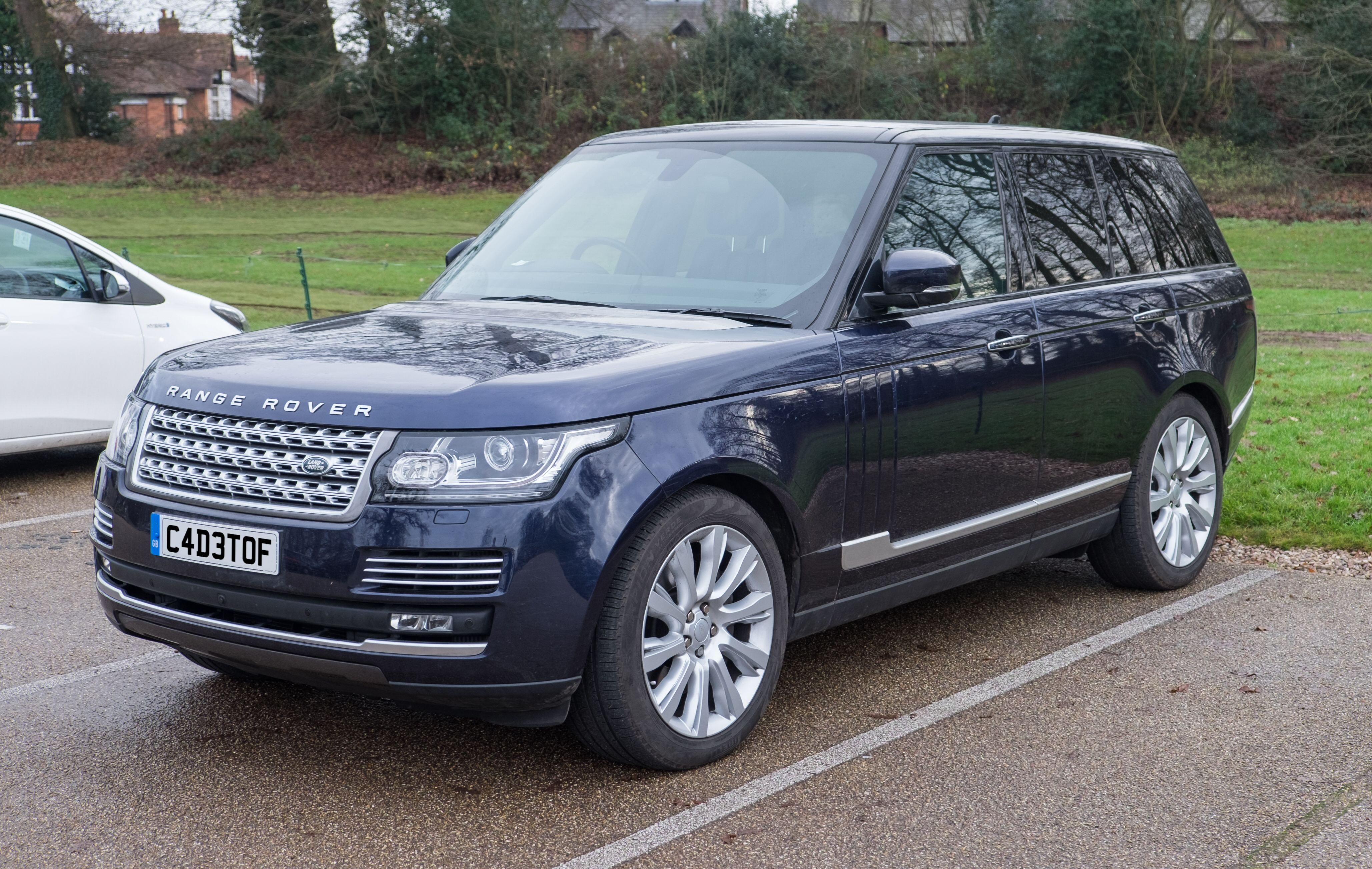
Land Rover Range Rover

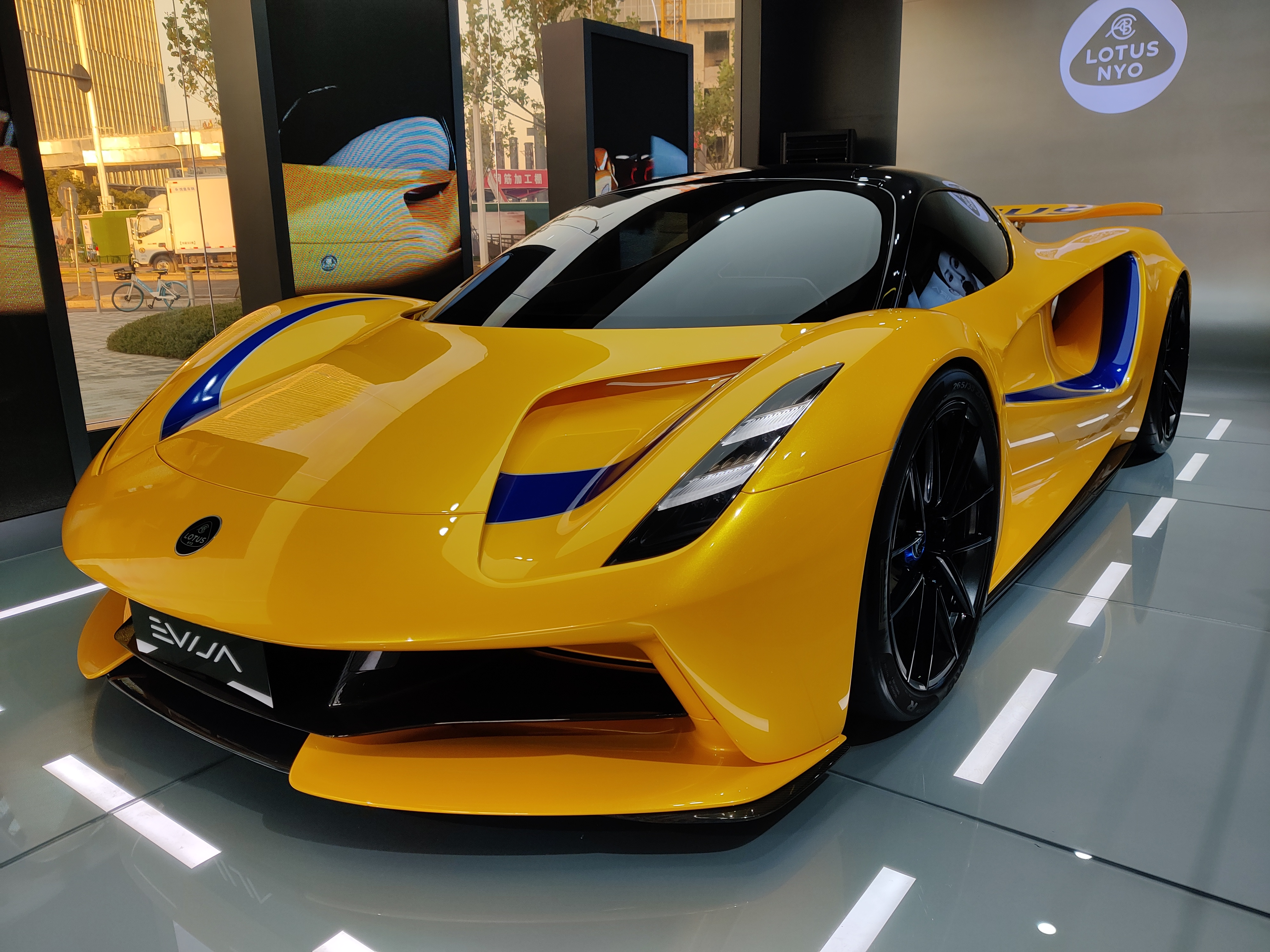
Lotus Evija

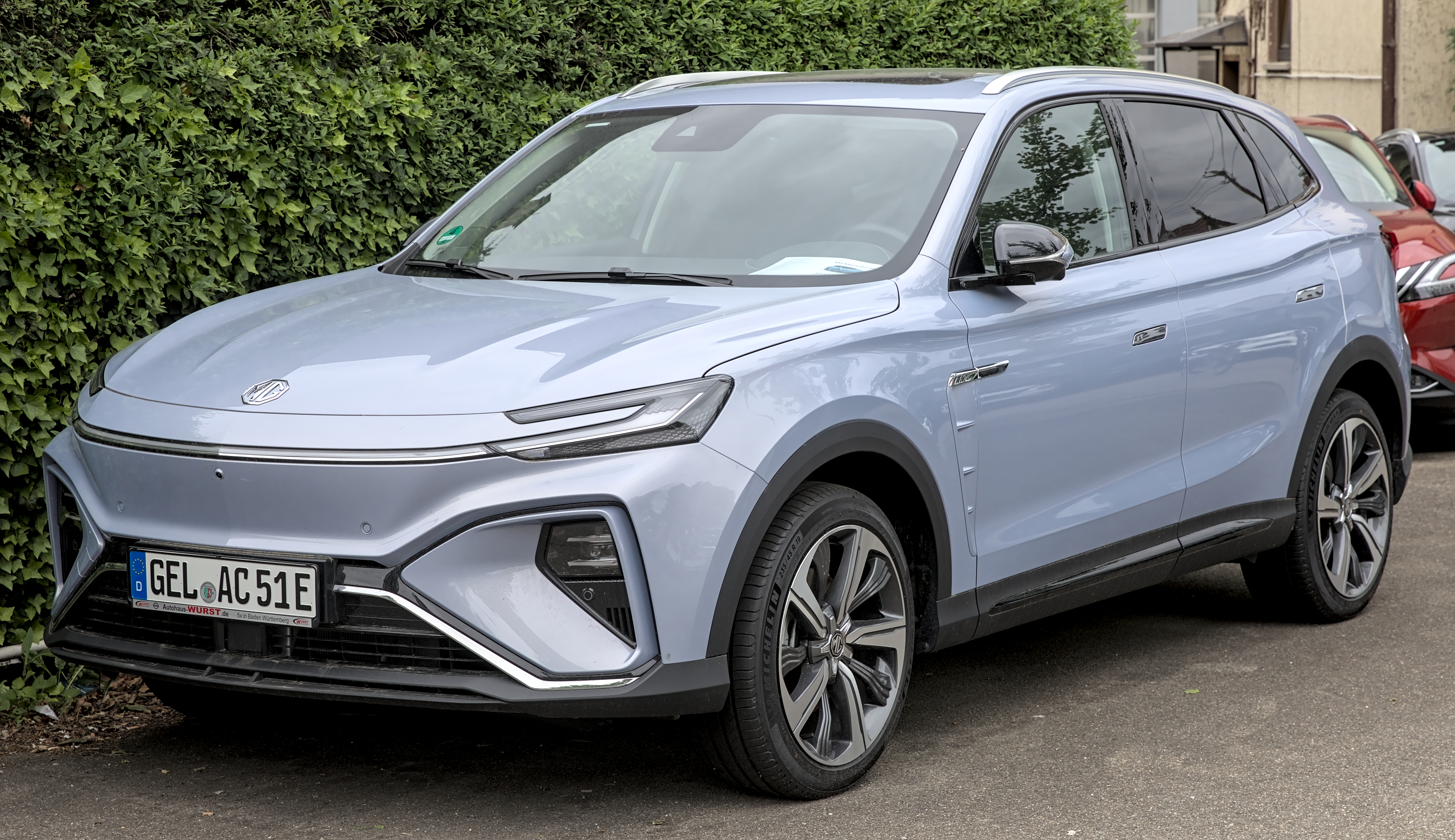
MG Marvel R

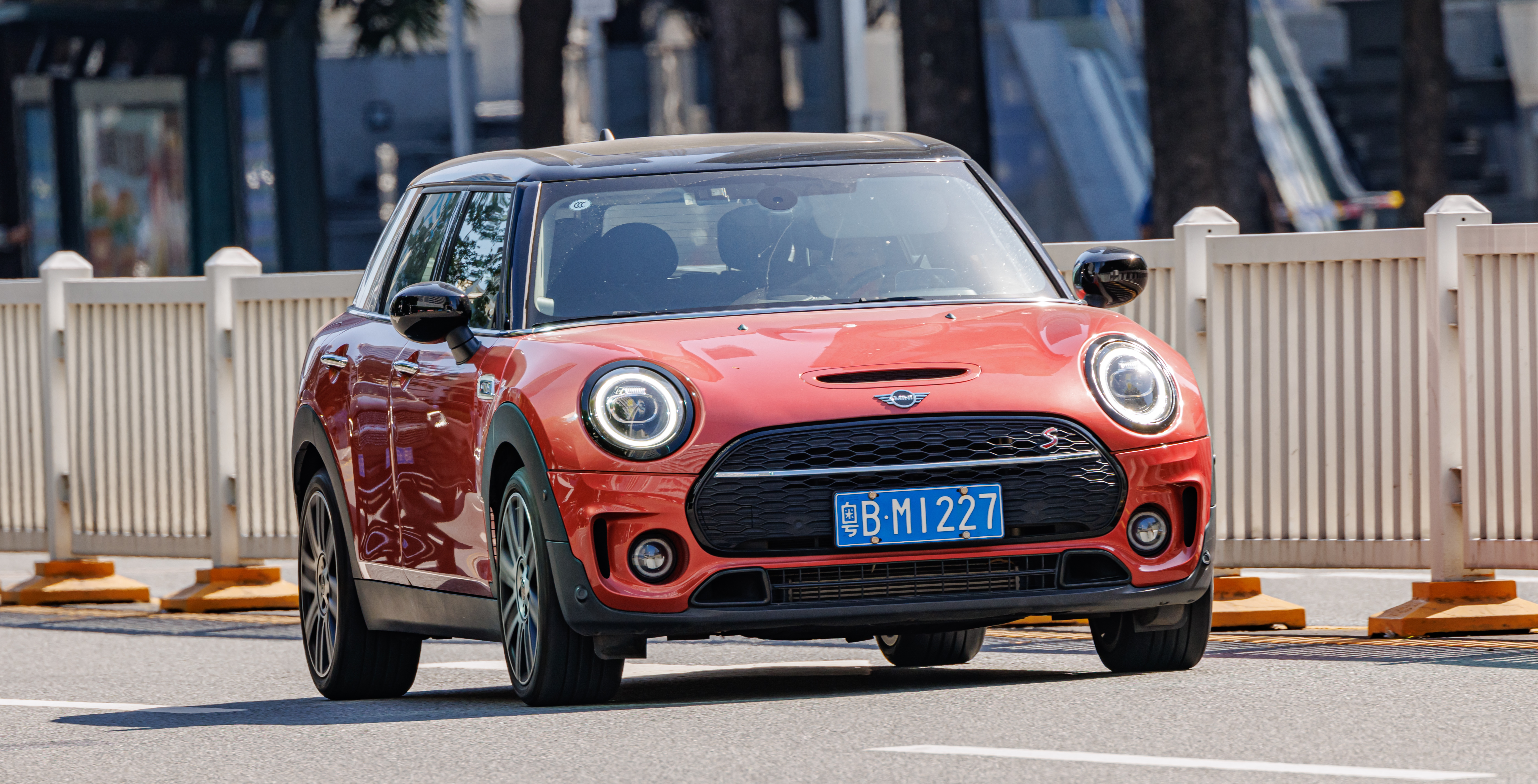
Mini Cooper S

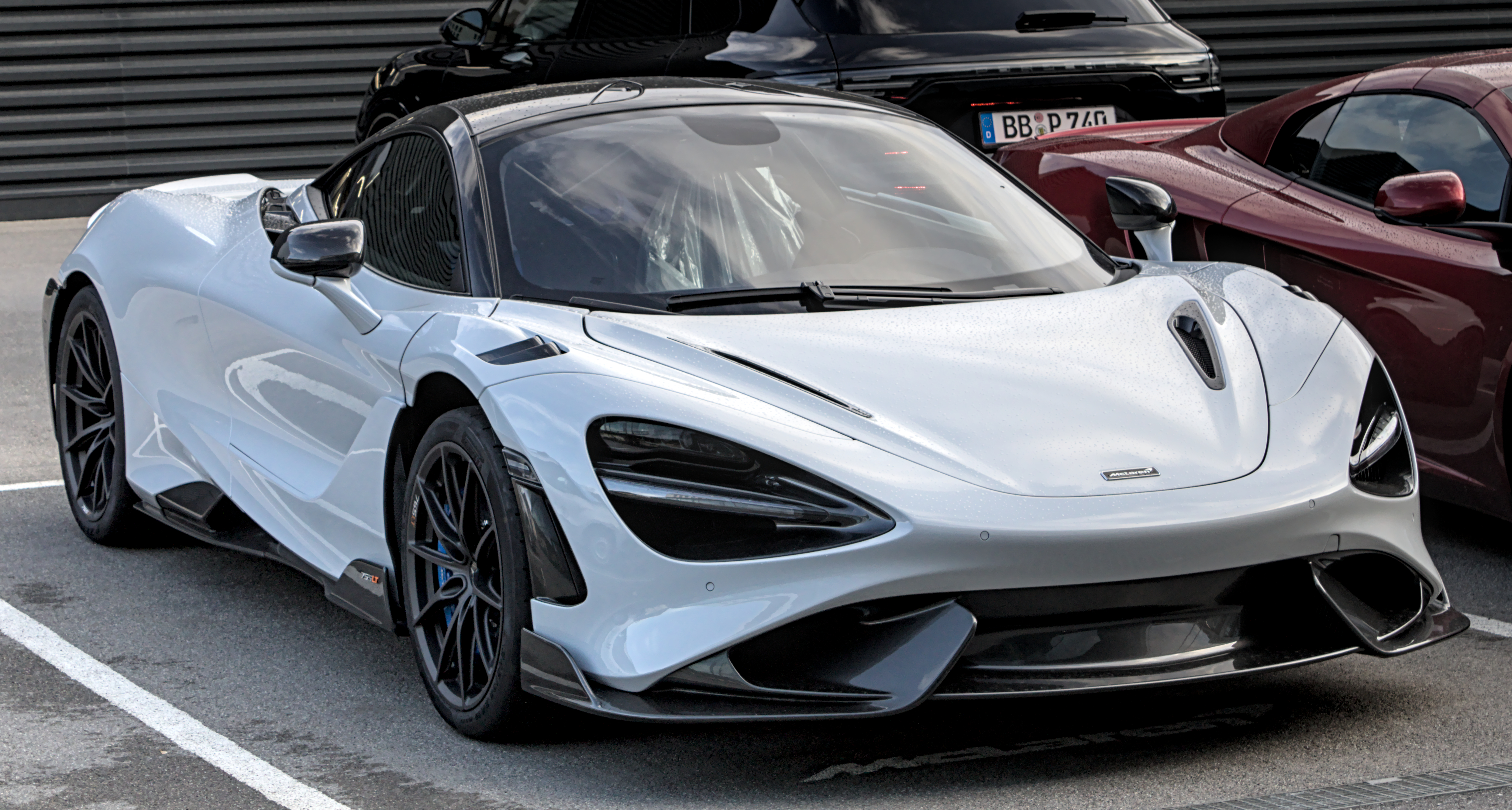
McLaren 765LT

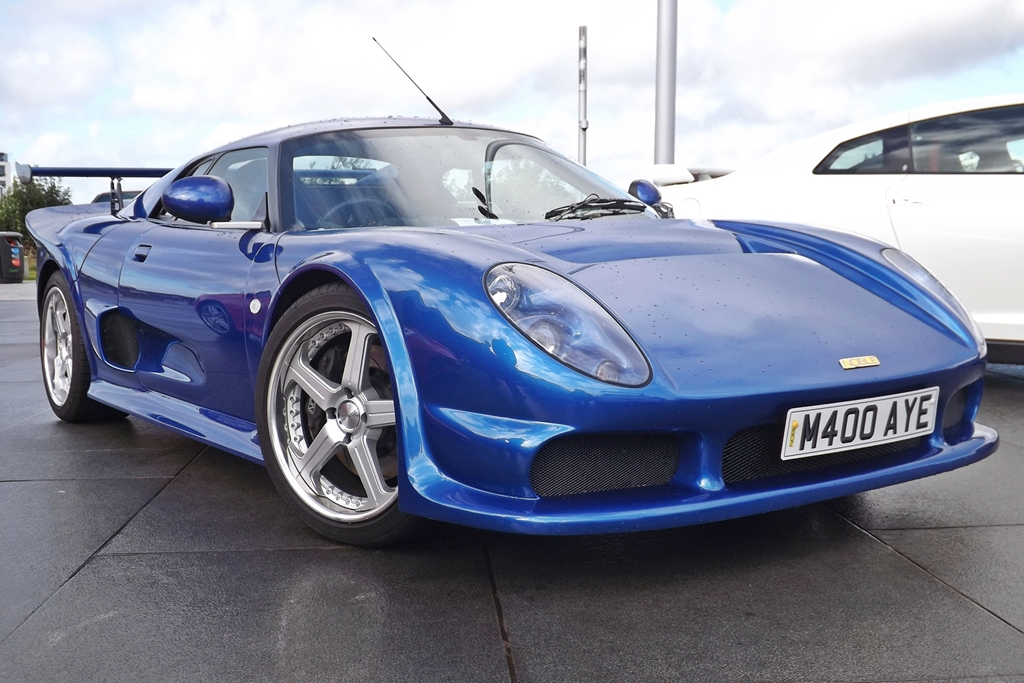
Noble M400

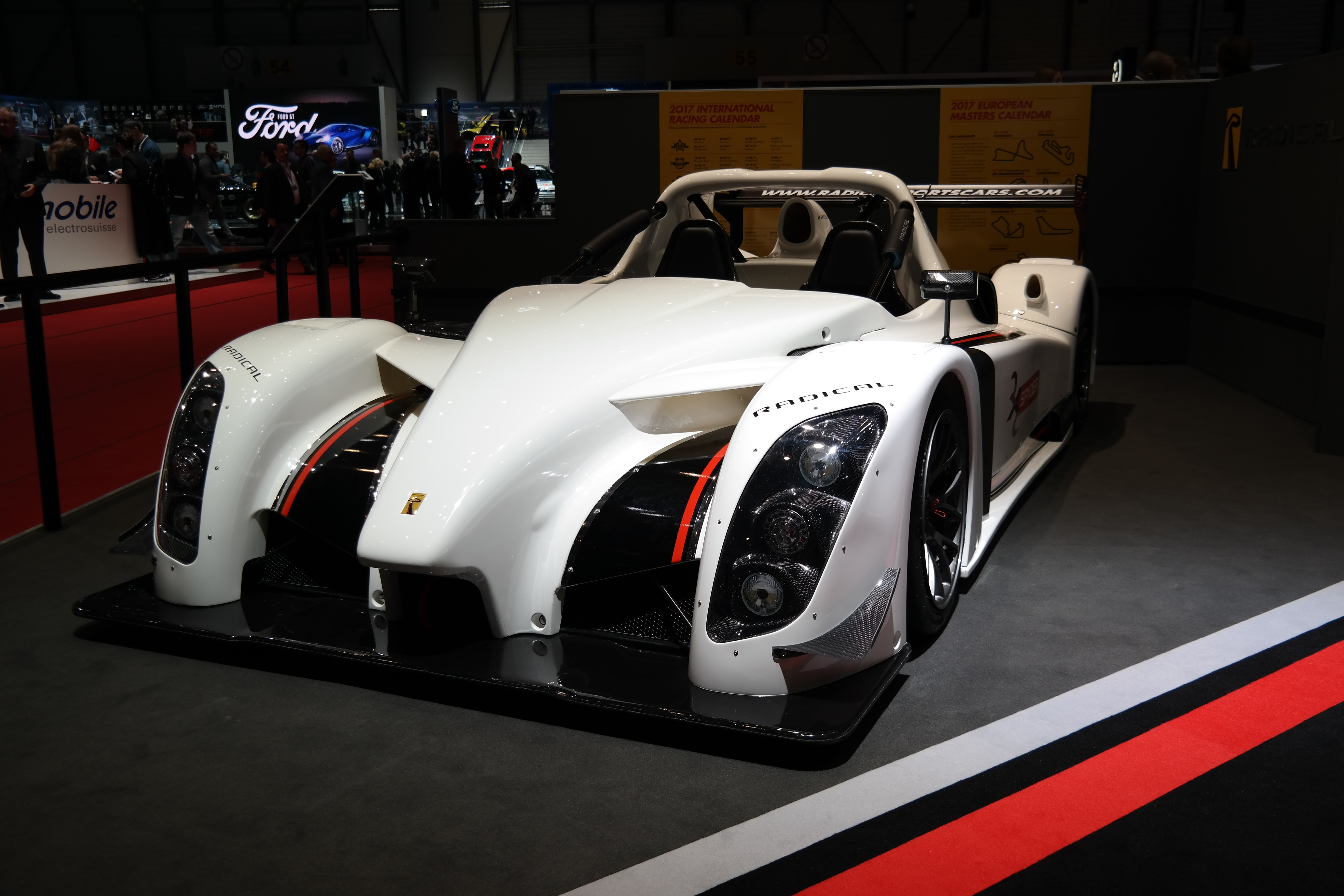
Radical SR3 SL

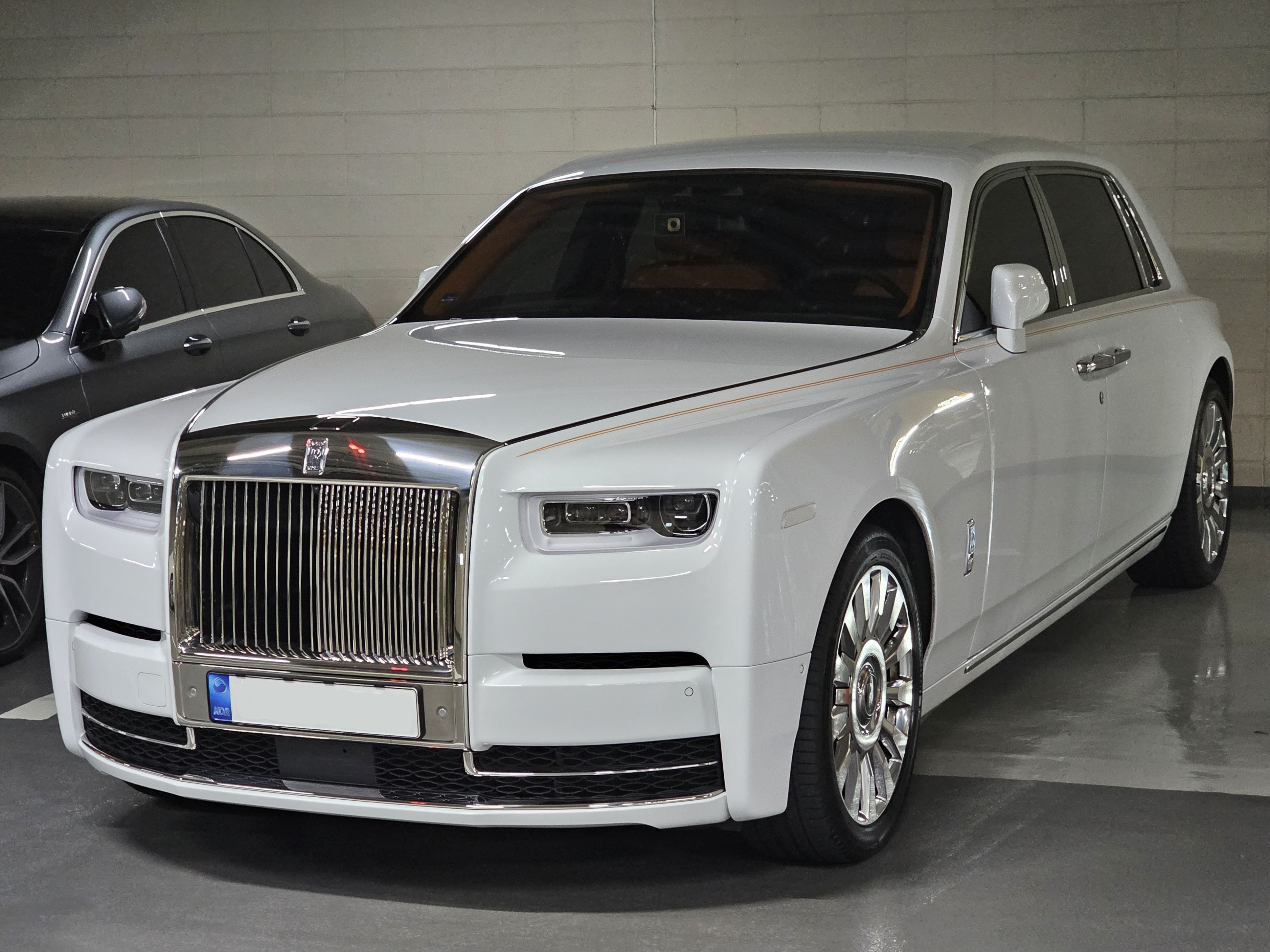
Rolls-Royce Phantom VII

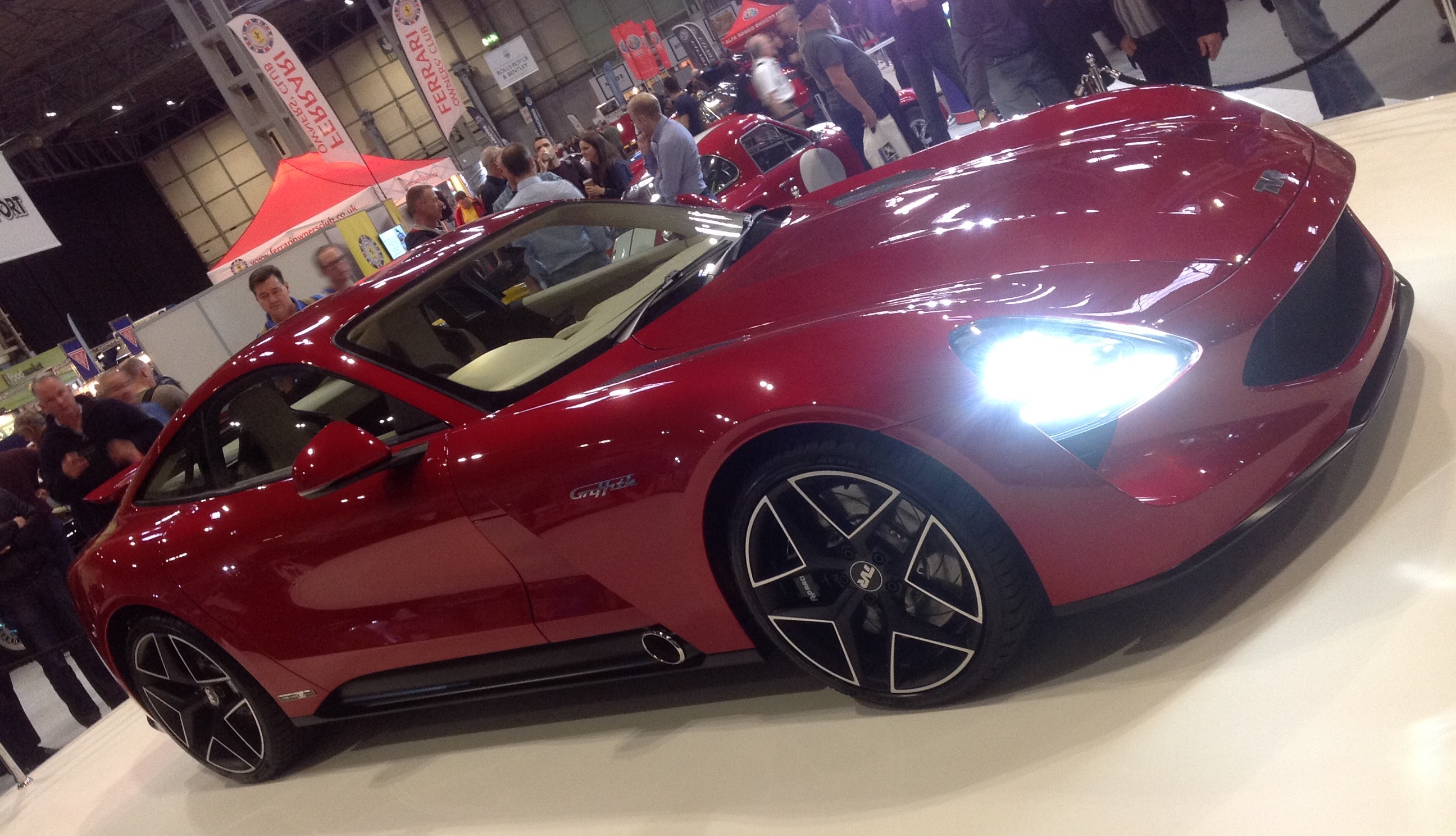
TVR Griffith II

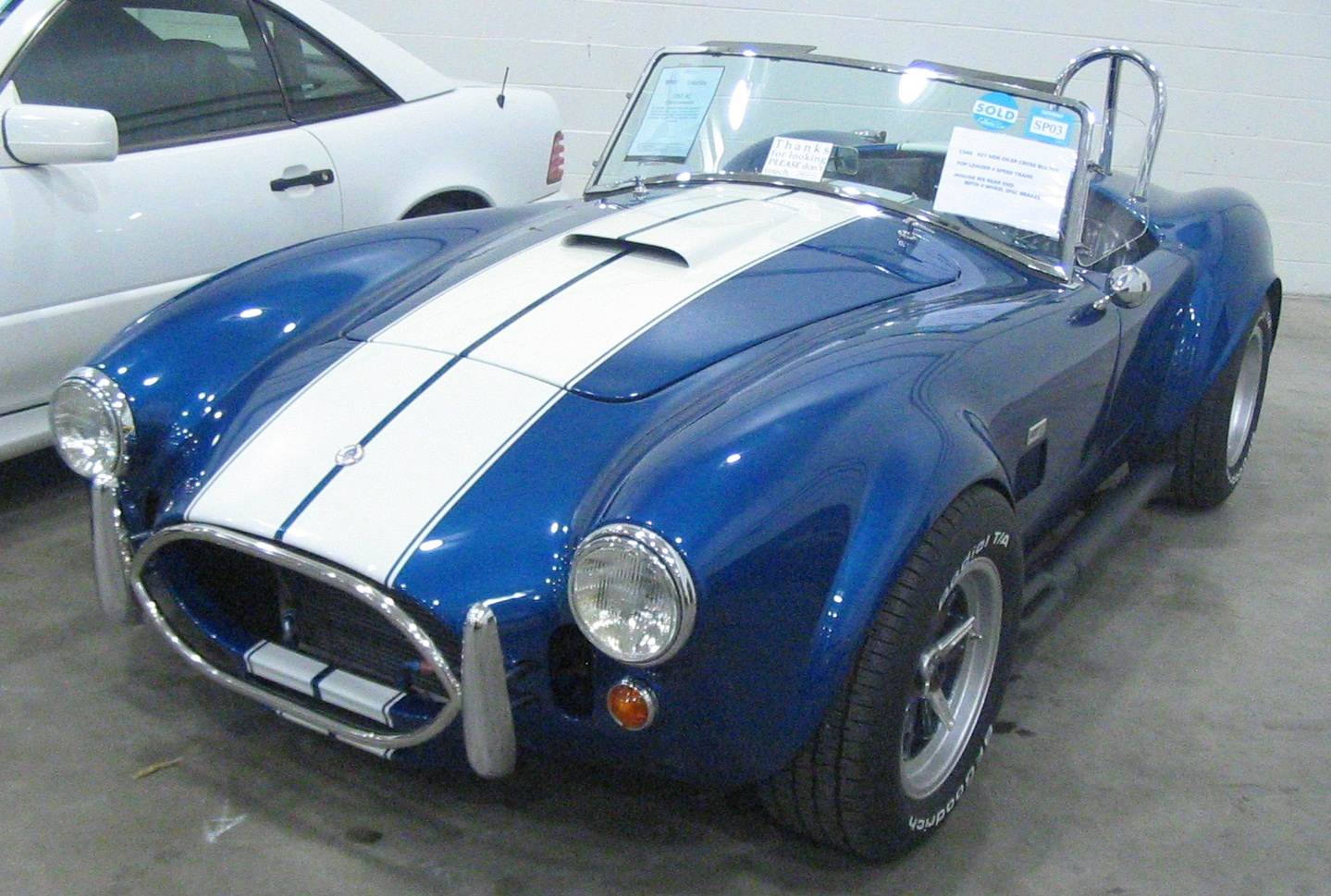
'65 AC Cobra

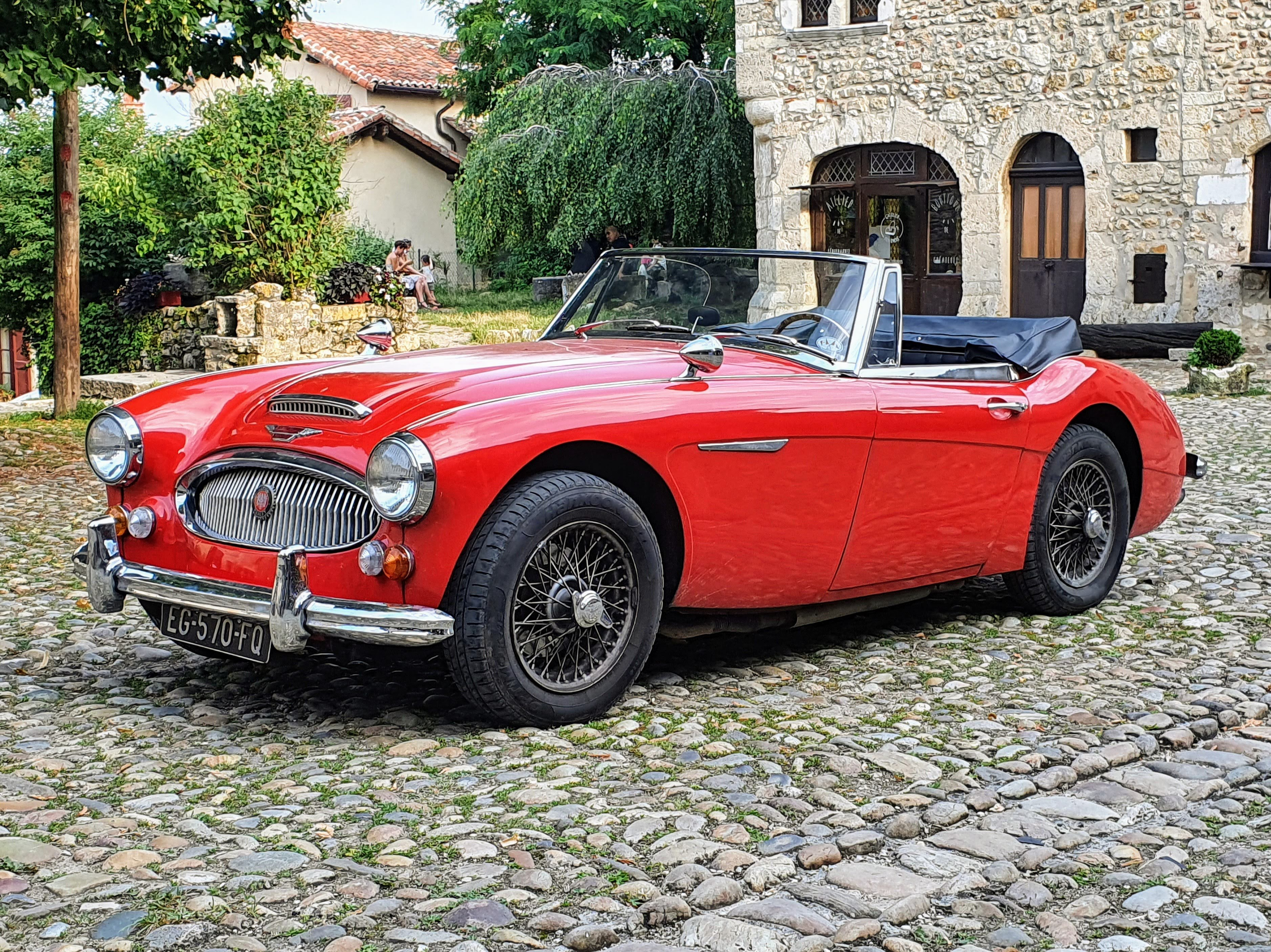
Austin-Healey 3000 Mk III

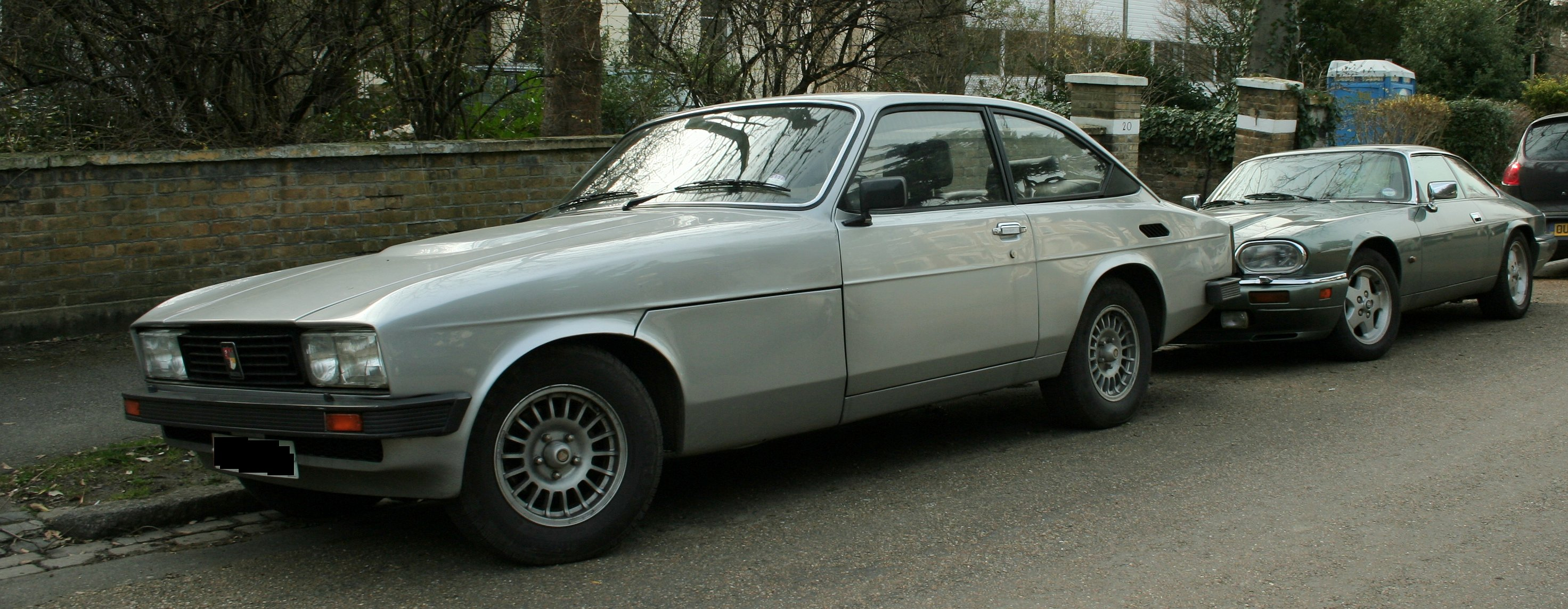
Bristol Brigand

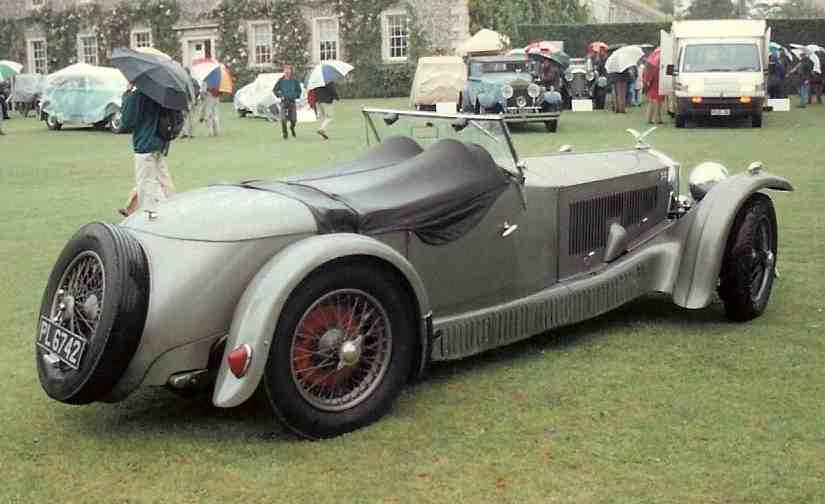
Invicta châssis bas 2 places sport 1931

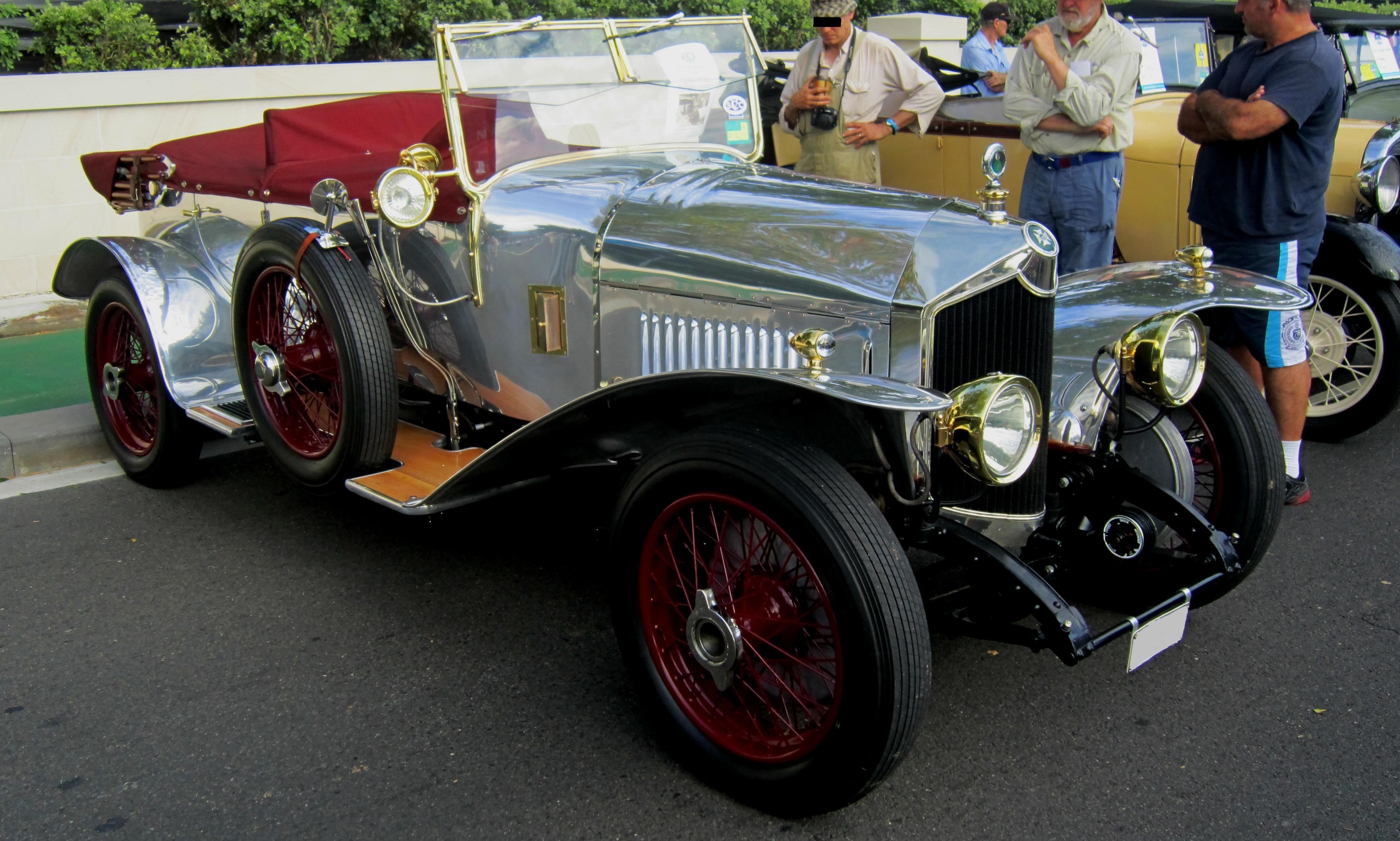
Crossley 20/70

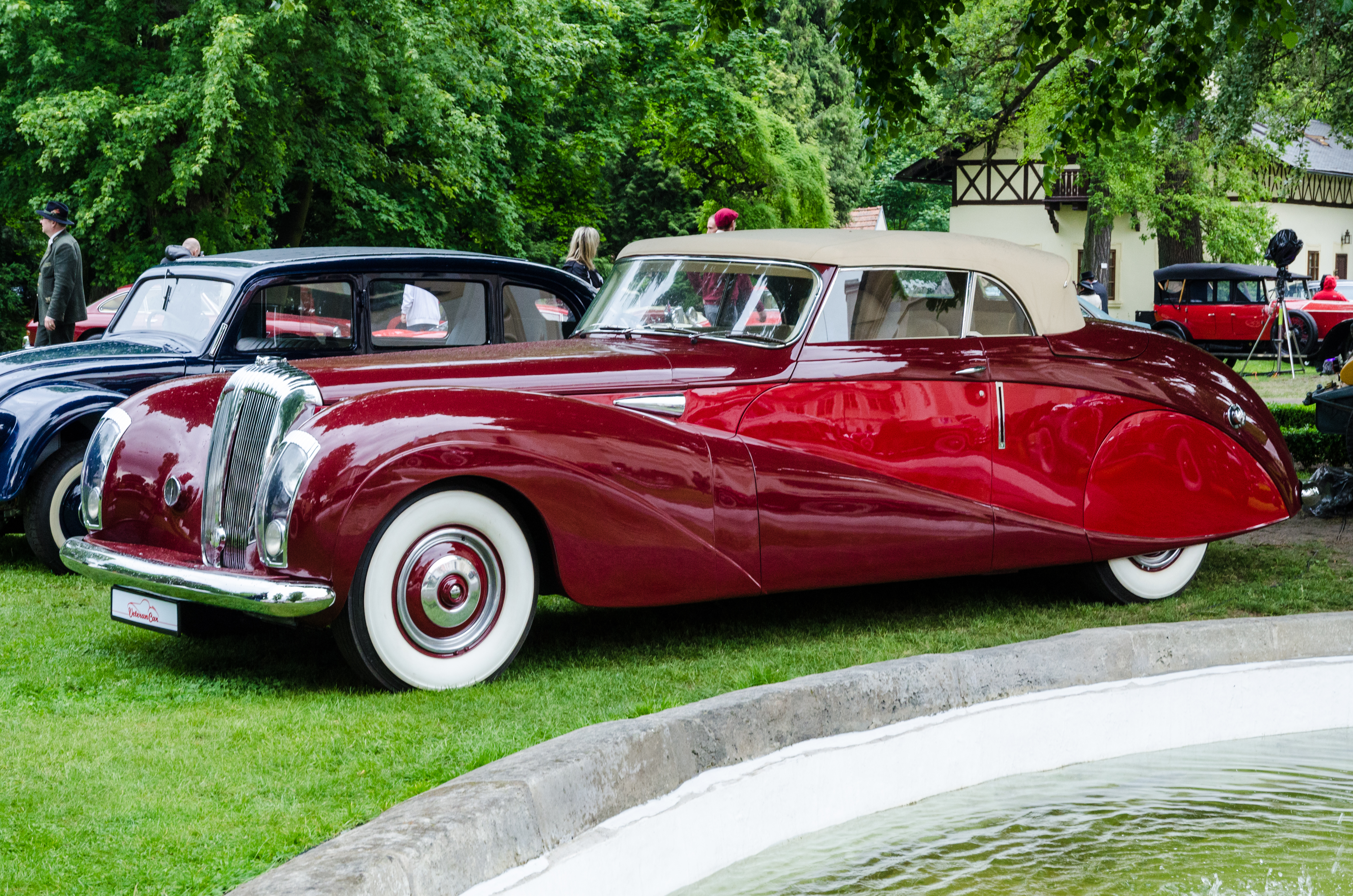
Daimler DE 36 Green Goddess

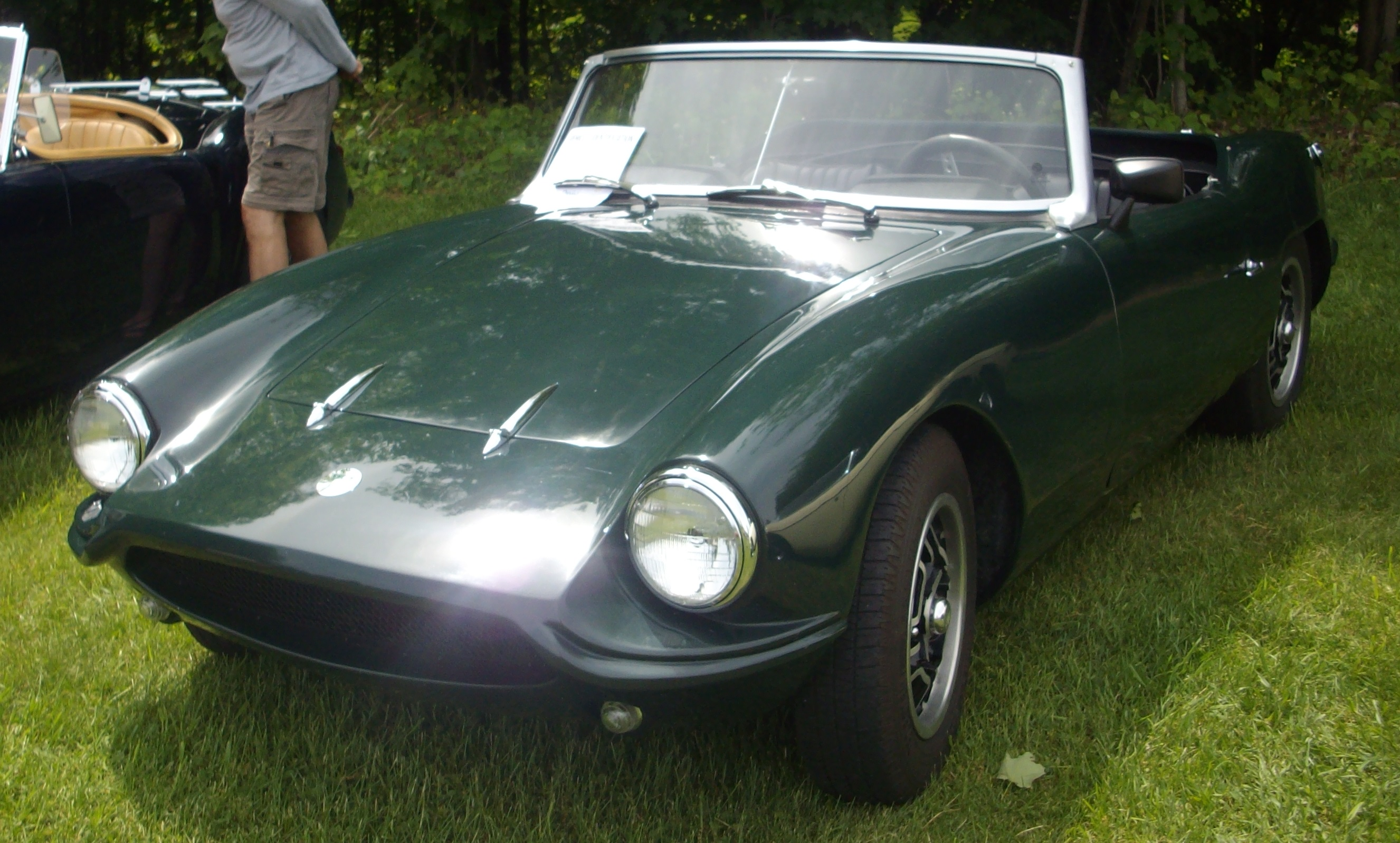
'63 Elva Courier

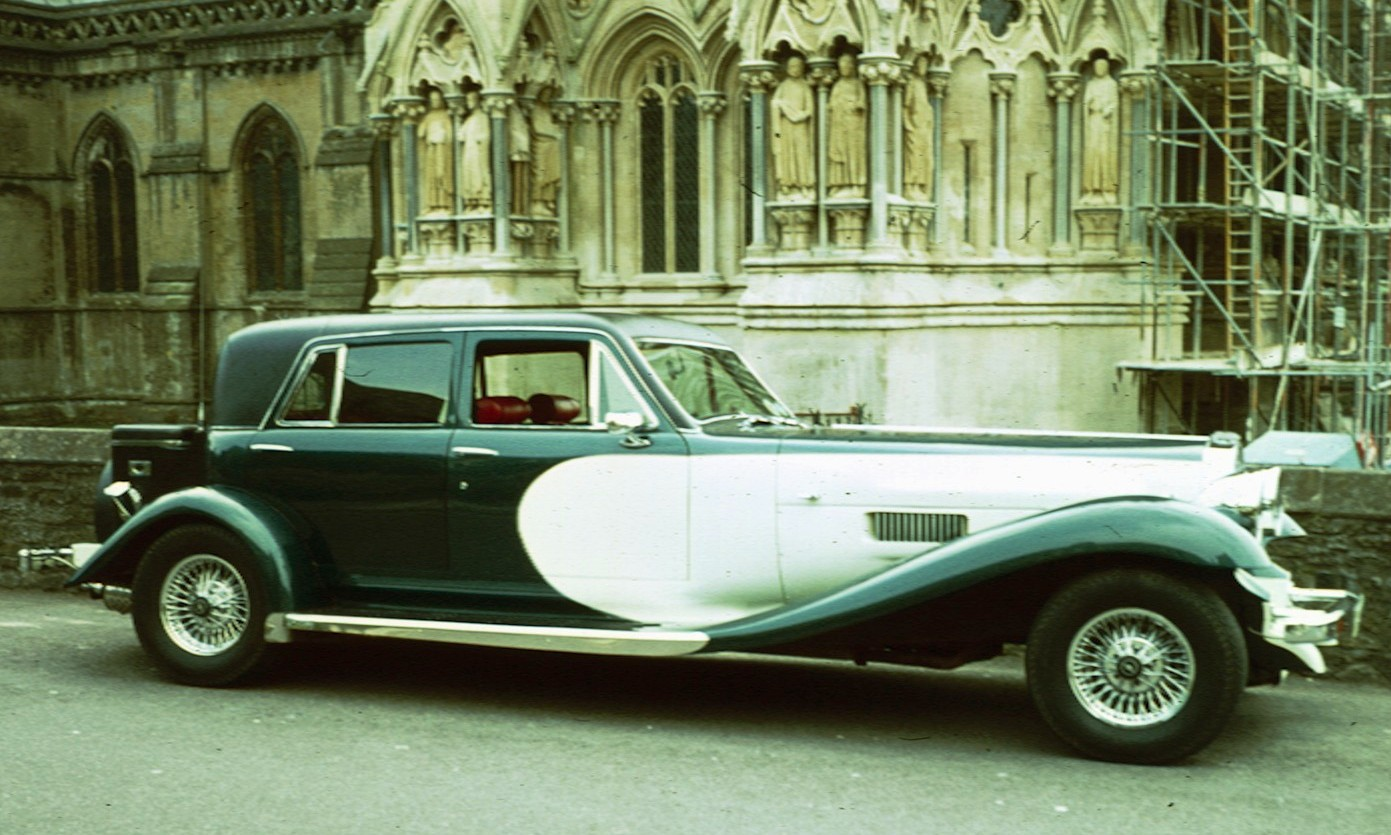
Panther De Ville

### Marques actives
- Apex Motors (2019–présent) supercars
- Arash (en) (1999-présent) supercars - ex Farboud Ltd (1999-2006)
- Ariel Motor Company (1991–présent) voitures de course - ex Solocrest Ltd
- Arrival (2015-présent) véhicules utilitaires électriques
- Aston Martin (1913–présent) voitures de luxe et de course - (1947) rachat par David Brown - (1987) - rachat par Ford Motor Co - (2007) rachat par Prodrive - (2020) rachat par Lawrence Stroll
- Briggs Automotive Company-BAC (2009-présent) voitures de course
- Bentley (1919–présent) voitures de luxe - (1931) rachat par Rolls-Royce - (1980) rachat par Vickers - (1998) rachat par Volkswagen AG
- Bristol Cars (1945-2020) voitures sportives de luxe - (2002) rachat par Tony Silverton - (2015) rachat par Fraser Nash - (2020) faillite
- Caterham (1959-présent) voitures de sport légères - (2006) rachat par Corven Group - (2011) rachat par Tony Fernandes - (2021) rachat par VT Holdings
- Coventry University (1843-présent) école en partenariat avec de grands constructeurs européens
- David Brown Automotive (2013–présent) voitures grandes routières sur commande
- Dennis Eagle (1971-présent) camions bennes à ordures ménagères - (2007) rachat par Ros Roca SA
- Ford of Britain (1909-présent) filiale de Ford Motor Company
- Ginetta (1958–présent) voitures de course - (2005) rachat par Lawrence Tomlinson
- Jaguar (1935–présent) voitures de luxe - ex SS Cars renommée Jaguar en 1945 - (1966) nationalisation et fusion dans British Motor Corporation - (1989) rachat par Ford - (2008) rachat par Tata Motors renommé Jaguar Land Rover
- Land Rover (1948–présent) SUV et véhicules tout terrain - (1967) rachat par British Leyland - (1994) rachat par BMW - (2000) vente à Ford Motor Co. - (2009) vente à Tata Motors et intégration dans Jaguar Land Rover
- Lanzante (en) (années 1970 - présent) entretien, restauration et développement de véhicules uniques, participation à des courses automobiles
- Lister (1954-1960 / 1986-présent) voitures de sport et de course
- LEVC (en) (2013–présent) Taxis londoniens - ex Carbodies et LTI Ltd - filiale de Geely
- Longbow (2023-présent) voitures sportives
- Lotus (1952–présent) (1952-1986) Lotus - (1986-1993) General Motors - (1993-1996) ABCN Holdings - (1996-2017) Proton - (2017-présent) Geely
- MG Cars (1924-présent) (1952) rachat par BMC - (1968) intégrée dans British Leyland - (1990) intégrée dans Austin Rover Group - (1992) intégrée dans Rover Group - (2000) intégrée dans MG Rover Group - (2006) vente à Nanjing Automobile intégrée dans SAIC en 2007
- Mini (1969-présent) (1959) création du modèle Austin Mini et Morris Mini - (1969) Mini devient une marque - (1994) rachat par BMW
- McLaren (2010–présent) voitures de sport
- Midas (1978-présent) voitures en kit
- Morgan (1910–présent) voitures de sport rétro
- Noble (1999–présent) voitures de sport
- Radical (1997–présent) voitures de course sport prototype
- Rolls-Royce (1904–présent) voitures de luxe - (1971) nationalisation pour éviter la faillite - (1973) scission des activités aéronautiques Rolls-Royce Ltd et automobiles - (1980) vente à Vickers - (1998) vente à Volkswagen - (2003) vente à BMW
- Red Bull Racing (2005-présent) Red Bull rachète l’écurie Jaguar Racing pour participer au championnat du monde de Formule 1, devenant rapidement une équipe majeure et multiple championne du monde
- Royal College of Art (1837-présent) université ayant fait des partenariats avec Jaguar, Land Rover et McLaren pour projets conceptuels avancés
- Team Veloqx GTPs
- TVR (1947–2006 / 2013–présent) voitures de sport - (1981) rachat par Peter Wheeler - (2004) rachat par Nikolay Smolensky - (2006) fermeture - (2013) rachat par Les Edgar et John Chasey
- Ultima (1983-présent) Supercars et hypercars
- Vauxhall (1897–présent) (1927) rachat par General Motors - (1986) unification avec les modèles Opel - (20 - 18) rachat par PSA - (2021) intégration dans Stellantis
- Viritech

### Marques disparues
- AC Cars (1901-2008) voitures de sport
- AEC (1912-1979) autobus, trolleybus et camions - (1962) rachat par Leyland Motors - (1968) intégration dans British Leyland
- Albion Motors (1899-1972) voitures et utilitaires - (1951) rachat par British Leyland
- Allard Motors (1945–1962) voitures de sport
- Alvis (1919-1967)
- Armstrong Siddeley (1919-1959) automobiles de luxe et camions - ex Siddeley-Deasy - intégrée dans Roll-Royce
- Ascari Cars (1995–2010) voitures de sport
- Austin Motor Co. (1905-1988) automobiles et véhicules militaires - (1952) fusion avec Morris Motor Co. pour créer British Motor Corporation - (1968) fusion de BMC avec Leyland Motor pour créer British Leyland-BL - (1988) BL devient Rover, abandon d'Austin
- Austin-Healey (1952–1972) voitures de sport
- Bedford (1930-1991) véhicules utilitaires et poids lourds - filiale de Vauxhall (entreprise) division de General Motors - (1986) vente de la division poids lourds à AWD Ltd et de la division VU à IBC vehicles (JV Isuzu - Bedford) - (1991) l'usine produit les Isuzu MU Wizard et Renault Trafic sous licence vendus sous les marques Vauxhall et Opel
- Berkeley (1956–1960) micro voitures
- Bond (en) (1922-1970) voitures à 3 roues
- Bristol Cars (1945–2020) voitures sportives de luxe
- Bristol Commercial Vehicles (1908-1983) autobus - (1965) rachat par Leyland Motors - (1983) absorption dans Leyland Bus
- British Leyland (1968-1986) fusion de Leyland Motors et British Motor Corporation - (1982) renommé Austin Rover group - (1986) devientRover Group
- British Salmson (1934–1939) filiale de Salmson
- Buckler Cars (1947–1962)
- Carbodies (1919-1998) carrosseries et taxi londoniens - (1998) Carbodies est renommé LTI Ltd puis The London Taxi Company en 2010
- Chambers Motors (1904–1929) automobiles de luxe et utilitaires
- Chrysler Europe (1976–1979) (1976) Chrysler UK devient Chrysler Europe - (1979) rachat par PSA
- Clan Cars (1971-1974) voitures de sport
- Commer (1905-1978) véhicules utilitaires - (1926) rachat par Humber - (1931) intégration dans Rootes Group - (1967) intégration dans Chrysler UK
- Crossley Motors (1906–1959 / 1969) automobiles, véhicules utilitaires, camions civils et militaires - (1948) fusion avec AEC - (1969) reprise de la production sous Leyland National
- Daimler Motor Co. (1896-2009) voitures de luxe - (1960) rachat par Jaguar - (1989) rachat par Ford Motor - (2008) vente à Tata Motors et intégration dans Jaguar Land Rover
- Dellow (en) (1949-1956) petits roadsters de sport
- Dennis (1899-2007) voitures, autobus et camions - (1899) Dennis Brothers - (1970) devient Dennis Motors Holding - (1972) rachat par Hestair - (1978) renommée Hestair Dennis Ltd - (1986) renommée Hestair Specialist Vehicles Ltd - (1989) rachat par Trinity Holding - (1997) renommé Dennis Group - (1998) séparation des divisions : camions de pompiers devient Dennis Fire, carrosserie d'autobus devient Dennis Bus et camions bennes à ordures ménagères devient Dennis Eagle
- Dutton Cars (1970-1989) voitures de sport
- Elva (1955-1969) voitures de compétition
- ERF Trucks (1933-2007) camions - (1996) rachat par l'américain Western Star Trucks - (2000) vente à MAN AG - (2007) arrêt de l'utilisation de la marque
- Fairthorpe Cars (1954-1973)
- Farboud Ltd (1999-2006)
- Fraser Nash (1925–1957) voitures de sport et de courses - ex GN Ltd
- Gilbern (1959–1973) voitures de sport
- GN Ltd (1909-1925) devenu Frazer Nash
- Gordon-Keeble (1964-1967) voiture coupé
- Healey (1945-1954)
- Hillman (1907-1931) (1929) rachat par Humber - (1931) intégration dans Rootes
- Humber (1896-1967) (1928) rachat (60 %) par Rootes Group - (1967) rachat par Chrysler UK intégrée dans Chrysler Europe en 1971
- Invacar (1948-1977) voiturettes à 3 roues
- Invicta (1925-1950)
- Jensen Motors (1926-1976) voitures de luxe
- Jowett Cars (1906–1955) voitures et petits utilitaires
- Karrier (1908-1979) véhicules utilitaires, camions et trolleybus - (1934) rachat par Rootes Group - (1965) fusion de Karrier, Commer et Dodge UK - (1979) rachat de Chrysler Europe par PSA qui revend les divisions poids lourds à RVI
- Keating Supercars (en) (2006–2021) voitures en kit
- Lagonda (1906-1947) automobiles de luxe - (1947) rachat par David Brown intégration dans Aston Martin Lagonda Ltd
- Lanchester (1899-1955) voitures - (1930) rachat par BSA Group
- Lea-Francis (1895-1961 / 1980-1992) voitures de compétition
- Leyland DAF (en) (1987-1993) véhicules utilitaires - fusion de Leyland Trucks (40 %) avec DAF Trucks (60 %) - (1993) devient LDV Group Ltd
- LDV Group Ltd (1993-2009) véhicules utilitaires - ex Leyland DAF en faillite - (2005) rachat par Sun Capital Pertners - (2006) rachat par GAZ - (2008) arrêt de la production
- Lloyd Cars Ltd (1936–1951)
- Lotus Cortina (1963-1966) voiture de rallye pour le compte de Ford UK
- Marauder Cars (1950–1952) voiture de sport
- Morris (1913–1984) (1938) devient Nuffield - (1952) fusion avec Austin pour créer BMC - (1968) intégrée dans British Leyland - intégration dans Rover Group
- Nash-Healey (1951–1954) voiture de sport
- Panther (1972–1990) voitures de luxe et de sport - (1980) rachat par Young Kim - (1990) intégrée dans SsangYong
- Paramount Cars (1950–1956)
- Peerless (1957–1960)
- Reliant (1935-2002) voiturette à 3 roues
- Riley (1907–1969) (1969) intégration dans British Leyland
- Rootes Group (1913-1971) intégration des marques Hillman, Humber Ltd, Singer, Sunbeam, Talbot UK, Commer et Karrier - (1967) rachat par Chrysler Corporation - (1971) devient Chrysler Europe
- Rover (1904–2005) (1966) rachat par Leyland Motors - (1988) rachat par British Aerospace - (1994) rachat par BMW - (2000) rachat par Phoenix et création de MG-Rover - (2005) faillite de MG-Rover
- RW Kit Cars (1983–2000) voitures en kit
- Scammell (1921-1988) utilitaires à 3 roues et poids lourds civils et militaires - (1955) rachat par Leyland Motors - (1987) intégration dans Leyland DAF
- Seddon Atkinson (1946-2006) camions et autobus - (1974) rachat par International Harvester - (1983) cession à ENASA - (1990) rachat par IVECO - (2006) arrêt de fabrication
- Singer Motors Ltd (1905-1970) (1956) rachat par Rootes Group - (1967) intégration dans Chrysler UK
- Spartan (1973-1995)
- Standard
- Sunbeam Motor Car Co. Ltd (1905-1967) automobiles et véhicules militaires - (1920) vente à A. Darracq & Co Ltd et fusion de Sunbeam, Talbot et Darracq dans STD Motors Ltd - (1934) rachat par Rootes - (1967) intégration dans Chrysler UK
- Sunbeam-Talbot (1938-1954) ex Clément Talbot - (1967) rachat par Chrysler UK - (1979) vente à PSA qui applique la marque Talbot à tous les véhicules produits en Grande-Bretagne - (1994) arrêt des productions
- Swallow (1954–1955)
- Talbot Ltd (1902-1938) (1902) Clément-Talbot Ltd - (1919) vente à A. Darracq & Co Ltd, future STD Motors - (1935) rachat par Rootes
- Tornado Car (1957-1962)
- Trident Cars (1966-1974) voitures sportives
- Triumph (1923-1984) voitures sportives - (1960) rachat par Leyland Motors - (1968) intégrée dans British Leyland - (1984) retrait de la marque - (1994) cession de la marque à BMW
- Trojan (1914-1965)
- Tronycroft (1896-1962) camions, autobus et autocars - (1961) rachat par AEC - (1962) intégration dans Leyland Motors
- Turner Sports Cars (1951-1966)
- Tyrrell Racing (1970-1998) voitures de course
- Vanden Plas (1870-1991) carrossier de voitures de luxe
- Vulcan (1902-1953) automobiles, véhicules utilitaires et camions - (1934) rachat par Brockhouse Engineering - (1938) vente à Tilling-Stevens (en) - (1951) rachat par Rootes
- Wolseley Motors (1901-1975) (1935) rachat par Morris - (1952) intégrée dans BMC} - (1967) intégré dans British Leyland
- Wrightbus (1946-2019) carrosseries pour autobus

## Grèce

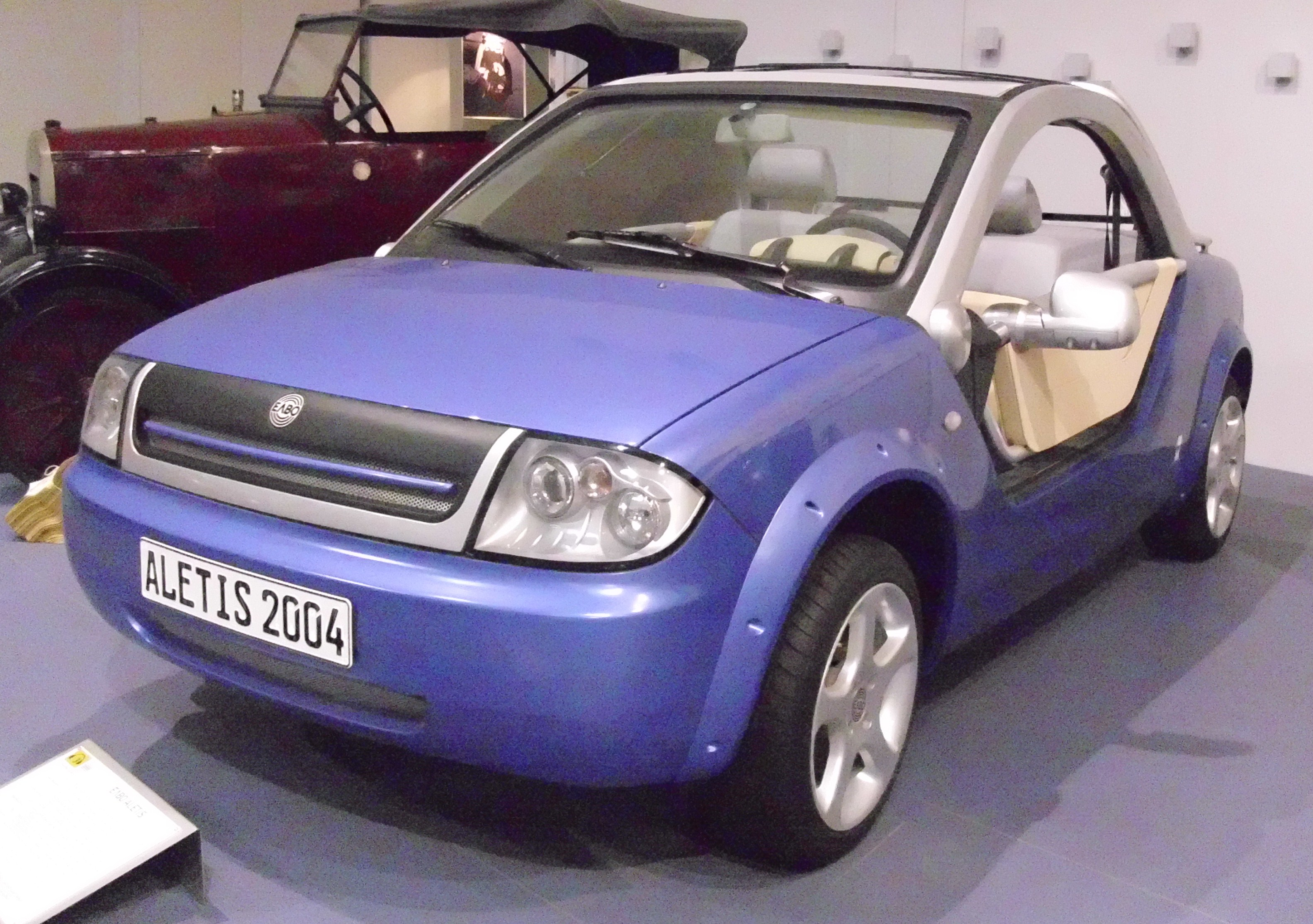
ELVO Aletis

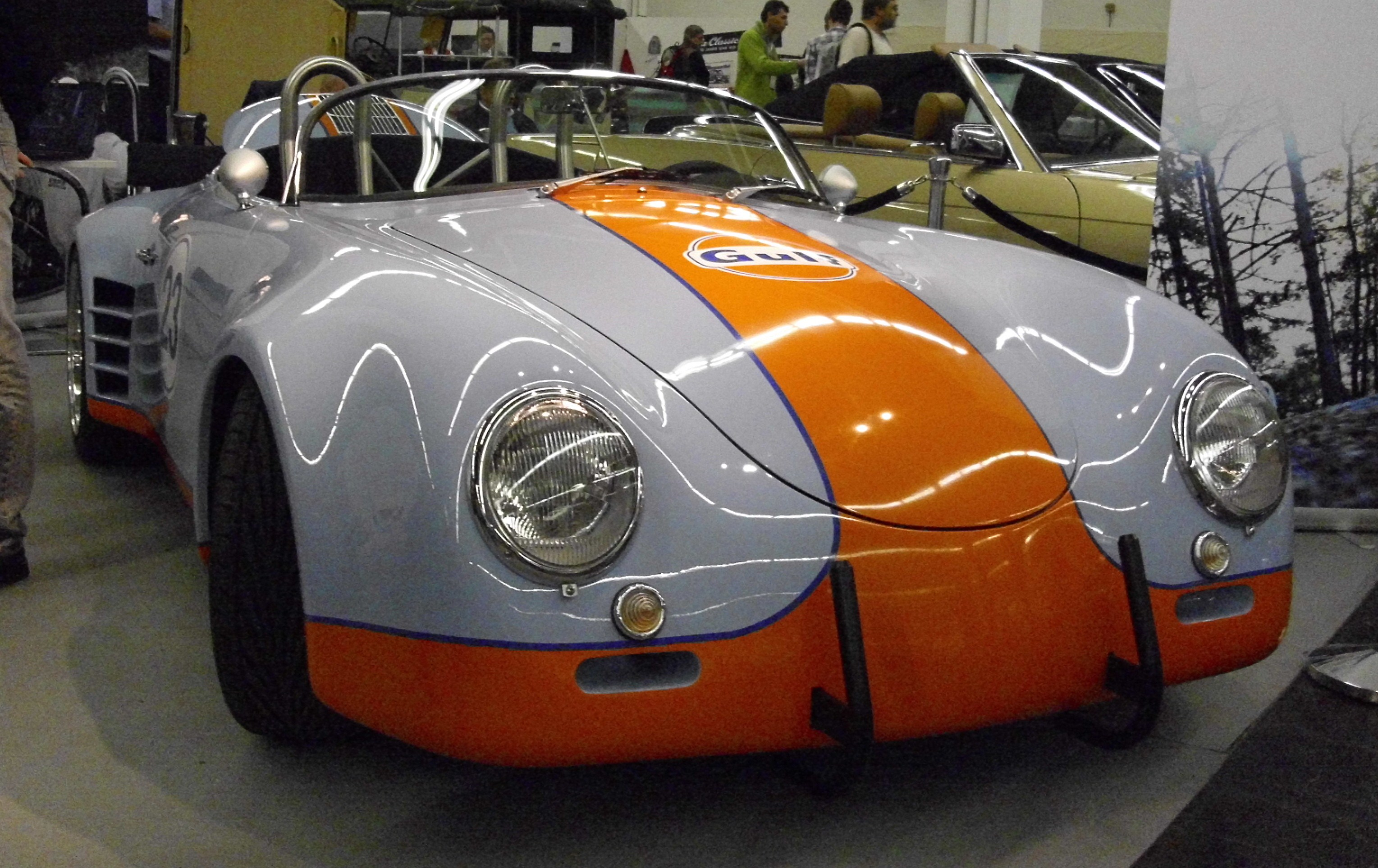
Replicar Hellas

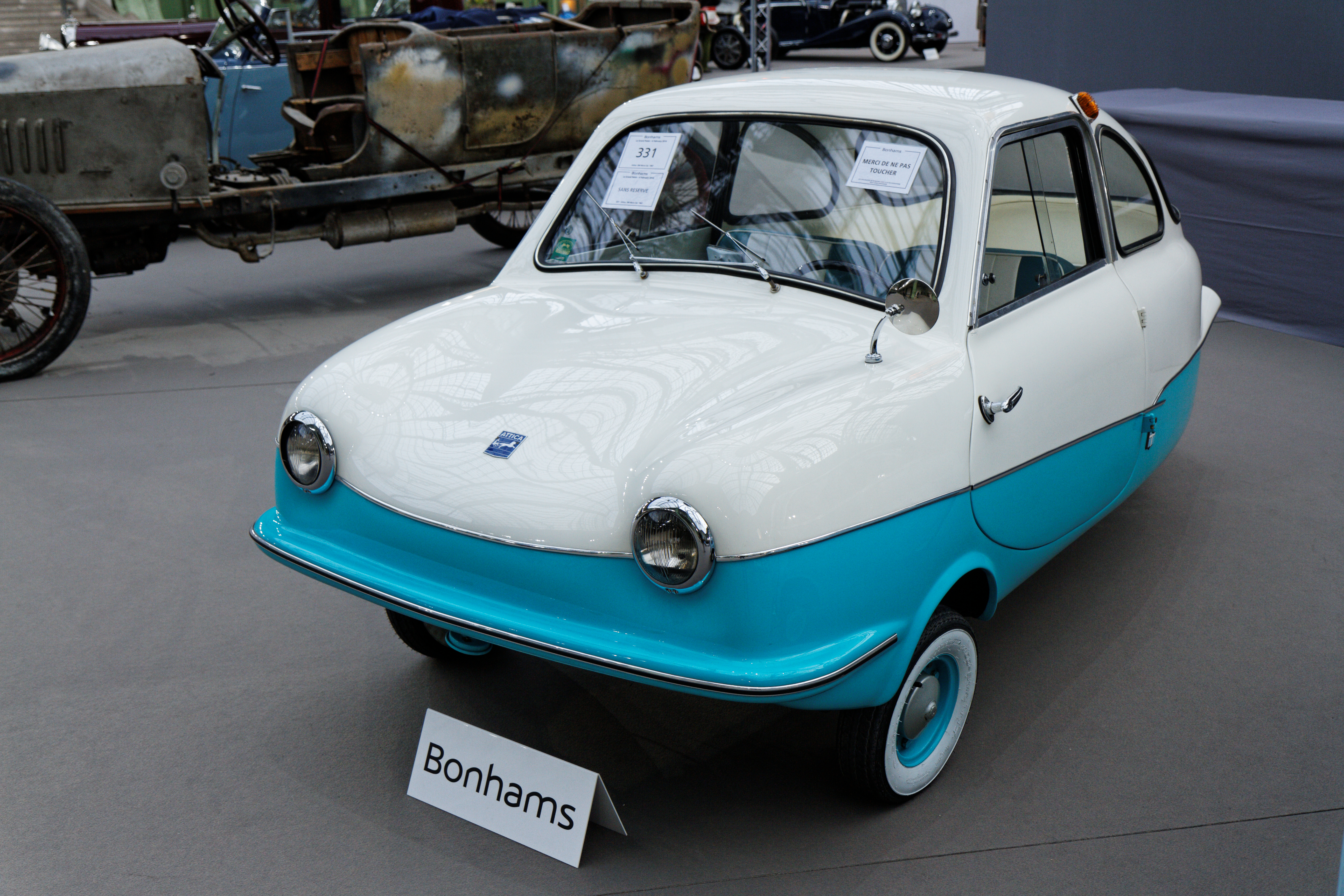
Attica 200

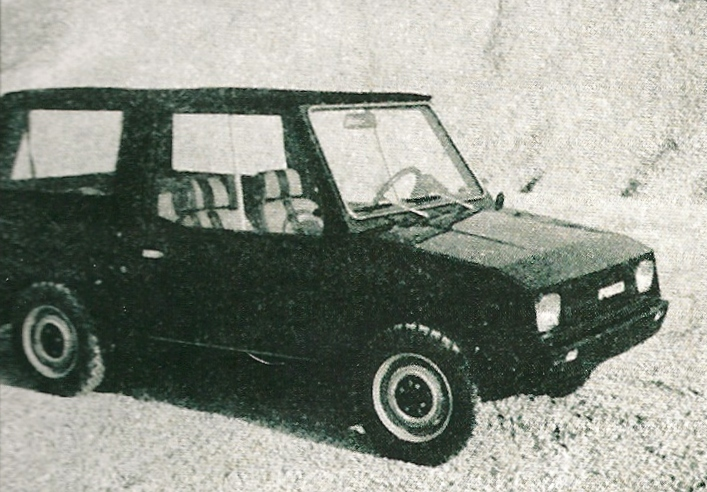
Autokinitoviomihanía Elládos Poker

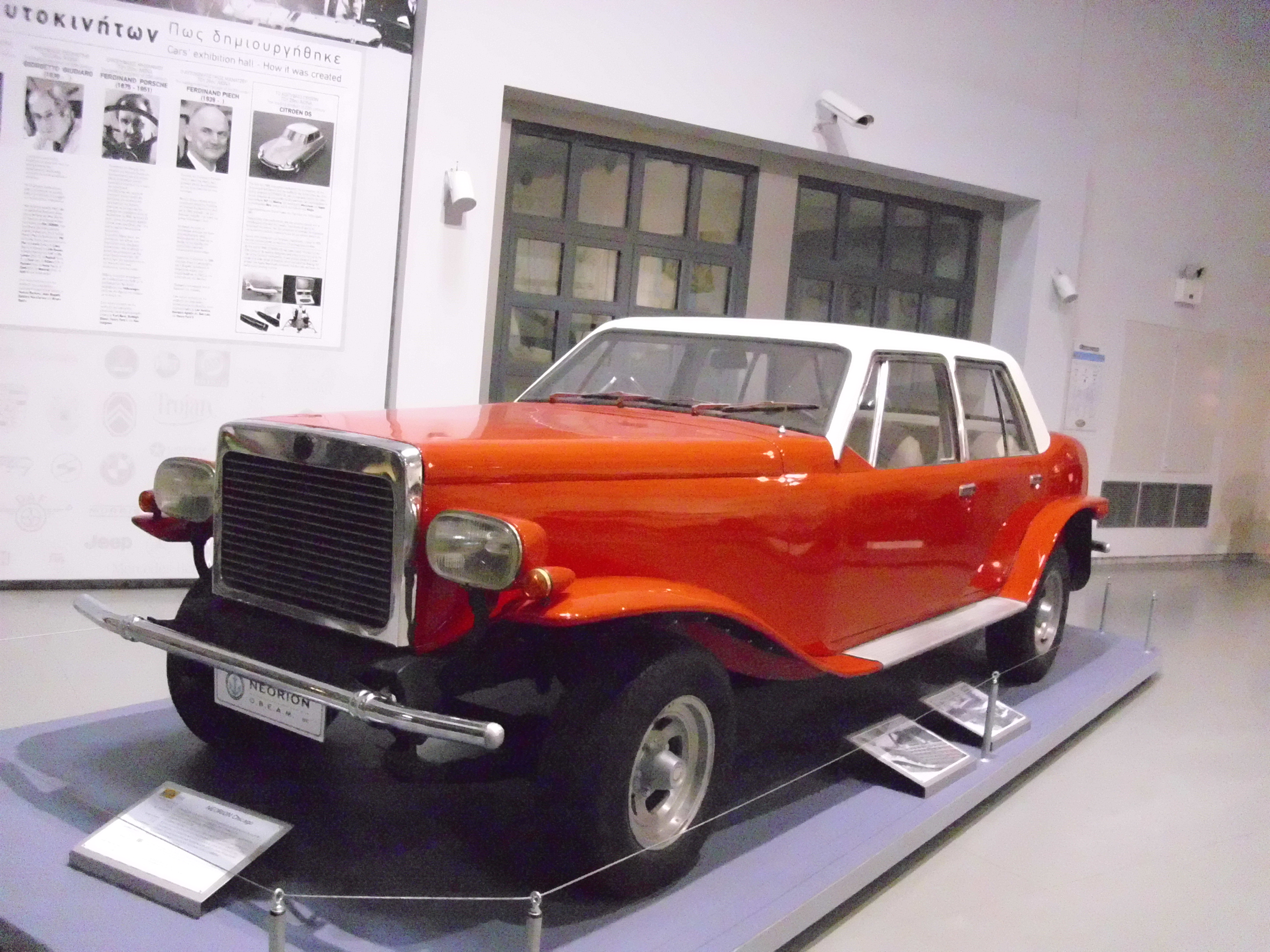
Neorion Chicago

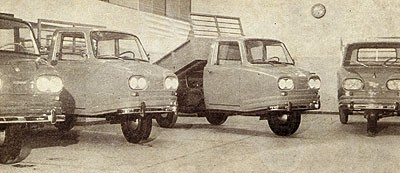
Styl Kar 3000

### Marques actives
- ELVO (1972-présent) autobus, camions et matériel militaire - (1972) Steyr Hellas filiale de Steyr - (1987) nationalisation et renommée ELVO - (2000) privatisation partielle, vente (43 %) au groupement Mytilineos et METKA - (2011) cession à l'État grec pour 1 € et mise en liquidation - (2021) reprise par le groupement Plasan Sasa Ltd, Naska Industries – SK Group et l'entrepreneur grec Aristidis Glinis
- Korres (en) (2002–présent)
- Replicar (en) (2007–présent)
- Saracakis (1923–présent) carrosseries pour autobus
- Spyros Panopoulos, voitures de sport et automobiles haut de gamme

### Marques disparues
- Agricola (1975-1984) véhicules légers 4x4)
- Agrocar petits camions légers
- AK Hellas (1965-1975) triporteurs
- Alta (1968–1978) véhicules à 3 roues
- Attica (1958–1972) petites voitures et triporteurs
- Atlas (1967-1972) triporteurs
- AutoDiana (1975-1984) céhicules utilitaires
- Autokinitoviomihanía Elládos (en) (1975–1984) production sous licence de la Fiat 127 Fissore
- Automeccanica (en) (1979–1995)
- Balkania (en) (1975–1995) véhicules utilitaires
- Biotechnia Ellinikon Trikyklon - BET (1965–1975) voitures à 3 roues
- Biamax (en) (1956-1986) carrosseries d'autobus et autobus complets
- BIOMOT (1967-1975) triporteurs
- Bouhayer Patras (1920-2004) carrosseries pour automobiles puis d'autobus
- C.AR (en) (1970–1992)
- Candia (1965–1990) triporteurs
- Diana (1976–1990)
- DIM (en) (1977–1982) ex Attica - citadine dérivée de la Fiat 126
- Dinap (1965- ? ) triporteur
- EBIAM (en) (1979–1984) véhicules utilitaires 4x4
- Emporiki Autokiniton (en) (1968-1985) assemblage de voitures de plusieurs marques
- Enfield (1973–1976)
- Hercules (1980–1983) véhicules légers tout terrain
- MAVA (en) (1980–1985) véhicule utilitaire
- MEBEA (en) (1960–1983) triporteurs et automobiles à 3 roues
- Motoemil (1965-1985) triporteurs et pick-ups
- MotorCar (1967-1971) triporteur
- NAMCO (en) (1961-présent (?)) automobiles et utilitaires - (1961) création de FARCO vendue à Chrysler Corporation en 1963, devient Chrysler Hellas - (1961) création de NAMCO voiture à 3 roues sous licence - (1972) utilitaire léger Bébé-Brousse - (1978) camions 4x4 et 6x6 civils et militaires - (1985) faillite et reprise
- Neorion (en) (1972–1975)
- Pan-Car (1968–1994) triporteurs et buggy
- Petropoulos (1923-1995) assemblage de voitures en CKD avec adaptation locale
- Record (en) (1957–1999) triporteurs et véhicules utilitaires
- ROS (en) (1966-1976) triporteurs
- SAM (1966-1974) triporteurs
- Scavas (en) (1973–1992) voitures de sport
- Sfakianakis S.A. (en) (1957-2012) autobus - ex Bussing Hellas -
- Styl Kar (en) (1948-1972) triporteurs
- TEMAX (en) (1925–1939) camions puis camions de pompiers - (1925) création de la coentreprise Tournikiotis-Tangalakis - (1934) création de Tangalakis - (1965) création de TEMAX
- Theologou (1906–1926)
- Tropical (1976-présent) (1976-1990) Alfa carrosseries d'autobus - (1991) Tropical véhicules électriques et à hydrogène

## Inde

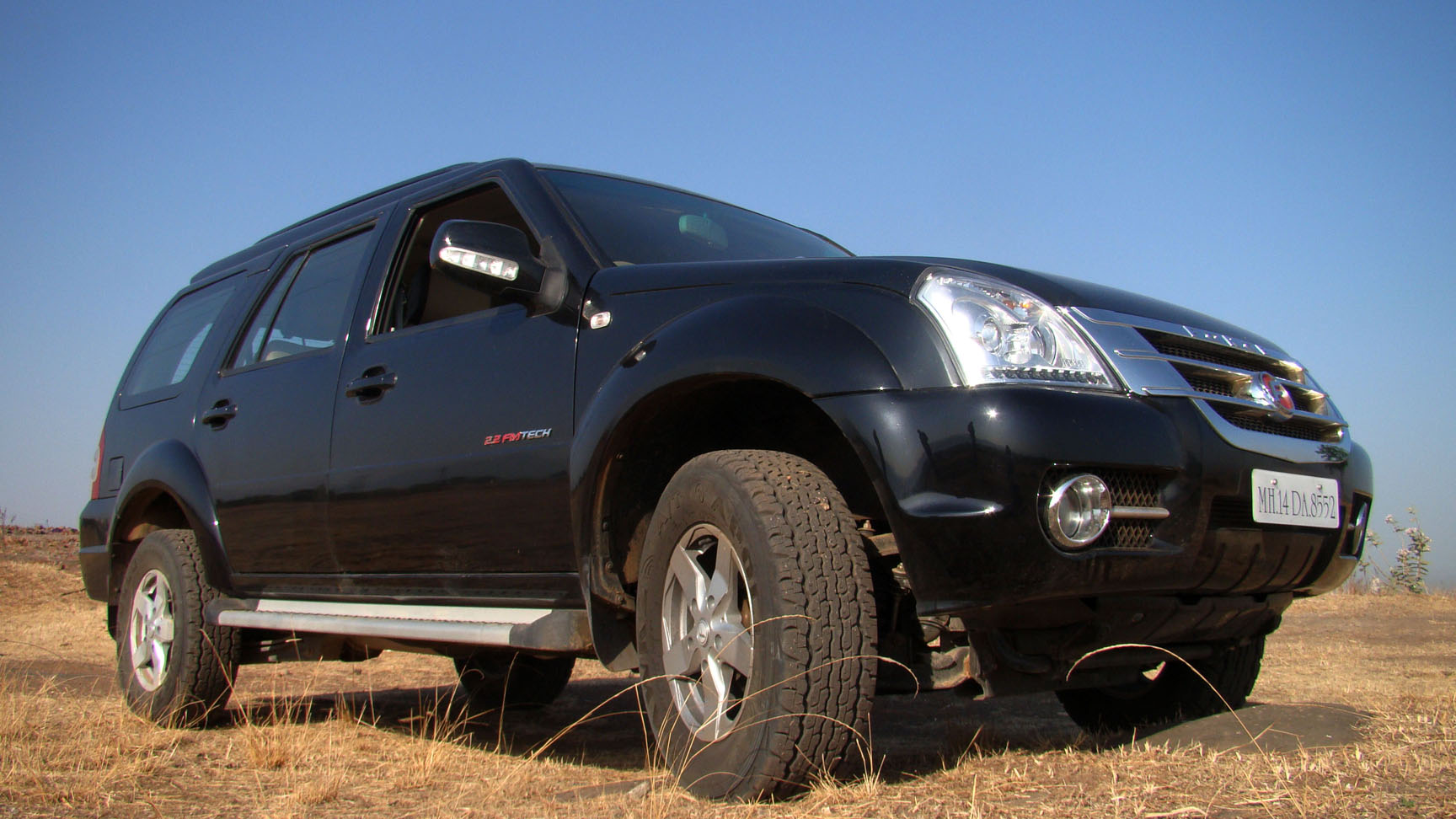
Force One

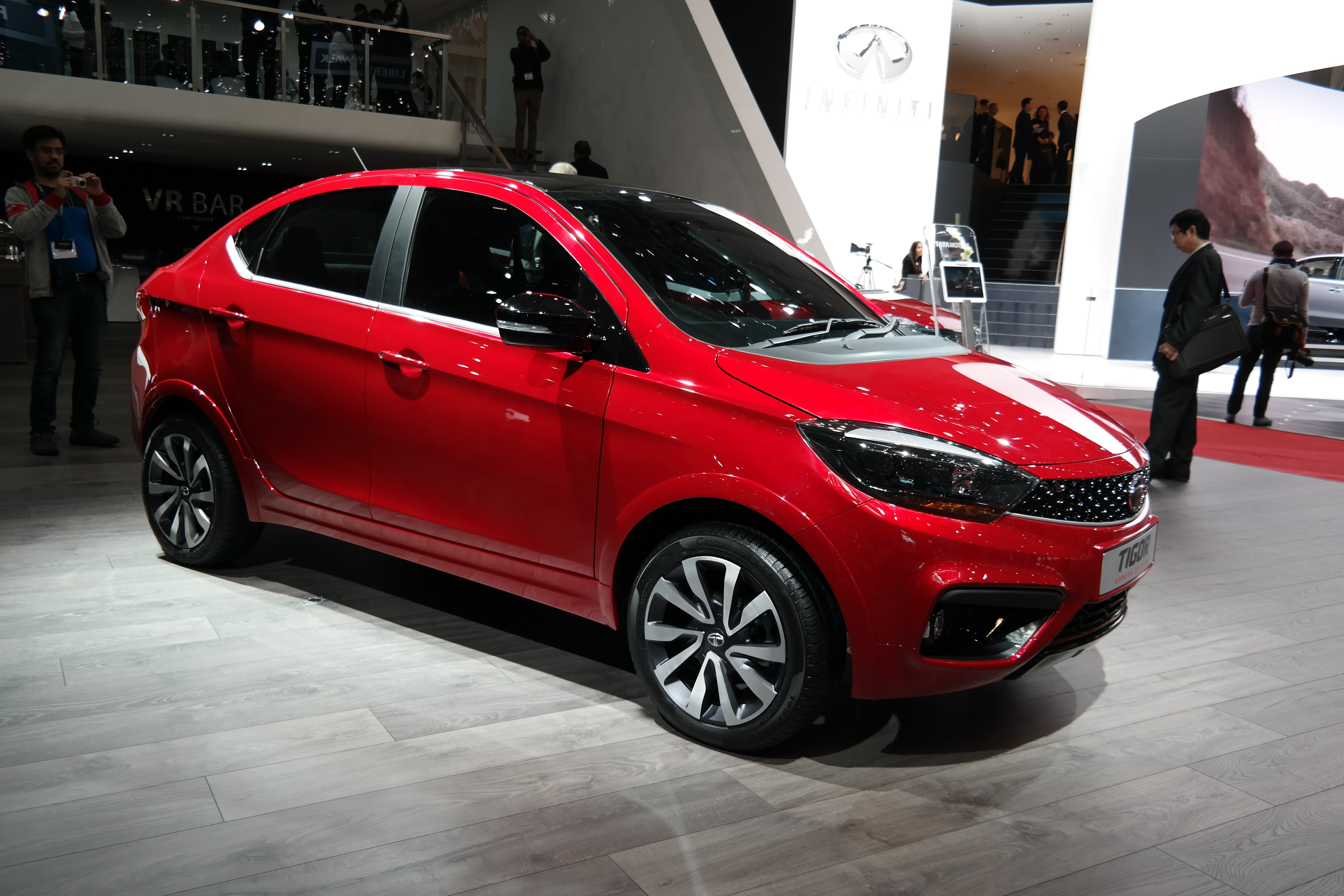
Tata Tigor

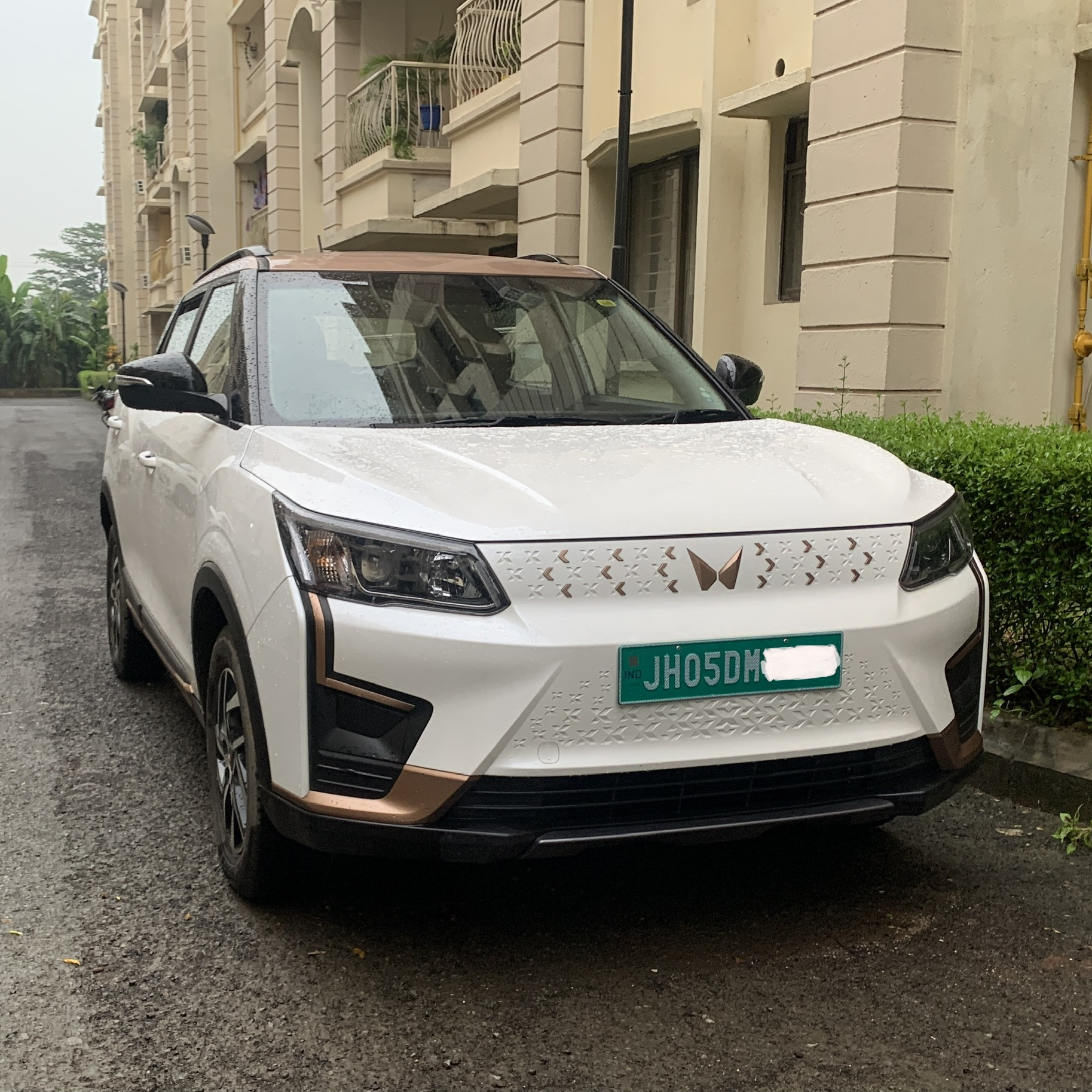
Mahindra XUV400 EV

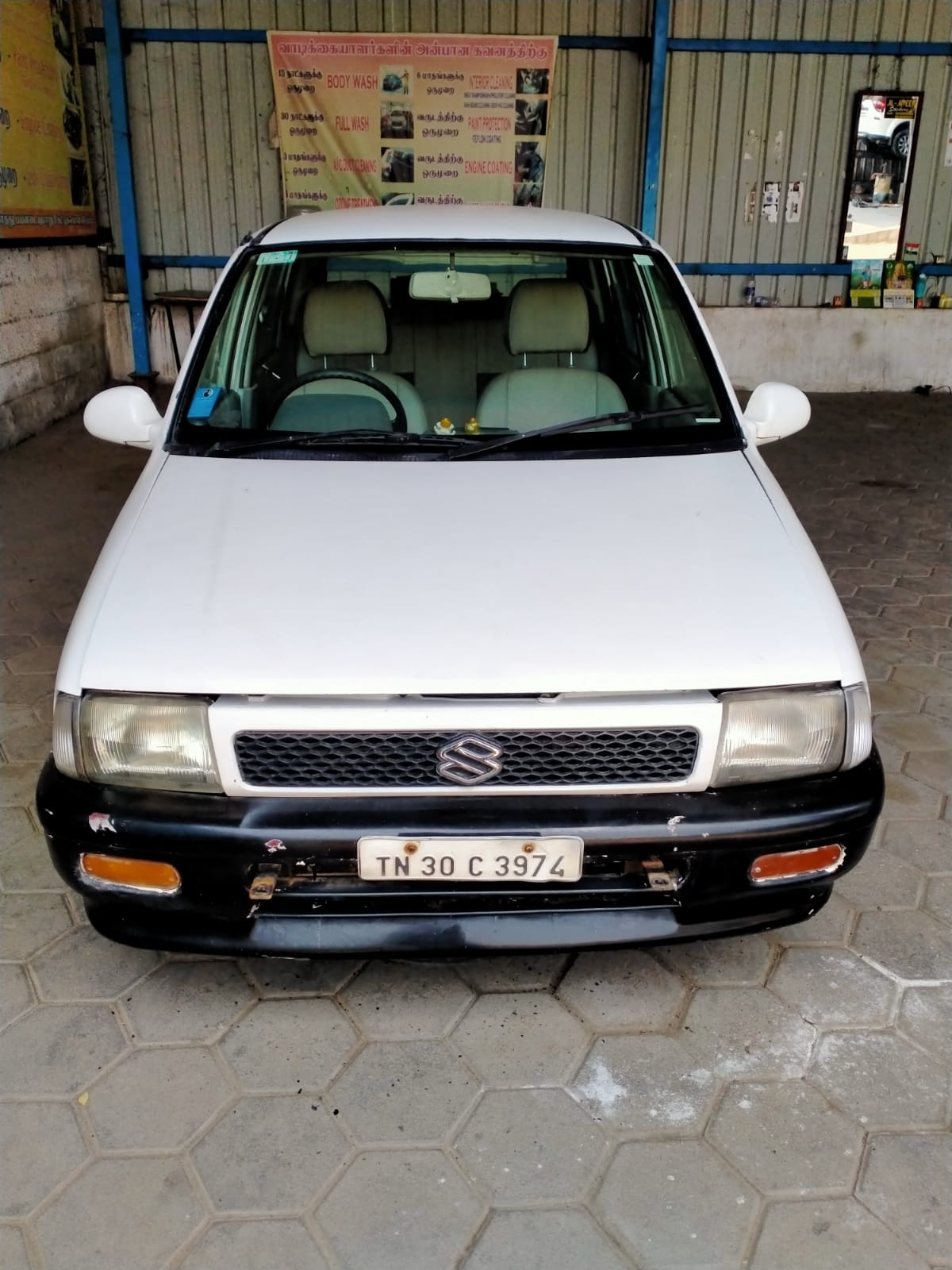
Maruti Suzuki

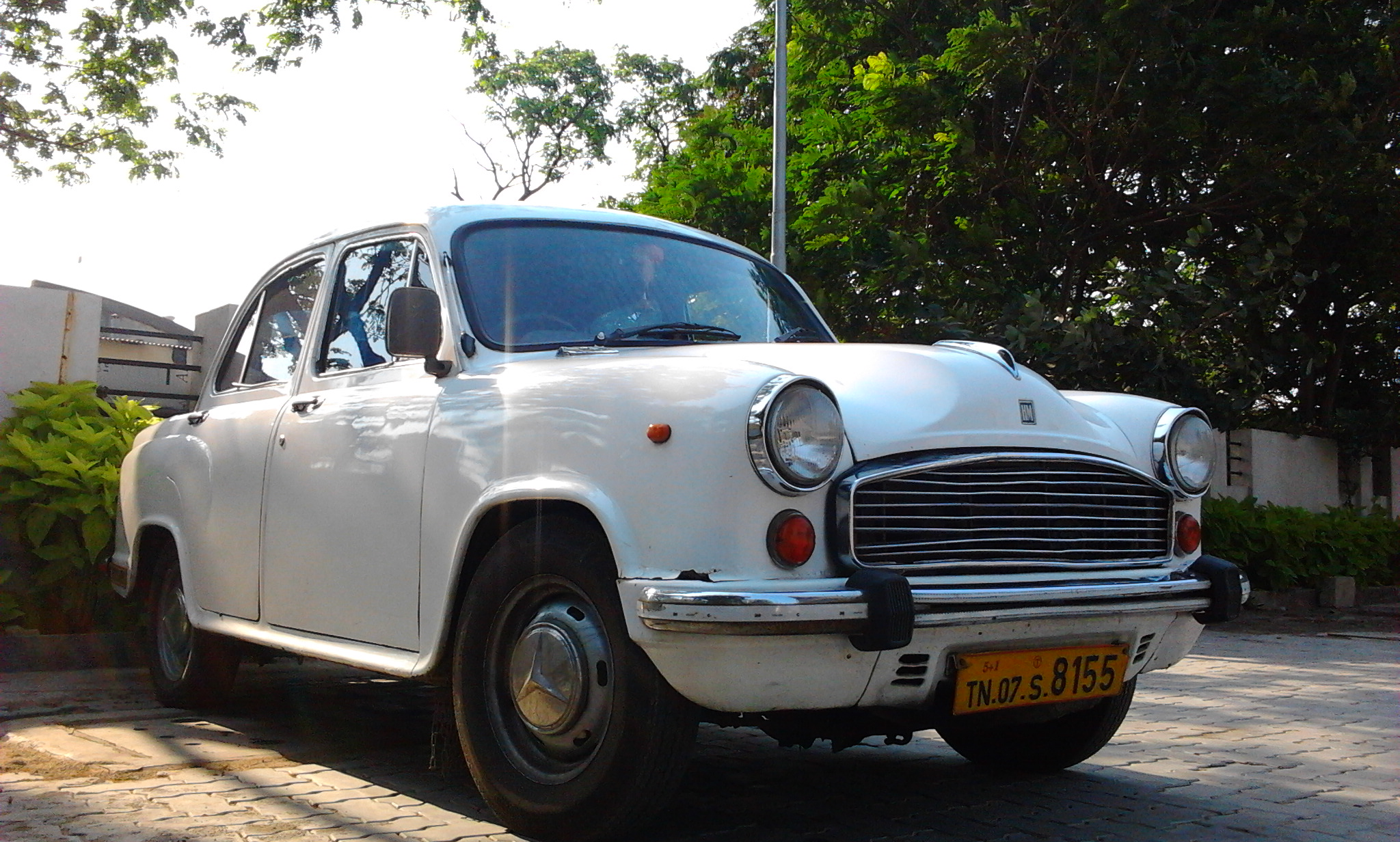
Hindustan Ambassador

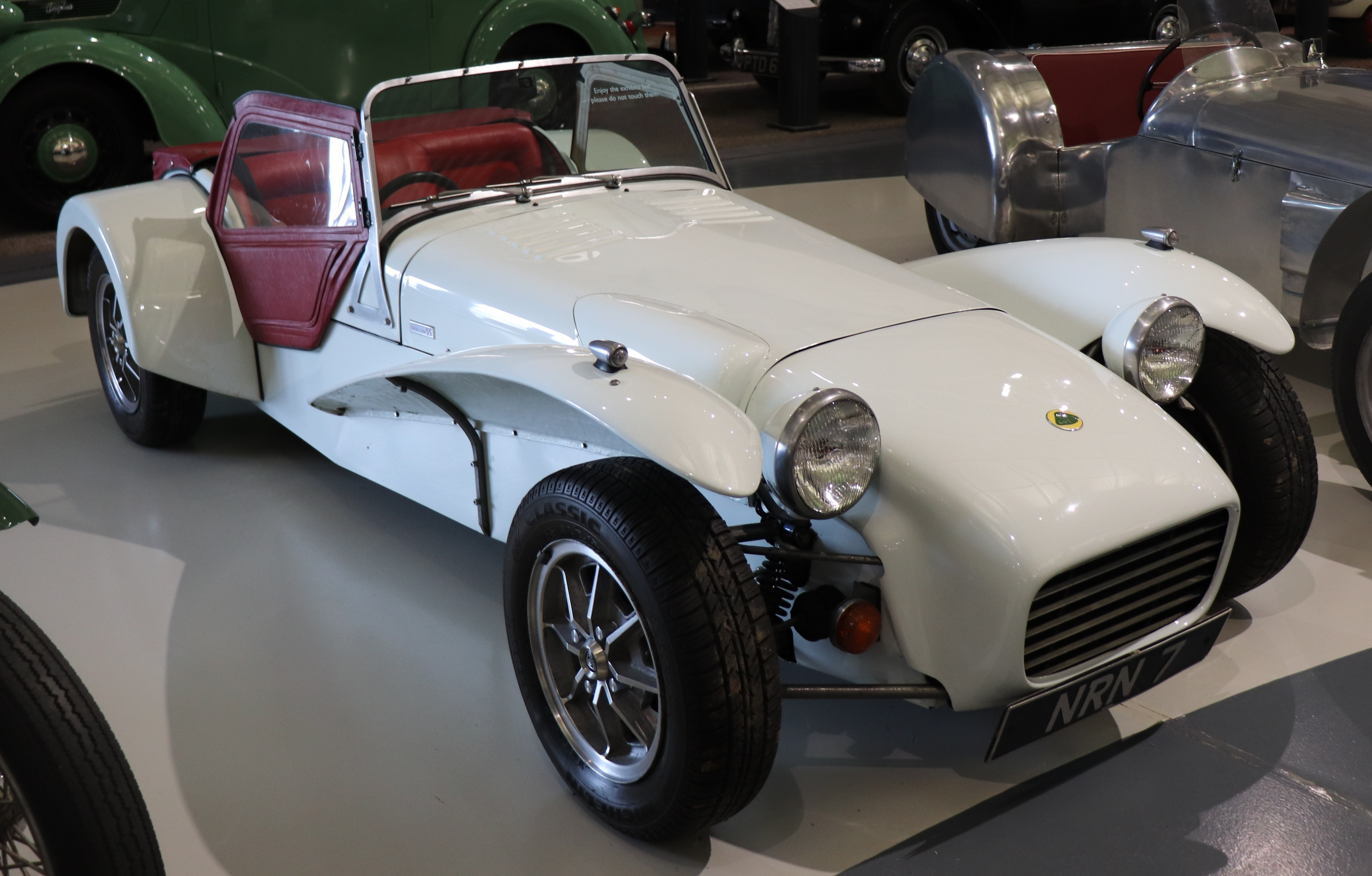
Lotus Seven (commercialisation)

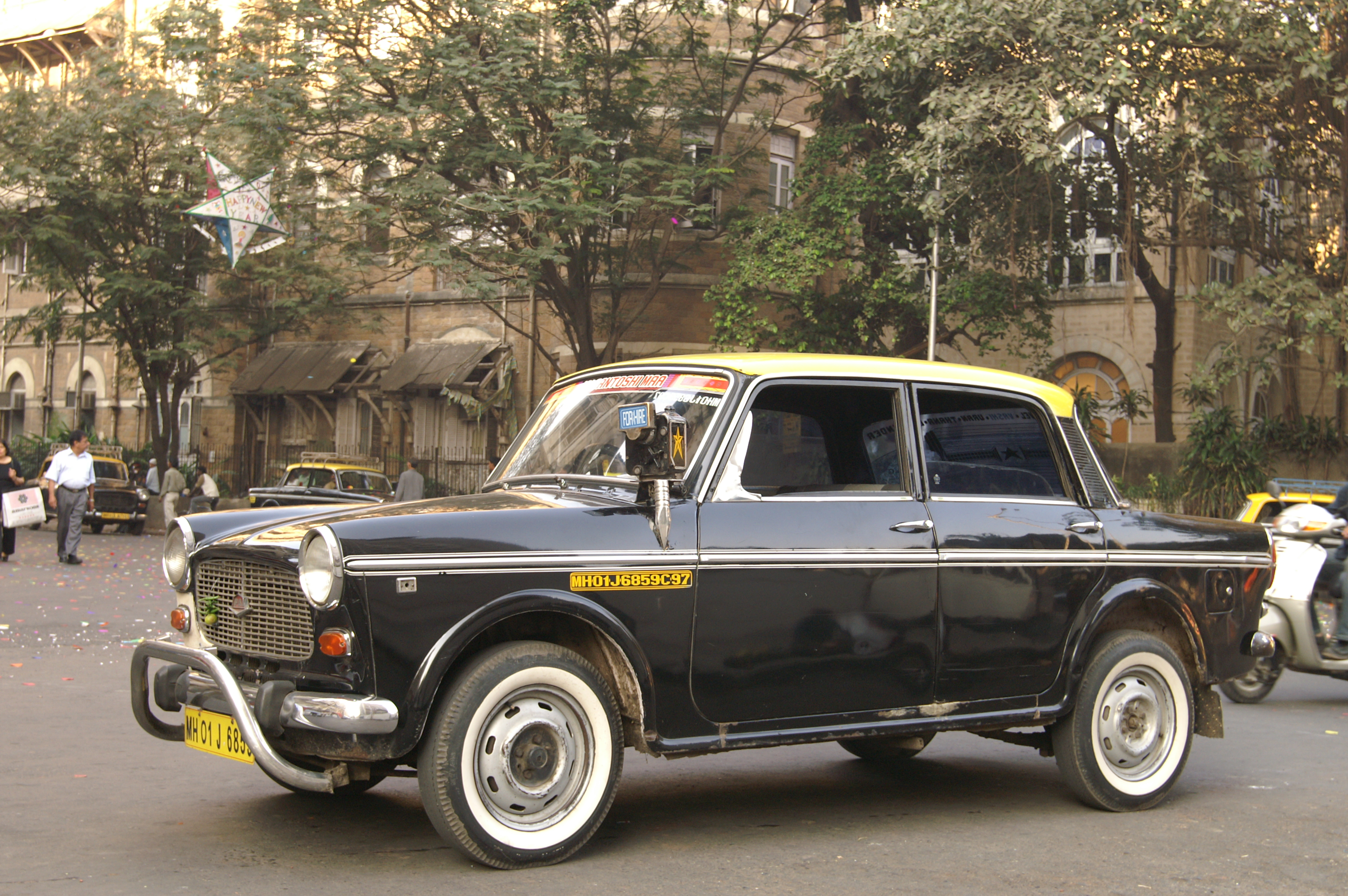
Taxi à Mumbai

### Marques actives
- Ashok Leyland (1948-présent) automobiles puis poids lourds - (1948-1954) assemblage de voitures anglaises Austin - (1954) prise de participation de British Leyland devient Ashok-Leyland Ltd - (1975) fin de la coopération avec BL - (1987-2007) J-V avec IVECO - (2007) IVECO rompt ses relations avec le groupe Hinduja qui devient actionnaire majoritaire (51 %)
- Asia Motor Works (en) (2002-présent) poids lourds
- Bajaj (1950-présent) triporteurs - (1959-1971) licence Piaggio - (1972) fraude et retrait des licences Piaggio mais poursuite de la production en copie pirate - (2000) licences Daihatsu et Kawasaki - (2017) fraude et retrait des licences Daihatsu et Kawasaki mais poursuite de la production en copies pirates
- BEML Ltd (en) (1964-présent) poids lourds Tatra sous licence
- BMW India (en) (2007=présent)
- Citroën India (en) (2021-présent) Automobiles JV avec CK Birla Group (en)
- Daimler India Commercial Vehicles (en) (2008-présent) véhicules utilitaires et camions ex DHMC Ltd, commercialisés sous les marques BharatBenz, Mercedes Benz et Fuso - (2008) création de DHMC-Daimler Hero Motor Corporation, J-V entre Hero Group et Daimler-Benz AG - (2009) dissolution de la J-V - (2012)
- DC Design
- Eicher Motors (1982-présent) utilitaires et poids lourds sous licence - (1982) coopération avec Mitsubishi - (2008) coentreprise avec Volvo
- Fiat India (1997-présent) automobiles ex Premier-PAL racheté en 1997 - (2017) début de la production de modèles Jeep
- Force Motors (1958-présent) véhicules à 3 roues et automobiles - ex Bajajaj Tempo Motors - (2003) coopération avec MAN AG et crée MAN Force Trucks Pvt Ltd - (2005) Bajajaj Tempo Motors devient Force Motors
- Honda Cars India (en) (1995-présent) automobiles
- Hyundai Motor India (en) (1996-présent) automobiles
- Kia India (en) (1997-présent) automobiles
- Mahindra & Mahindra (1945-présent) véhicules tout terrain et automobiles, véhicules militaires - (1954) assemblage de la Jeep CJ3 - (1965) assemblage utilitaires légers - (2007-2020) J-V avec Renault pour la production de la Dacia Logan
- Mahindra Trucks & Bus (en) (2005-présent) poids lourds J-V avec Navistar (49 %)
- Maruti Suzuki (1981-présent) automobiles - JV entre l'État indien (74 %) et Suzuki (26 %) sous licence - (1987) JV 60/40 - (1992) JV 50/50 - (2013) JV 43,79/56,21 avec Suzuki -
- Mercedes-Benz India (en) (1994-présent) voitures de tourisme
- MG Motor India (en) (2017-présent) automobiles
- KIA Motors
- Renault India Pvt Ltd (en) (2008-présent) automobiles Renault-Nissan
- Tata Marcopolo (2008-présent) autobus et autocars - JV entre Tata Motors et le carrossier brésilien Marcopolo S.A. - (2021) Tata rachète la part de Marcopolo S.A. et met fin à la JV
- Tata Automobiles (1945-présent) automobiles, autobus et poids lourds - (1945) camions sous licence Mercedes
- Tata Bus & Trucks (1945-présent) automobiles, autobus et poids lourds - (1945) camions sous licence Mercedes
- Škoda Auto Volkswagen India (en) (2001-présent) automobiles - (2001) création de Škoda Auto India Pvt Ltd - (2019) fusion des filiales Volkswagen India Pvt Ltd, Volkswagen Group Sales India Pvt Ltd et Škoda Auto India Pvt Ltd
- Tata Motors (1945-présent) automobiles, autobus et poids lourds ex TELCO - (1954) coopération avec Mercedes pour véhicules utilitaires - (1994-2001) JV avec Mercedes-Benz AG - (2007-présent) JV 50/50 avec Fiat SpA pour production de voitures et moteurs
- Tejas Motors
- Toyota Kirloskar Motor (en) (1997-présent) automobiles - JV entre Toyota Motor Co. (89 %) et Kirloskar Group (en) (11 %)

### Marques disparues
- Chinkara Motors (2003-2017) automobiles répliques anciens modèles Lotus Seven & Jeep
- Ford India (en) (1926-1953 / 1995-2021) automobiles - (1926-1953) Ford India, filiale de Ford Canada - (1995) JV 50/50 avec Mahindra : Mahindra Ford India Ltd - (1998) Ford augmente sa participation à 72 % et devient Ford India Ltd - (2021) Ford arrête la production
- Hindustan Motors (1942–2014) automobiles et utilitaires - (1944-2014) voitures et utilitaires Morris et camions Bedford sous licence - (2017) vente à PSA
- ICML (2012–2018)
- Mahindra Renault (2007-2010) automobiles - JV entre Mahindra & Mahindra (51 %) & Renault-Nissan (49 %) pour produire la Dacia Logan
- Premier - PAL (1947–2016) automobiles - (1947-1955) assemblage automobiles Plymouth et camions Dodge sous licence - (1950-1955) assemblage de la Fiat 500 Topolino berline et Giardiniera sous licence - (1954-1970) assemblage de la Fiat 1100-103 sous licence - (1970) rachat à Fiat d'une ligne de production complète de la Fiat 1100D renommée Premier Padmini produite jusqu'en 2000 - (1980) rachat de la ligne de production de la Fiat-Seat 124 espagnole renommée Premier 118 NE- (1996) assemblage de la Fiat Uno - (1997) JV Fiat-Premier 51/49 - (2000) rachat total de PAL par Fiat renommé FIAL - Fiat India Automobiles Ltd puis Fiat India Ltd
- Premier Ltd (2009-2018) assemblage en CKD de la Zotie Nomad renommée Rio
- Premier-Peugeot India Ltd (1998-2000) JV pour produire la Peugeot 309 - quelques centaines de voitures fabriquées
- Reva
- Sipani Motors (Sunrise Auto Industries) (1973–1995) automobiles
- Standard Motor (en) (1948–1988) automobiles britanniques Standard sous licence

## Indonésie

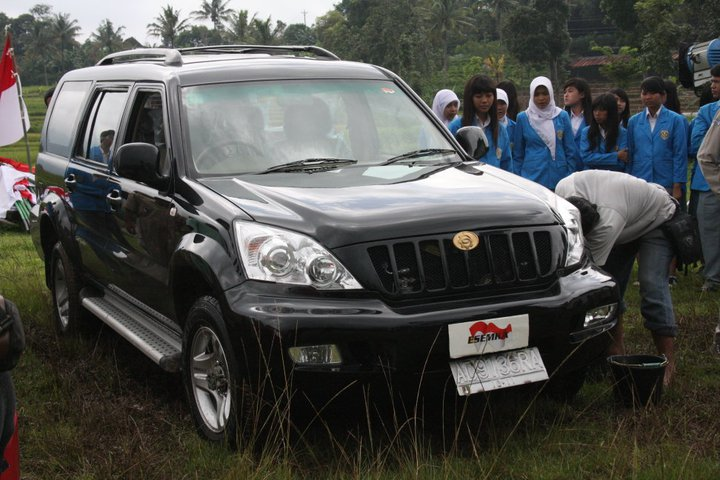
Esemka Rajawali

### Marques actives
- Esemka
- EVINA
- Fin Komodo
- GEA
- Inobus
- Marlip
- Pindad
- Tawon
- Tucuxi

### Marques disparues
- Perkasa
- Timor

## Iran

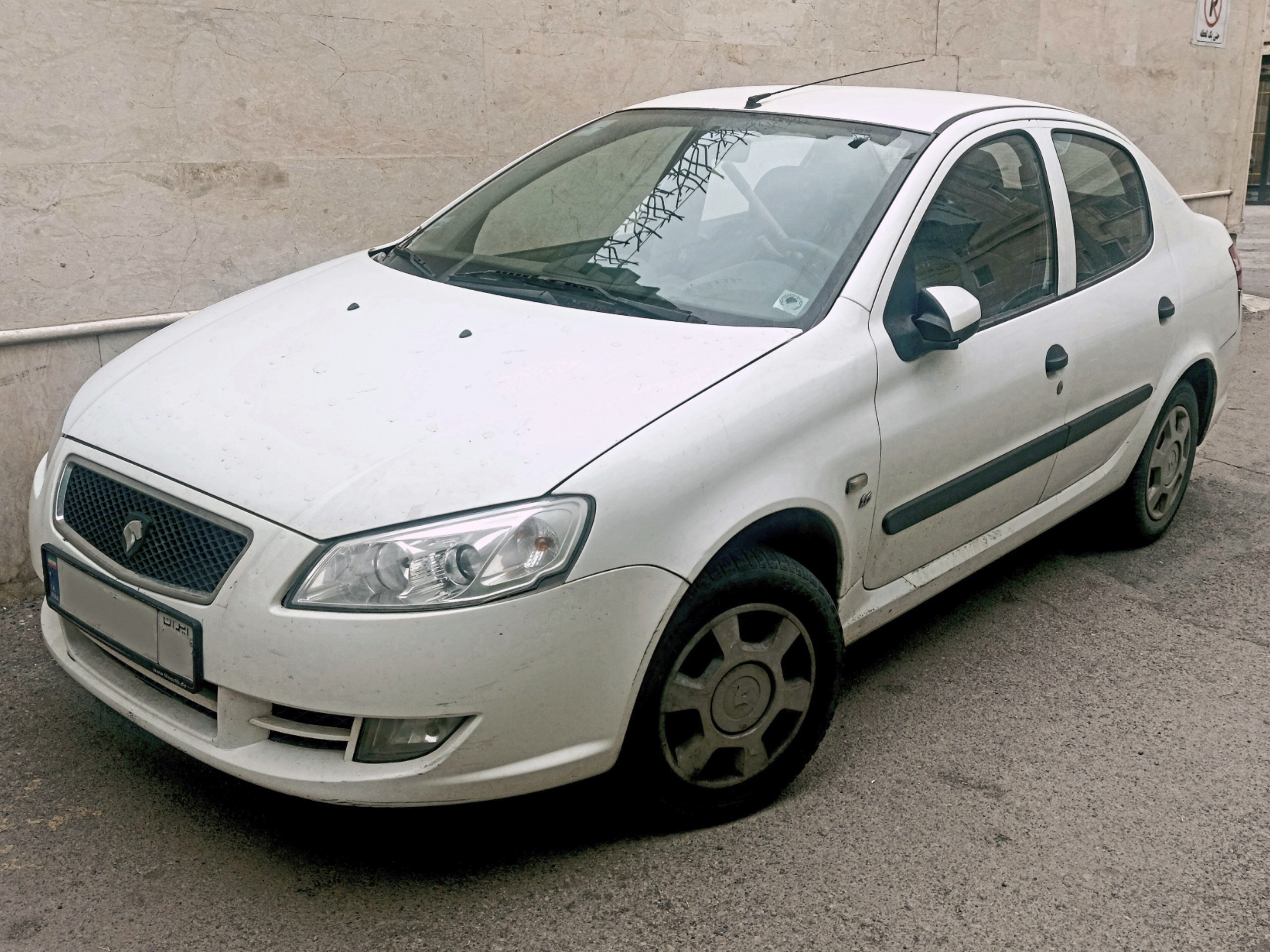
IKCO Runna

### Marques actives
- Bahman
- Diar
- Iran Khodro (1962–présent)
- Khodro Kaveer
- Kish Khodro
- Morattab
- MVM
- Pars Khodro (1967–présent)
- Paykan
- Reyan [réf. nécessaire]
- Saipa (1966–présent)
- Shahab Khodro
- Zagross Khodro

## Irlande

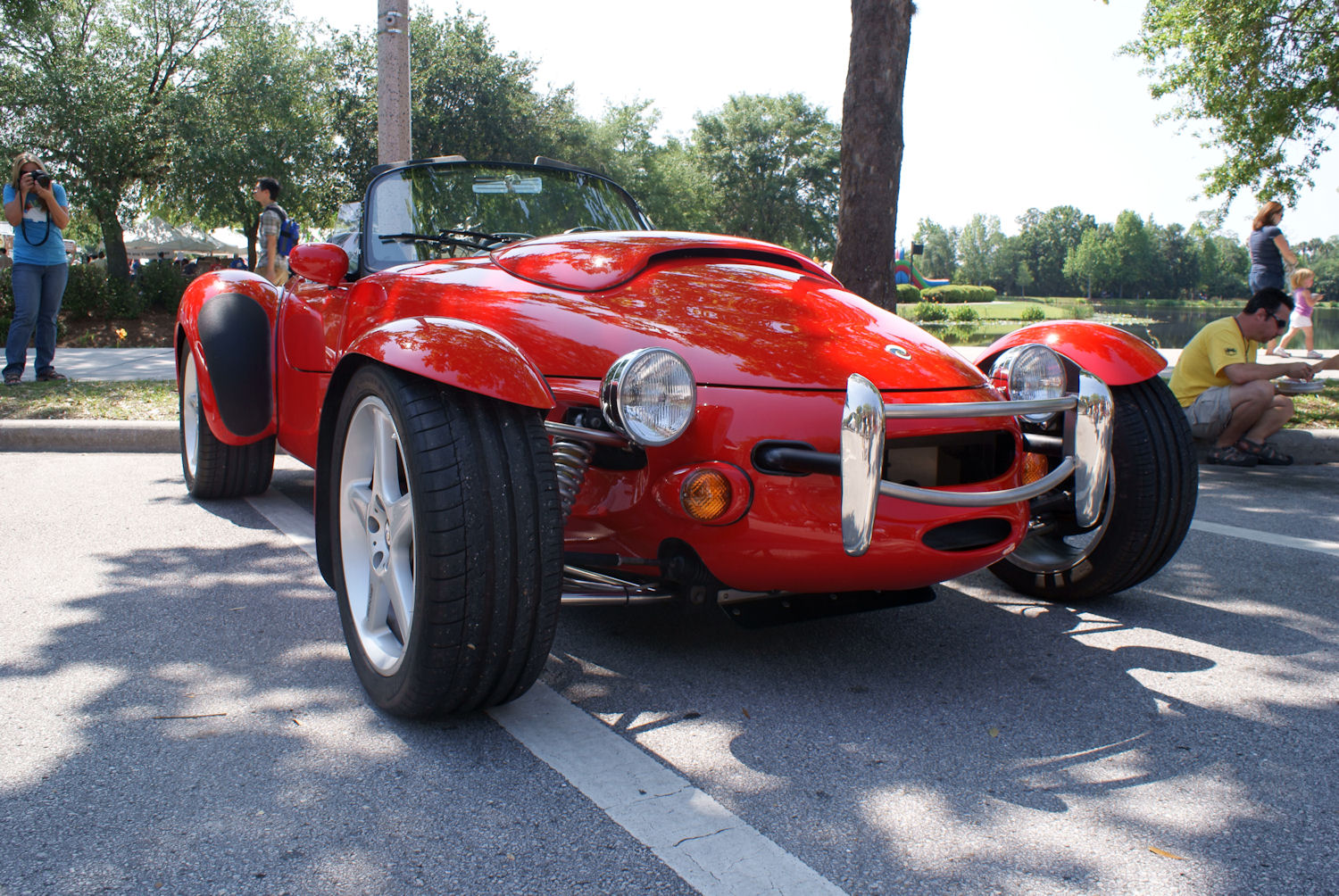
Panoz Roadster

### Marques actives
- Shamrock
- TMC Costin

### Marques disparues
- Alesbury (1907–1908)
- GAC Ireland (1980–1986)
- Motors Manufacturers & Distributors

## Israël

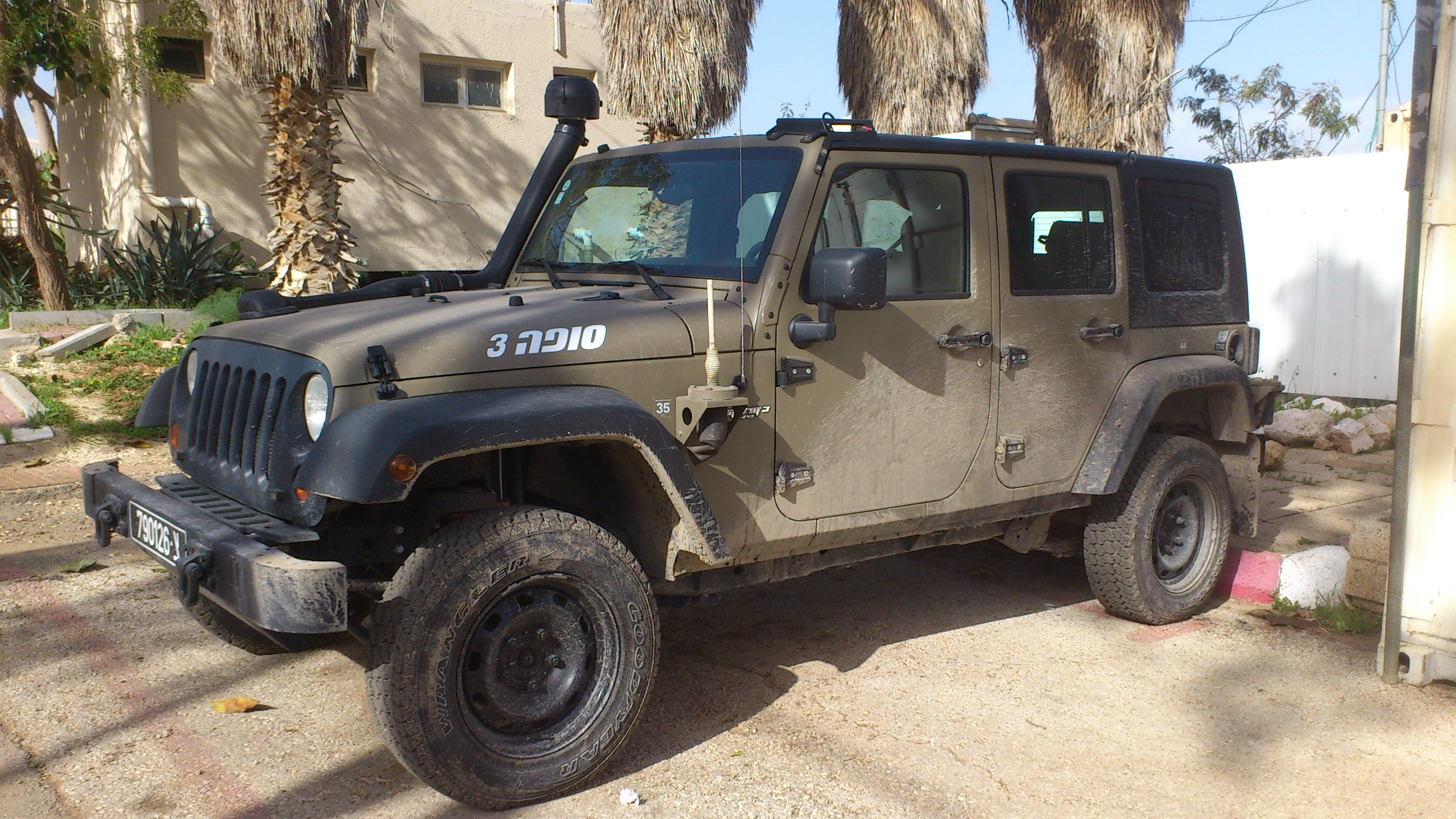
AIL Storm

### Marques actives
- AIL
- Plasan

### Marques disparues
- Autocars
- Kaiser-Ilin Industries

## Italie

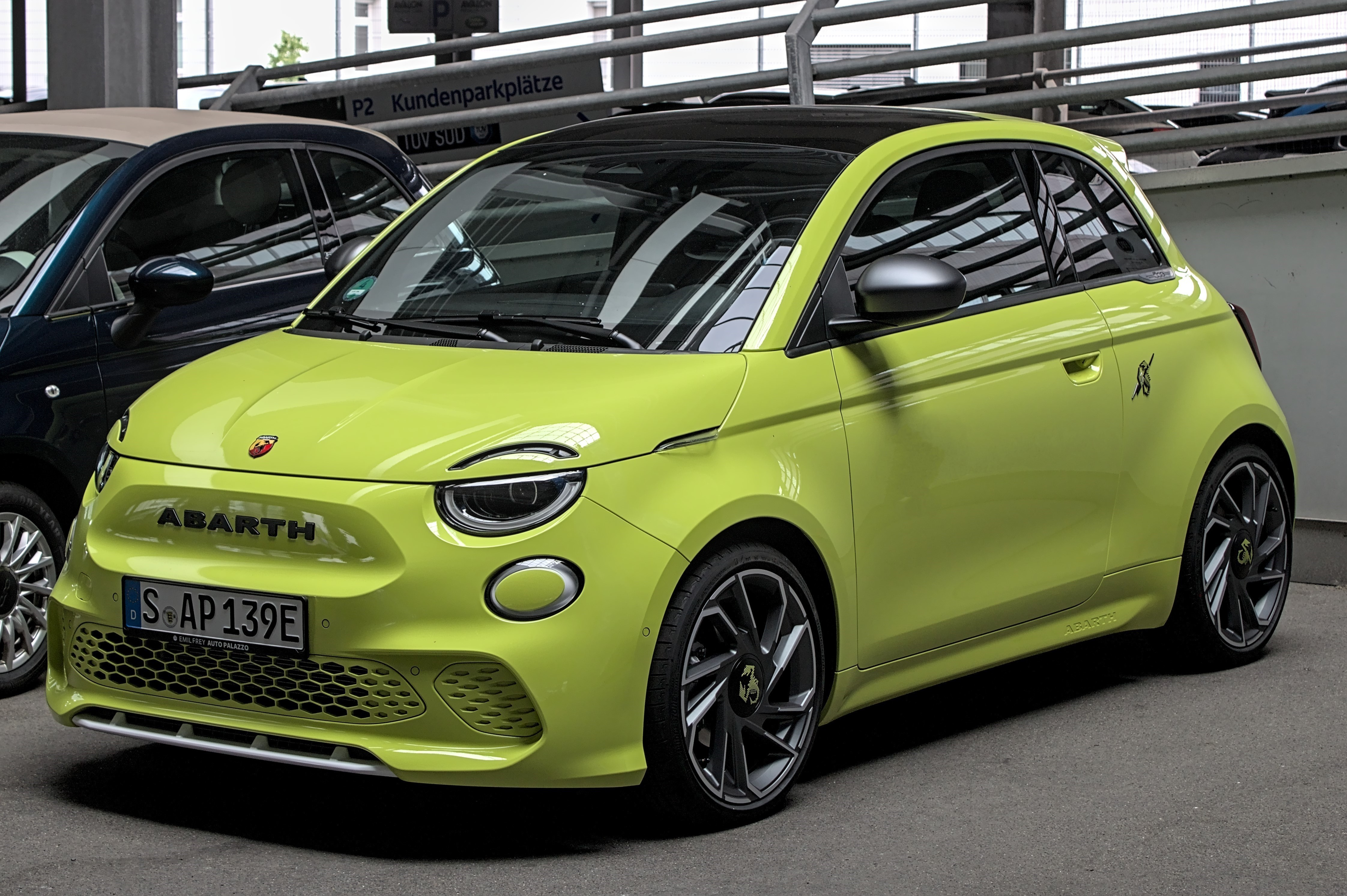
Abarth 500e

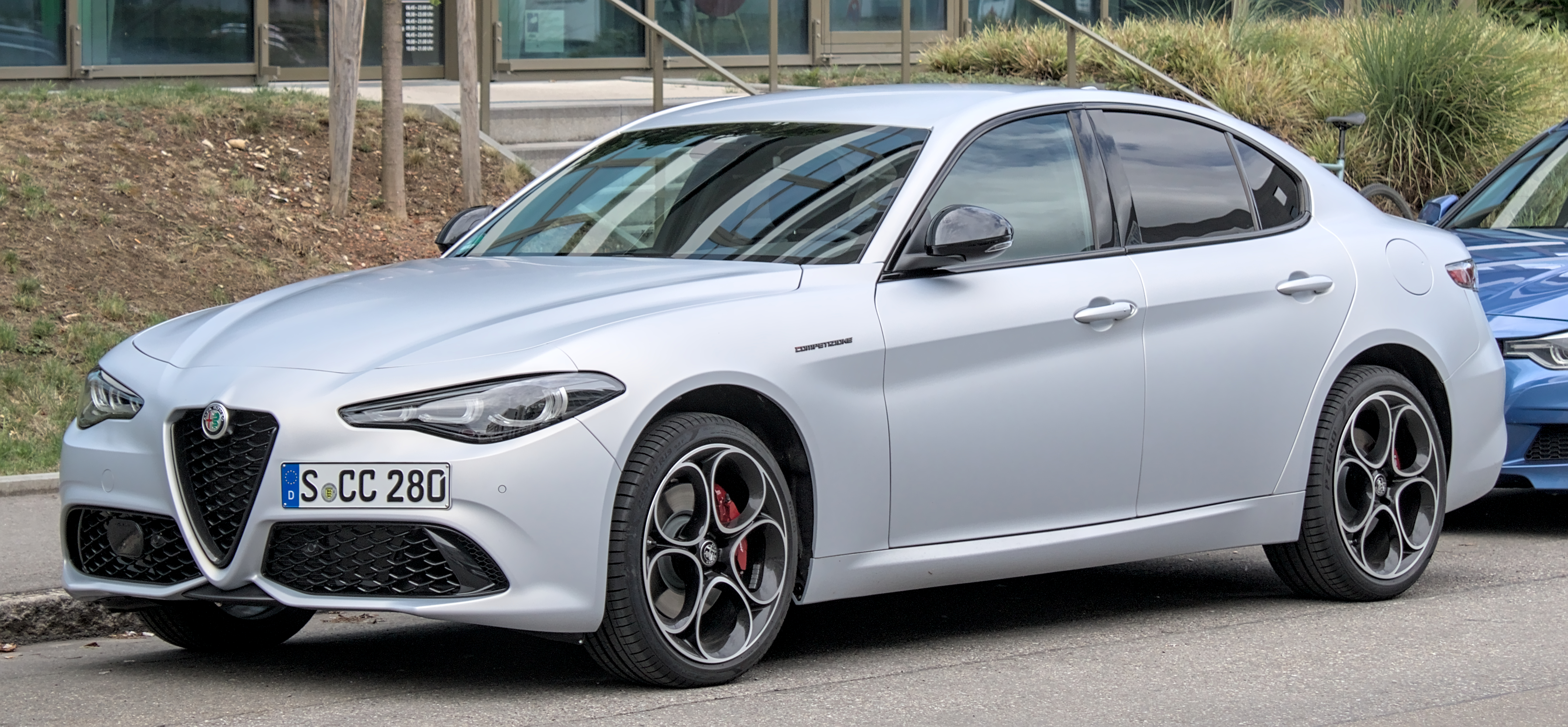
Alfa Romeo Giulia

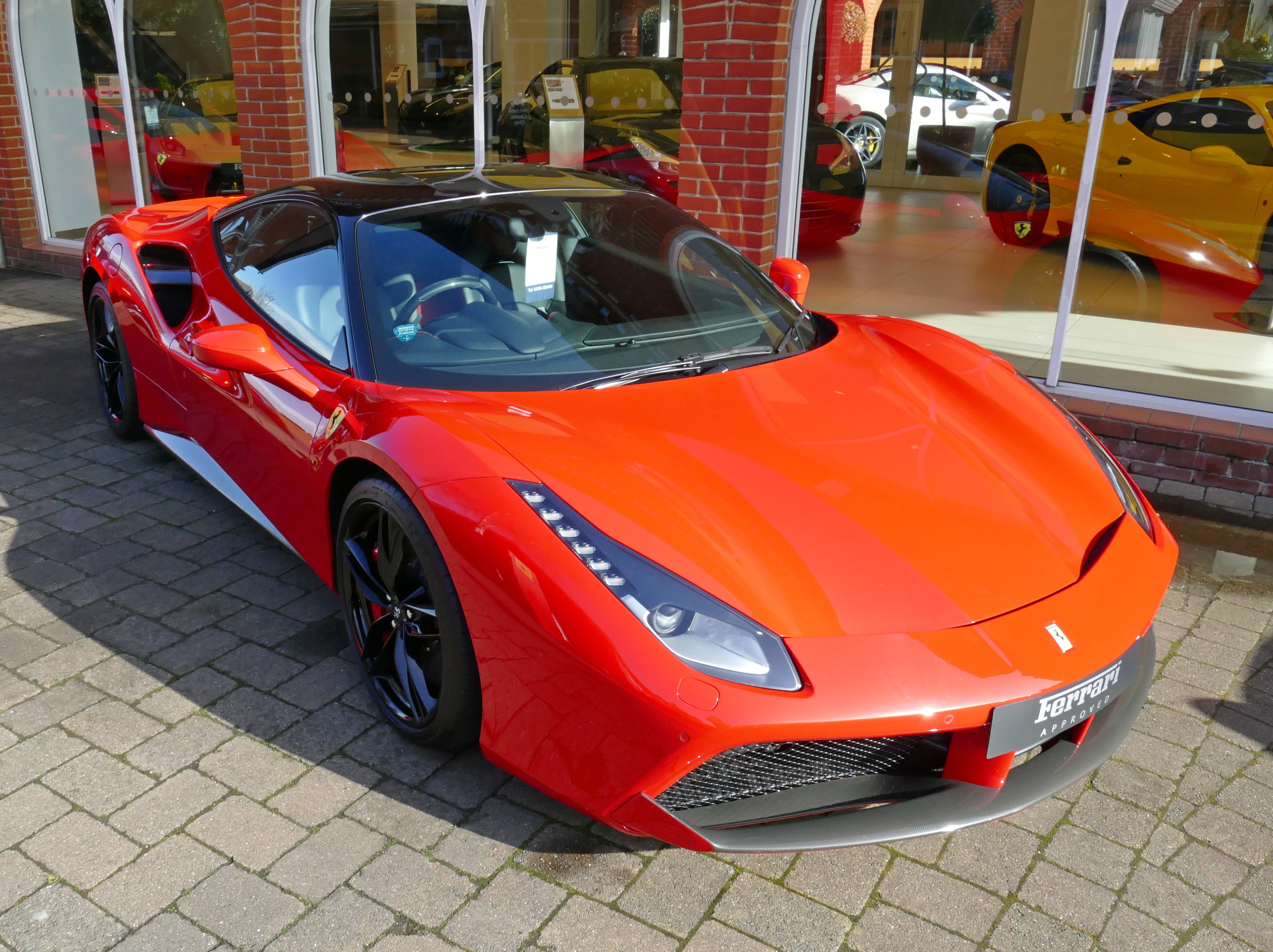
Ferrari 488 GTB

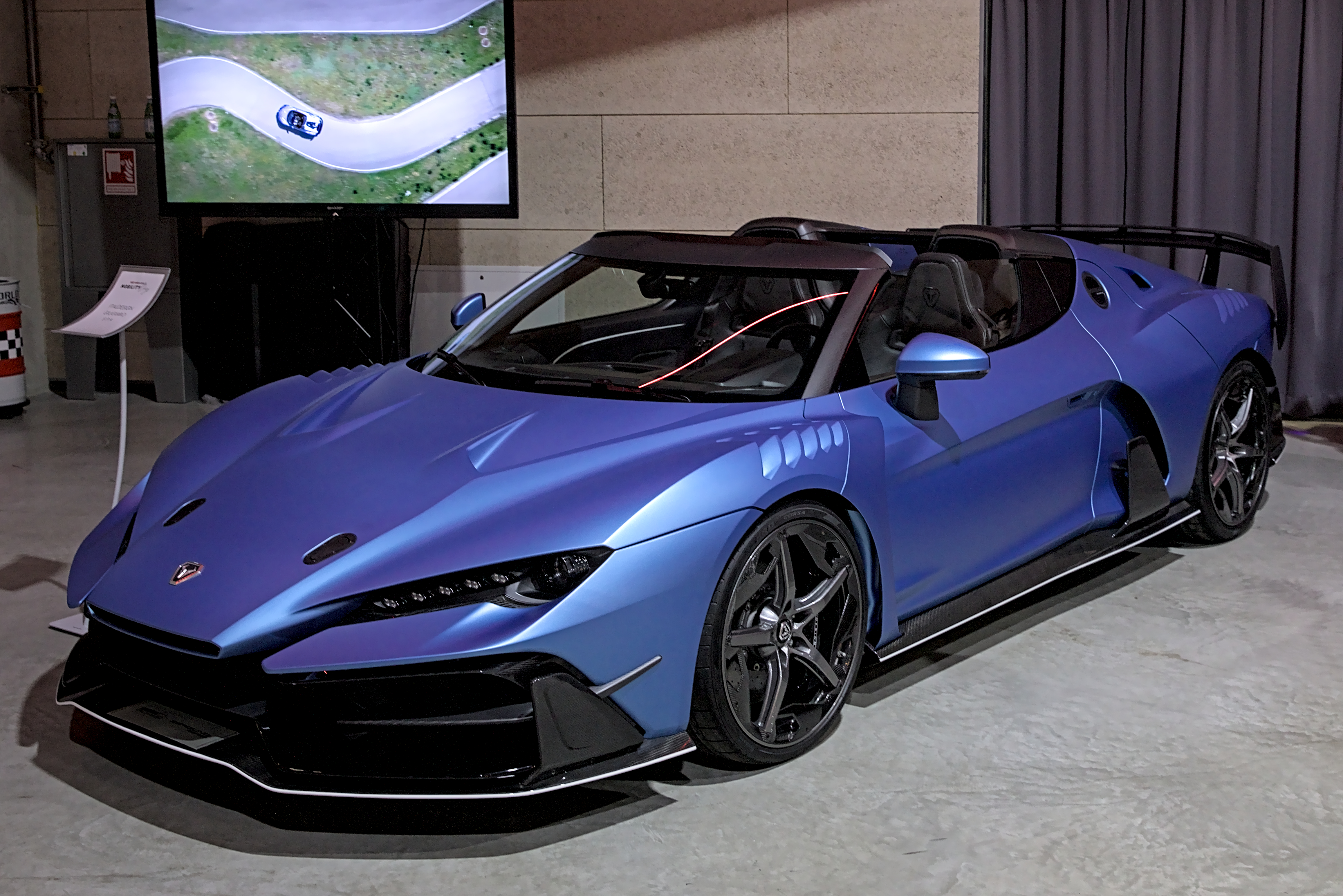
Italdesign Zerouno Roadster

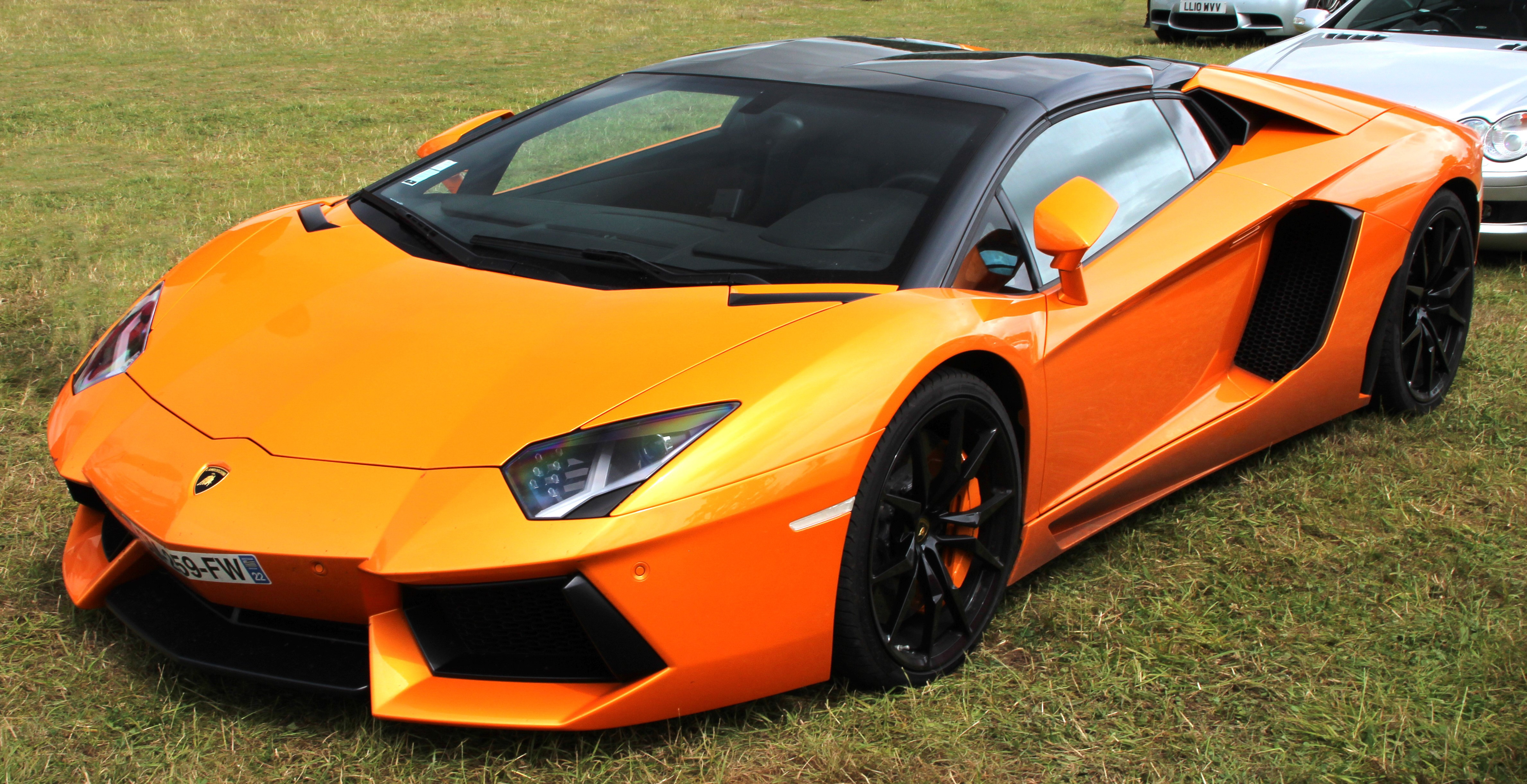
Lamborghini Aventador LP700-4

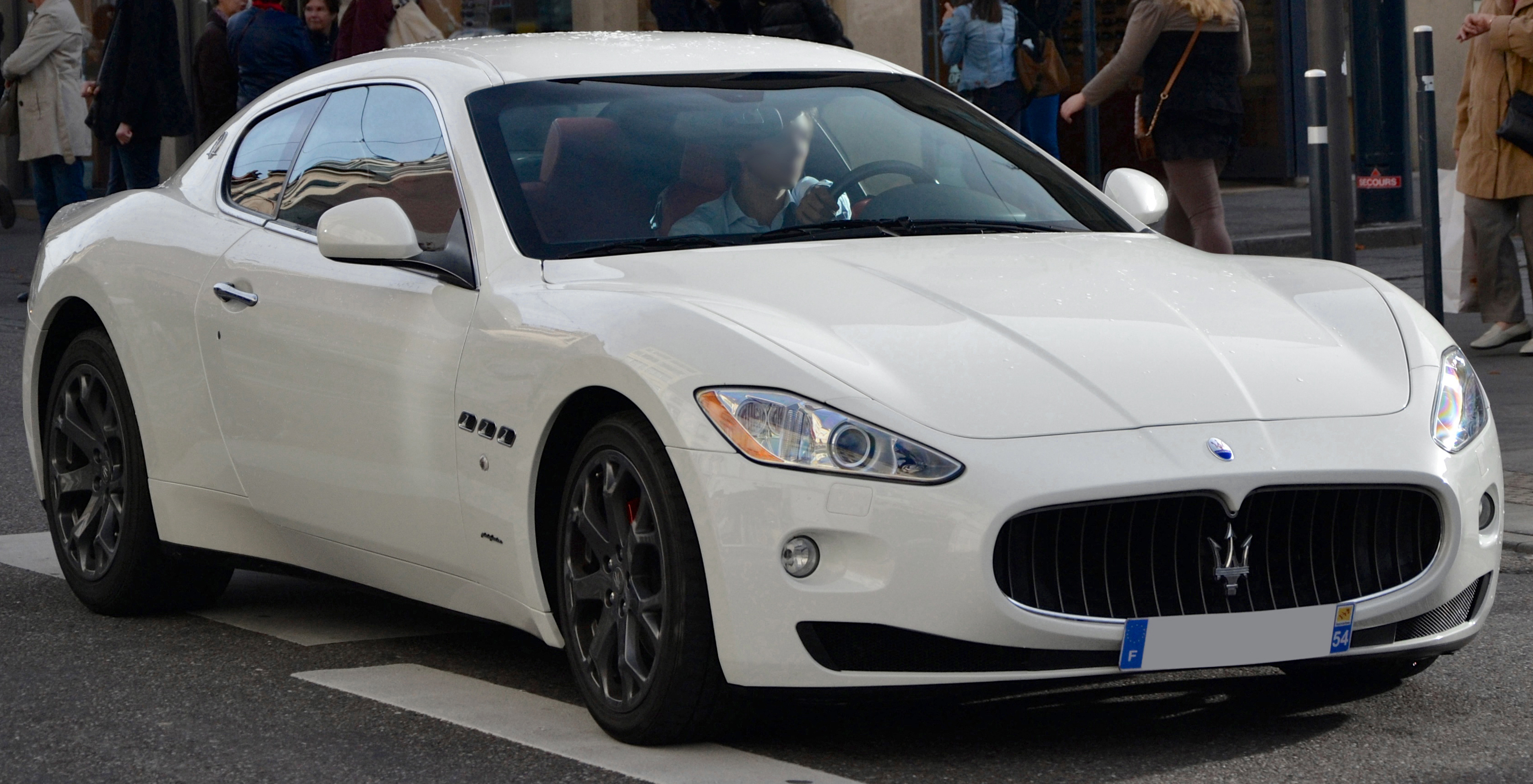
Maserati GranTurismo

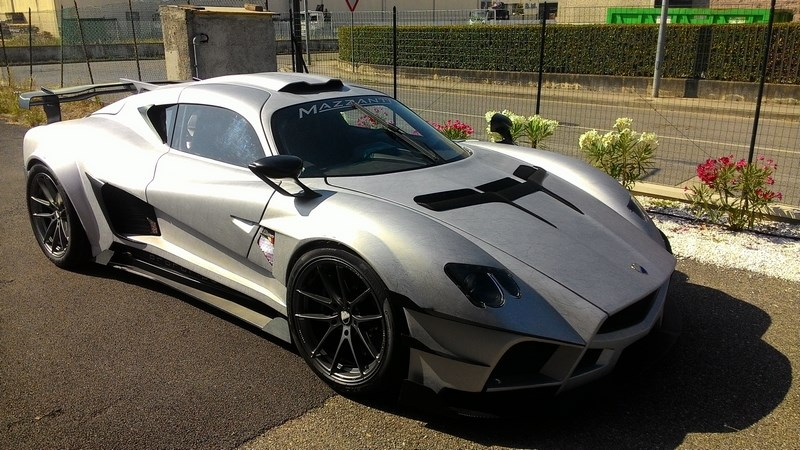
Mazzanti Evantra Millecavalli

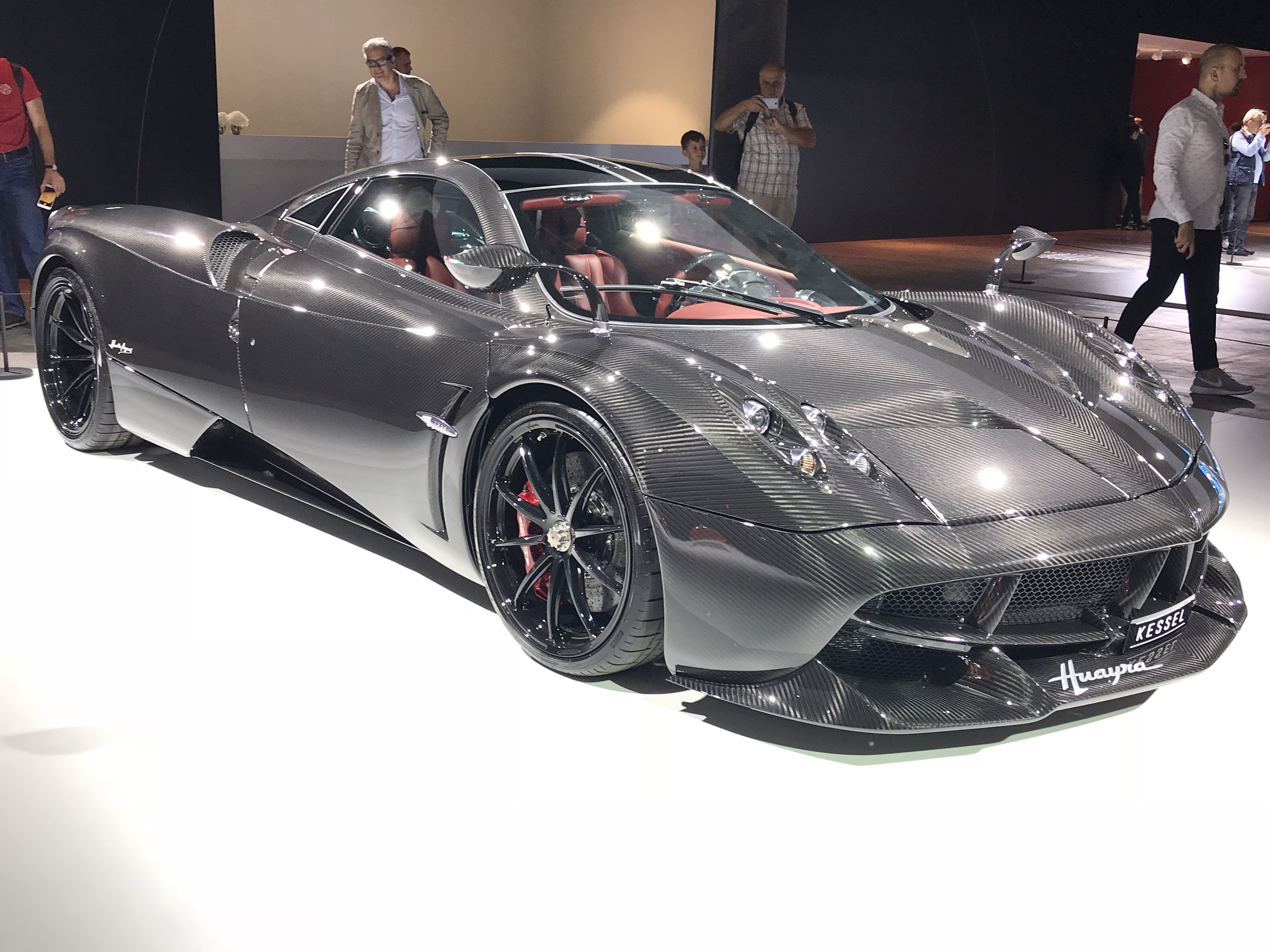
Pagani Huayra

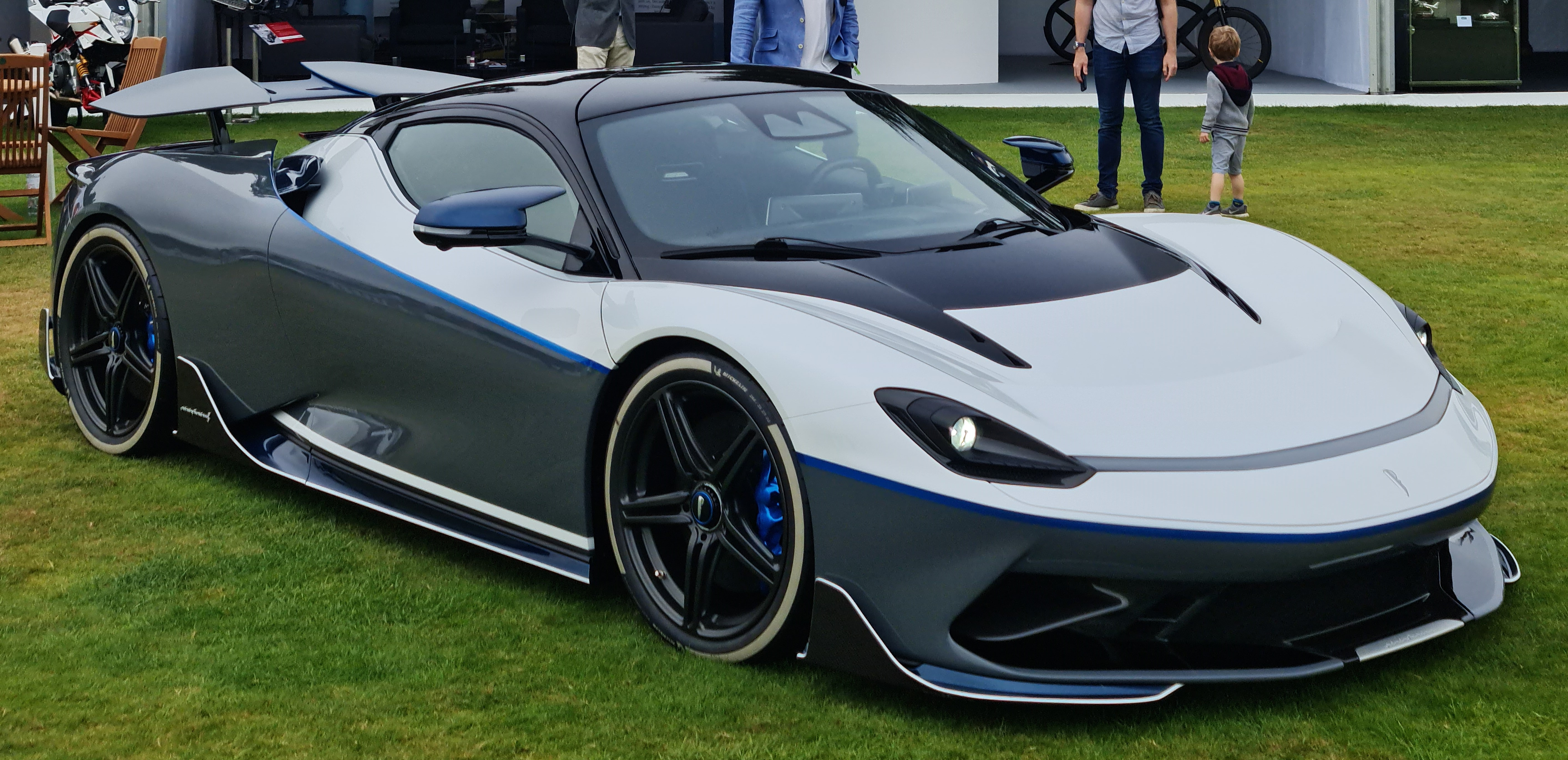
Pininfarina Battista Anniversario

### Marques actives
- 777 Motors Hypercars
- Abarth groupe Stellantis
- ACM
- Aehra (2022-présent) véhicules haut de gamme
- Alfa Romeo groupe Stellantis
- Ares Supercars
- ASA
- ATS (1961-présent)  voitures de course
- Aznom Automotive
- Casalini
- Cizeta
- Dagger
- Dallara (1972-présent) Supercars
- DR Motor Company (2006-présent) voitures de tourisme
- Ferrari
- Fiat Auto groupe Stellantis, voitures de tourisme
- Fiat Professionnal groupe Stellantis, véhicules utilitaires légers
- Frangivento Auto
- Giannini
- Giottiline
- Grecav
- Icona
- Inferno Automobili (2000-présent) hypercars de luxe
- Istituto d’Arte Applicata e Design (1996-présent) premier cursus Car Body Architecture en Italie, liens avec Ferrari, Pininfarina
- Istituto Europeo di Design (1966-présent) école de design italienne connue pour ses concept cars créés par ses étudiants en partenariat avec de grands constructeurs
- Italdesign (2010-présent) concept cars de luxe
- IVECO
- IVECO Bus
- Kimera (2020-présent) constructeur spécialisé dans la restauration d'anciennes Lancia et de sportives néo-rétro
- Laffite Automobili (2023-présent) Supercars - GFG Style
- Lamborghini
- Lancia - groupe Stellantis
- Maserati - groupe Stellantis
- Mazzanti
- Pagani
- Piaggio
- Pininfarina
- Qvale
- Scuola Politecnica di Design (1990-présent) école de prototypage collaborant avec Fiat, Peugeot, FCA…
- Zagato (1919-présent) conception et réalisation de carrosseries automobiles dans tous les segments

### Marques disparues
- ASA (1961–1969)
- Autobianchi (1955–1995) intégré dans Lancia
- Bertone (1982–1989)
- Bizzarrini (1964–1969)
- Cisitalia (1946–1963)
- Covini (1978-2016)
- De Tomaso
- Innocenti (1920–1996) intégré dans Fiat Auto
- Intermeccanica (moved to Canada)
- ISO (1953–1974)
- Karlmann
- O.S.C.A. (1947–1967)
- Siata (1926–1970)
- SWM (1971-1987) racheté en 2015 par le groupe chinois Shineray Group pour créer SWM - Speedy Working Motors

## Japon

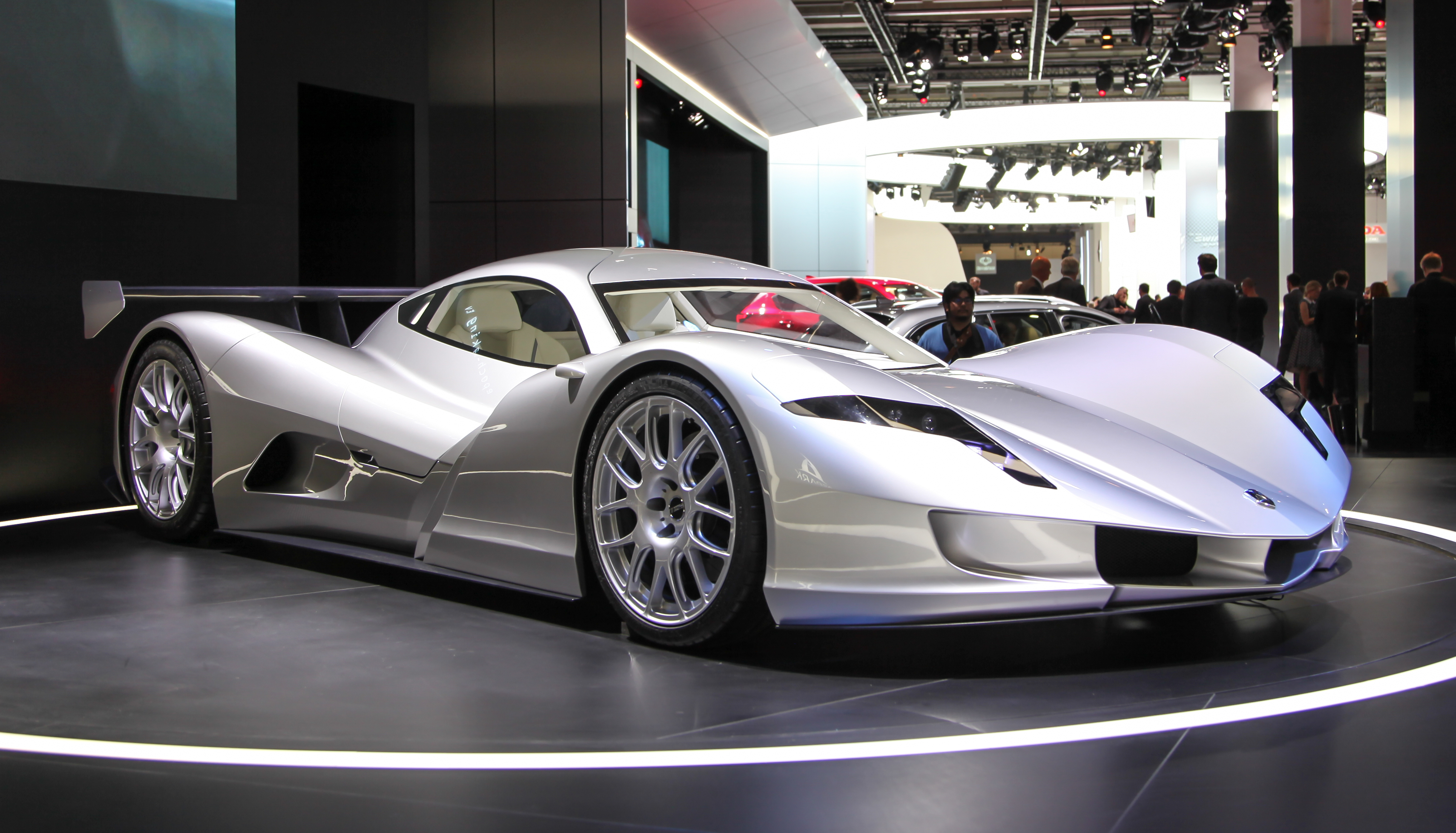
Aspark Owl

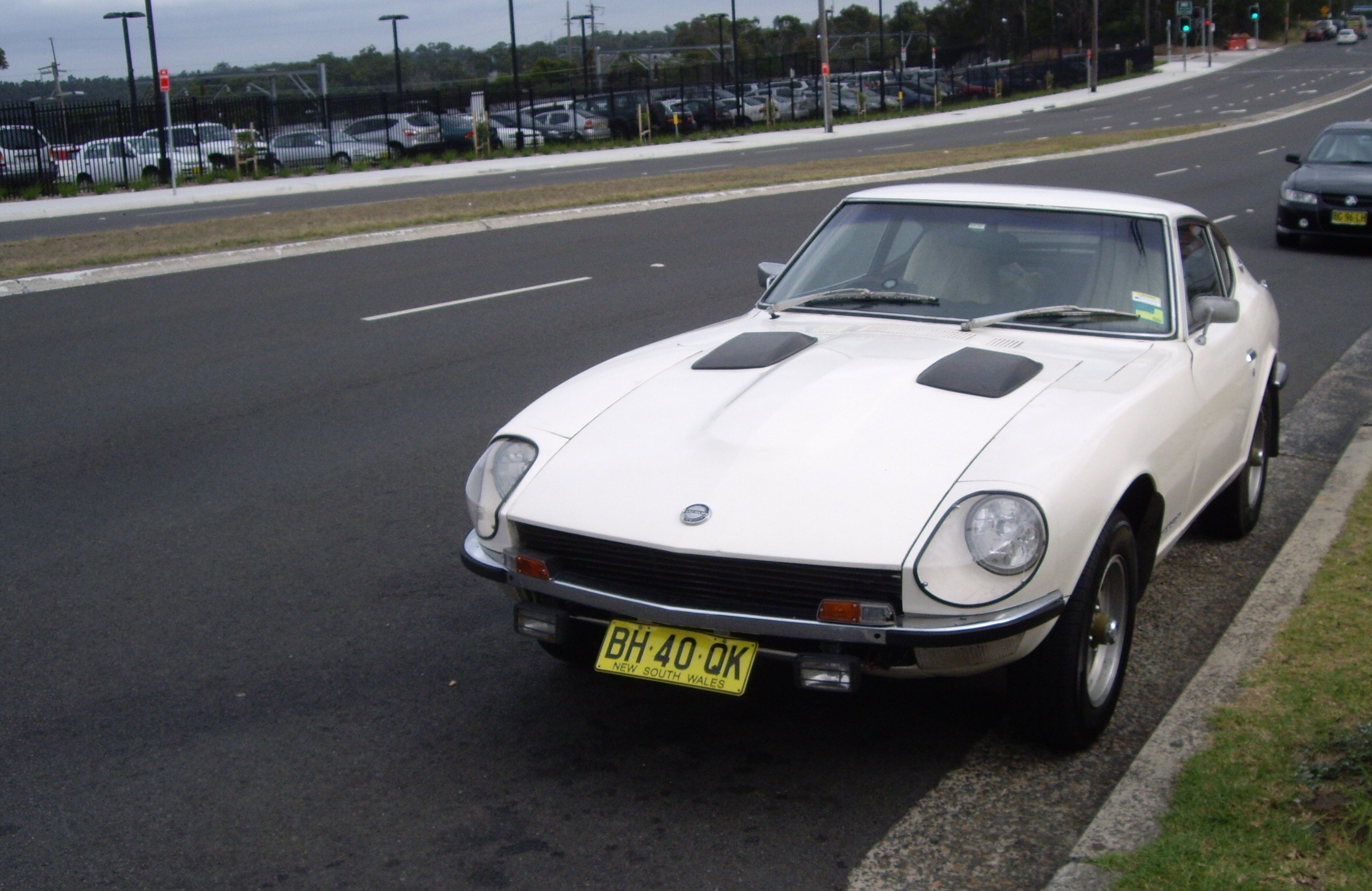
Datsun 260Z

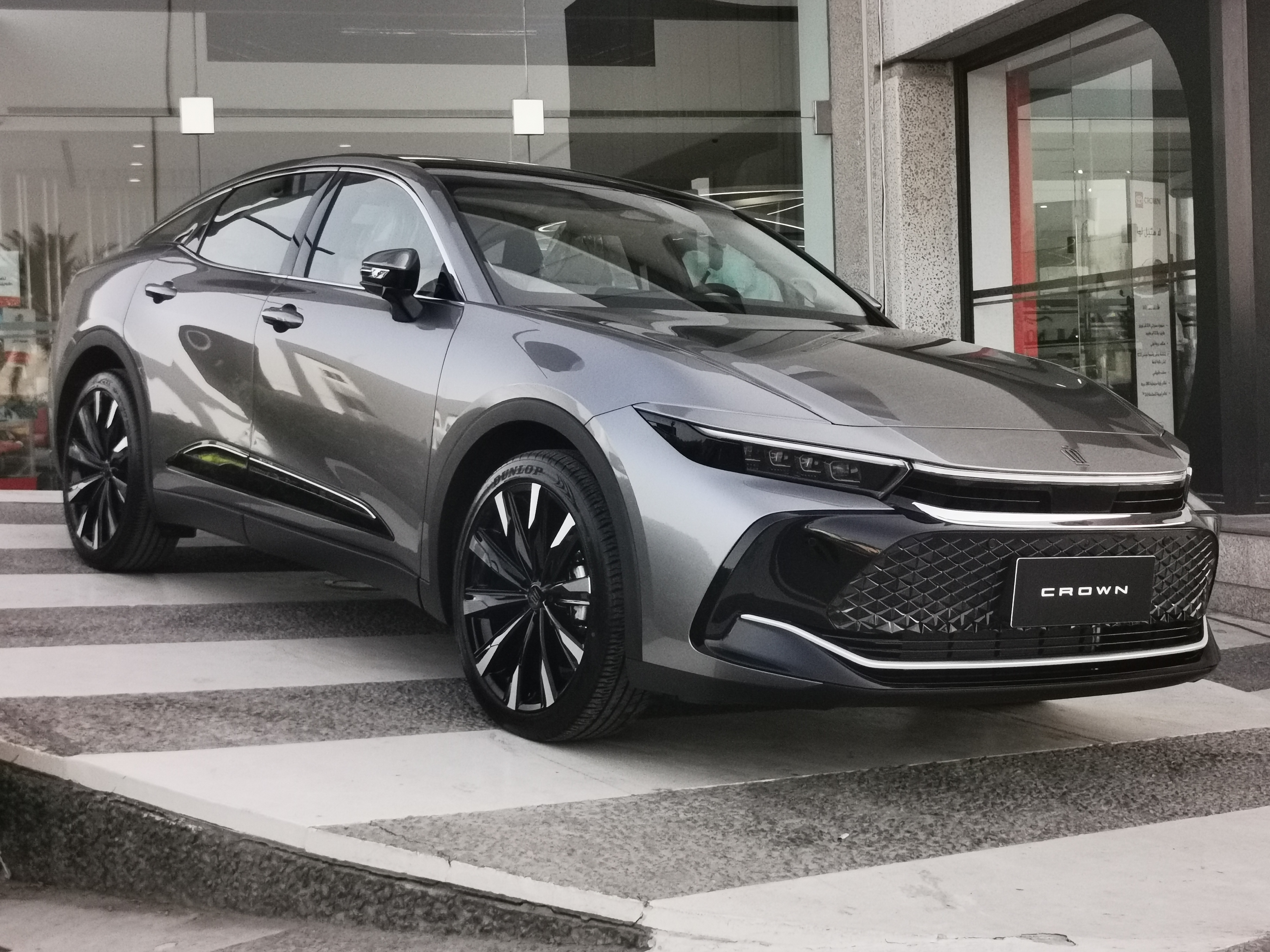
Toyota Crown S235

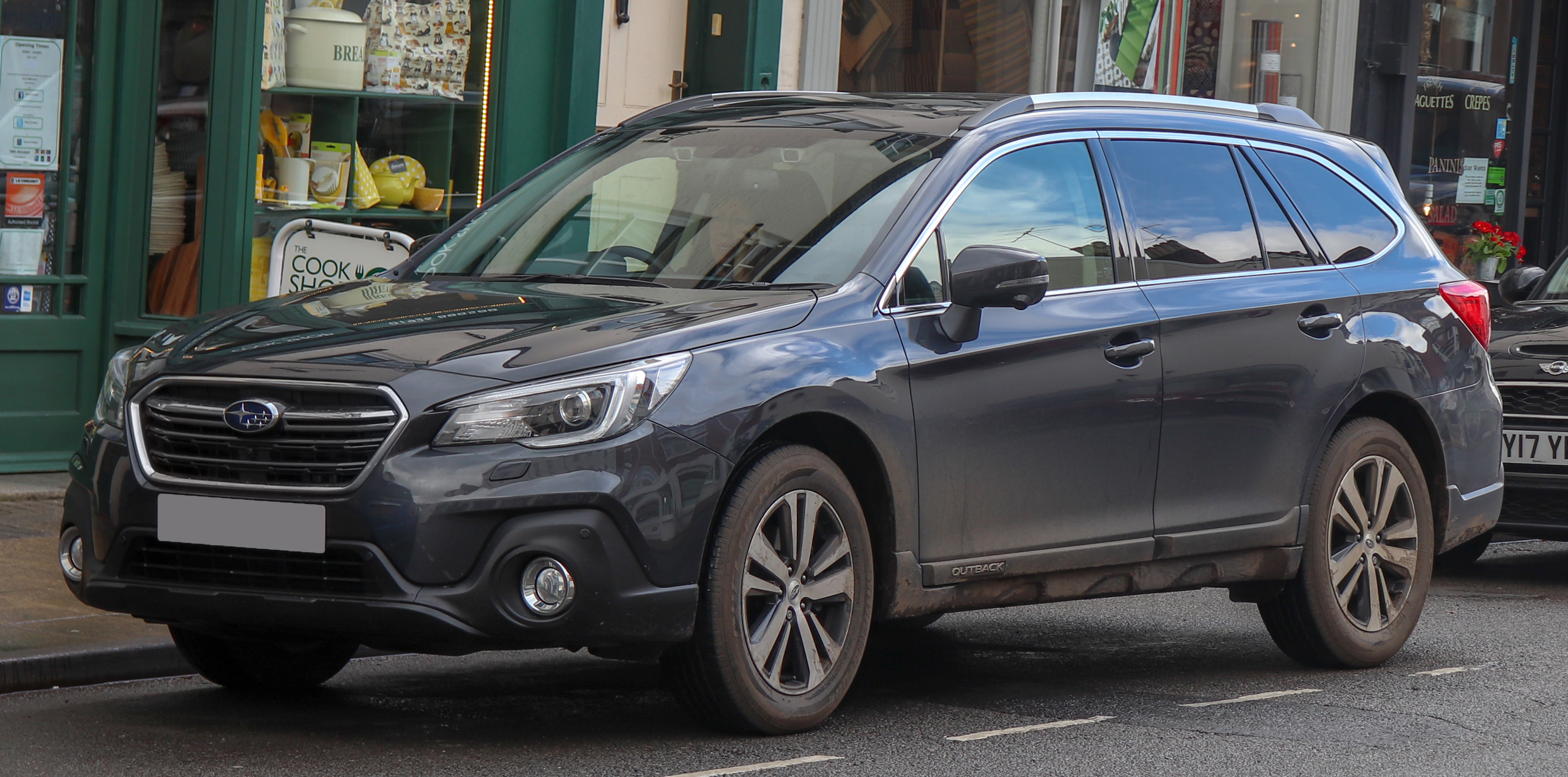
Subaru Outback

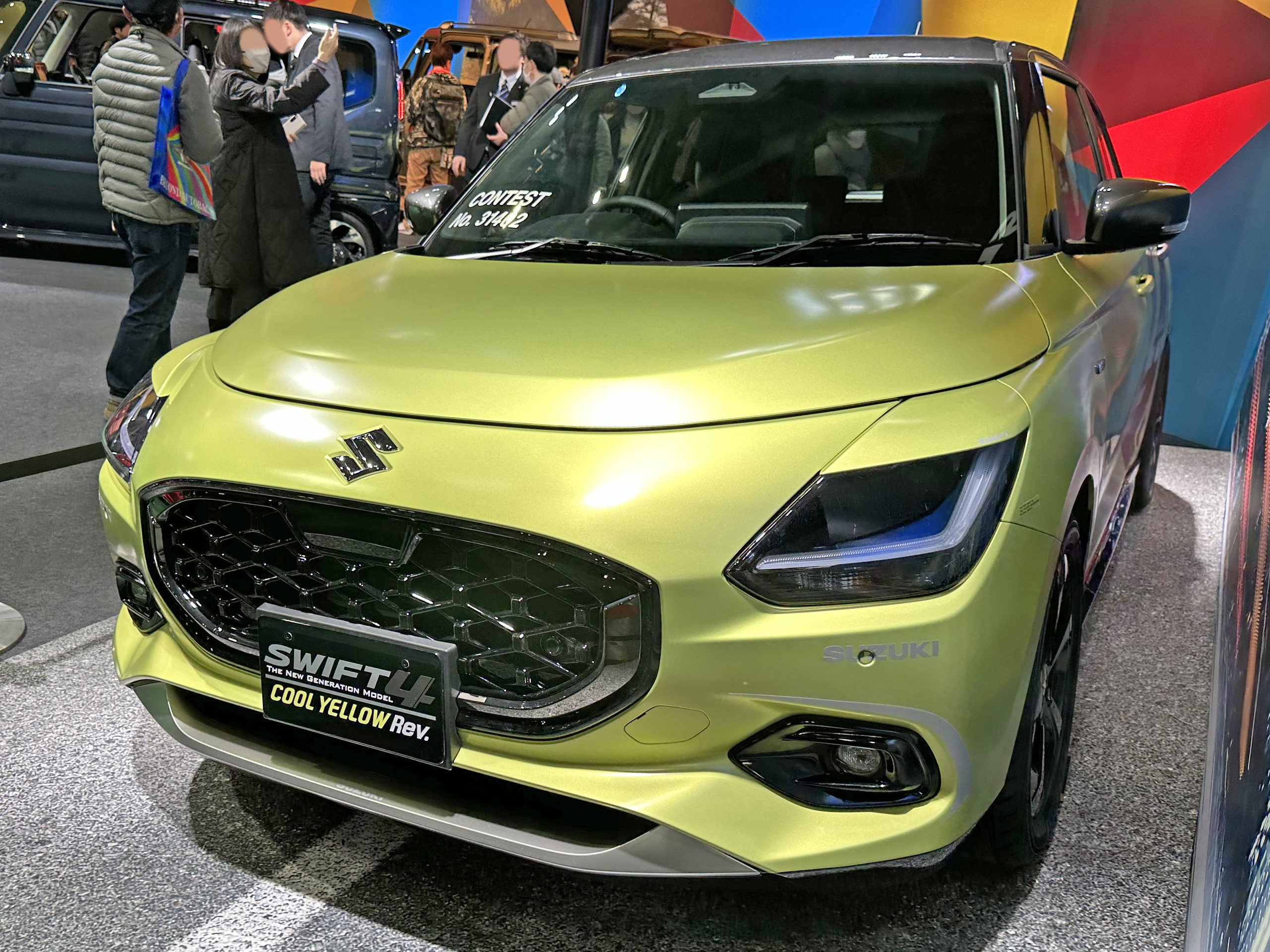
Suzuki Swift IV

### Marques actives
- Acura (1986-présent) filiale premium de Honda
- Aichi Institute of Technology (1966-présent) travaux de recherche en génie automobile, collaboration avec l’industrie japonaise
- Aspark (2005-présent) supercars électriques
- Daihatsu (1907-présent) petits véhicules économiques et compacts
- Dome (1975–présent)
- Endeavor Motors (2019-présent) véhicules électriques et hybrides durzbles
- Hino Motors (1942-présent) camions et véhicules utilitaires lourds
- Lexus (1989-présent) filiale premium de Toyota
- Honda (1946-présent) voitures, motos et moteurs
- Isuzu (1916-présent) véhicules utilitaires et camions
- Mazda (1920-présent) constructeur généraliste connu pour ses moteurs rotatifs et ses voitures au design dynamique
- Mitsubishi (1970-présent) large gamme de véhicules allant des citadines aux SUV, participation en sport automobile
- Mitsuoka (1968–présent) petit constructeur japonais spécialisé dans des voitures à l’esthétique rétro, souvent basées sur des modèles existants modifiés
- Nissan (1933-présent) véhicules variés
- Infiniti (1988-présent) filiale premium de Nissan
- Subaru (1953-présent) célèbre pour ses modèles à traction intégrale et ses moteurs boxer
- Suzuki (1909-présent) voitures compactes, motos et véhicules tout-terrain
- Toyota (1937-présent) leader mondial de l’industrie automobile, reconnu pour ses véhicules fiables, son innovation en hybride et son volume de production
- Yamaha Motor (1955-présent) petits véhicules, motos et projets automobiles innovants

### Marques disparues
- Autozam (1989–1998), filiale de Mazda
- Colt (1974–1984) (voitures produites et exportées par Mitsubishi Motors, importées au Royaume-Uni par la Colt Car Company et commercialisées sous la marque Colt)
- Datsun (1913-1983 puis 2013-2022), filiale de Nissan
- ɛ̃fini (1991–1997), filiale de Mazda
- Englon (2010–2013) marque éphémère appartenant à Geely, utilisée pour vendre des véhicules d’inspiration rétro au Japon et en Chine, avant d’être absorbée
- Eunos (1989–1996), filiale de Mazda
- Hino (1961–1967)
- Prince (1952–1966)
- Scion (2003–2016) filiale de Toyota, véhicules uniquement commercialisés en Amérique du Nord
- Toyopet

## Kenya

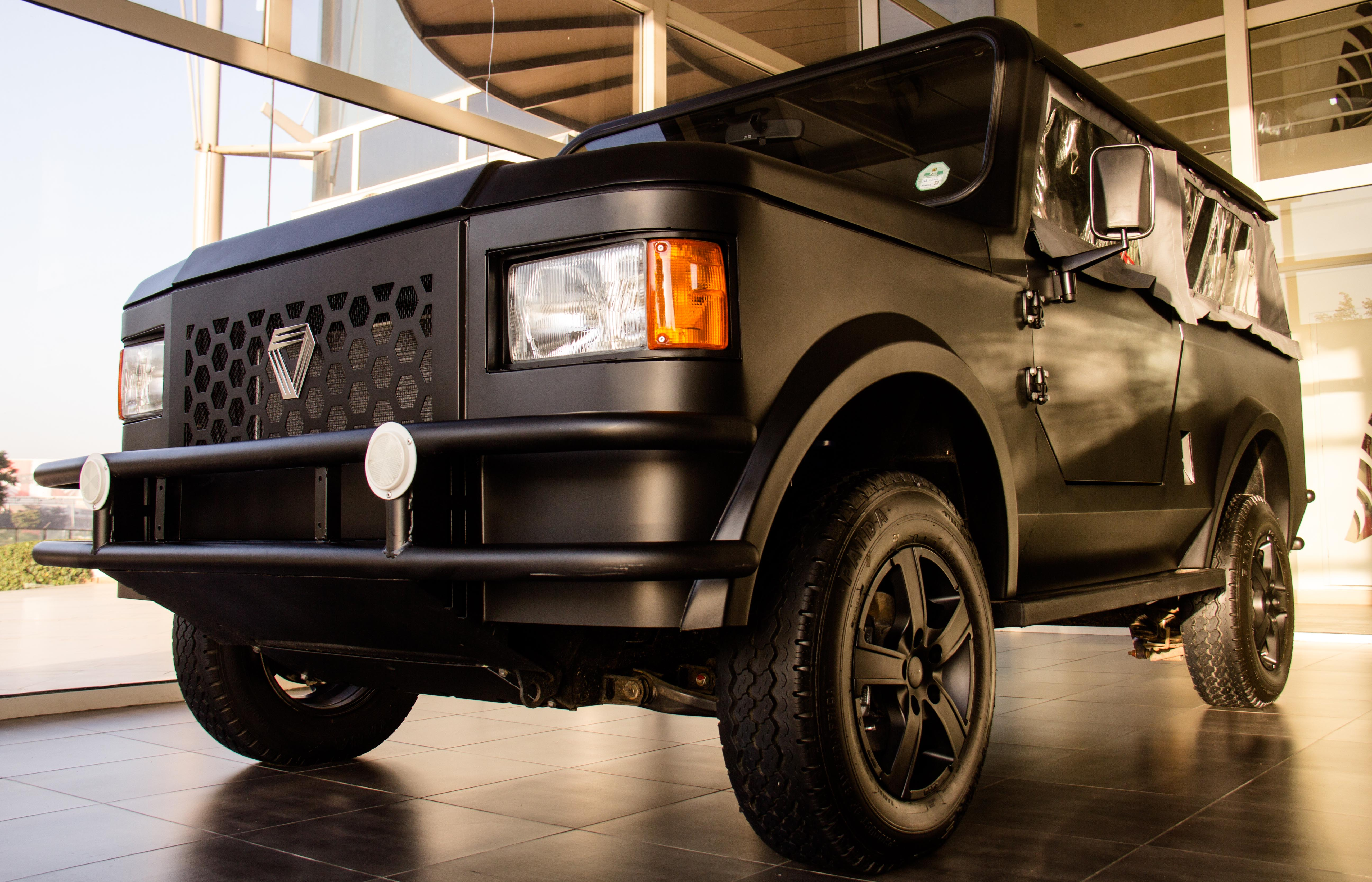
Mobius II (Kenya)

### Marque active
- Mobius (2011–présent)[64]

### Marque disparue
- Nyayo (1986–1999)

## Lettonie

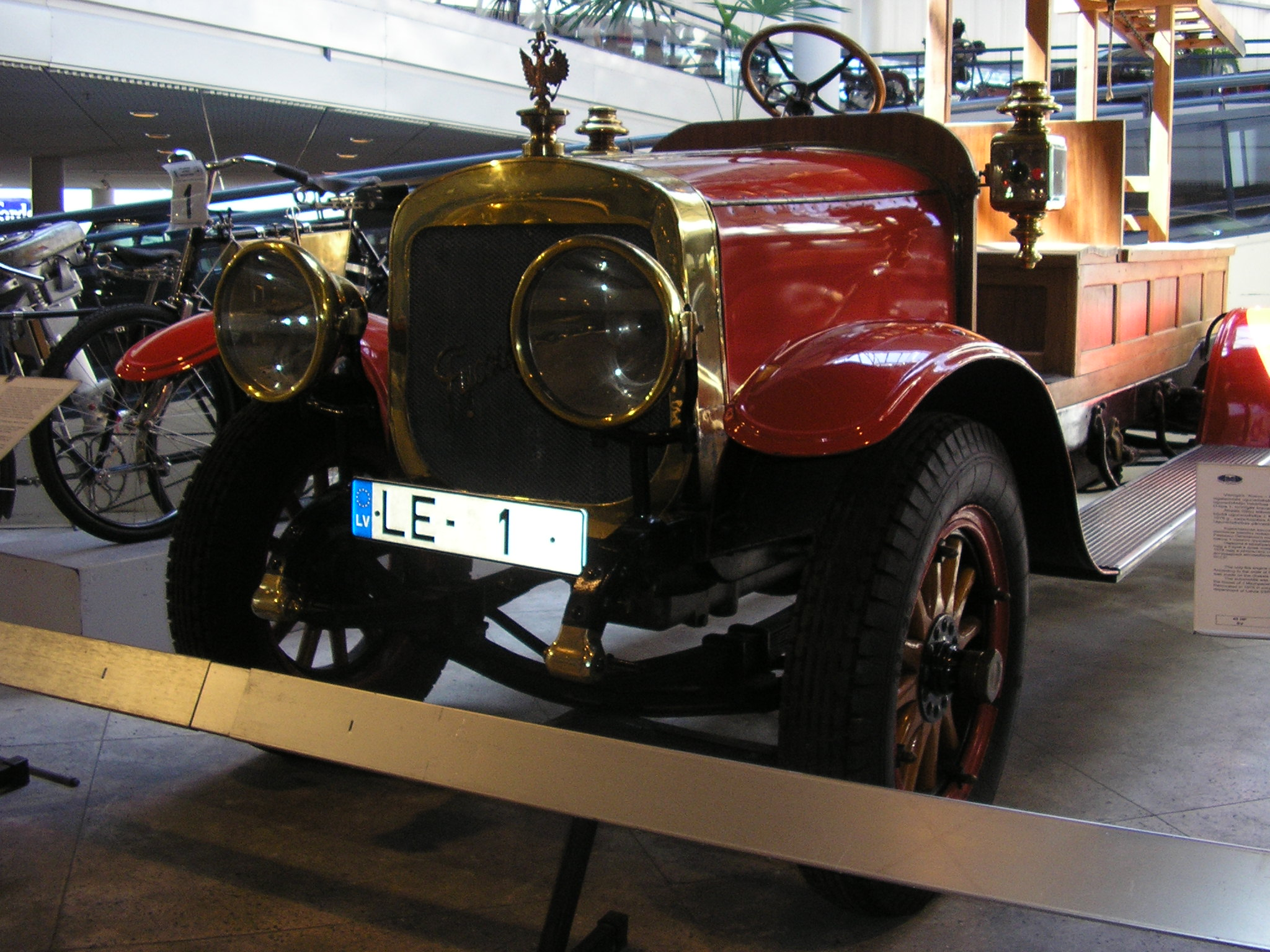
Russo-Balt Mod D (Lettonie)

### Marques disparues
- Ford-Vairogs (en) (1936-1940)
- RAF (1949-1998)
- Russo-Balt (1909-1923)

## Liechtenstein

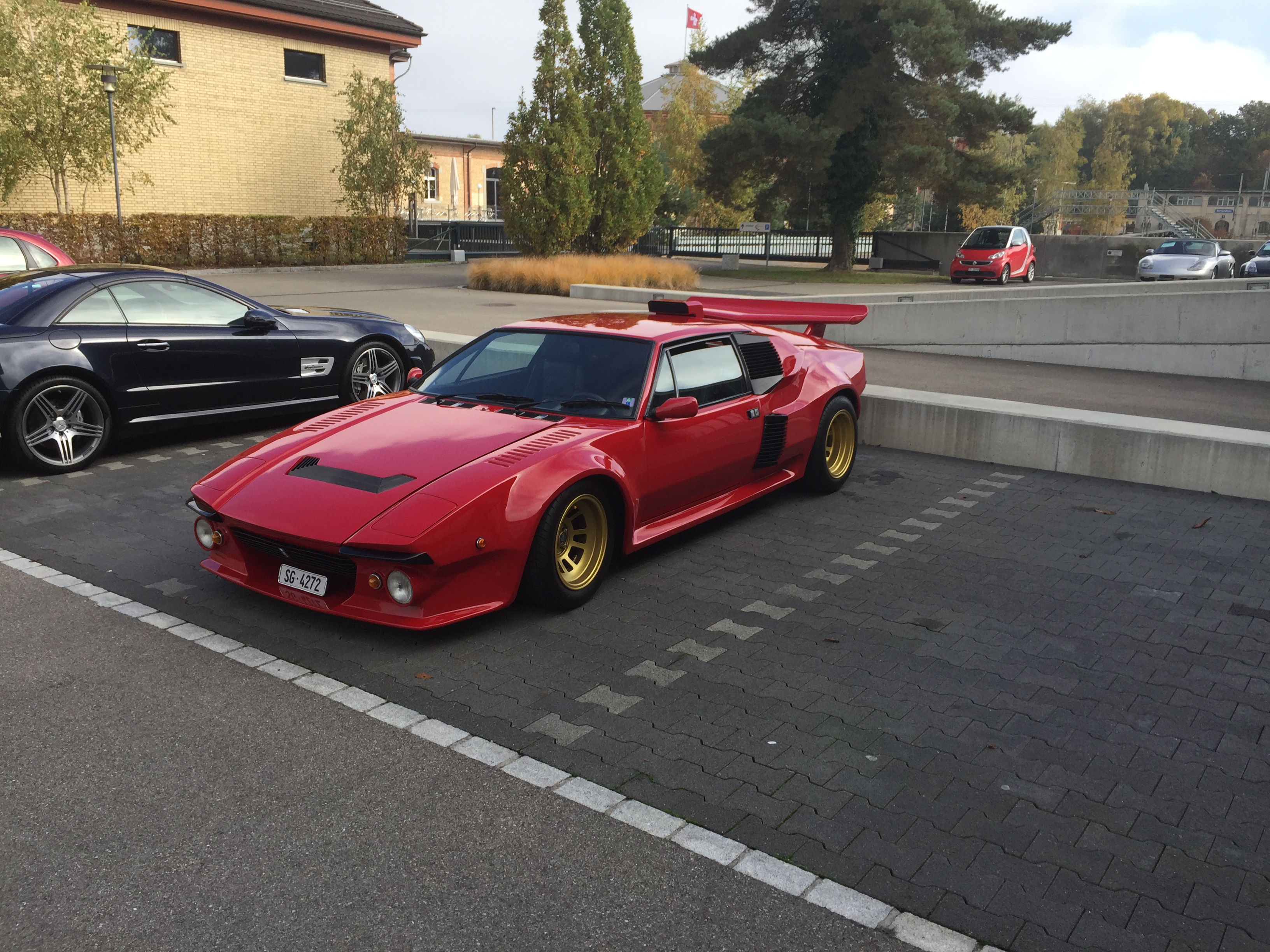
Jehle Pantera (De Tomaso Pantera restylée - Liechtenstein)

### Marque active
- Orca (en) (2003-présent)

### Marque disparue
- Jehle ( ? -1991)

## Lituanie

### Marque active
- Rhino Racing (2023-présent) supercar la moins chère du monde

### Marques disparues
- AlReKas (1989) prototype
- KAG (en) (1956-1990)
- Milkram (1965) prototype

## Malaisie

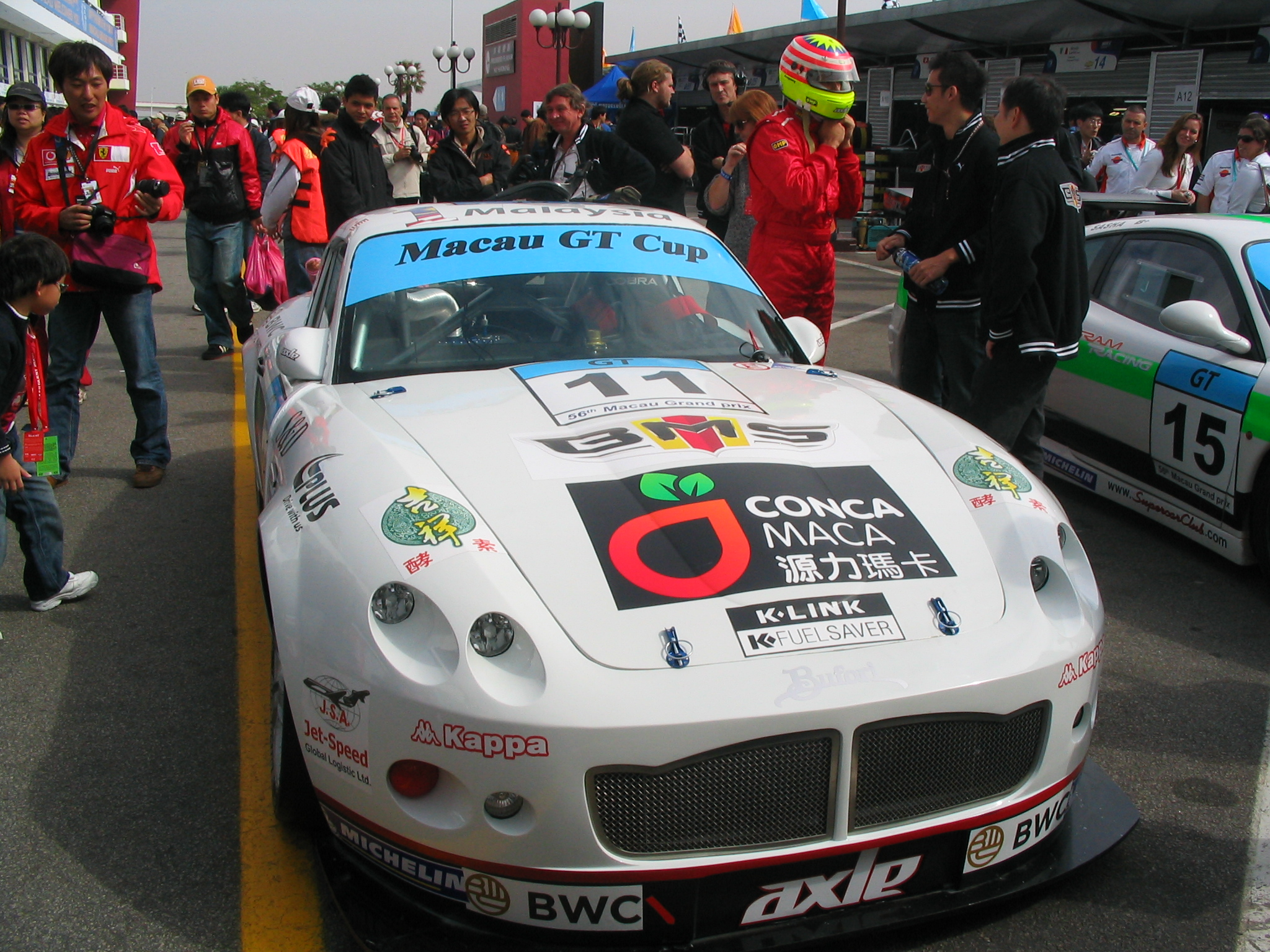
Bufori BMS R1

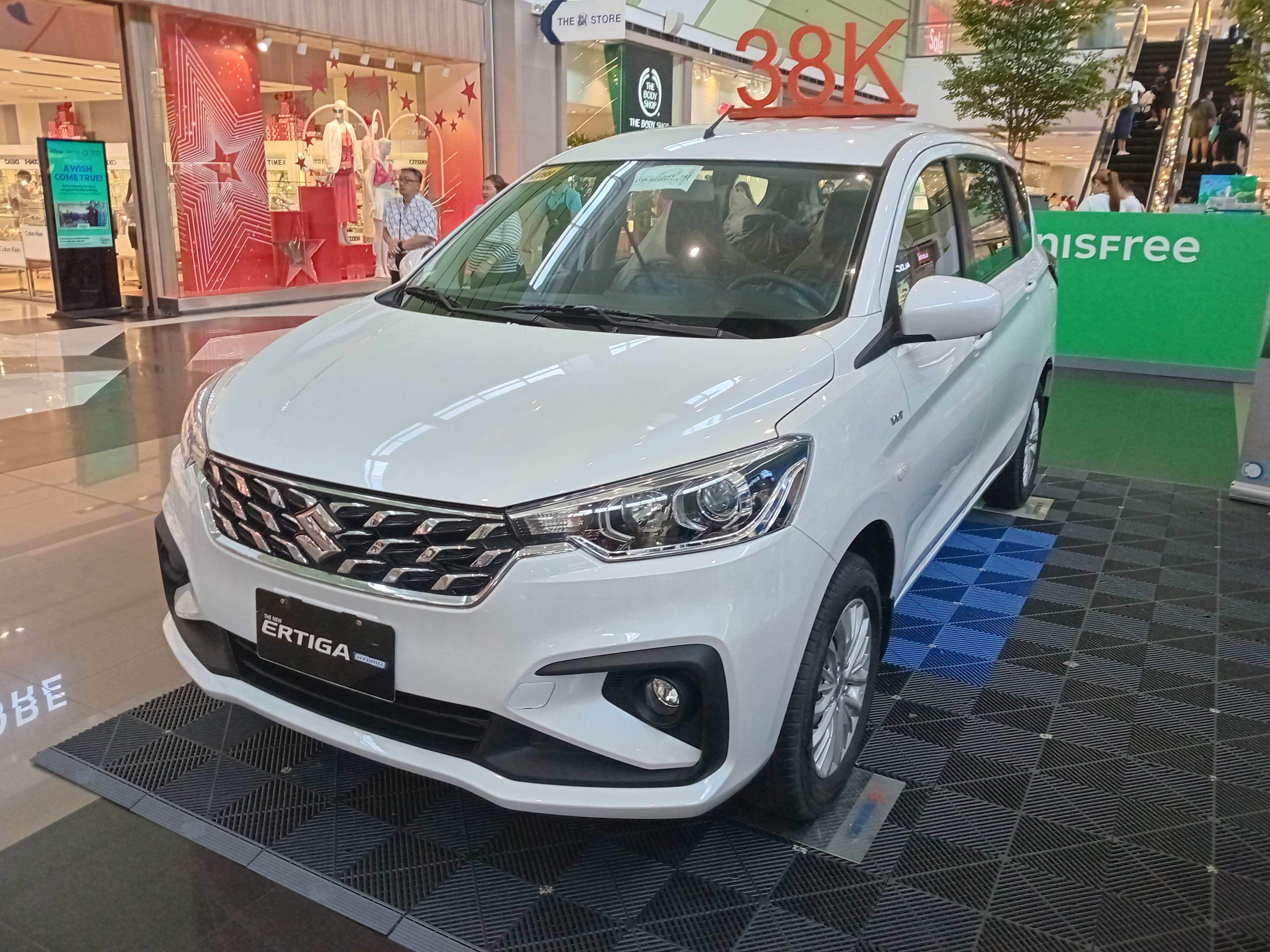
Proton Ertiga (sur base de Suzuki Ertiga I rebadgé)

### Marques actives
- Bufori (1986-présent)
- Hicom (en) (1983-présent)
- Inokom (en) (1992-présent) (1997-2018) : J-V entre Berjaya (35 %), Pesumals (30 %), Renault (15 %), Hyundai (15 %) et Hyumal Motor (5 %) - (2018-présent) J-V entre Sime Darby Motors (51 %), Sime Darby Hyundai (5 %), Hyundai (15 %) et Bermaz Auto (29 %)
- Naza (1975-présent) (1975-2000) distributeur de plusieurs marques - (2001-présent) NAM : assembleur modèles Kia et depuis 2010 Peugeot
- Proton (1985-présent) (1985-2017) J-V entre Khazanah Nasional Berhad, holding d'État (31,63 %), Mitsubishi (16 %) & Petrobas (6,5 %) - (2017-présent) Geely (49,9 %)
- Perodua (1993-présent) J-V entre 6 actionnaires dont Daihatsu

## Maroc

### Marques actives
- Renault-Nissan Tanger Méditerranée (2012-présent) Renault SAS (52,4 %)
- SOMACA - SOciété MArocaine de Constructions Automobiles (1959-présent) société d'économie mixte de l'État marocain (60 %) fondée avec l'aide de Fiat (20 %) et Simca (20 %), privatisée et revendue à Renault en 2003
- SOMAR - SOciété Marocaine des Automobiles Renault (1966- ? )

## Mexique

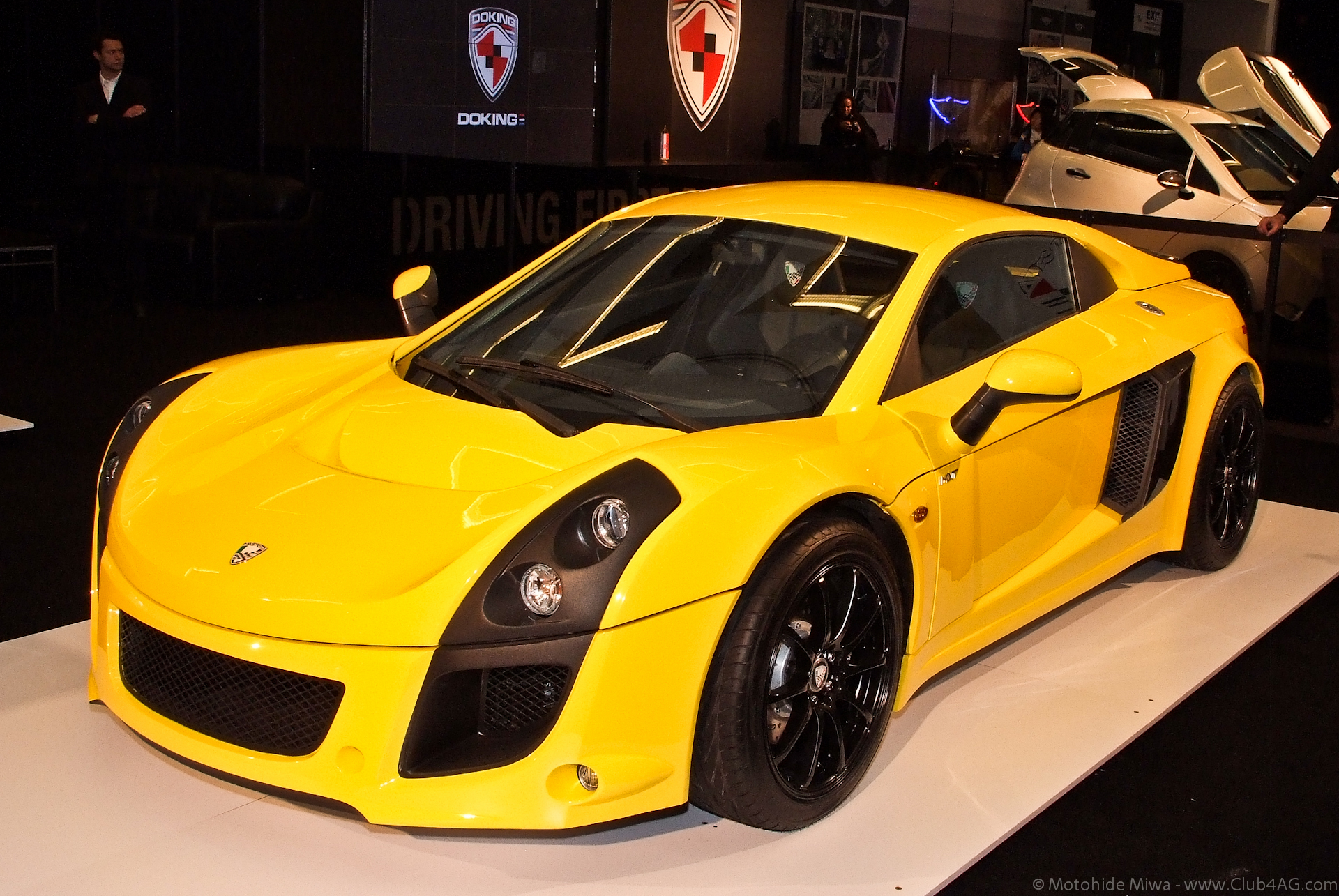
Mastretta MXT

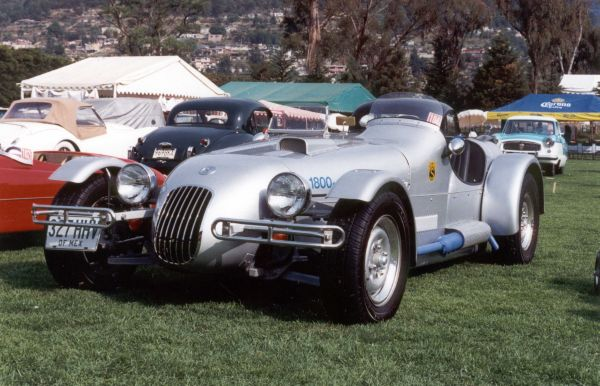
Solana Sport Series II

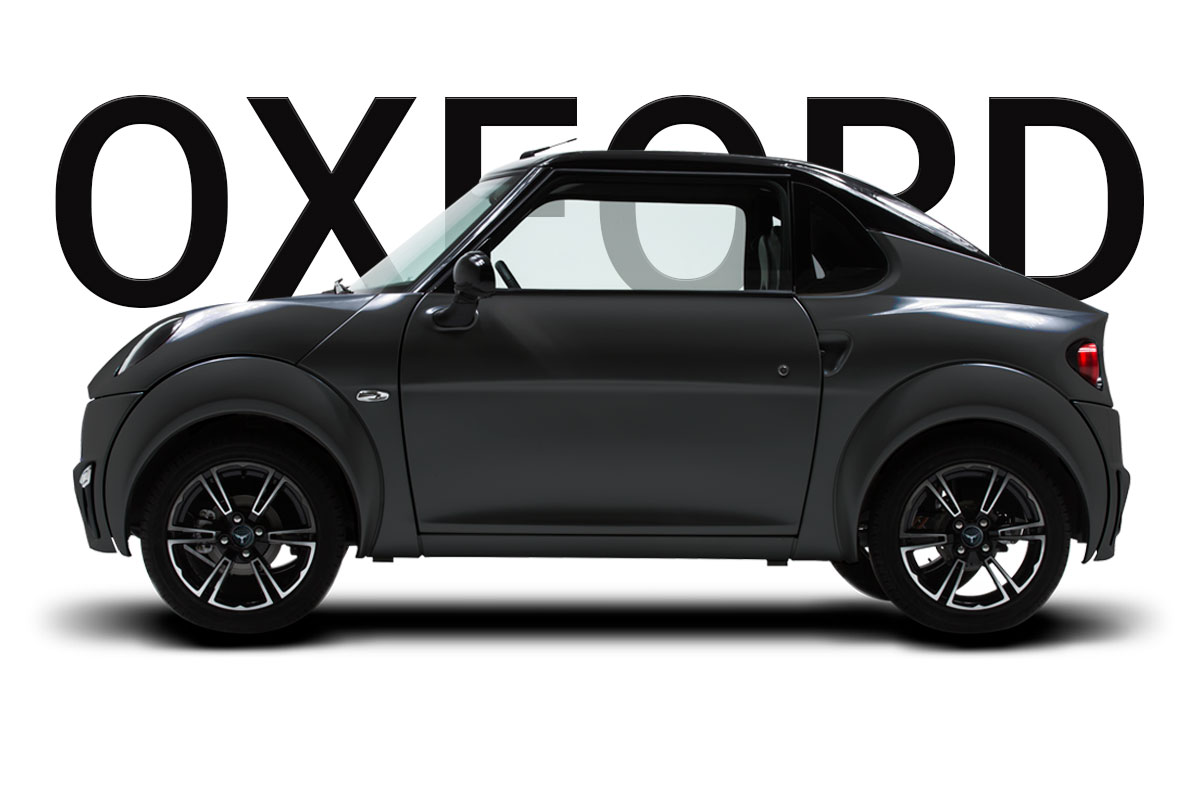
Zacua MX®2

### Marques actives
- Audi Mexico
- BMW Mexico (en) (1994-présent)
- Chrysler Mexico (1926-présent) (1926-1970) Automex
- Cimex[65]
- COMPAS (en) (2014-présent) J-V entre Mercedes-Benz Group et Nissan
- Dina Trucks & Bus (1951-présent) camions et autobus
- Eurocar (1967-présent) carrosseries autobus et autocars
- FANASA[66]
- Fiat Chrysler Mexico (2005-présent)
- Ford Motor Mexico (1925-présent)
- Foton Mexico
- General Motors Mexico (en) (1935-présent)
- Hino Mexico
- Honda Mexico
- Inferno Automobili (2000-présent) hypercars de luxe
- International Mexico
- Isuzu Mexico
- JAC Mexico
- KIA Mexico
- MAN Trucks & Bus Mexico
- Mastretta (1987-présent) voitures de sport
- Mercedes-Benz Mexico (en) (1984-présent) ex FAMSA - Fabrica Automotriz Mexicana SA J-V entre Hermes Group (80 %) et Mercedes-Benz AG (20 %)
- Nissan Mexico
- Renault Mexico (1963-1986) / (2000-présent)
- Solana (en) (1936-présent) voitures de sport et course
- Toyota Mexico (2004-présent)
- Volkswagen Mexico (1954-présent)
- Volvo Bus Mexico (1998-présent)
- VUHL (en) (2010-présent)
- Zacua (2017-présent) voiturette électrique

### Marques disparues
- FAW (2008-2010)
- Freightliner-Daimler México (en) (2009-présent) ex Freightliner México (1969-2009)
- MASA (en) (1959-1998) privatisation en 1988 - intégré dans Volvo Bus de Mexico en 1998
- VAM (1946-1986) (1946-1963) VAM - (1963-1980) filiale d'AMC puis cession à Renault, ex Willys Mexicana

## Monaco

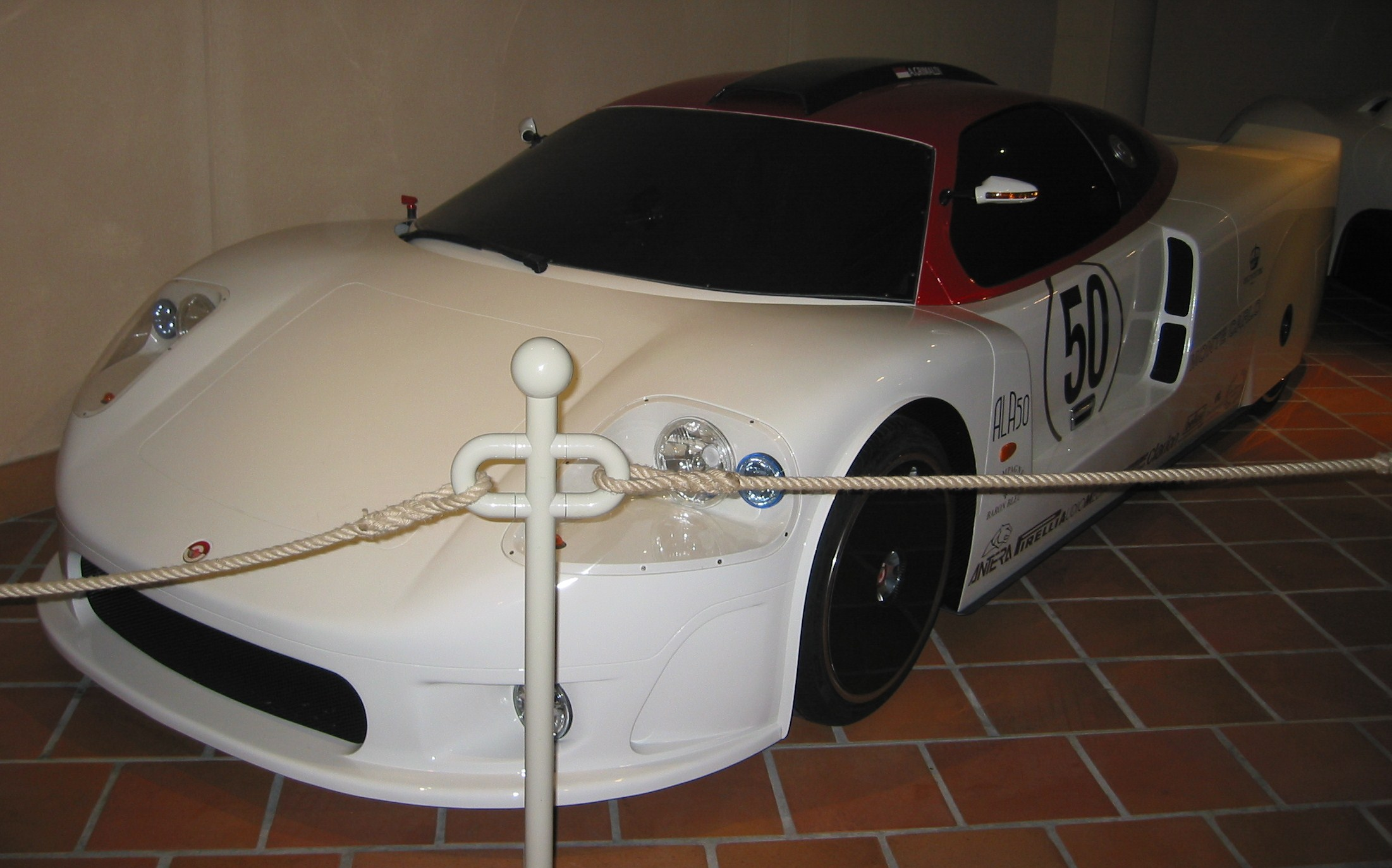
Monte-Carlo ALA 50

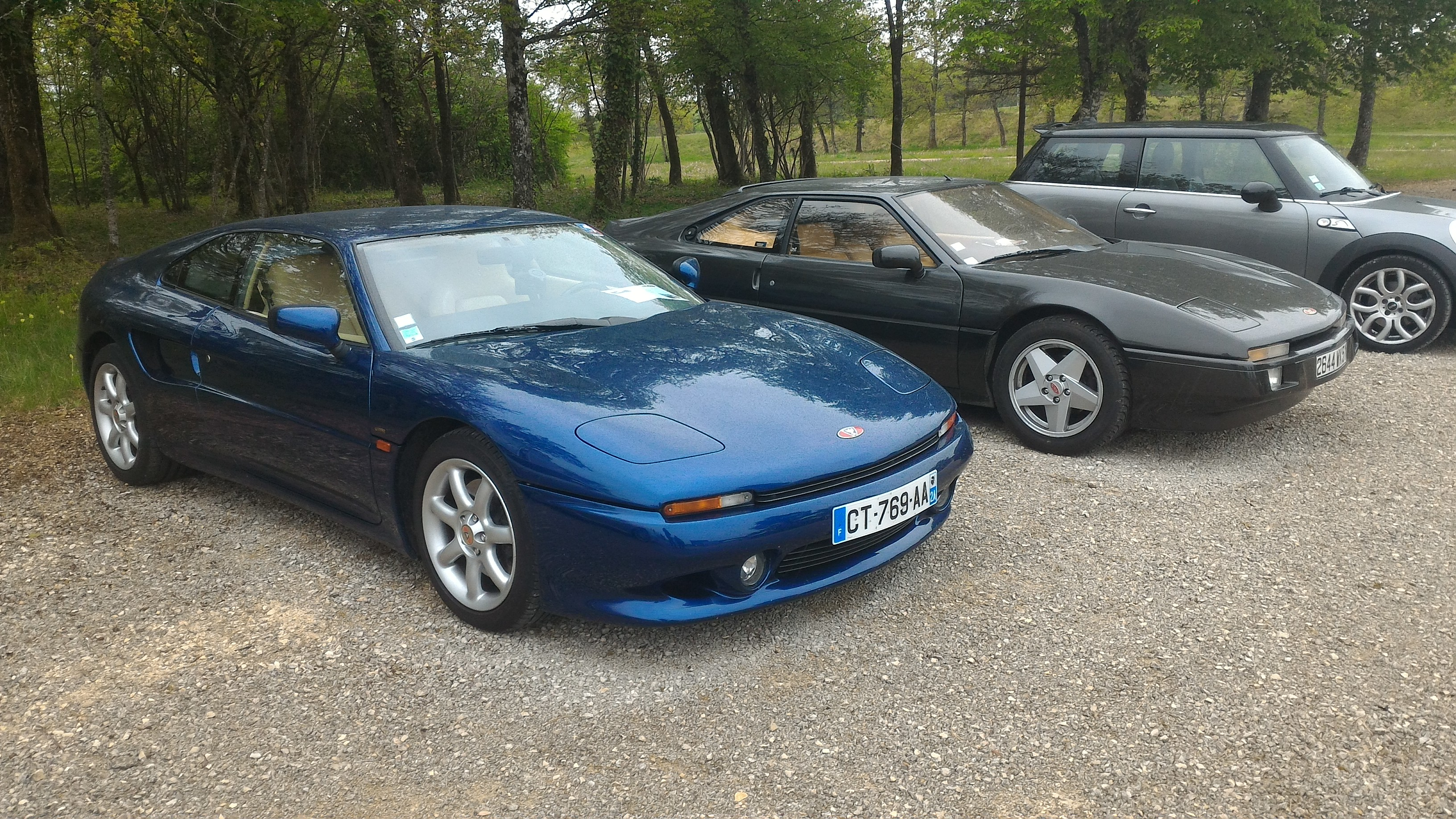
Venturi 200 et 300

### Marques actives
- Monte-Carlo Automobiles (1983-présent) supercars sportives
- Venturi (1984-présent) ex constructeur français MVS, en faillite en 2000, repris par Gildo Pallanca Pastor - voitures de sport électriques

## Mozambique

### Marque disparue
- Matchedje Motors (2014–2017) filiale de China Tong Jian Investment

## Namibie

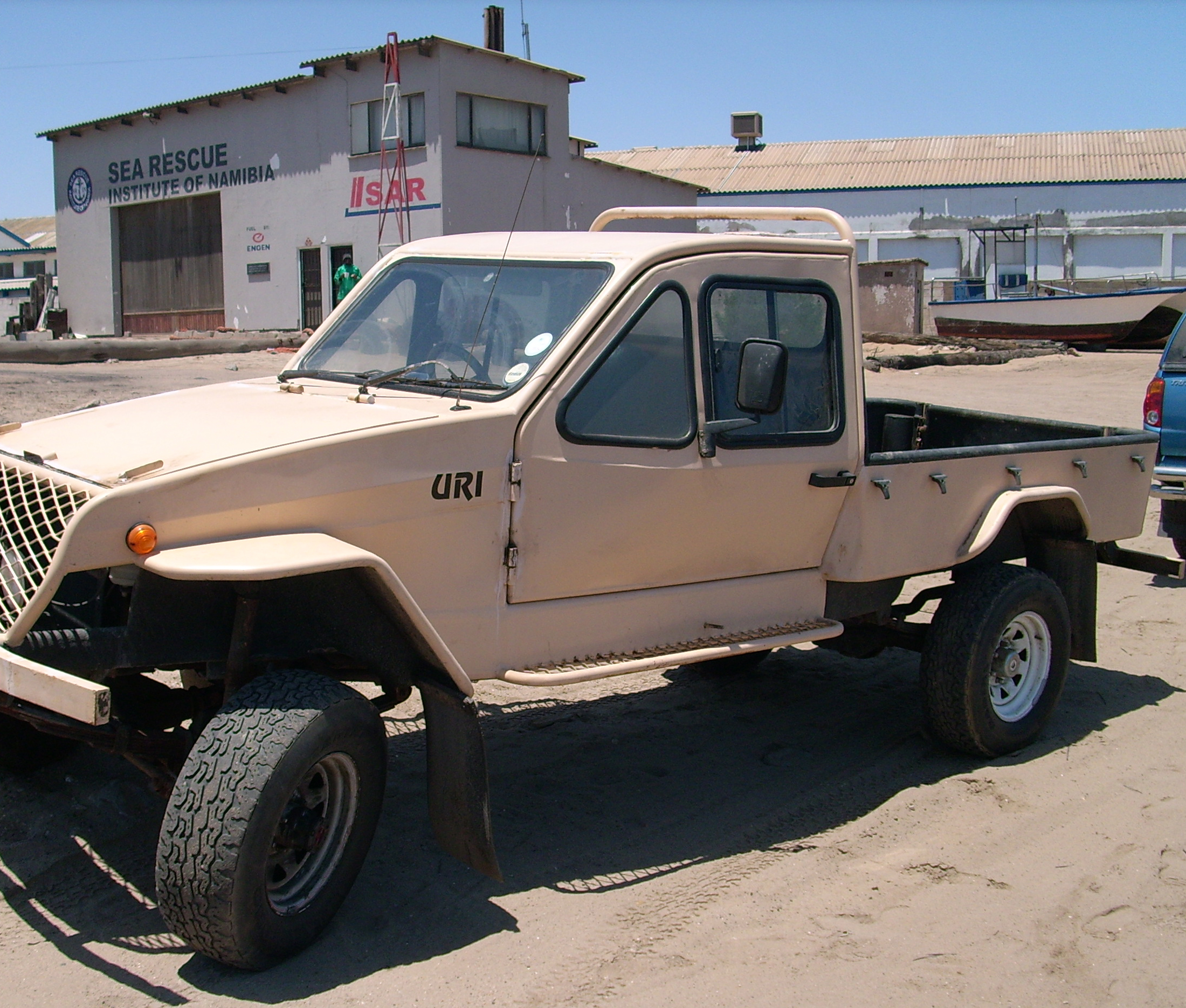
Une Uri à Walvis Bay (Namibie)

### Marque disparue
- Uri-Automobile (en) (1995–2008) transfert de la production en Afrique du Sud

## Népal

### Marque active
- Hulas Motors (en) (1996-présent)

## Nigéria

### Marque active
- Innoson (2007-présent)

### Marque disparue
- Izuogu (en) (1997) prototype

## Norvège

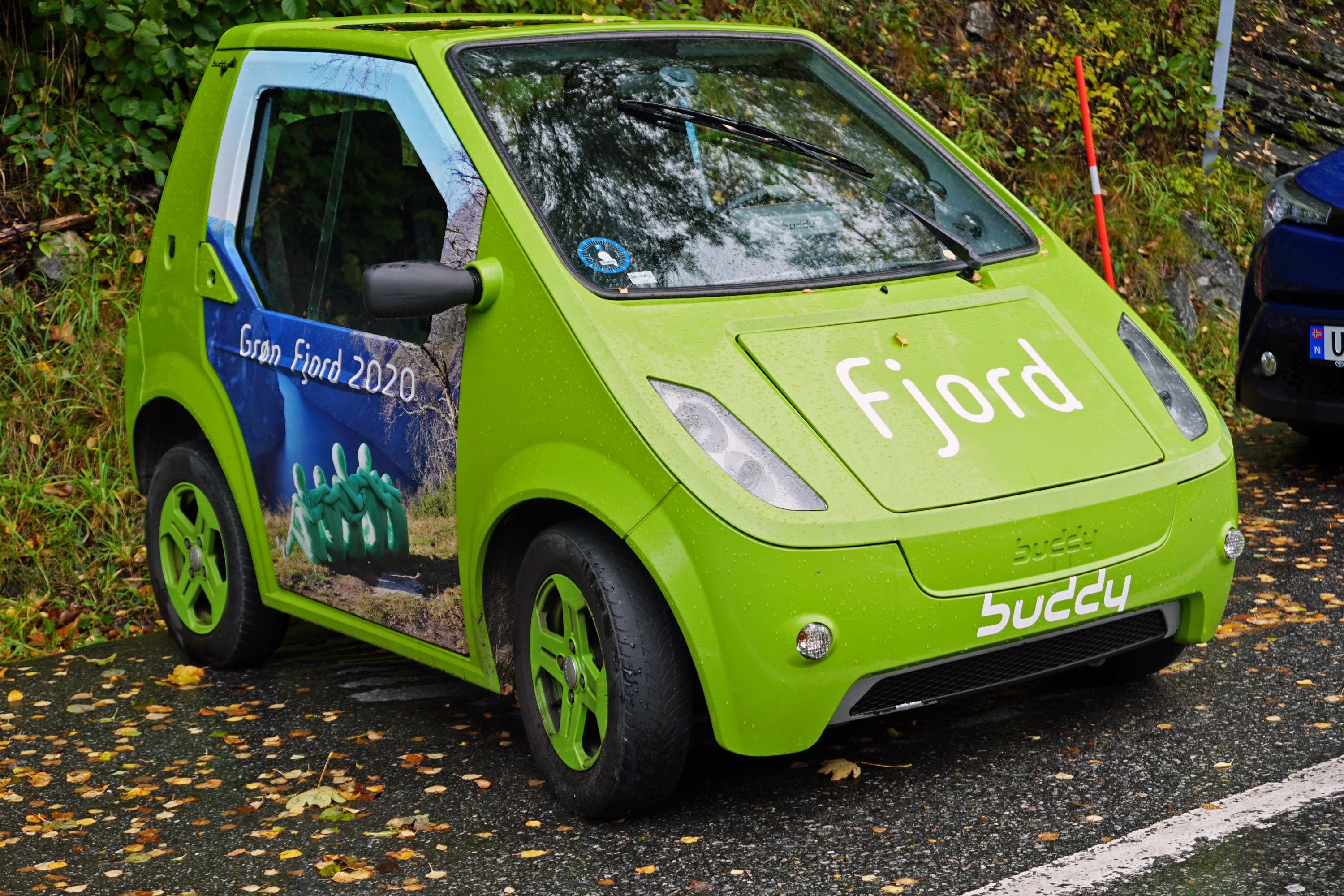
Buddy Geiranger Fjord

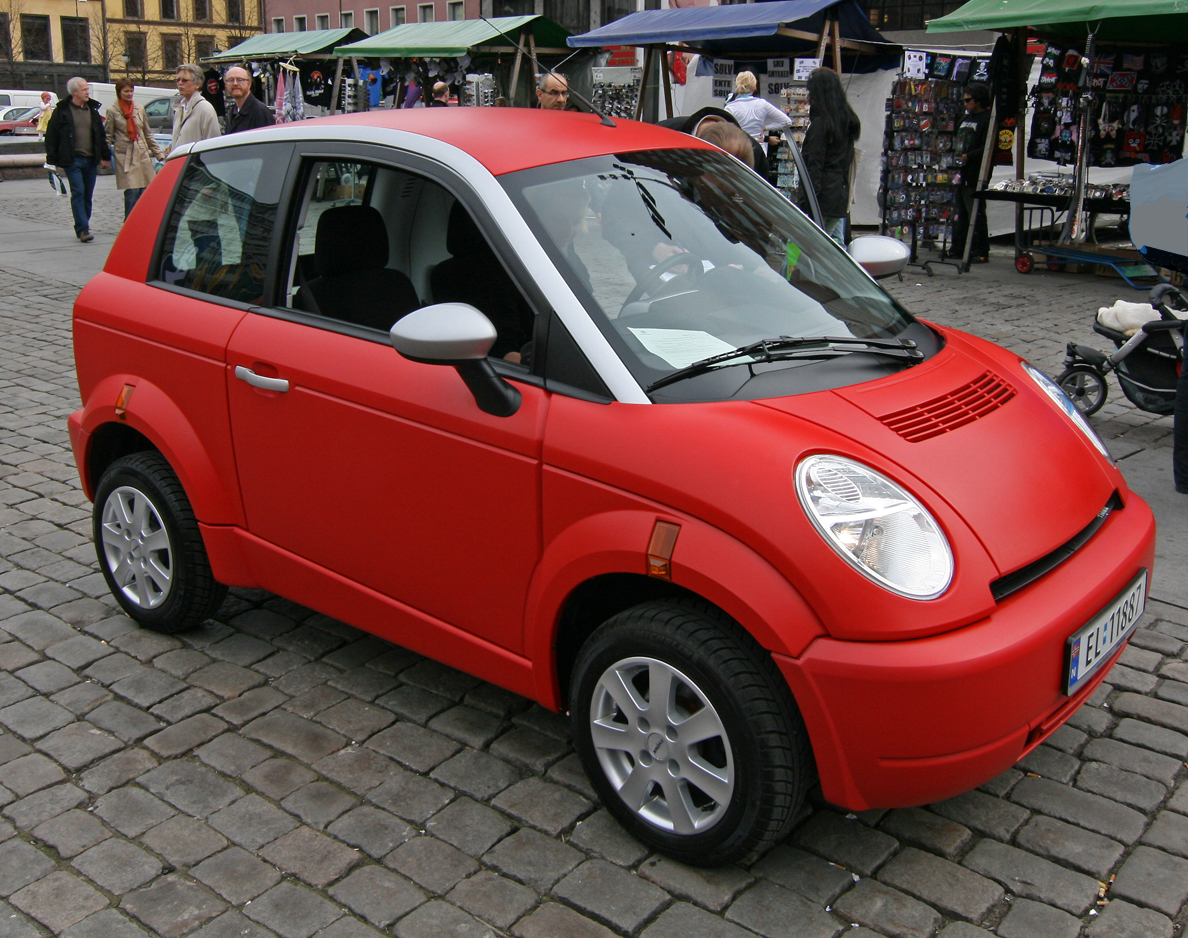
Think City

### Marques disparues
- Bjering (en) (1918-1921)
- Buddy (en) (1991-2013) voiturette électrique
- Høka (en) (1936-1968) carrosseries d'autobus, camions tramways et trains
- Norsk (1908-1911)
- Think (en) (1991-2011) ex Pivco, voitures électriques
- Troll (en) (1956-1958)
- Vest Buss (en) (1965-2011) autobus et autocars

## Nouvelle-Zélande

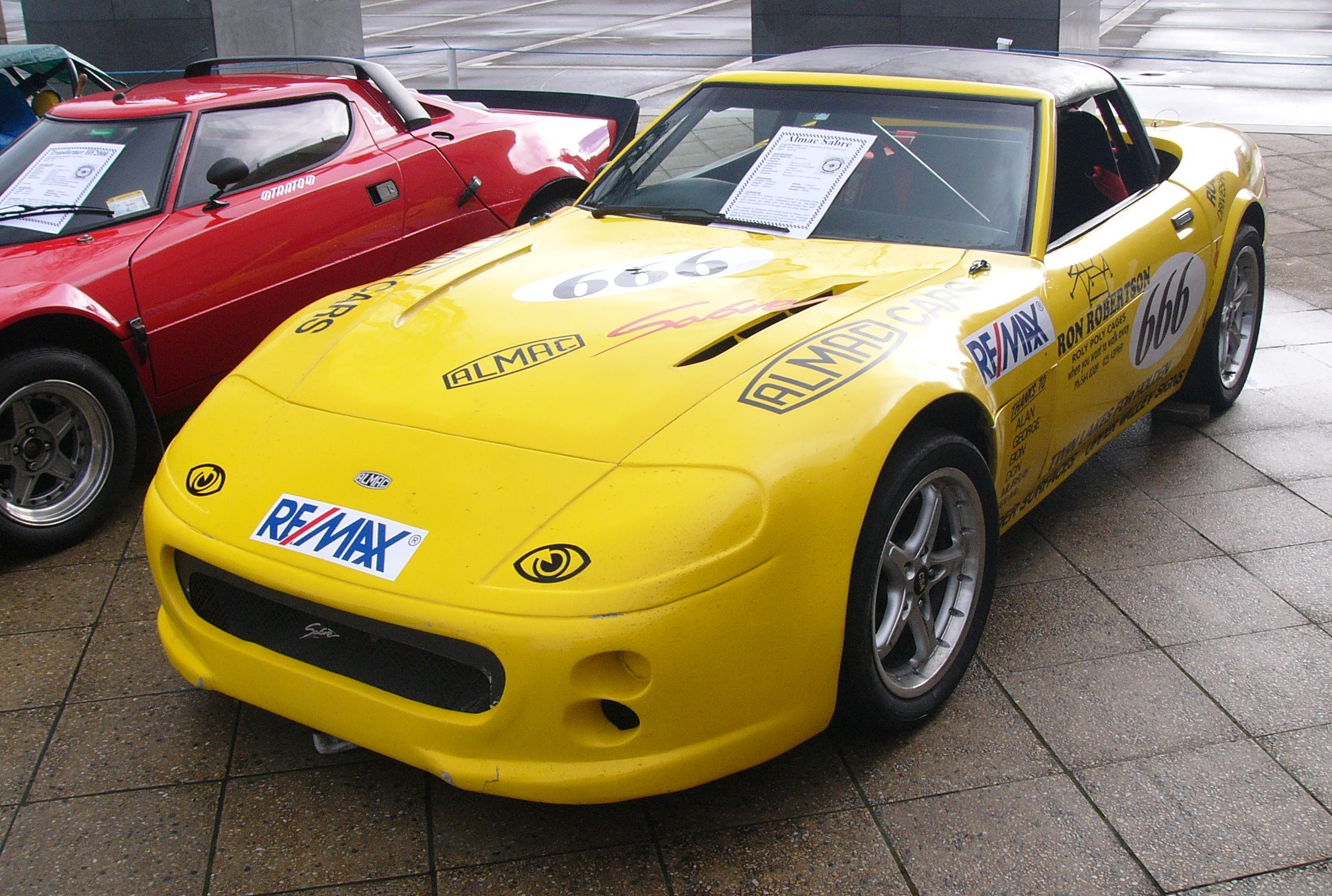
Almac Sabre

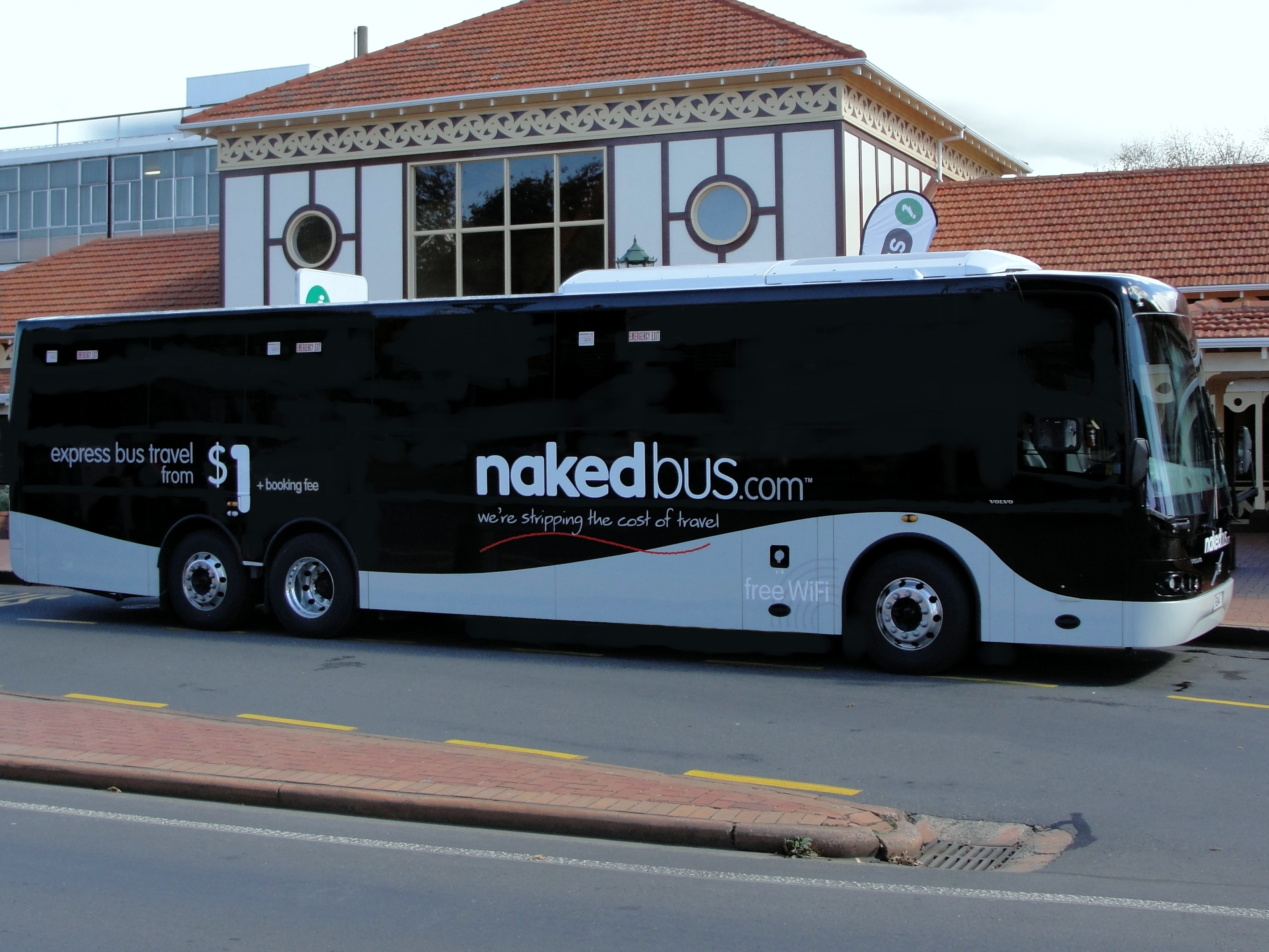
Volvo B11R (Kiwi Bus)

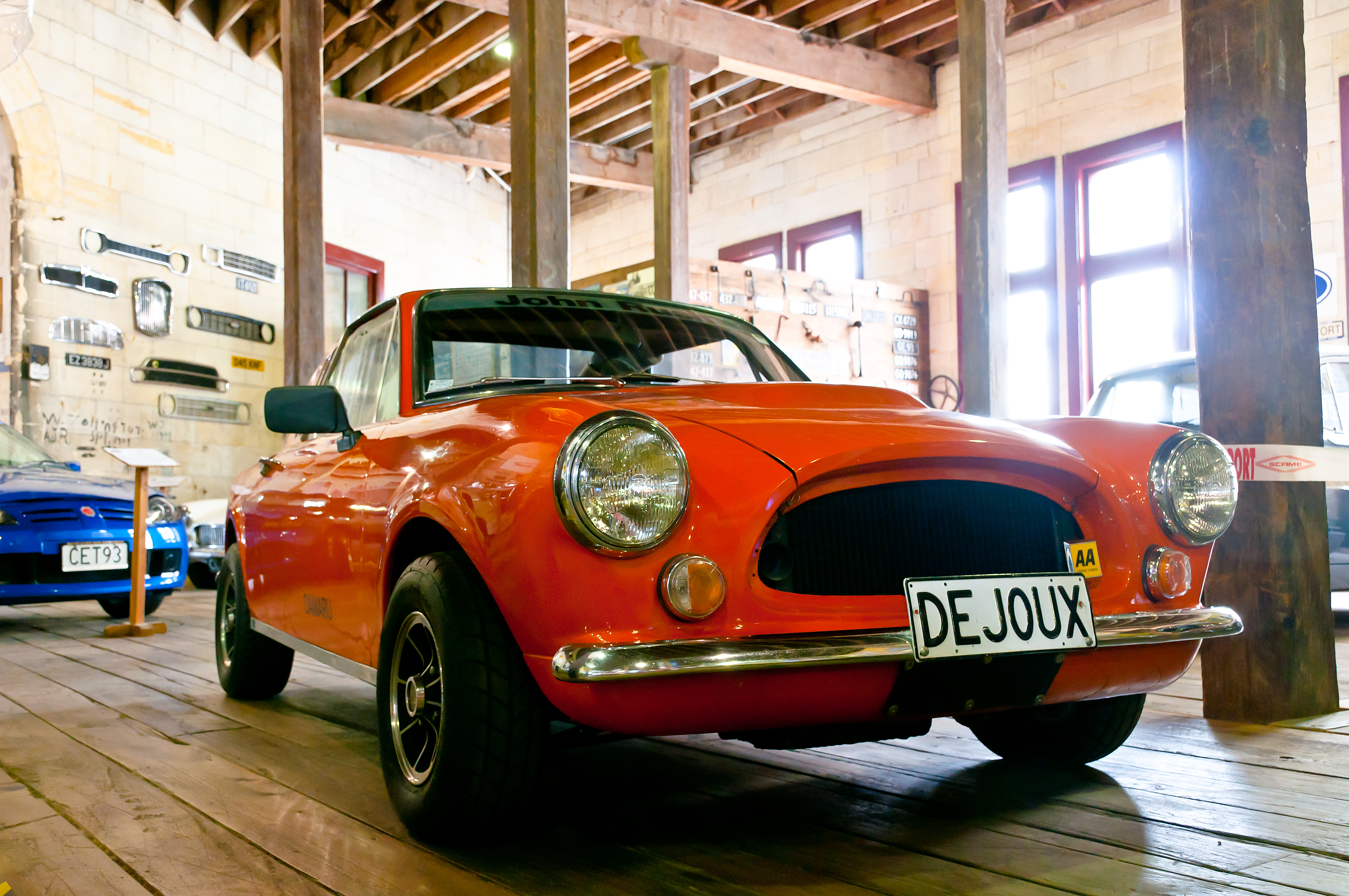
De Joux Mini GT

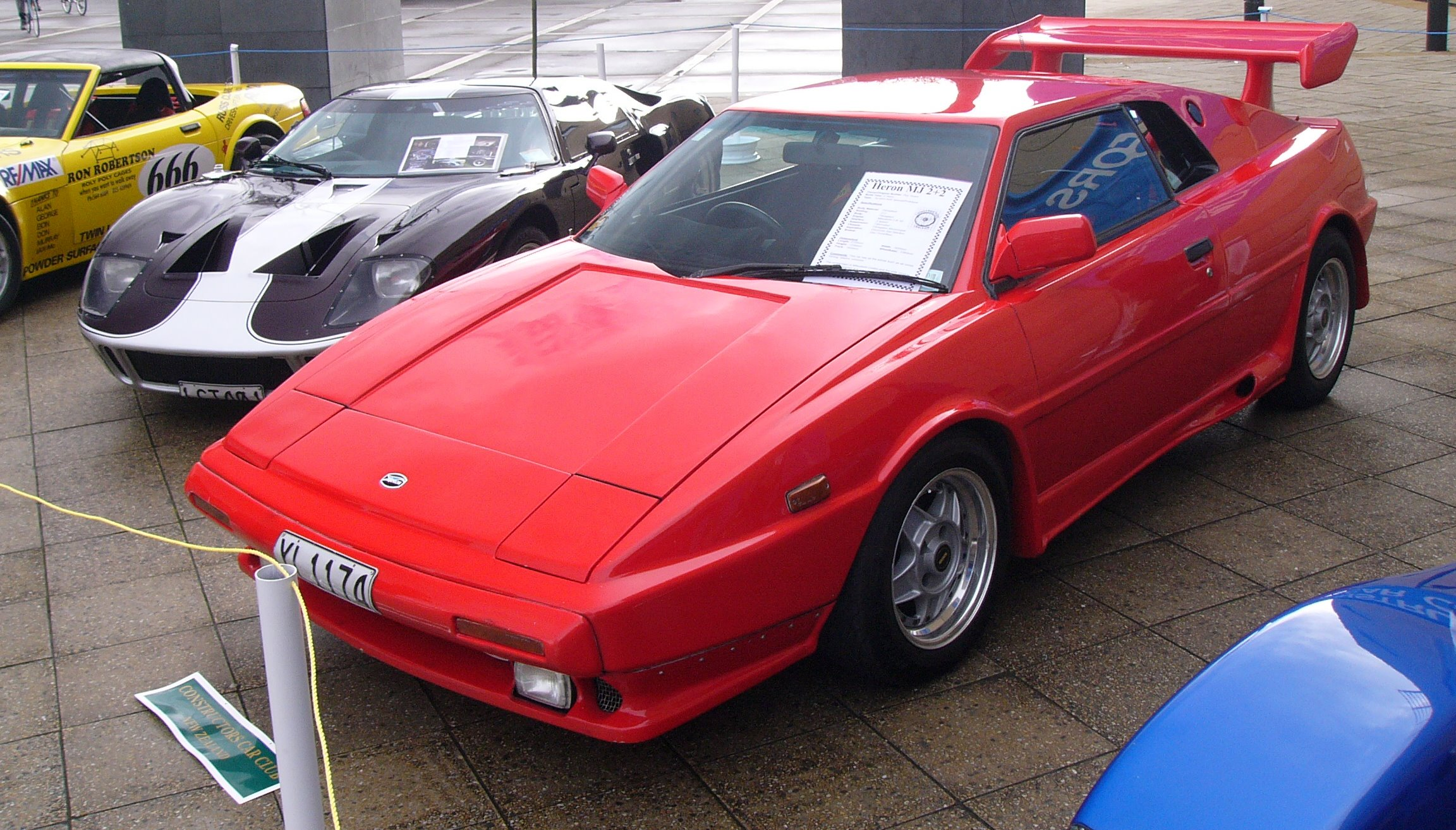
Heron MJ1

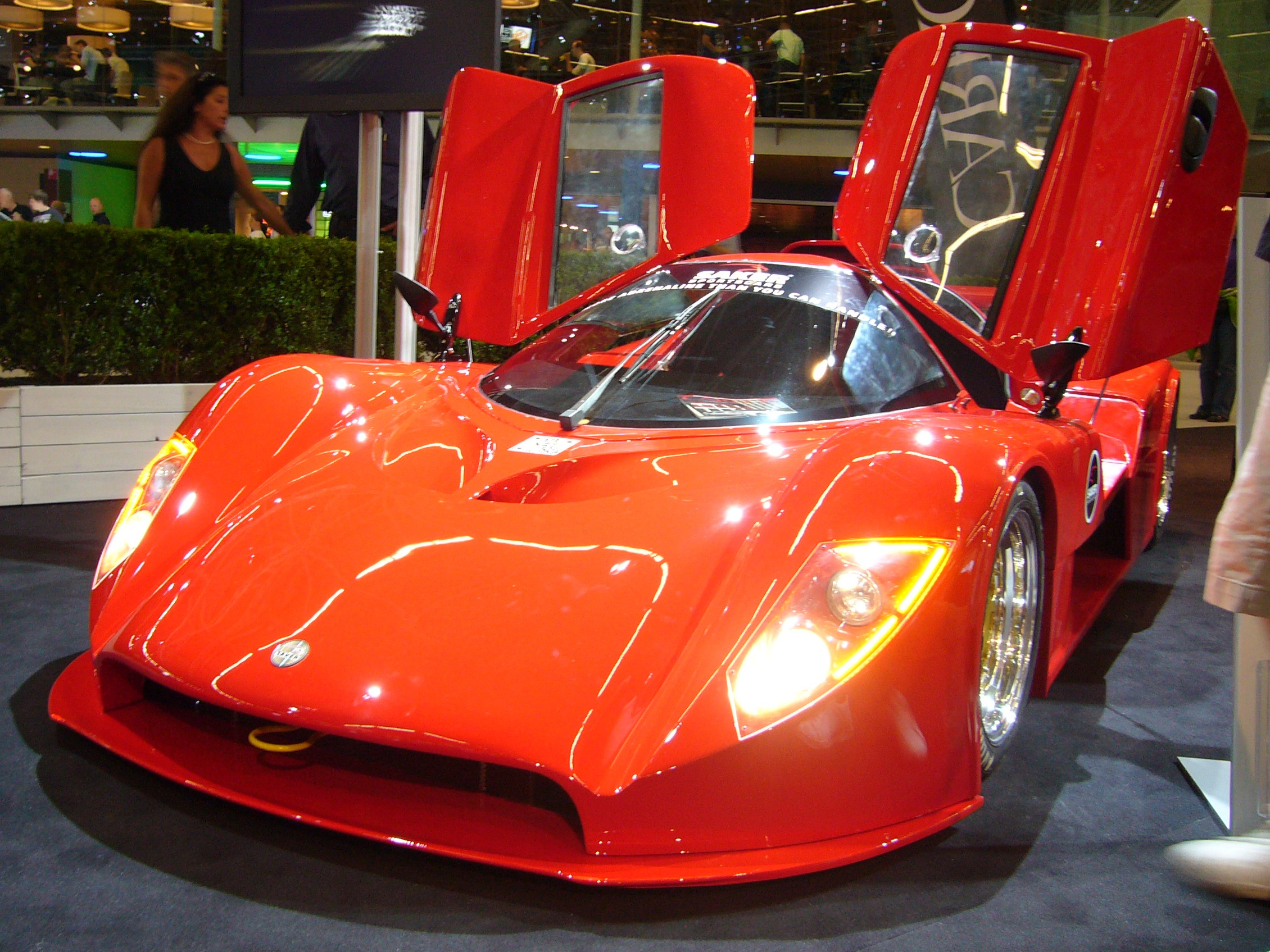
Saker GT

### Marques actives
- Almac (1984–présent) voitures en kit
- Alternative Cars (en) (1984–présent) voitures en kit
- Chevron (en) (1984–présent) voitures en kit
- EPV (en) '2014-présent) ex DesignLine - autobus
- Fraser (en) (1988–présent) répliques de la Lotus Seven
- Kiwi Bus (en) (1993-présent)
- Rodin Cars (2016-présent) monoplaces et hypercars artisanales à très haute performance destinées à des conducteurs exigeants

### Marques disparues
- Beattie (en) (1997–2017) voitures en kit
- Carlton (de) (1922-1929)
- Cheetah (de) (1989-1996) voitures en kit
- Coachwork International (en) (1926-1993) carrosseries autobus et autocars
- CMC (en) (1911-1936) importation et assemblage en CKD des modèles Ford Canada
- DesignLine (en) (1985-2014) autobus
- De Joux (de) (1958-1970) voitures en kit
- Ford Motor New Zealand (1936-1997)
- General Motors New Zealand (en) (1926-2020) (1926-1970) General Motors NZ - (1970-1994) Holden - (1974-2020) Holden New Zealand
- Hawke (en) (1952-1983) autobus
- Heron (en) (1962–1999) voitures sportives et en kit
- Holden (en) (1970-2020) (1926-1970) General Motors NZ - (1970-1994) Holden - (1974-2020) Holden New Zealand
- Honda NZ (en) (1970-1998) ex NZMC usine de Nelson
- Nissan New Zealand (en) (1962-1998)
- NZMC (en) (1970-1988) assemblage des modèles du groupe British Leyland - 1988 rachat par Honda
- Nissan New Zealand (en) (1962-1998) assemblage CKD
- Redline (en) (2001–2009)
- Saker (en) (1989–2002)
- Torino Motors (de) (1973) Fiat 125T pour la course
- Toyota New Zealand (en) (1967-1998) (1967-1979) assemblage en CKD par Steel Motor Assembly - (1979-1998) Toyota New Zealand
- Trekka (1966-1973) véhicule tout terrain construit sur la base de la Škoda Octavia

## Ouganda

### Marque active
- KMC - Kiira (2014-présent) véhicules électriques

## Ouzbékistan

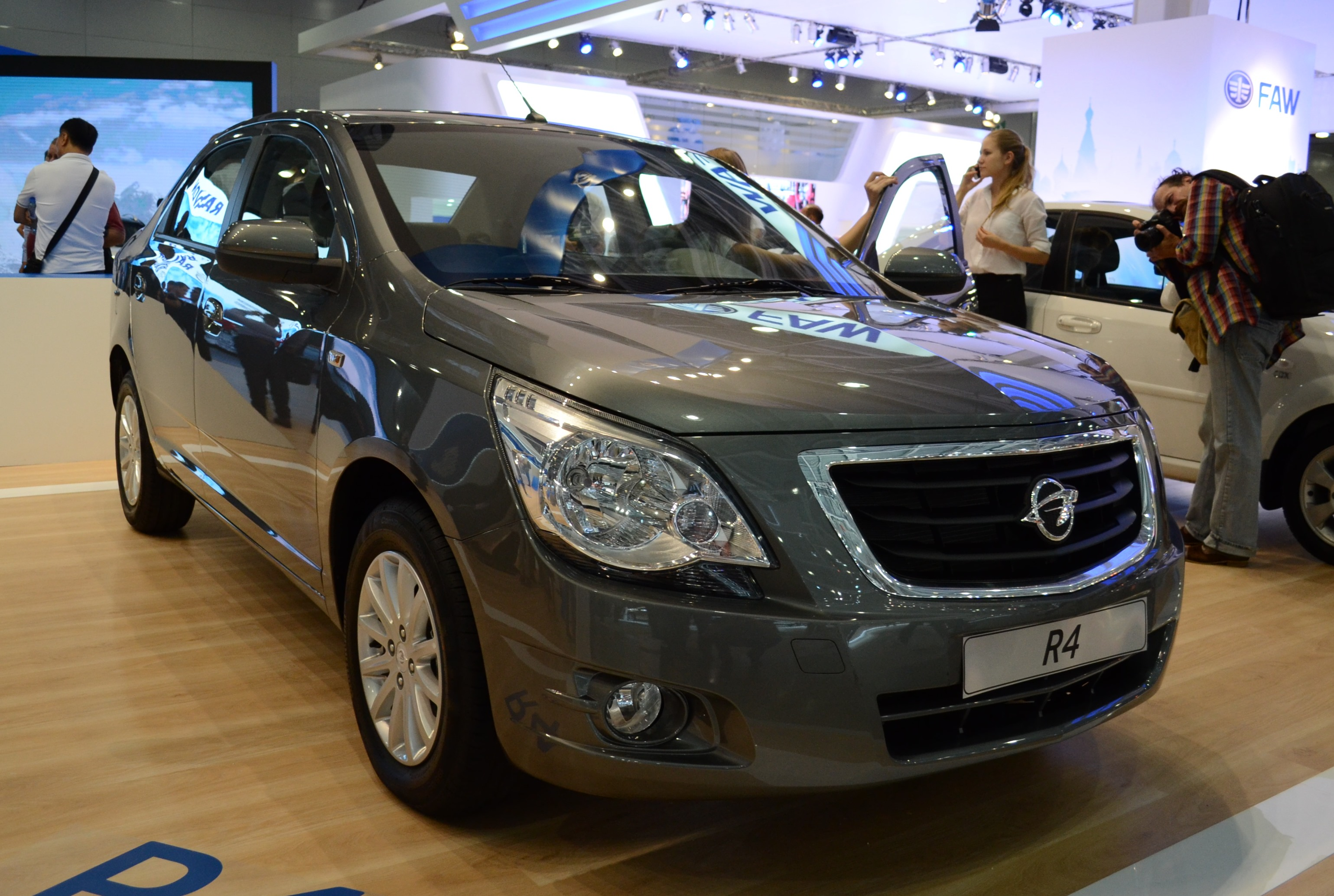
Ravon R4

### Marques actives
- MAN Auto-Uzbekistan (en) (2009-présent) J-V entre UzAvtoSanoat (51 %) et MAN AG (49 %)[67]
- SamKochAvto (en) (1996-présent) J-V entre UzAvtoSanoat et le groupe turc Koç Holding - rachat (100 %) par l'État ouzbek en 2006
- UzAuto Motors (en) (2008-présent) née Uz-Daewoo, J-V entre UzAvtoSanoat - société d'État ouzbèke (75 %) et Daewoo renommée GM Uzbekistan (25 % à GM) - rachat (100 %) par l'État ouzbek en 2019 | exploitation des marques Daewoo, Chevrolet et Ravon (20??-2020)

## Pakistan

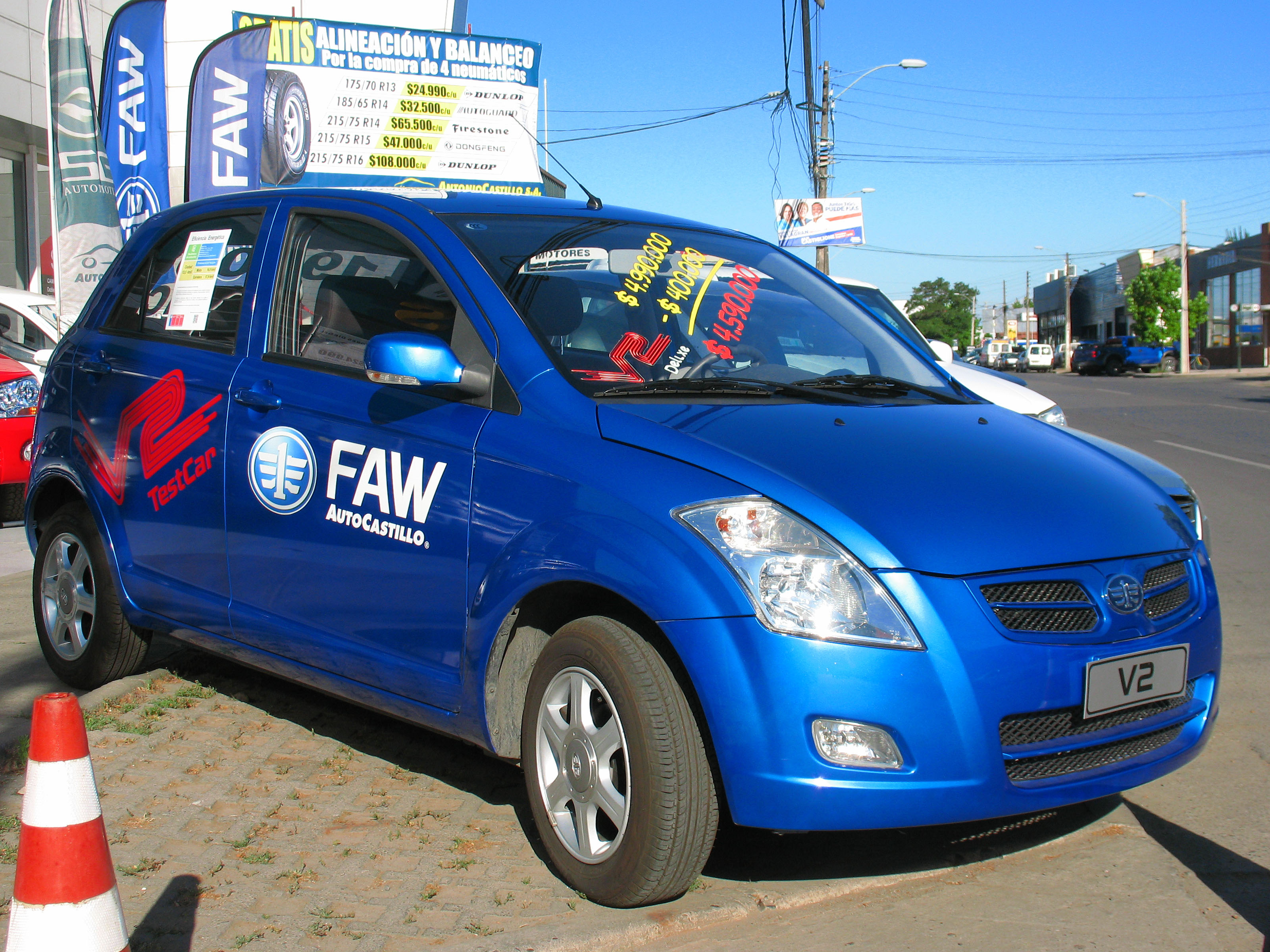
FAW V2

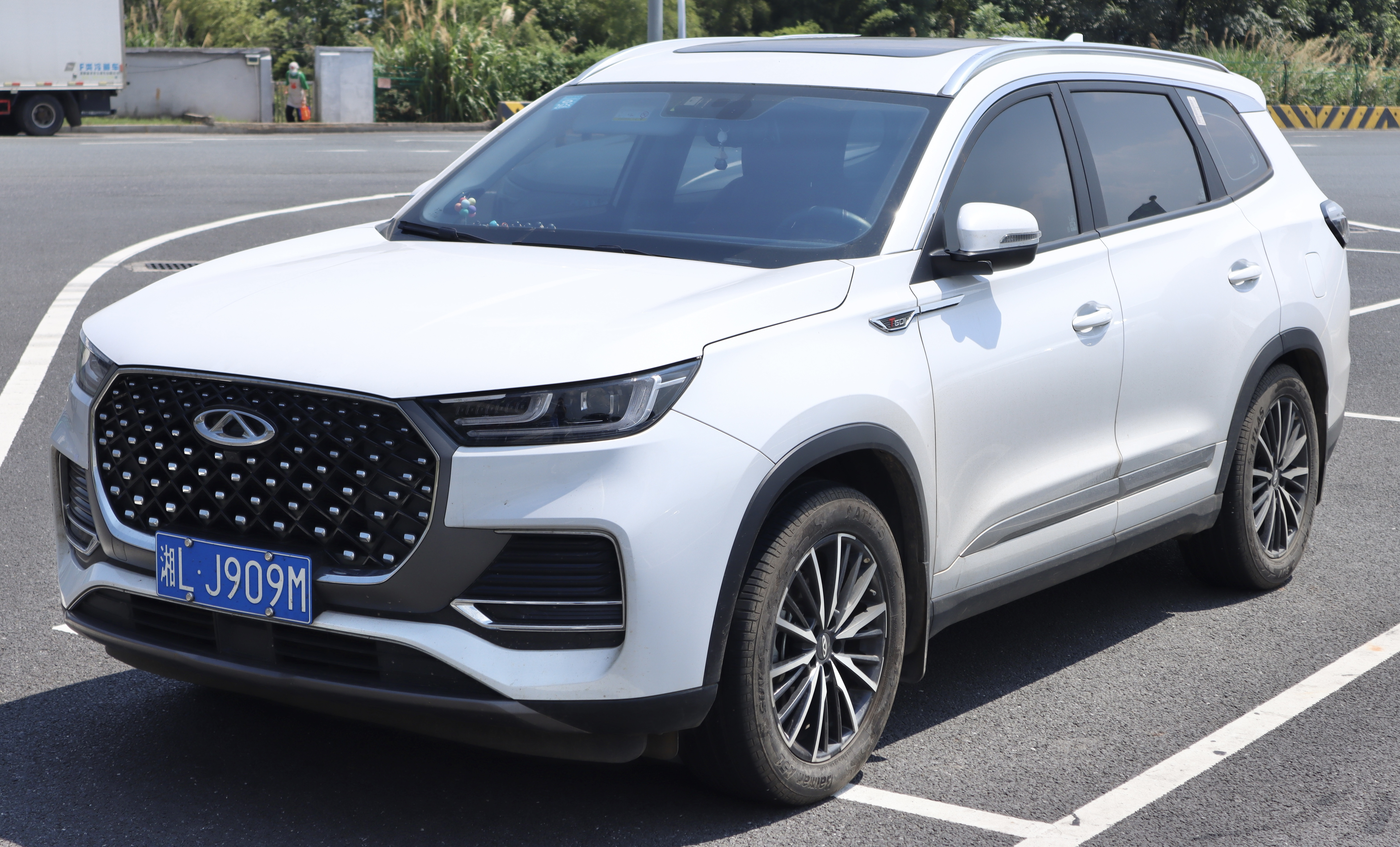
Chery Tiggo 8 Plus (Ghandhara Nissan)

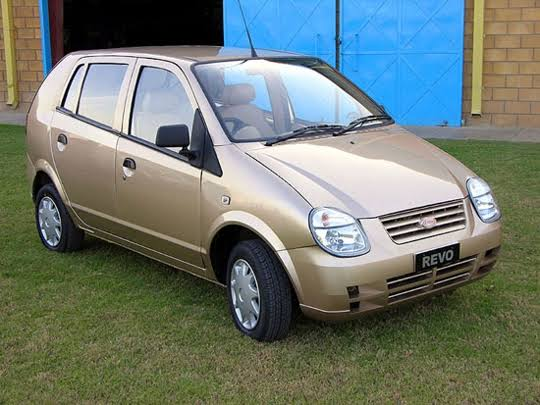
Adam Revo

### Marques actives
- Honda Atlas Cars (en) (1992-présent)
- FAW (en) (2006-présent)
- Ghandhara Nissan (en) (1981-présent)
- Ghandhara Trucks (en) camions sous licence Isuzu
- Heavy Industries Taxila (1971-présent) véhicules militaires
- Hinopak Motors (en) J-V entre PACO (49 %) et Hino Motors-Toyota Tsusho Corporation (51 %)
- Master Motors (en) (2002-présent) assembleur de véhicules Chang'an, Daimler Fuso, Foton, IVECO Trucks & Yutong
- Pak Suzuki Motors (en) (1983-présent)
- Toyota Indus (en) (1990-présent)
- Hyundai Nishat Motors (en) (2017-présent) J-V entre Nishat Mills et Hyundai
- Lucky Motors (en) (2017-présent) J-V entre Lucky Group et Kia Motors et entre Lucky Group et Peugeot
- DFSK DFSK (2003-présent) J-V entre Chongqing Sokon Industry Group Co Ltd. et Dongfeng
- MG JW Automobile (en) (2020-présent) J-V entre JW-SEZ Group et SAIC Motor

### Marques disparues
- Adam Motor Company (en) (2001-2006)
- Nexus Automotive (en) (2005-2006) assemblage de modèles General Motors
- Dewan Farooque Motors (1998-2019)

## Pays-Bas

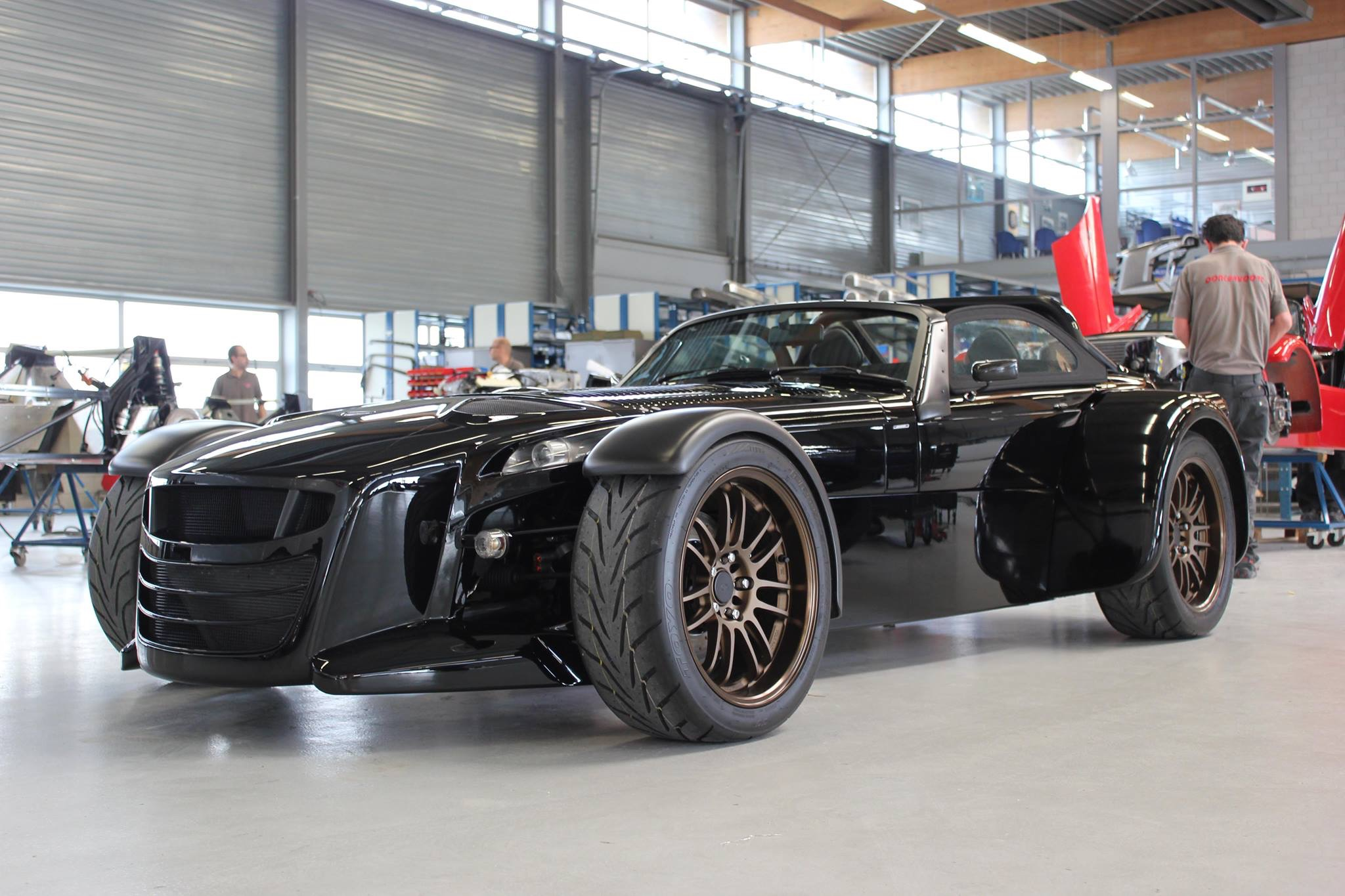
Donkervoort D8 GTO

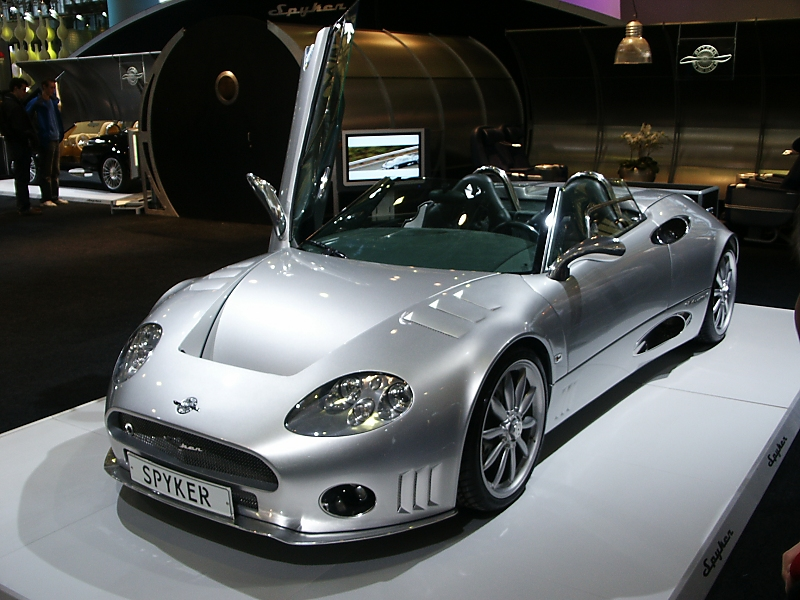
Spyker C8

### Marques actives
- Donkervoort (1978-présent) voitures de sport ultra légères
- DAF Trucks (1928-présent) 1996 rachat par Paccar Inc.
- Spyker (1999–présent) voitures de sport
- Terberg (1869-présent) transformation de poids lourds - bennes à ordures ménagères - tracteurs de manœuvre rail-route
- VDL Bus & Coach (1993-présent) autobus et autocars
- VDL NedCar (1967-présent) ex DAF Automobiles rachetée par Volvo en 1975 - J-V Volvo-Mitsubishi pour exploiter l'usine - rachat par Mitsubishi en 2001 - redevenue indépendante et renommée NedCar
- Vencer (2010-présent) voitures de sport
- Waaijenberg (1966-présent) voiturettes

### Marques disparues
- Berkhof (1970-2010) autobus et autocars - intégré dans VDL Bus & Coach en 2010
- Bova (1878-1990) (1878-1990) Bova - (1990-1993) United Bus - (2003) intégration dans VDL Groep devenu VDL Bus & Coach en 2010
- DAF Bus (1949-1983) fusion avec Leyland Trucks & Bus
- DAF Automobiles (1928-1976) intégré dans Volvo Cars
- Ruska (en) (1968-1981) buggy et roadsters en fibre de verre
- Spyker (1898–1926)

## Pologne

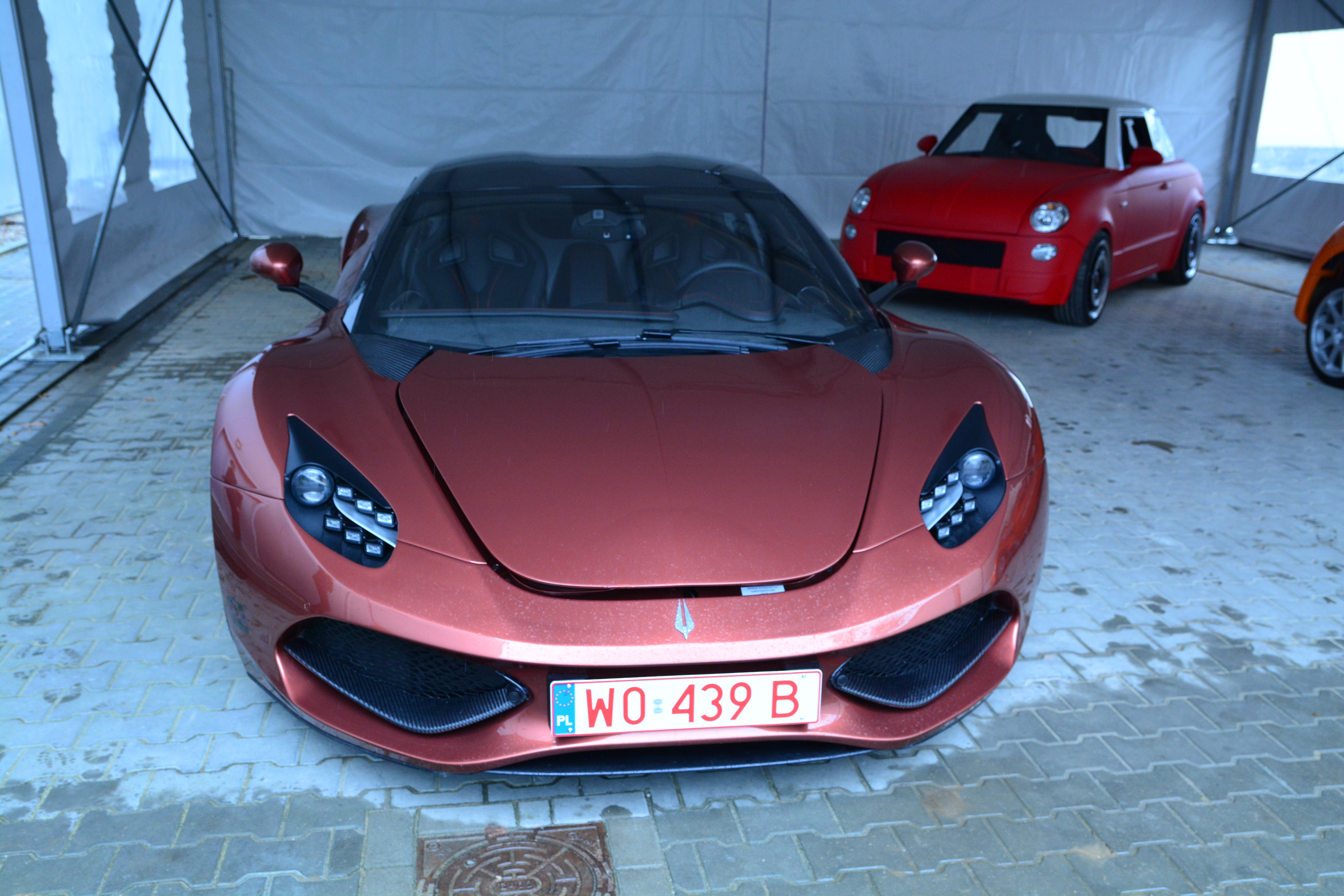
Arrinera Hussarya 33

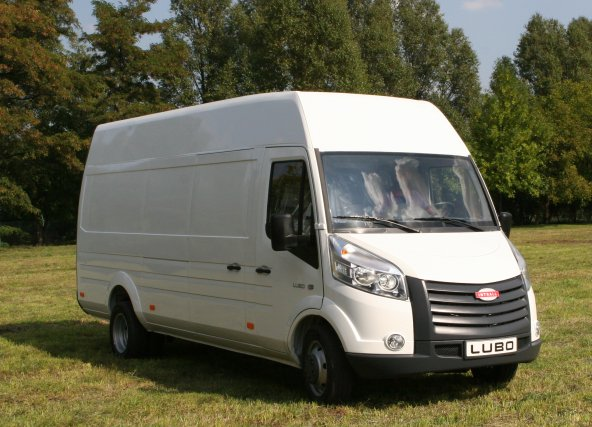
Intrall Lubo

### Marques actives
- Arrinera (2008-présent)
- Autosan (1926-2013) - (2016-présent)
- FCS-Honker (1951-présent) (1951-1995) entreprise d'État produit des utilitaires - (1995-2001) privatisation, vente à Daewoo - (2001-2003) Andoria SA - (2004-2007) Intrall - (2009-présent) DZT Tymińscy
- Fiat Auto Poland (1992-présent) ex Fiat-Polski
- Jelcz (1952-présent) autobus et camions militaires
- MAN Poland (2009-présent) ex STAR
- Melex (en) (1971-présent) véhicules électriques pour golf
- Opel Poland (en) (1996-présent) ex Isuzu Poland [moteurs Isuzu] - (2002-2016) General Motors/Opel - (2017-2021) PSA-Peugeot Citroën Opel Astra - (2021-présent) Stellantis Fiat Ducato
- Solaris Bus & Coach (2001-présent)
- Solbus (2001-présent)
- Ursus Bus (pl) (2015-présent) J-V entre AMZ-Kutno SA (40 %) et URSUS SA (60 %)

### Marques disparues
- Arrinera (2008-2016)
- Polski Fiat (1921–1939) - (1968–1992)
- FSO (1950-2011) (1996-2000) privatisation et vente à Daewoo devient Daewoo-FSO - (2002-2011) AvtoZAZ
- FSM (1971-1992) intégrée dans Fiat Auto Poland
- Kapena (1968-2017) (1968-1992) société d'État produit des camions - 1992 privatisation, création d'une J-V Scania Kapena trucks en 1993 et Kapena Bus J-V avec IVECO - (1998-2017) Cacciamali
- PZinz (1928-1933) éclatement en Ursus et FSO
- STAR (1948-2009) racheté par MAN AG en 1999, devient MAN Star Trucks & Bus en 2003 puis MAN Polska en 2009
- Ursus (1893-1939) camions et tracteurs agricoles

## Portugal

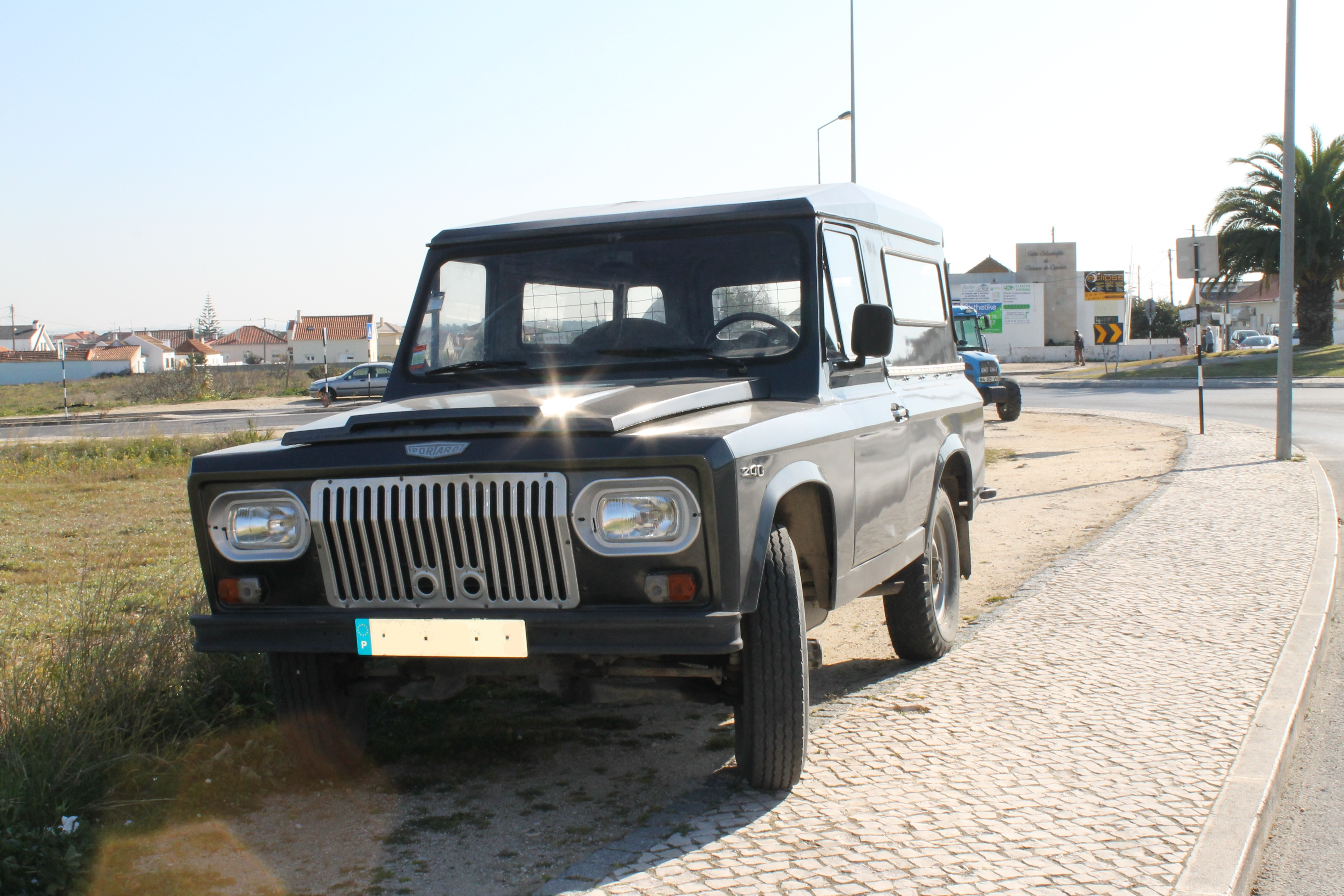
Portaro 240

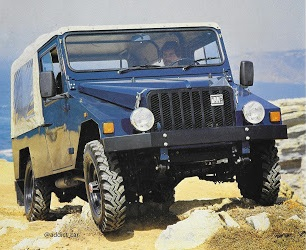
UMM 4x4

### Marques actives
- AutoEuropa (1995-présent) '(1995-1999) J-V entre Volkswagen(50 %) et Ford Motor (50 %) - (1999-présente) filiale de Volkswagen (100 %)
- Stellantis Mangualde (1962-présent) (1962-1996) Citroën - (1996-2021) Peugeot-Citroën - 2021-présent) Stellantis

### Marques disparues
- Entreposto (en) (182-1984) voiturettes
- I.L.R. - Industrias Lustitanias Renault (1963-1980) filiale de F.A.S.A. (Espagne)
- UMM (1977–2006)
- Portaro (1975–1995) modèles ARO série 24 produits sous licence

## République Tchèque

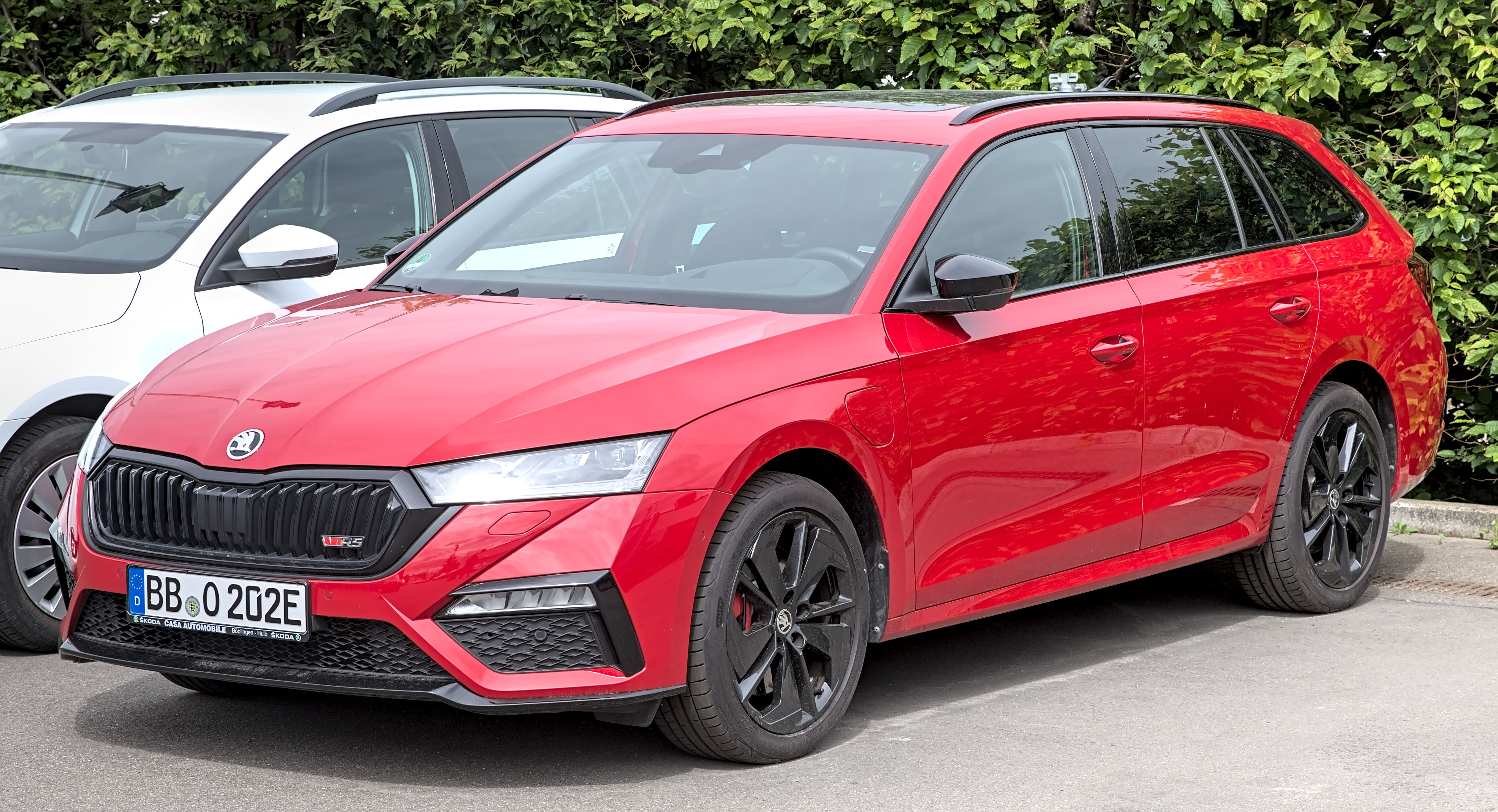
Škoda Octavia IV Combi RS

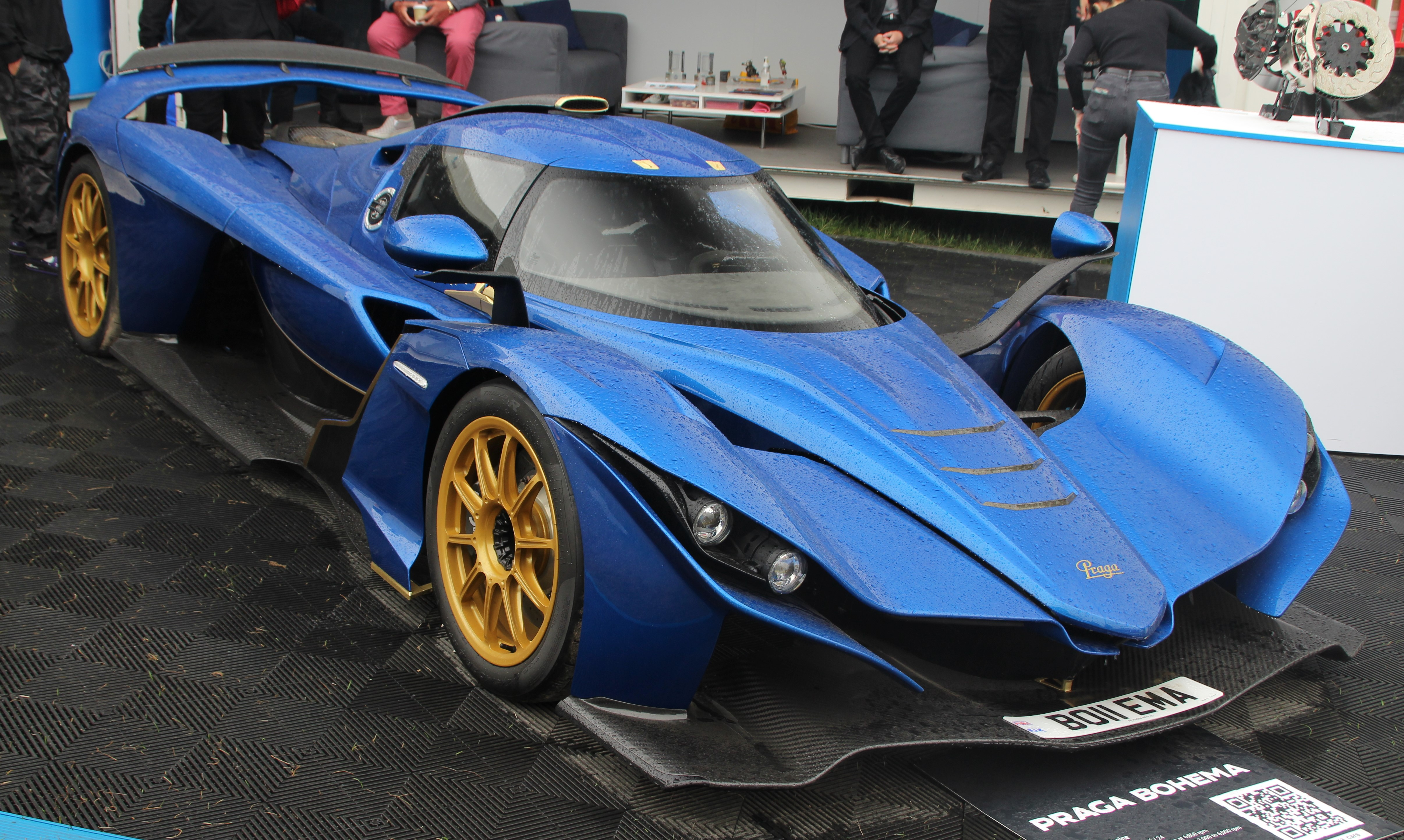
Praga Bohema

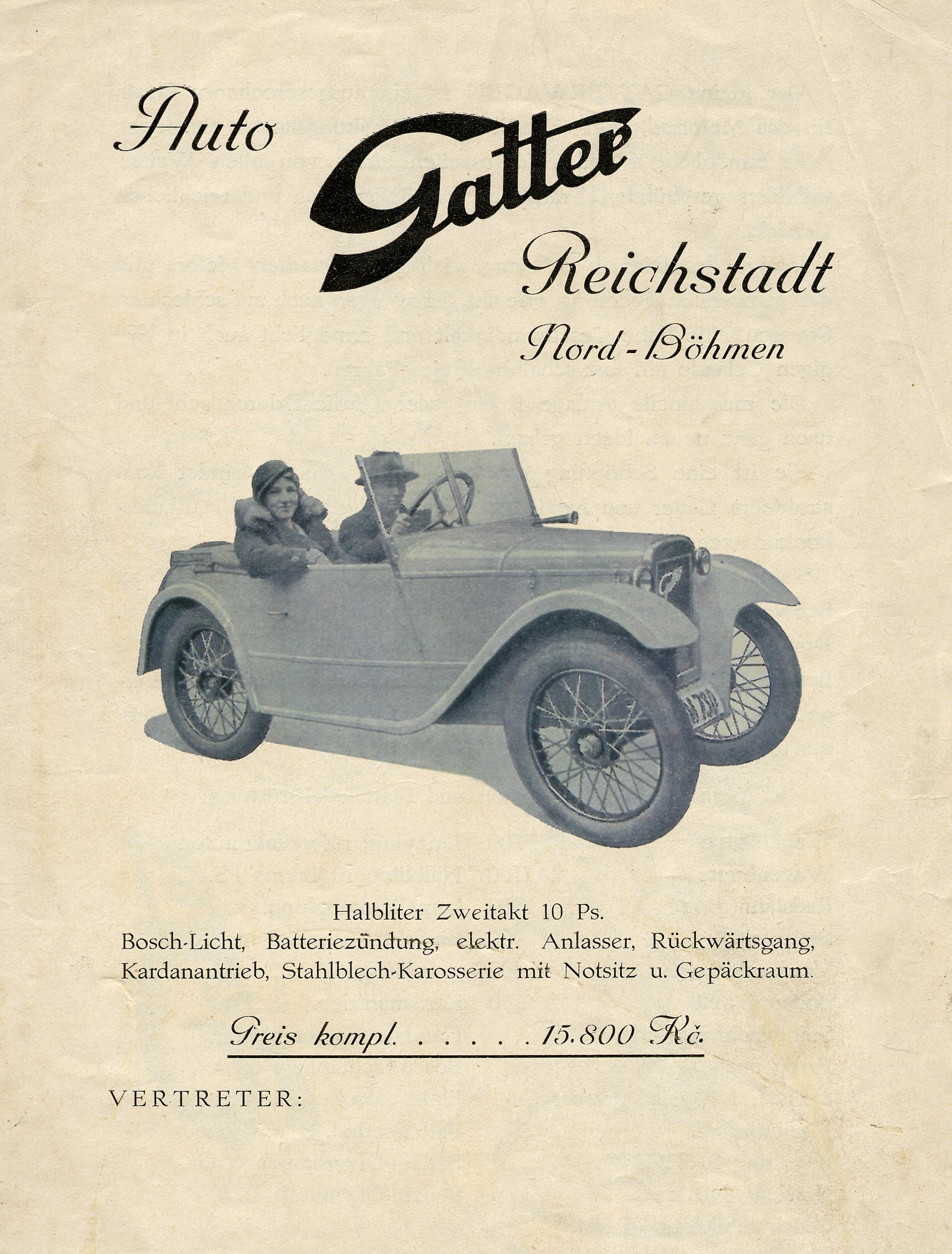
Affiche publicitaire Small Gatter de 1934

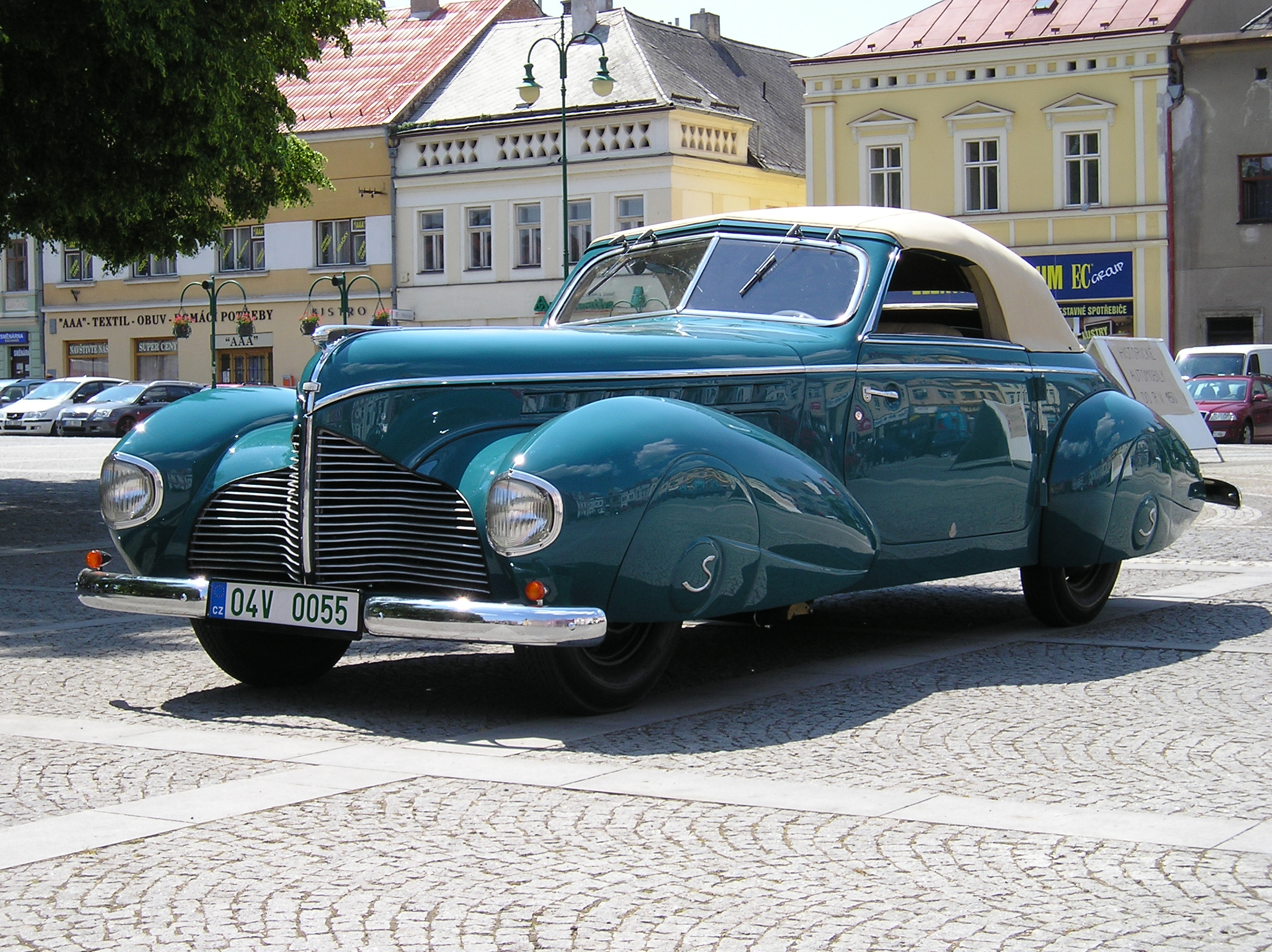
Aero 50 Dynamik

### Marques actives
- Avia (1919–présent) (1995-2005) Daewoo-Steyr BV - (2005-2006) Odien[68]- (2006-2016) Ashok Leyland - (2016-présent) CSG[69]
- Hyundai Motor Czech (en) (2008-présent)
- Karosa (1896–présent) (1999-présent) filiale d'IVECO Bus
- Metalex - MTX (en) (1969–présent) voitures de sport et de courses
- MW Motors (en) (2010–présent) voiture électrique
- Praga (1907-présent)
- Škoda (1895–présent) né Laurin & Klement, renommé Škoda en 1926, privatisé et intégré dans Volkswagen Group en 1991
- SOR (1991-présent)
- Tatra Trucks (1898-présent)
- Toyota Motor Manufacturing Czech Republic (2002-présent) né Toyota Peugeot Citroën Automobile Czech (J-V entre Toyota (50 %) et PSA (50 %) - retrait de PSA en 2021

### Marques disparues
- Aero (1929–1947)
- ASPA (en) (1924–29)
- ČAS (en) (1920-1924)
- Enka (en) (1926-1929)
- Gatter (cs) (1930–37)
- Laurin & Klement (1895-1925) intégré dans Škoda
- LIAZ (1951–2003)
- Praga (1907–2006)
- Šibrava (cs) (1920–26)
- Start (cs) (1919–31)
- Stelka (en) (1922–1924) devenu ASPA
- Tatra Automobiles (1897-1999)
- Velorex (en) (1943–1971)
- Zelenda (de) (1956-1958)
- Walter-Fiat (en) (1911–1946) voitures Fiat sous licence
- Wikov (en) (1925–37)

## Roumanie

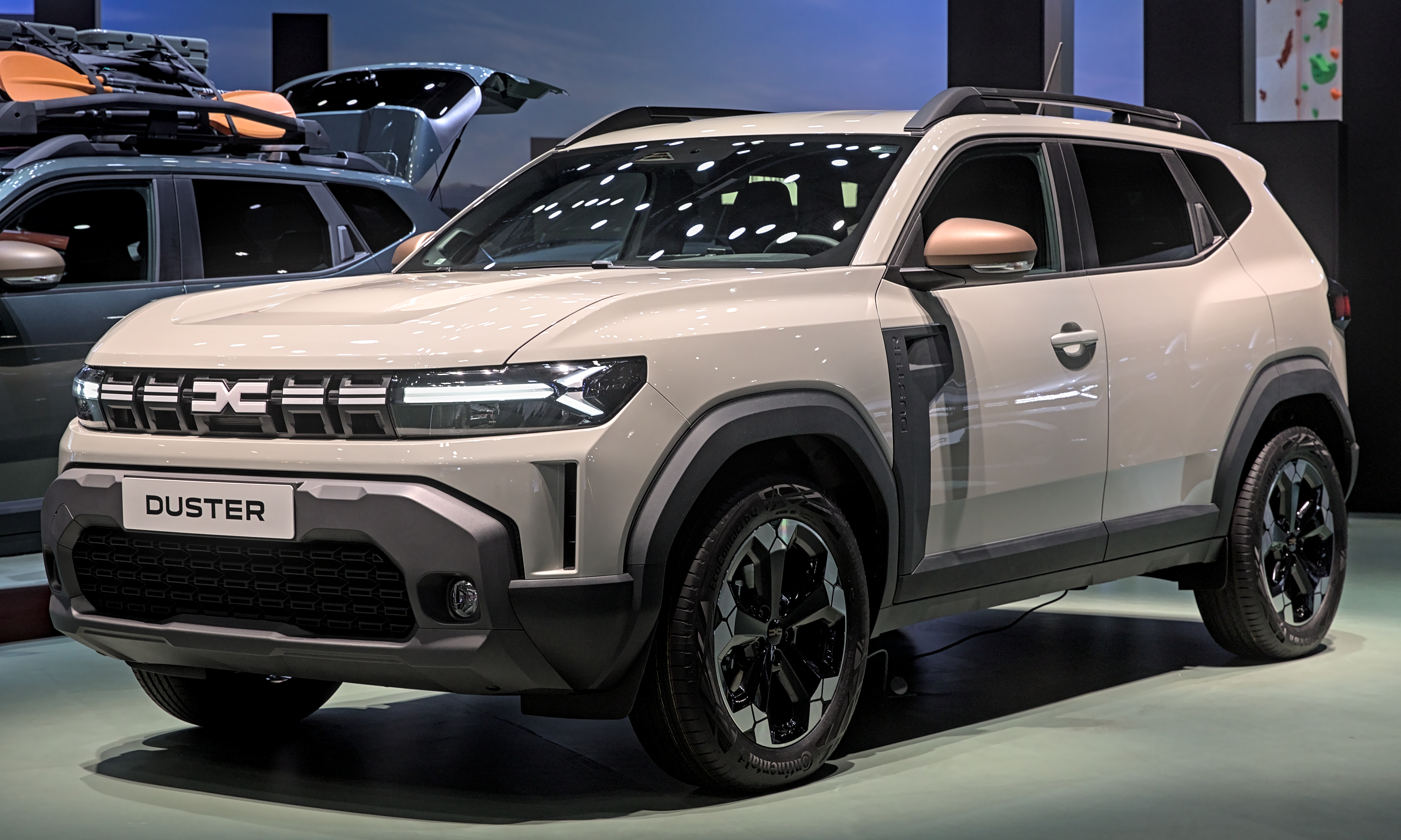
Dacia Duster III

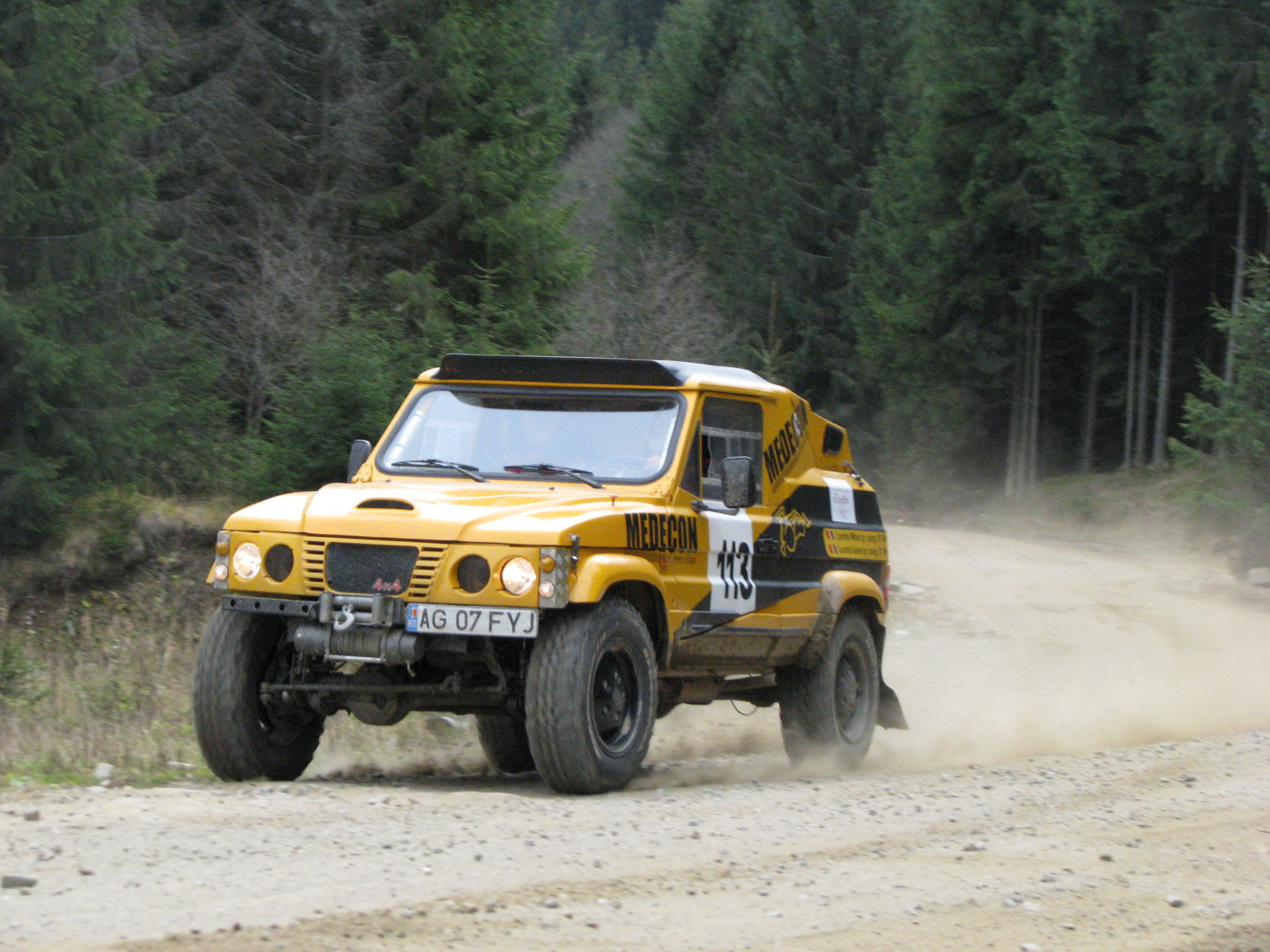
ARO 10 Super Rally

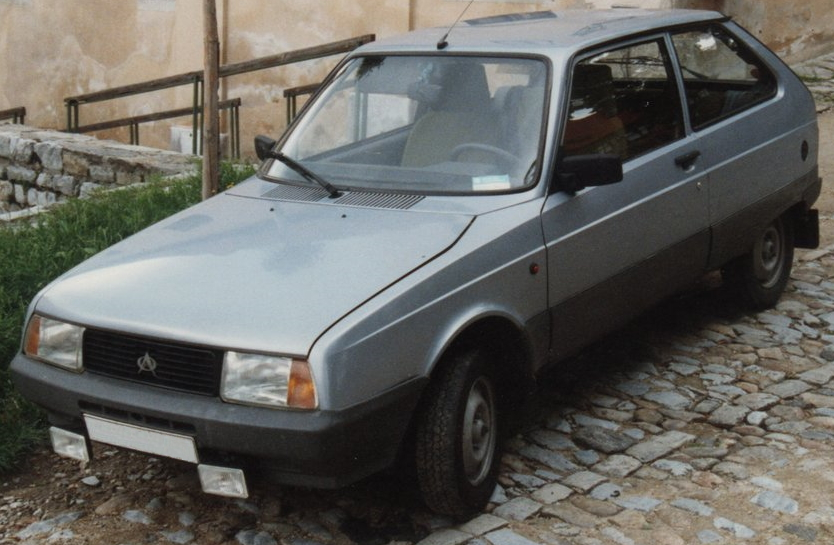
Oltcit Club

### Marques actives
- Astra Bus (1996-présent)
- C&I Eurotrans XXI (en) (2002-présent)
- Dacia (1966–présent) production de modèles Renault sous licence - 1999 : privatisation et rachat par Renault
- El Car (en) (2003-présent)
- Ford Romania (en) (2008–présent) ex Daewoo Romania - filiale de Ford Motor (95,63 %)
- GRIVITA (en) (1993-présent)
- ROMAN (en) (1948-présent) né ROMLOC, renommé ROMAN en 1990

### Marques disparues
- ARO (1957–2006)
- Constantinesco (en) (1926-1928)
- DAC - Diesel Auto Camion (en) (1973-2002) filiale intégrée dans ROMAN
- Daewoo Romania (en) (1994-2006) J-V entre l'État roumain (51 %) et Daewoo Motor (49 %)
- Leonida (1926-1990) 1990 : privatisation renommée Compania Industriala GRIVITA S.A.
- Oltcit (1976–1991) J-V entre l'État roumain (64 %) et Citroën (36 %) pour produire l'Oltcit Club / Citroën Axel - devient Daewoo Romania en 1994
- Rocar (1951-2004)

## Russie (Fédération de)

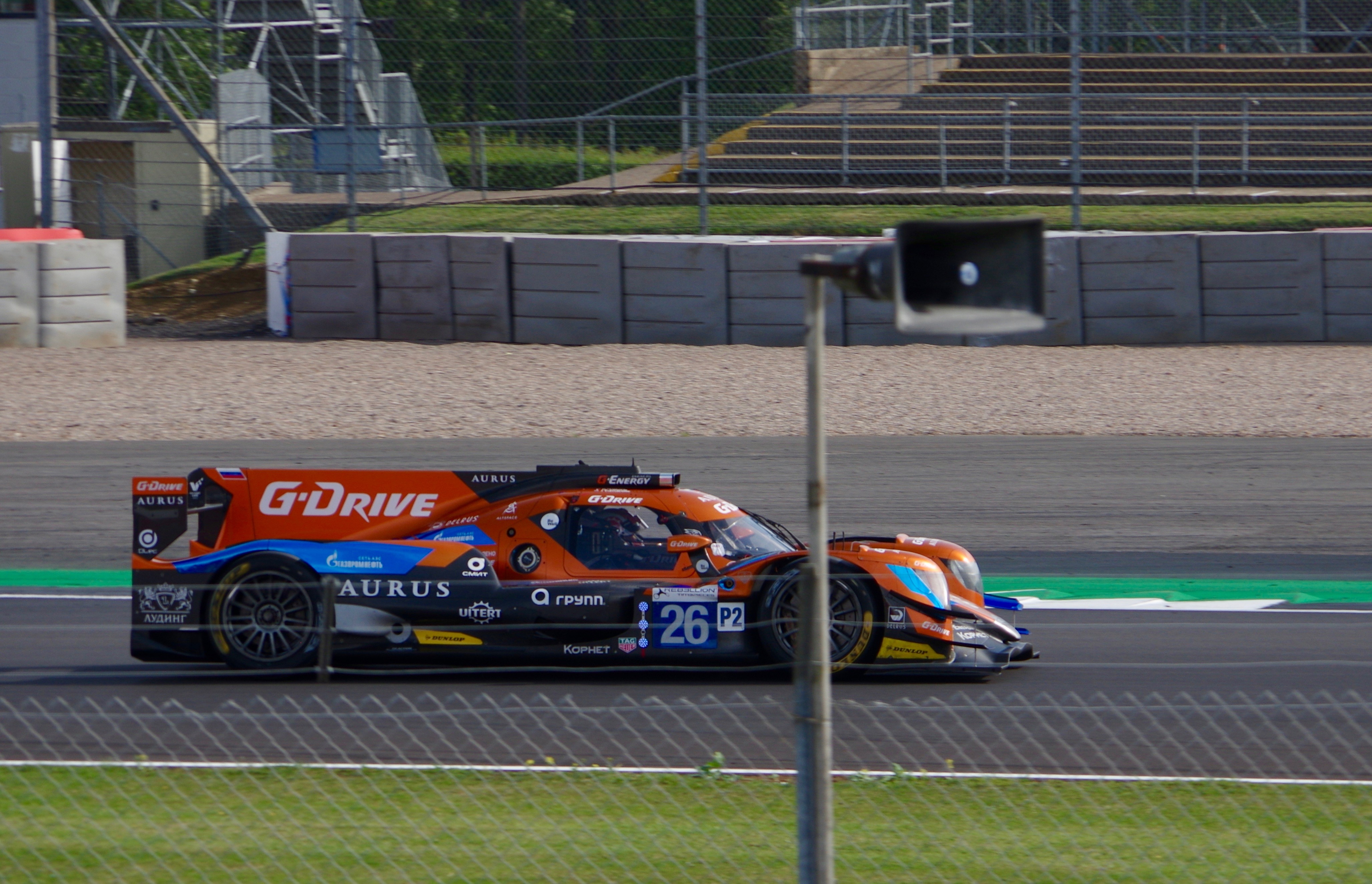
Aurus 01

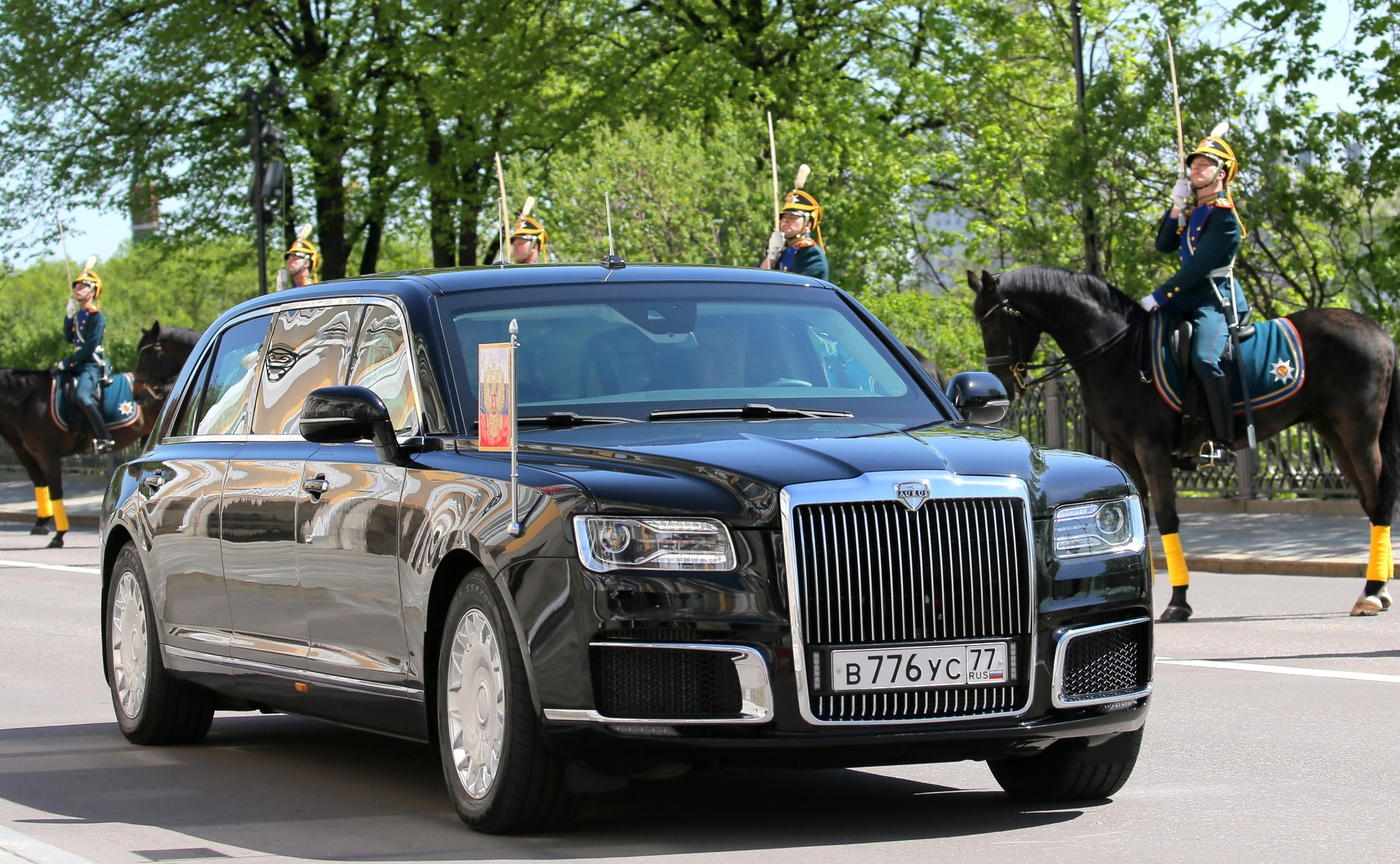
Aurus Senat

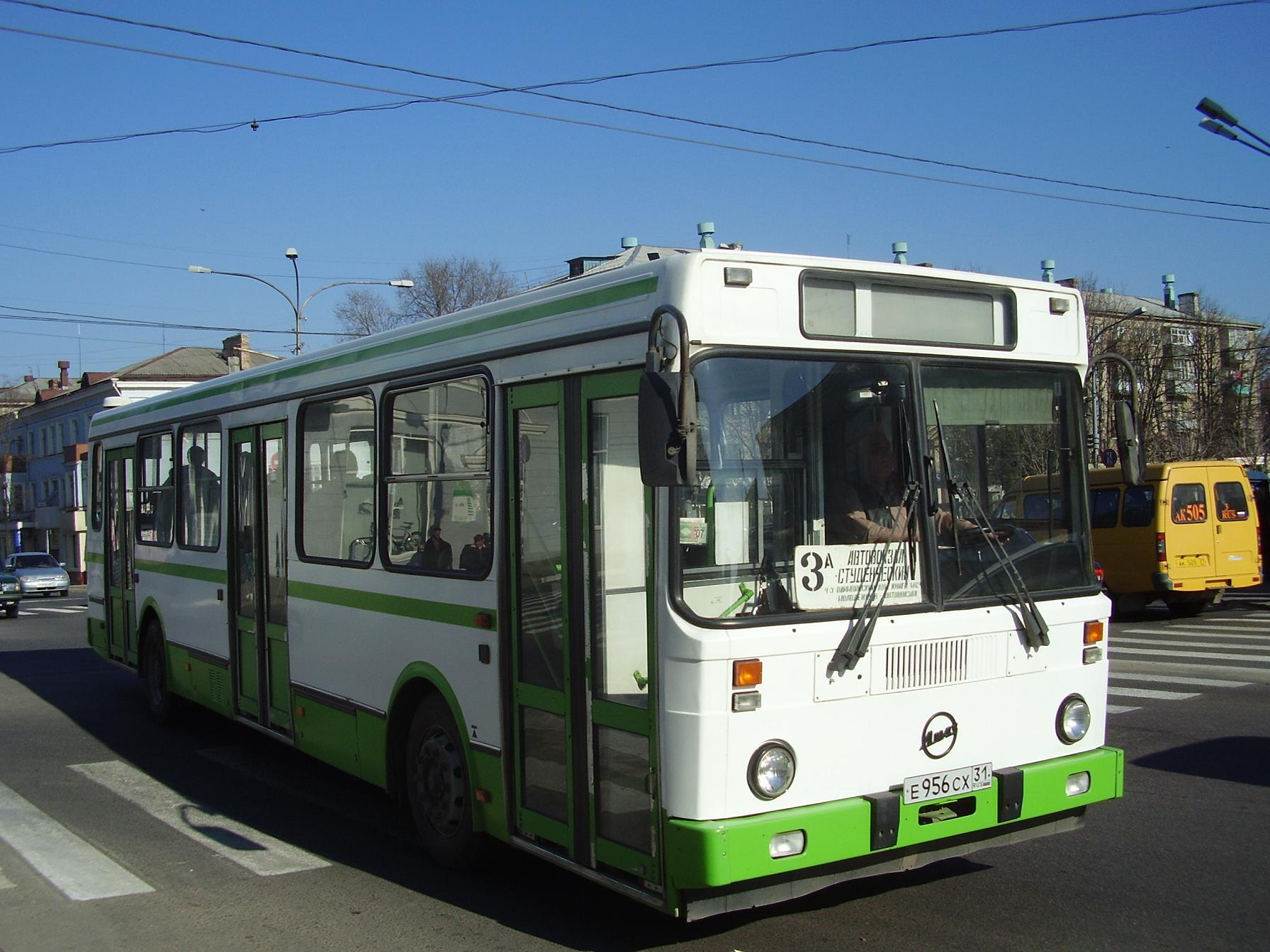
Autobus LiAZ-5256 à Stary Oskol

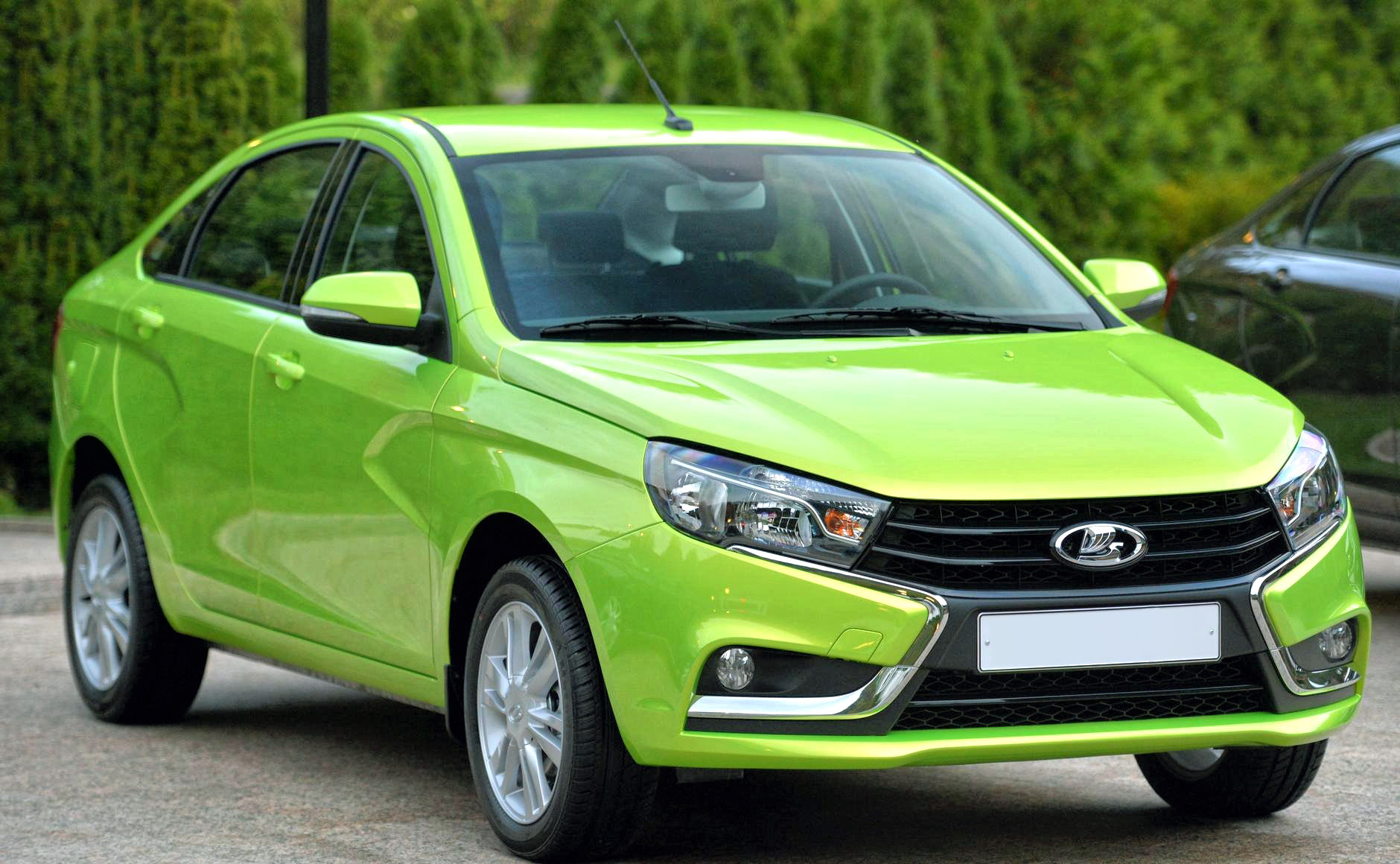
Lada Vesta

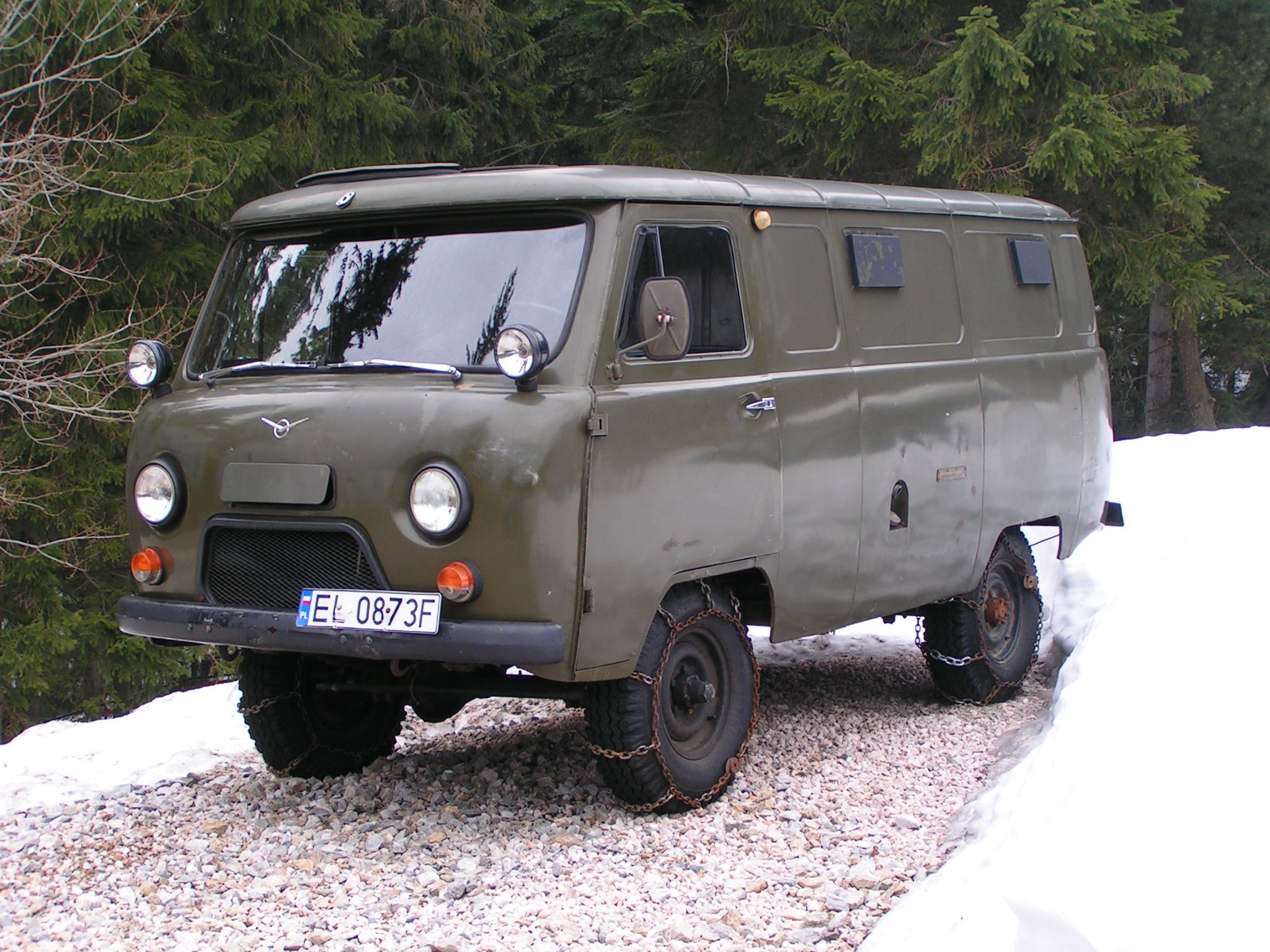
UAZ-452

### Marques actives
- Aurus Motors (2018-présent)
- GAZ (1932–présent)
- AvtoVAZ (Lada) (1966–présent) née avec l'aide de Fiat pour fabriquer un dérivé de la Fiat 124, est privatisée en 1992 puis renationalisée par Vladimir Poutine - 2e privatisation en 2008, Renault rachète 25 % puis monte à 67,69 % en 2018 - 80 jours après le début de la guerre en Ukraine, Renault stoppe la production en Russie puis, le 17 mai 2022 cède, pour 1 rouble symbolique, sa filiale Renault Russia et sa participation dans AvtoVAZ au NAMI (en)[70].
- Hyundai Russia (en) (2008-présent)
- IVECO AMT (1994-présent) ex IVECO-UralAZ (1994-2008)
- IžAvto (it) (1965-présent) filiale de AvtoVAZ
- LiAZ (1937-présent) filiale de GAZ
- Nilu27 (2024-présent) projet d'hypercar à mi-chemin entre une Pagani et une Koenigsegg
- SeAZ (1939-présent) née SMZ, intégrée dans AvtoVAZ en 1989 et renommée SeAZ en 1995 - rachetée par AvtoKom en 2005
- Solers (2008-présent) ex Severstal-Avto
- UAZ (1941–présent) rachat par Severstal-Avto en 2000
- UralAZ (1941-présent) née en 1916 AMO, usine déplacée à Miass en 1941 renommée ZiS puis UralAZ en 1956
- Volgabus (en) (1993-présent)
- Yarovit Motors (en) (2003-présent)
- ZMA (1987-présent) rachat par Severstal-Avto en 2005

### Marques disparues
- AMUR (en) (1967-2012)
- AvtoKuban (en) (1962-2001)
- AZLK (1929-2010) née KIM, renommée MZMA en 1939 puis AZLK en 1969 - les voitures sont commercialisées sous la marque Moskovitch
- Derways (2004–2018)
- Ë-mobile (en) (2010-2014) née City Cars Ltd
- GM-AvtoVAZ (2001-2019)
- Izh (1965–2008)
- KAvZ (1968-1992)
- Moskvitch (1929–2001)
- Pavlovo Bus (en) (1932-2015) filiale de GAZ - intégrée dans GAZ en 2015
- PK TS (en) (2013-présent) autobus électriques, tramways et trolleybus
- Russo-Balt (1894–1929/2006)
- Marussia (2007–2014)
- PSA Bronto (1996-2012) filiale d'AvtoVAZ (aucun lien avec PSA-Peugeot Citroën)
- Severstal-Avto (2000-2007) devenue Sollers JSC
- Fiat-Sollers (en) (2006-2011) J-V entre Fiat Auto et Severstal Avto devenue Sollers JSC
- Ford Sollers (en) (2011-2022) J-V entre Ford et Sollers JSC
- TagAZ (en) (1997-2014) assemblage sous licence voitures Daewoo, Citroën et Hyundai
- Toyota Russia (en) (2005-2022) ex ZiU à l'époque soviétique
- Trolza (en) (1868-2020) trolleybus
- Volkswagen Russia (en) (2003-2022)
- ZIL (1916–2013) née AMO ZIL pour fabriquer le camion AMO F-15, la version russe du Fiat 15Ter - renommée ZIS en 1931, fabrique aussi des voitures d'apparat, puis ZIL en 1956

## Serbie

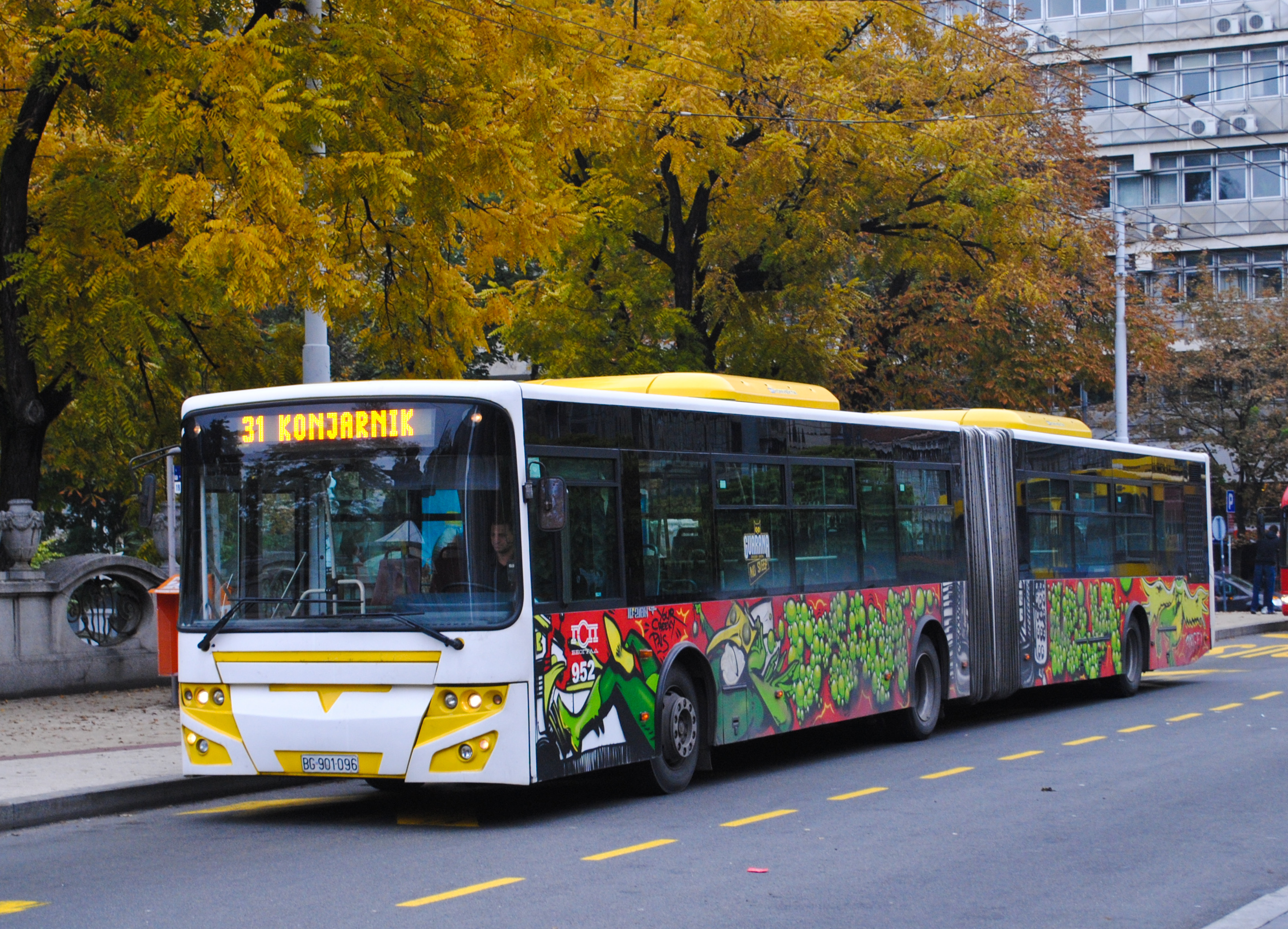
Ikarbus IK-218N

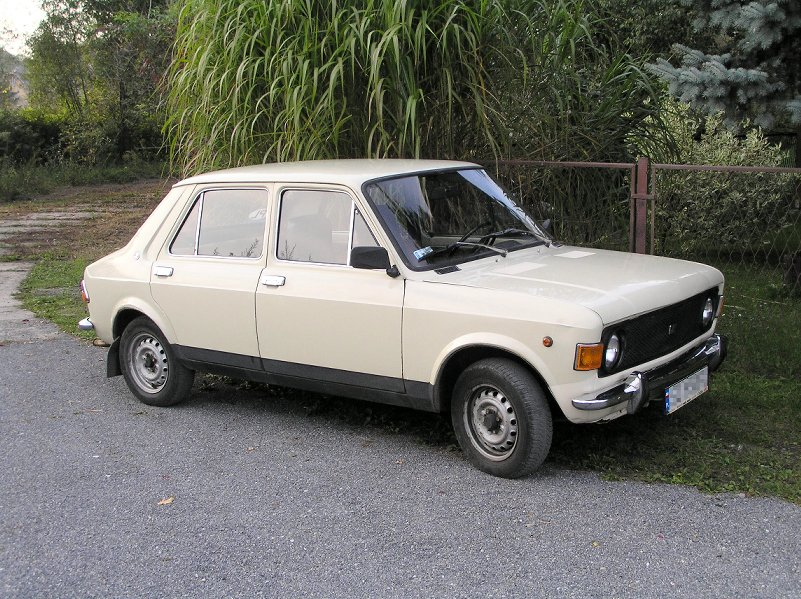
Zastava 101 (Fiat 128 avec hayon)

### Marques actives
- FAP Priboj (1963-présent)
- Fiat Srbija (2008–présent)
- Ikarbus (1923-présent)
- Zastava Tervo (2017–présent)

### Marques disparues
- IDA-Opel (en) (1977–1992)
- Neobus (en) (1952-2012)
- Yugo (1944–2008)
- Zastava Automobiles (1953–2008) production de voitures Fiat sous licence - usine détruite à la suite des Guerres de Yougoslavie (1991-2001) - rachat par Fiat Auto en 2008
- Zastava Kamioni (1956-2017) production de camions Fiat puis IVECO sous licence

## Slovaquie

### Marque disparue
- TAZ (it) (1917-2008)

## Slovénie

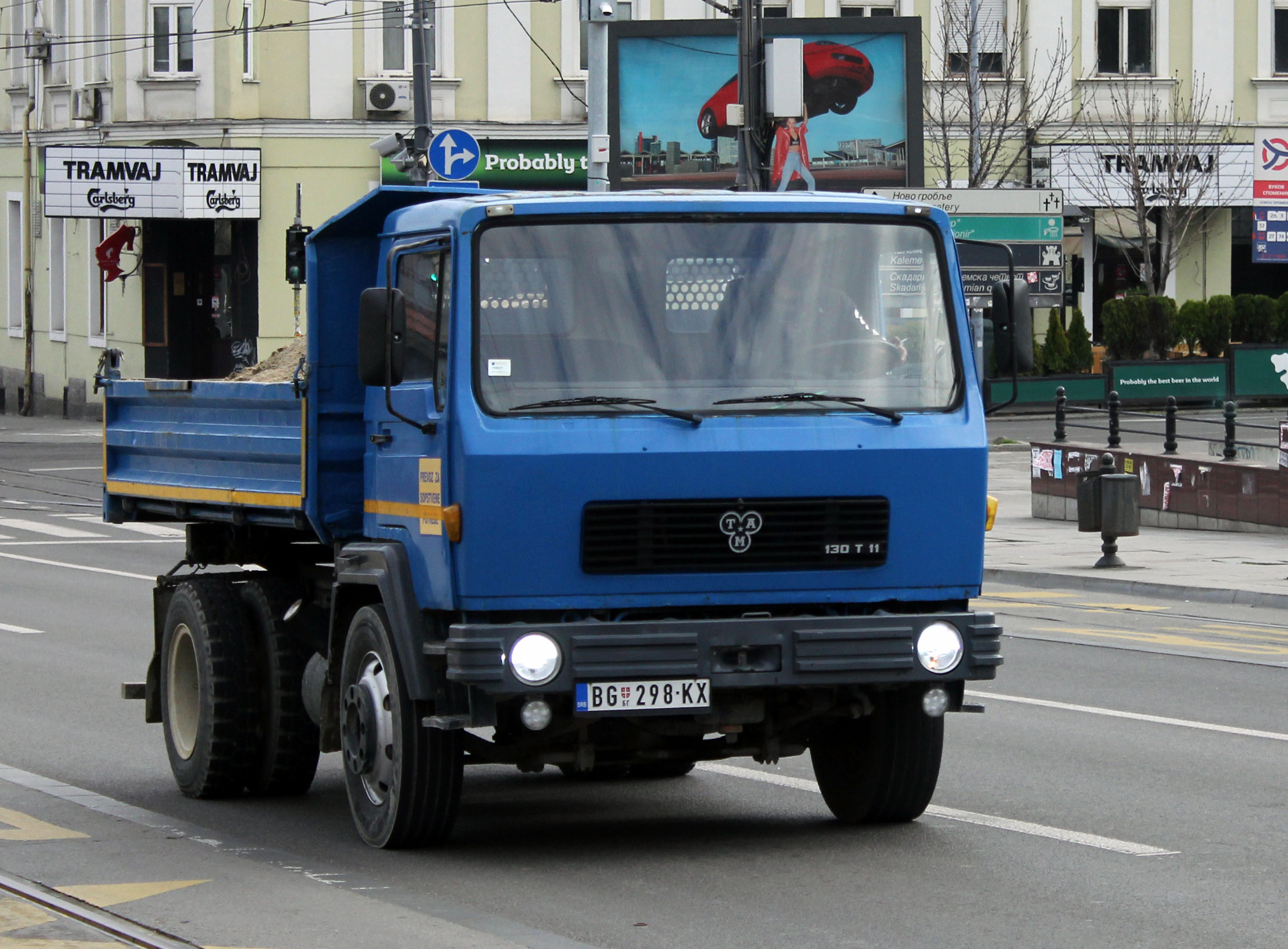
TAM 130 T 11

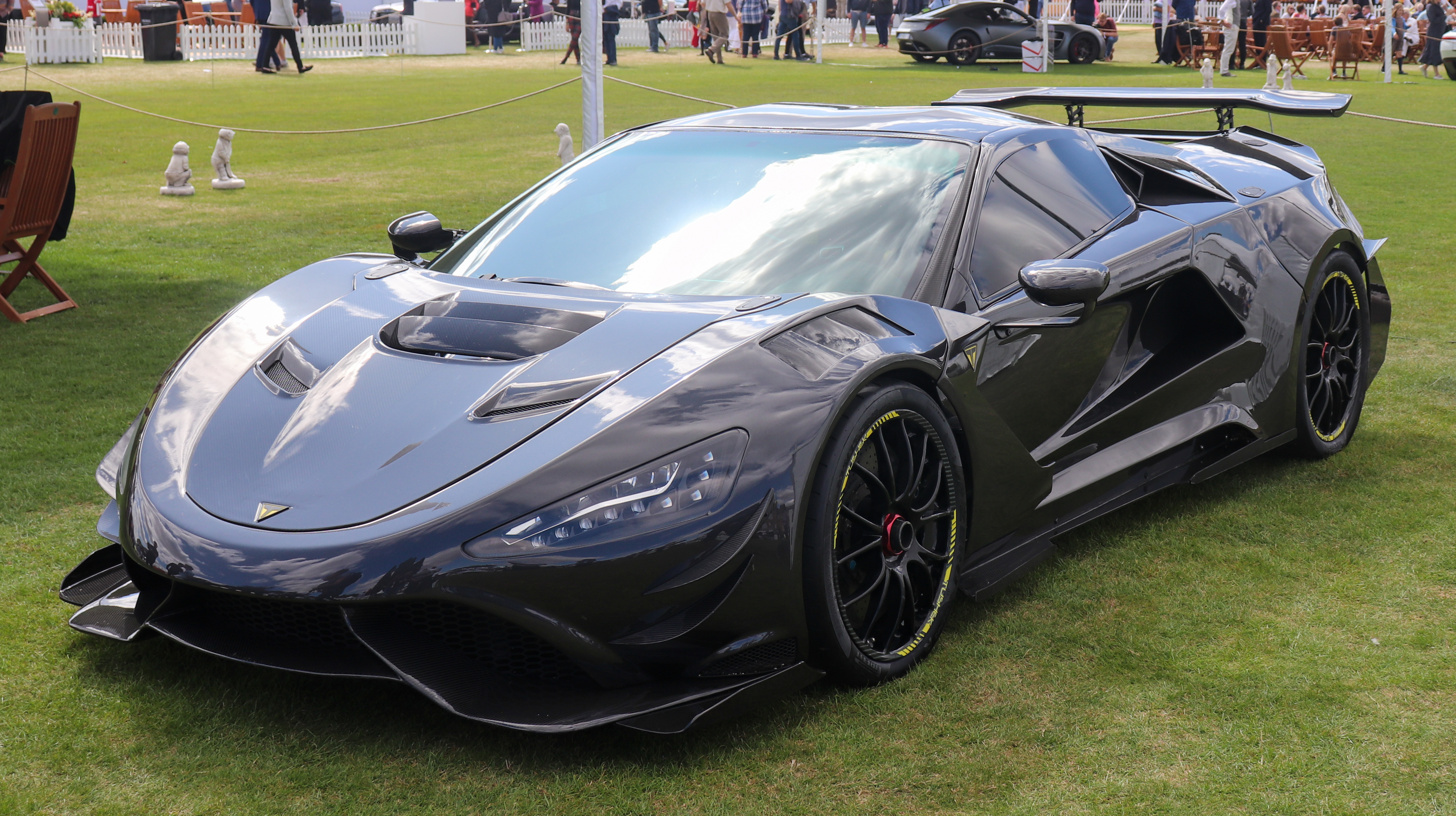
Tushek TS 900

### Marques actives
- Renault (2004-présent)
- Tushek (1979-présent)
- TVM (Tovarna vozila Maribor) (2013-présent) repris par CHTC China Hi-Tech Group Corporation, ne produit que des autobus

### Marques disparues
- Atax (1938–1949)
- IMV - Industrija Motornih Vozil (1959-1991)
- REVOZ (1988-2004) société mixte IMV (50 %) Renault (50 %) - intégrée dans Renault Group en 2004
- TAM (1947–1996)

## Suède

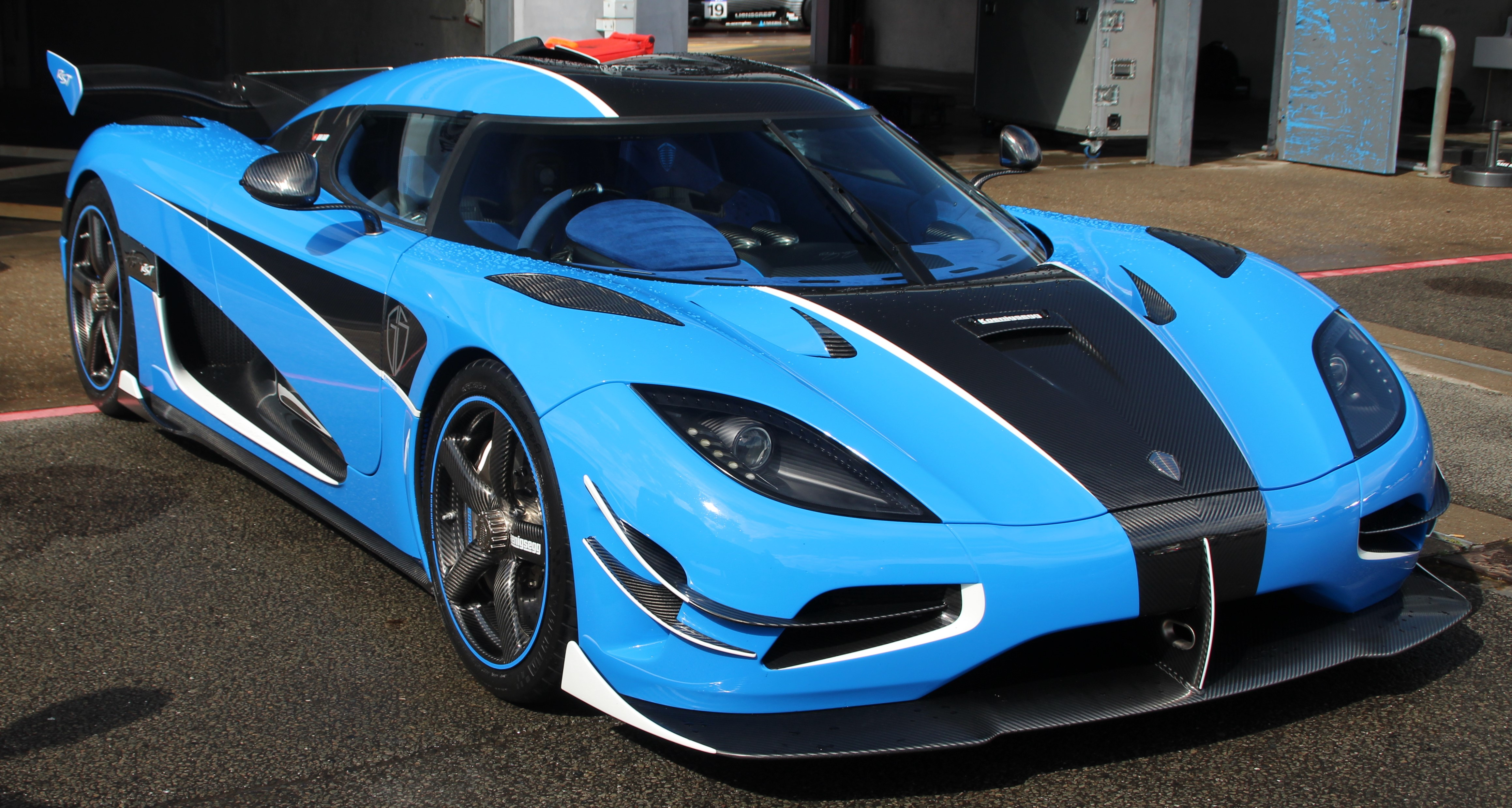
Koenigsegg Agera RST

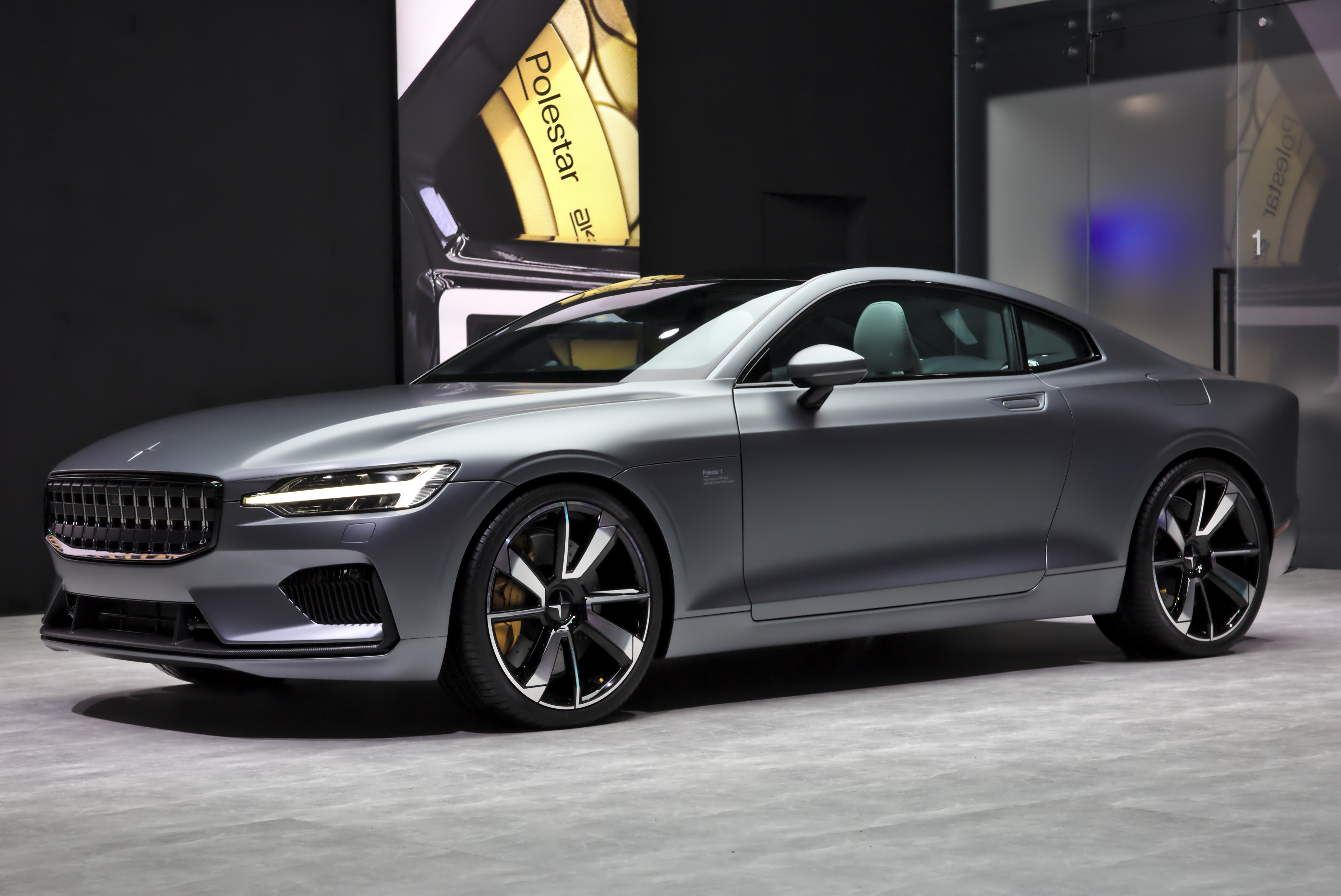
Polestar 1

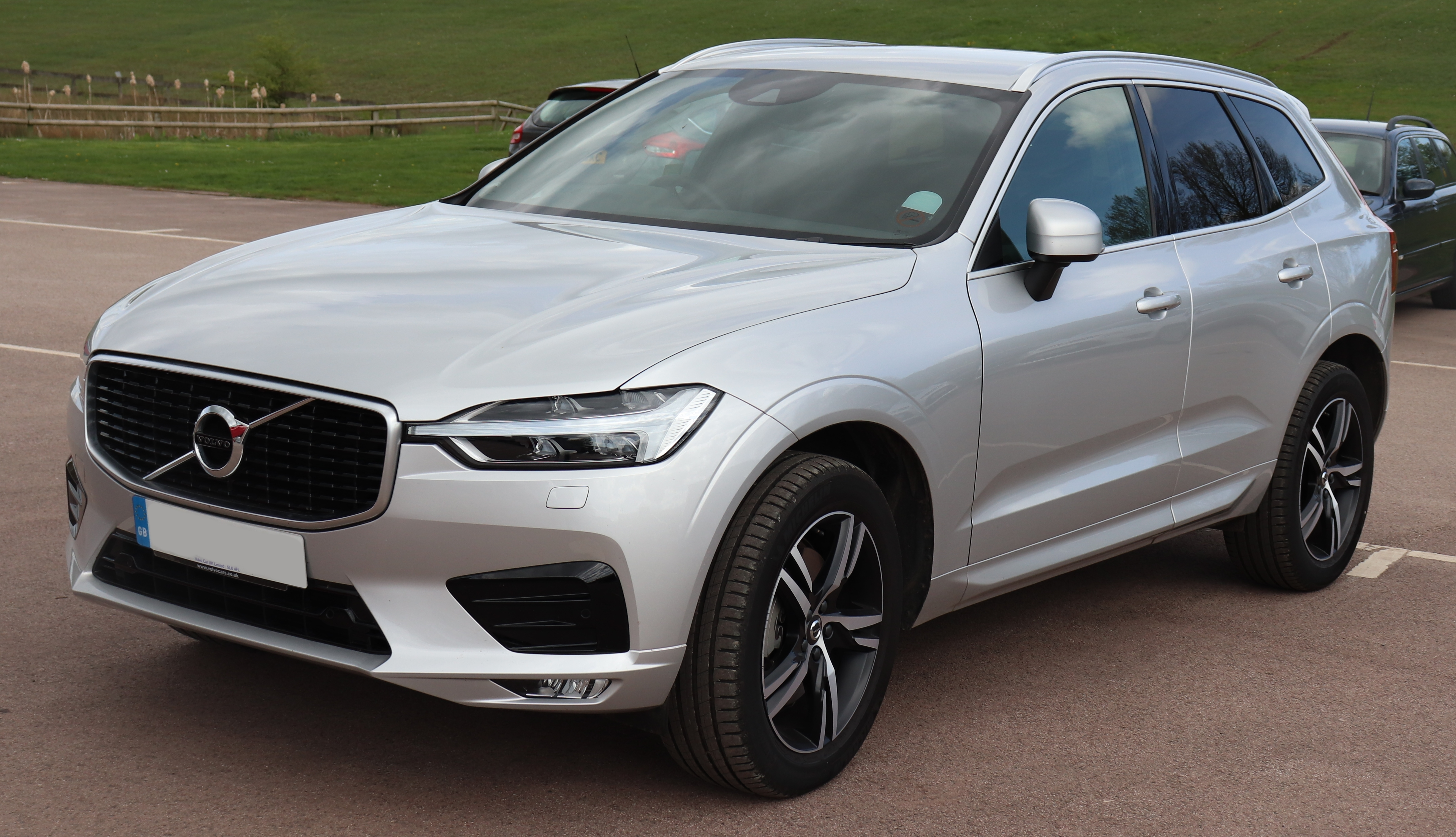
Volvo XC60

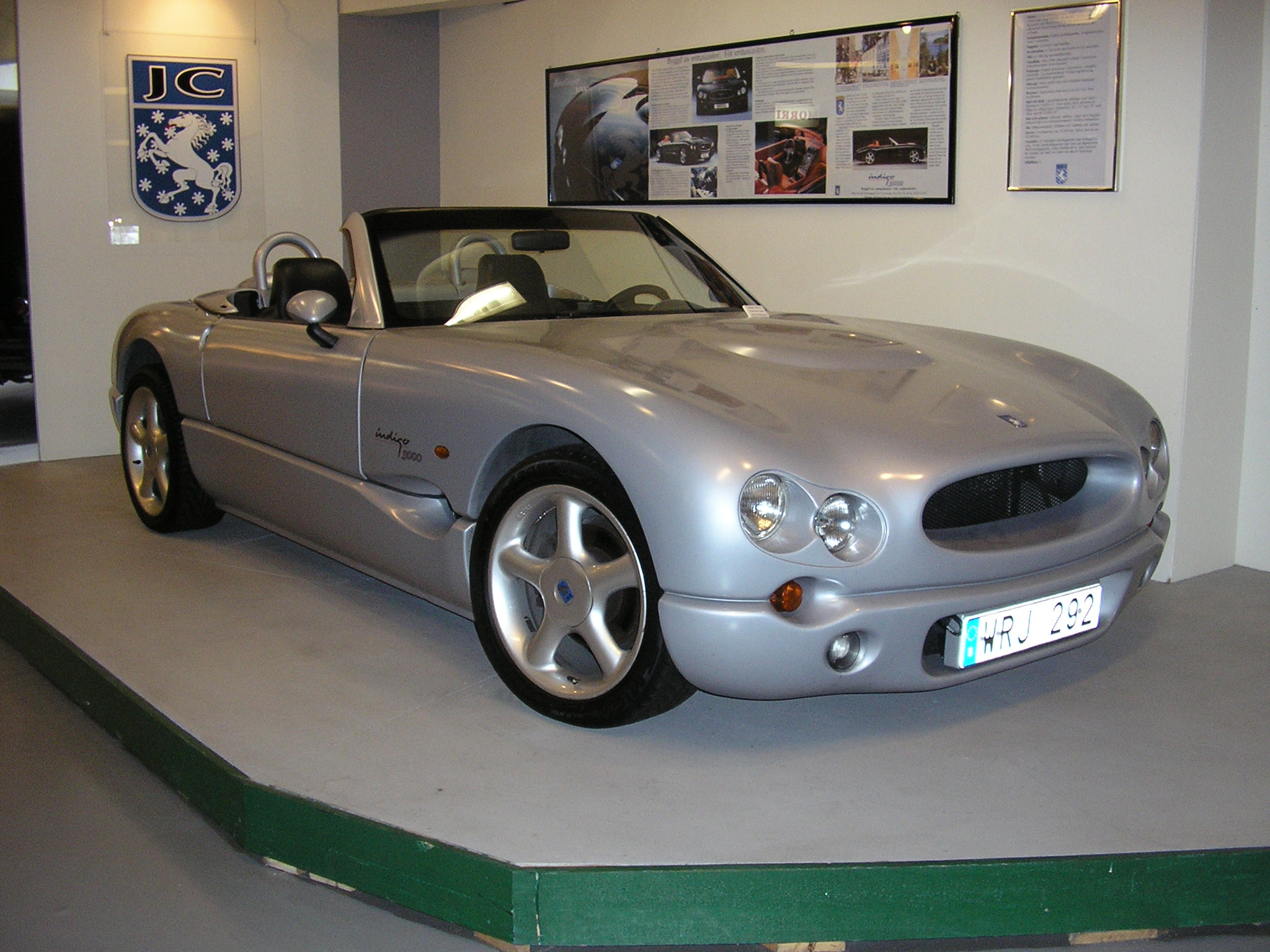
Jösse Car Indigo 3000

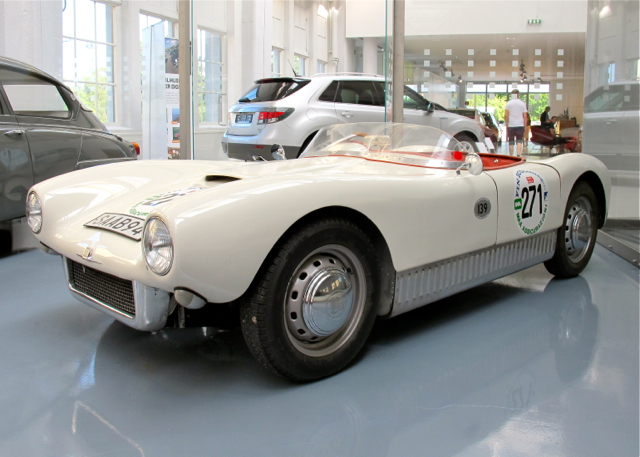
Saab Sonett

### Marques actives
- Koenigsegg (1994–présent)
- Polestar (1996–présent) / (2015-2018) : Volvo Vars - 2018-présent) : Geely
- NEVS (National Electric Vehicle Sweden) (2012–présent) voitures électriques
- Scania AB (1995-présent) 2008 : Volkswagen (68,6 %) - 2014 Volkswagen (100 %)
- Umeå Institute of Design (1989-présent) : projets de voitures réalistes et durables
- Volvo Cars (1927–présent) / (1999-2009) : Ford Motor / (2010-présent) : Geely
- Volvo Trucks (1928-présent)

### Marques disparues
- Hult Healey (en) (1984–1990) voitures en kit
- Jösse Car (en) (1994–2001)
- Rengsjöbilen (1914–1916)
- Saab (1937–2016) / (1964-1990) : Saab-Scania / (1995-2010) : General Motors / (2010-2011) : Spyker Cars NV / (2012-2014) : NEVS / (2015-2016) : Dongfeng
- SAAB-ANA (en) (1937-1960) assemblage de camions Chrysler, DeSoto et Fargo puis, de voitures Chrysler, DeSoto, Plymouth, Škoda, Standard, Lagonda, Goliath et Simca-Fiat - racheté et intégré dans SAAB en 1960
- Saab-Scania (sv) (1968-1995) issue de la fusion de de Saab AB et Scania-Vabis du 19 décembre 1968 et dissoute en 1990 - Saab automobiles acheté par General Motors, Scania AB poids lourds et Saab AB pour l'aviation indépendants
- Vabis (en) (1891-1911) fusion avec Maskinfabriks-aktiebolaget Scania pour former Scania-Vabis
- Scania-Vabis (1911-1969) fusionne avec Saab pour former Saab-Scania

## Suisse

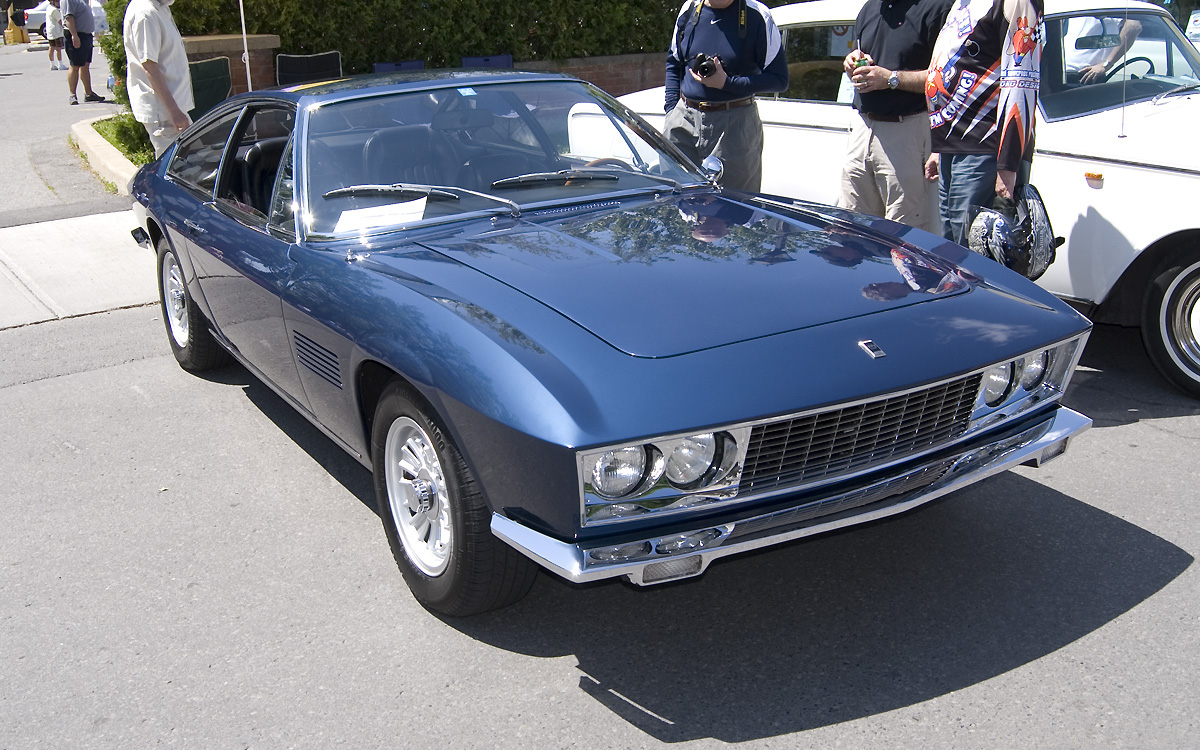
Monteverdi High Speed

### Marques disparues
- Berna (1902-2003) intégrée dans Saurer en 1929
- Ghia-Aigle (en)[71] (1948-1988)
- Martini (1897-1934)
- Monteverdi (1967–1984)
- NAW (1982-2002) fusion de Saurer AG et FBW - rachat par Daimler-Benz en 1984 - rachat de 51 % à DaimlerChrysler en 2000 par Sachsenring
- Pic-Pic (1905-1921)
- Ranger (1970-1975) General Motors Suisse
- Saurer AG (1896-1982) intégrée dans NAW

## Syrie

### Marque active
- Syrians[72] (2017-présent)

### Marque disparue
- Sham Car[73] (1960- ? ) J-V avec Iran Khodro (25 %)

## Taiwan

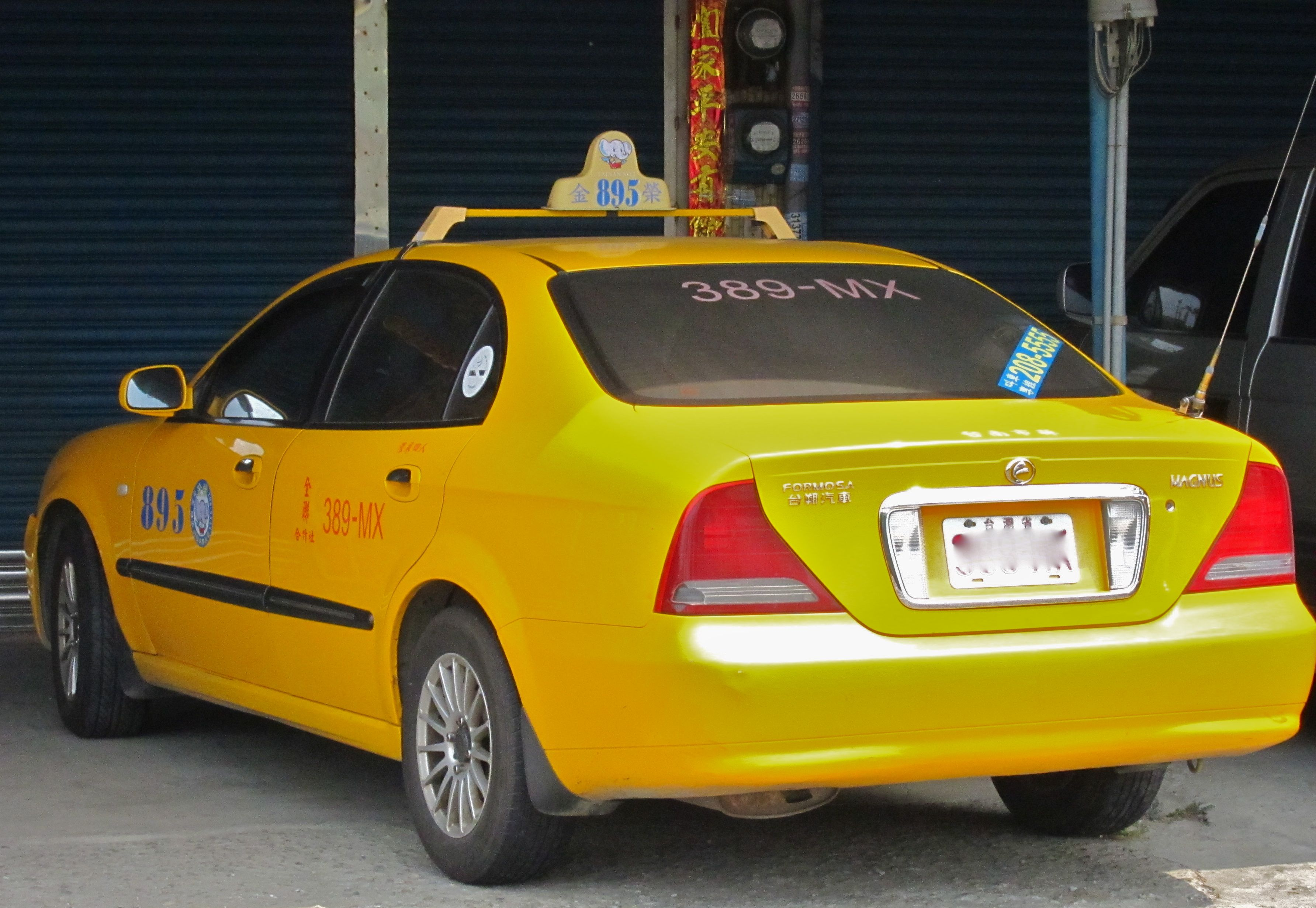
Formosa Magnus utilisé comme taxi

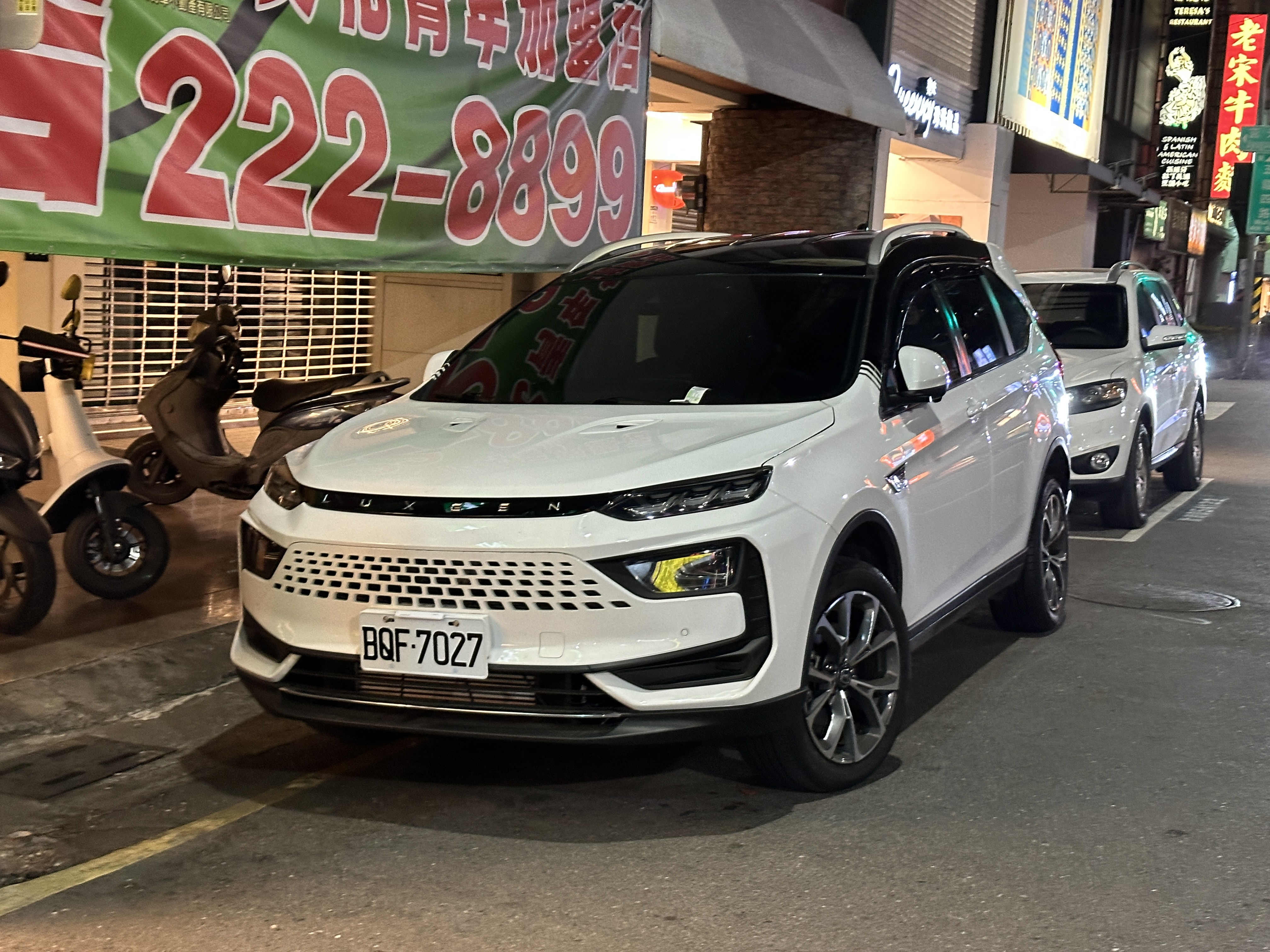
Luxgen URX Neo

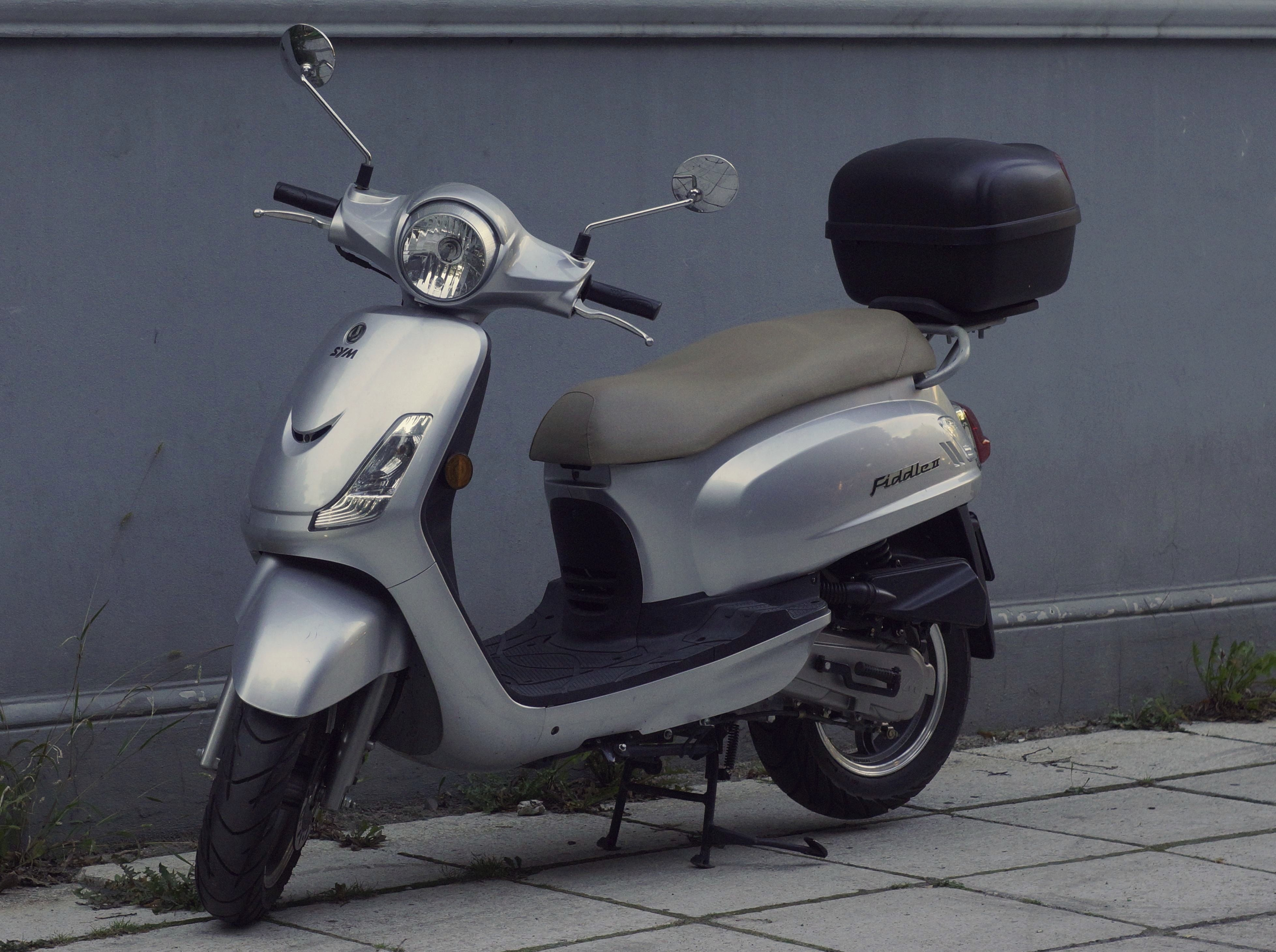
SYM Fiddle II

### Marques actives
Chin Chun Motor (en) (1991-présent)
- China Motor Corporation (en) (1973–présent)
- Ford Lio Ho Motor (en) (1972-présent) J-V avec Ford Motor (70 %)
- Formosa (en) (1996-présent) automobiles Daewoo sous logo Formosa, puis camions et véhicules utilitaires légers (dont véhicules Dongfeng Sokon)
- Honda Taïwan (en) (2002-présent) filiale de Honda
- Huatung Motors (en) (1980-1983) J-V entre General Motors et les Ministères des Affaires économiques et de la Défense nationale - retrait de GM - devient Kuozui Motors
- Kuozui Motors (en) (1984-présent)  créée en J-V entre Hino Motors et Hotai Motor
- Luxgen Motors (2009-présent) filiale de Yulon Motor
- Sanyang Motor (1954-présent) assembleur de Honda de 1969 à 2002 et de Hyundai depuis
- Taïwan Isuzu Motors (en) (1995-présent) J-V entre Isuzu Motors (69,5 %), Prince Motor Company (20 %) et Itochu Shojiavec (10,5 %)
- XING Mobility (en) (2015-présent) voitures électriques
- Yulon Motor (1953-présent) (1953-1992) Yue Loong - partenaire de Nissan depuis décembre 1957 - Nissan prend 25 % en 1985 puis création de Yulon-Nissan Motor en 2003

### Marques disparues
- Prince Motors (en) (196,5-2007 / 2009-2011) assembleur de modèles Nissan puis Suzuki - repris par Chery en 2009
- Sanfu (1966-2000) assembleur de modèles Subaru (dont certains sous son propre logo), Isuzu et Renault
- Ta Ching Motor (en) (1986-2002)

## Thaïlande

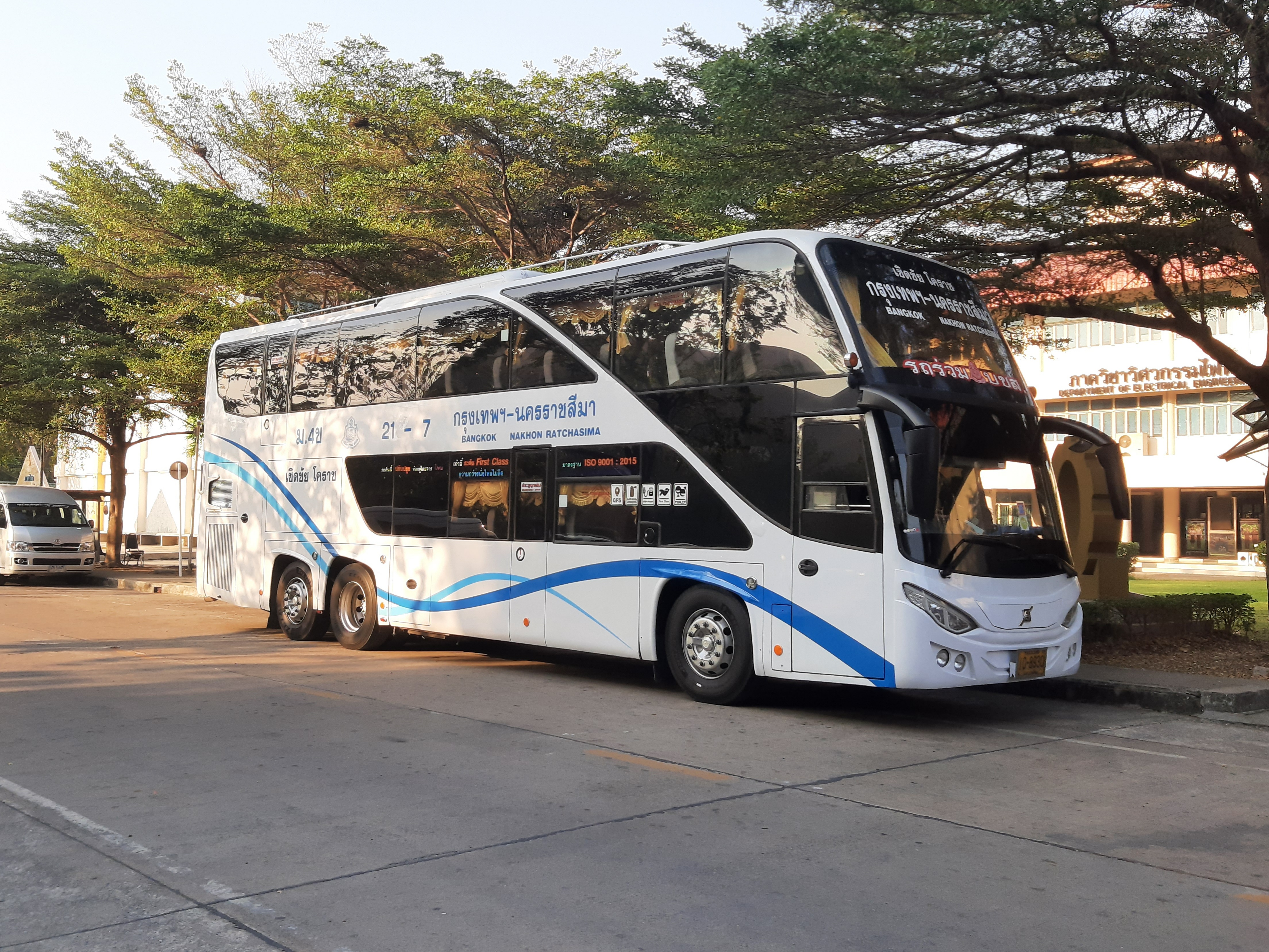
Cherdchai Korat

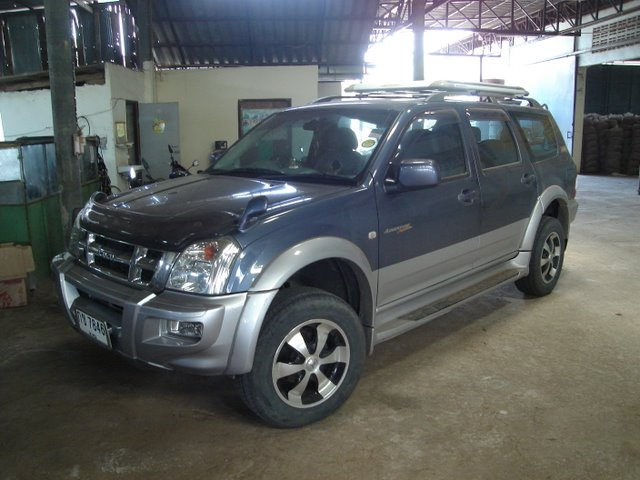
Thai Rung Adventure

### Marques actives
- Akepanich
- BMW Manufacturing (Thailand) (en) (1998-présent)
- C-FEE
- Cherdchai
- Deva
- Kwaithong
- Mine
- Mitsubishi Motors (en) (2003-présent)
- Siam V.M.C.
- Thai Prestige Auto (1999-présent) importateur et distributeur des marques Fiat et Alfa Romeo
- Thai Rung (en) (1967-présent) a commencé par assembler des modèles Isuzu, Toyota, Nissan et Chevrolet
- Toyota Motor Thailand (en) (1962-présent)
- Vera

### Marques disparues
- AutoAlliance Thailand (en) (1961-1976) J-V entre Thai Motor Co. et Ford Motor (1998-présent)
- Bangchan General Assembly (en)[74] (1970-2005) (1970-1978) J-V entre Phra Nakorn Automobile Company et General Motors - (1979-1987) J-V avec Isuzu Motors, assemblage en CKD - (1987-2005) J-V avec Honda Cars - (2005) reprise par Phra Nakorn Automobile Company
- Ford Thailand (en) (2012-2018)
- General Motors Thailand (en) (2000-2020)
- United Development Motor Industry (1964-2003) JV avec Mitsubishi (42 %) - devient Mitsubishi Motors en 2003

## Tunisie

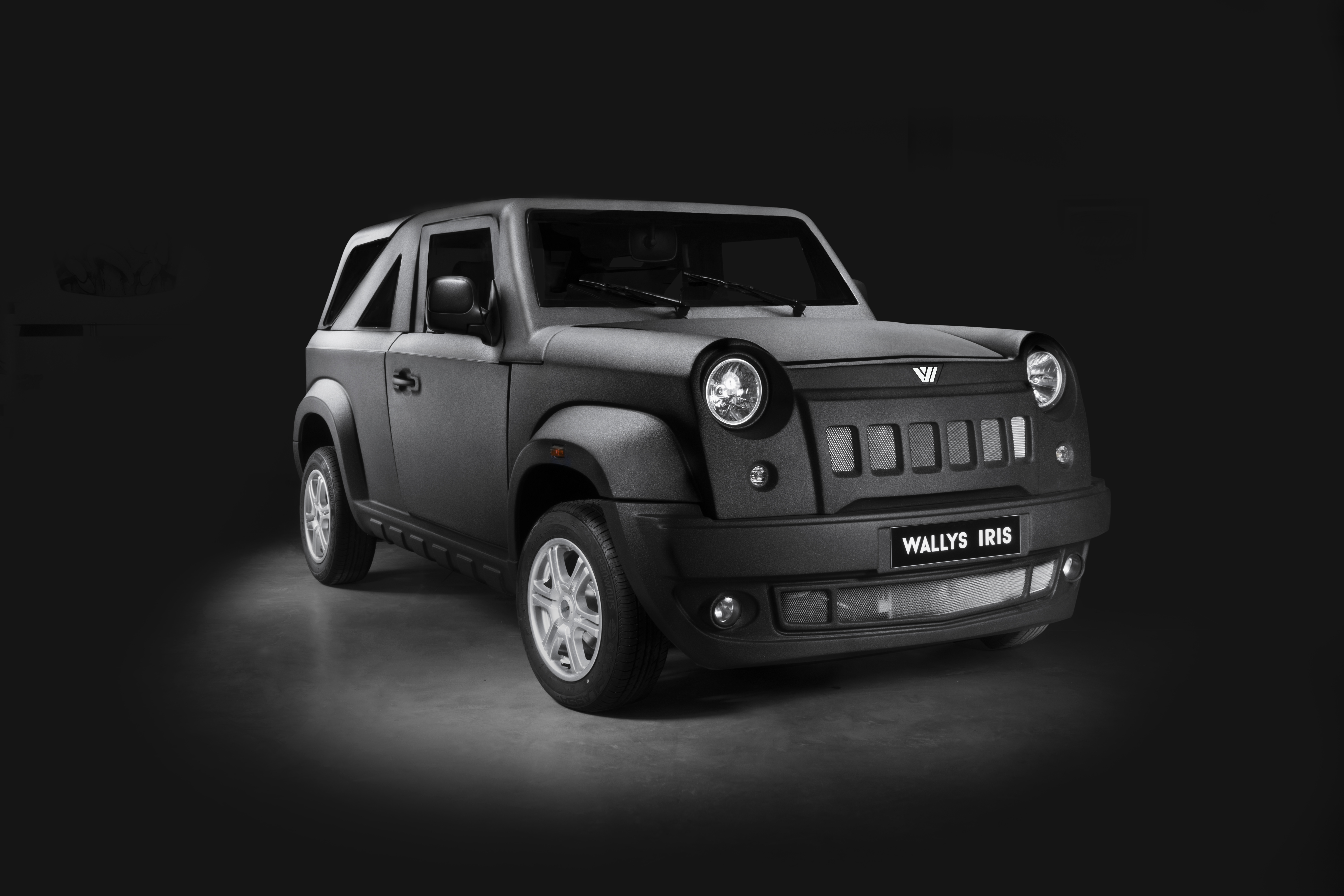
Wallys Iris

### Marques actives
- Barkia (2010–présent)[75]
- IMM (en) (1982–1988 / 1991–présent) J-V avec General Motors
- STIA (1961-présent) privatisée en 2009, cédée au groupe tunisien ICAR
- Wallyscar (2006–présent)[76]

## Turquie

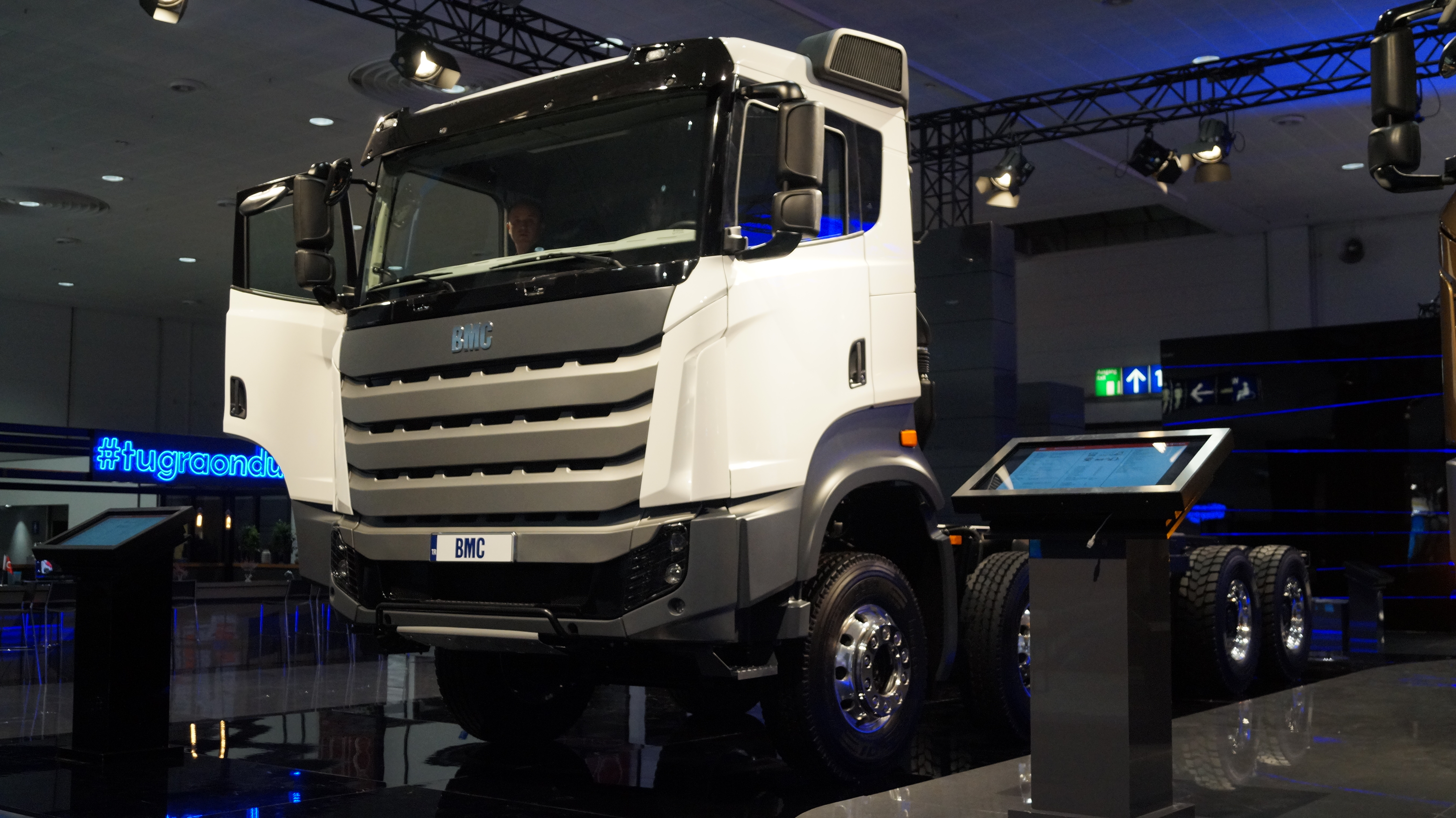
BMC Tugra 4340

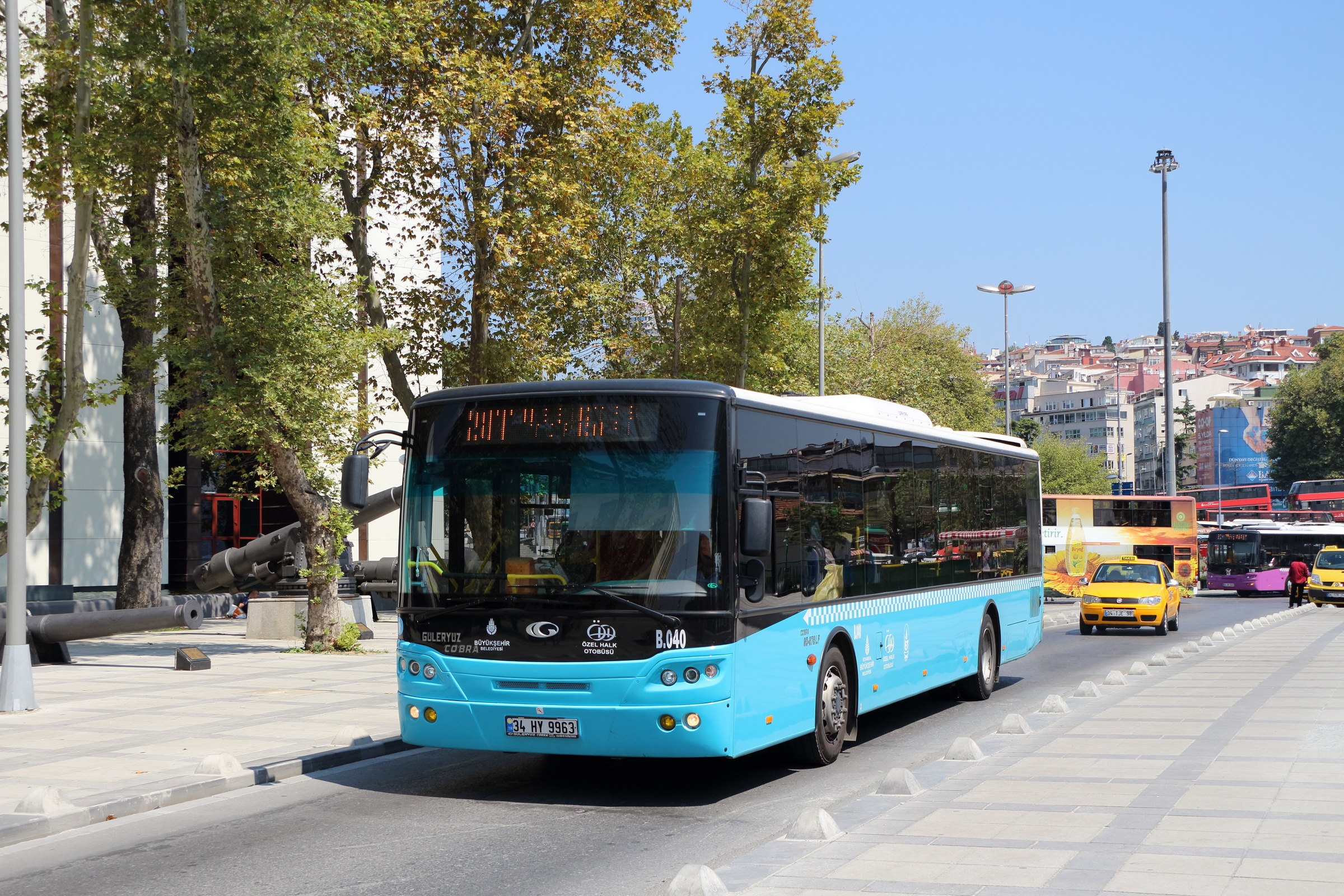
Cobra GD-272 LF

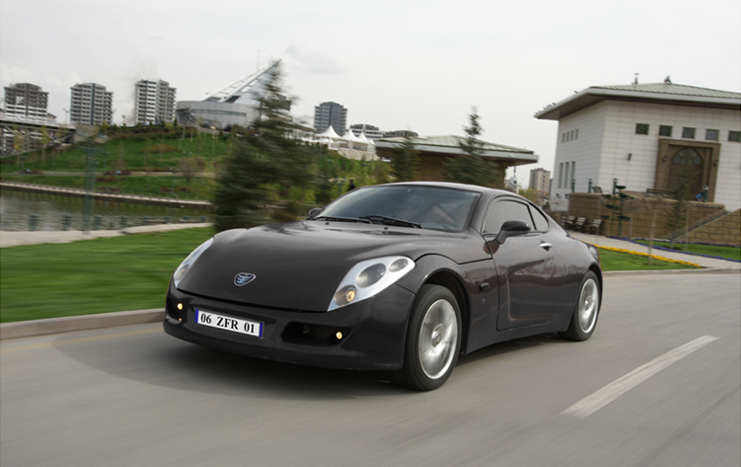
Etox Zafer

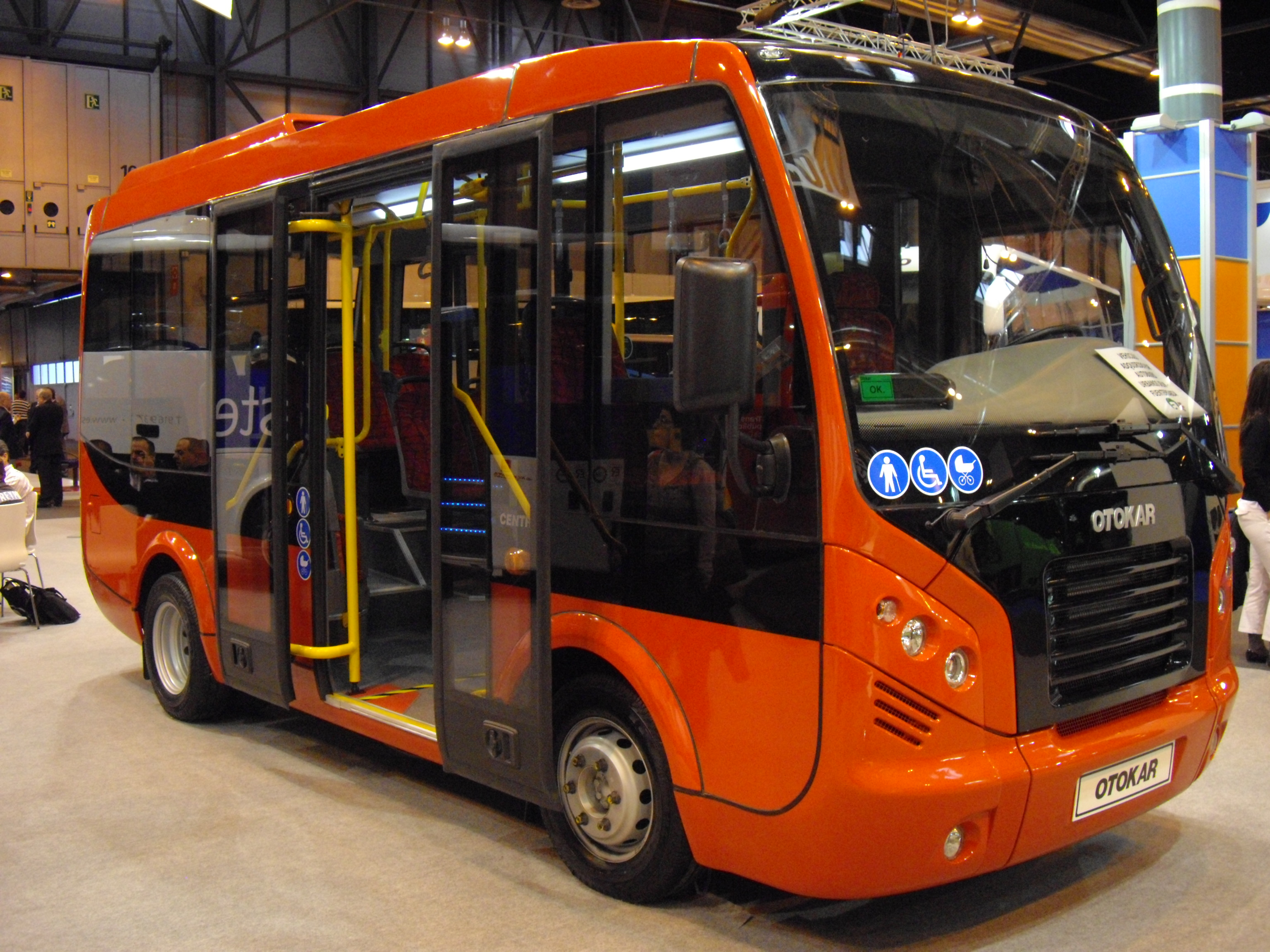
Otokar Centro C

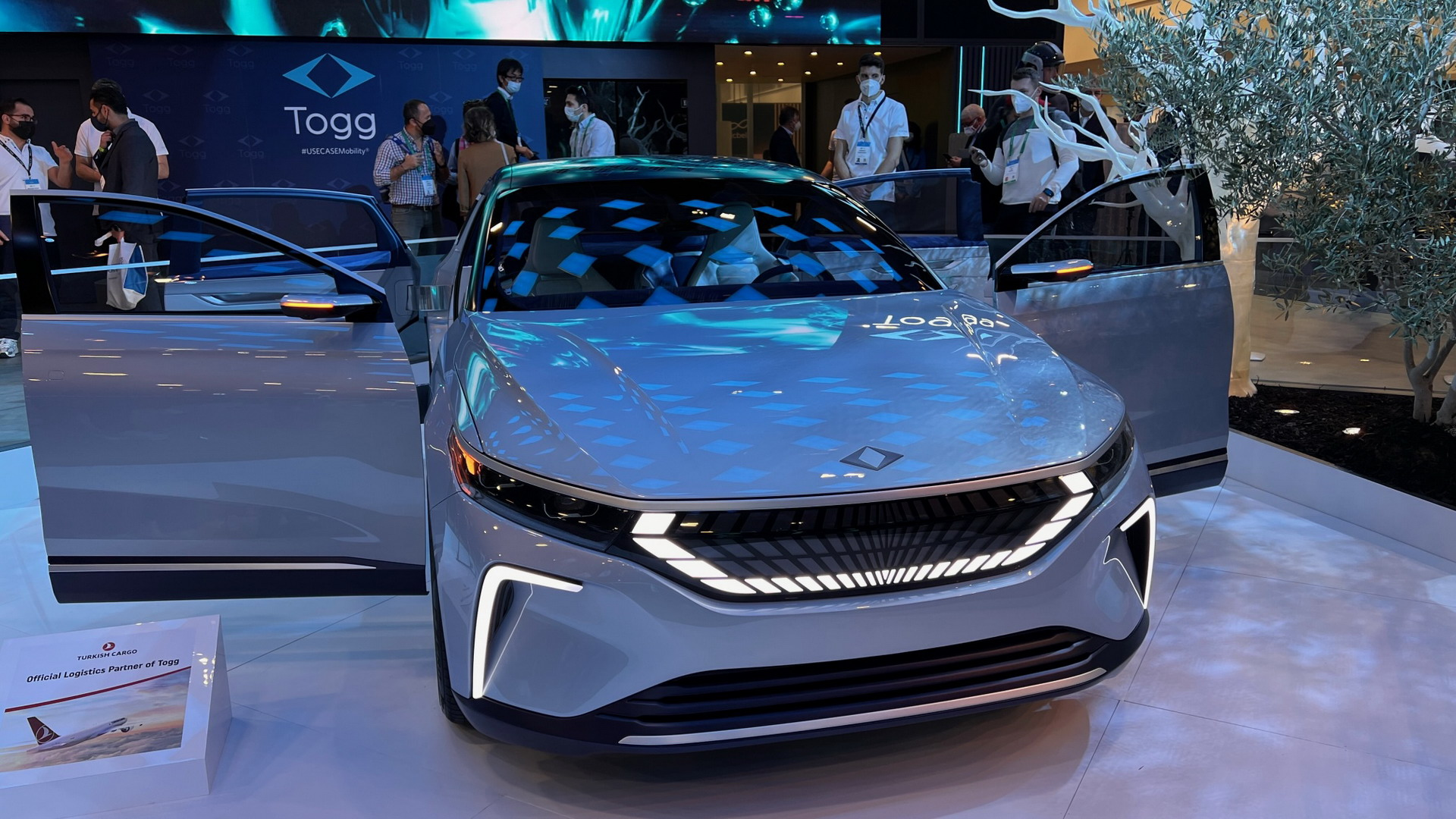
Togg C-Sedan concept

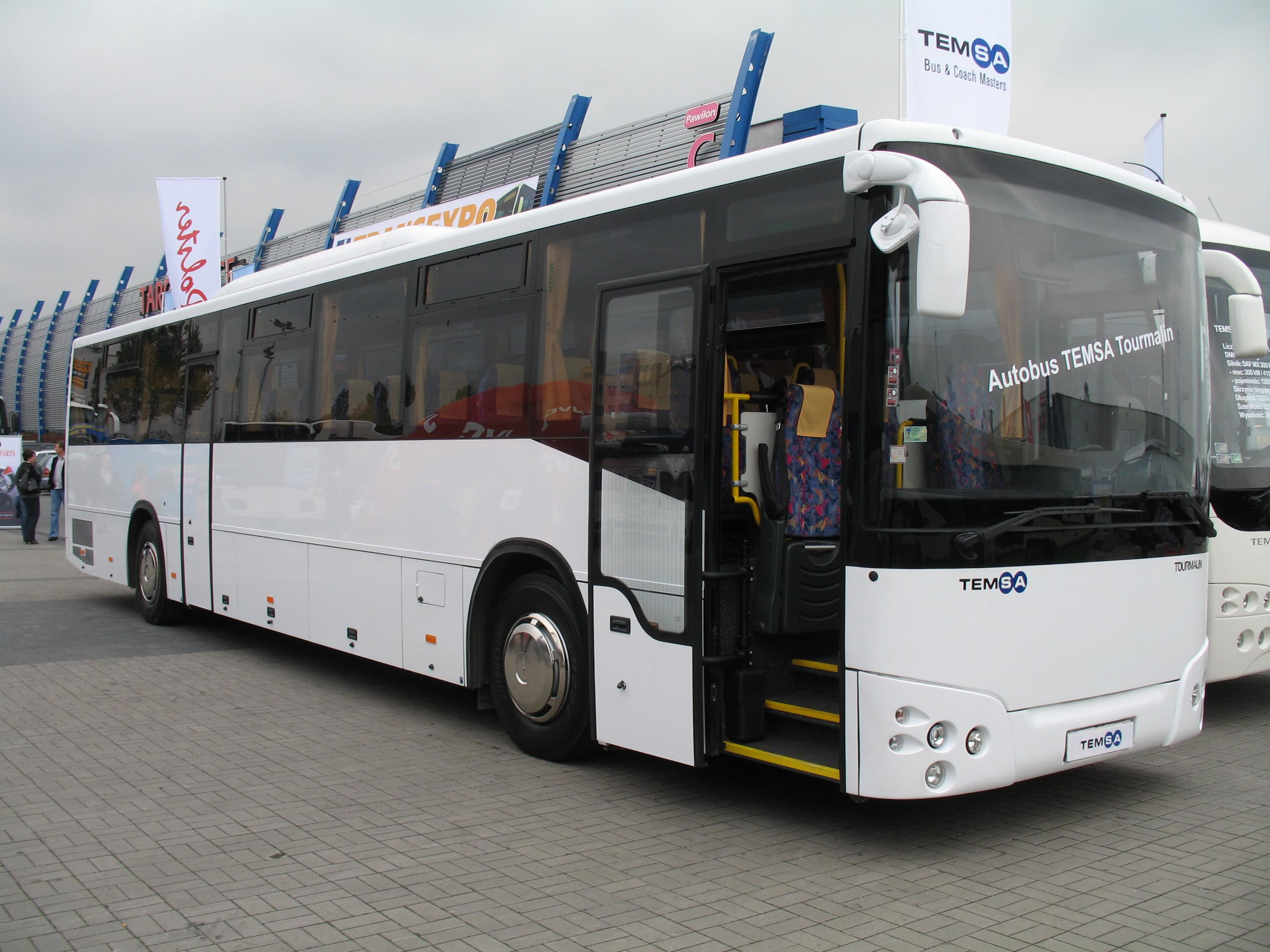
Temsa Tourmalin

### Marques actives
- Anadolu Isuzu (1965-présent) depuis 1986 J-V entre Anadolu Holding (55,40 %), Isuzu Motors (16,99 %) et le groupe japonais Itochu (12,75 %)
- BMC (en) (1964-présent) créé à l'origine par la participation de BMC UK de 25 % appartient depuis 2014 à TMSF - produit autobus, camions civils et militaires
- Diardi (en) (1989-présent) voitures de sport
- Etox (2006-présent) voitures de sport
- EVT S1
- Ford Otosan (1959-présent) J-V entre Koç Holding (41 %) et Ford Motor USA (41 %)
- Güleryüz (tr) (1982-présent) carrosseries d'autobus et autocars
- Hyundai Assan Otomotiv (1997-présent) J-V entre Kibar Holding (50 %) et Hyundai Motor Co (50 %)
- Karsan (1966-présent) véhicules utilitaires - racheté par Koç Holding en 1979 et revendue au groupe turc Kiraça en 1998. Fabrique sous licence les Peugeot Boxer/Fiat Ducato, les autobus BredaMenarinibus et des camions légers Hyundai
- MAN Türkiye (tr) (1966-présent) J-V entre Ercaniar et MAN SE (30 %) pour assembler des camions MAN d'abord en CKD. En 1997 MAN monte à 81 % et les camions et autobus Neoplan sont produits localement
- Mercedes-Benz Türk (tr) (1990-présent) J-V avec Daimler-Benz AG (36 %) pour produire des camions Mercedes-Benz sous licence
- Otokar (1963-présent)
- Oyak Renault (1969-présent) J-V entre Renault (51 %) et Oyak (49 %) pour fabriquer des modèles de voitures Renault
- Özaltin
- Pilotcar (tr) (2011-présente) voiturettes électriques
- Sazan
- Temsa (1968-présent) produit des autobus
- Fiat-Tofaş (1968–présent)  J-V entre Koç Holding (37,86 %) et Fiat Auto (37,86 %) pour fabriquer des voitures Fiat
- Togg (2018-présent) voitures électriques
- Toyota Motor Manufacturing Turkey (en) (2000-présent) J-V entre Toyota Motor Europe (90 %) et Mitsui & Co (10 %)

### Marques disparues
- Anadol (1966-1984)
- Askam (tr) (1962-2007) J-V avec Chrysler International (60 %) pour produire des camions lourds (1964-1978) - rachat en 2003 par Farmers Group
- Devrim (1961)
- Honda Türkiye (en) (1992-2021)
- Imza (1987- ? )
- Otomarsan (tr) (1967-1990) repris par Mercedes-Benz Türk
- Otoyol (1966-2008) J-V entre Koç Holding (73 %) et Fiat pour la fabrication sous licence de camions et autobus
- Türk Otomotiv Endüstrileri (tr) (1955-1993) J-V avec International (20 %) pour la production de camions sous licence

## Ukraine

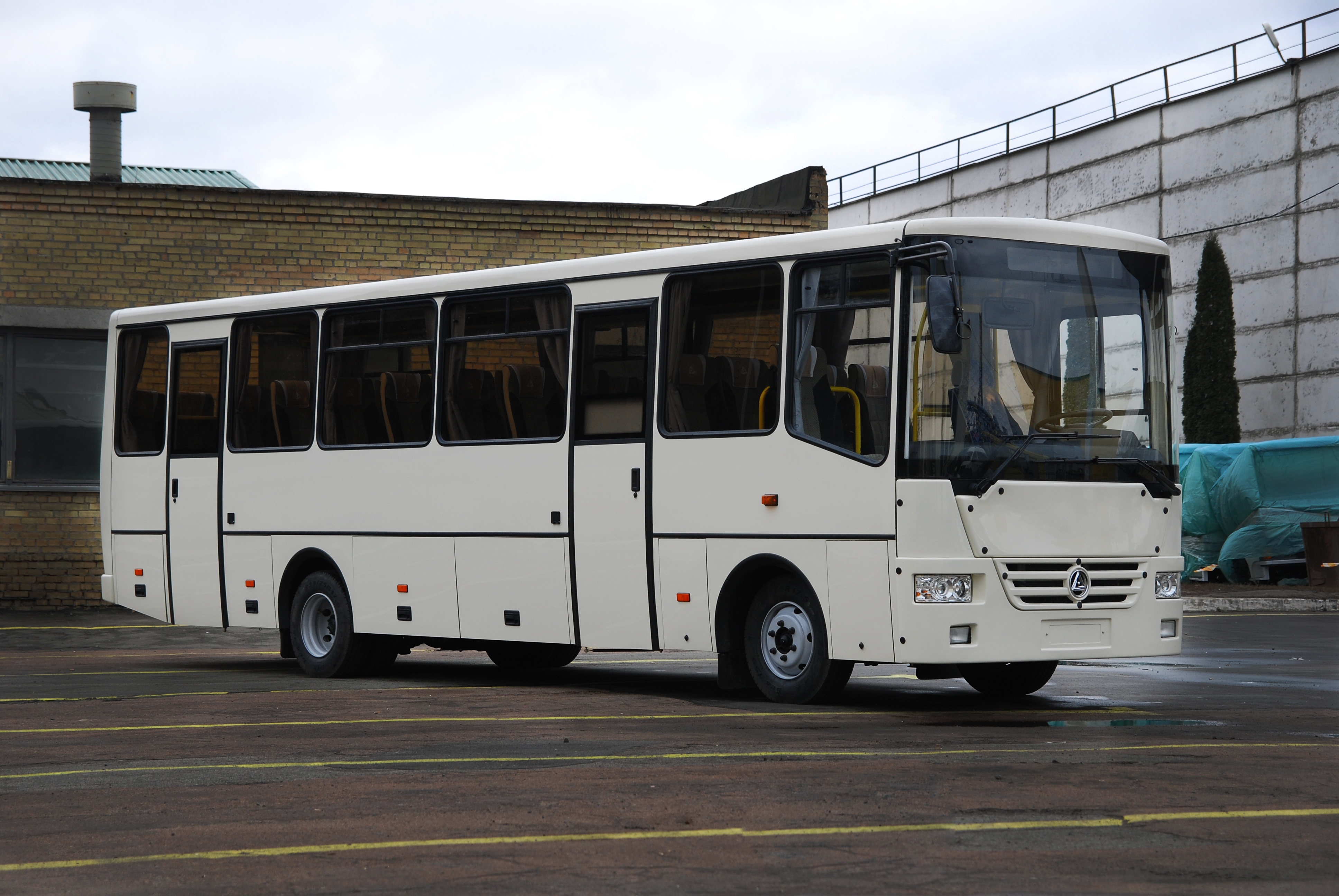
BAZ-A081 Troyanda

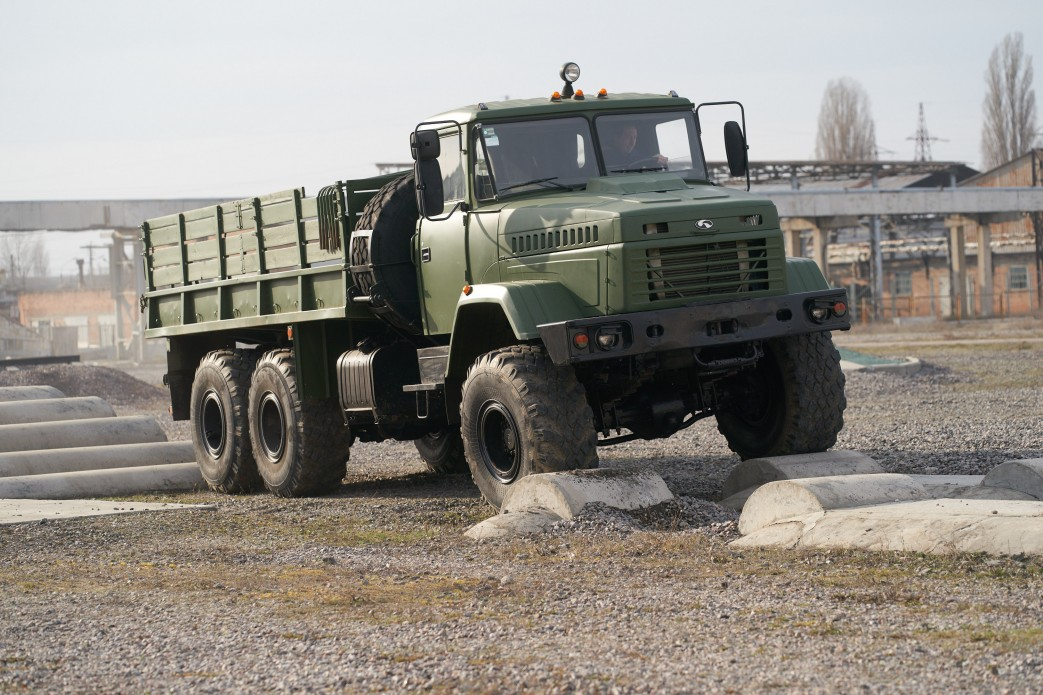
KrAZ 6322

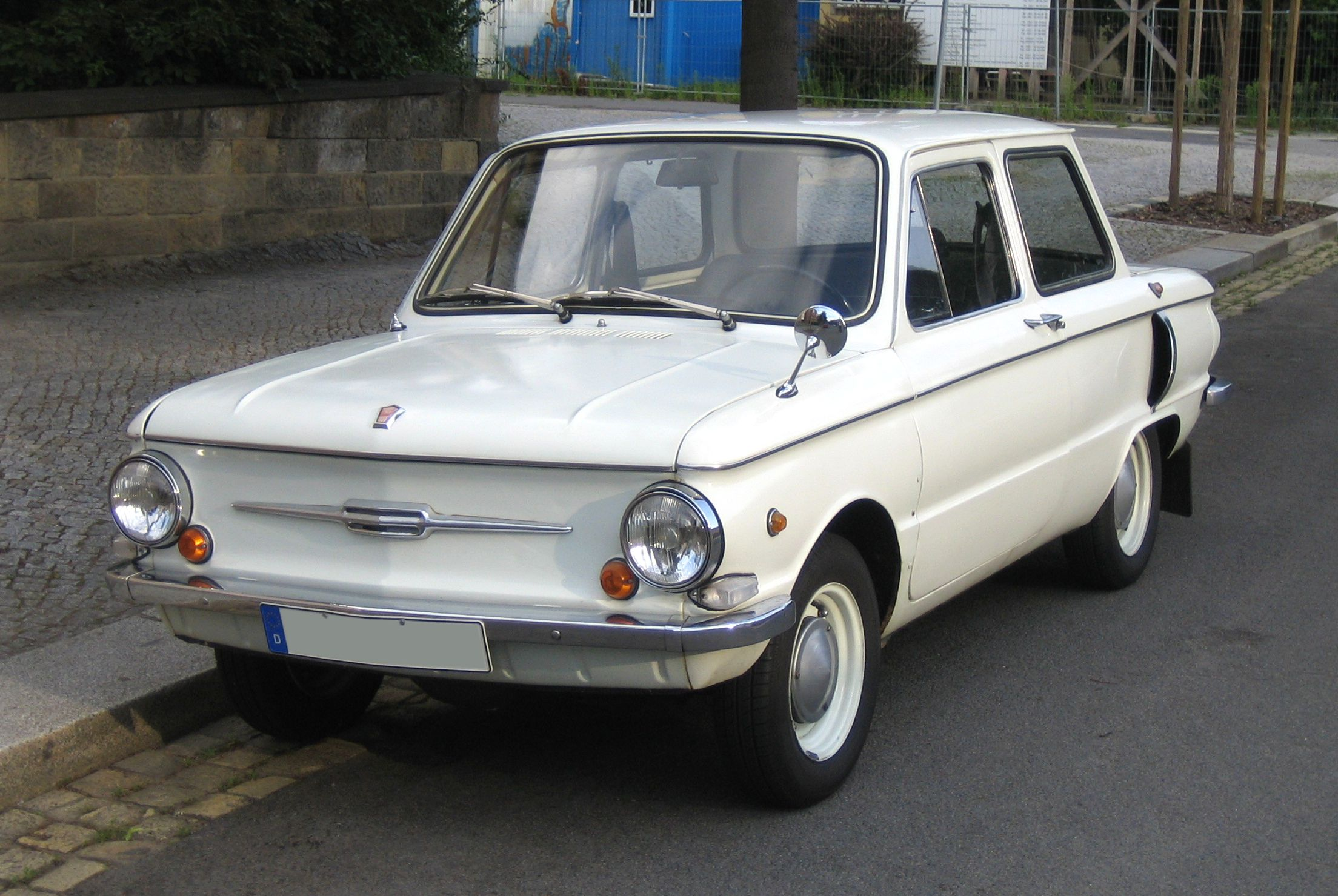
ZAZ 968

### Marques actives
- Boryspil Bus (en) (2002-présent)
- Chernihiv Bus (en) (2003-présent)
- Eurocar (en) (2002-présent) assemble en CKD des modèles Skoda, Seat et Volkswagen
- KrAZ (1958-présent) camions civils et militaires (de l'époque soviétique)
- ZAZ (1923–présent) à partir de 1998, assemble en CKD des modèles Daewoo - rachetée par UkrAVTO (en) en 2002

### Marques disparues
- Bogdan Group (en) (1992-2021) fabrication de ses propres modèles, automobiles sous licence Hyundai, des autobus et trolleybus et des véhicules militaires
- LAZ (en) (1945-2014)
- LuAZ (1955-2009) intégrée dans Bogdan Group

## Uruguay

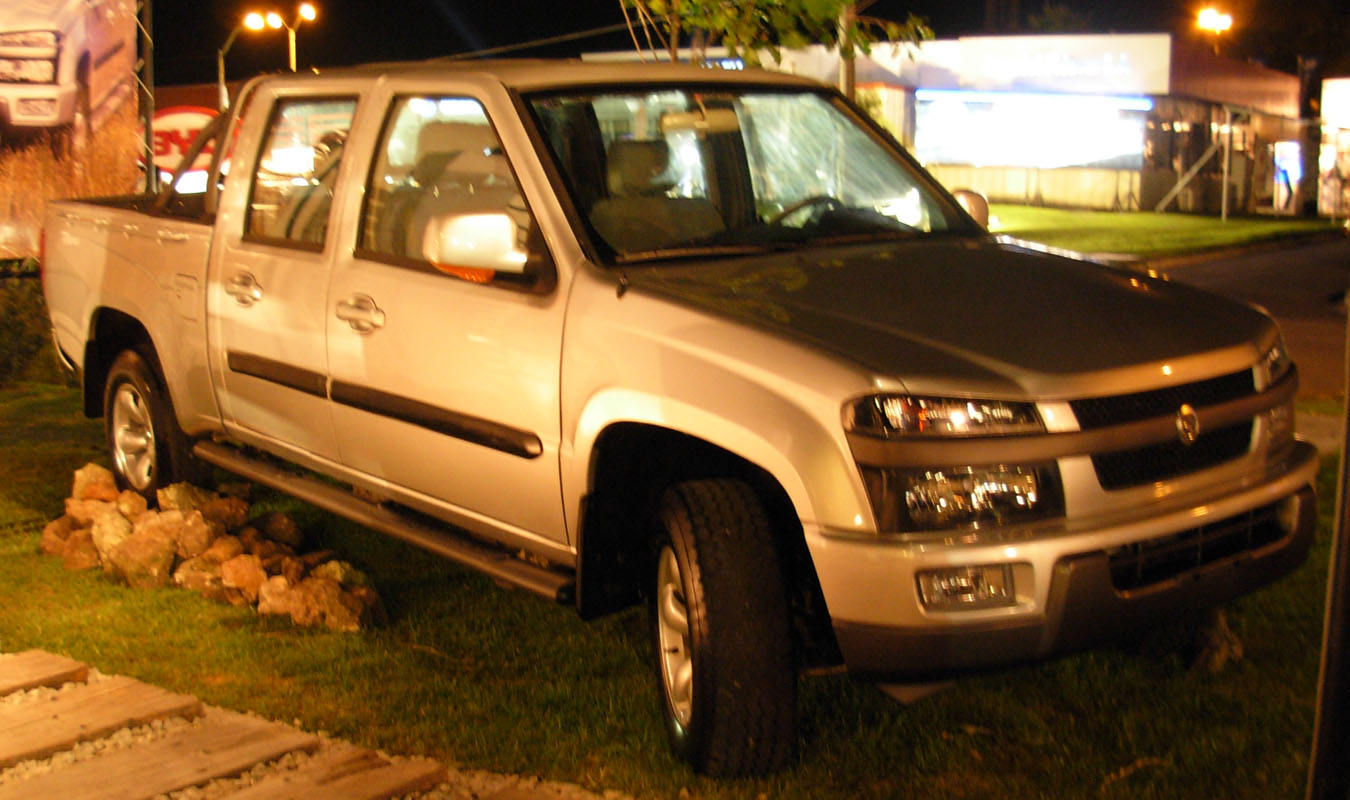
Effa Plutus

### Marques actives
- Bognor (en) (2007-présent)
- Nordex (1962–présent) - assemblage utilitaires Dongfeng, Ford, Kia et PSA et camions Renault
- Effa Motors (en) (2006-présent) assemble des véhicules chinois en CKD

### Marques disparues
- Ayax (en) (1962-95) assemblage en CKD de la Fiat Concord 600 provenant d'Argentine jusqu'en 1968, puis de modèles Toyota et Suzuki à partir de 1978
- Dellepiane (1980)
- El Terruno (1960)
- Facansa (1960-1980)
- Grumett (1960–1982)
- Guitolar Ltda.(1970–2004)
- Indio (automobile) (1969–1977)
- Industrias WARV (1966–1972)
- Mauser S.A.
- Metalurgica Laguarda (1963)
- Sevel Uruguay (1980-1996) assemblage en CKD de modèles Fiat do Brasil et Fiat Argentina
- Taller Danree y Silveira (1950–1960)

## Venezuela

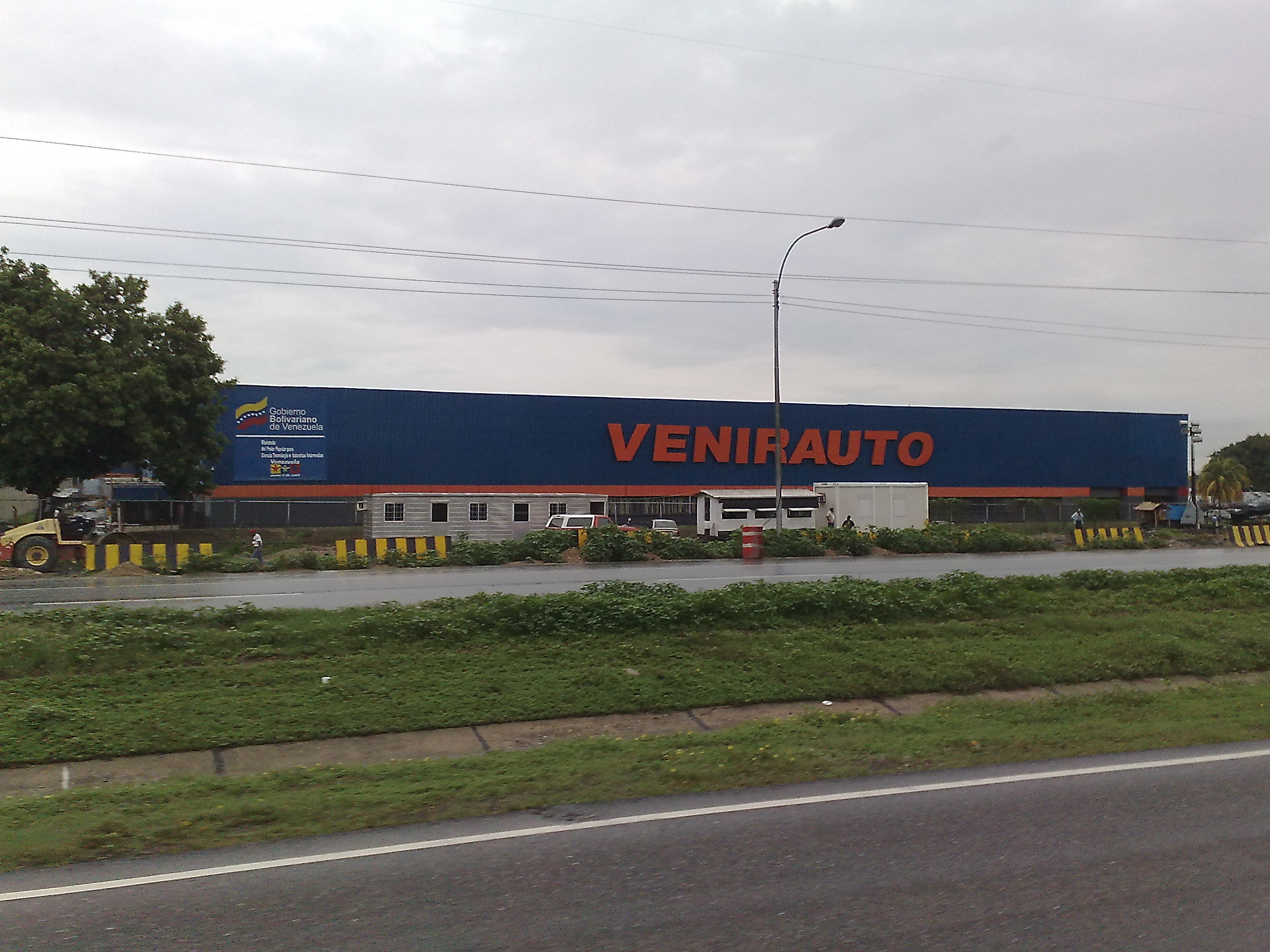
Usine d'assemblage de Venirauto à Maracay

Nota : Depuis 2014, le Venezuela connaît une terrible crise économique causée par les mesures prises par le gouvernement de Nicolas Maduro, le successeur d'Hugo Chavez. Malgré une essence quasiment gratuite, les constructeurs/assembleurs n'arrivent pas à obtenir des devises pour importer les éléments CKD à monter localement. Quatre des sept assembleurs : Toyota, Ford, Chrysler et IVECO ont peu à peu suspendu leur production, Mitsubishi l'a carrément arrêtée. La production automobile globale a chuté de plus de 92 % entre 2012 et 2020. L'inflation a atteint 1 000 % ! Pire, le 19 avril 2017, les autorités gouvernementales ont saisi l'usine General Motors de Valencia, dans le nord du pays, qui était à l'arrêt forcé. En 2007, 172 418 véhicules ont été produits, en 2014, la production est tombée à 19 759 véhicules et en 2021, seuls 6 véhicules ont été assemblés dans le pays.

### Marques actives
- MMC Automotriz (en) (1990-présent) J-V entre Cif et Diasa - a assemblé des modèles Merceds-Benz puis Ford - à partir de 1990 des modèles Mitsubishi et, depuis 1996 Hyundai
- Venirauto (2006-présent) assemble des véhicules iraniens Iran Khodro et Saipa

### Marques disparues
- CCV - Constructora Venezolana de Vehiculos (1962-1995) (1962-1968) J-V entre Covenal (70 %), Renault (15 %), AMC (15 %) - (1968-1971) J-V entre Covenal (51 %), Renault (24,5 %), AMC (24,5 %) - (1971-1993) partenariat avec General Motors - (1993) cession au groupe Carvaca-Corporacion Automotriz Renault Volvo
- Renault Venezuela (1981-1991) J-V entre Covenal (51 %) et Renault (49 %)

## Vietnam

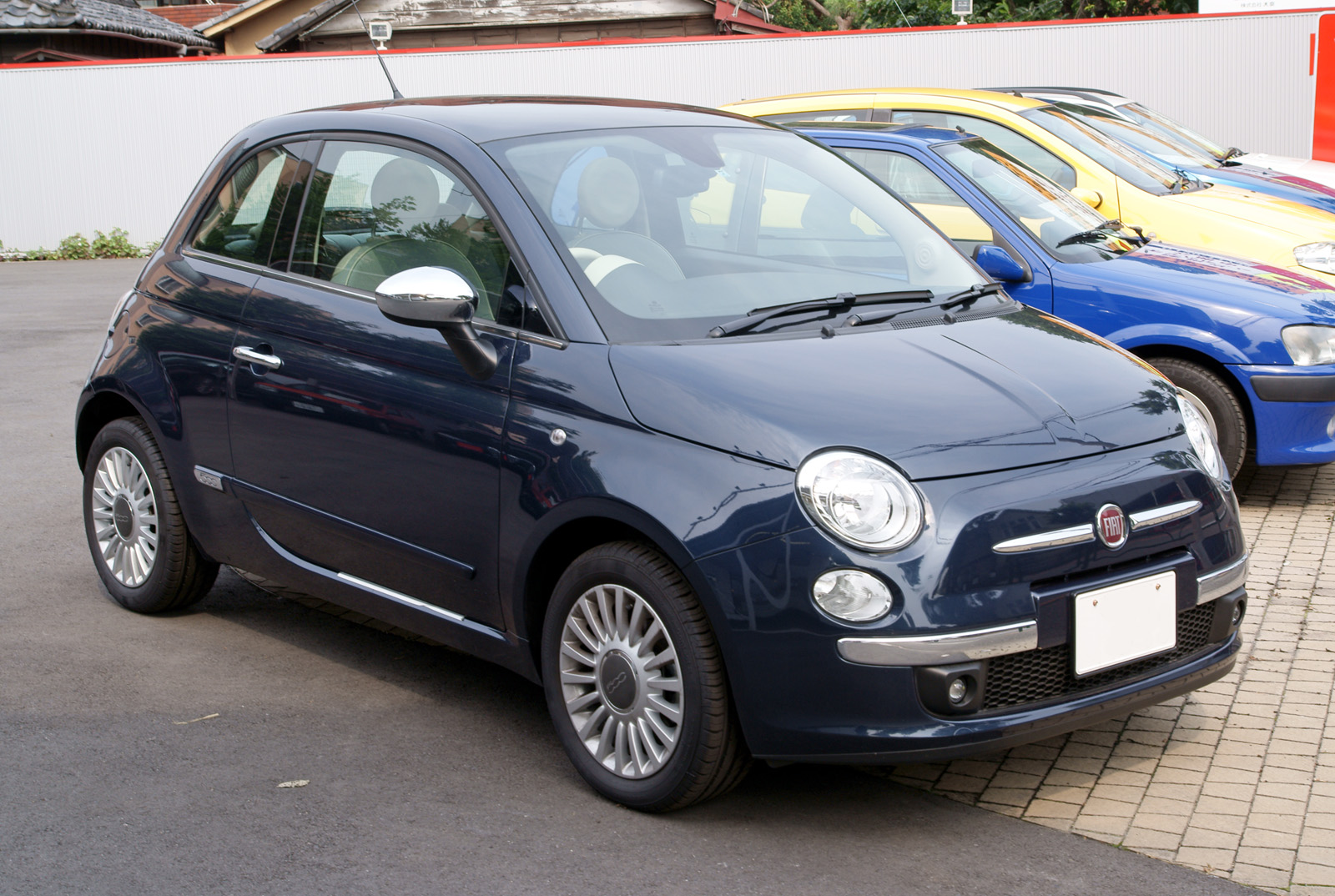
Fiat 500 assemblée par Mekong Auto.

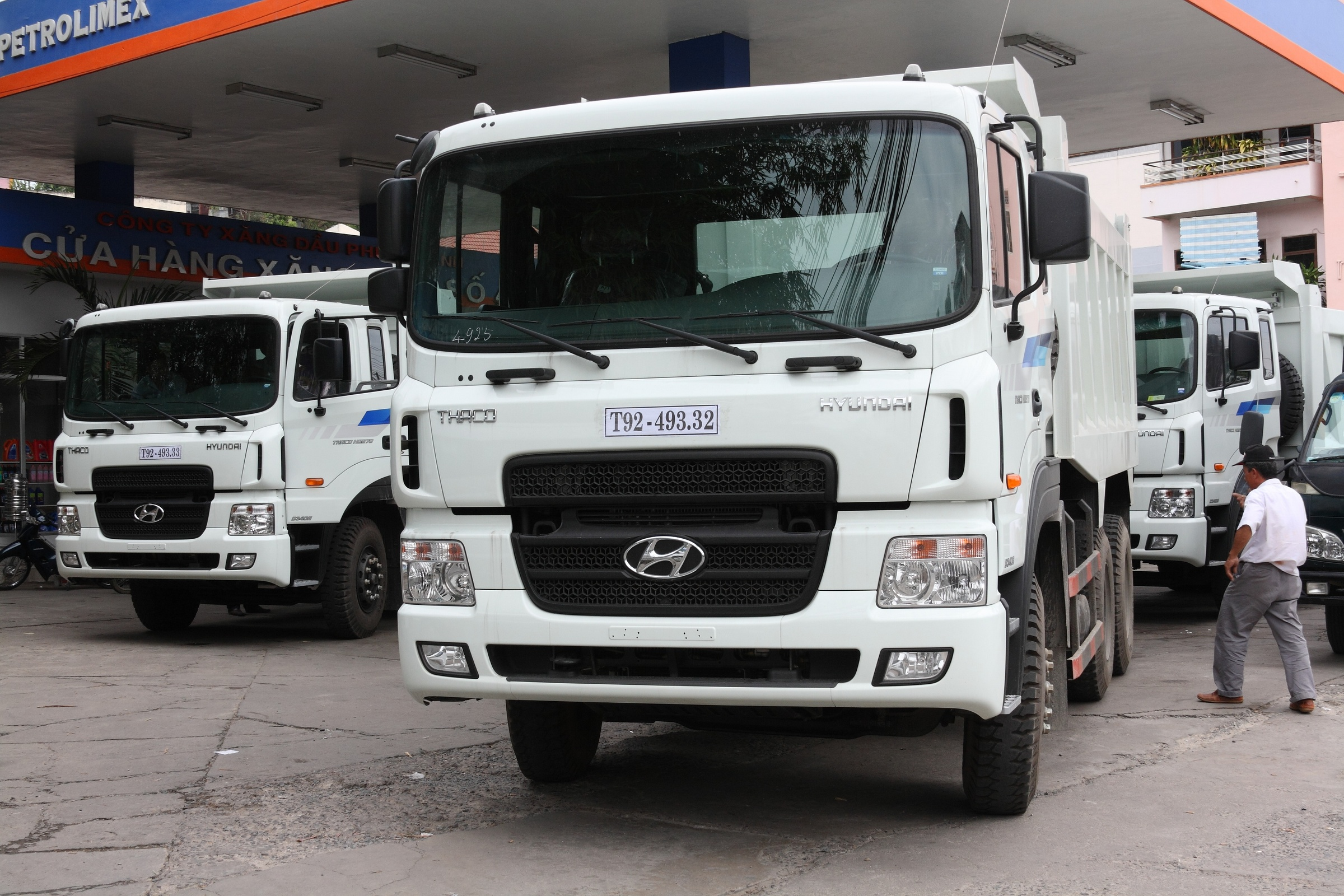
Thaco Hyundai HD270 (Camion Hyundai - THACO).

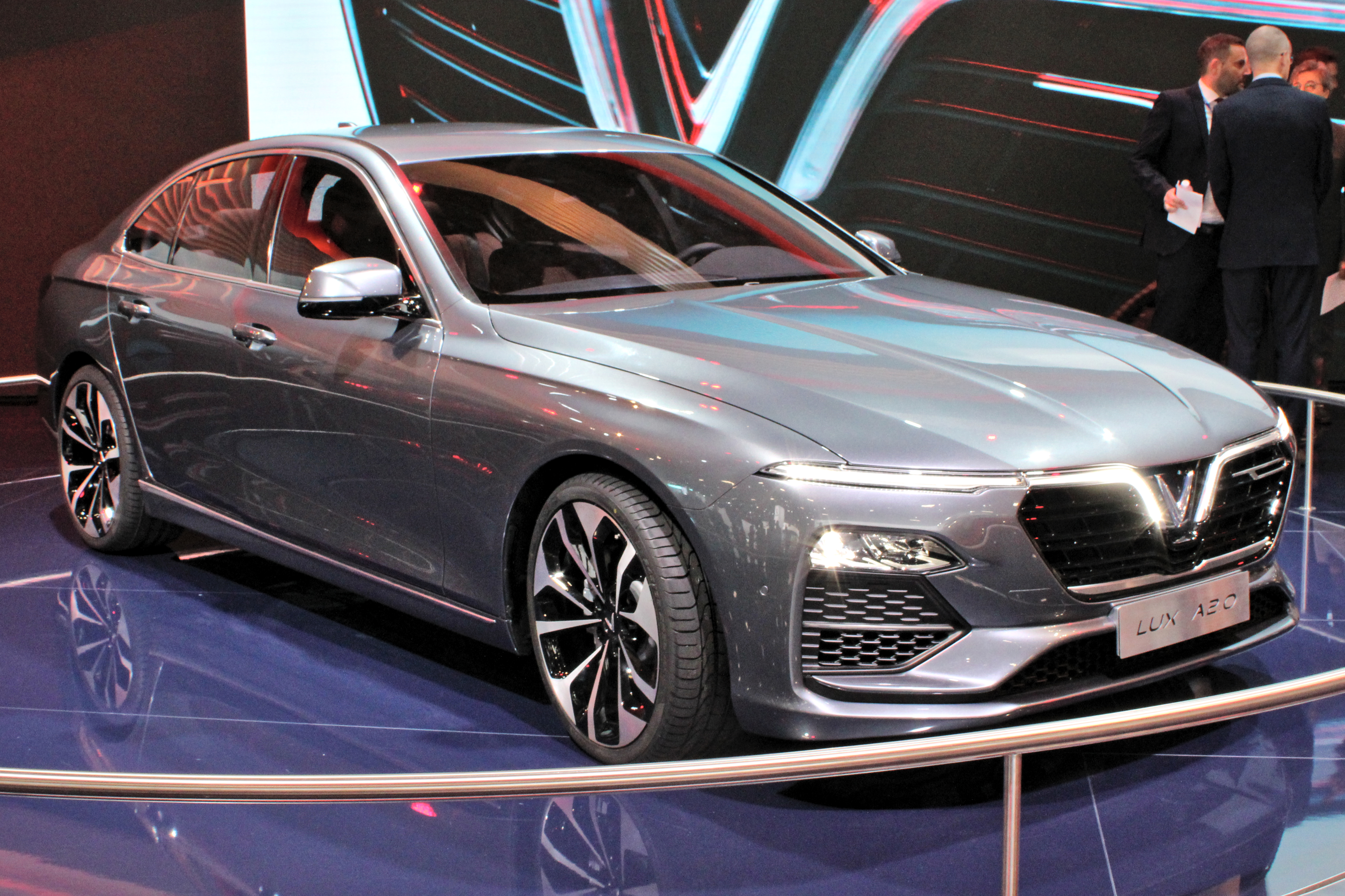
VinFast LUX A2.0.

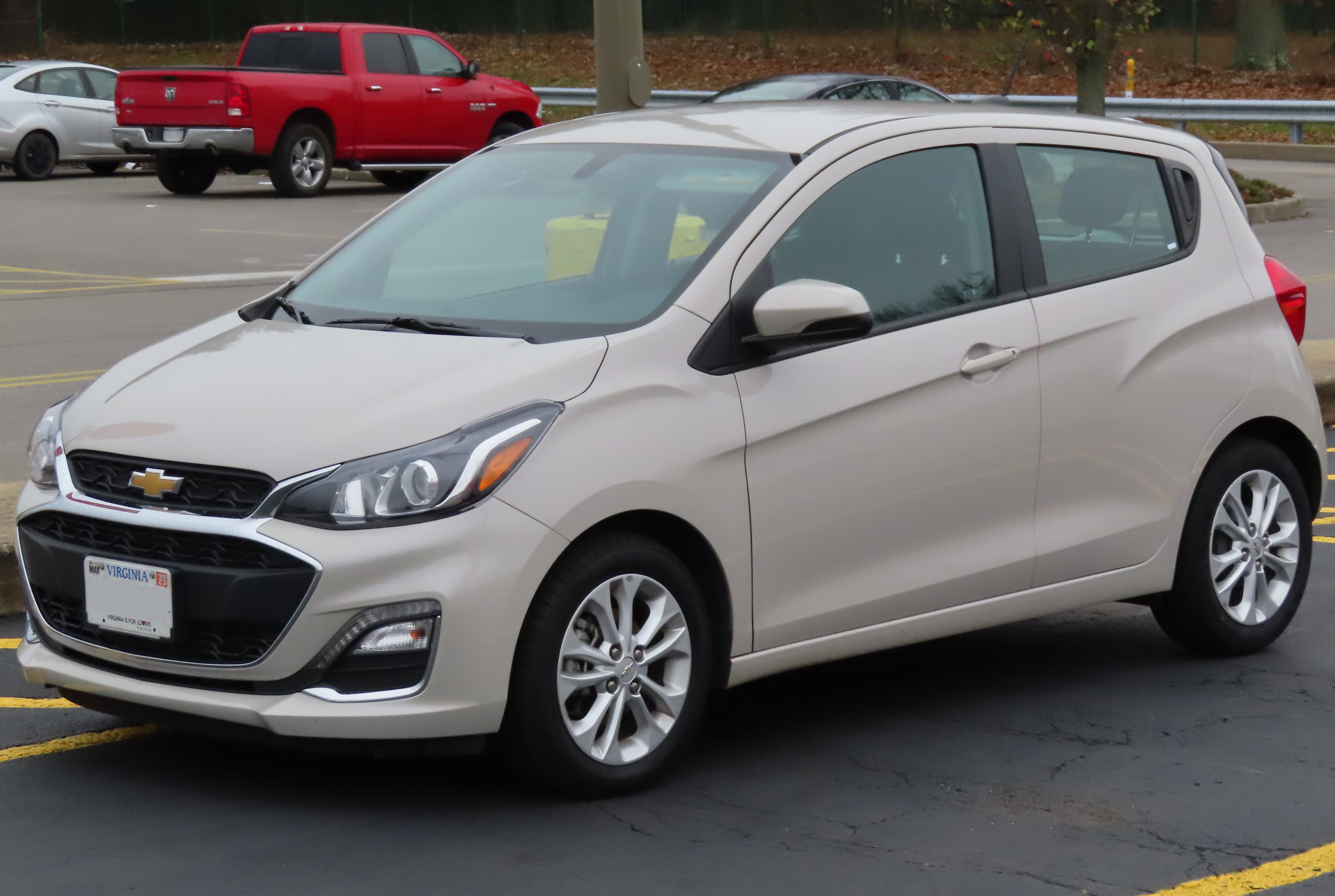
Chevrolet Spark produite par Vietnam-Daewoo Motor (GM Vietnam).

### Marques actives
- Chien Thang
- Ford Vietnam (en) (1995-présent) J-V entre Ford Motor Company (75 %) et Song Cong Diesel Company (25 %)
- Hino Motors Vietnam
- Isuzu Vietnam (en) (1995-présent) J-V entre Isuzu (35 %), Itochu Shoji (35 %), Saigon Automobile Mechanical Corporation (20 %) et Govap Import-Export Company (10 %) - assemble en CKD des SUV et camions Isuzu
- Mekong Auto (1991-présent) assemble des automobiles Fiat, SsangYong et Pyeonghwa et des camions IVECO
- Sai Gon Mechanical Engineering Corporation (en) (1975-présent) autobus
- THACO (1997-présent) J-V avec Kia Motors et Mazda - automobiles, camions légers et autobus
- VinaMazda (en) (2010-présent) ((J-V entre Mazda et THACO
- VinFast (2017-présent) bases modèles BMW et GM sous licence
- World Auto (en) (2006-présent) importe et assemble des modèles Volkswagen

### Marques disparues
- Vietnam-Daewoo Motor (en) (1993-2018) ex VIDAMCO, J-V entre Daewoo Motor Co. et 7983 Mechanic Union Enterprise (Ministère vietnamien de la Défense) - privatisation en 2000, renommée VIDAMCO en 2011 - devient Vinfast en 2018
- Vinaxuki (2004–2015)

## Zambie

### Marque active
- Tata Zambia (en) (1977-présent)

## Zimbabwe

### Marque active
- Willowvale Motor Industry (2017-présent) J-V avec Beijing Automobile International Corporation (BAIC) et Astol Motors

### Marques disparues
- Willowvale Mazda Motor Industry (1989-2012) J-V avec Mazda
- Willowvale Motor Industry (1961-1989) J-V avec Ford - fermeture en 1965 à la suite des sanctions ONU, rachetée en 1967 par RIDC - Rhodesian Industrial Development Corporation pour assembler plusieurs modèles de voitures et camions de nombreuses marques